# Bildtafel Haushunde
Die Bildtafel Haushunde stellt in einer Fotogalerie die Vielfalt der Rassehunde und ihrer Hybride vor.
Hinweis: Je Hunderasse bzw. Hybridhund ist jeweils ein typisches Bild zu finden. Die Bezeichnung gibt den „üblichen“ Namen der Rasse wieder, oft sind Namenszusätze wie kleiner …, großer …, deutscher … weggelassen.
Siehe auch: Liste der Haushunde mit den entsprechenden Beschreibungen und Synonymen. Bei Fragen bietet das Portal Hund außerdem einen Rassebestimmservice.

## A

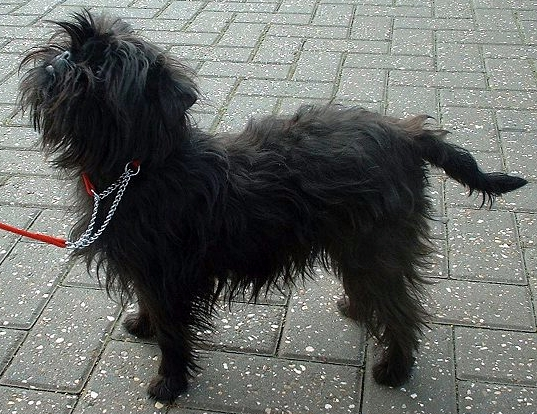
Affenpinscher
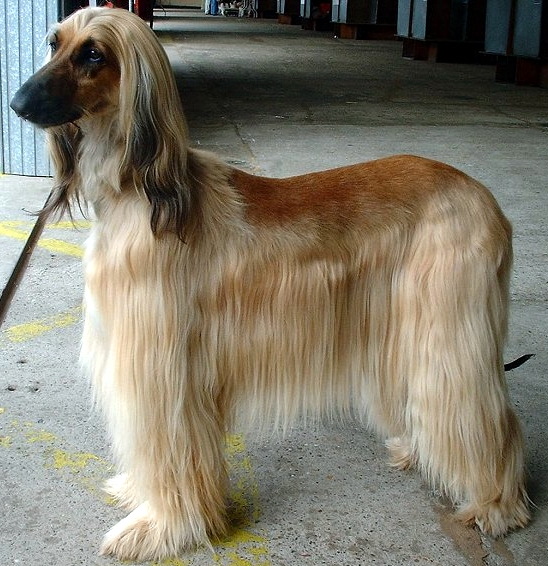
Afghanischer Windhund
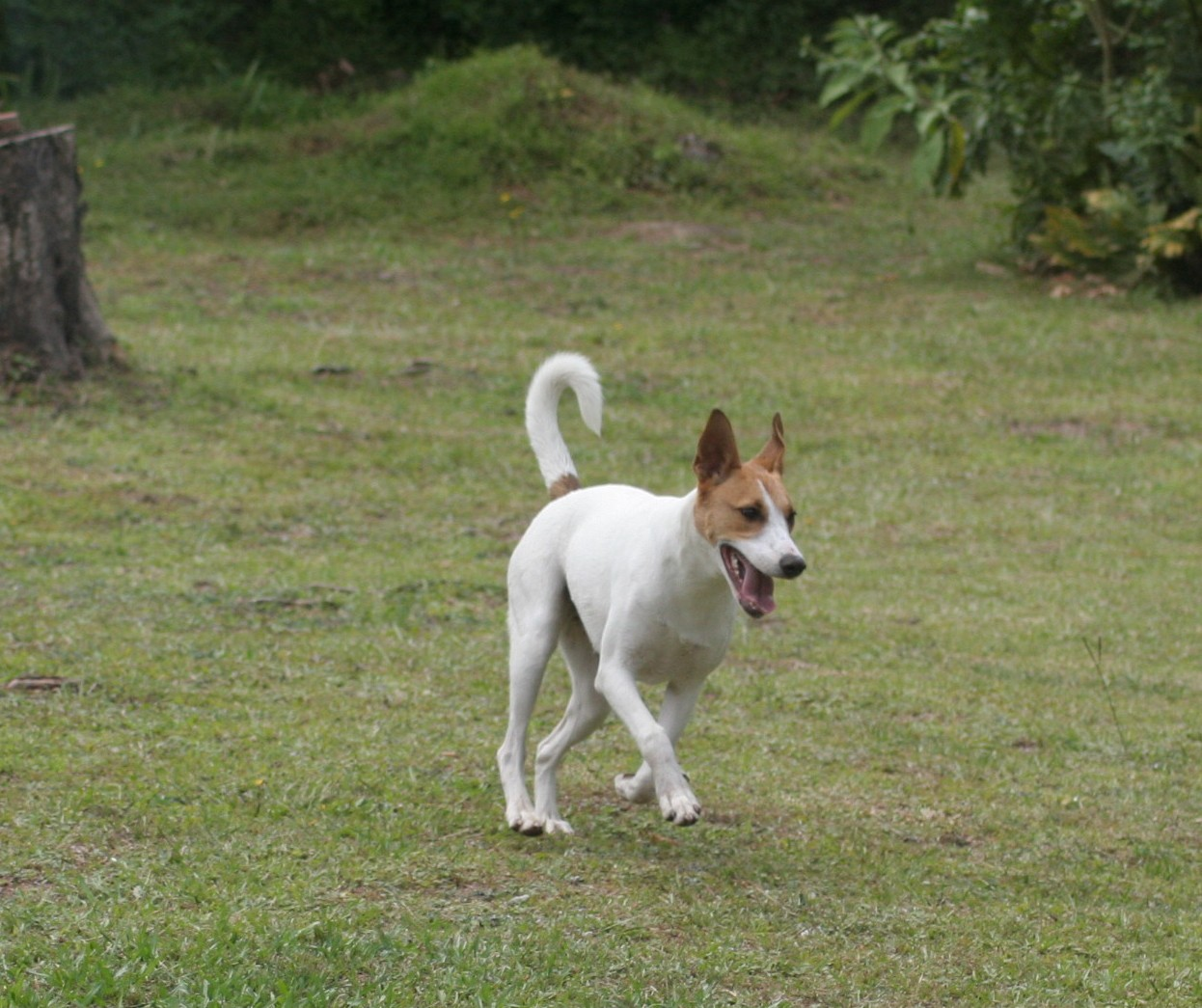
Africanis
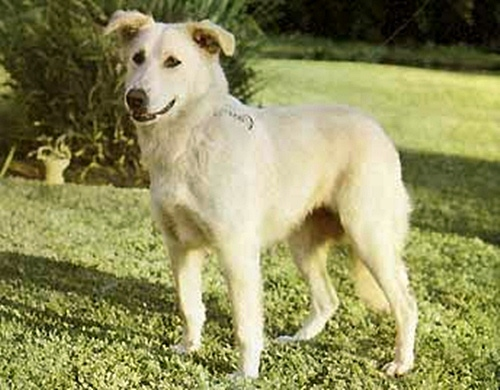
Aidi
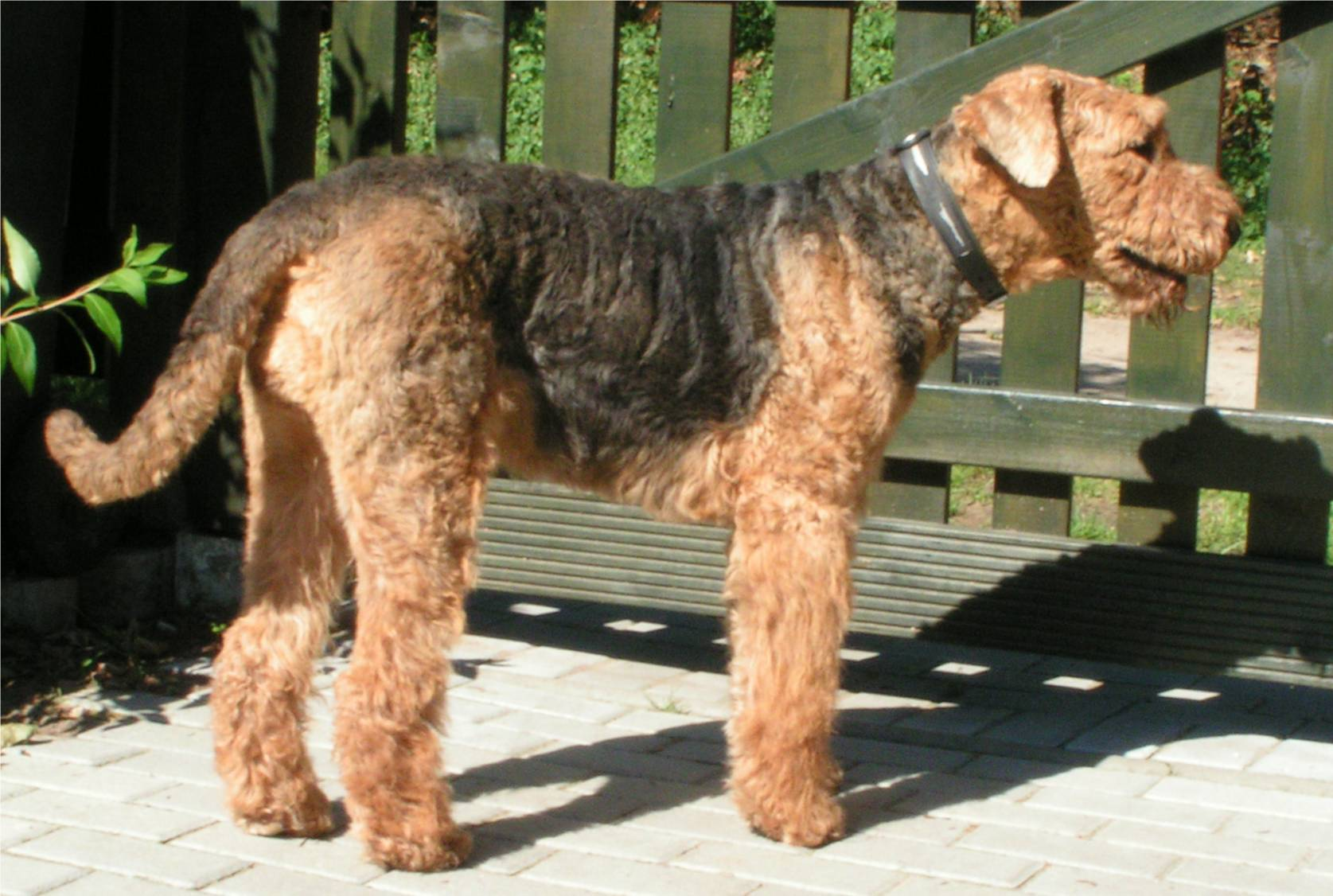
Airedale Terrier
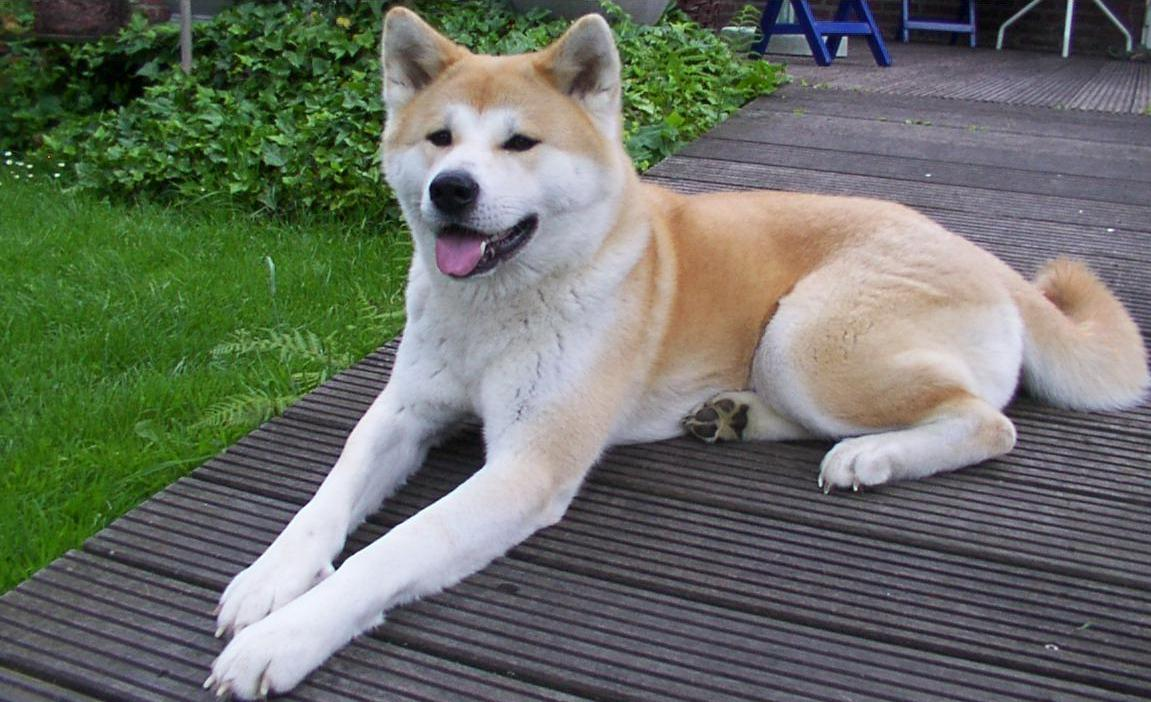
Akita Inu
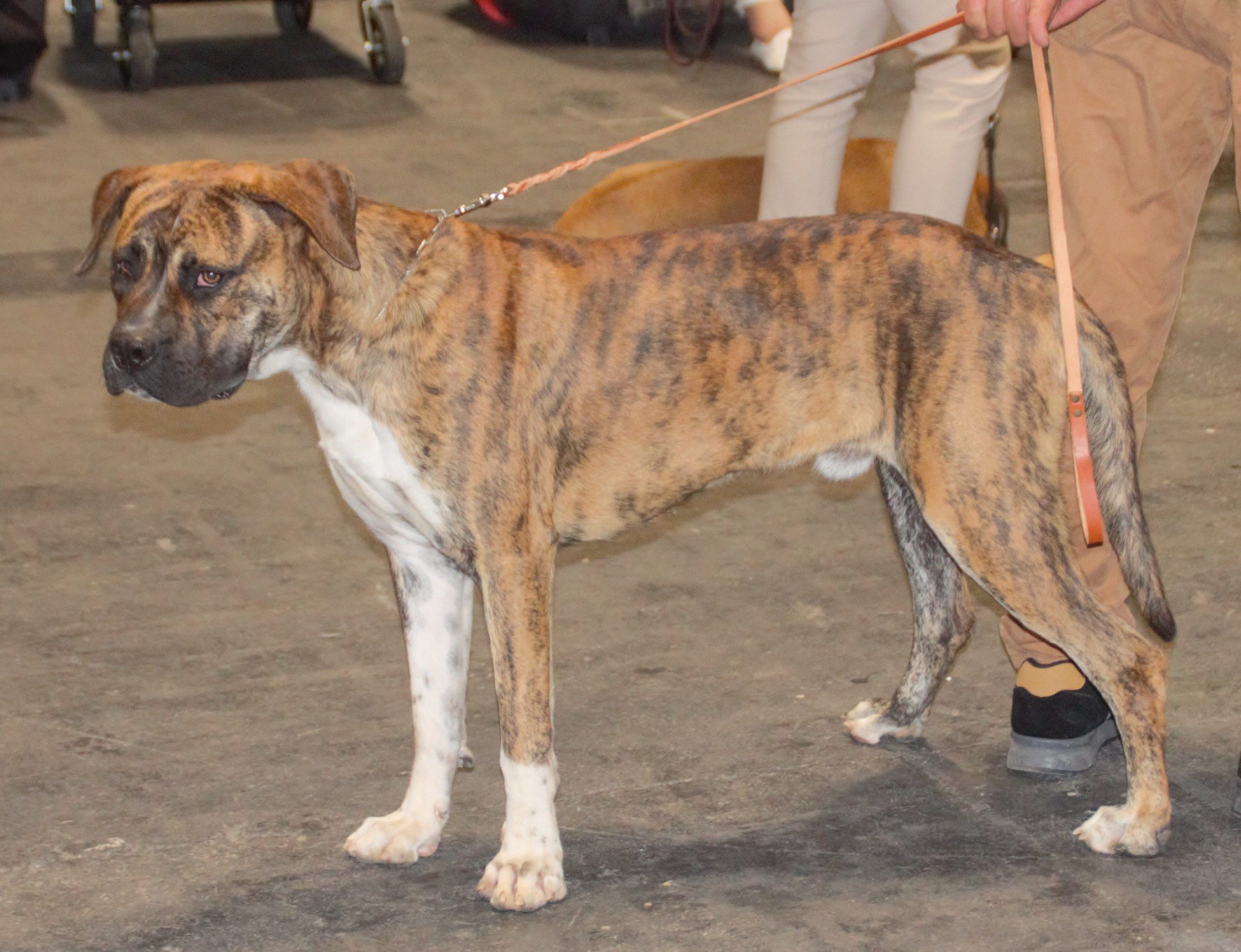
Alano Español
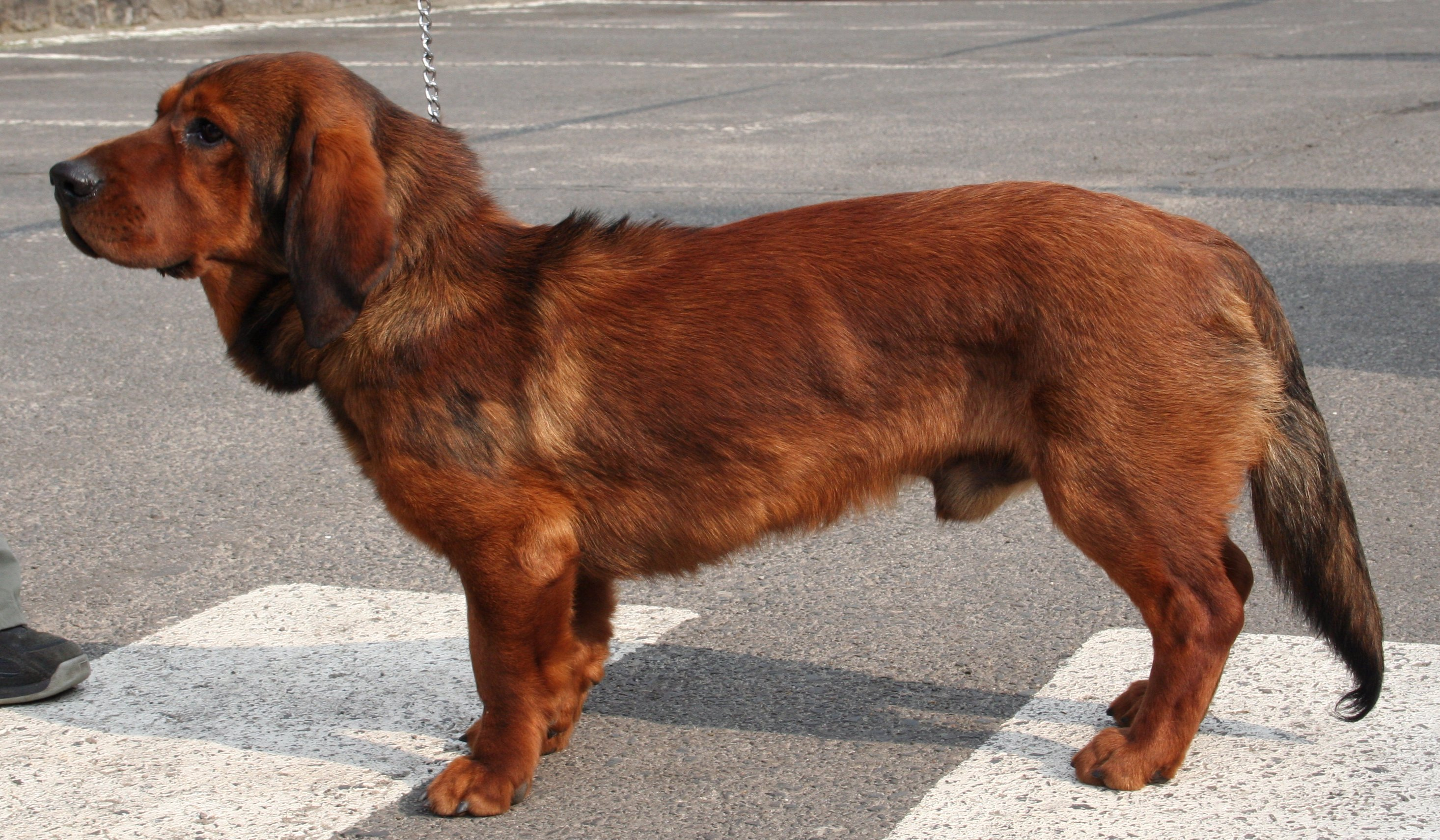
Alpenländische Dachsbracke
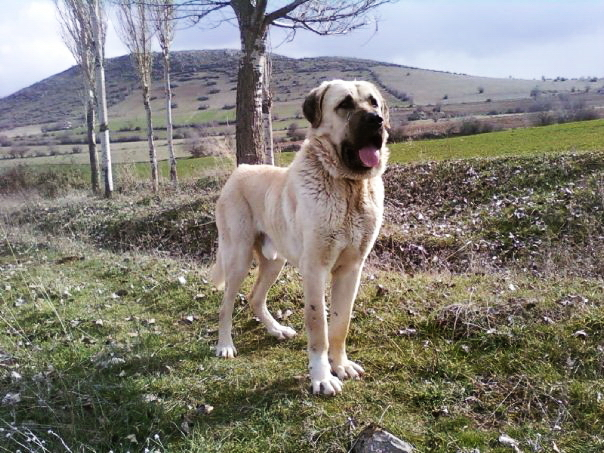
Aksaray Malaklısı
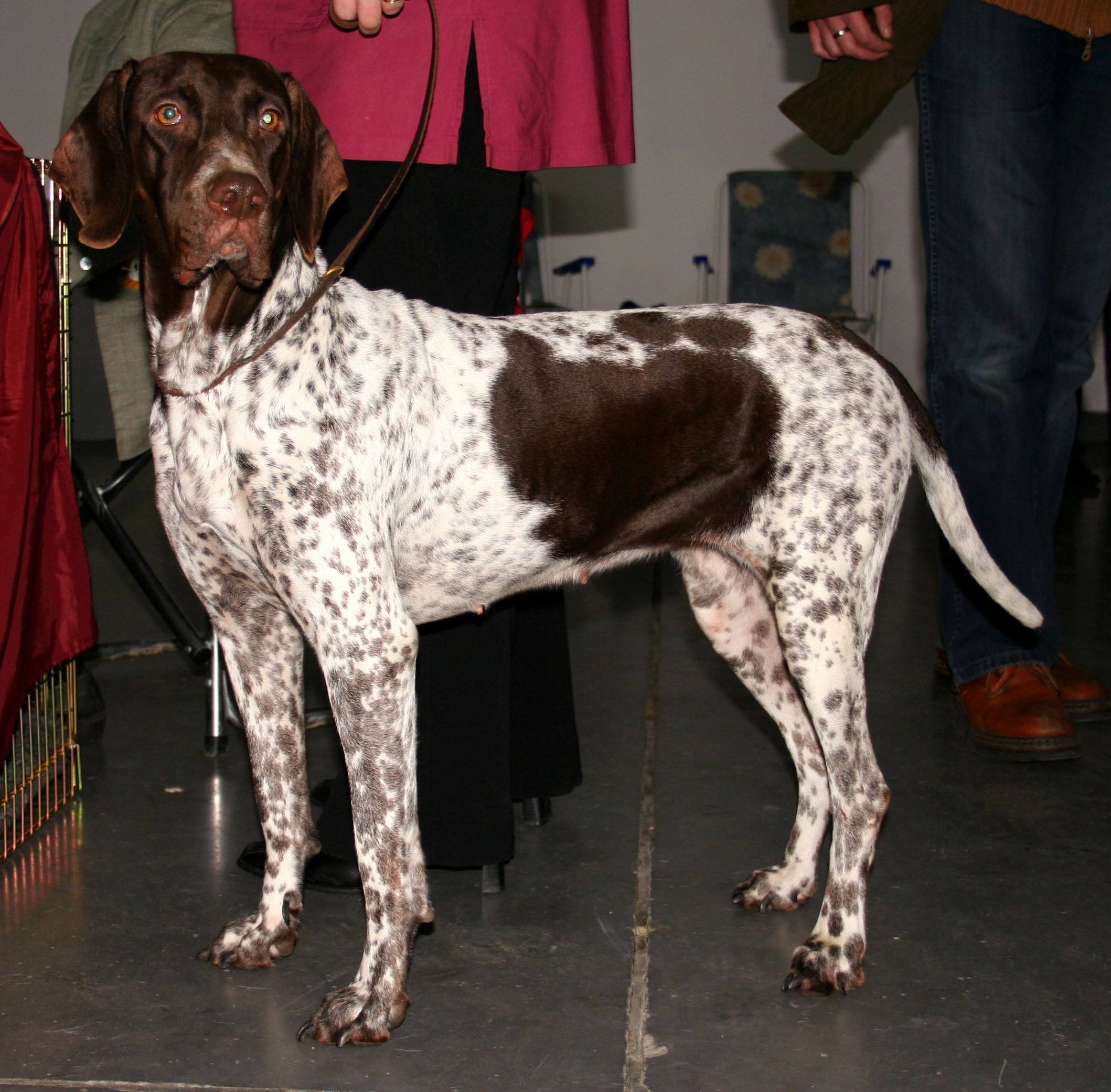
Altdänischer Vorstehhund
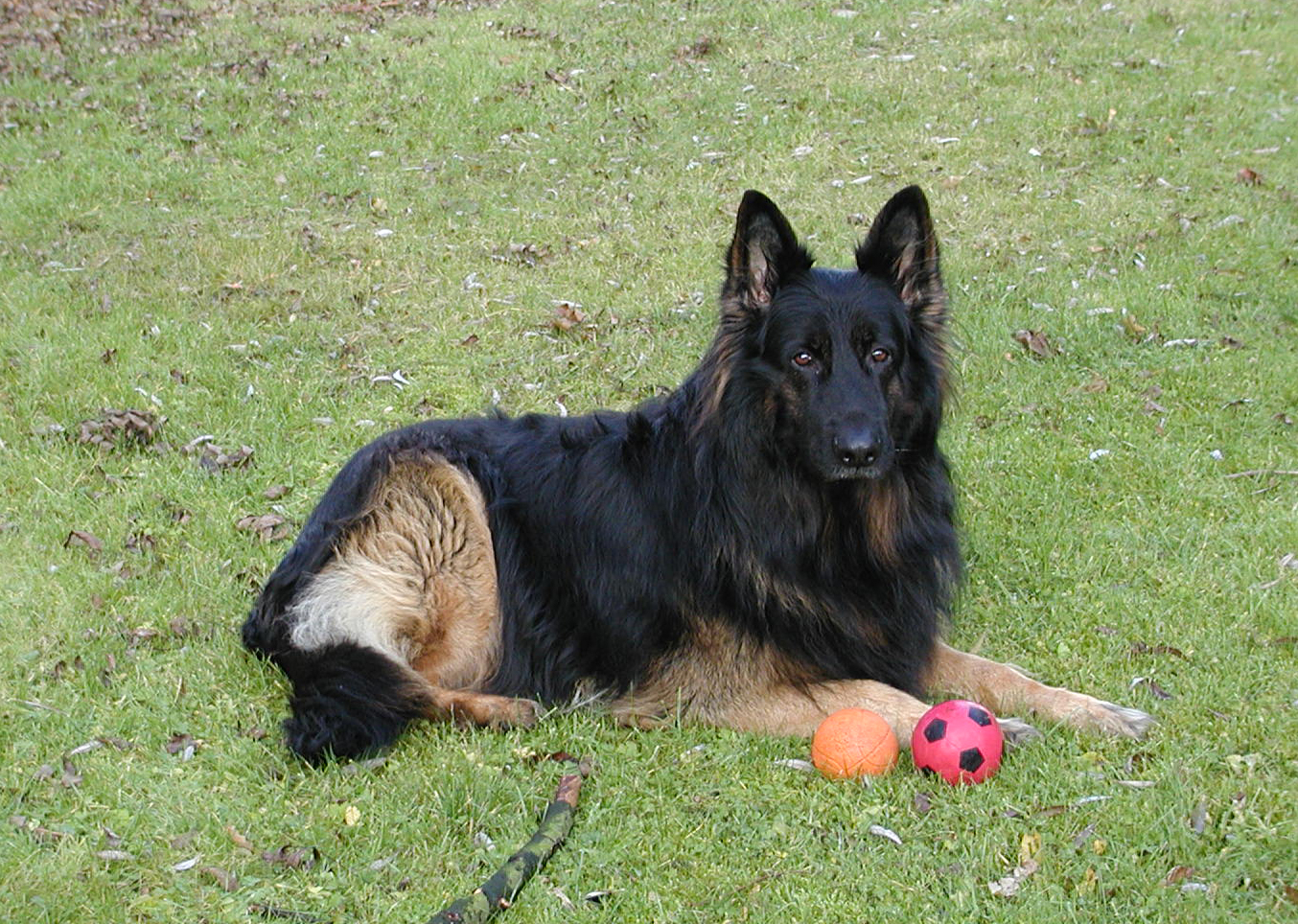
Altdeutscher Schäferhund
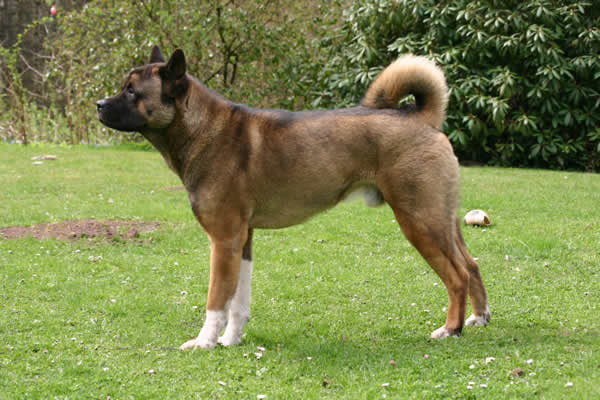
American Akita
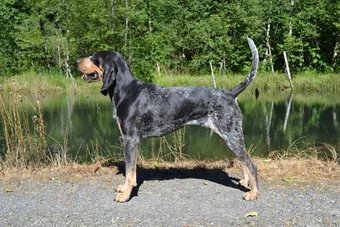
American Blue Gascon Hound
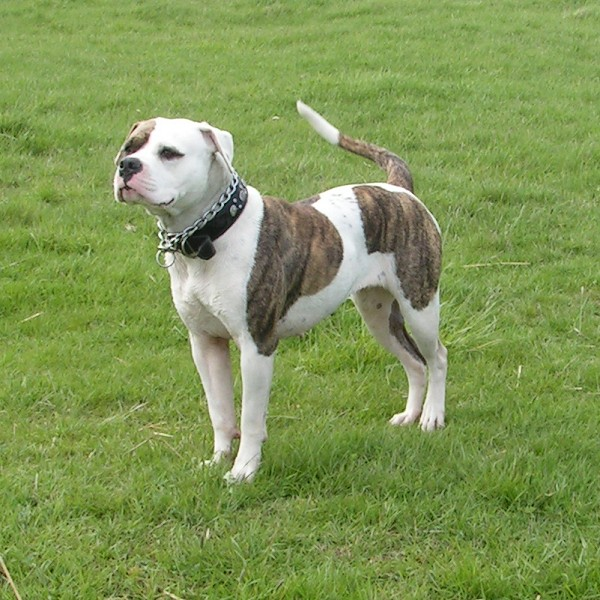
American Bulldog
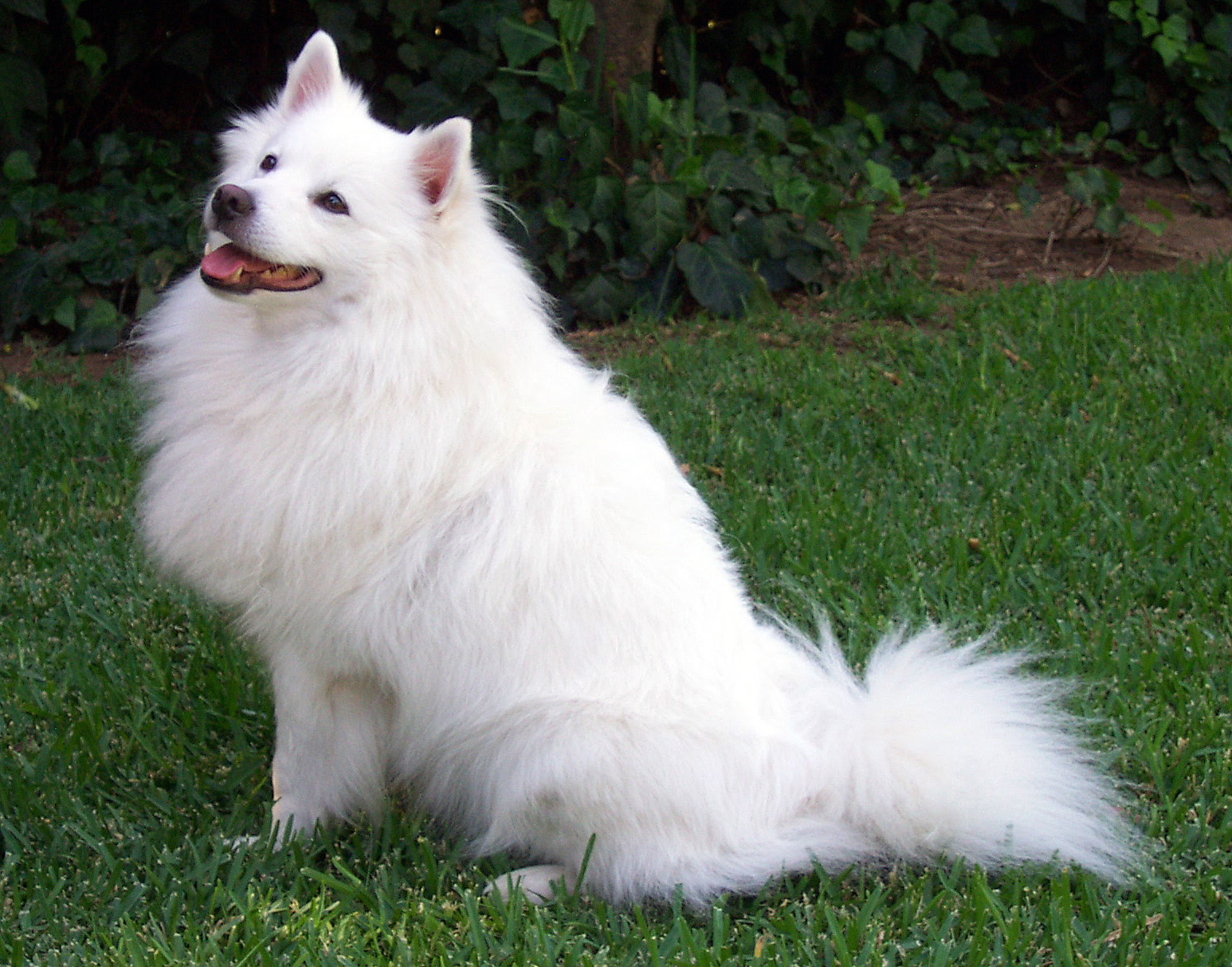
American Eskimo Dog
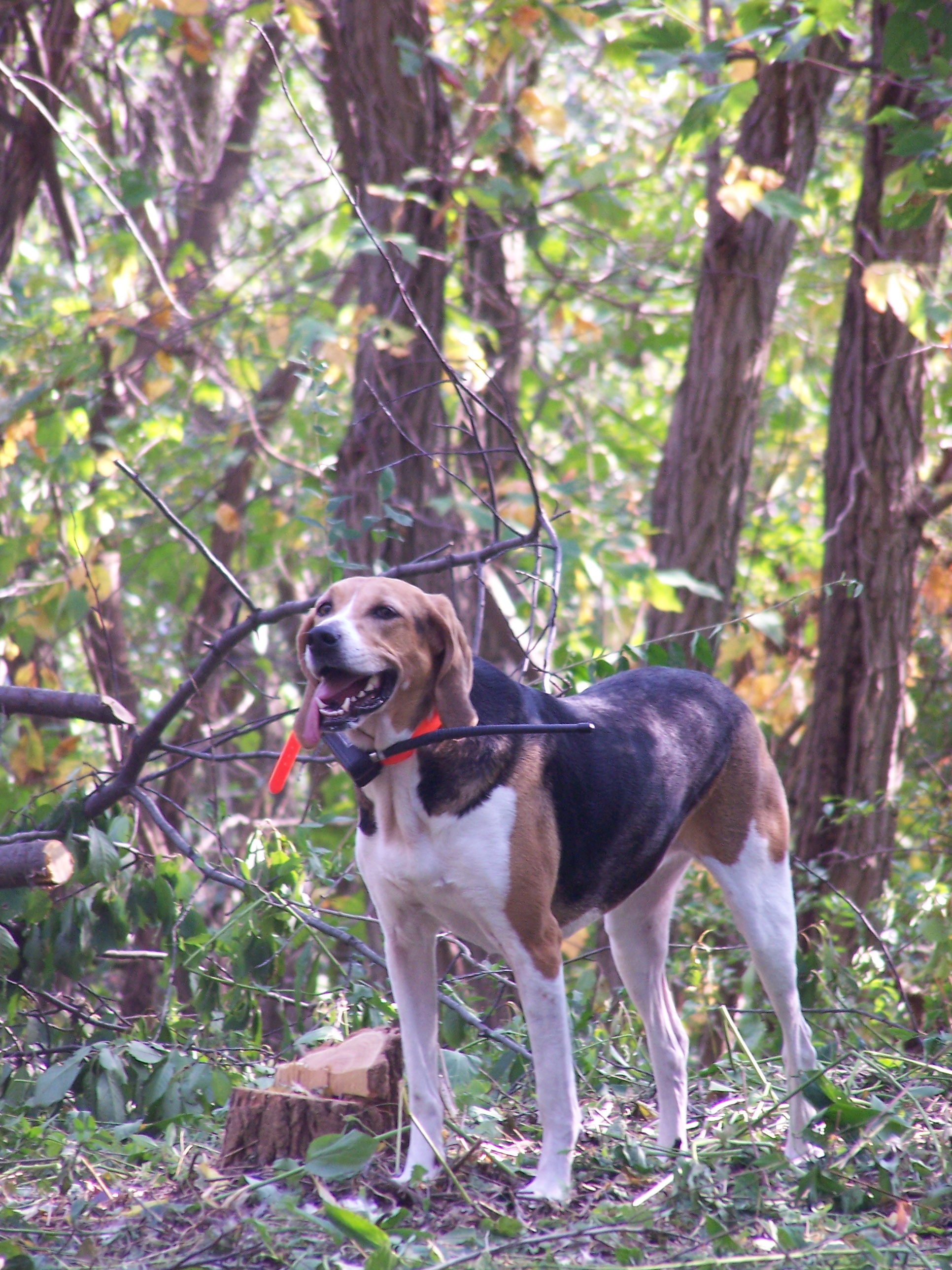
American Foxhound
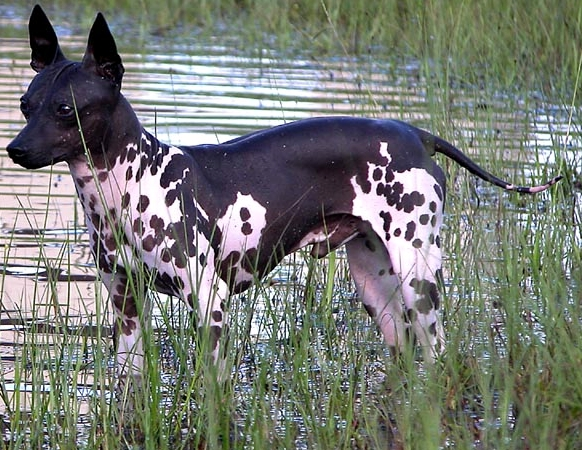
American Hairless Terrier
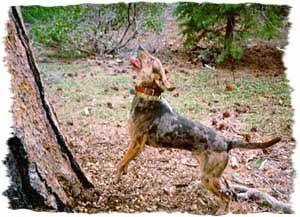
American Leopard Hound
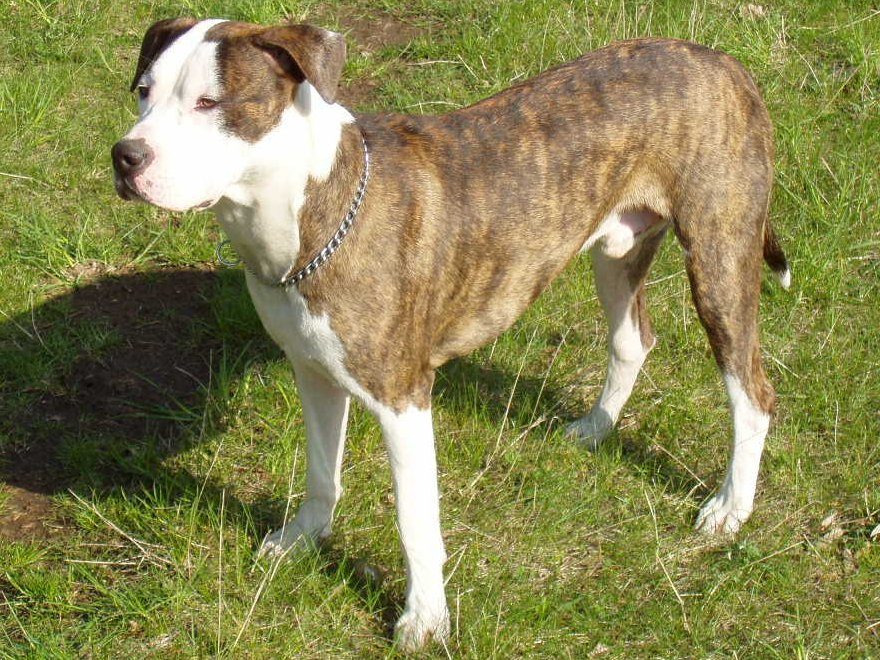
American Pit Bull Terrier
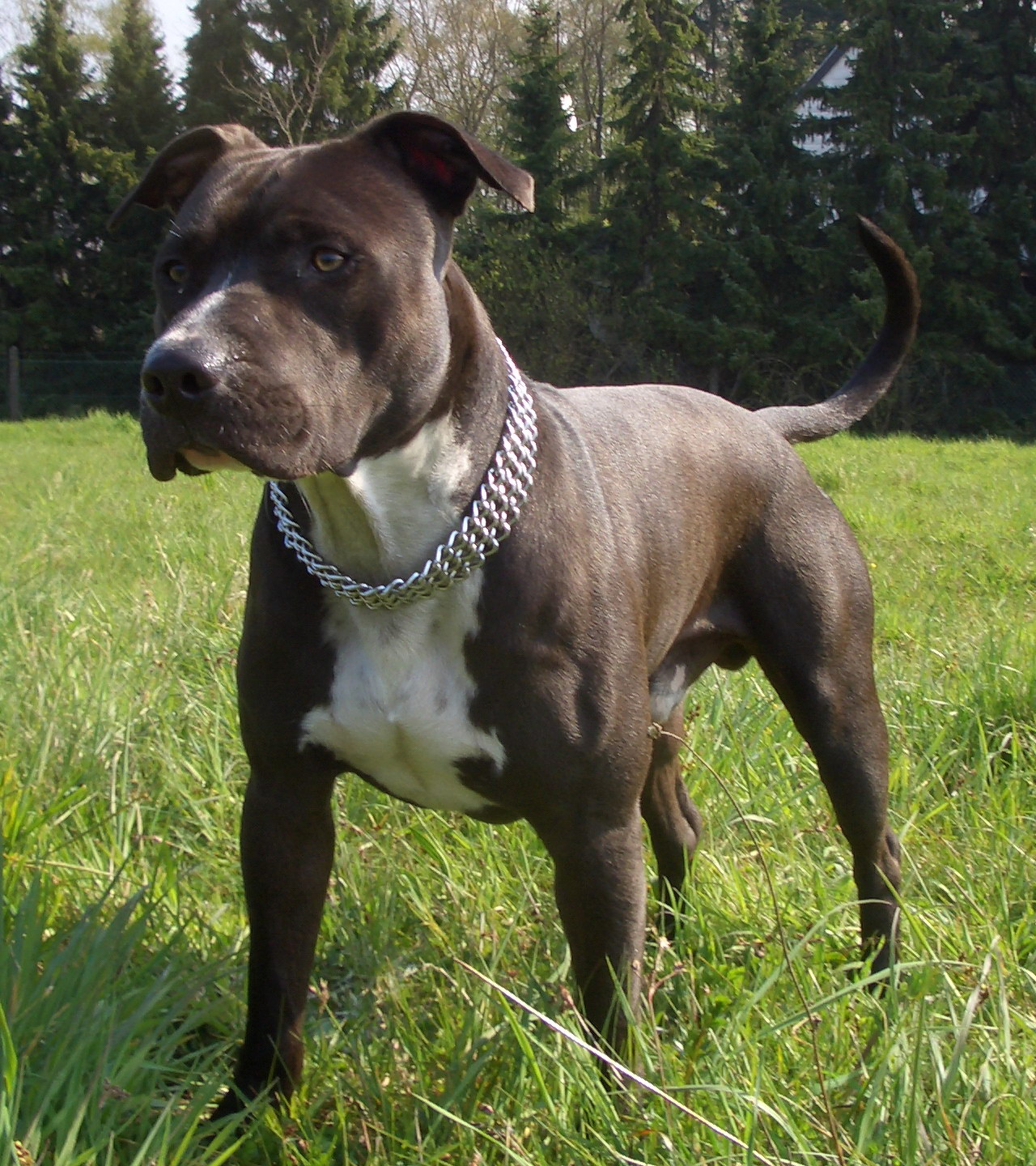
American Staffordshire Terrier
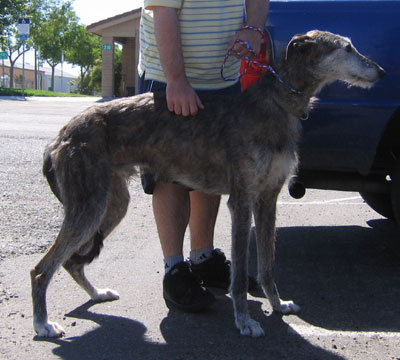
American Staghound
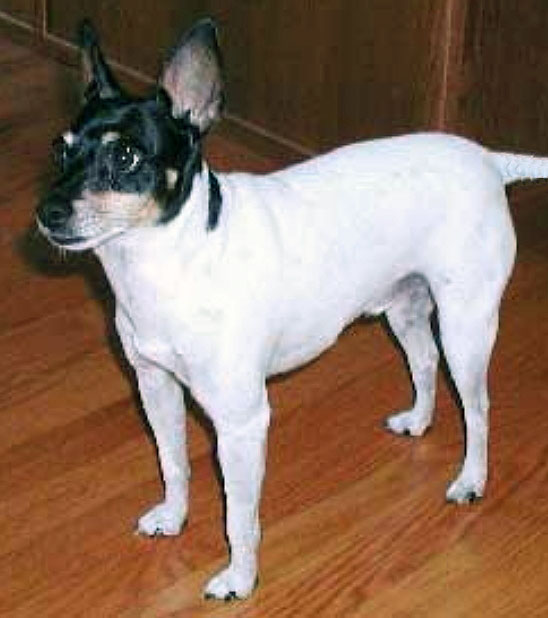
American Toy Terrier
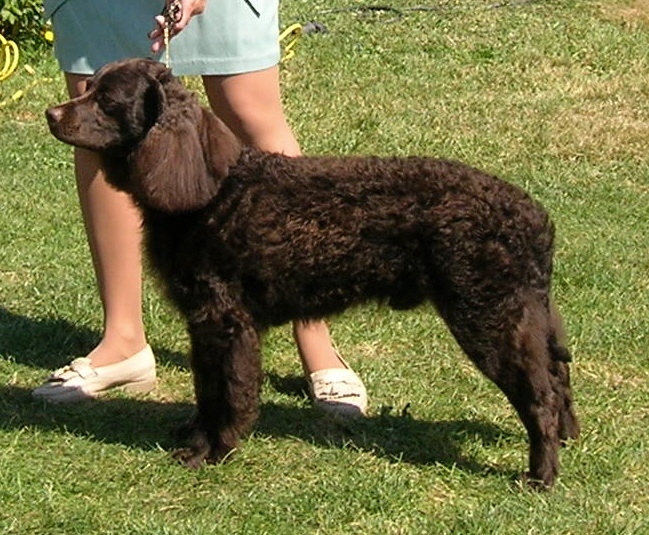
American Water Spaniel
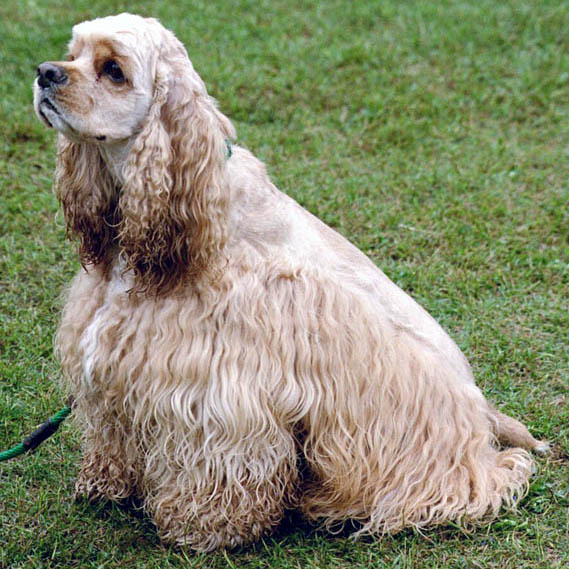
Amerikanischer Cocker Spaniel
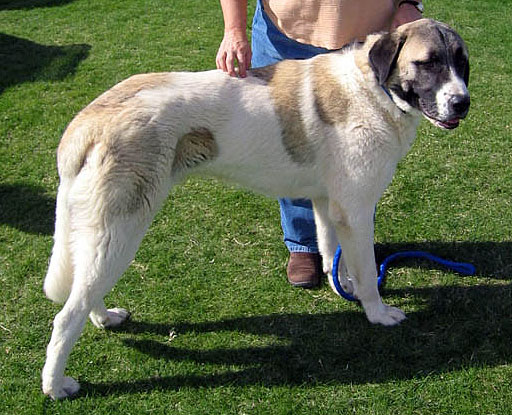
Anatolischer Hirtenhund (Schlag Kangal)
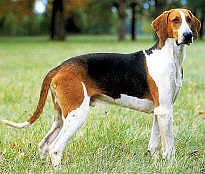
Anglo-Français de petite vénerie
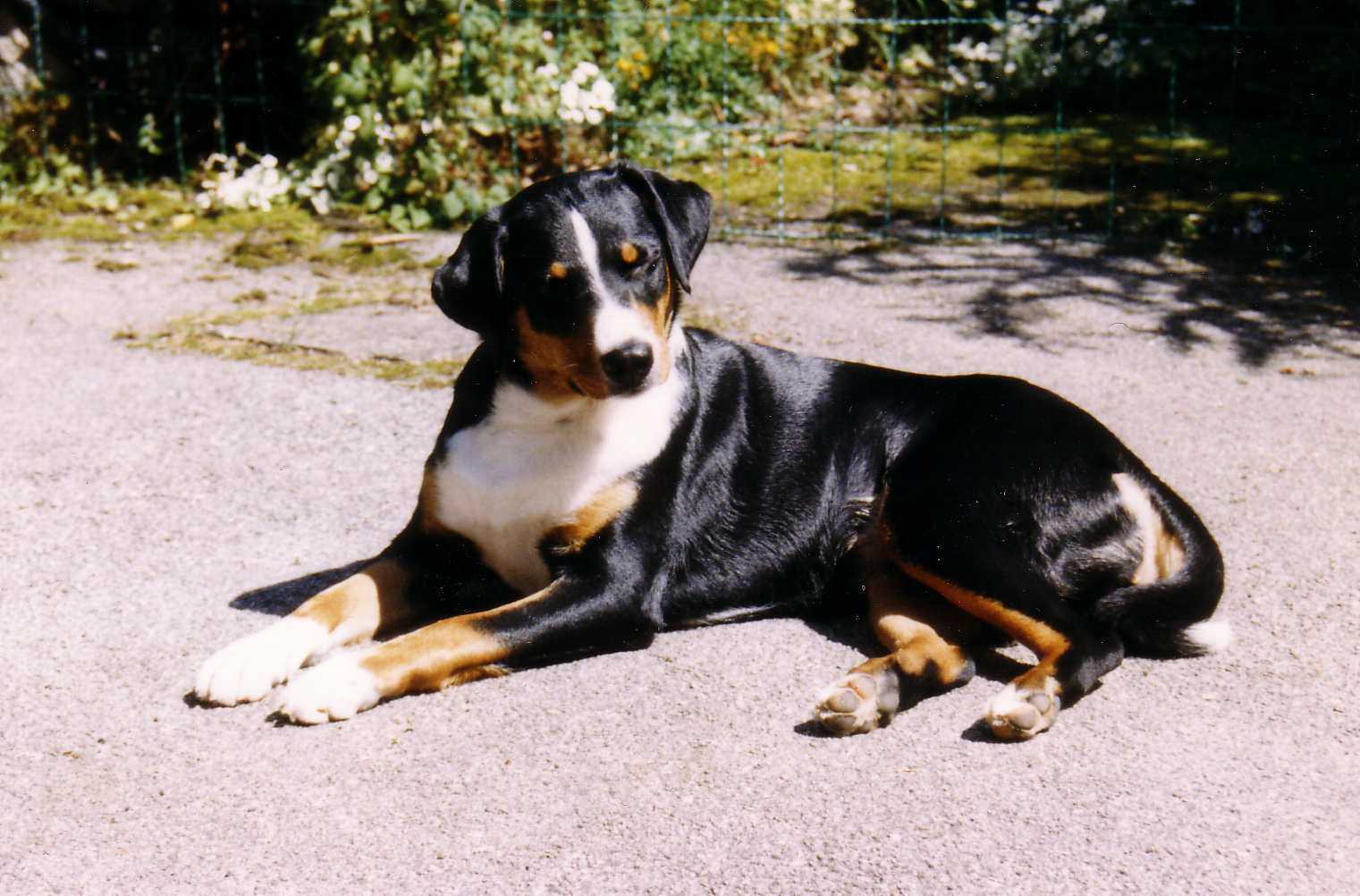
Appenzeller Sennenhund
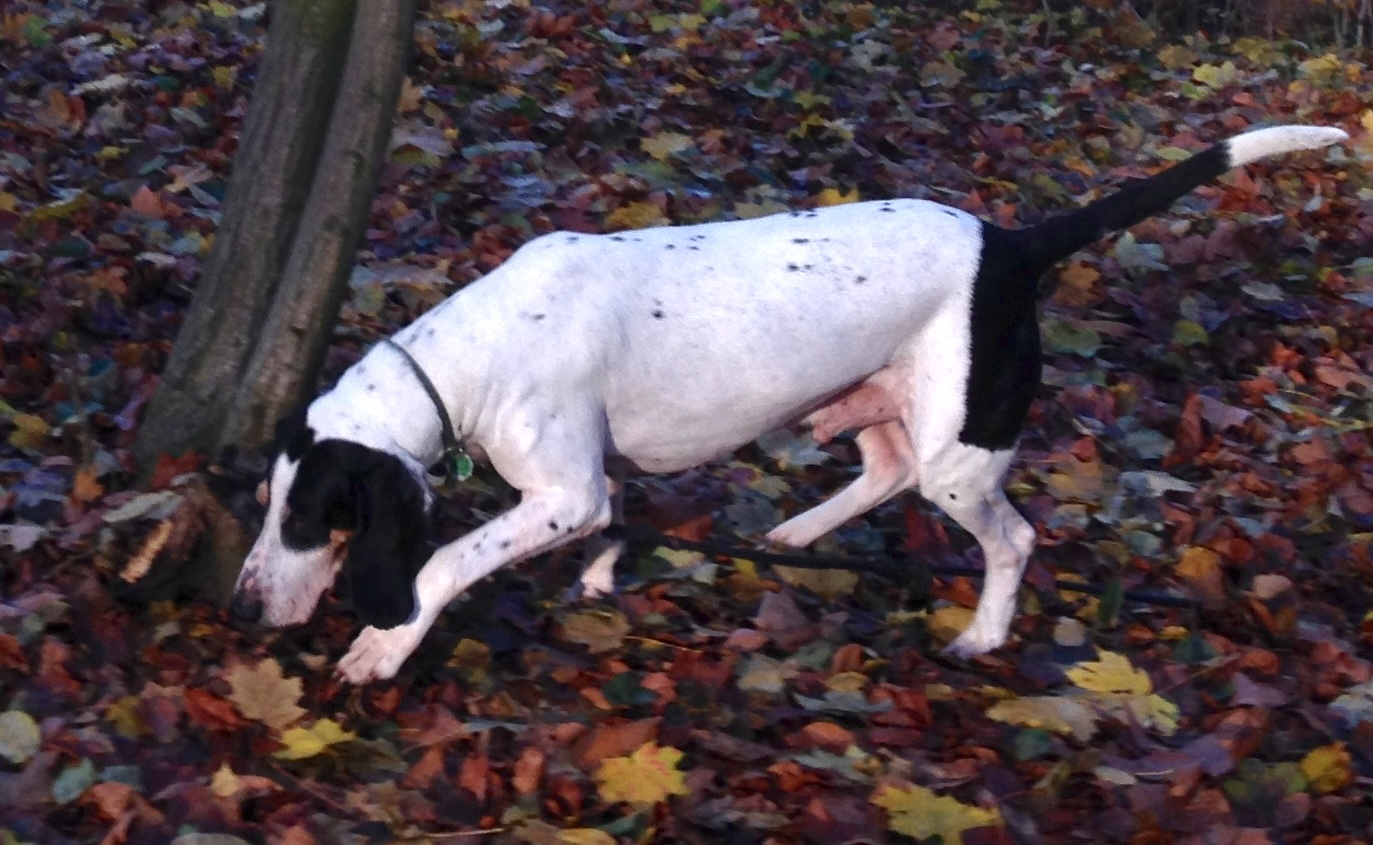
Ariégeois
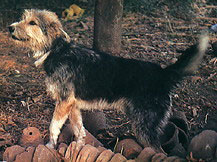
Armant
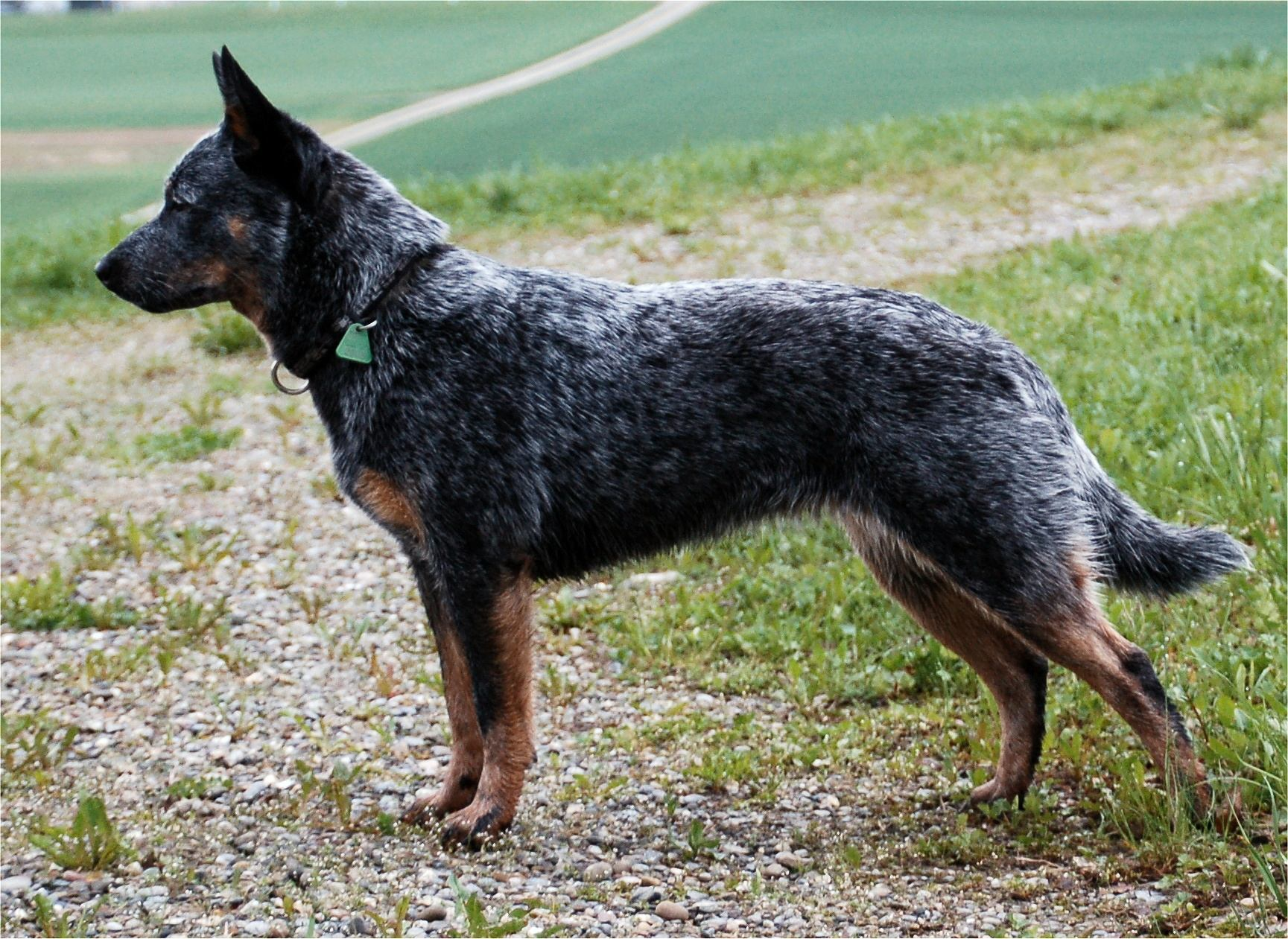
Australian Cattle Dog
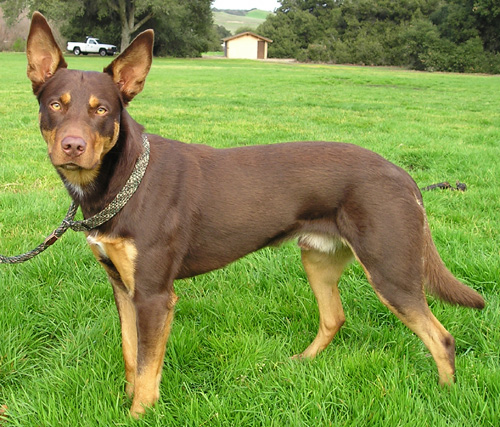
Australian Kelpie
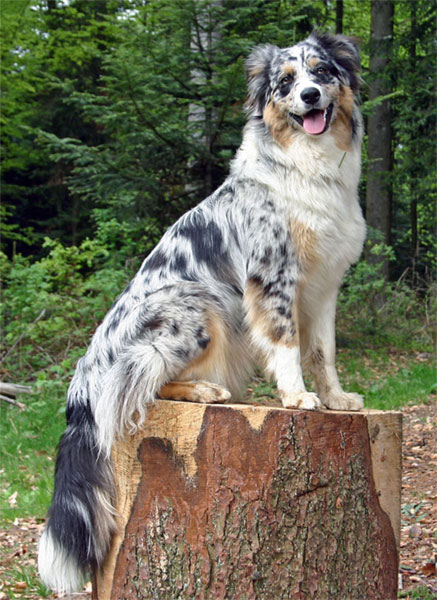
Australian Shepherd
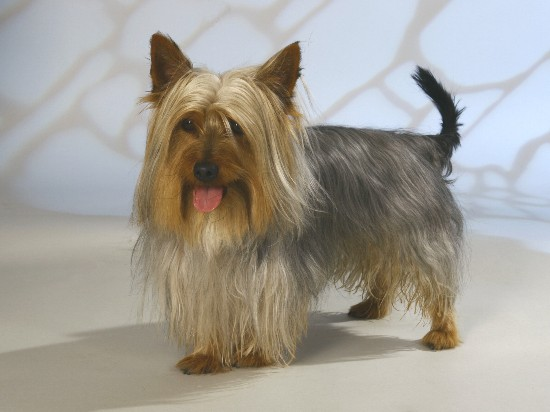
Australian Silky Terrier
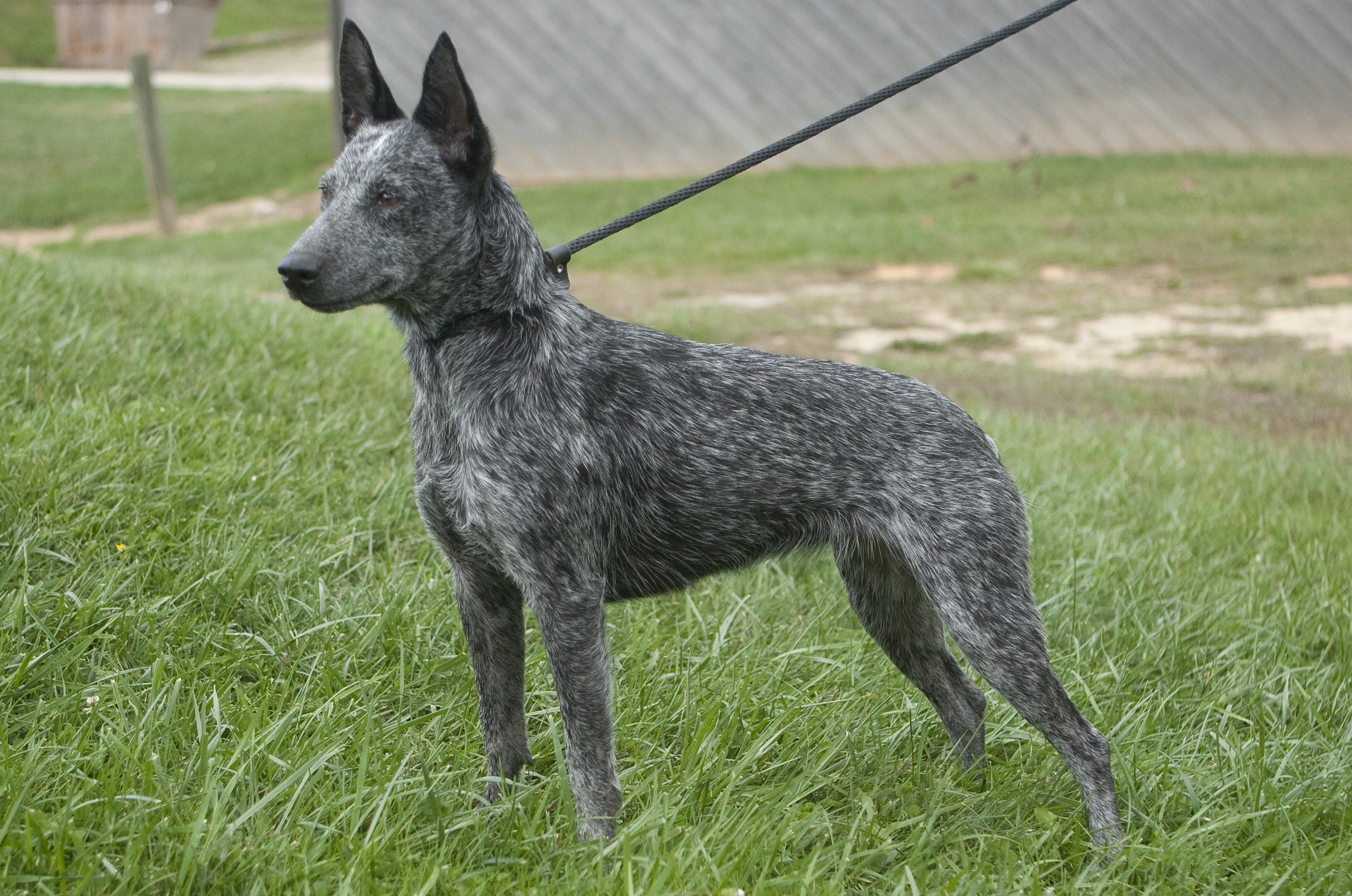
Australian Stumpy Tail Cattle Dog
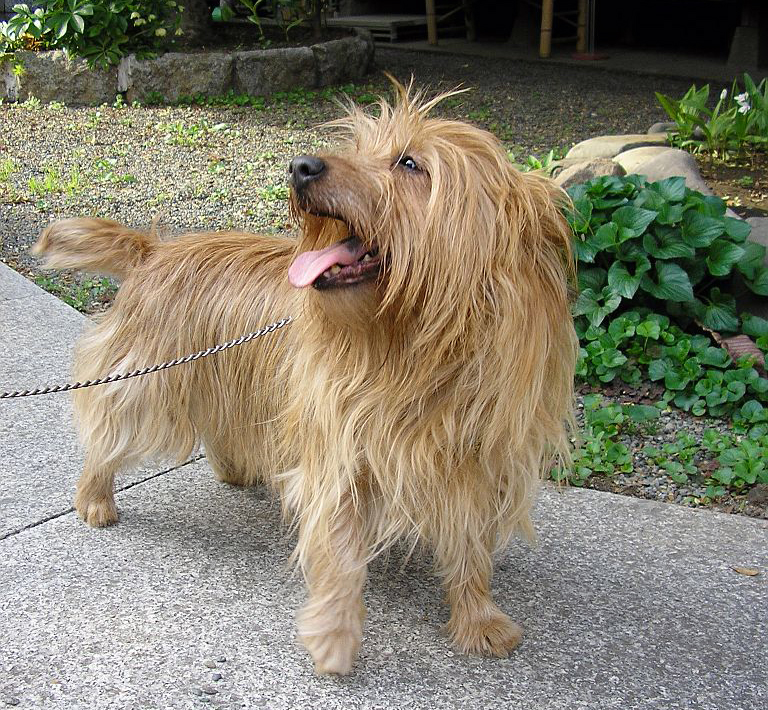
Australian Terrier
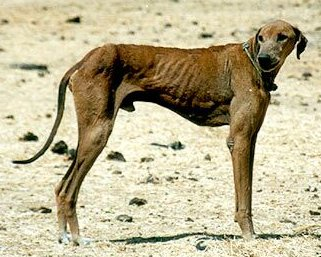
Azawakh

## B

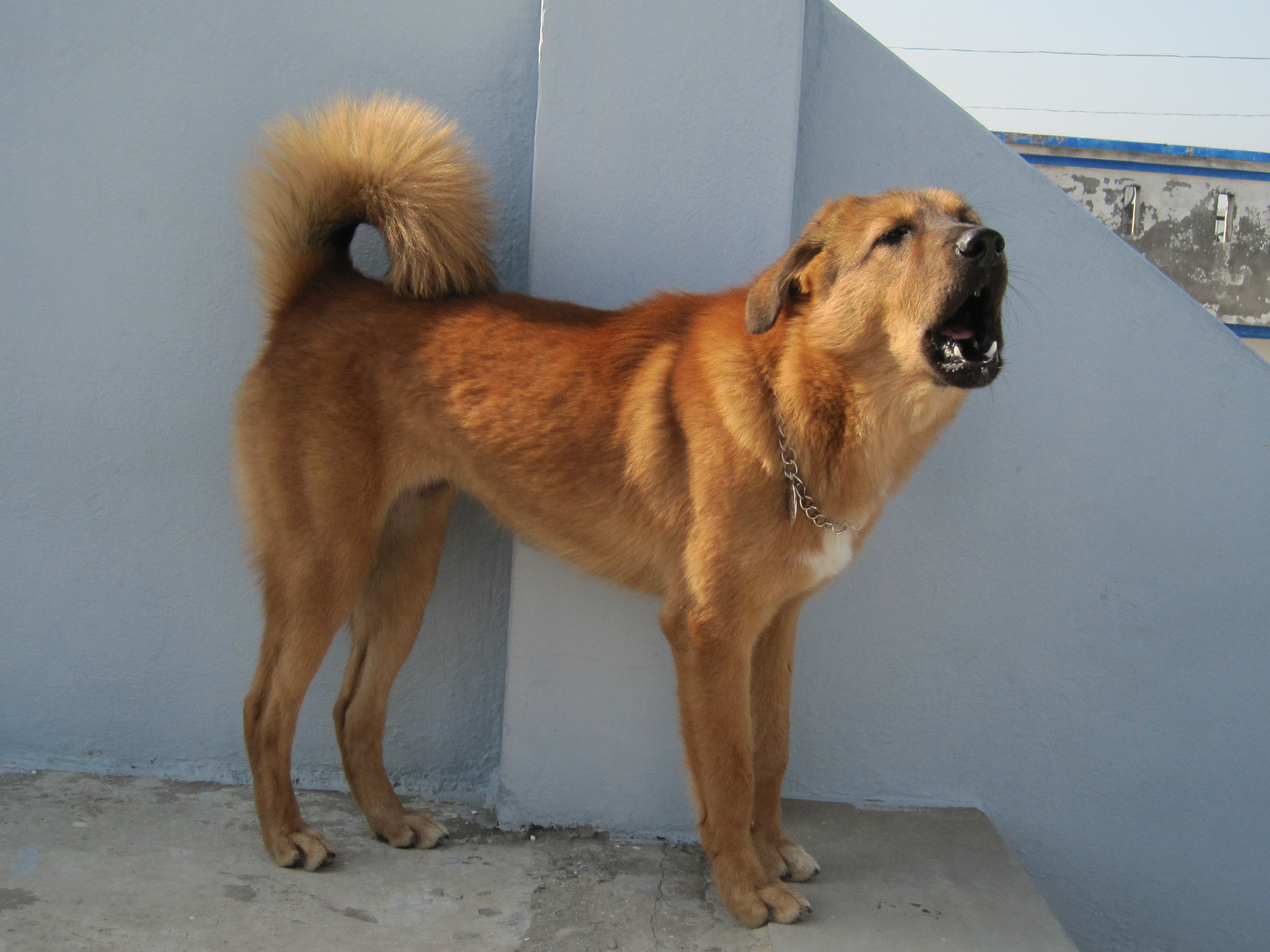
Bakarwal
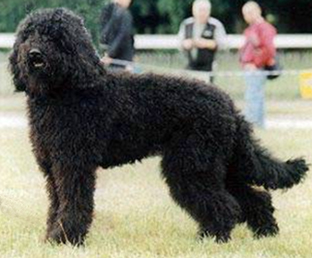
Barbet
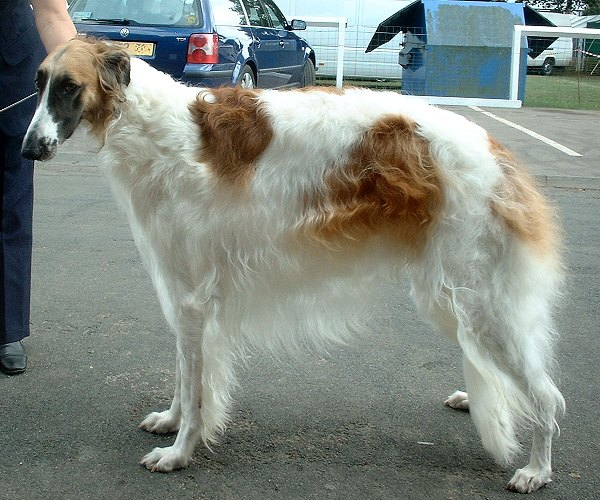
Barsoi
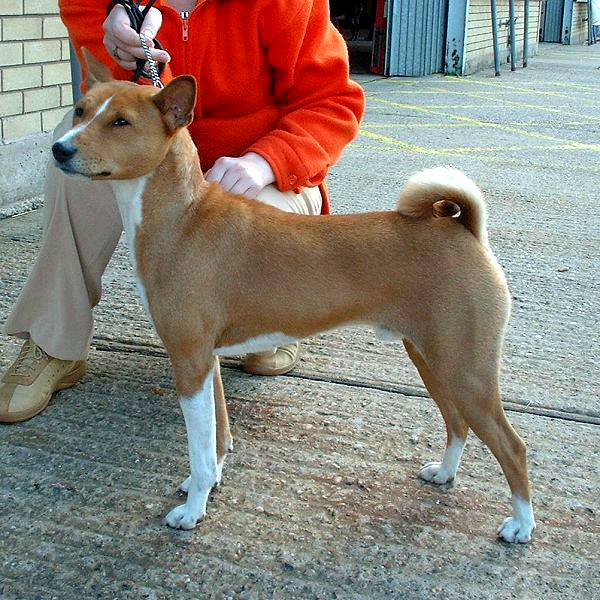
Basenji
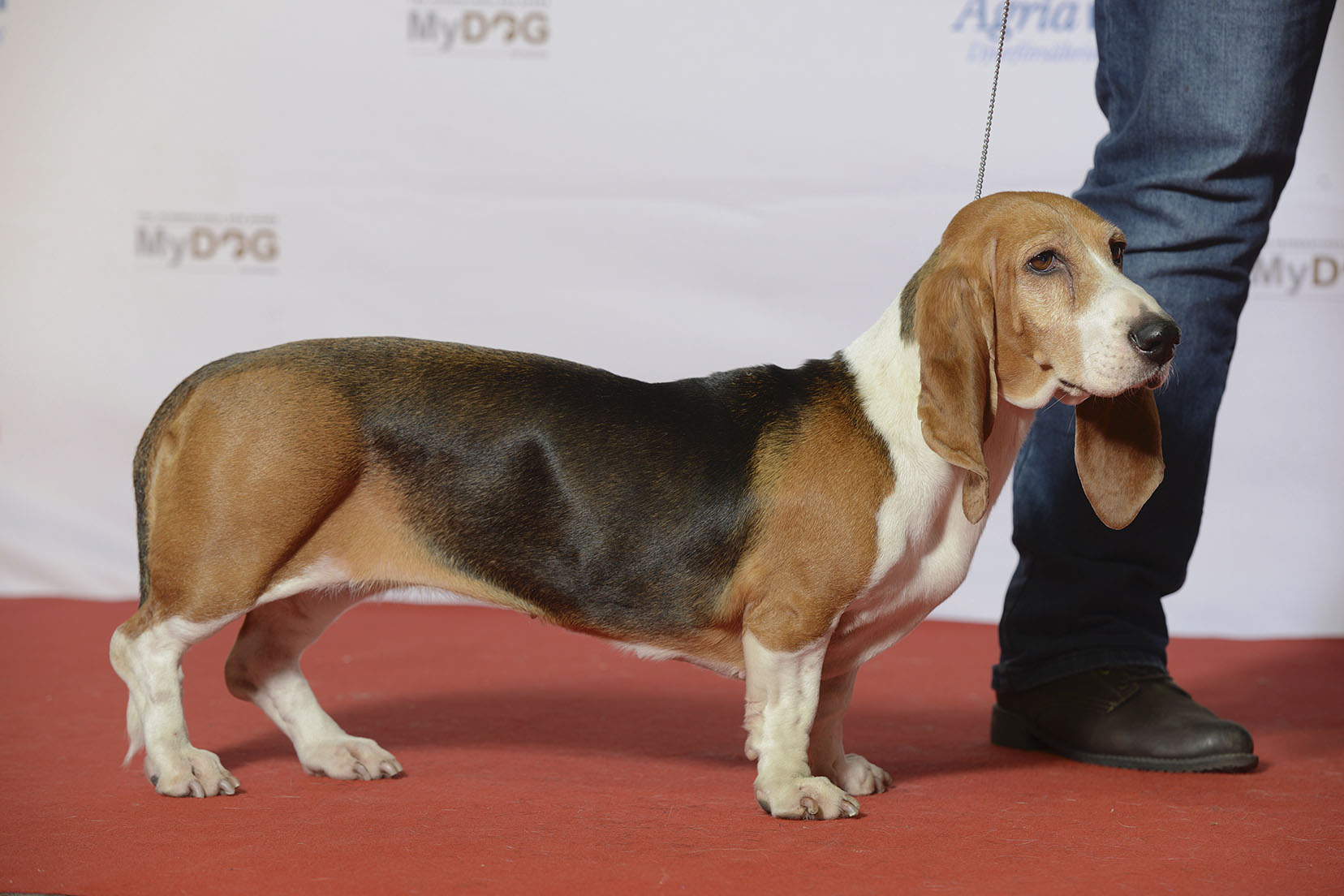
Basset artésien normand
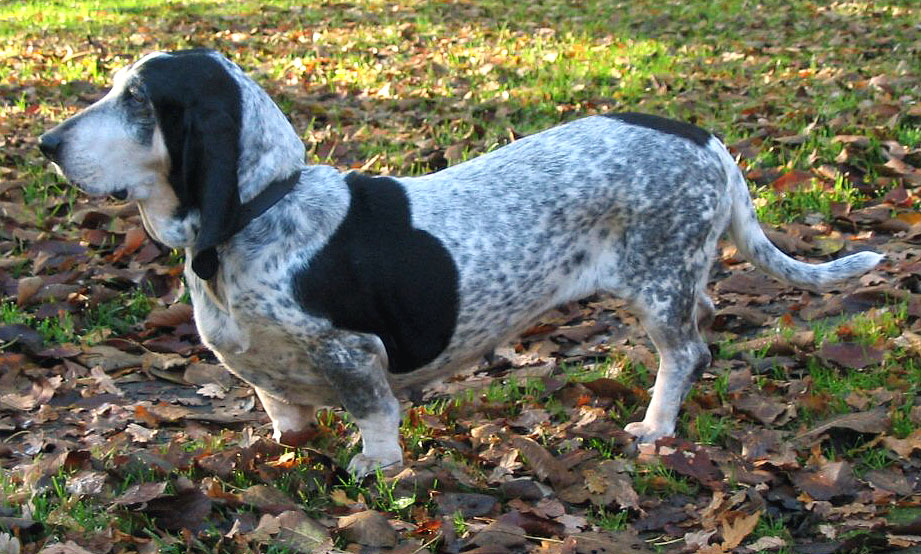
Basset bleu de Gascogne
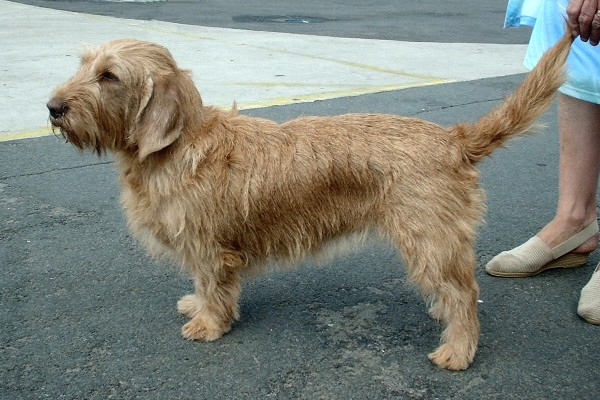
Basset fauve de Bretagne
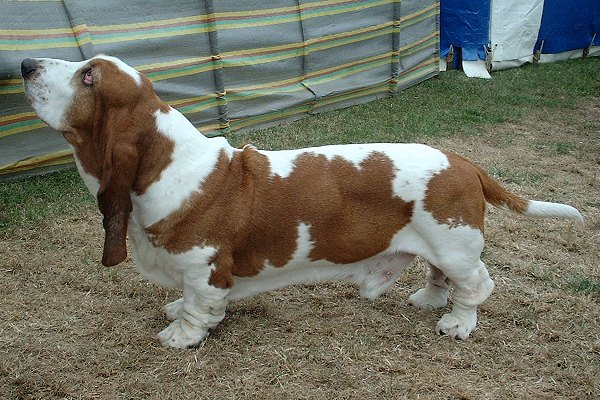
Basset Hound
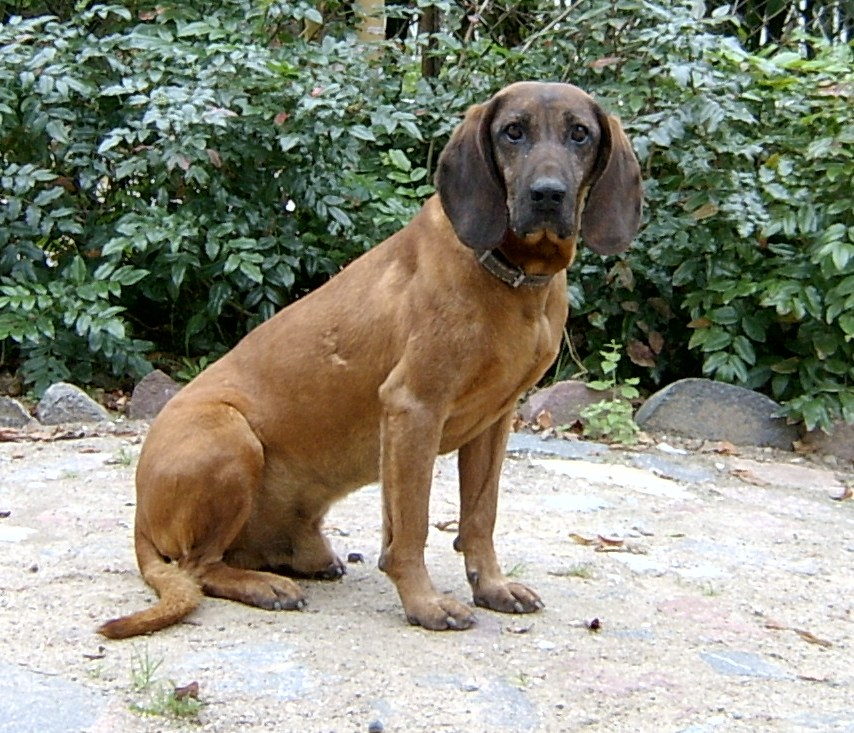
Bayerischer Gebirgsschweißhund
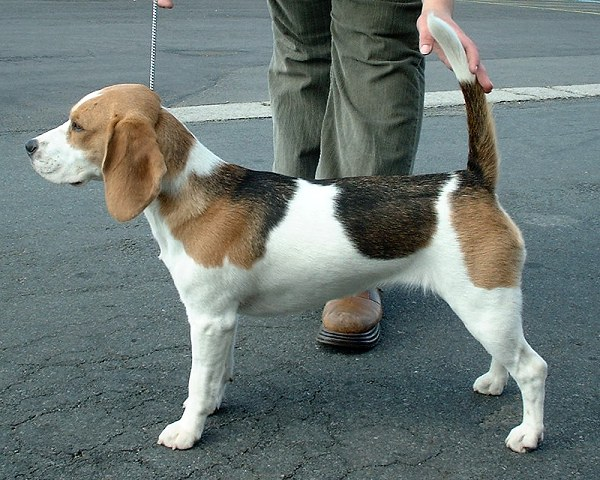
Beagle
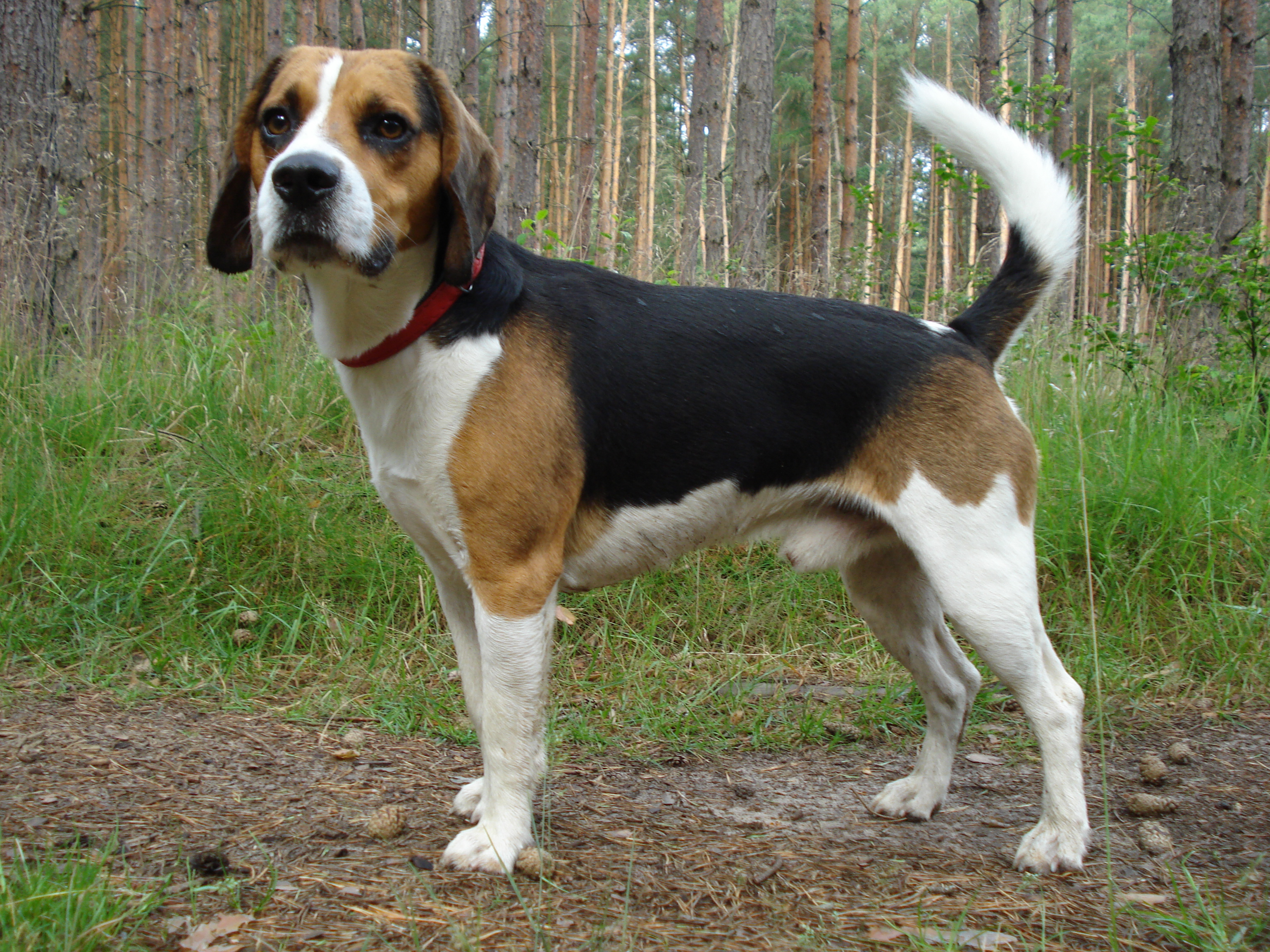
Beagle-Harrier
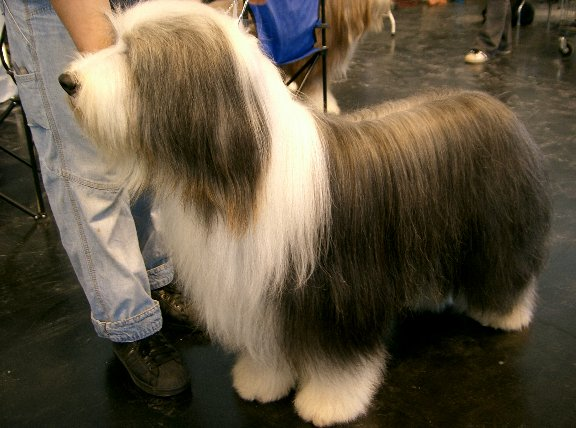
Bearded Collie
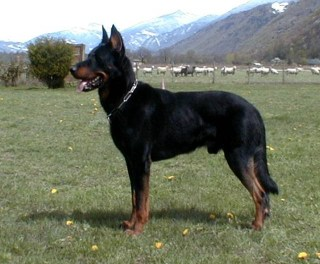
Beauceron
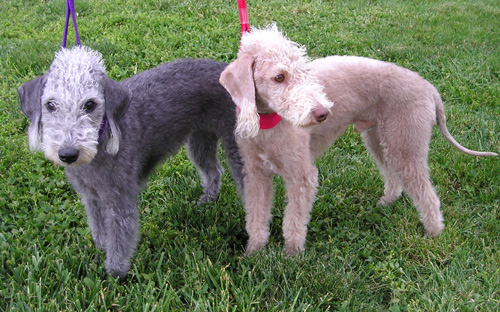
Bedlington Terrier
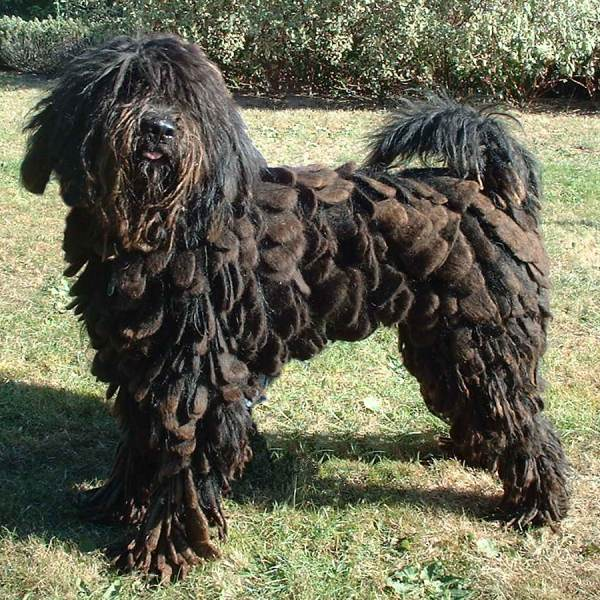
Bergamasker Hirtenhund
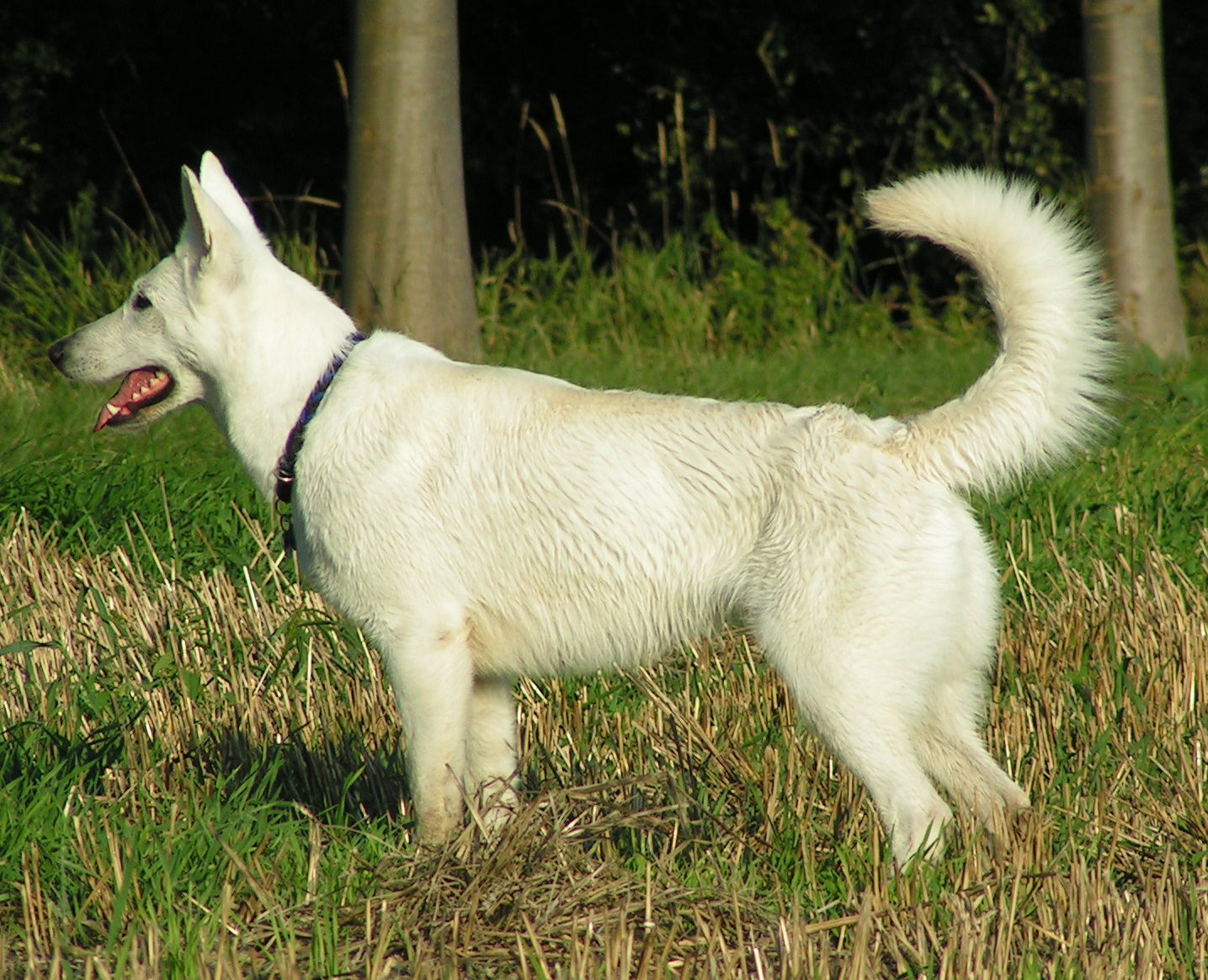
Berger Blanc Suisse: Weisser Schweizer Schäferhund
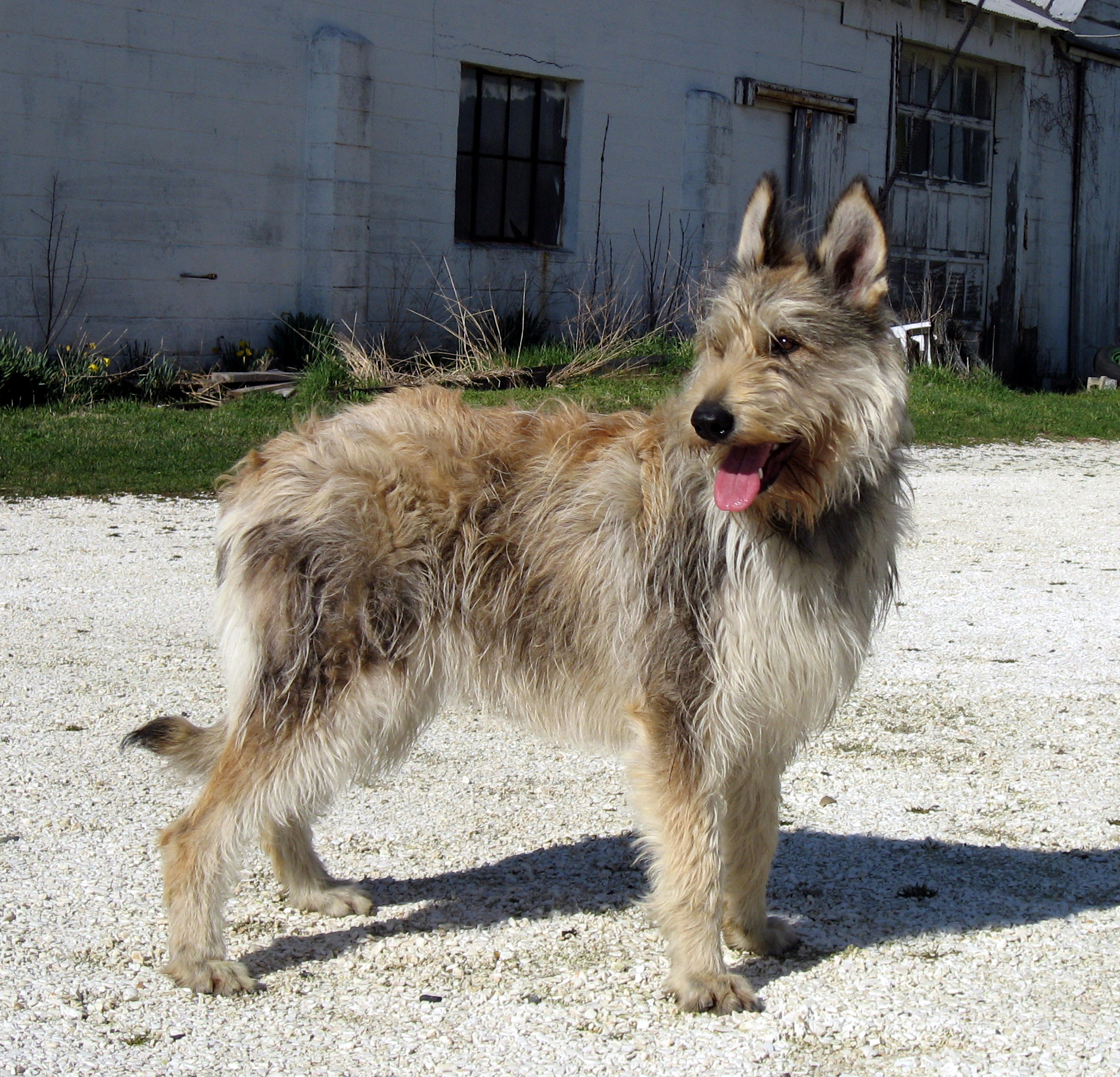
Berger de Picardie
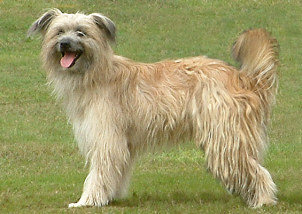
Berger des Pyrénées
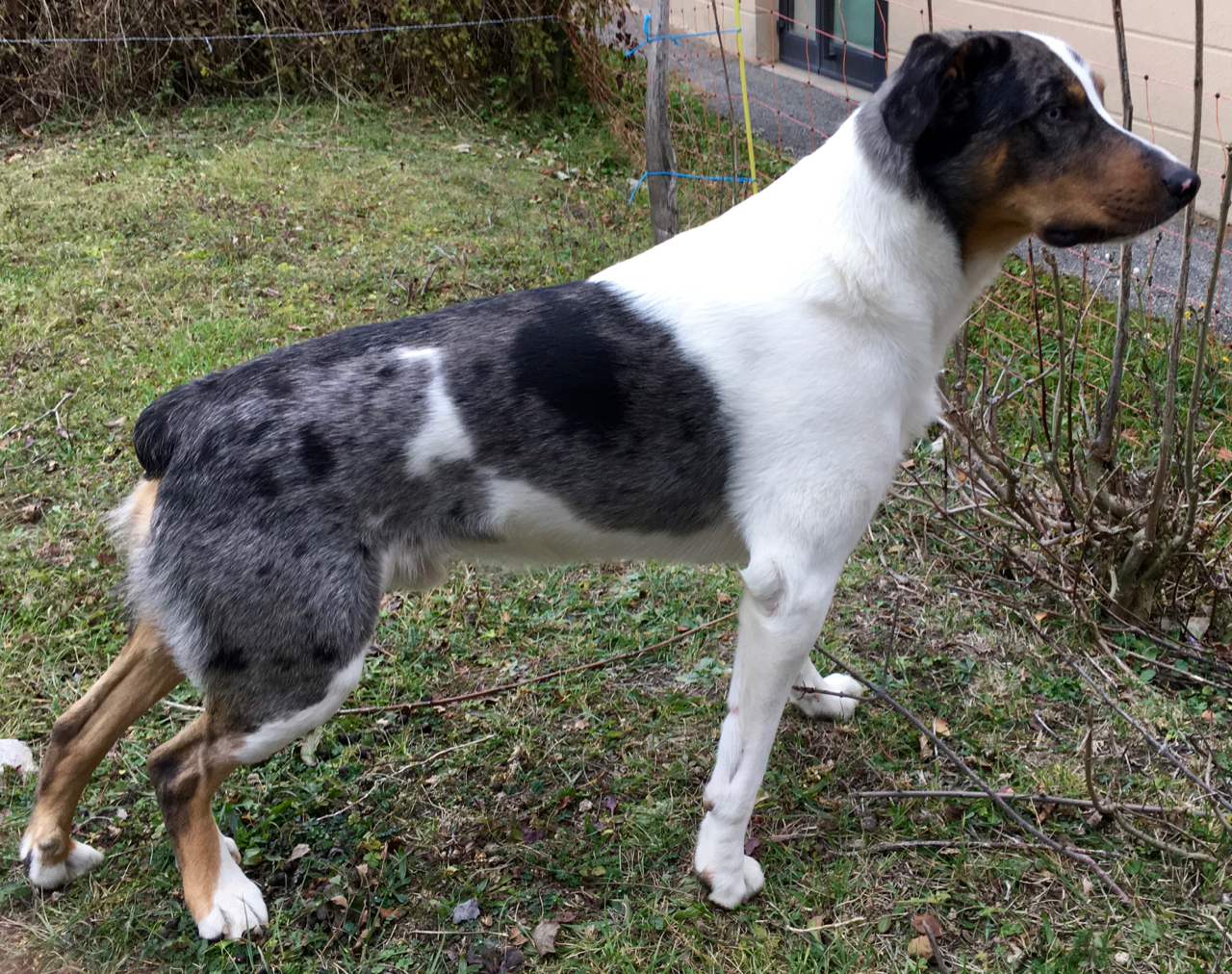
Berger de Savoie
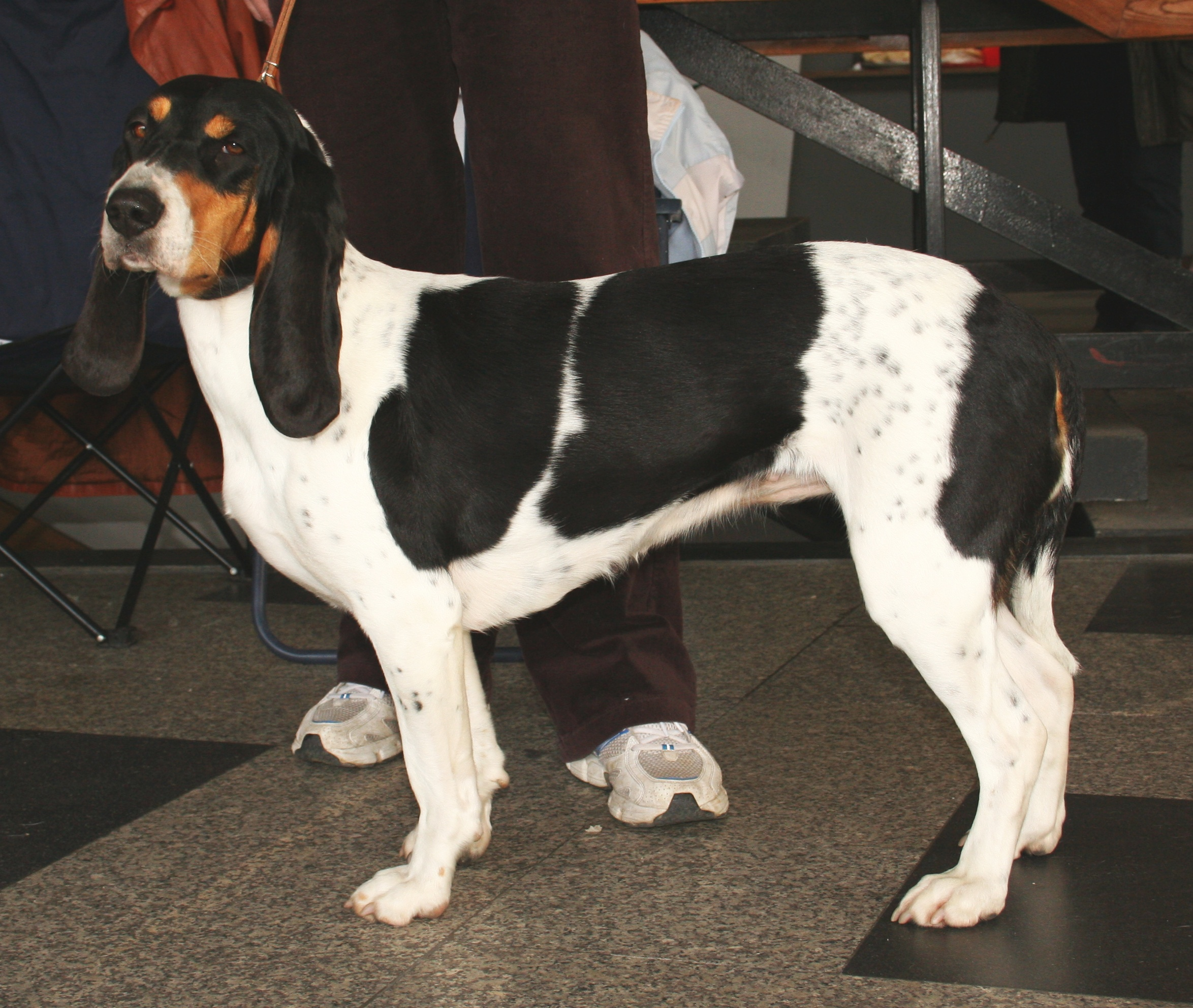
Berner Laufhund
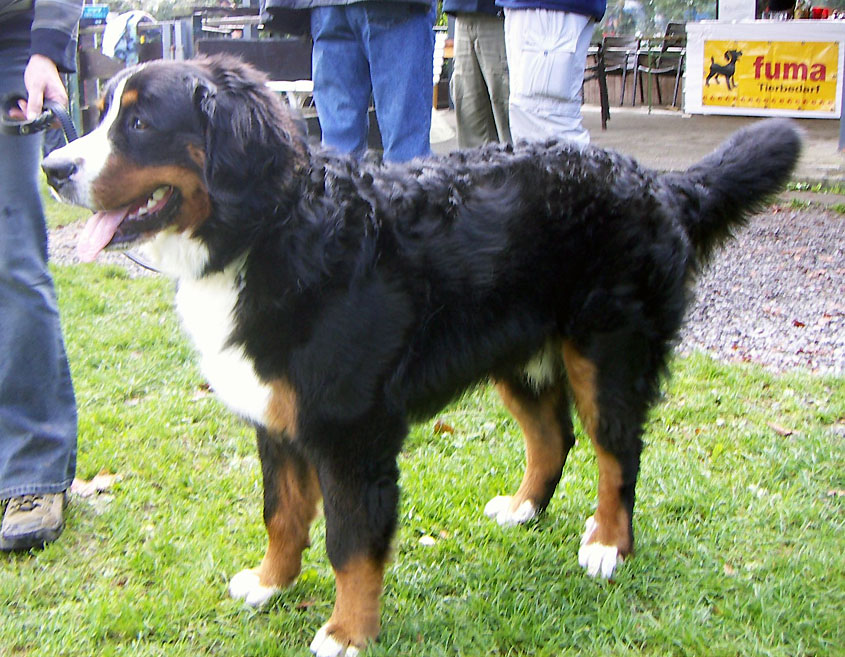
Berner Sennenhund
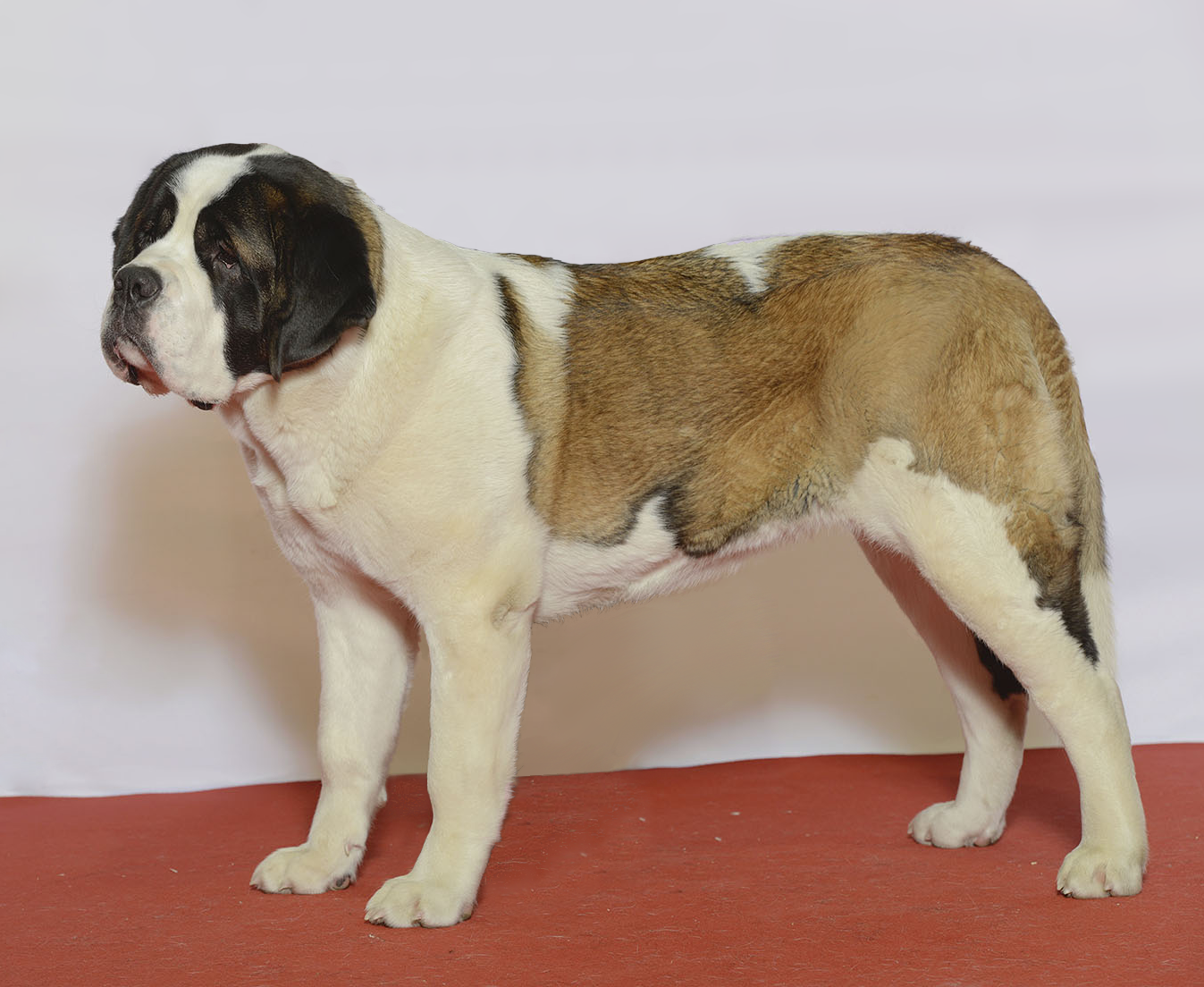
Bernhardiner
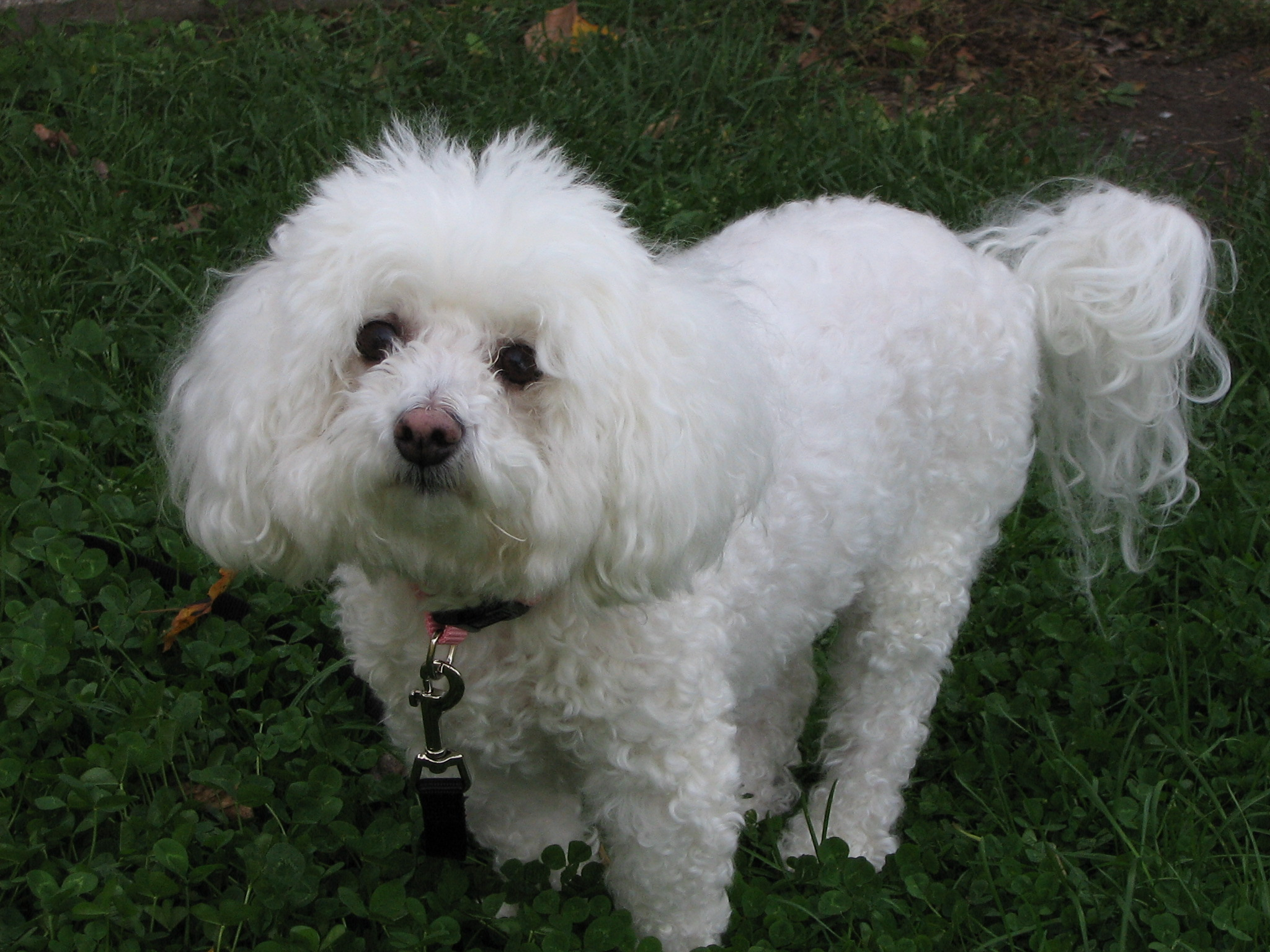
Bichon Frisé
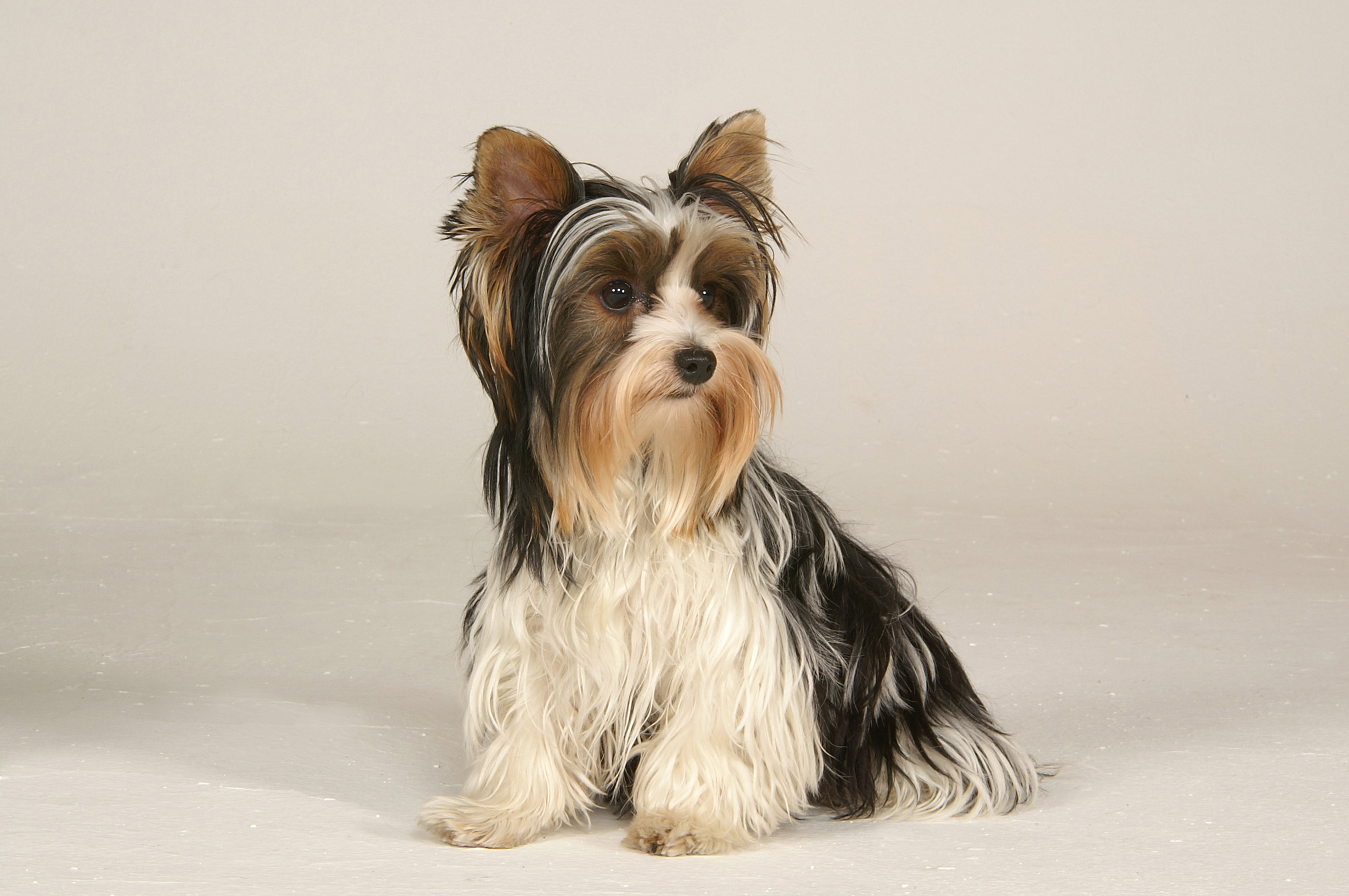
Biewer Terrier
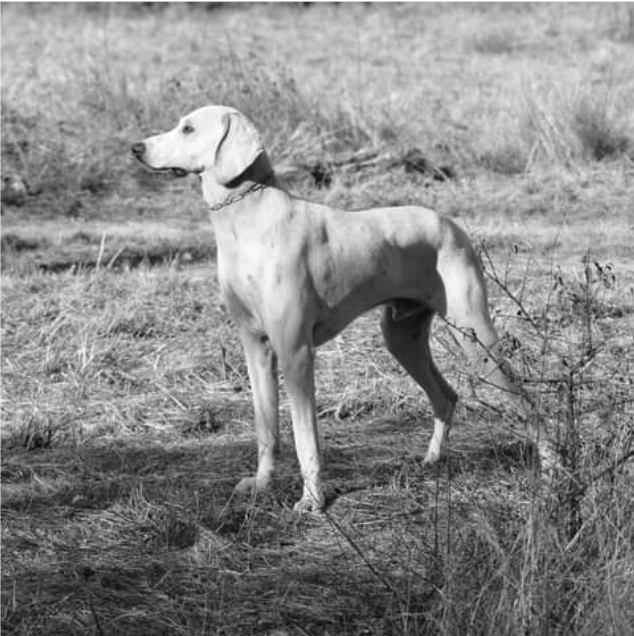
Billy (Hunderasse)
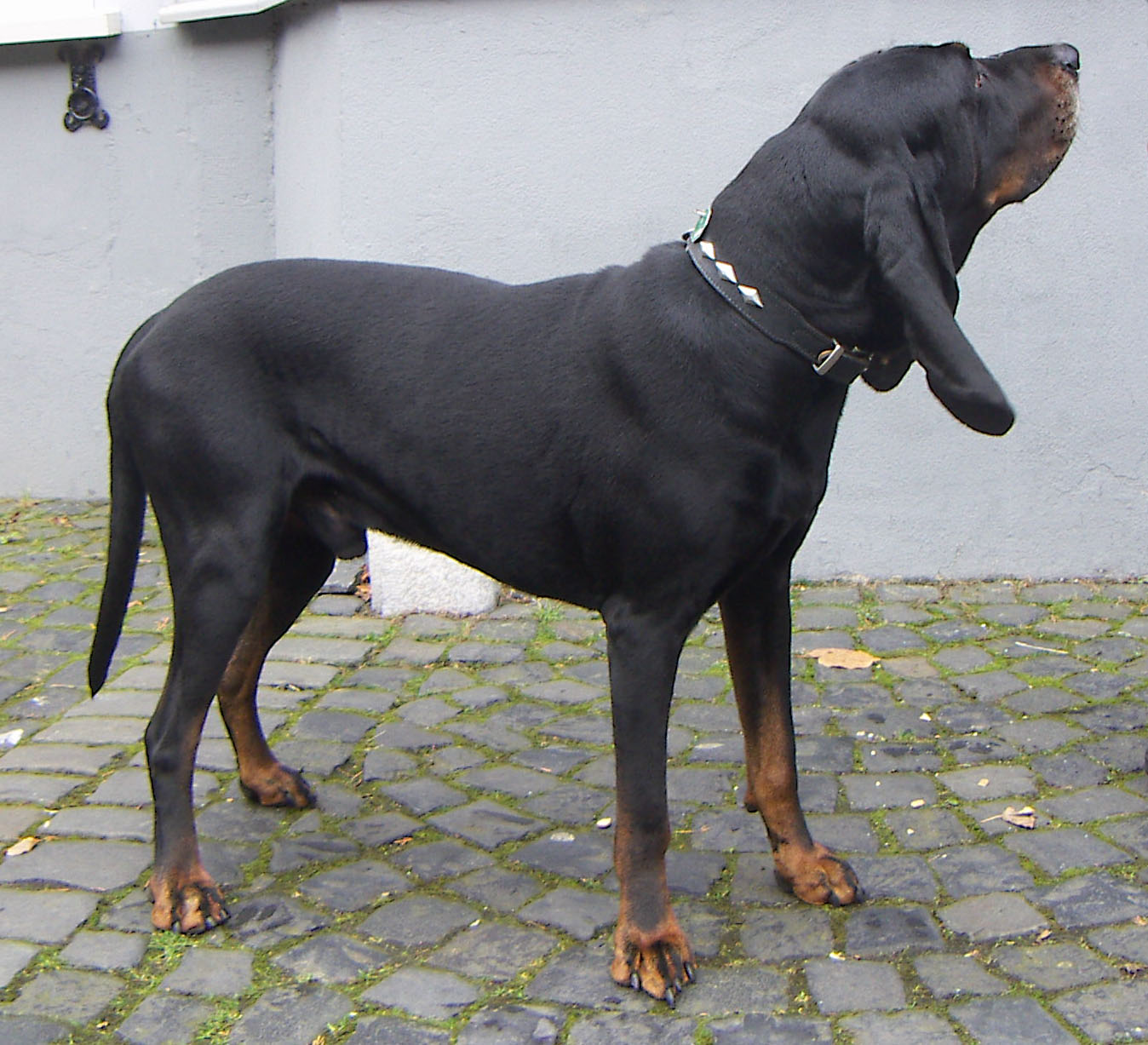
Black and Tan Coonhound
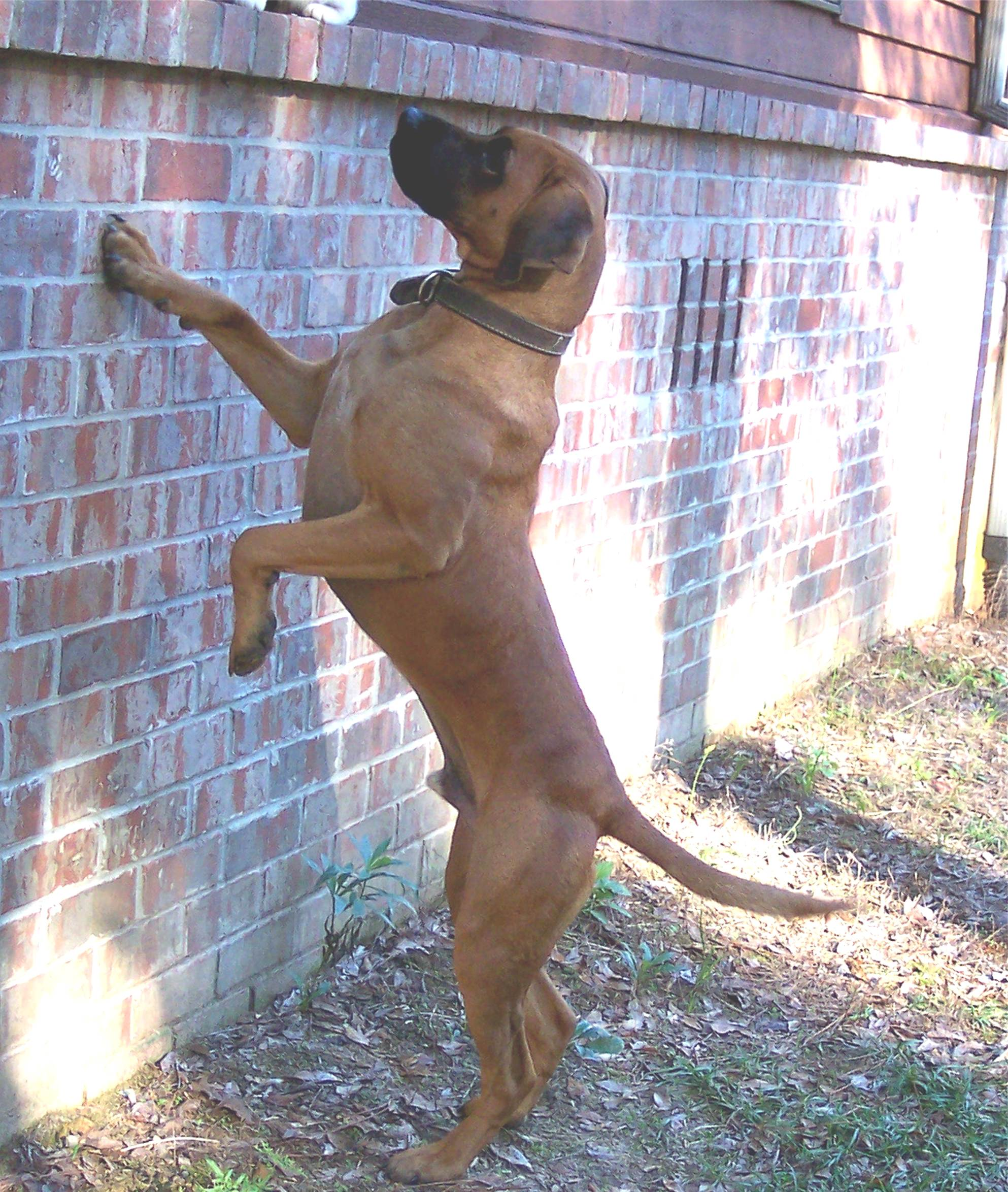
Black Mouth Cur
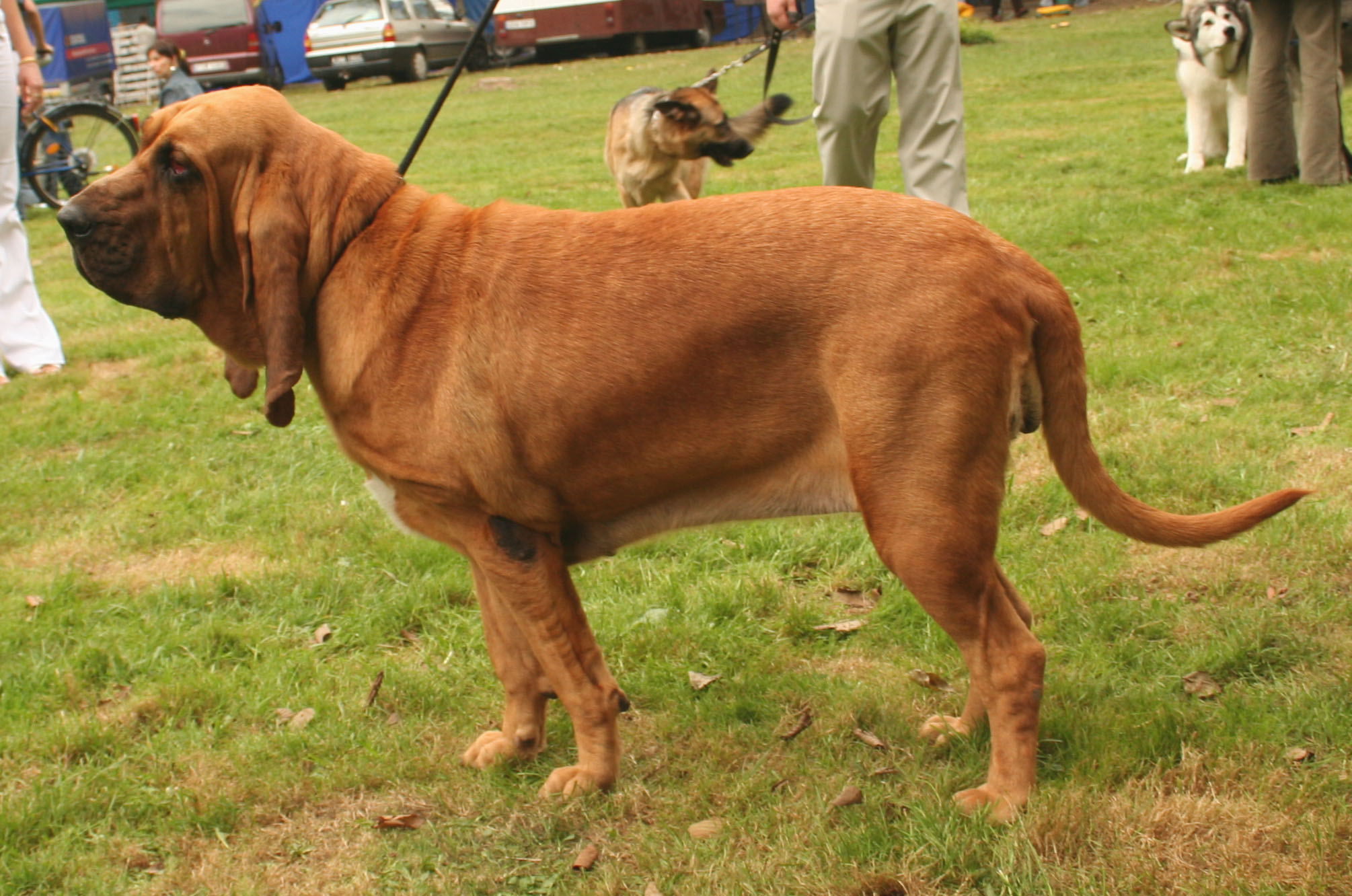
Bloodhound
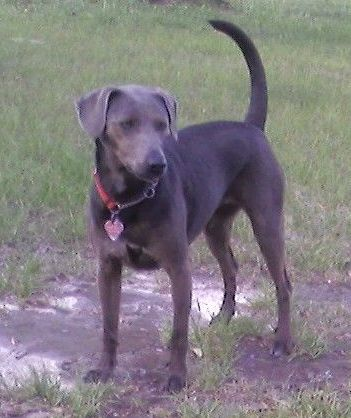
Blue Lacy
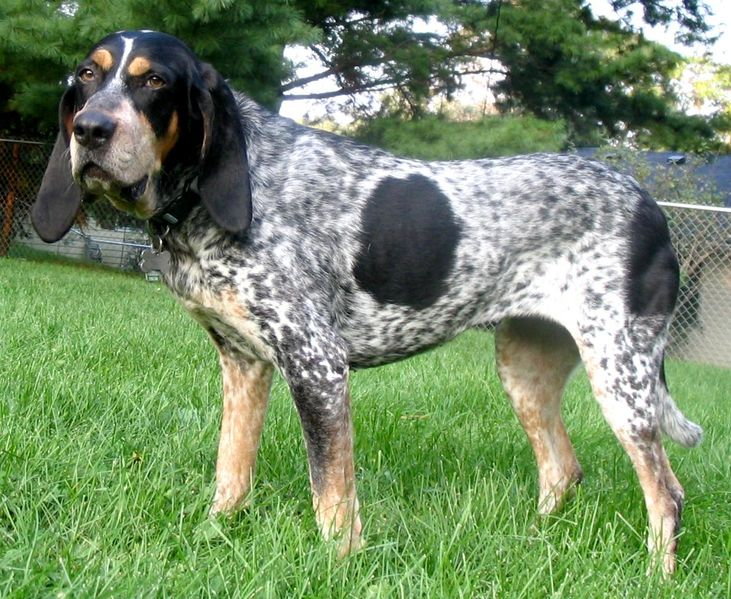
Bluetick Coonhound
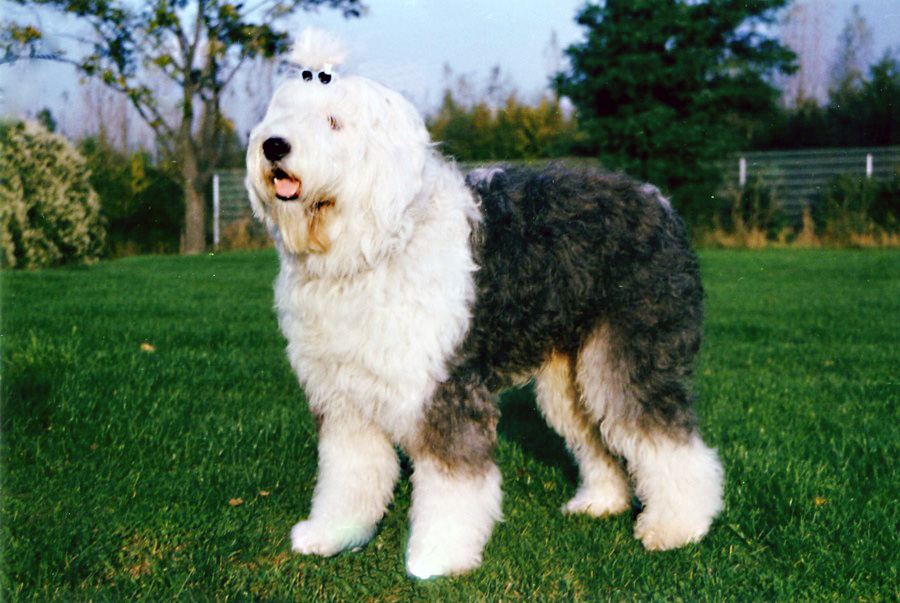
Bobtail
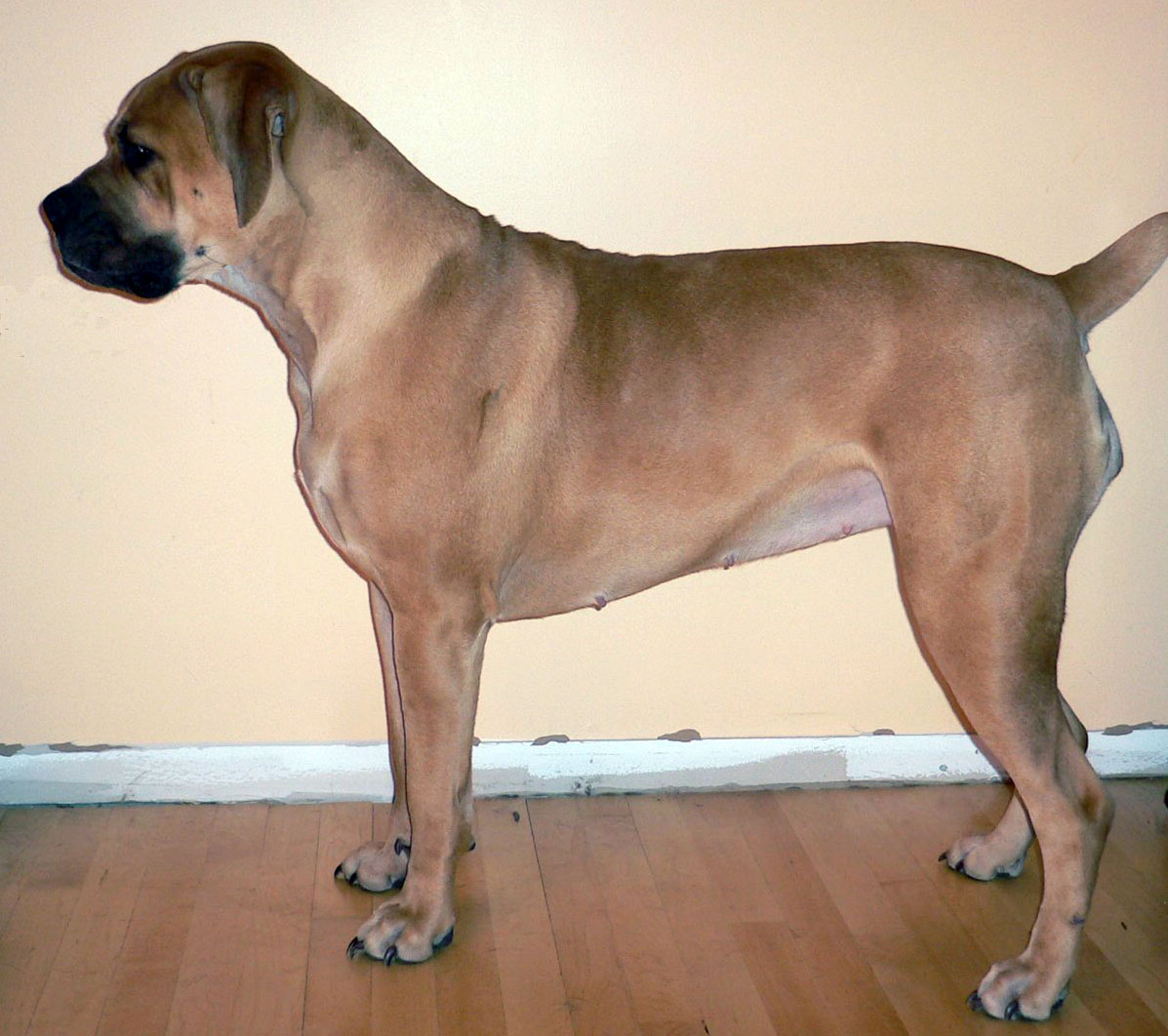
Boerboel
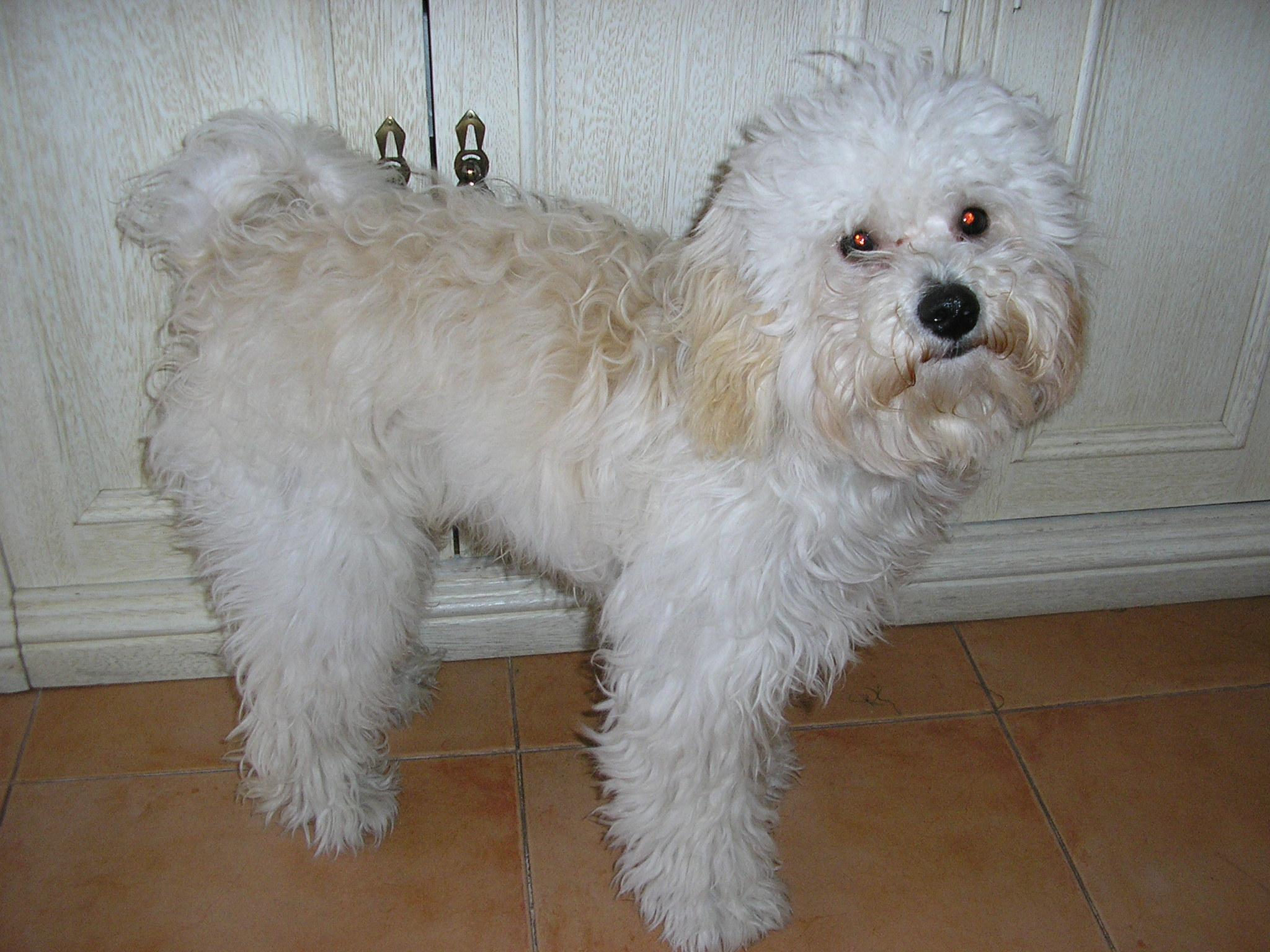
Bologneser
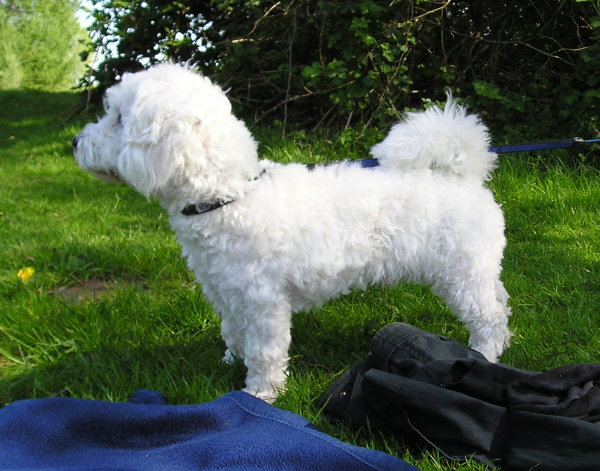
Bolonka Franzuska
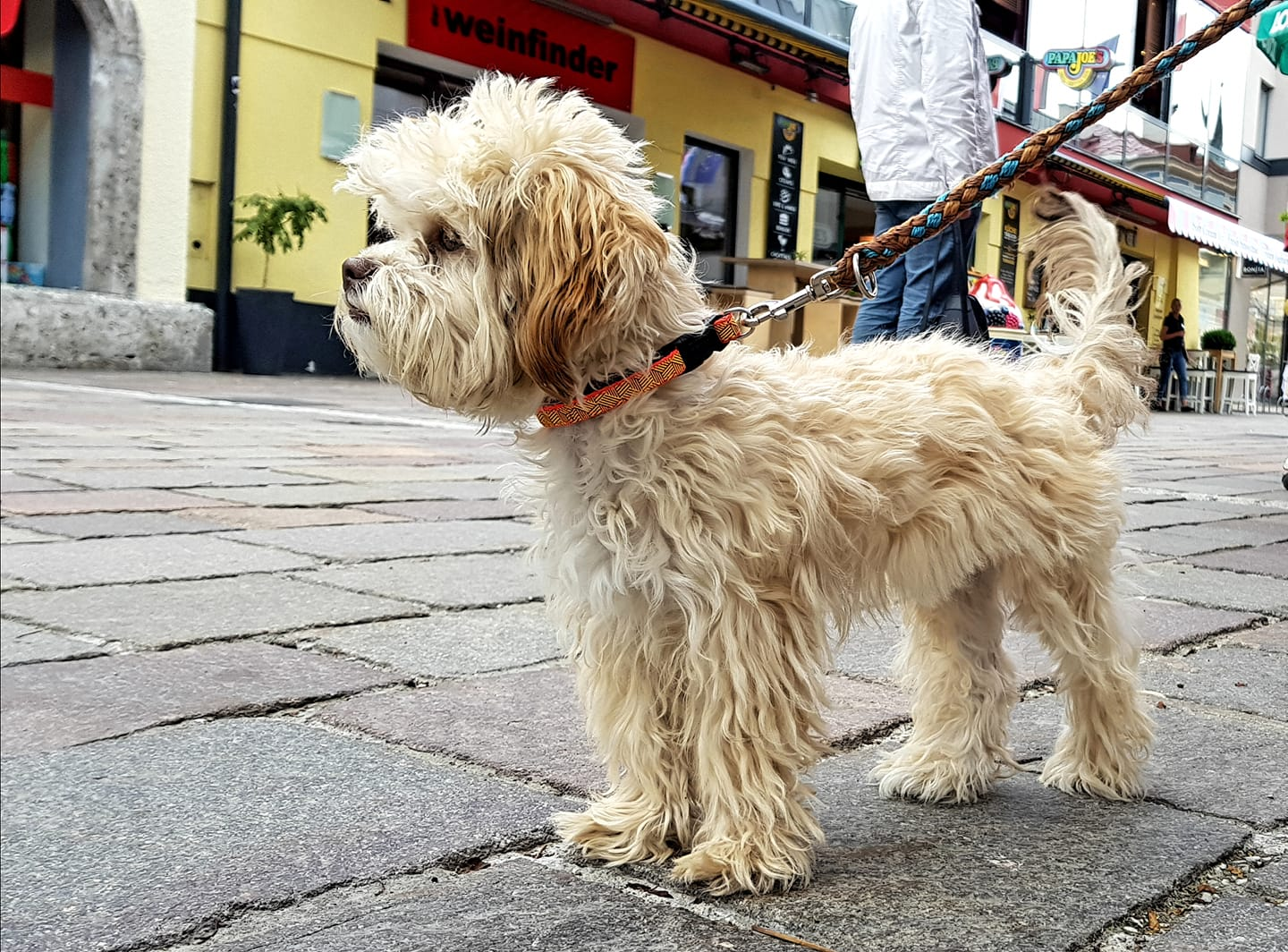
Bolonka Zwetna
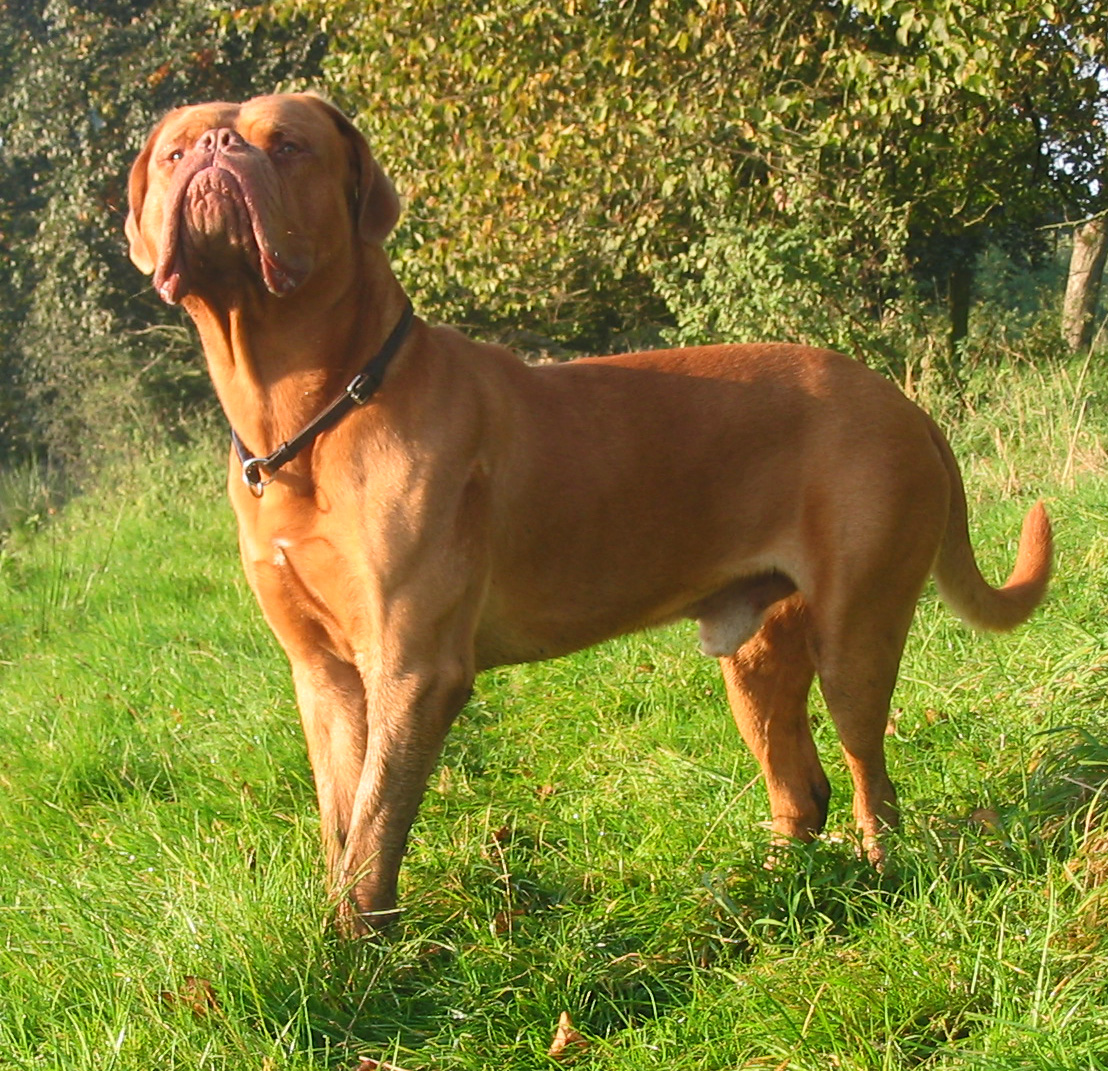
Bordeauxdogge
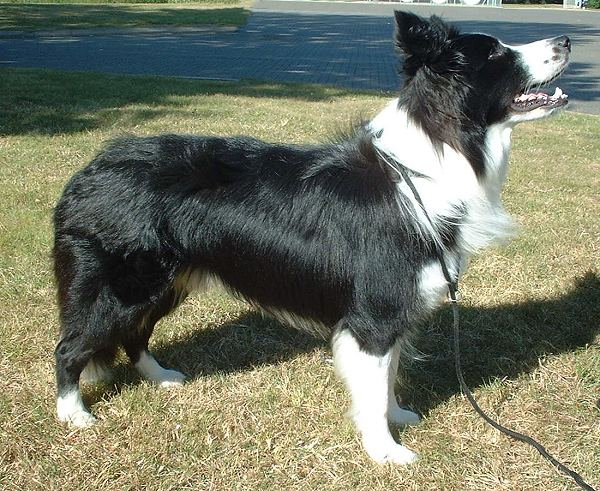
Border Collie
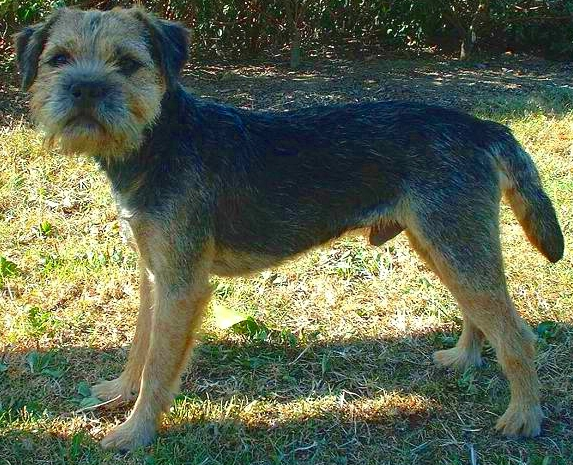
Border Terrier
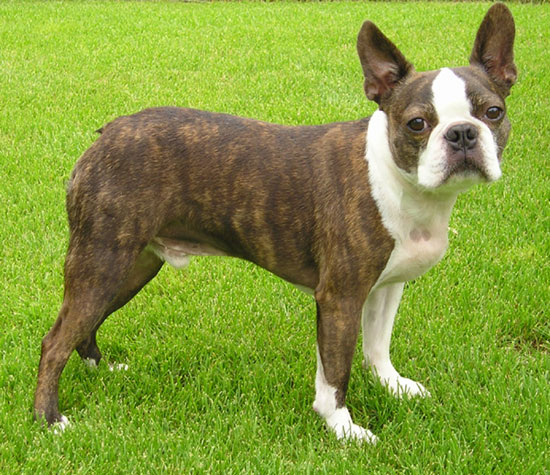
Boston Terrier
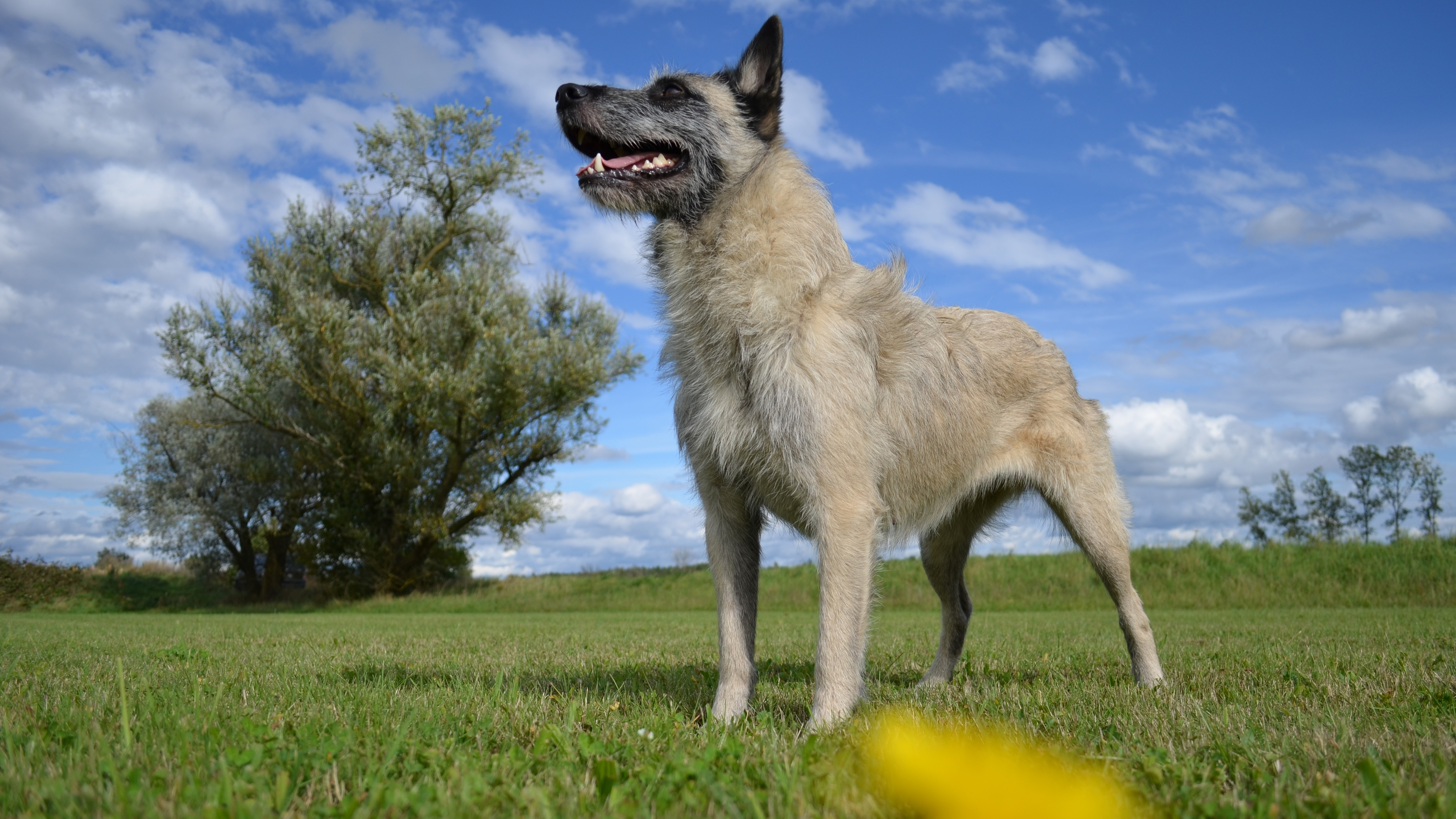
Bouvier des Ardennes
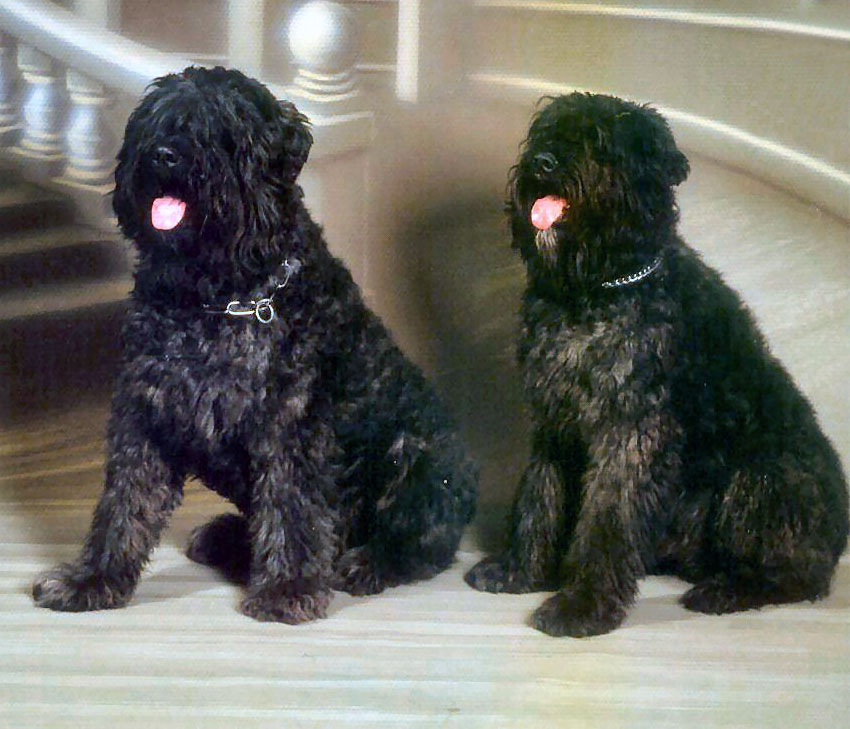
Bouvier des Flandres
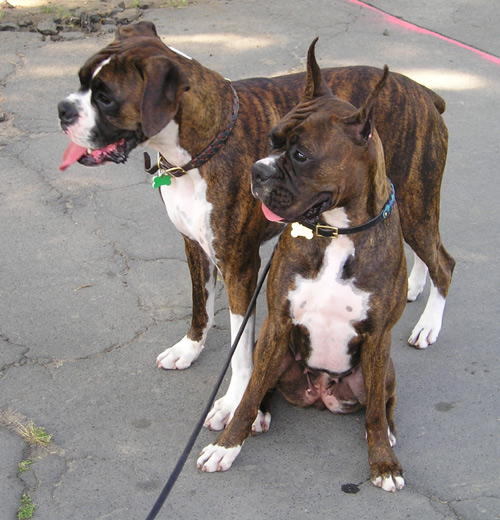
Boxer
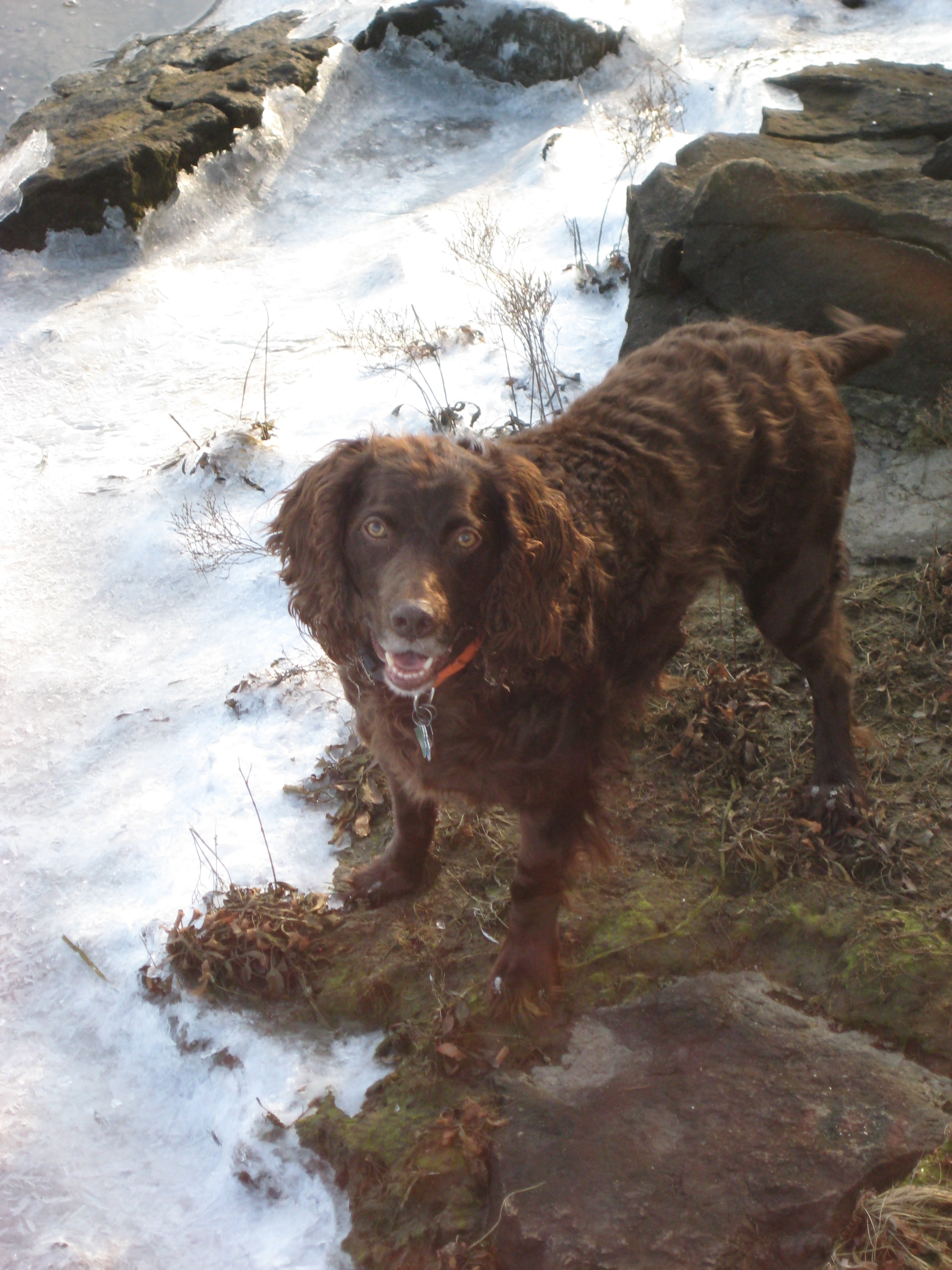
Boykin Spaniel
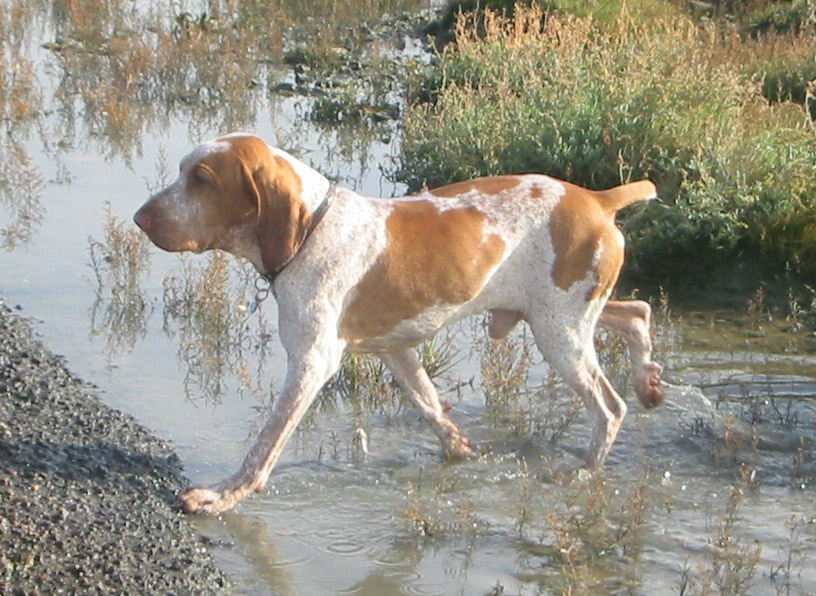
Bracco Italiano
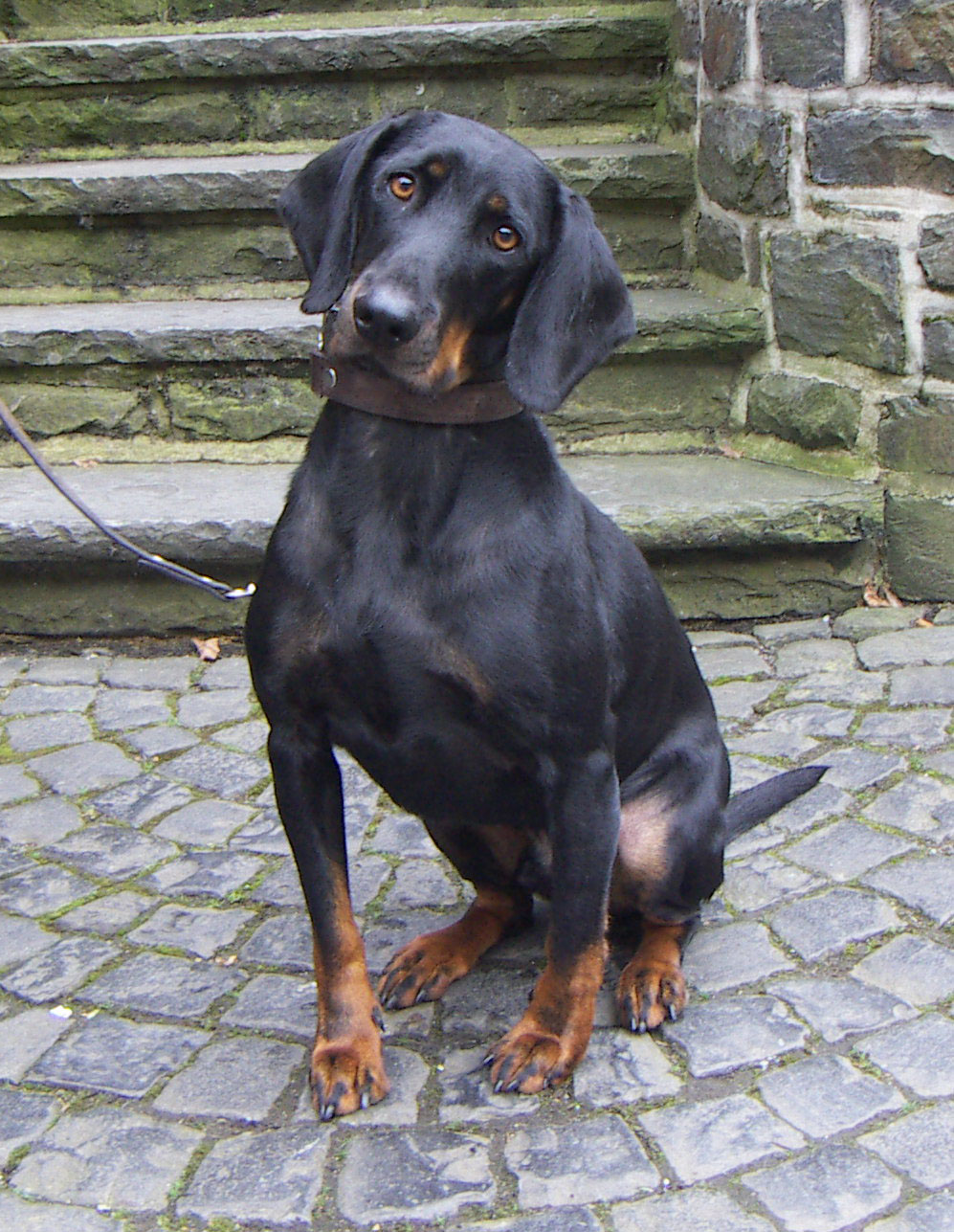
Brandlbracke
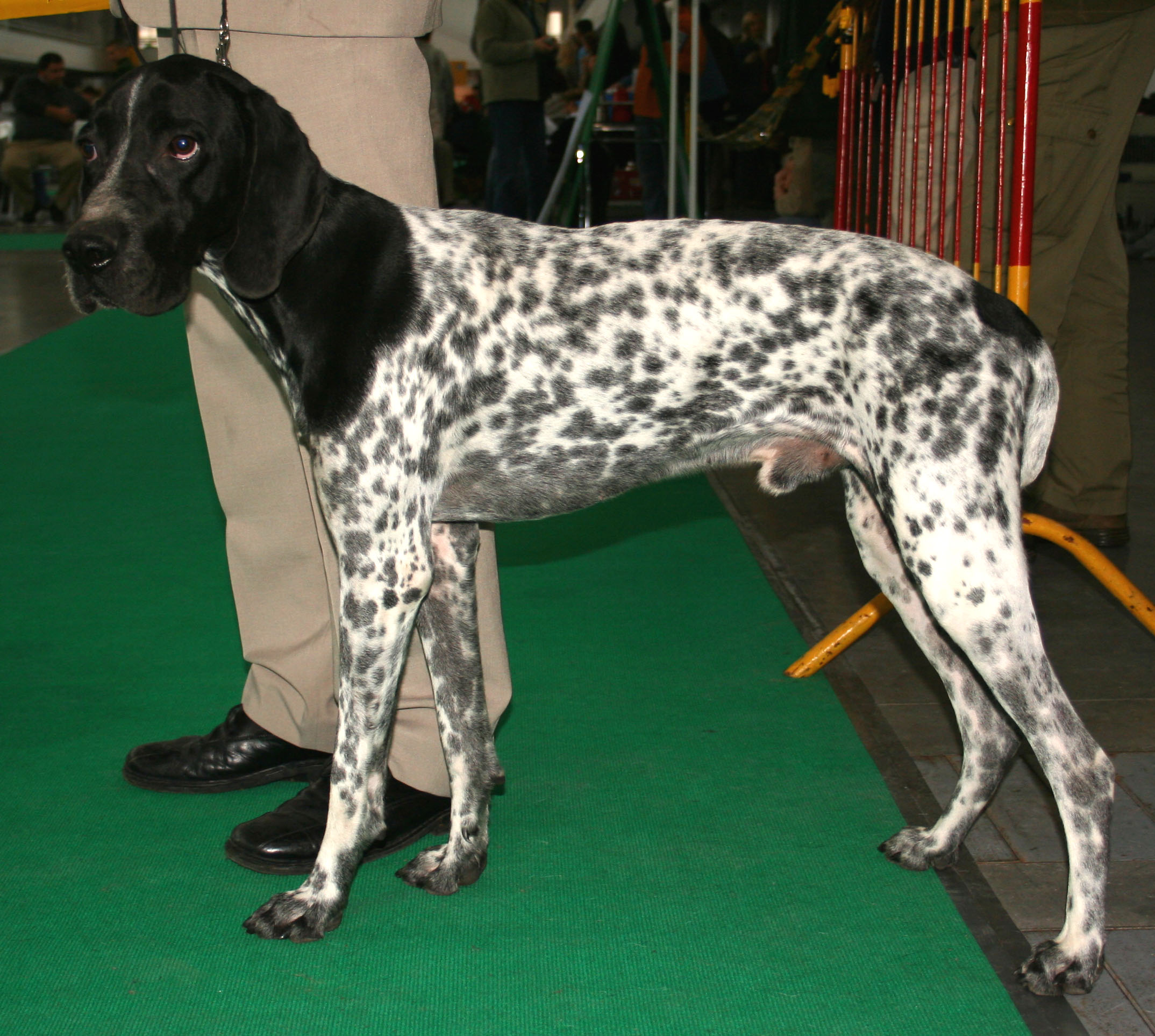
Braque d’Auvergne
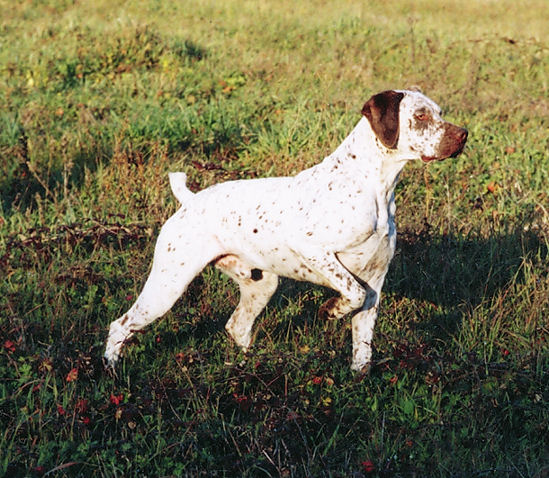
Braque du Bourbonnais
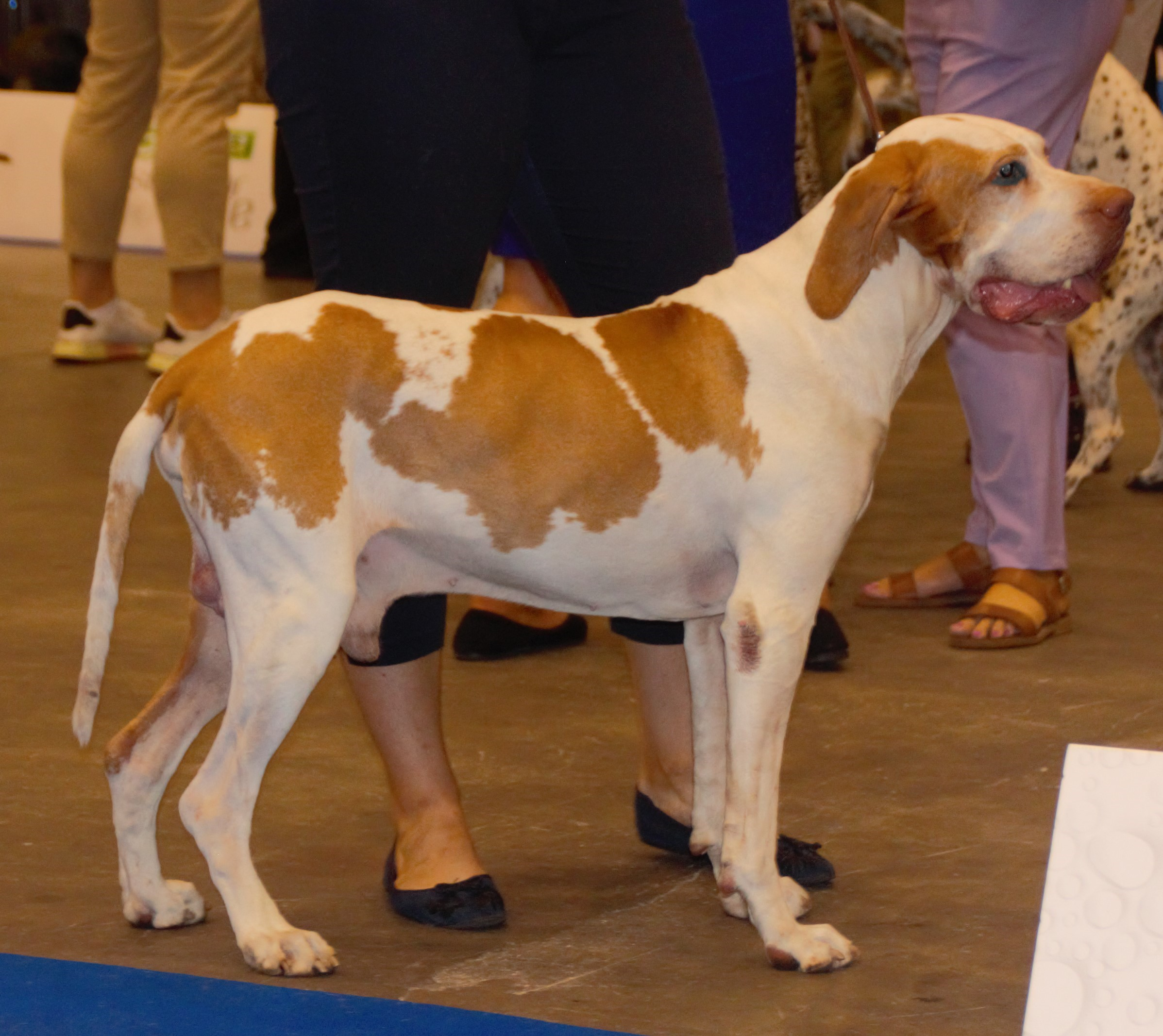
Braque de l’Ariège
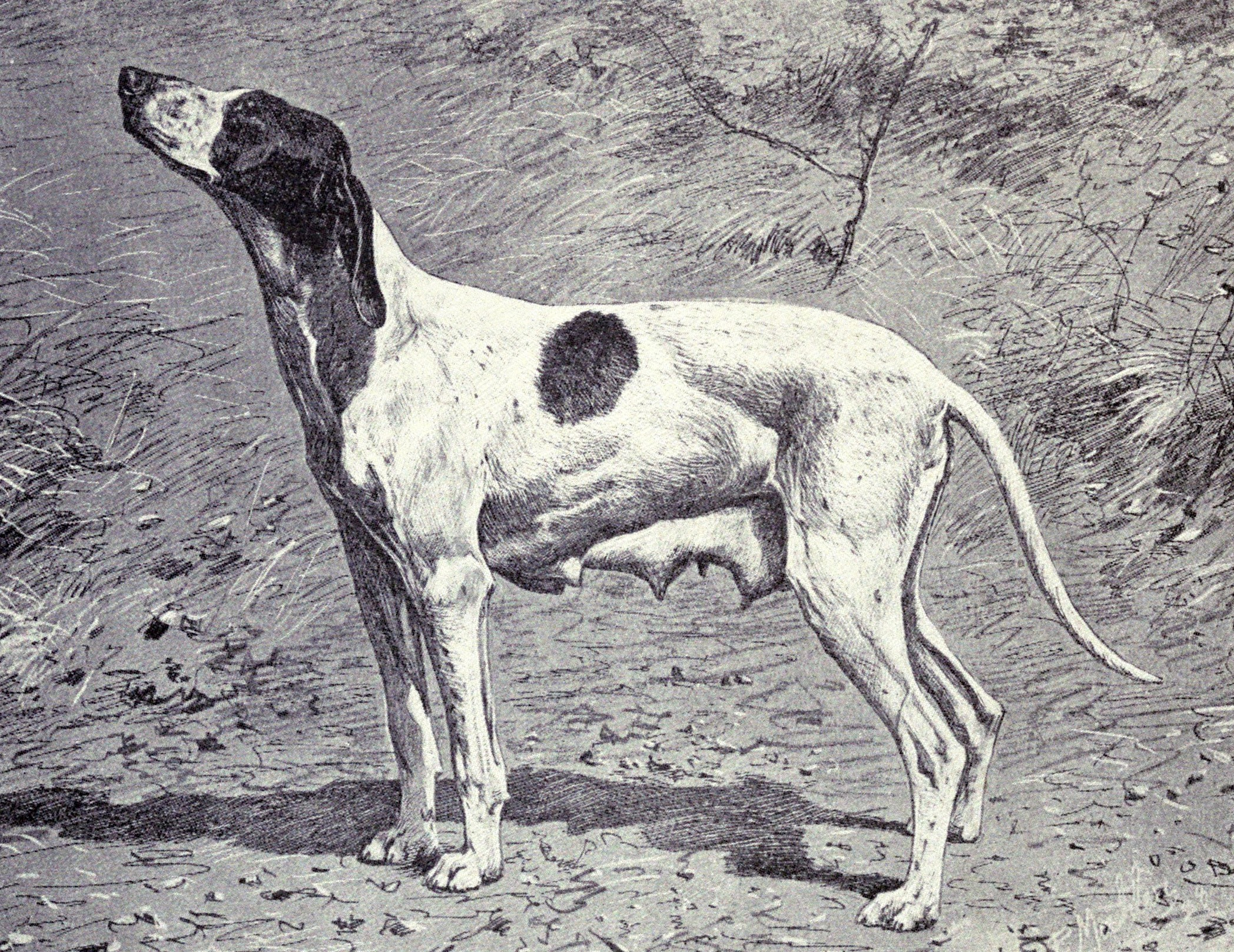
Braque Dupuy (†)
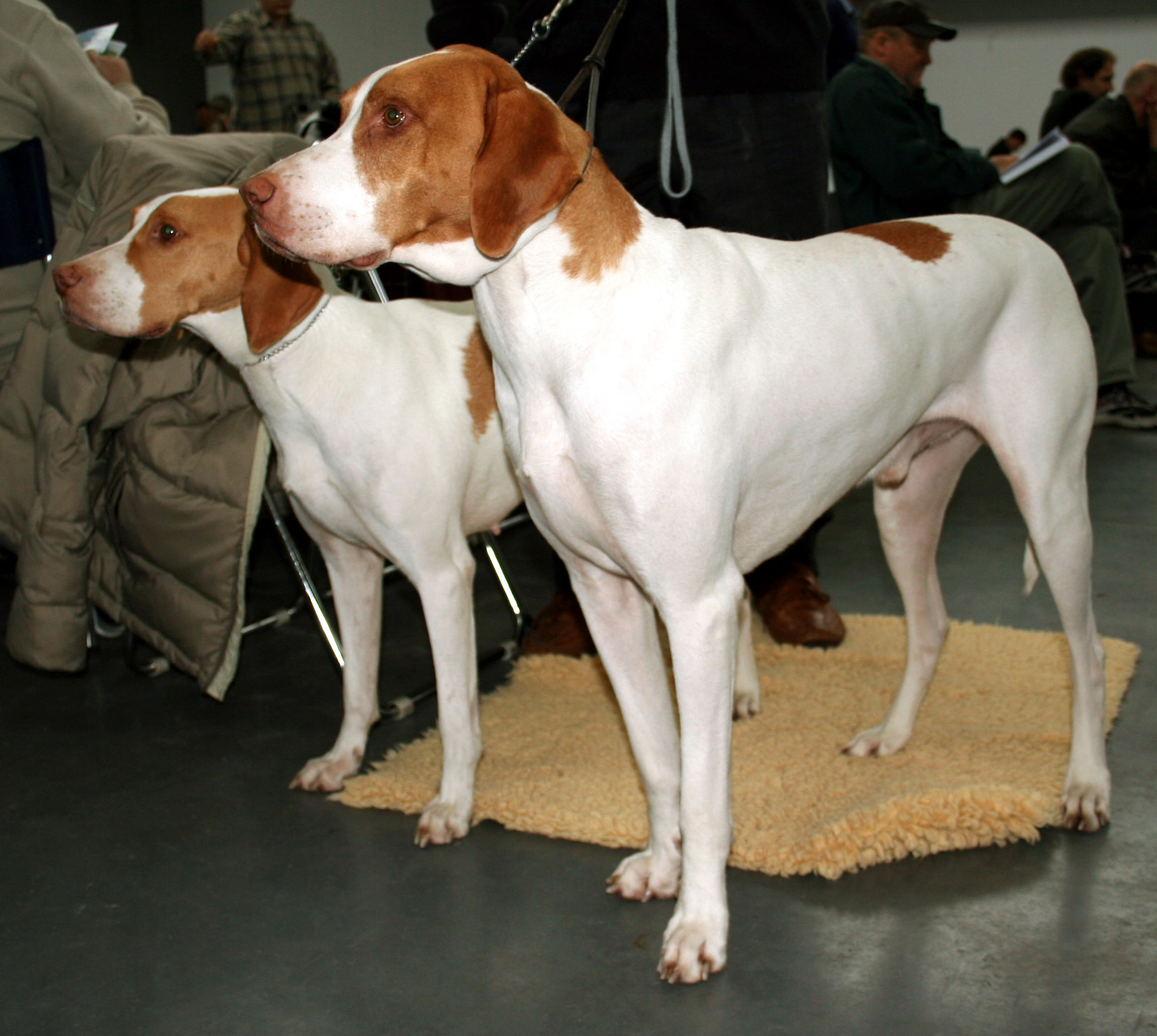
Braque Saint-Germain
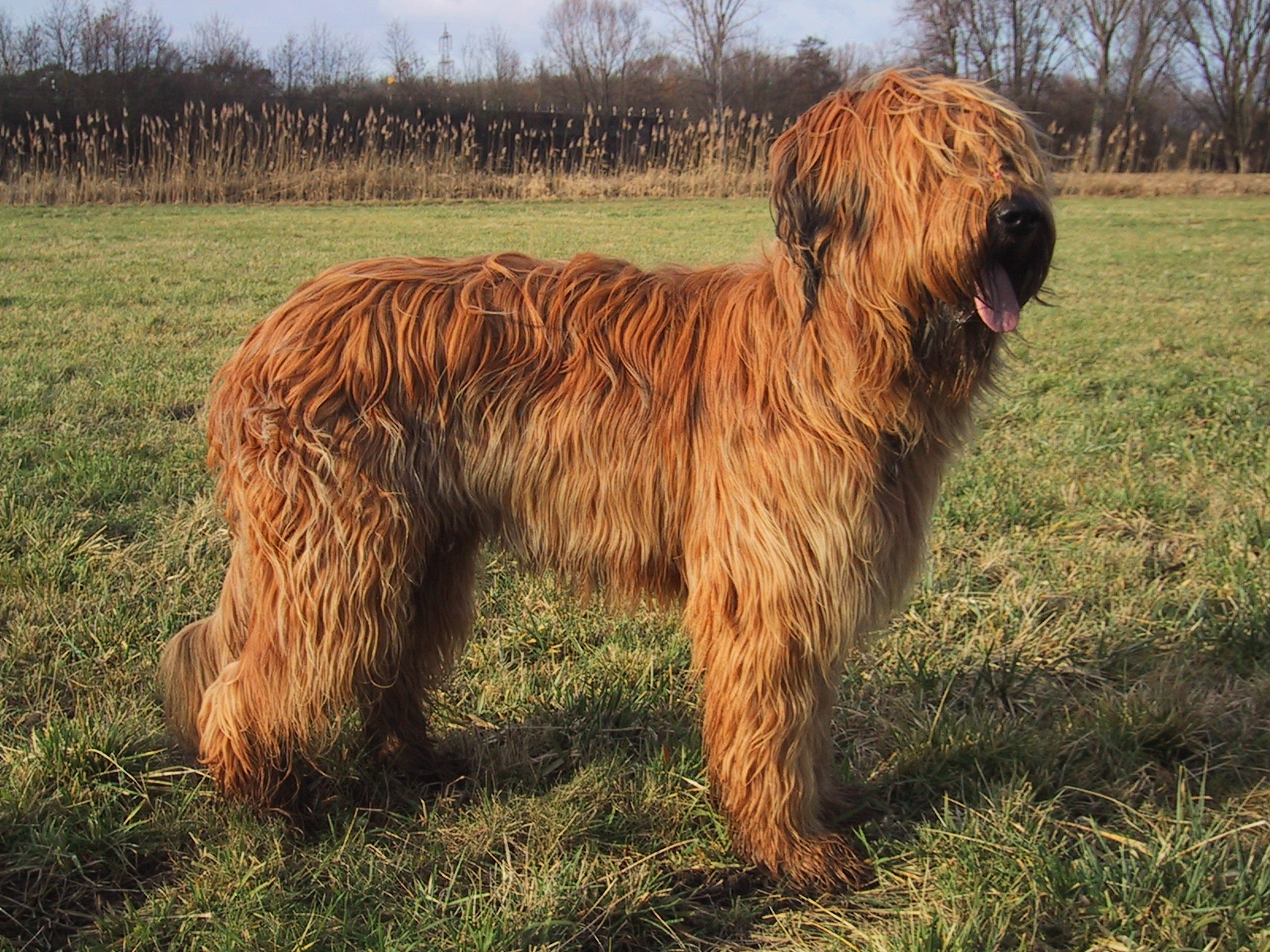
Briard
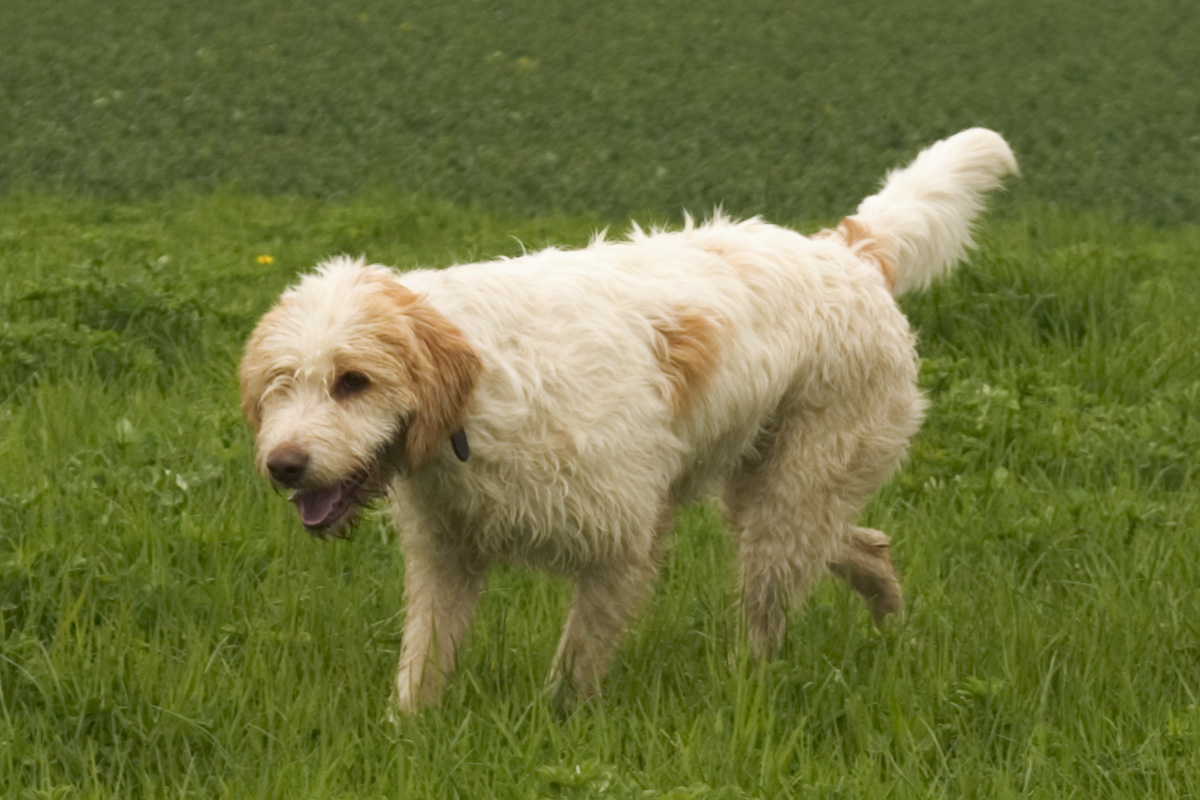
Briquet Griffon Vendéen
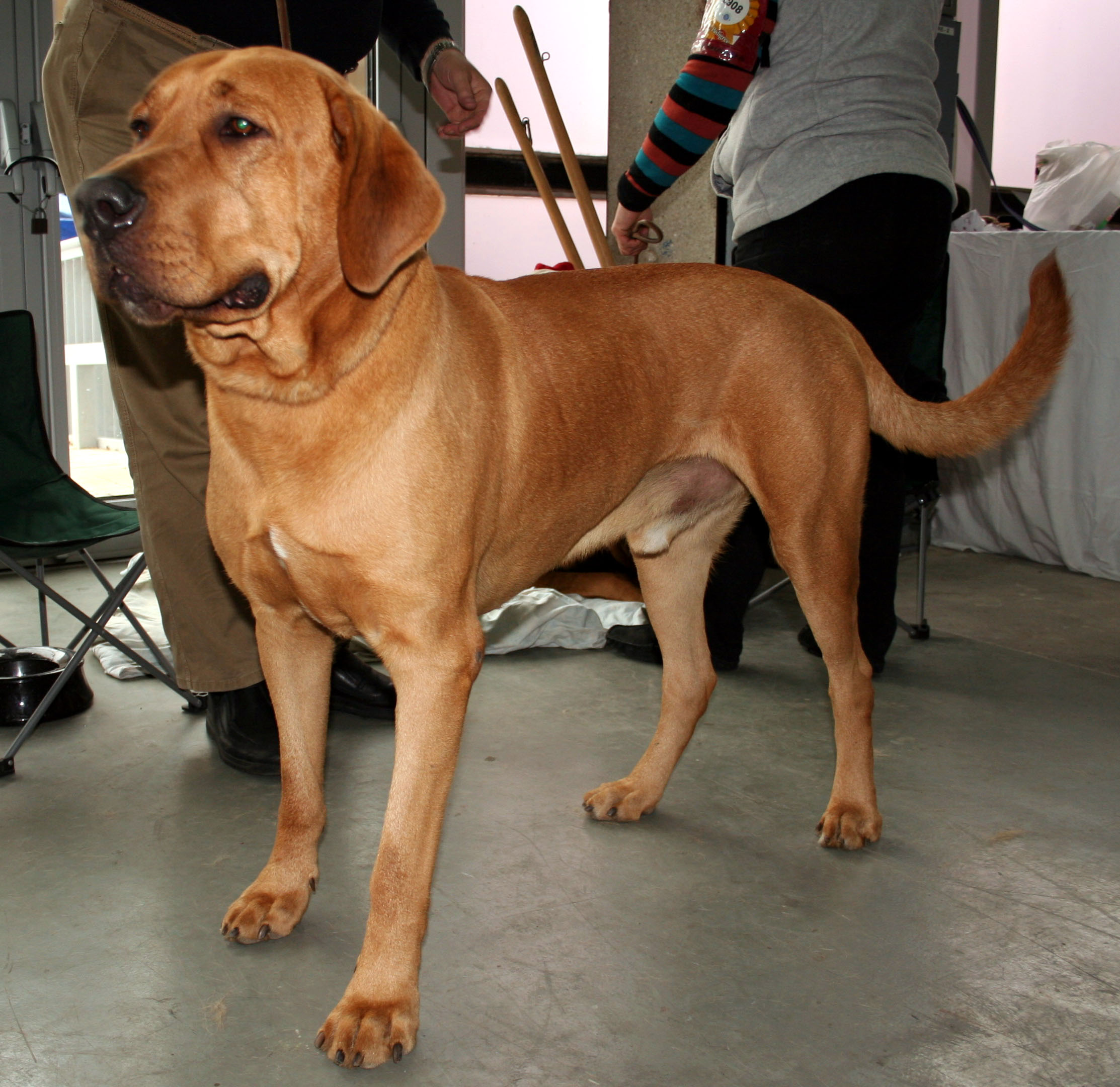
Broholmer
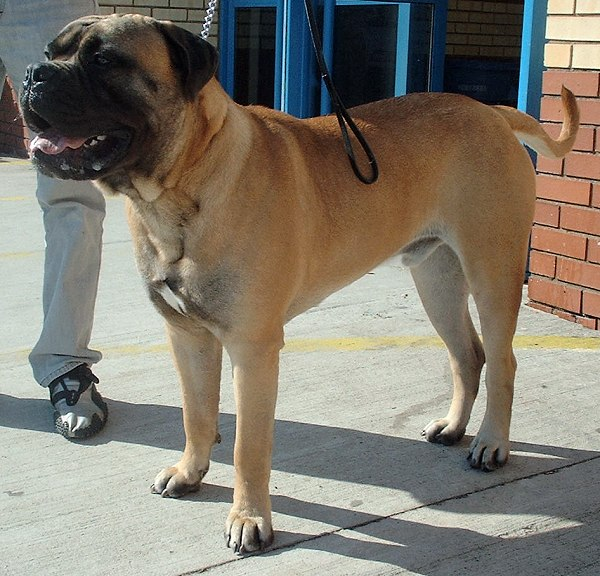
Bullmastiff
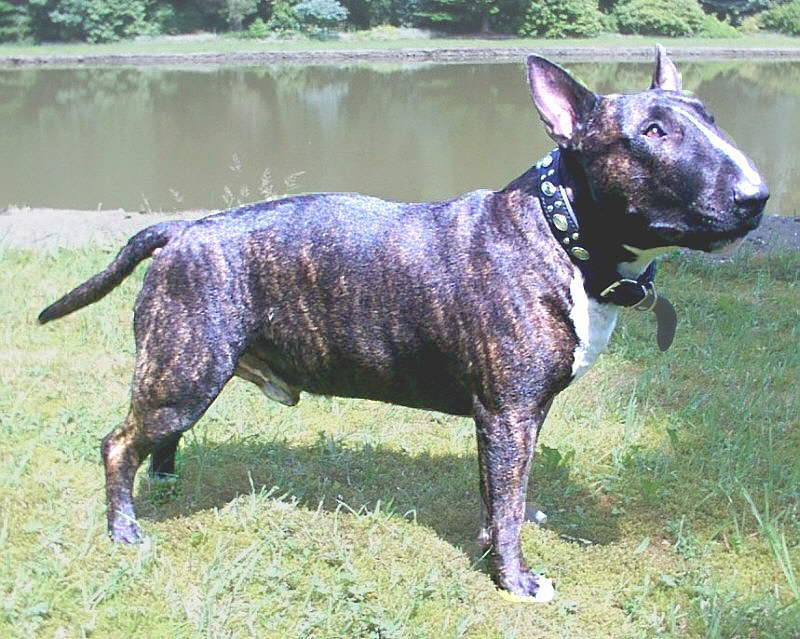
Bullterrier

## C

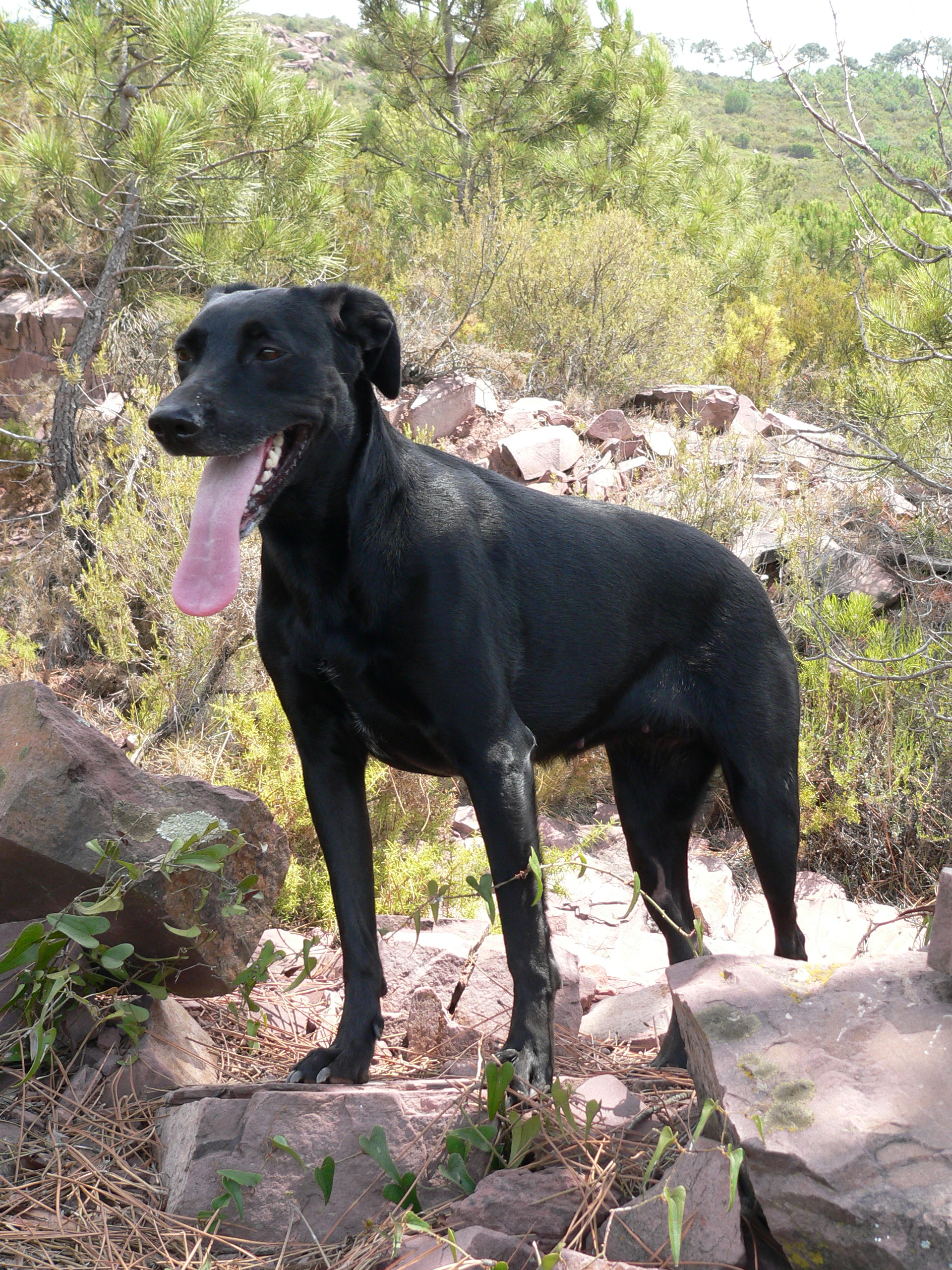
Ca de Bestiar
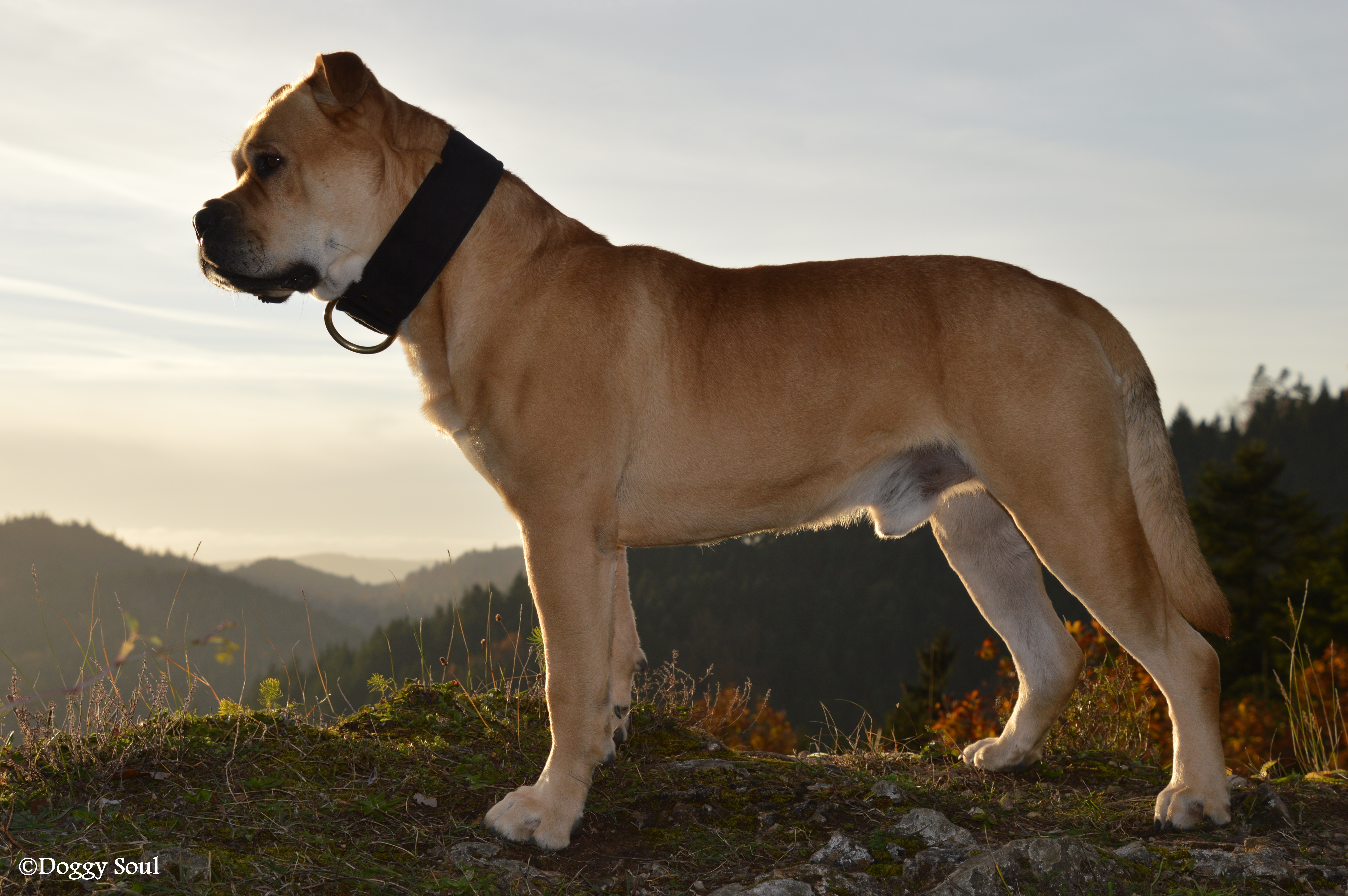
Ca de Bou
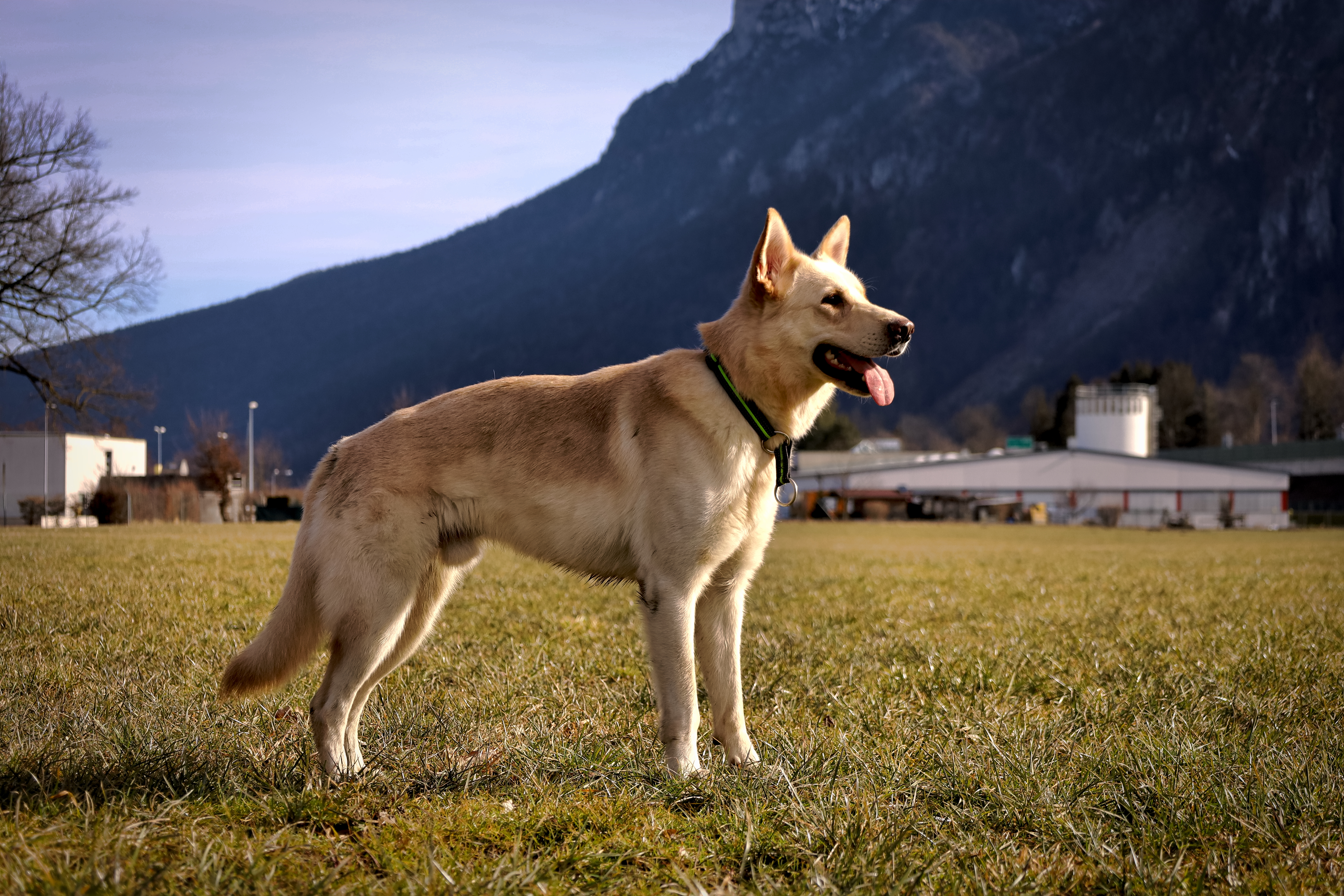
Can de Palleiro
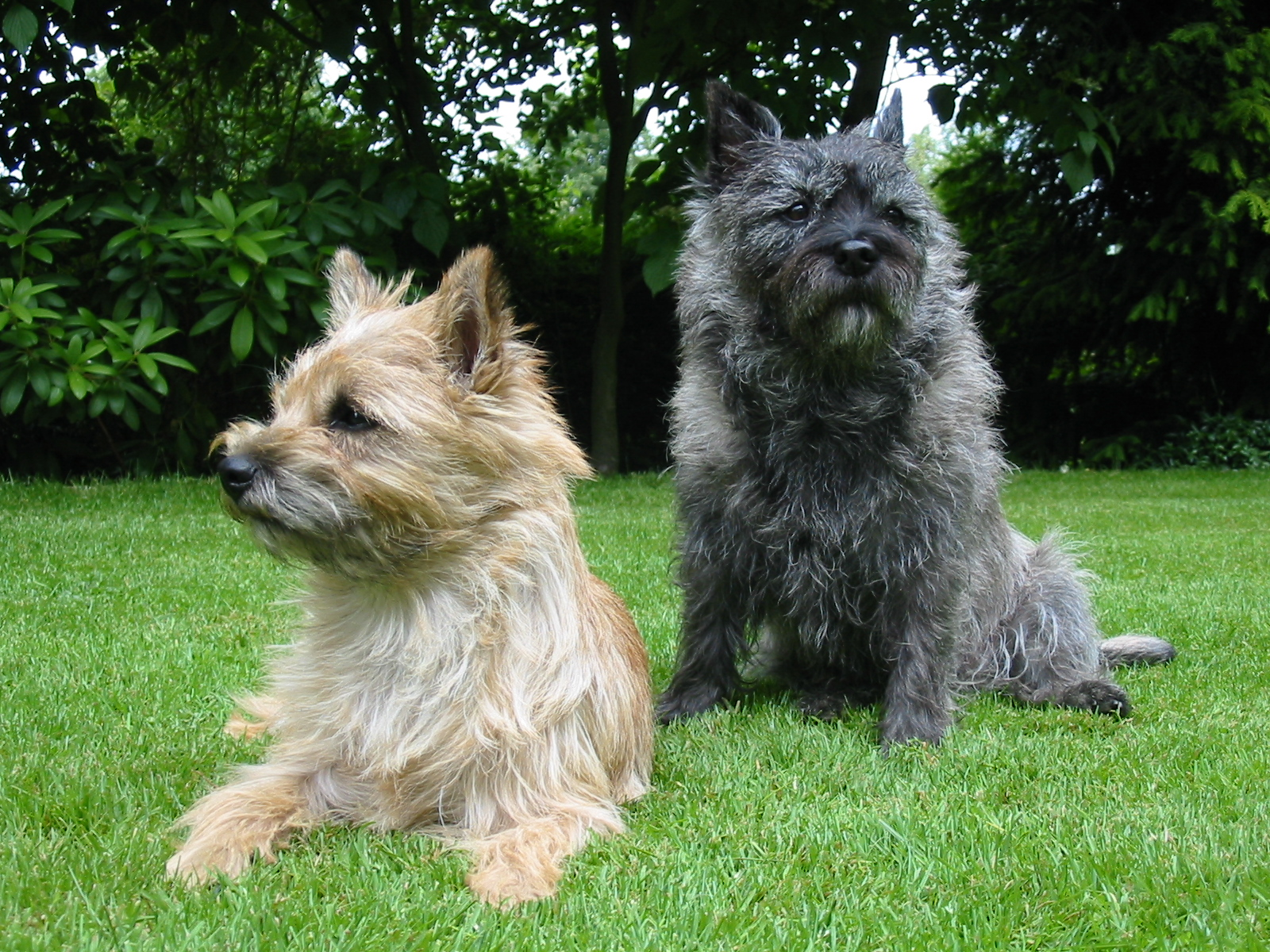
Cairn Terrier
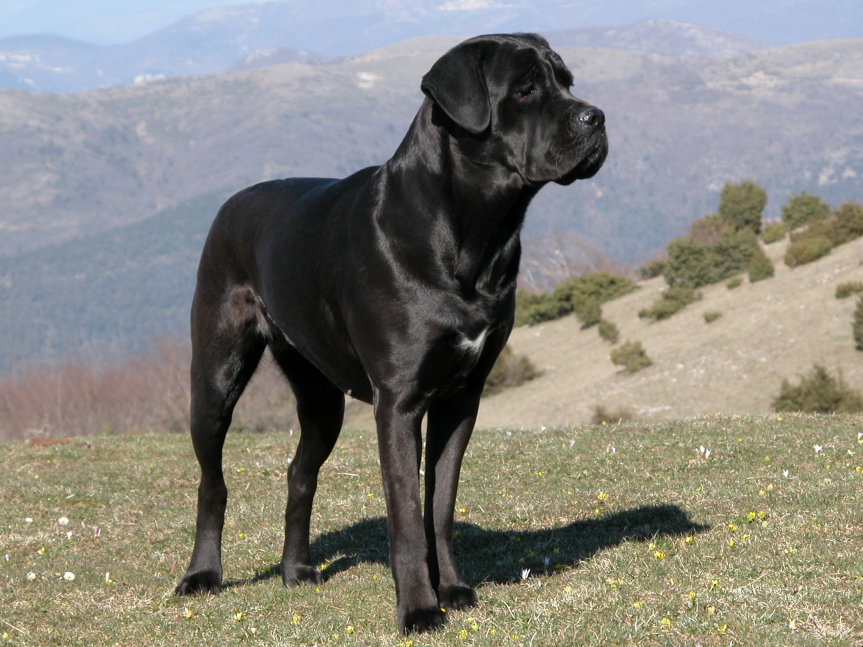
Cane Corso Italiano
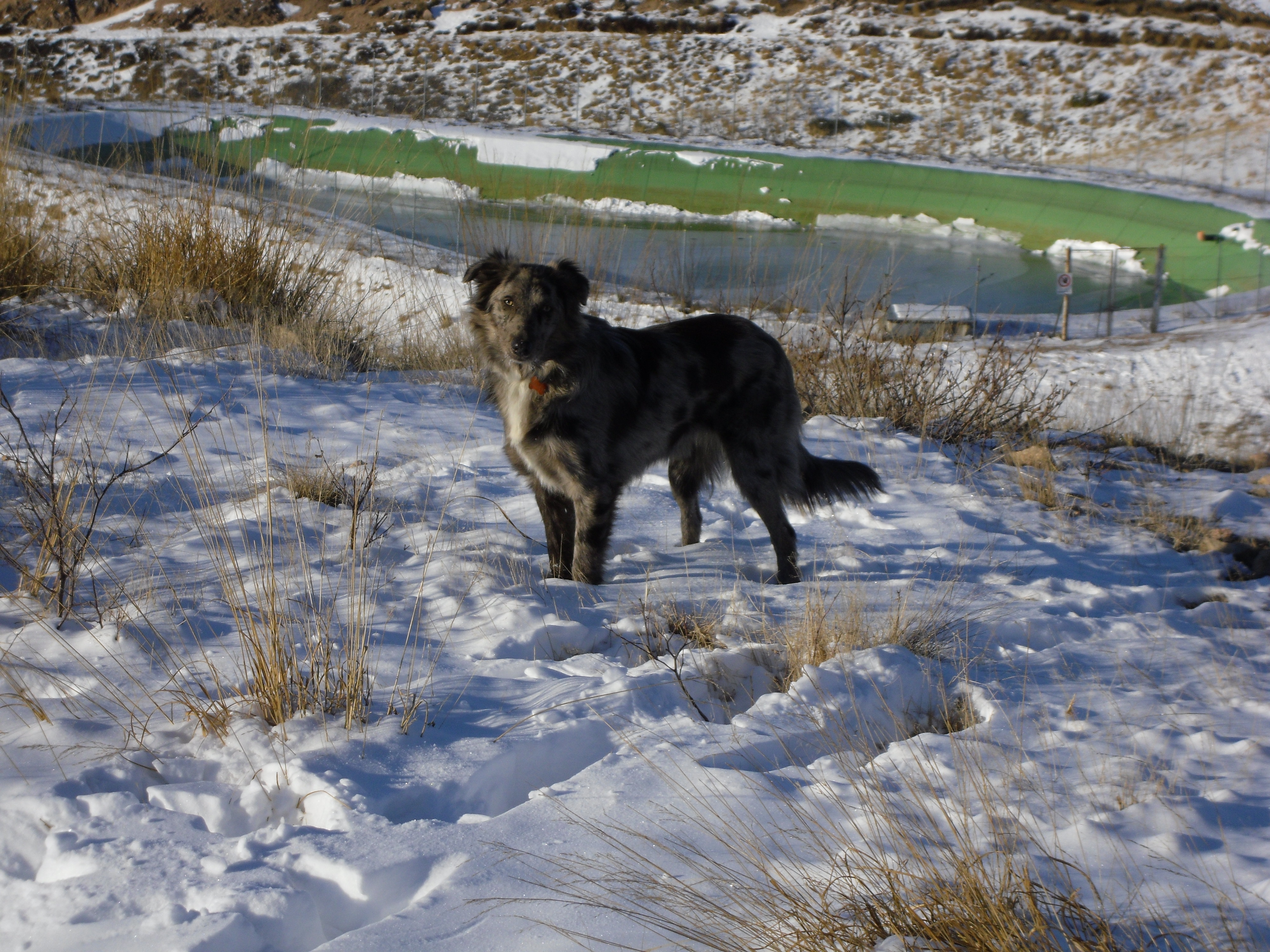
Cane Pastore di Oropa
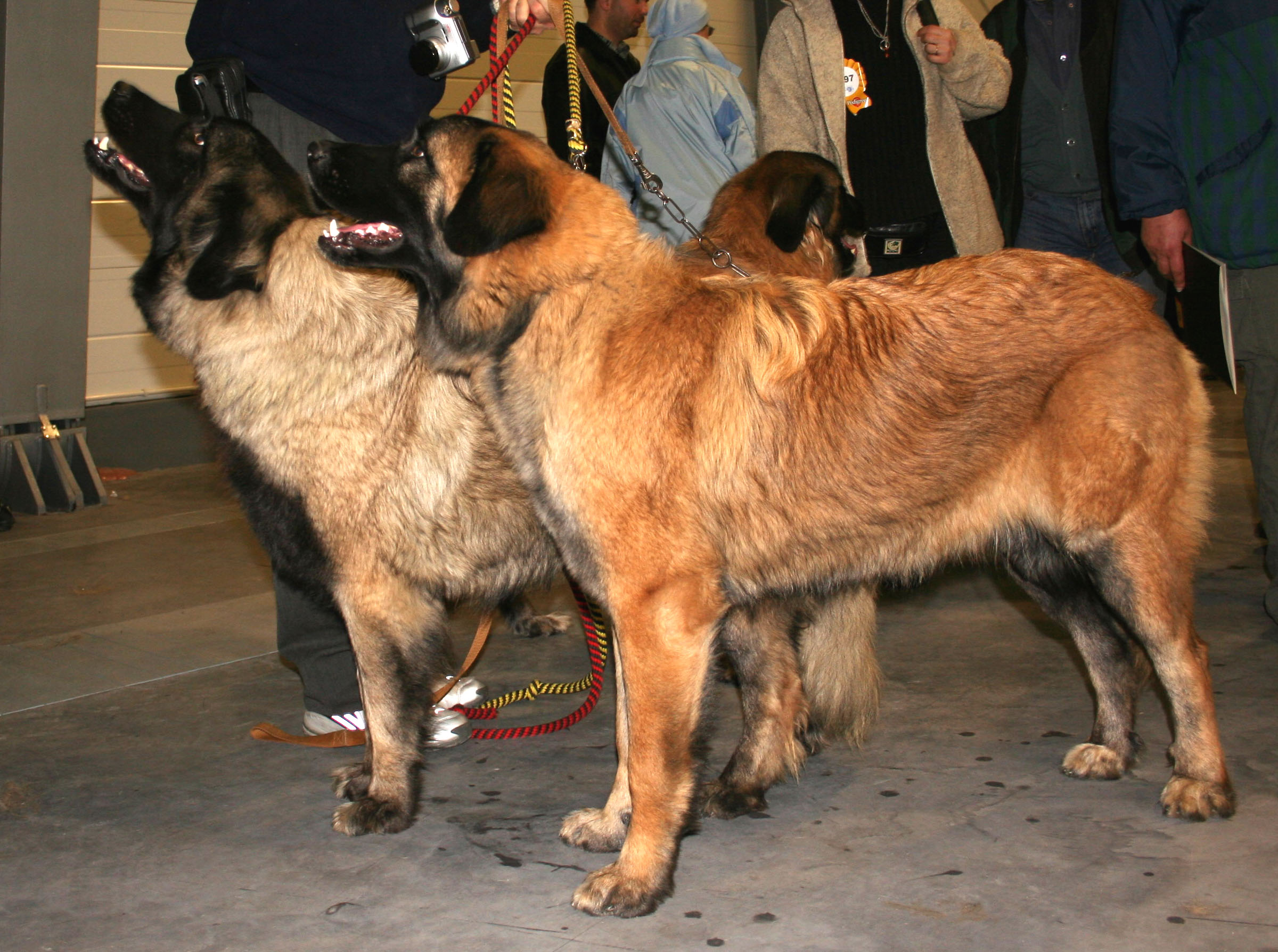
Cão da Serra da Estrela
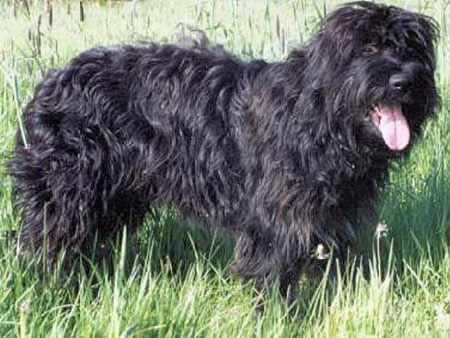
Cão da Serra de Aires
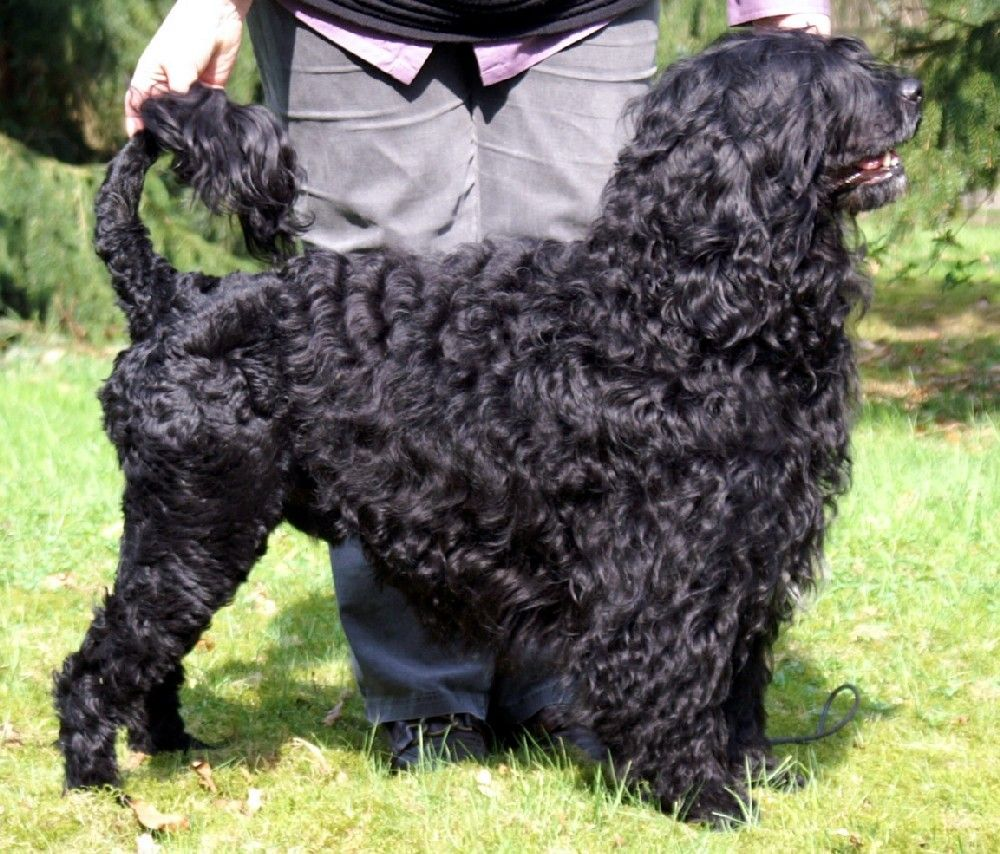
Cão de Água Português – Portugiesischer Wasserhund
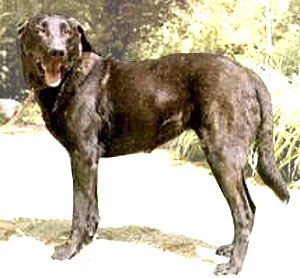
Cão de Castro Laboreiro
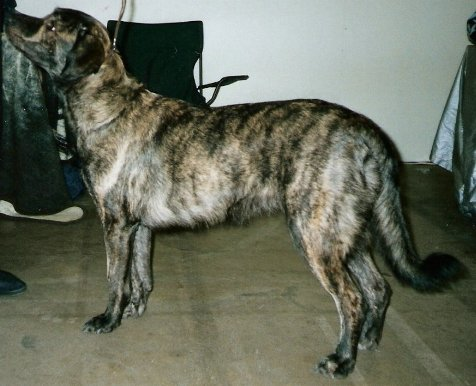
Cão Fila de São Miguel
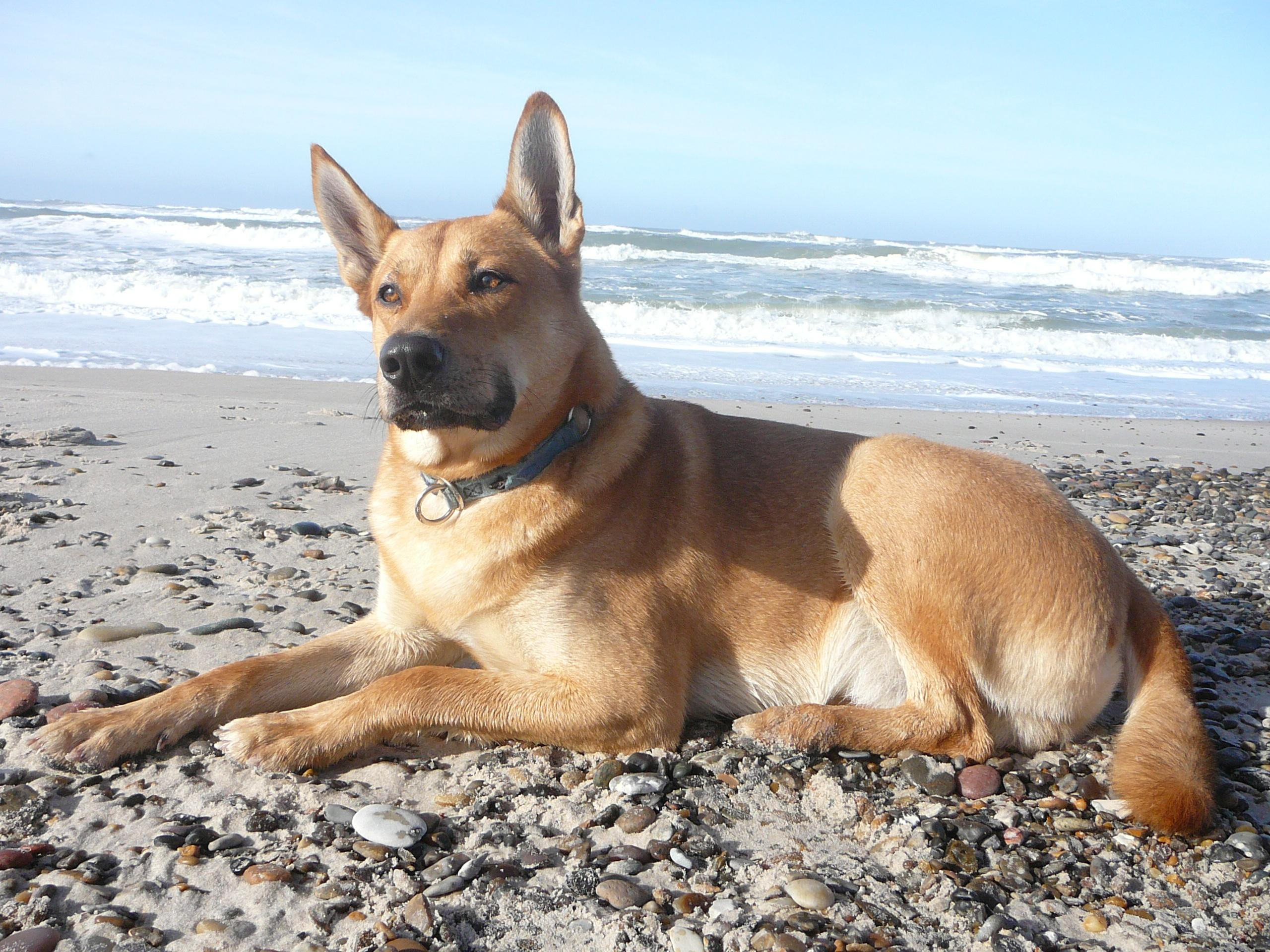
Carolina Dog
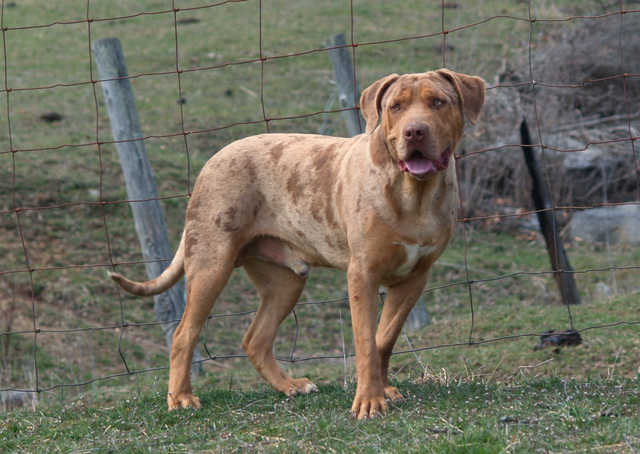
Catahoula Bulldog
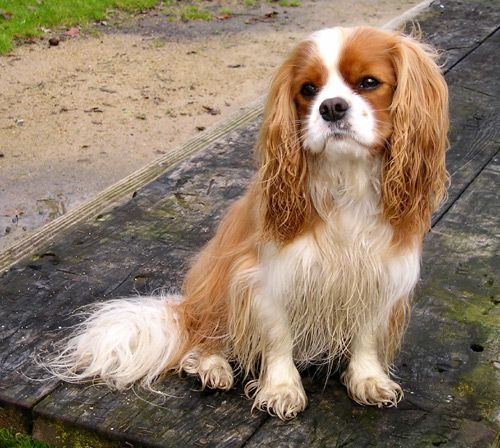
Cavalier King Charles Spaniel
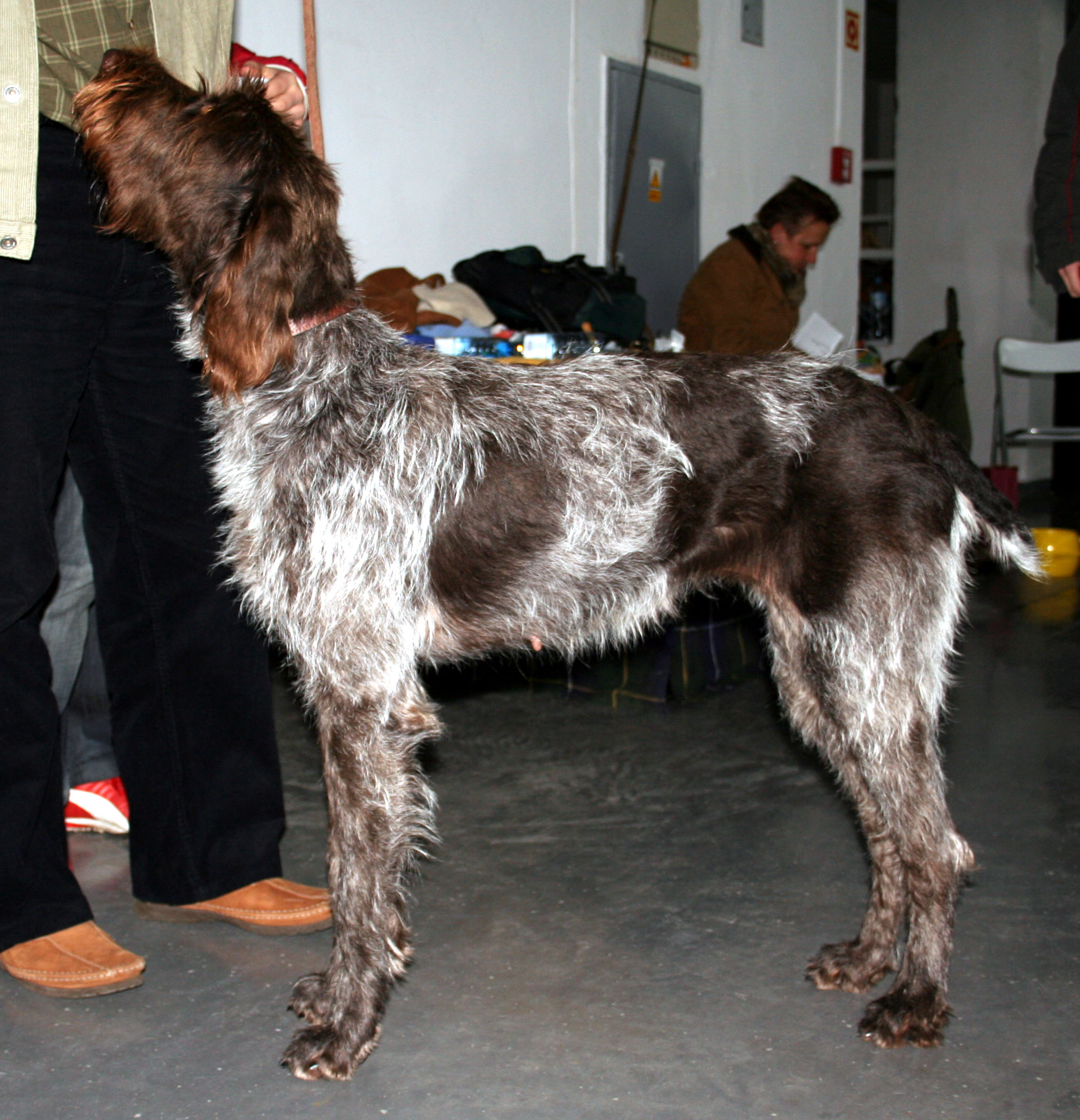
Český fousek
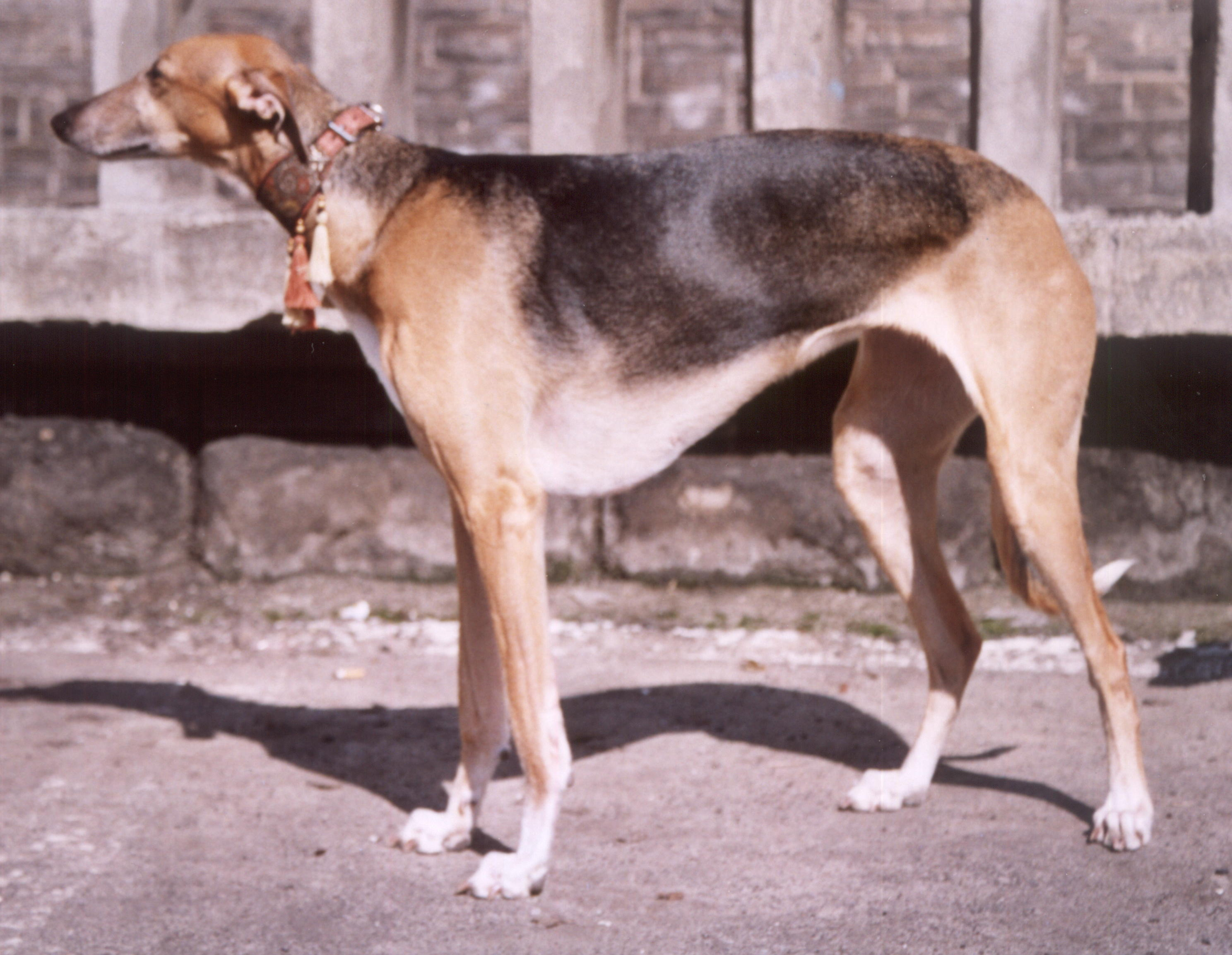
Chart Polski Polnischer Windhund
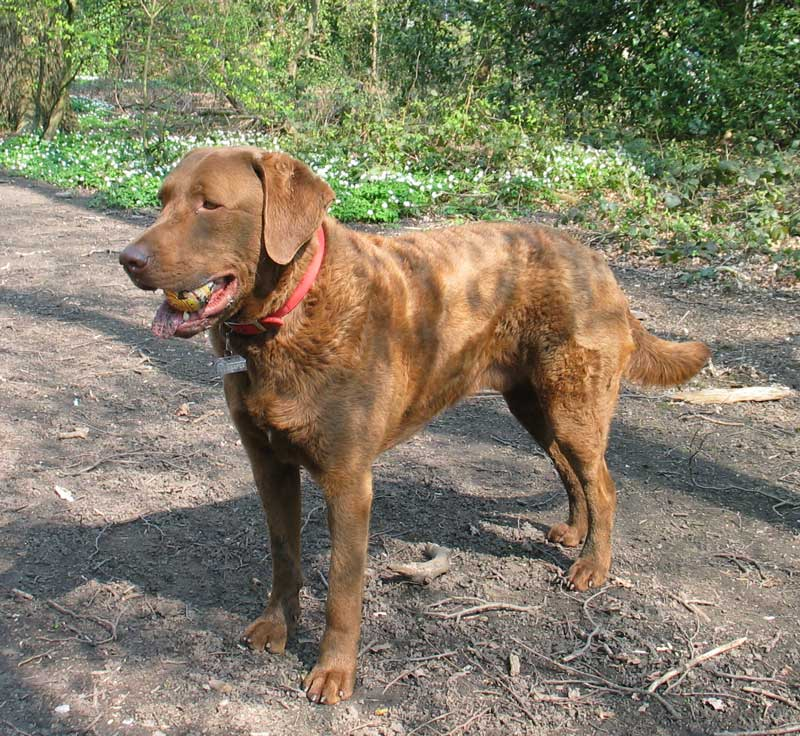
Chesapeake Bay Retriever
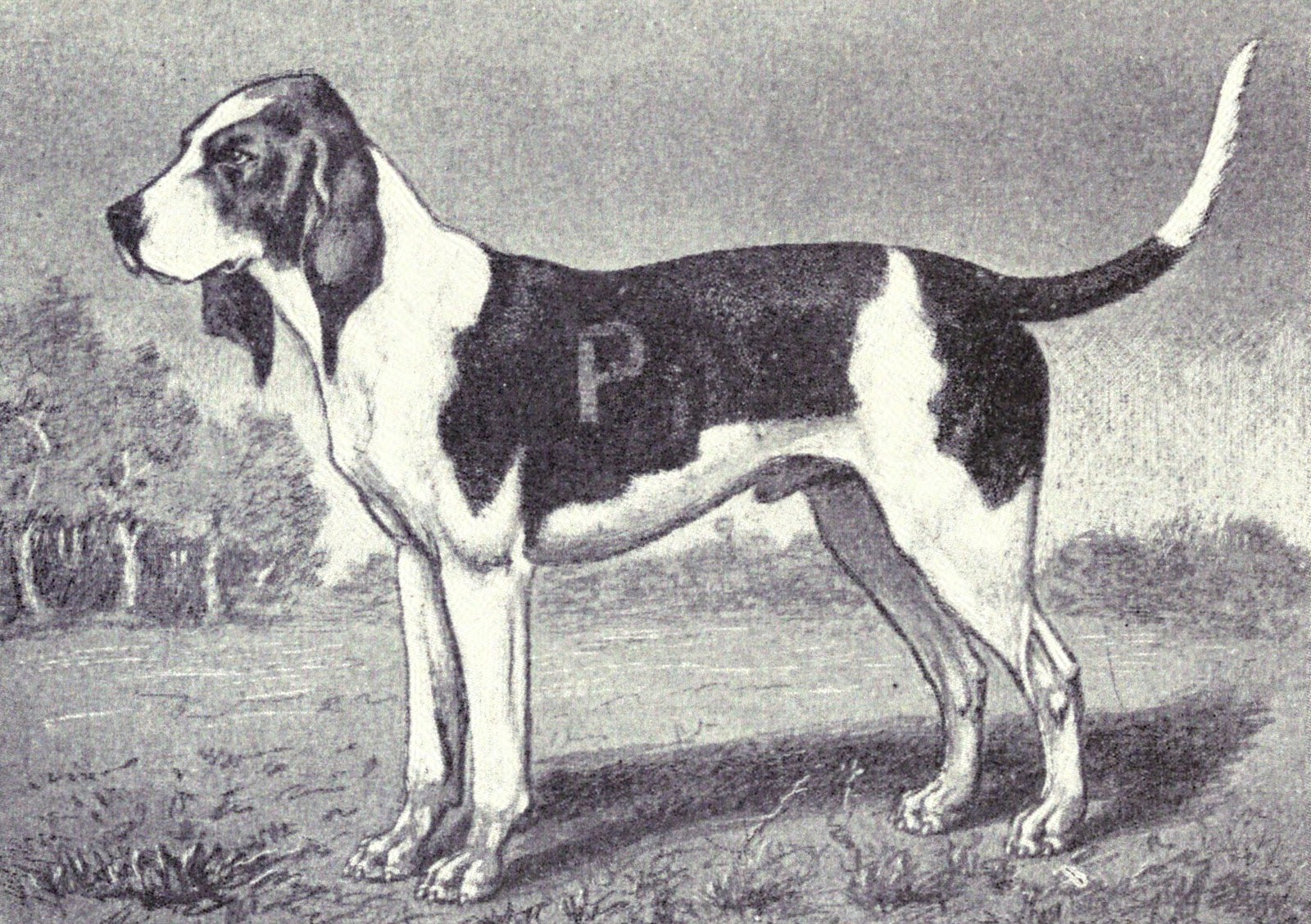
Chien d’Artois
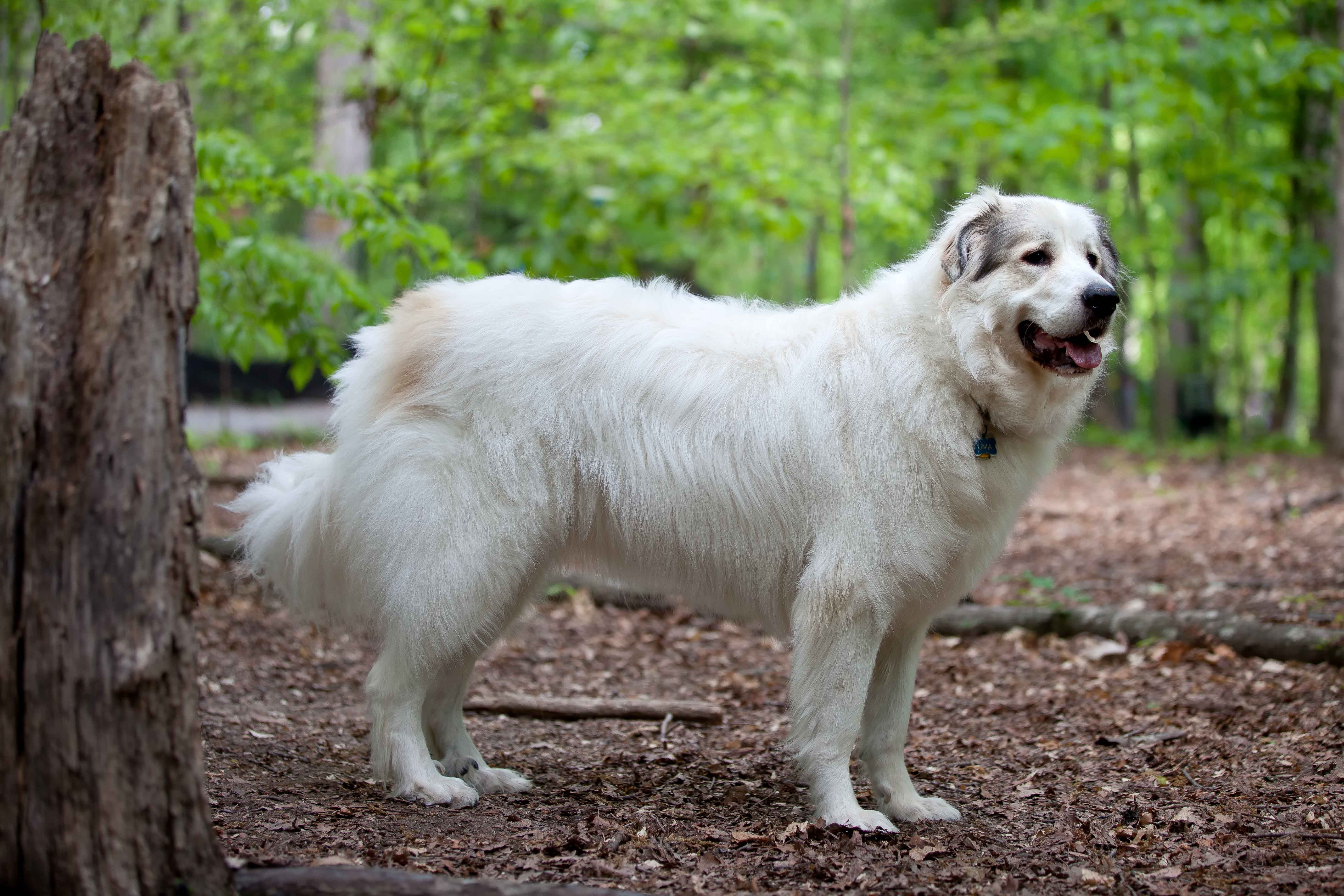
Chien de Montagne des Pyrénées
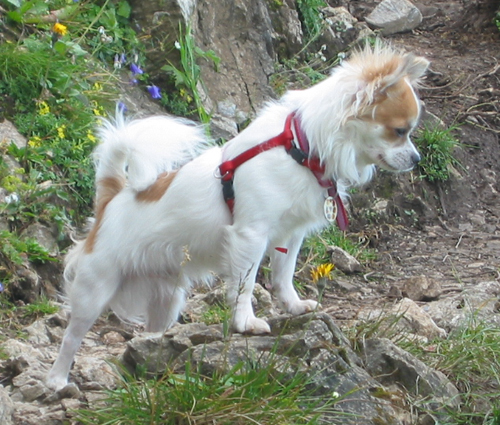
Chihuahua
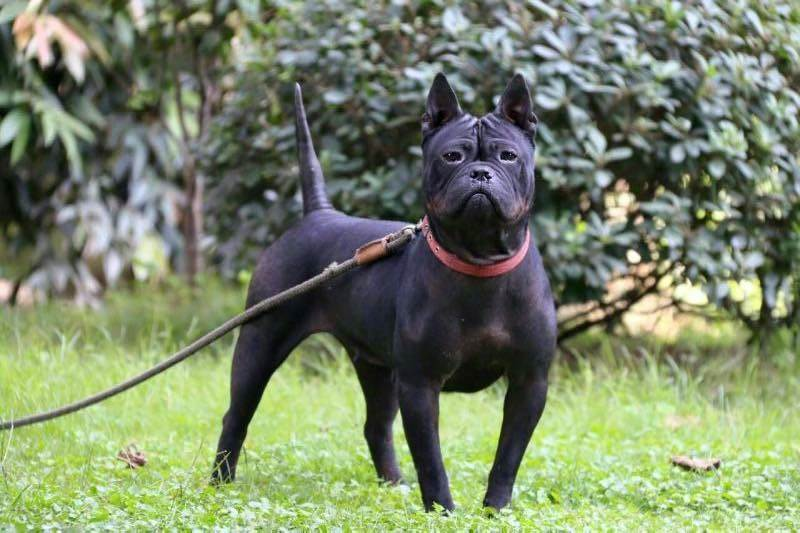
Chinese Chongqing Dog
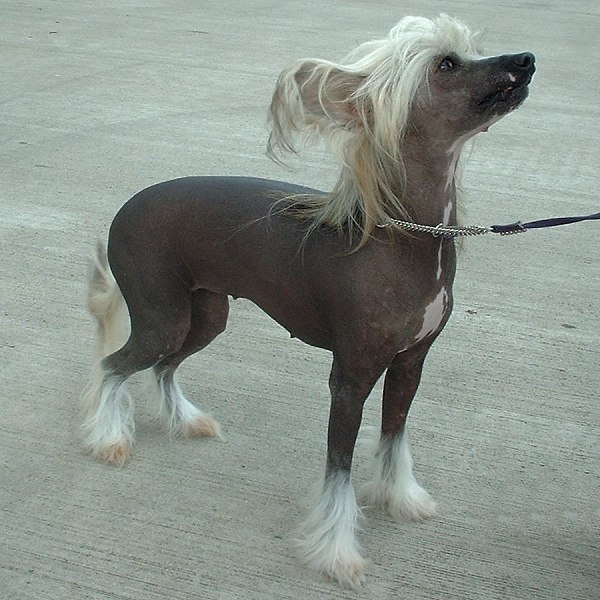
Chinesischer Schopfhund
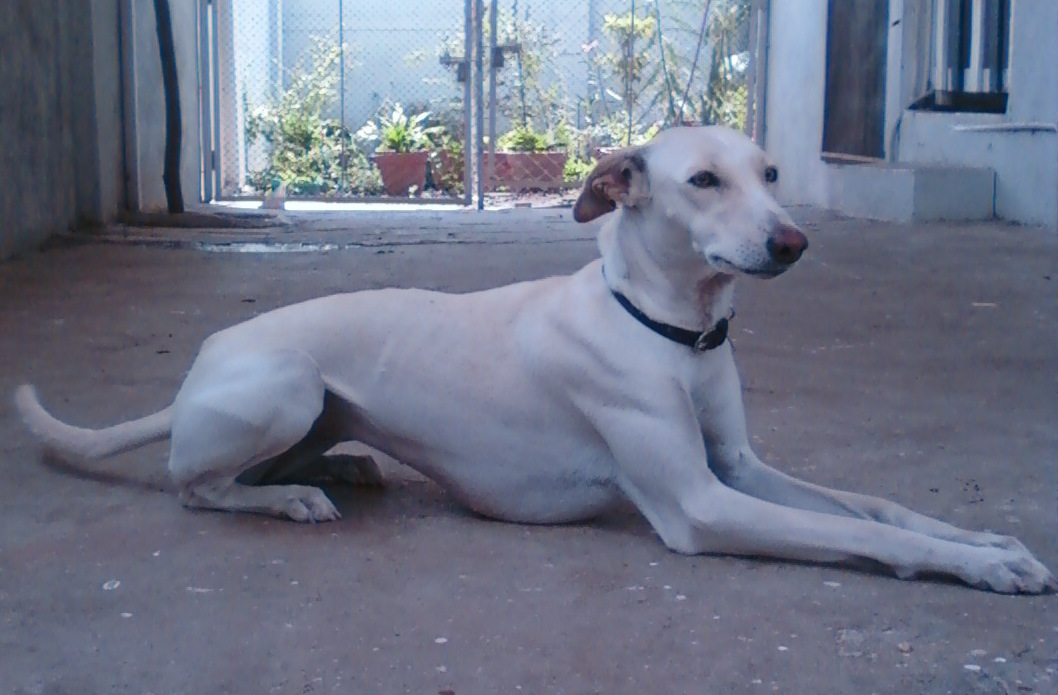
Chippiparai
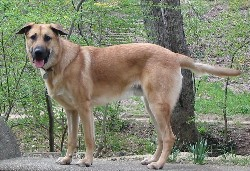
Chinook
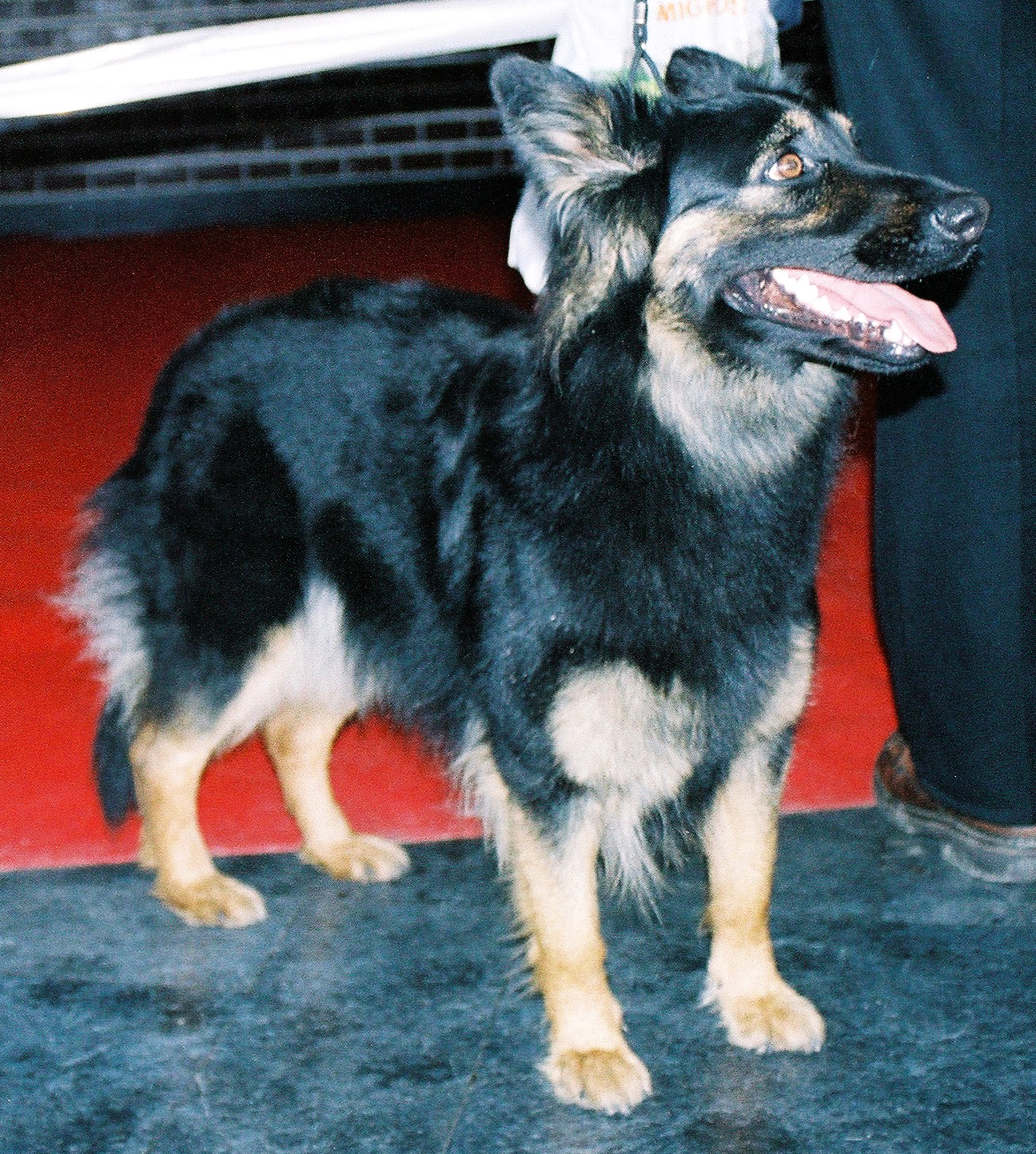
Chodský pes
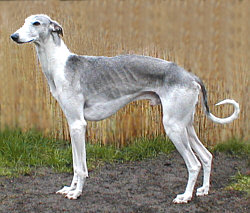
Chortaj
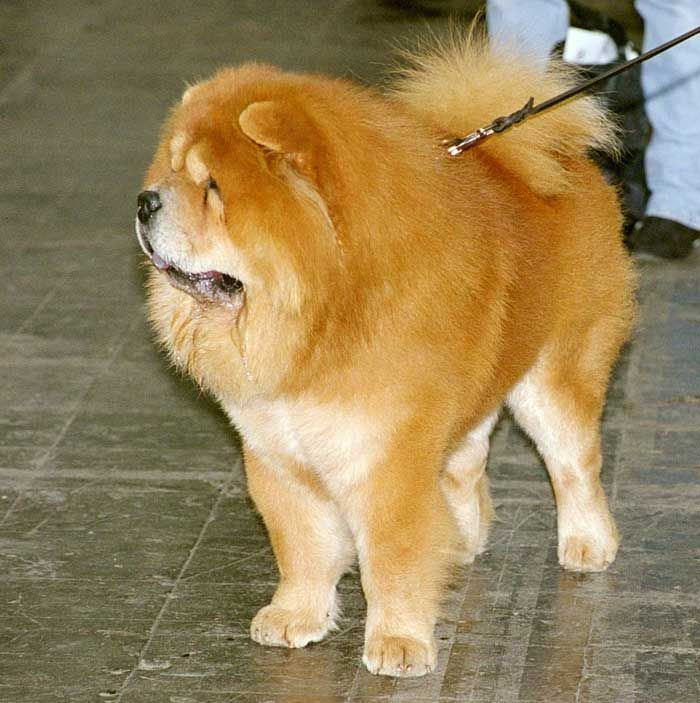
Chow-Chow
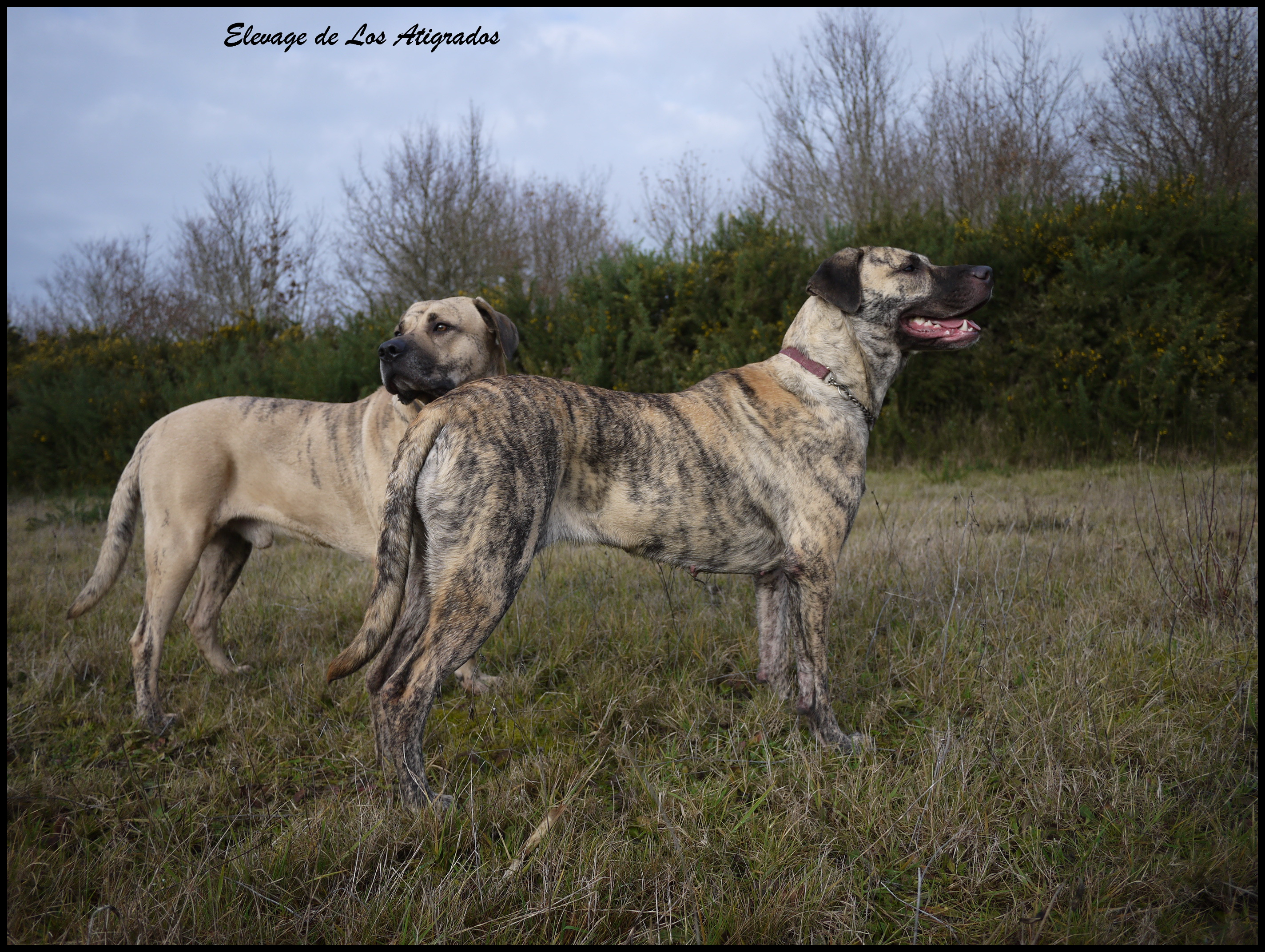
Cimarrón Uruguayo
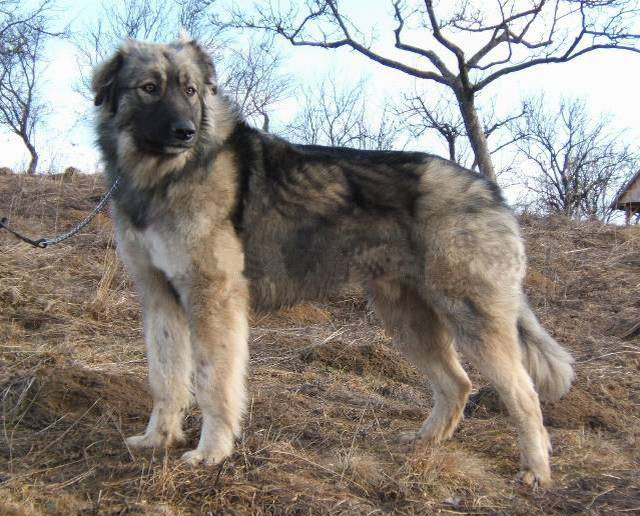
Ciobănesc Românesc Carpatin
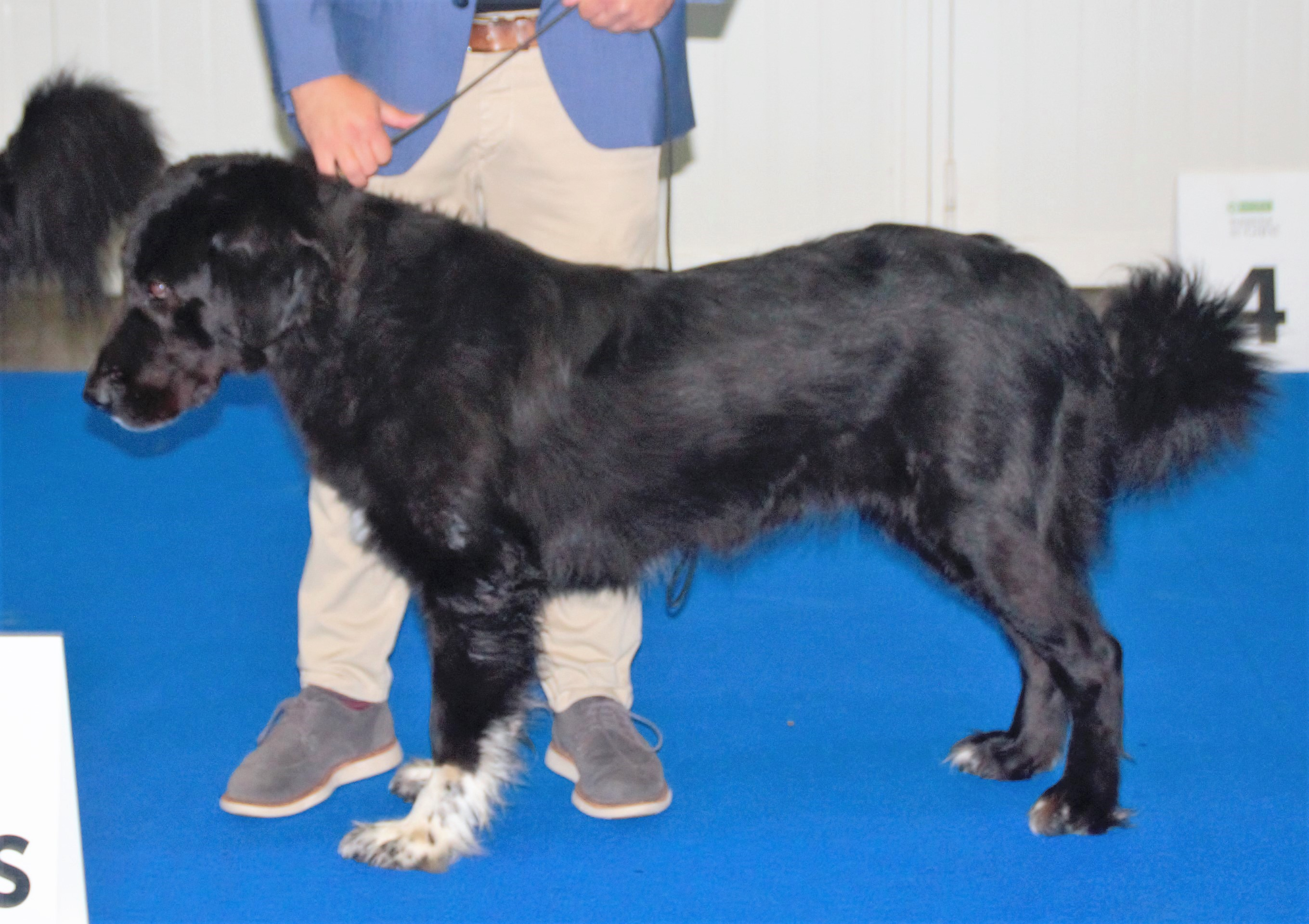
Ciobănesc Românesc Corb
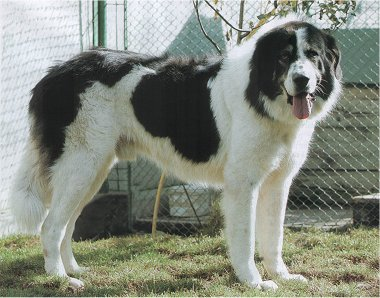
Ciobănesc Românesc de Bucovina
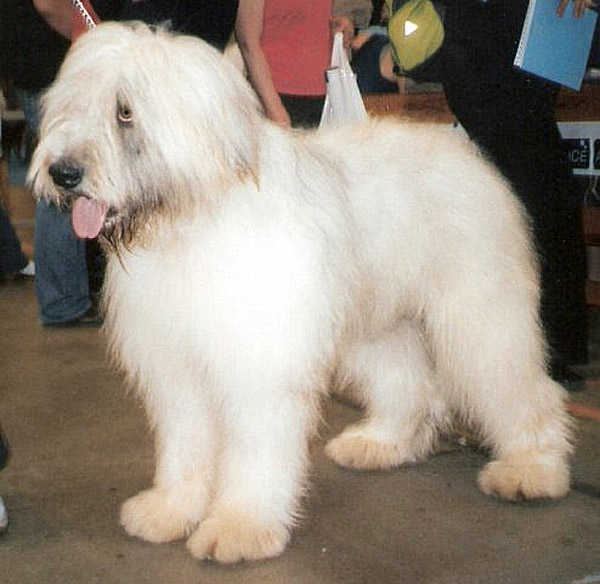
Ciobănesc Românesc Mioritic
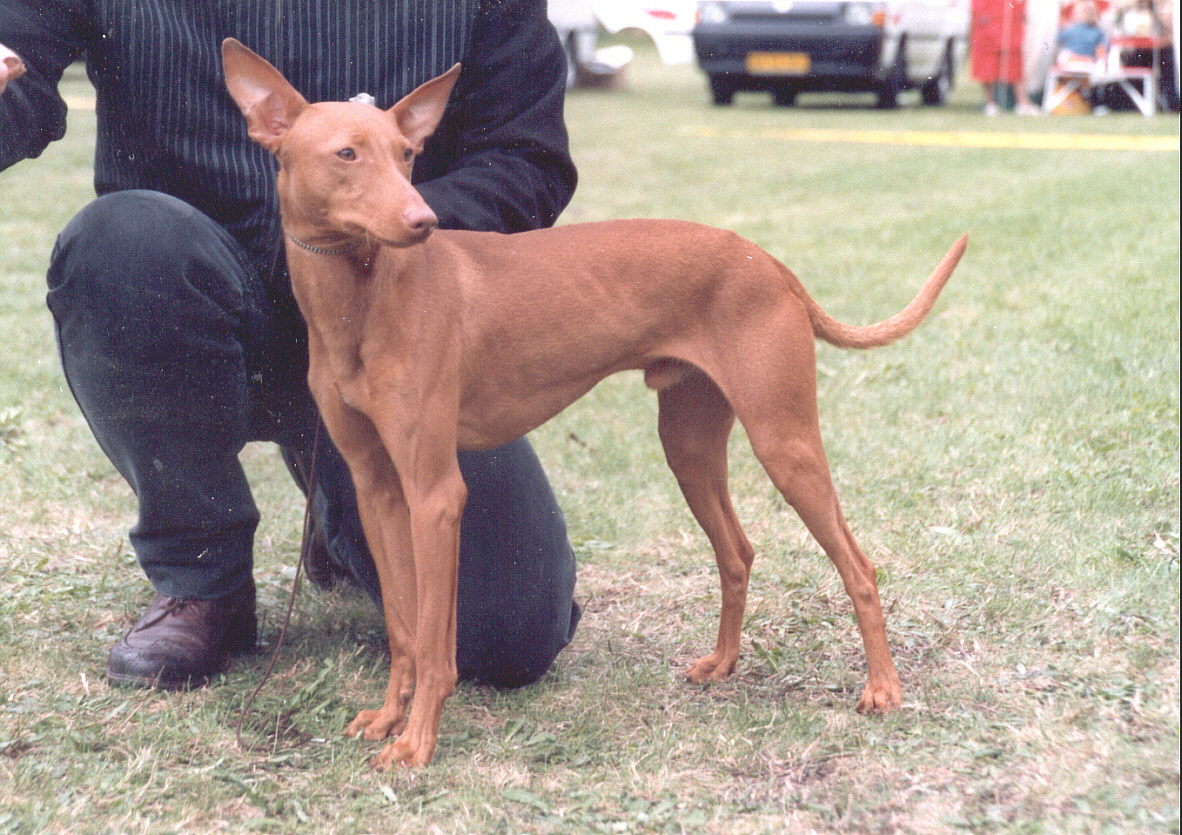
Cirneco dell’Etna
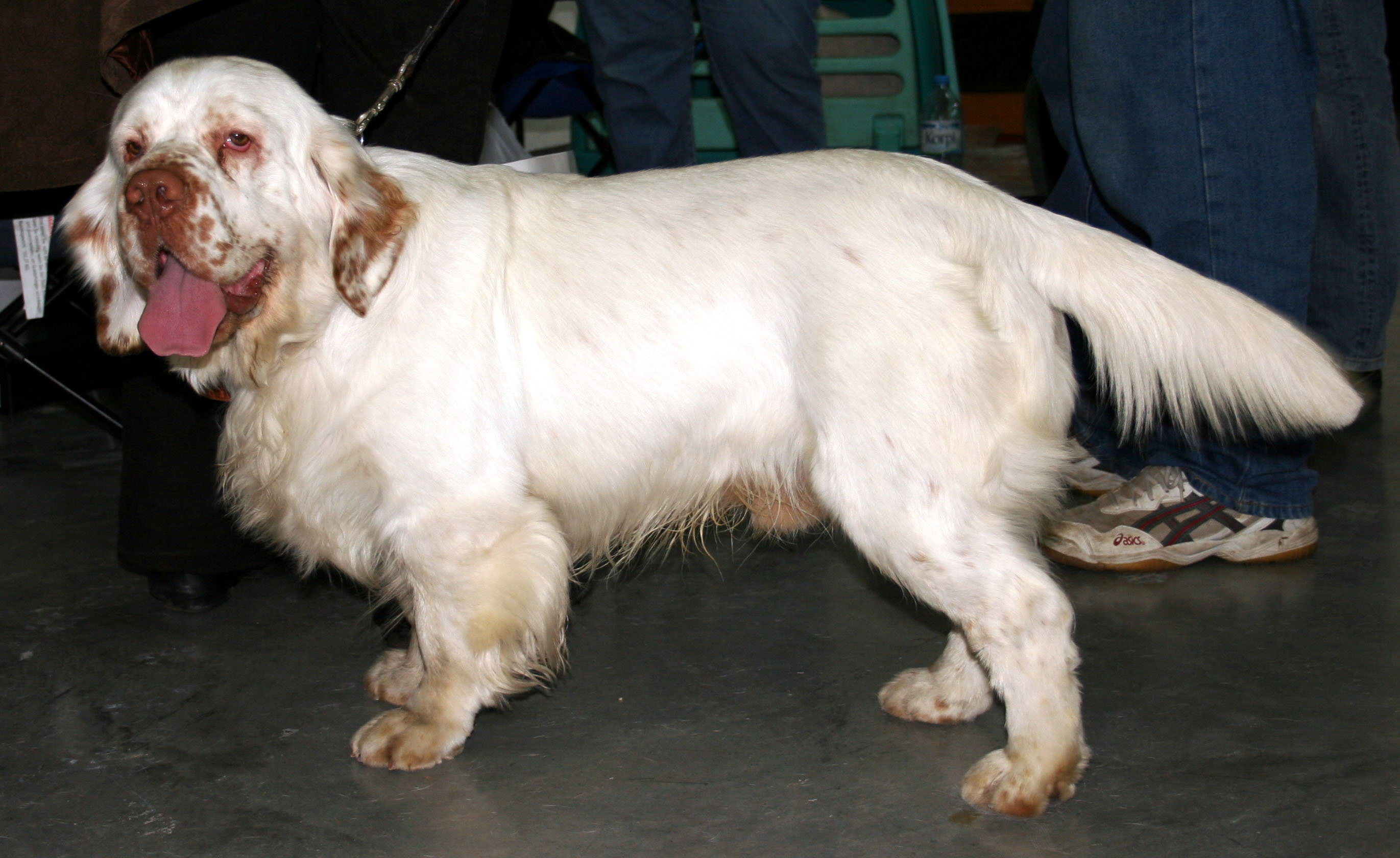
Clumber Spaniel
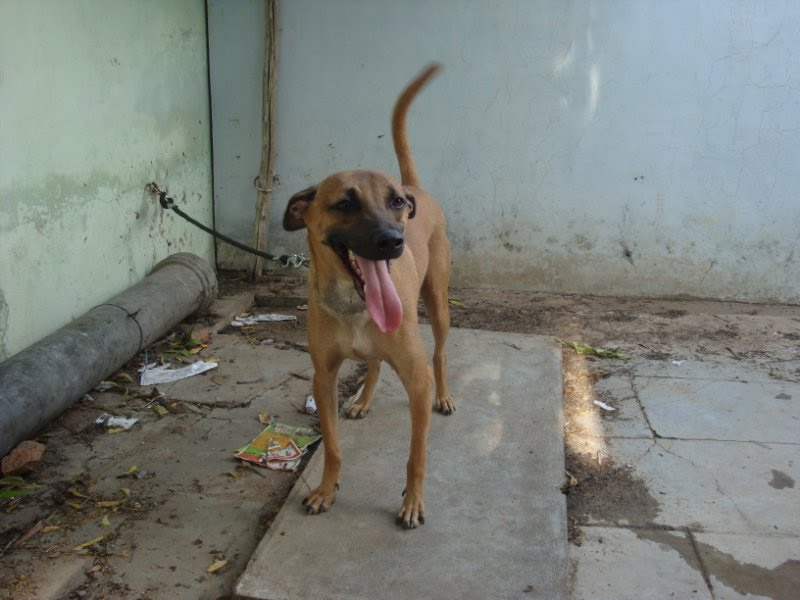
Combai
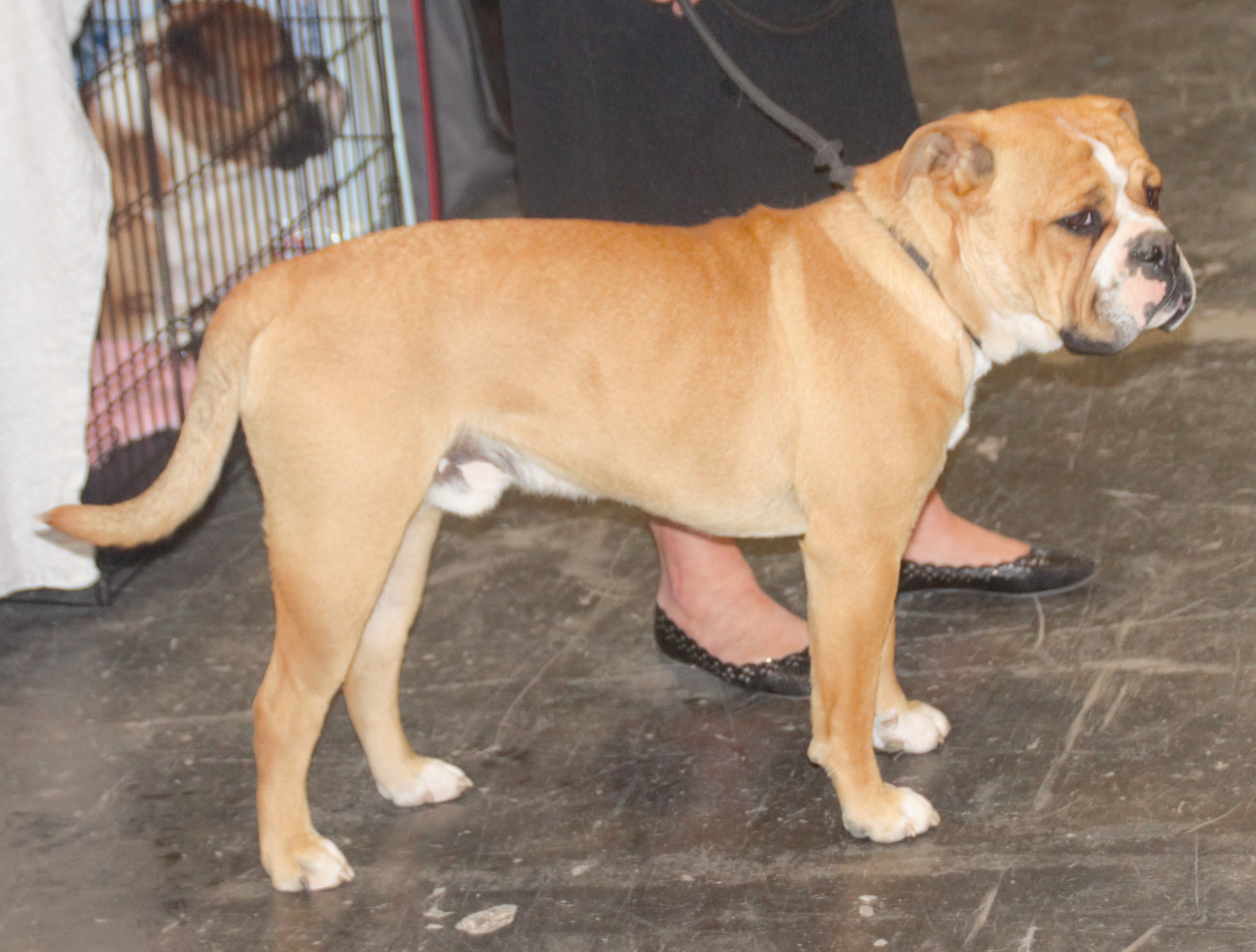
Continental Bulldog
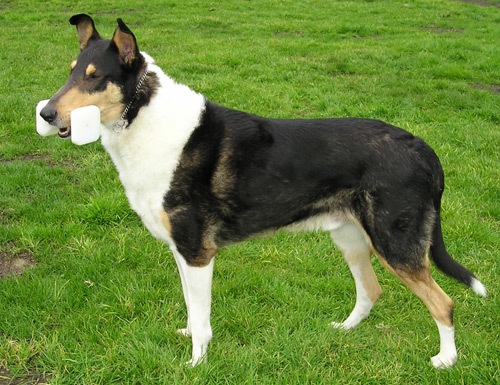
Collie (Kurzhaar)
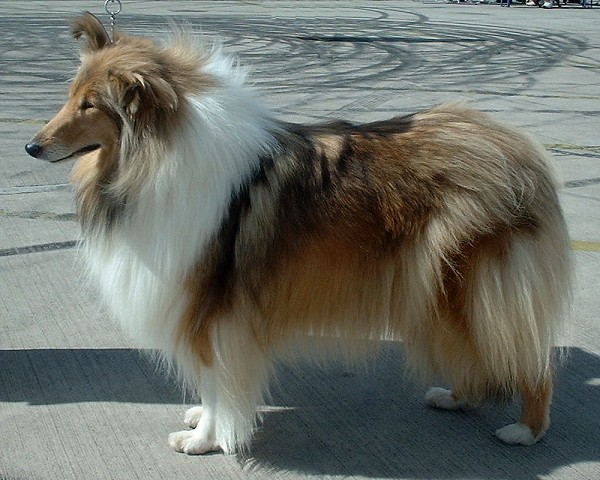
Collie (Langhaar)
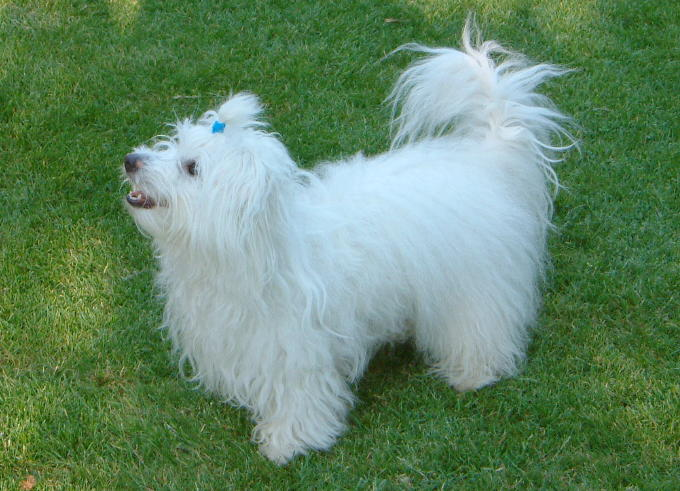
Coton de Tuléar
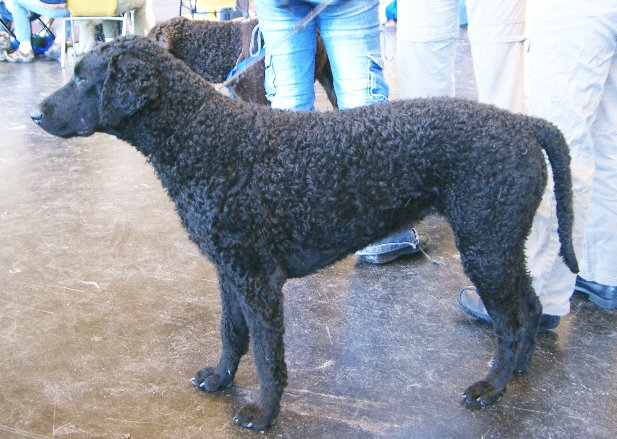
Curly Coated Retriever
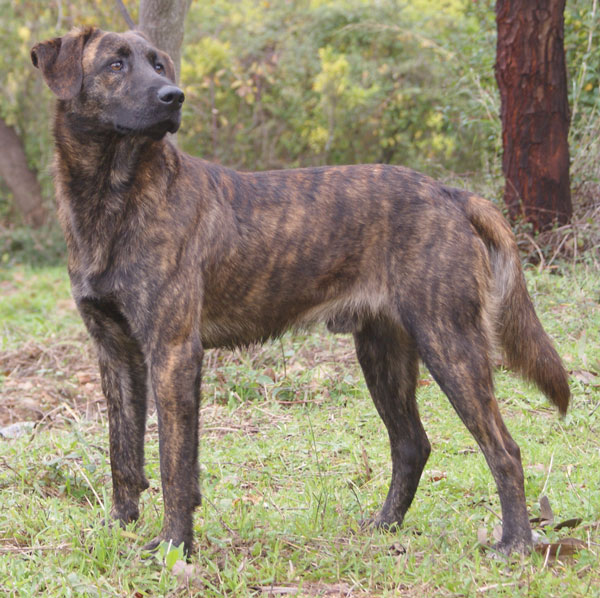
Cursinu

## D

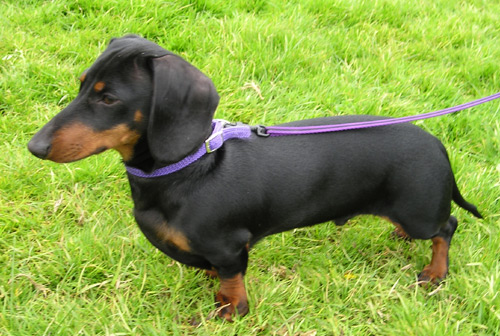
Dackel (Glatthaar Zwergdackel)
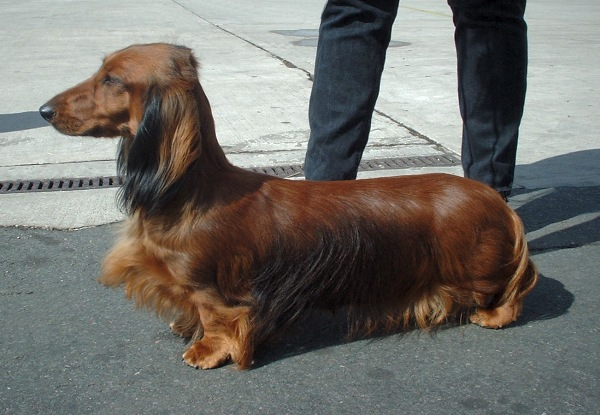
Dackel (Langhaardackel)
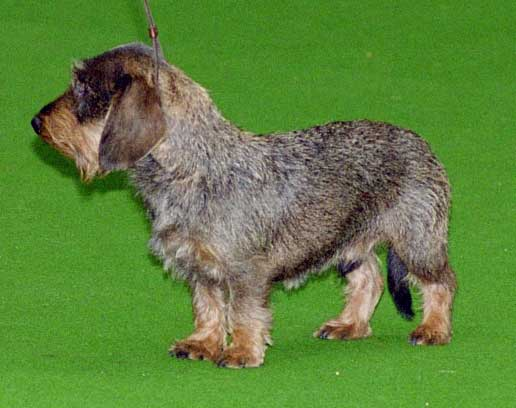
Dackel (Rauhaardackel)
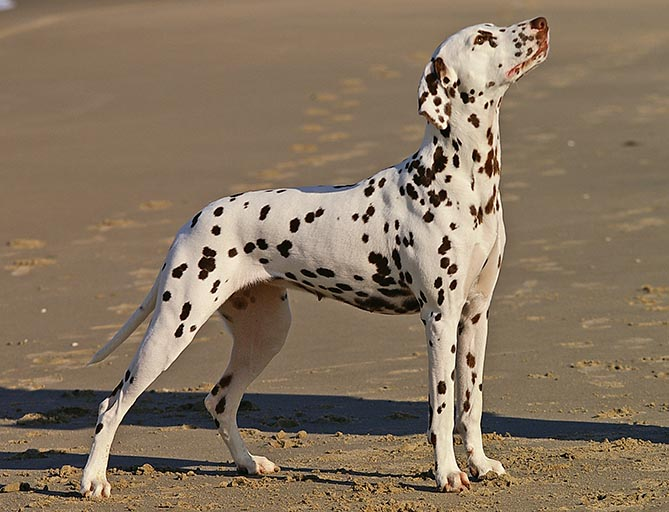
Dalmatiner
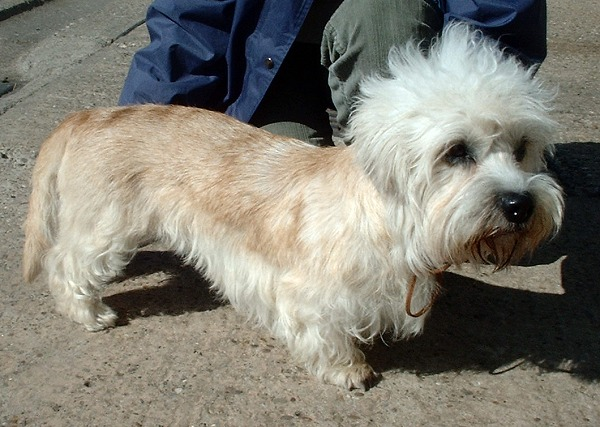
Dandie Dinmont Terrier
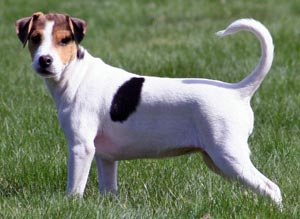
Dansk-Svensk Gårdshund
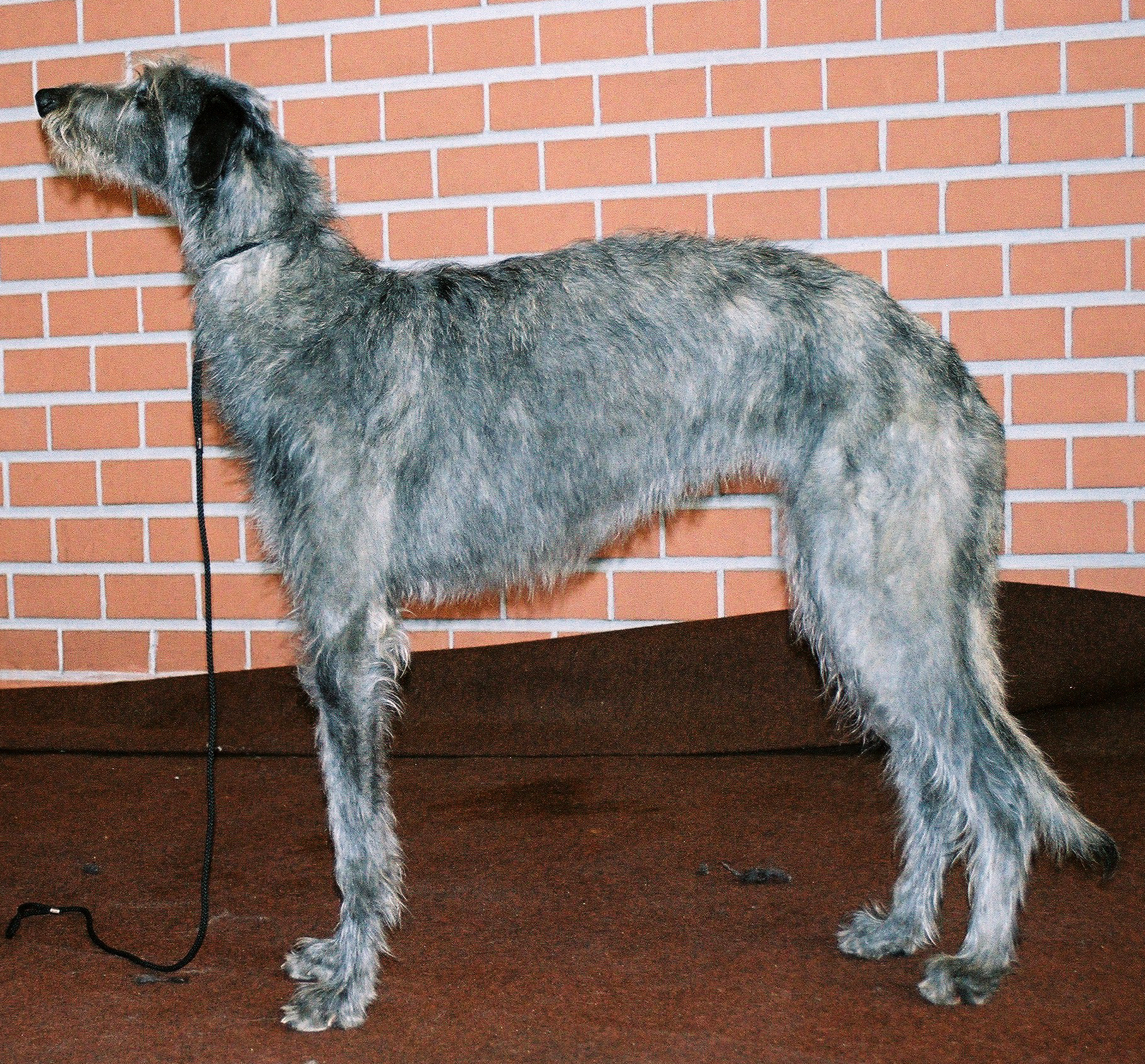
Deerhound
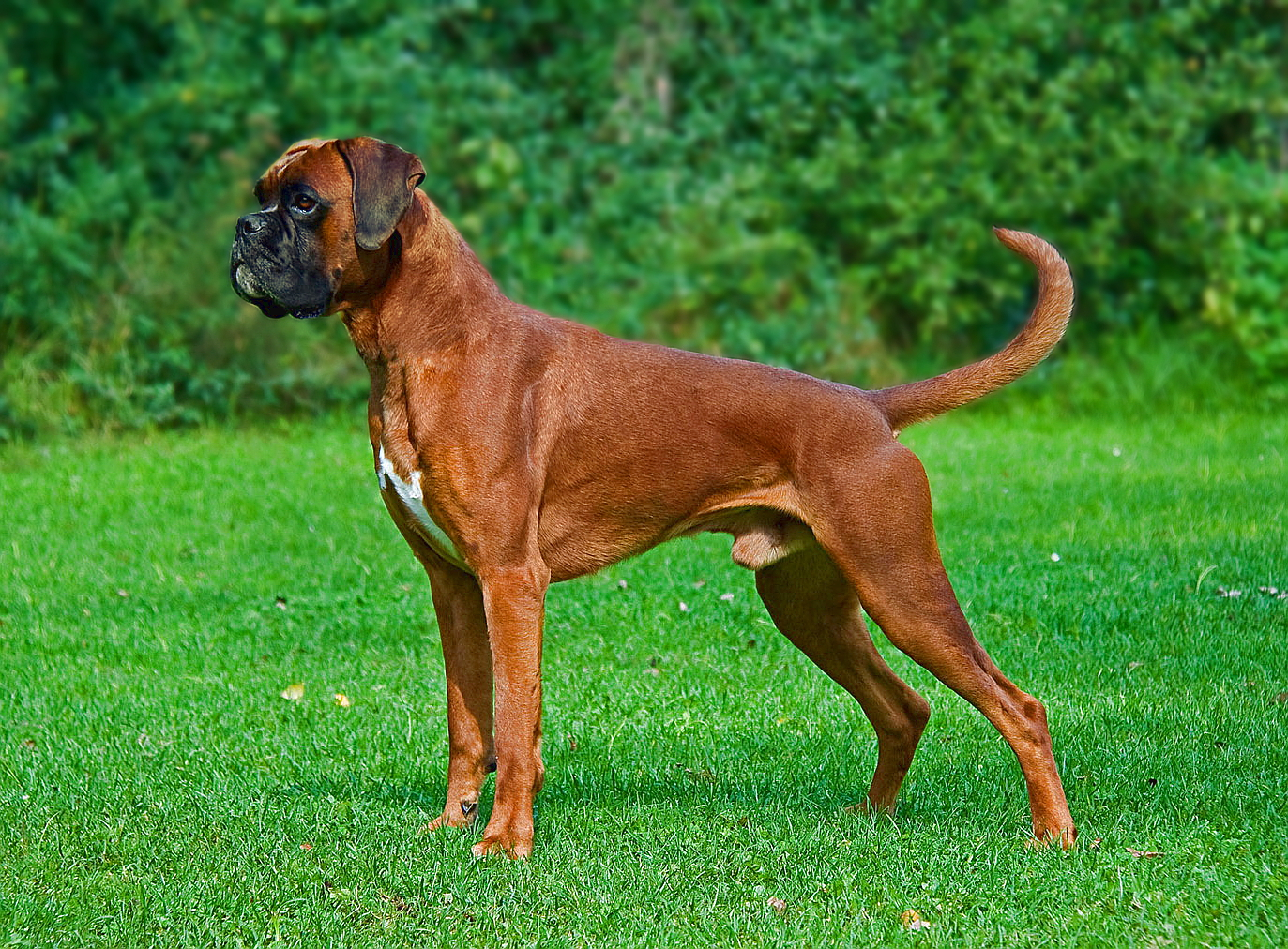
Deutscher Boxer
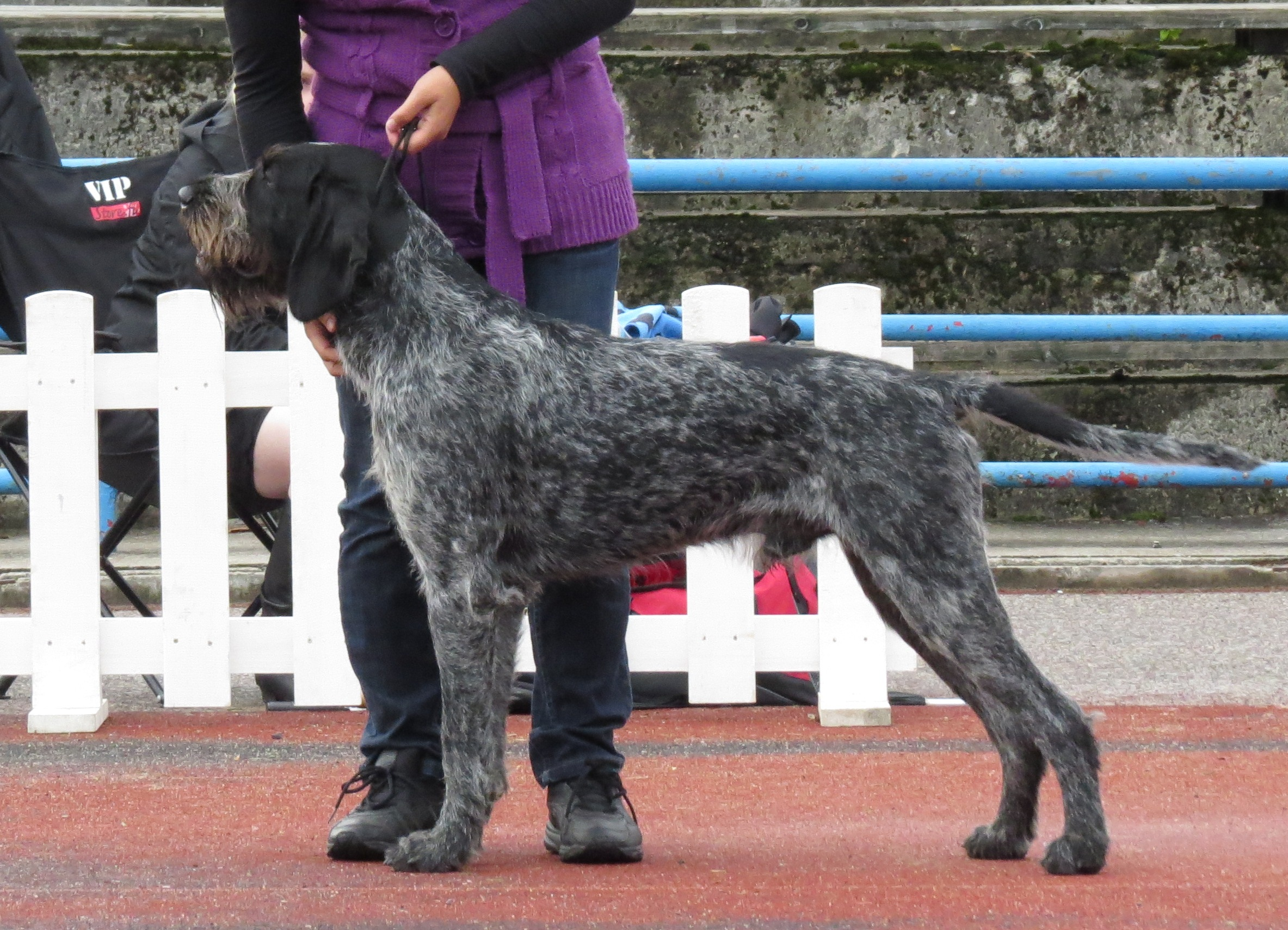
Deutsch Drahthaar
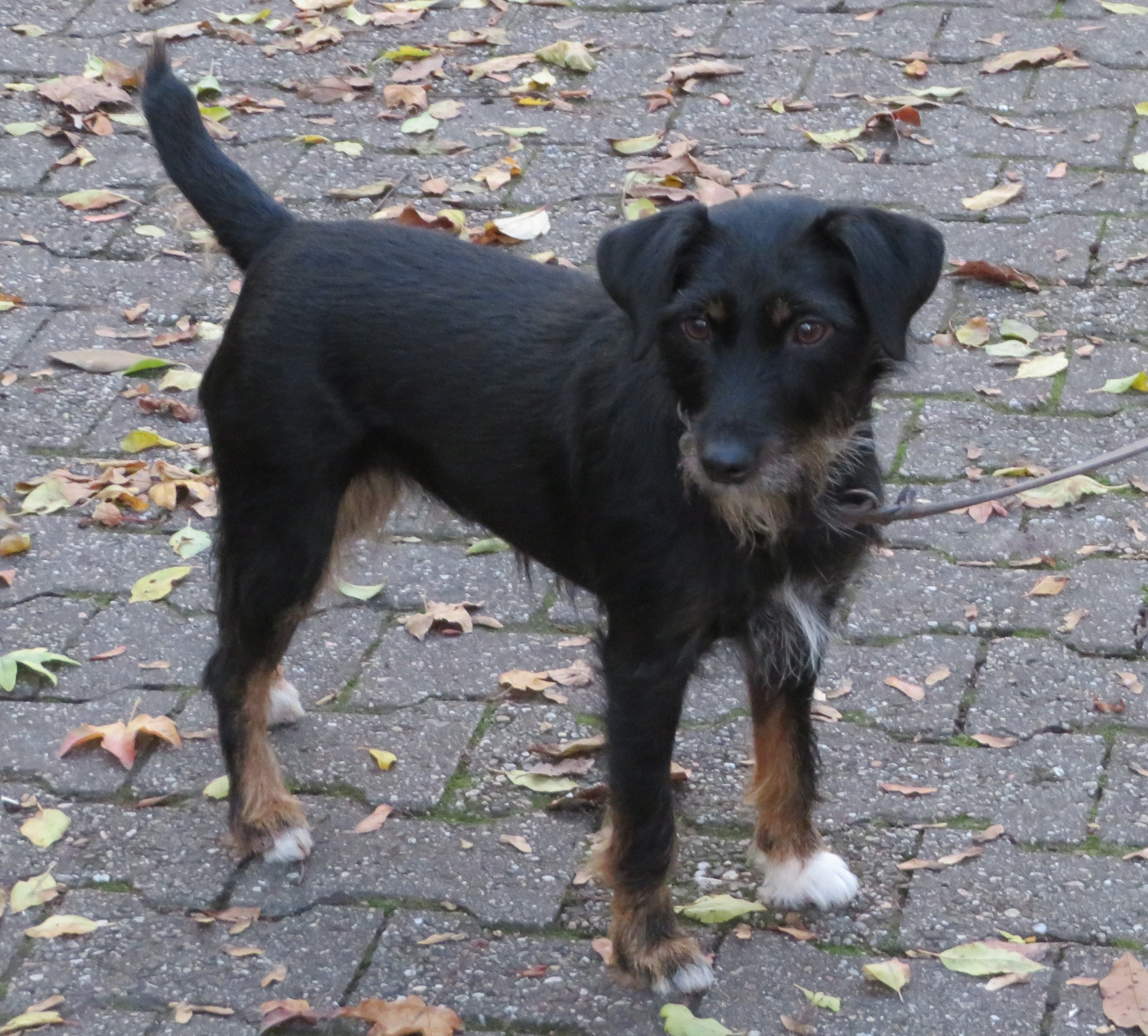
Deutscher Jagdterrier
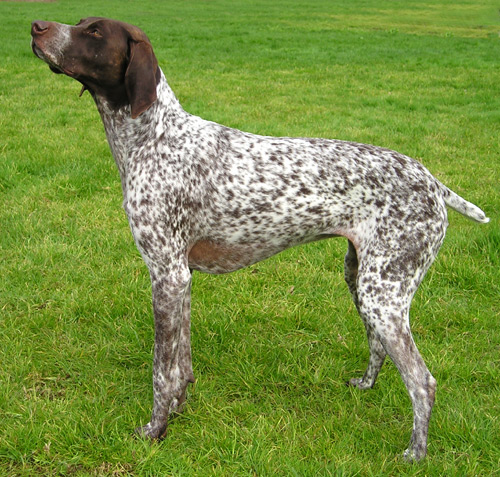
Deutsch Kurzhaar
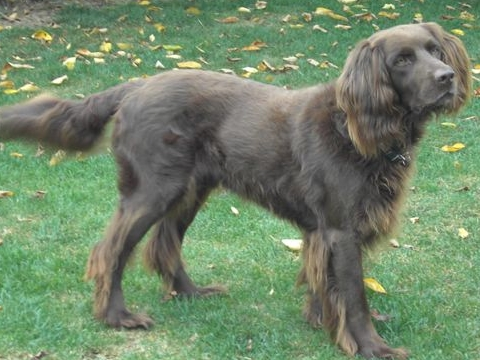
Deutsch Langhaar
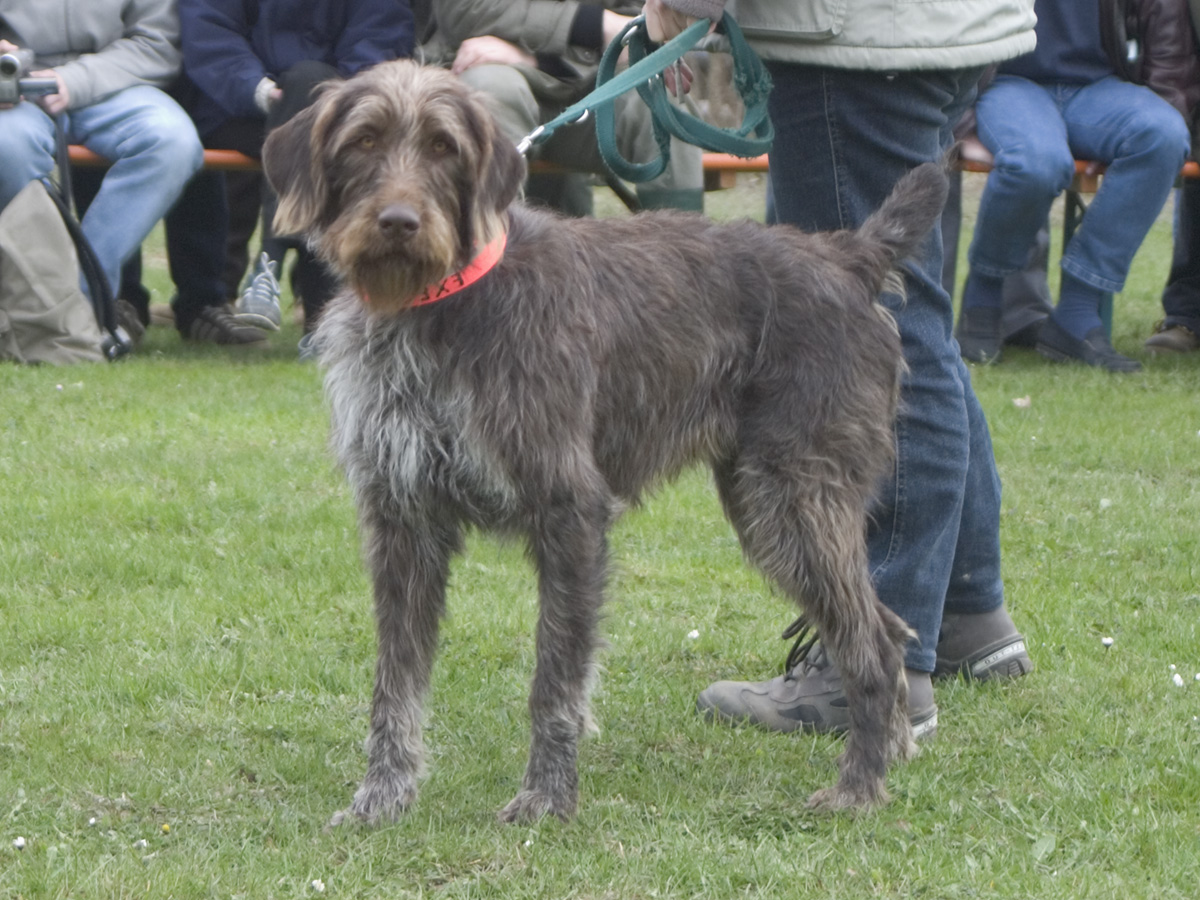
Deutsch Stichelhaar
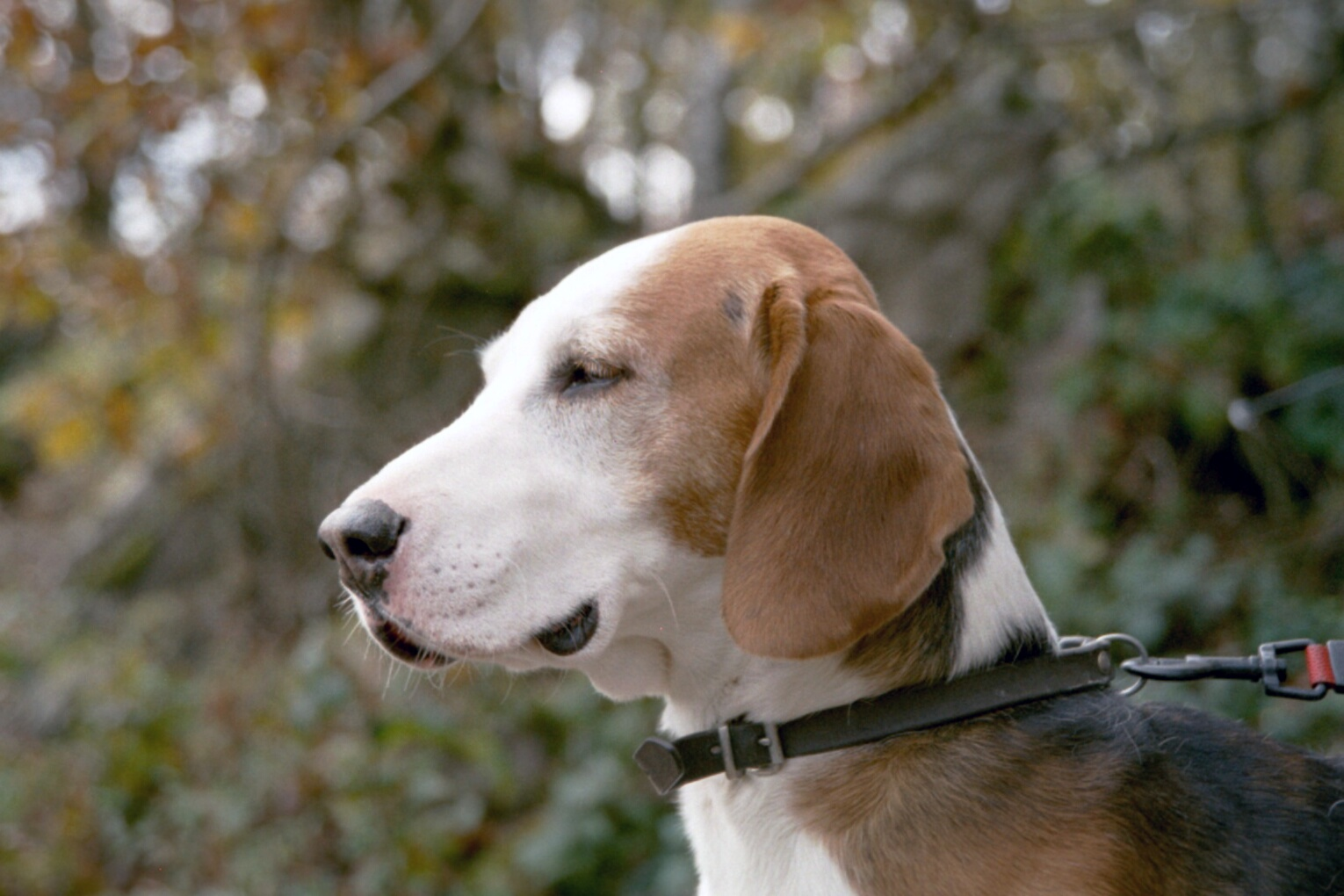
Deutsche Bracke
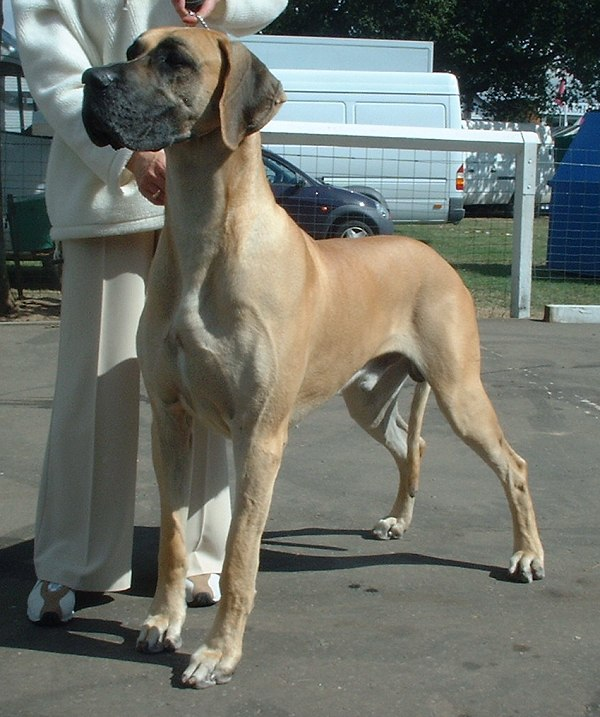
Deutsche Dogge
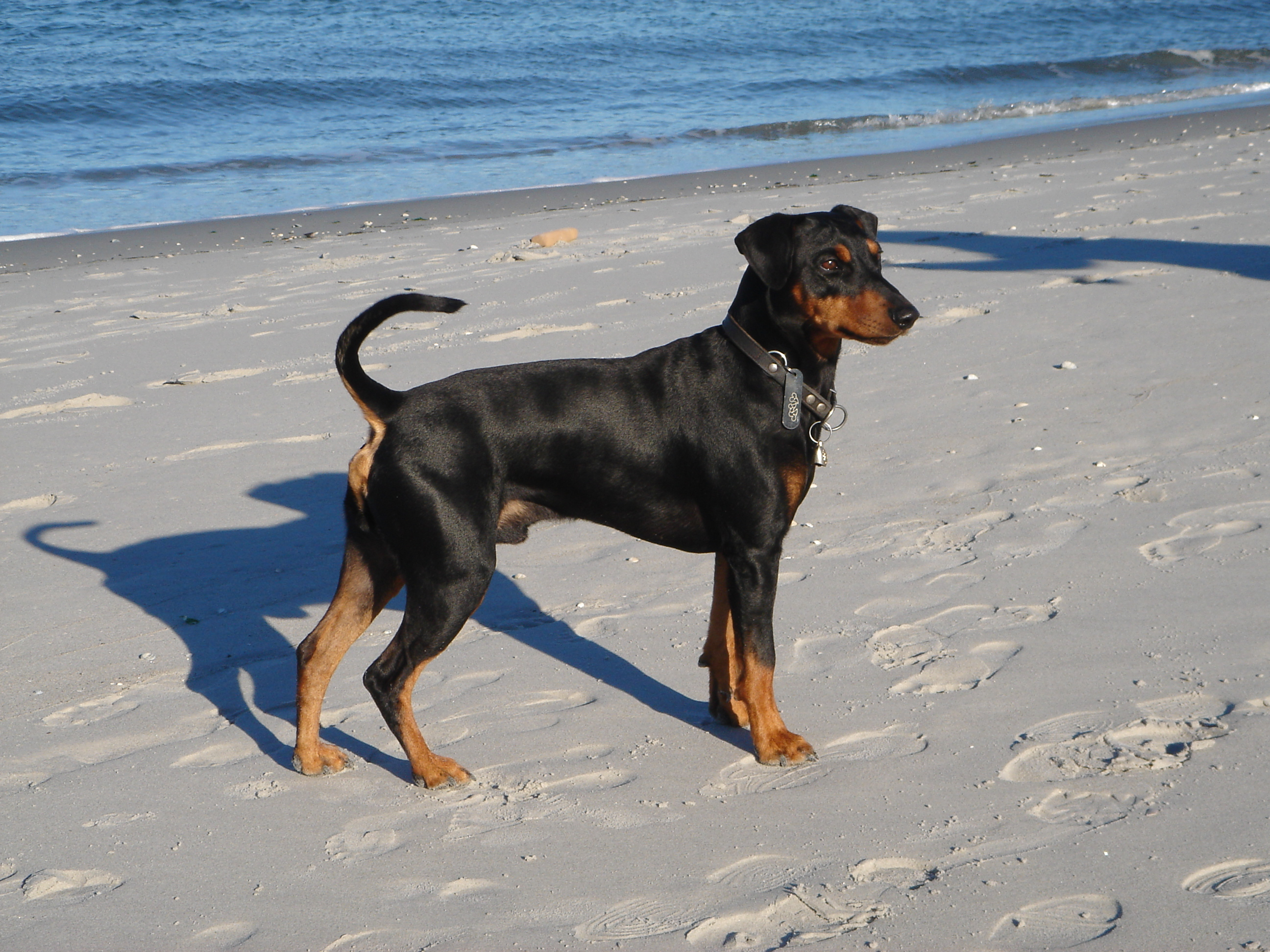
Deutscher Pinscher
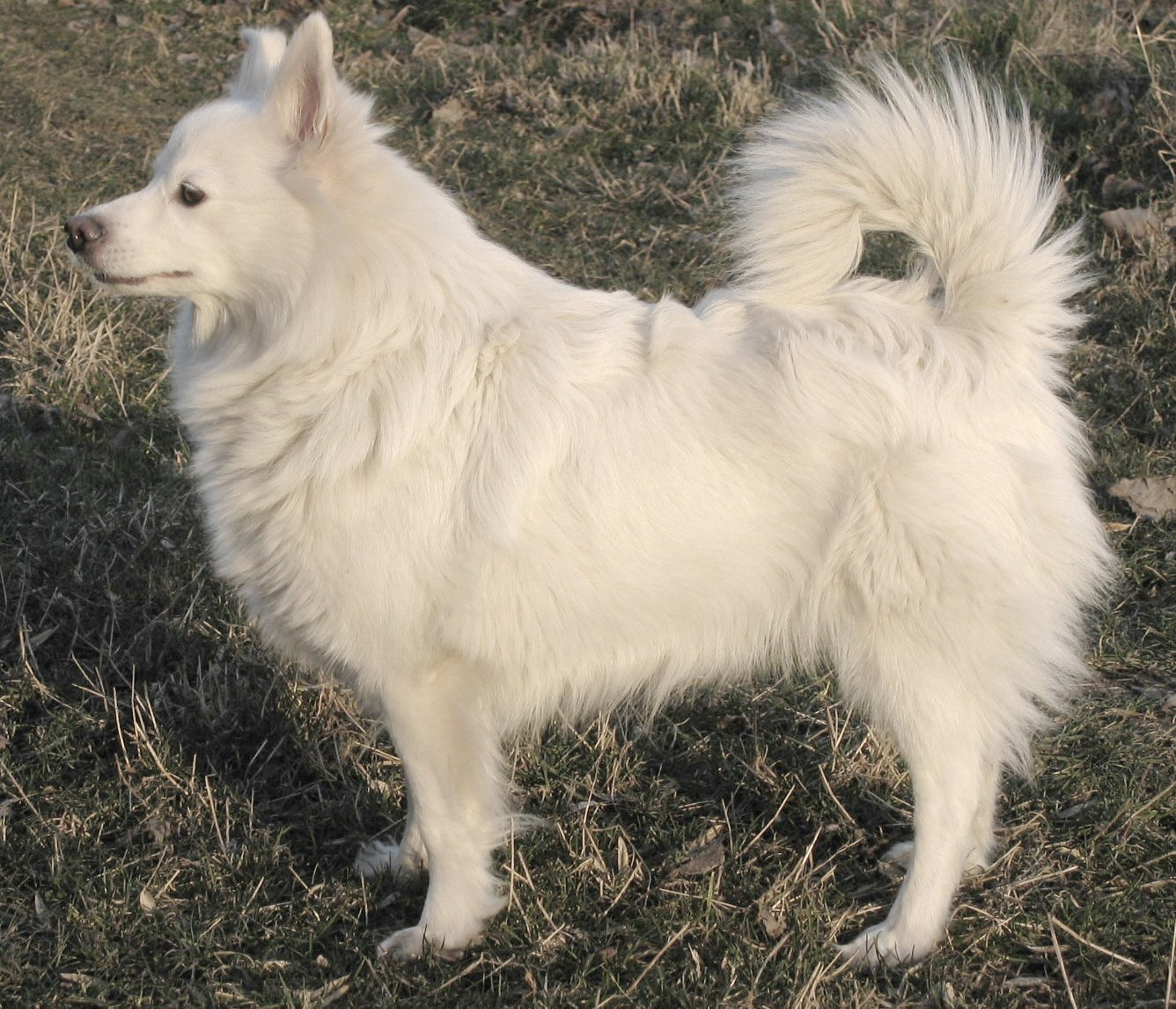
Deutsche Spitze
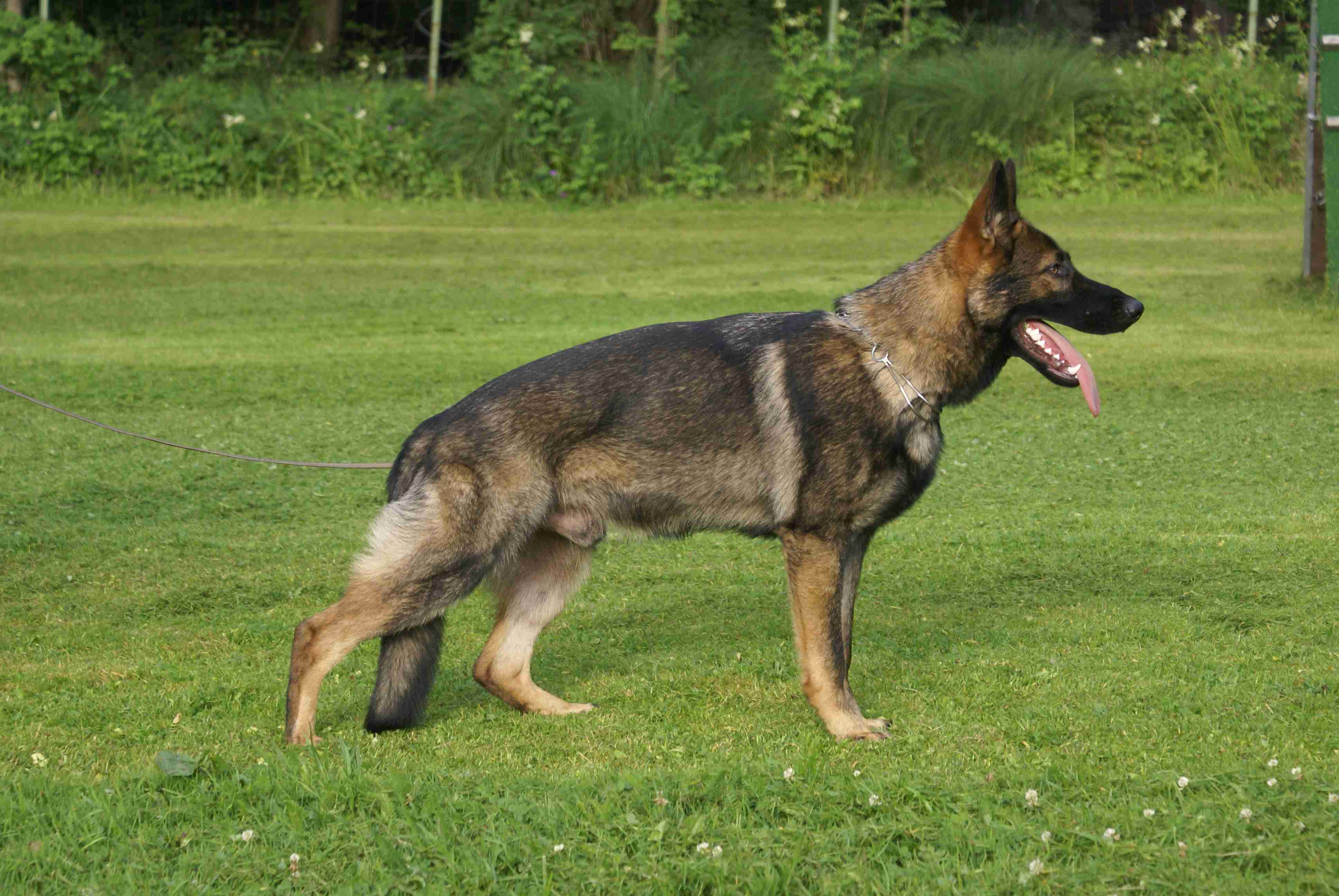
Deutscher Schäferhund
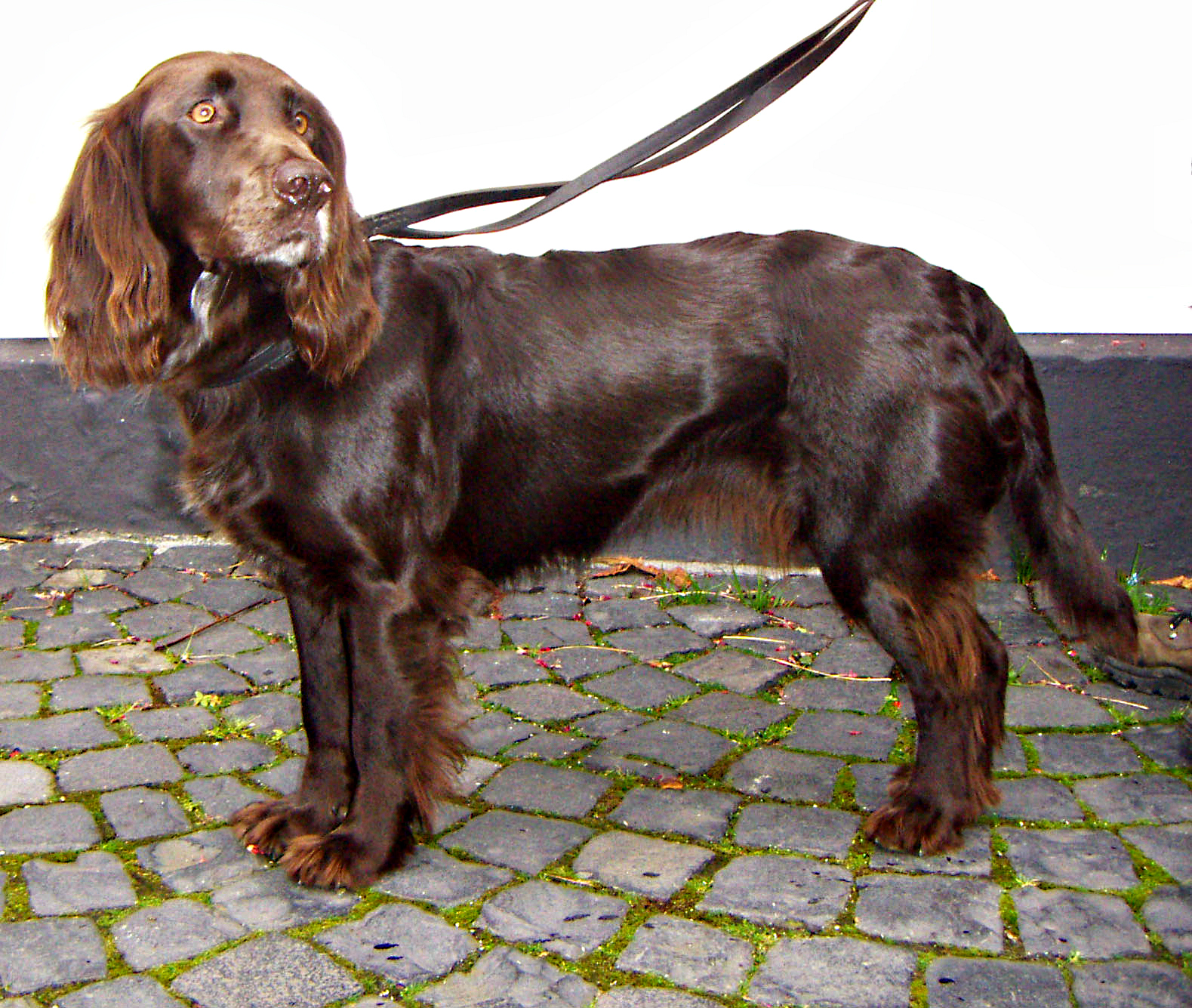
Deutscher Wachtelhund
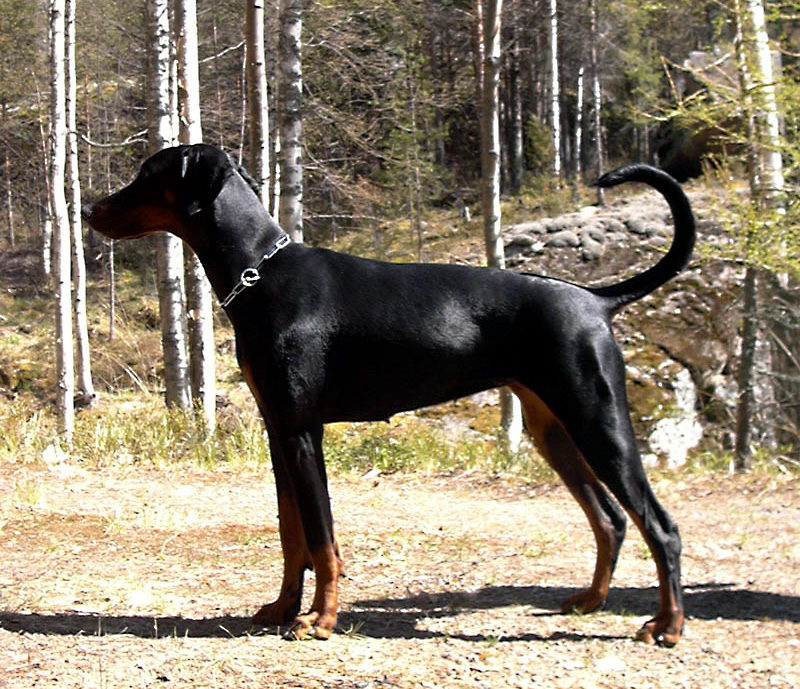
Dobermann
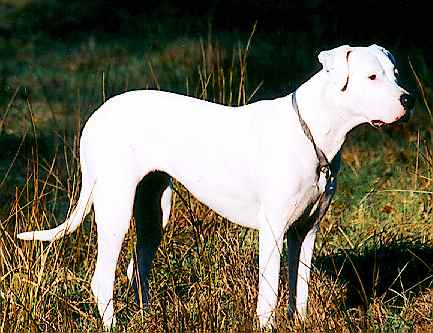
Dogo Argentino
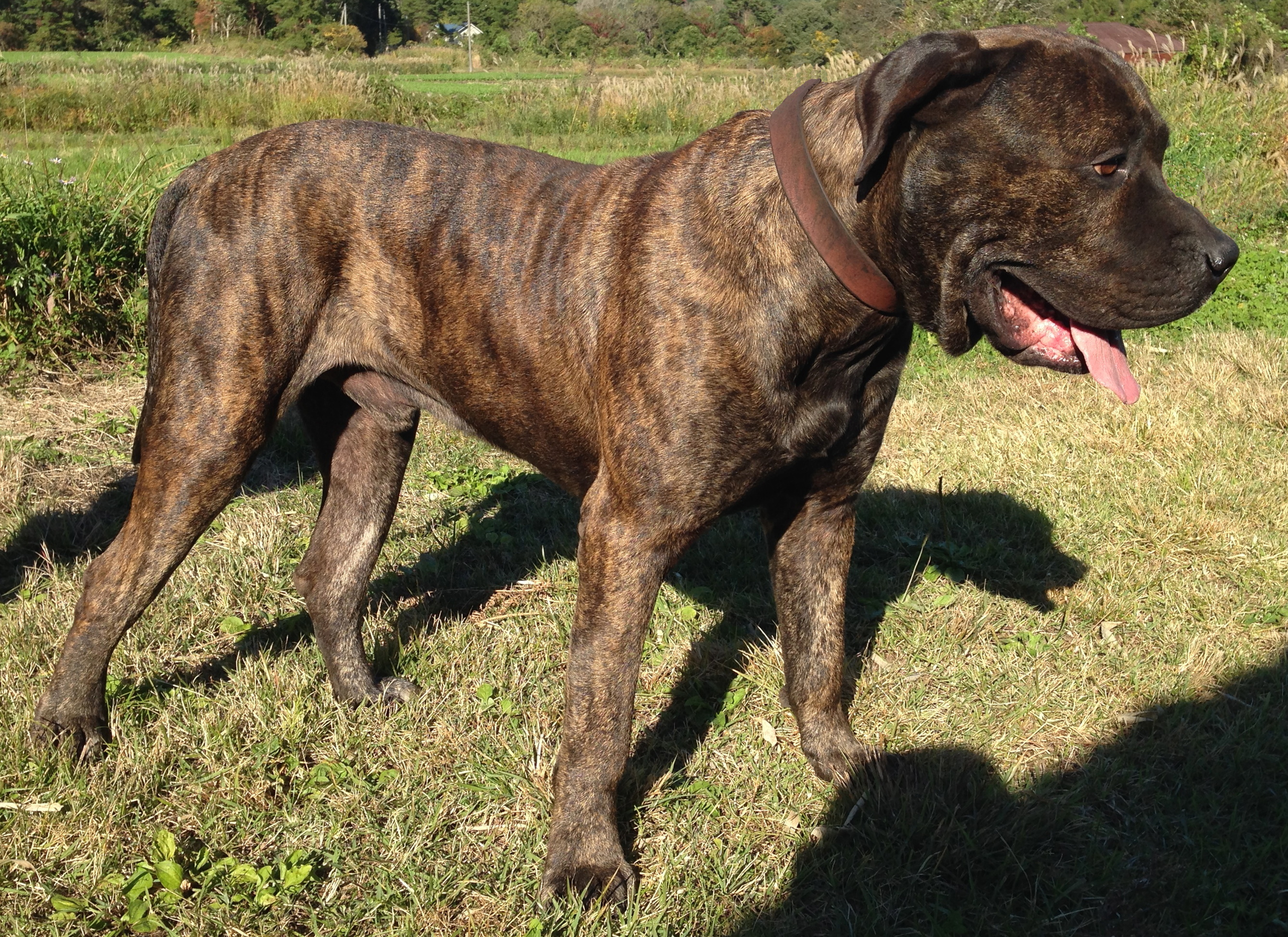
Dogo Canario
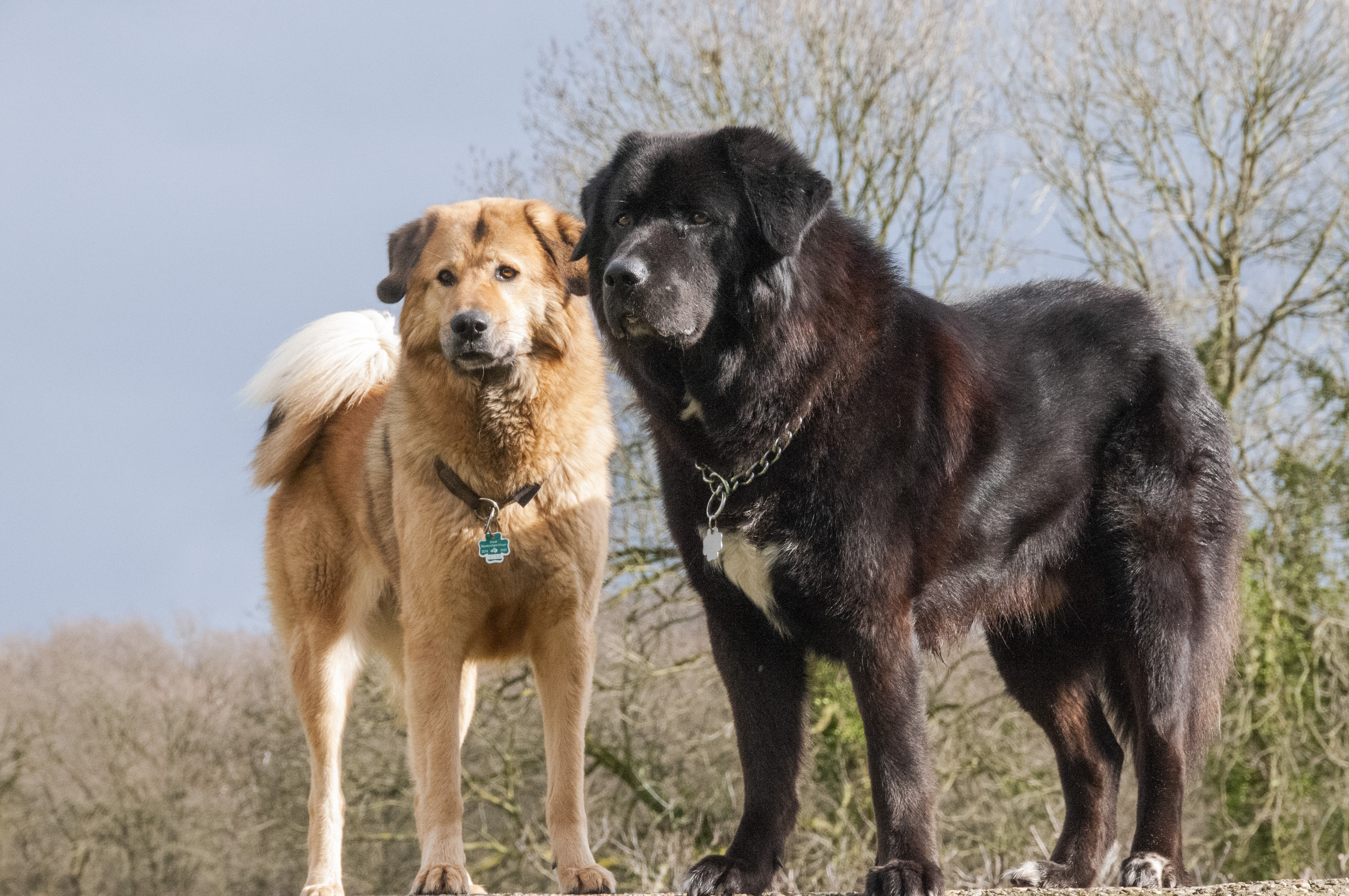
Do Khyi
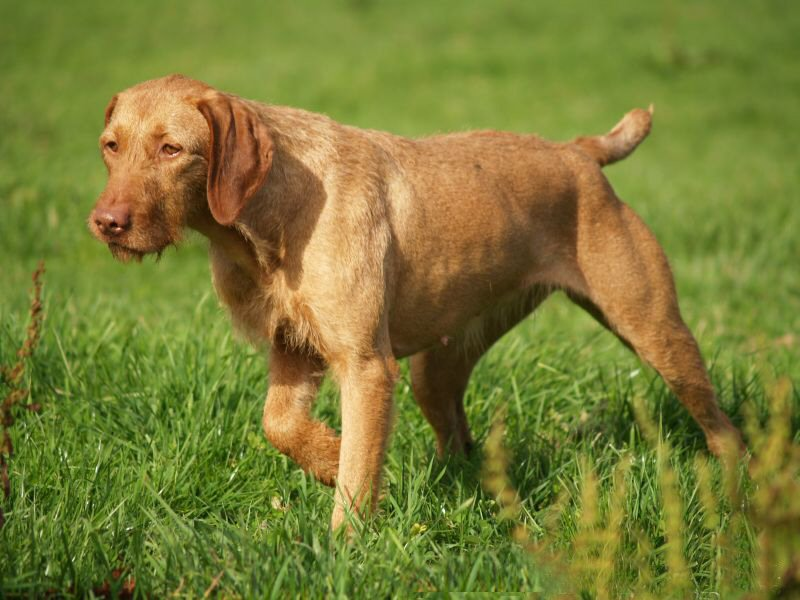
Drahthaariger Ungarischer Vorstehhund
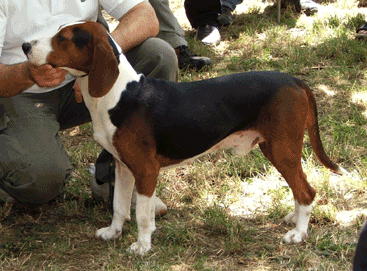
Dreifarbiger Serbischer Laufhund
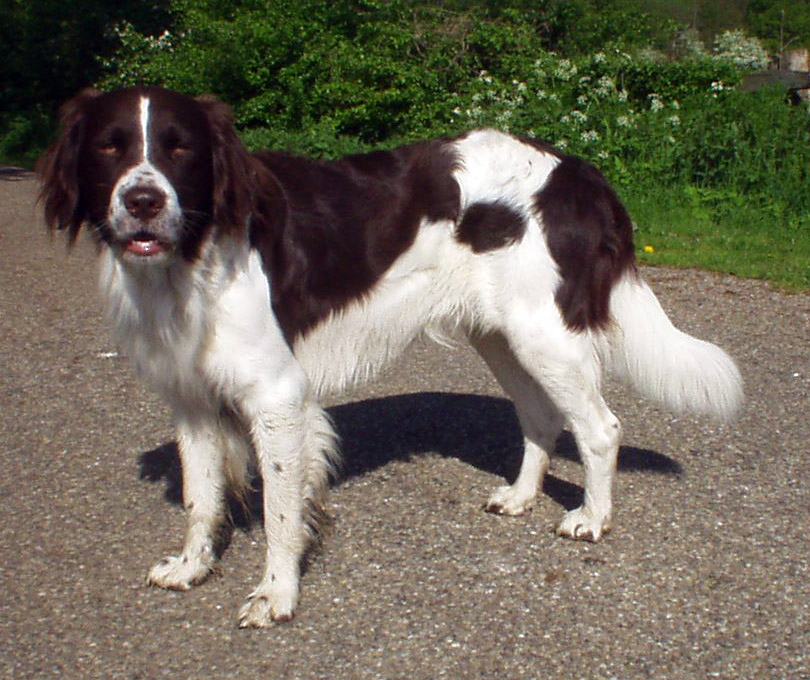
Drentse Patrijshond
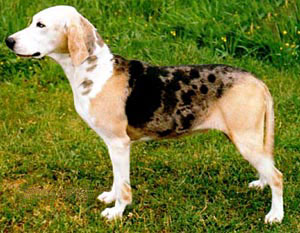
Dunker

## Dingo
Der wildlebende Dingo ist ein verwilderter Haushund, er ist eher Wildtier als Haustier. Neben den wildlebenden Dingos gibt es auch redomestizierte Zuchthunde. Der Dingo ist in dieser Form vom australischen Züchterverband ANKC als Hunderasse anerkannt.

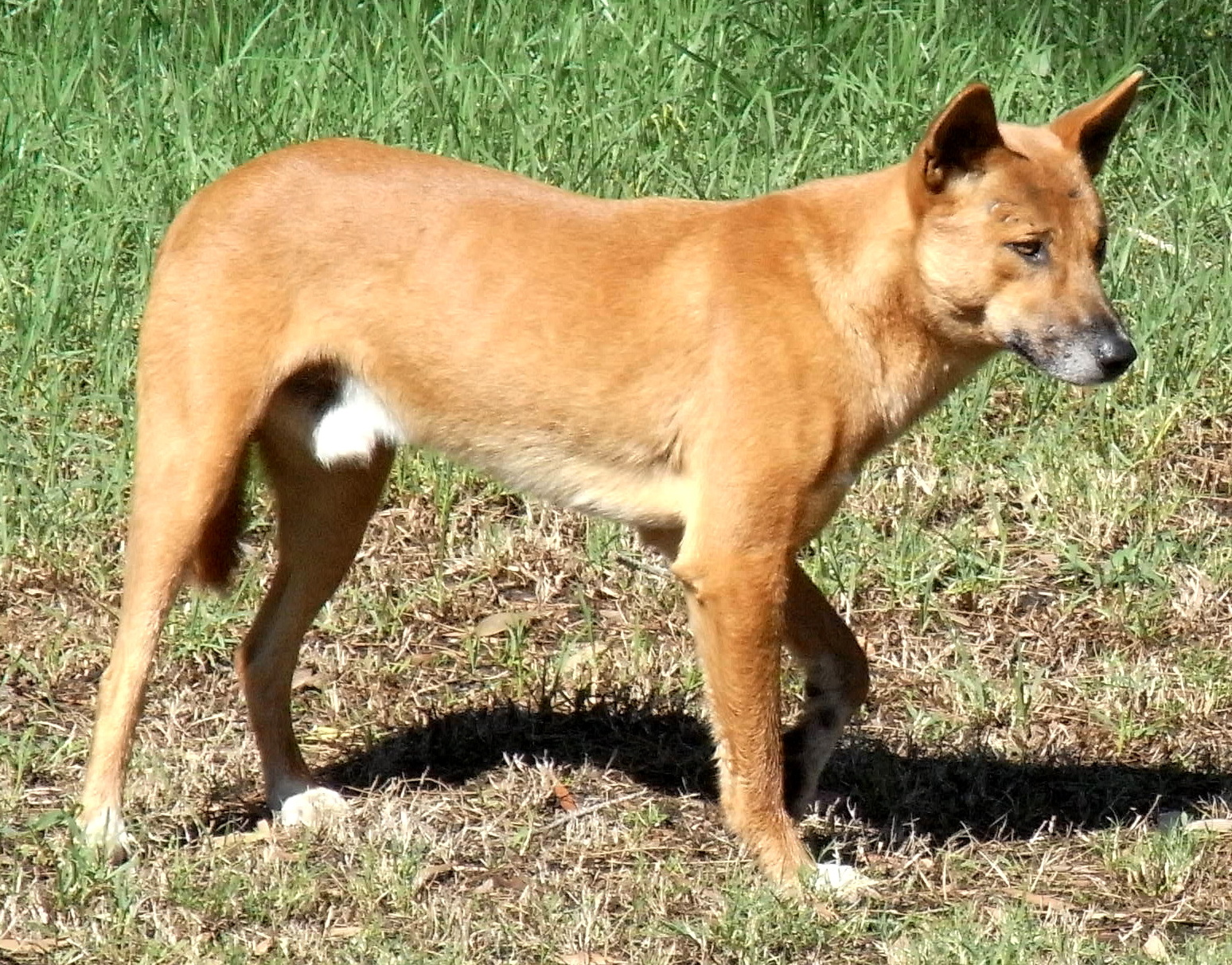
Dingo

## E

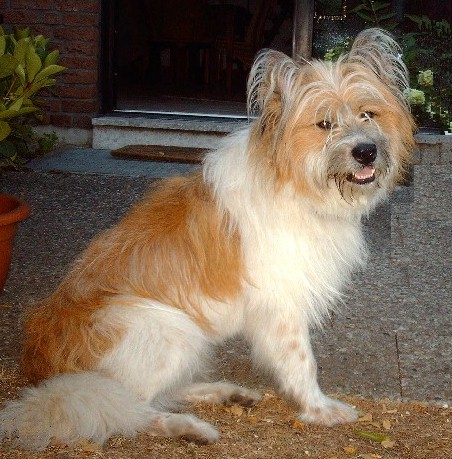
Elo (Rauhhaar)
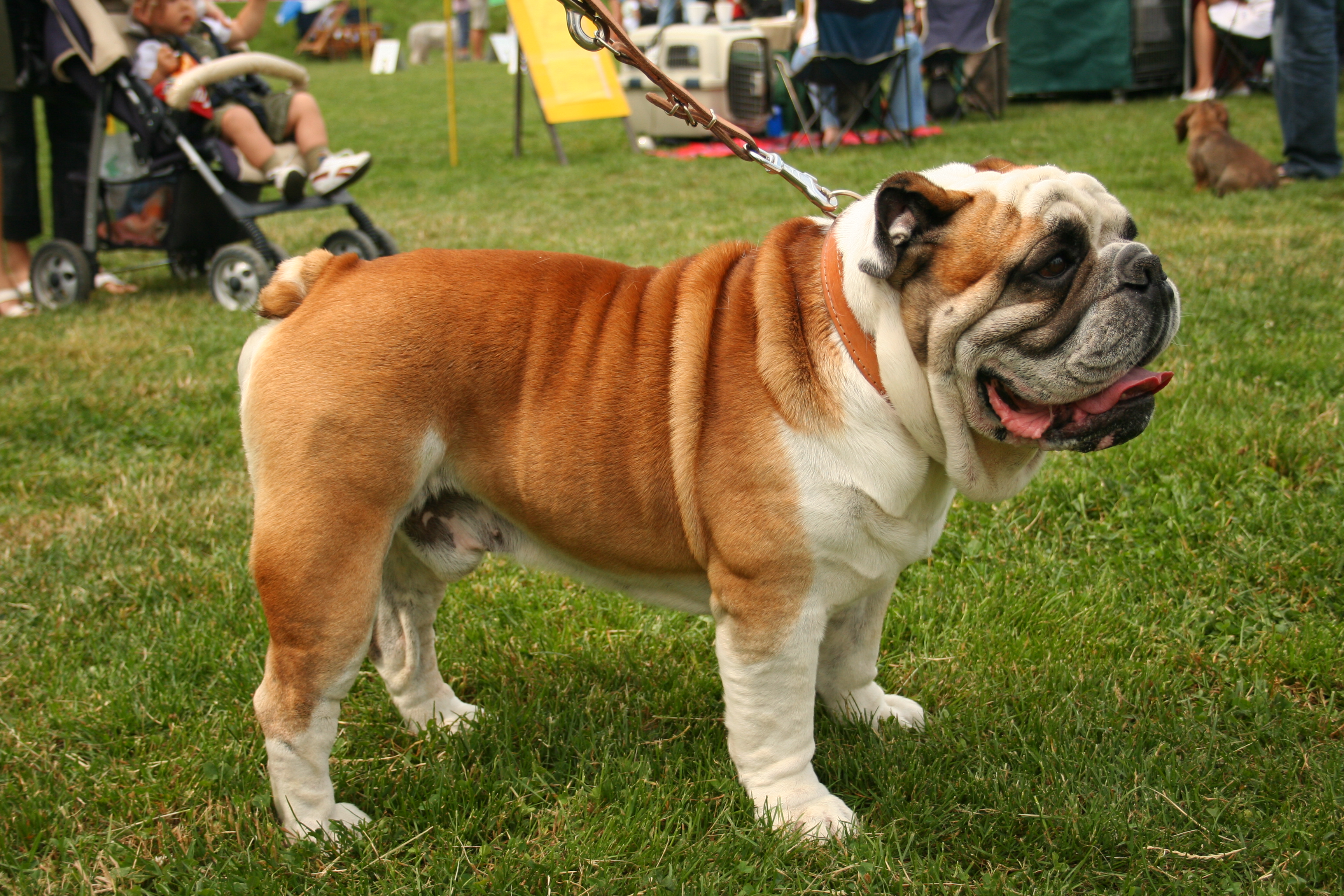
Englische Bulldogge
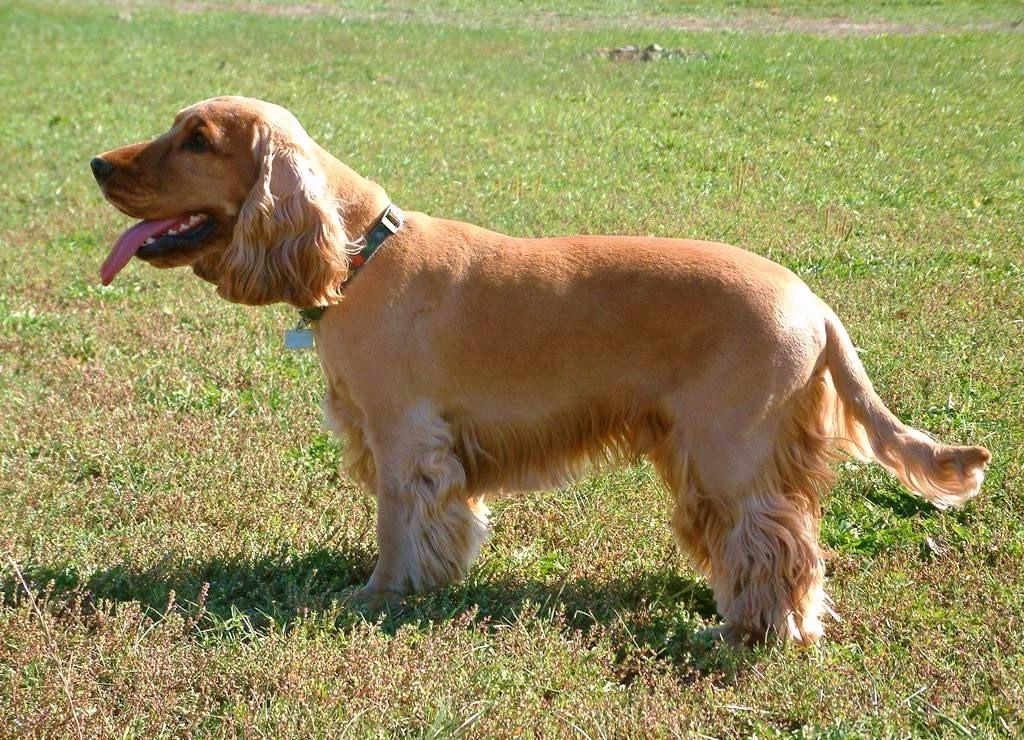
Englischer Cocker Spaniel
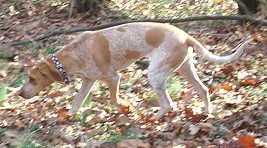
English Coonhound
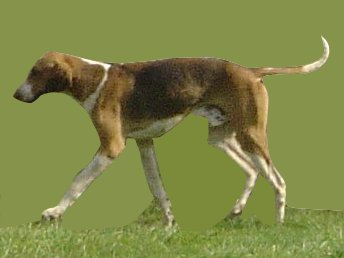
English Foxhound
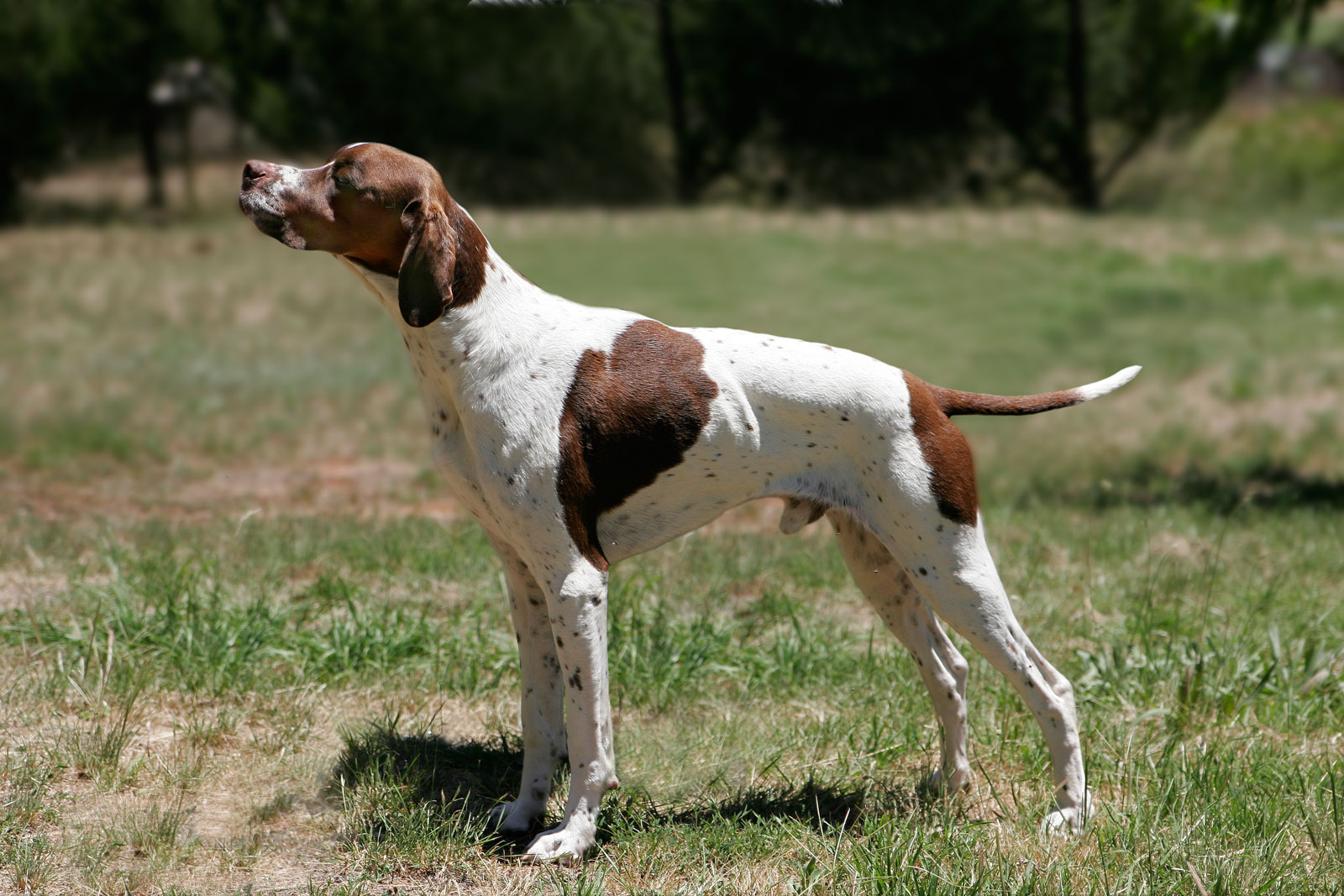
English Pointer
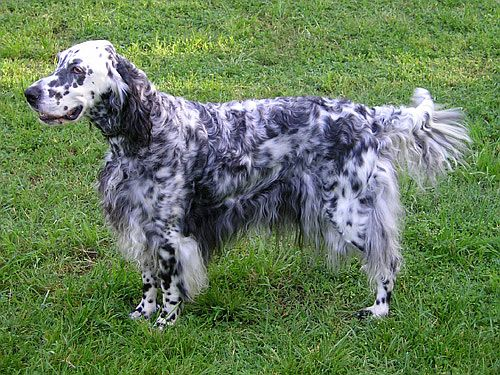
English Setter
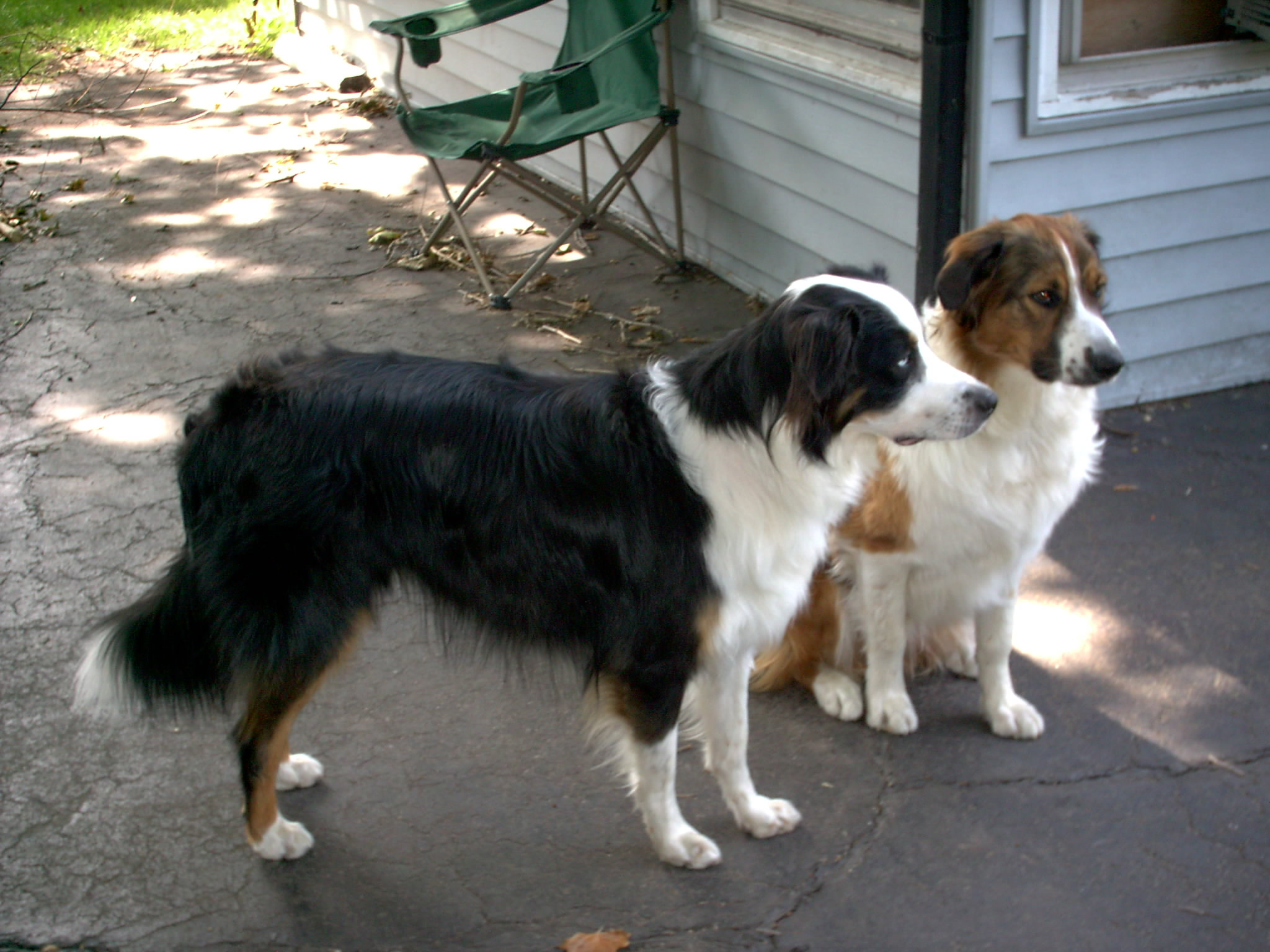
English Shepherd
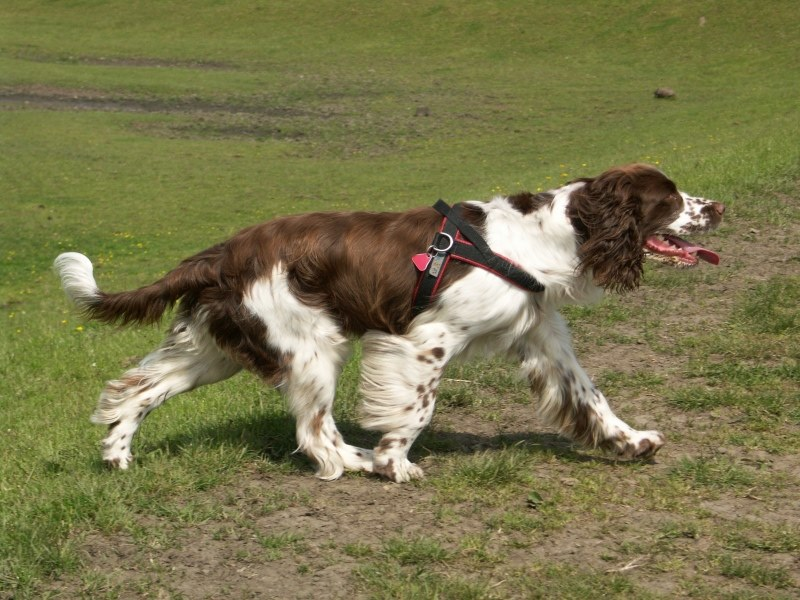
English Springer Spaniel
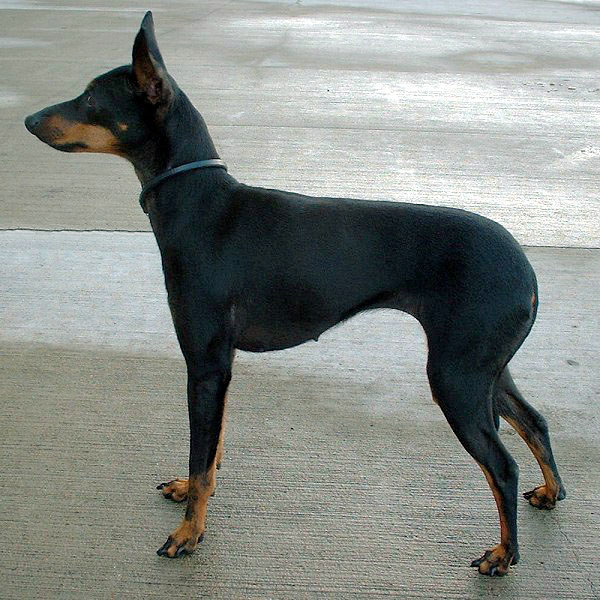
English Toy Terrier
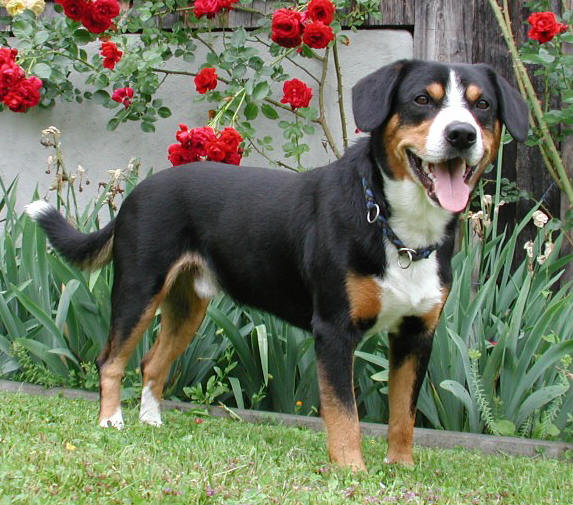
Entlebucher Sennenhund
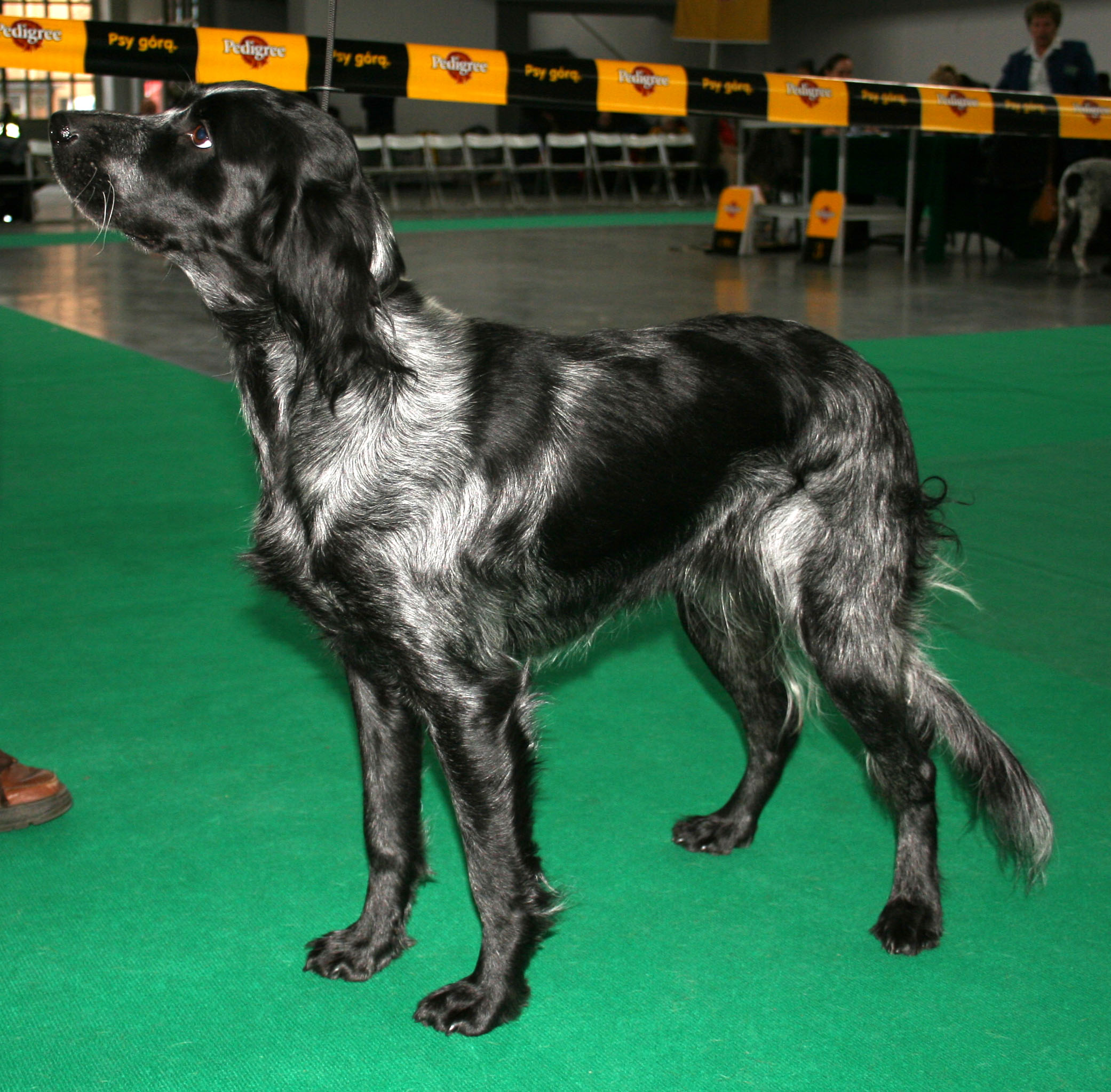
Epagneul Bleu de Picardie
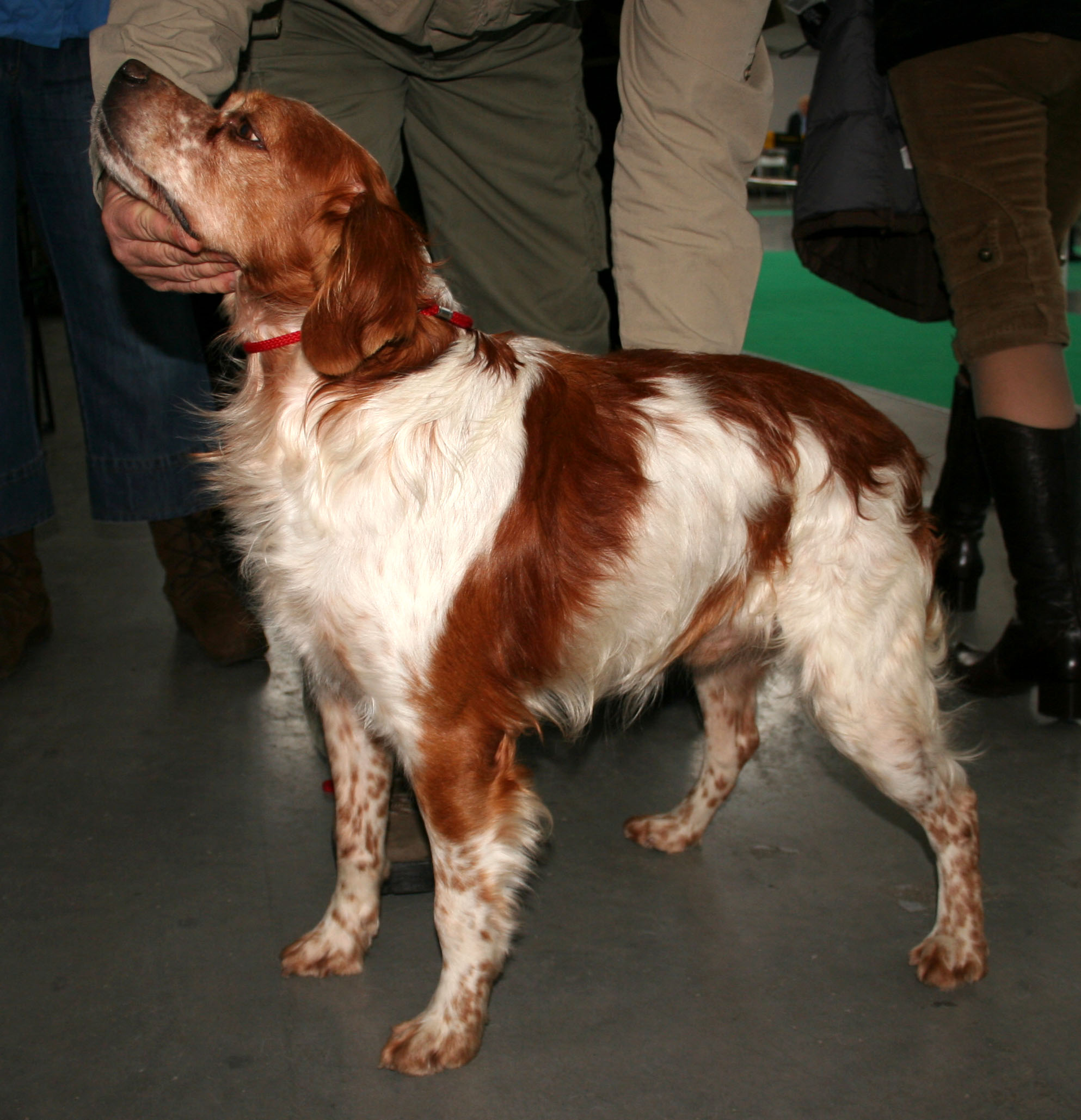
Epagneul Breton
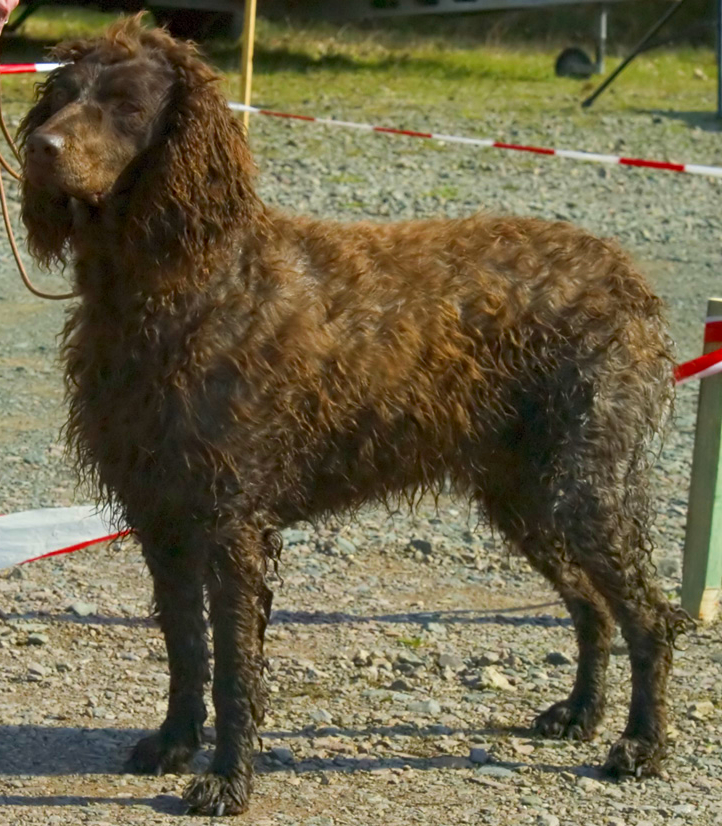
Epagneul de Pont-Audemer
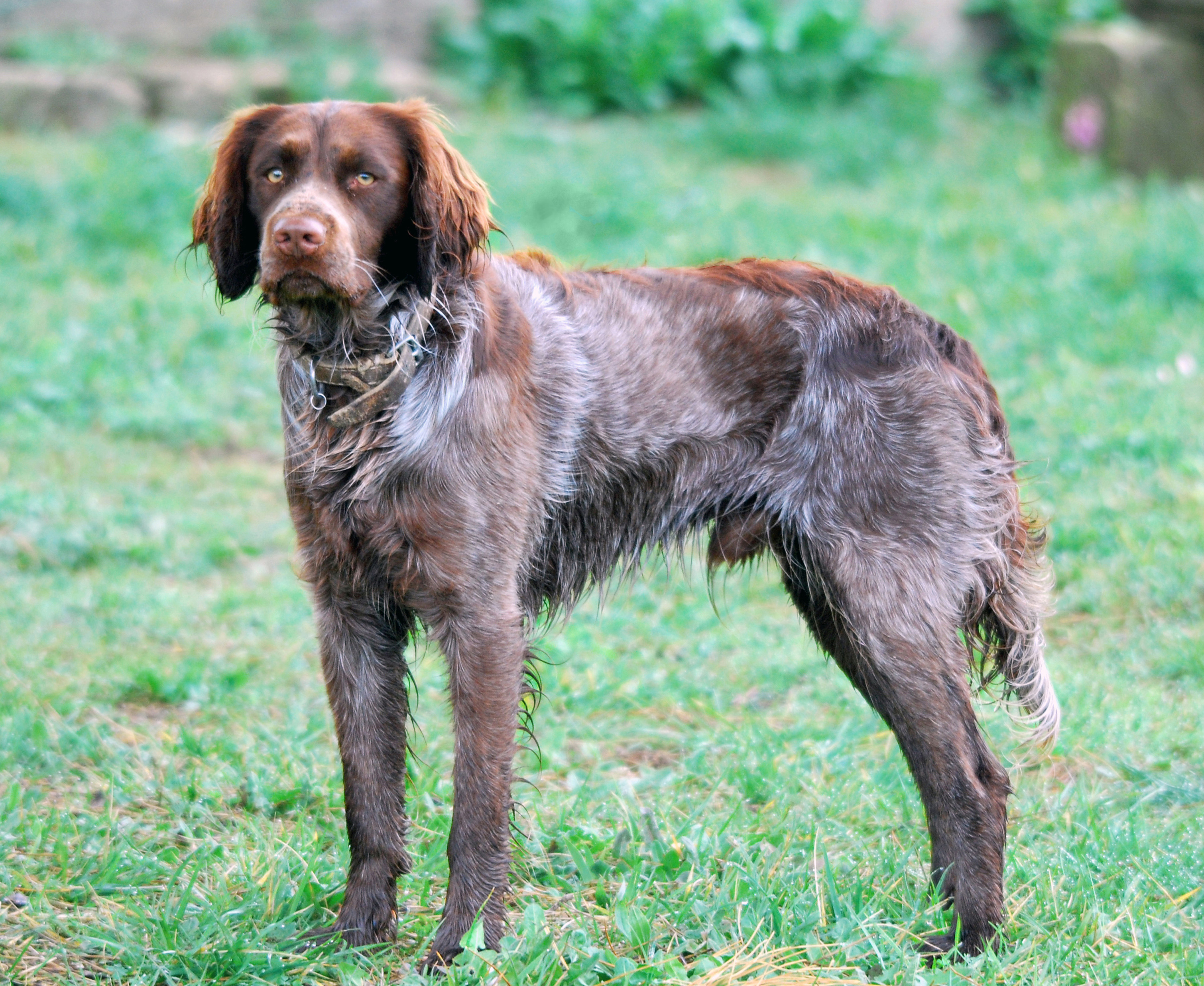
Epagneul de Saint-Usuge
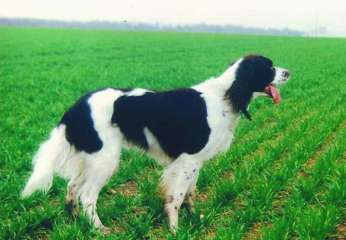
Epagneul Français
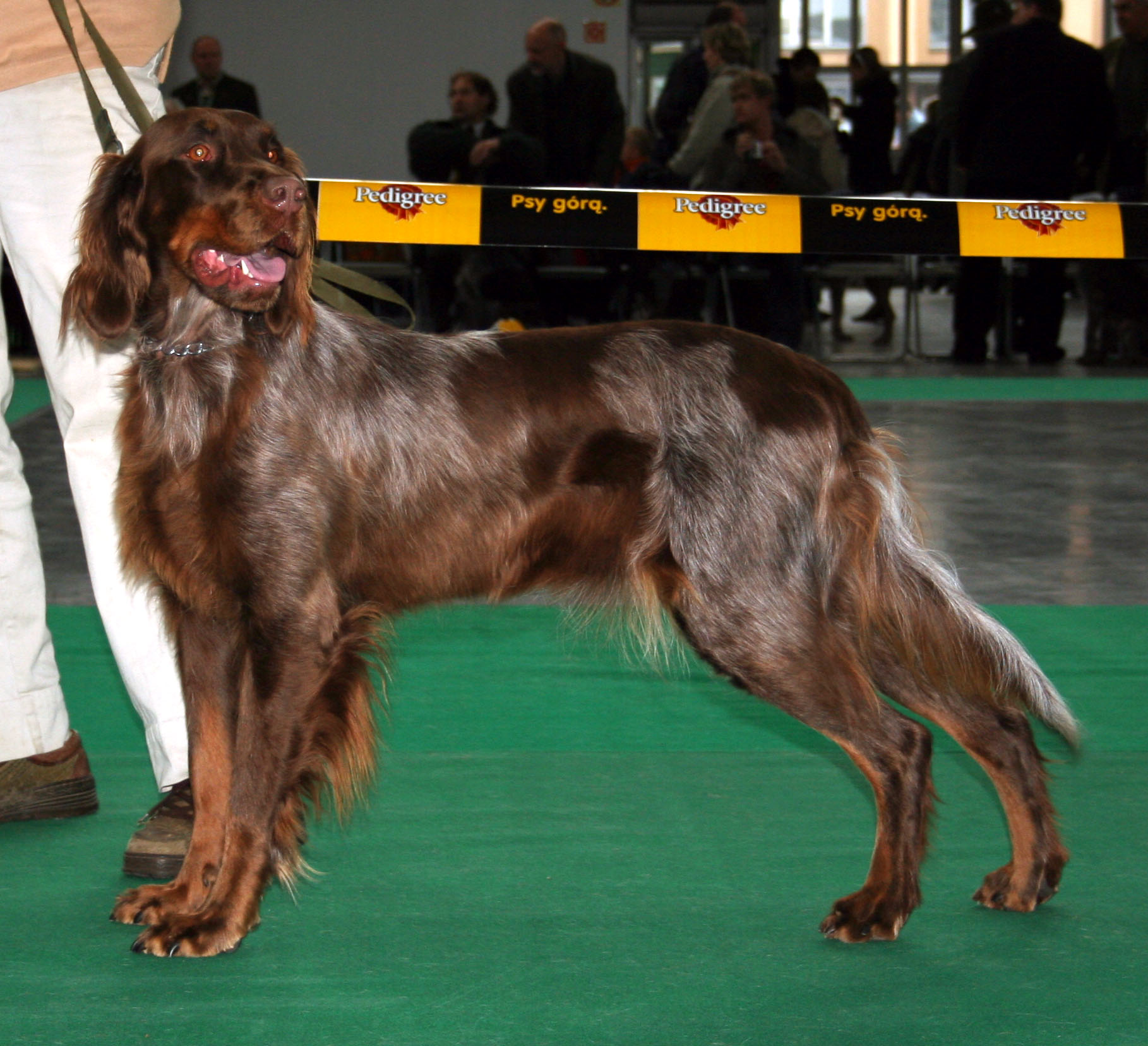
Epagneul Picard
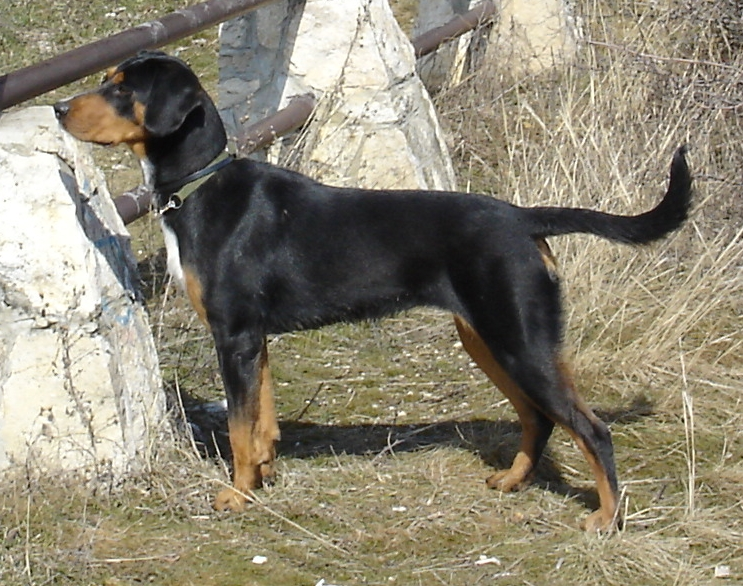
Erdélyi Kopó
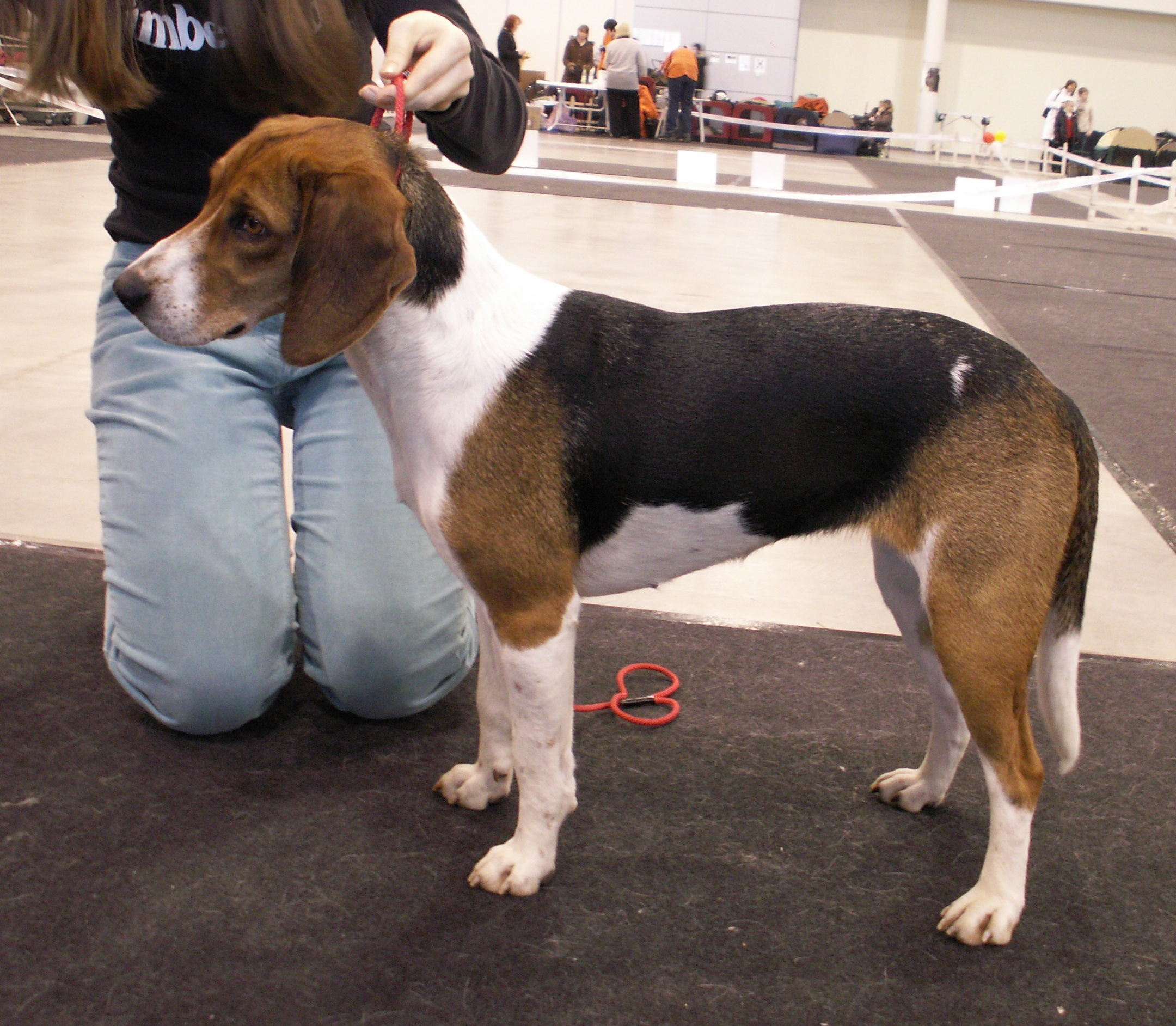
Estnischer Laufhund
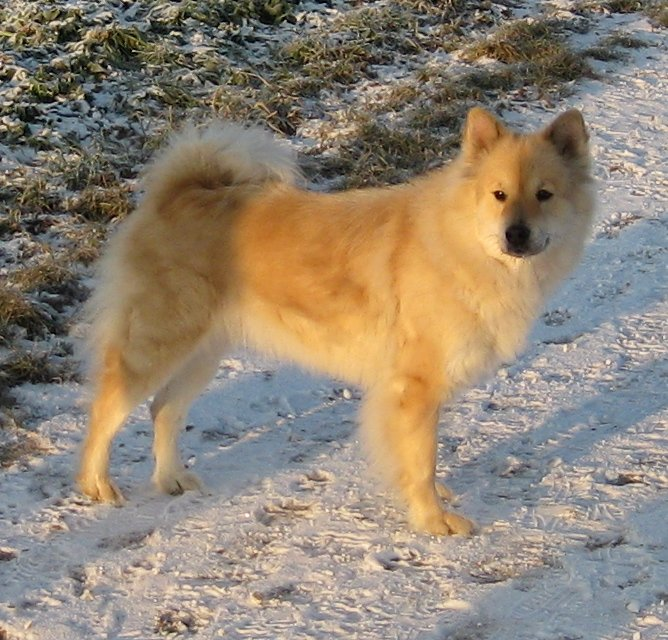
Eurasier
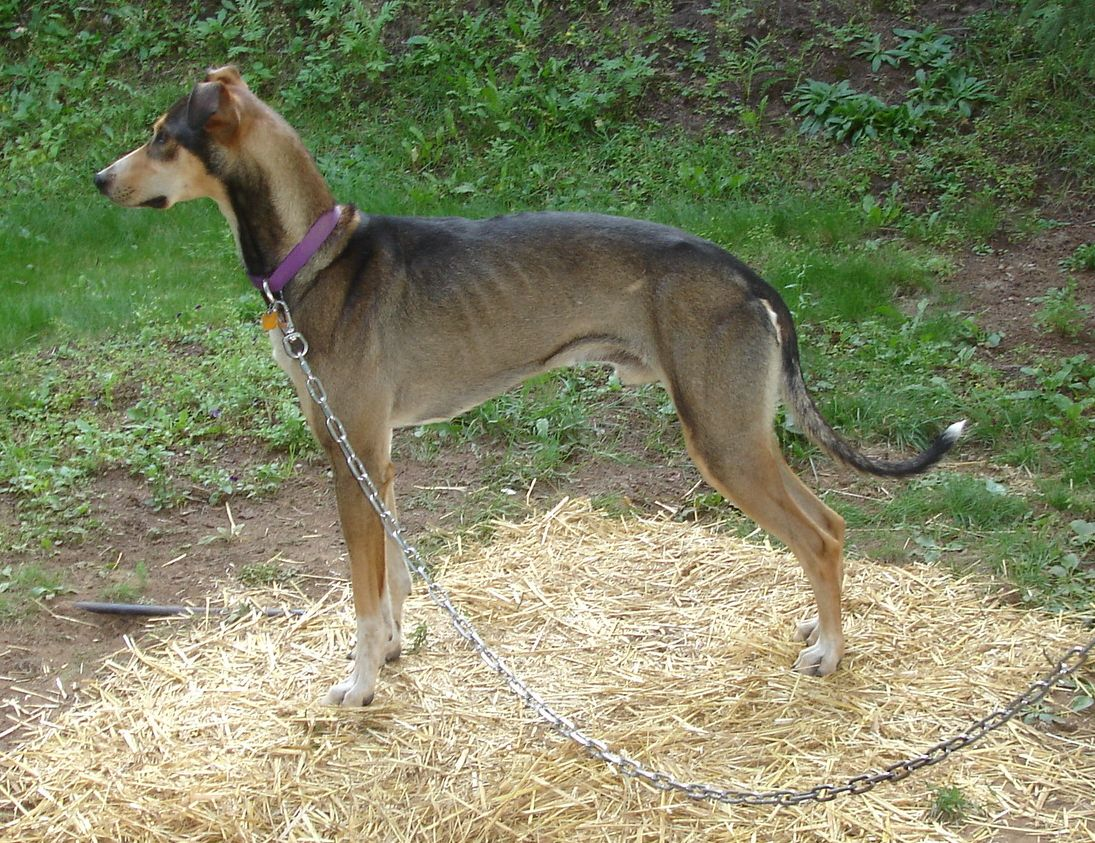
Europäischer Schlittenhund

## F

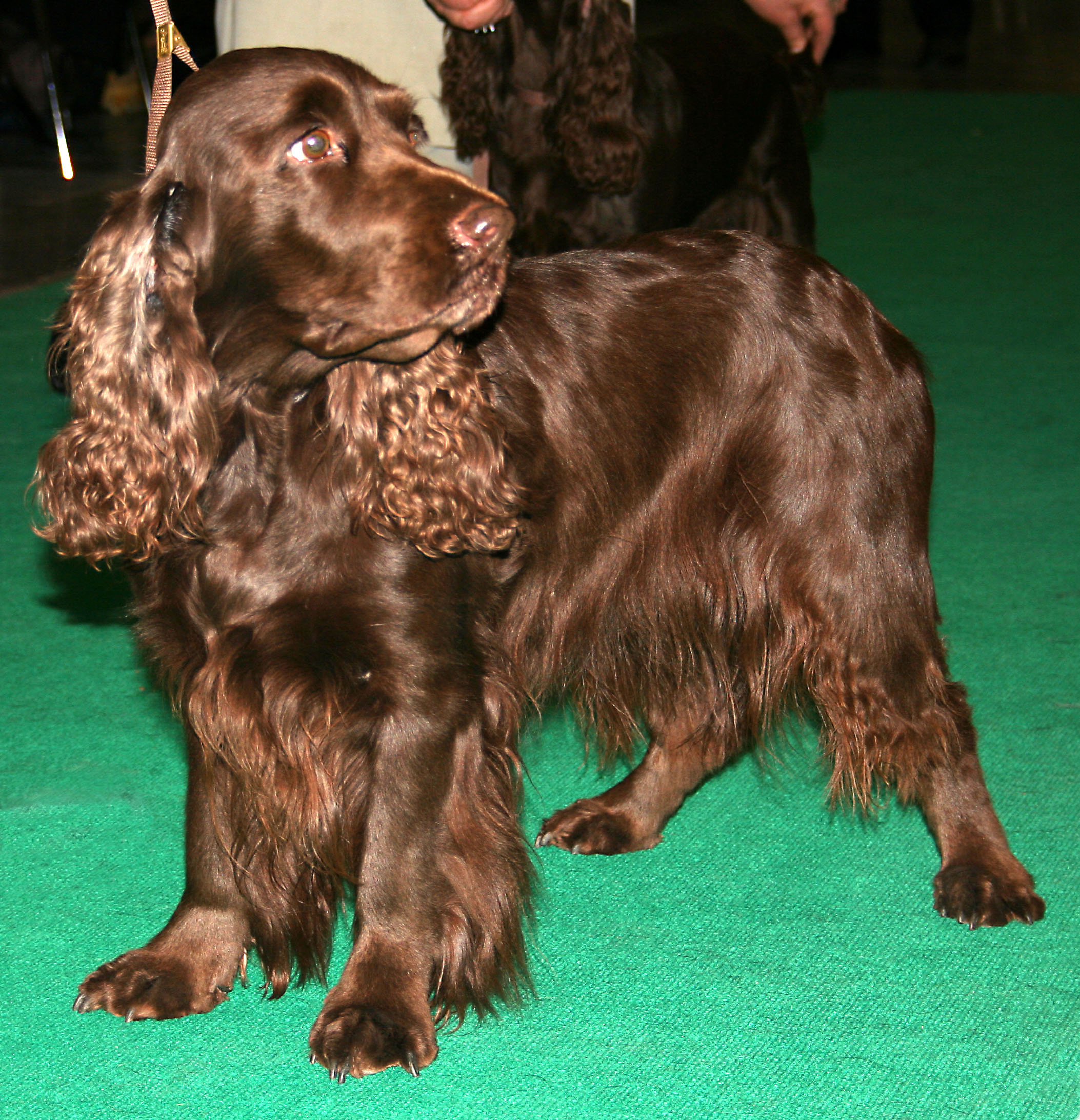
Field Spaniel
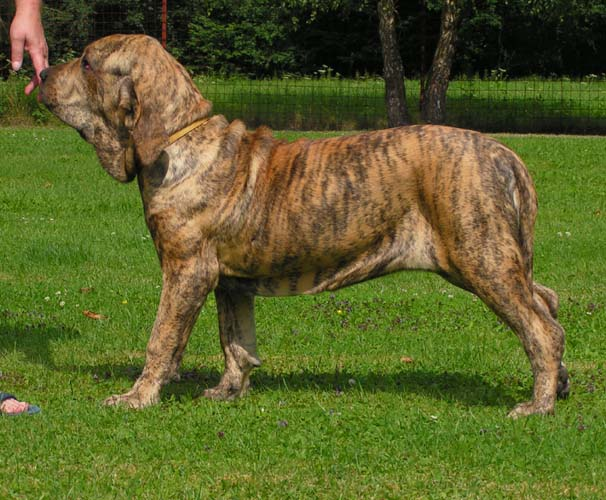
Fila Brasileiro – Brasilianischer Mastiff
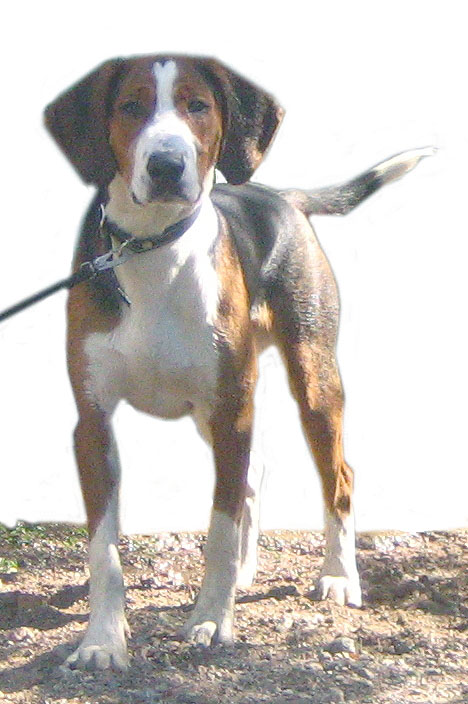
Finnenbracke, Suomenajokoira
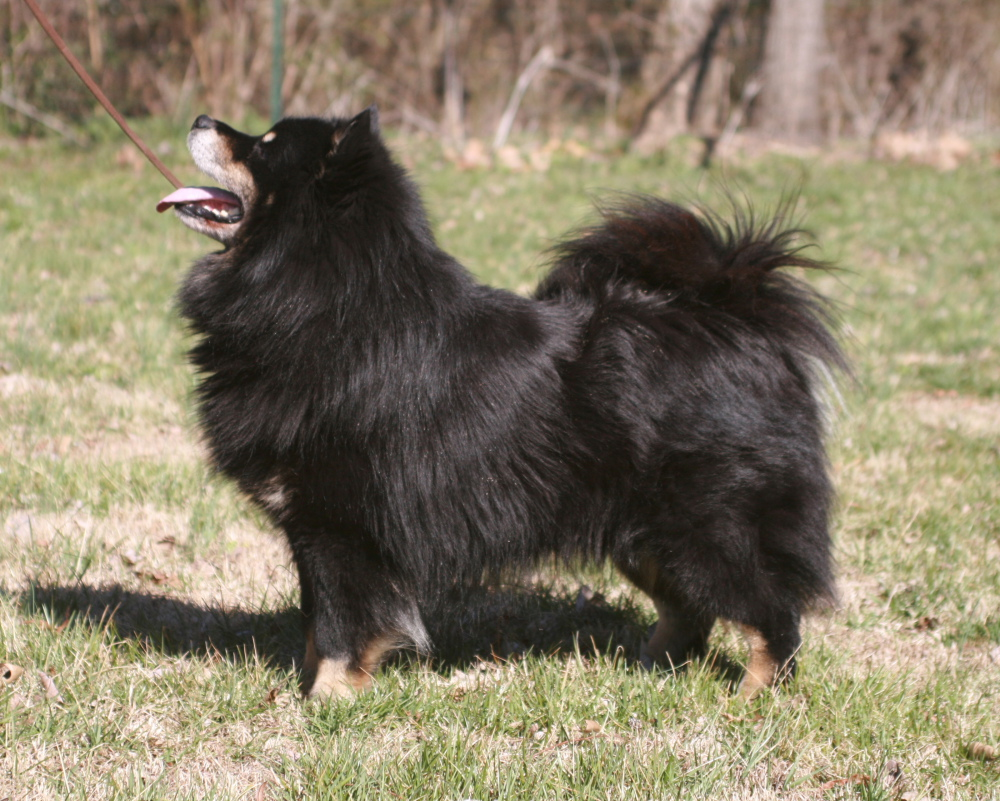
Finnischer Lapphund
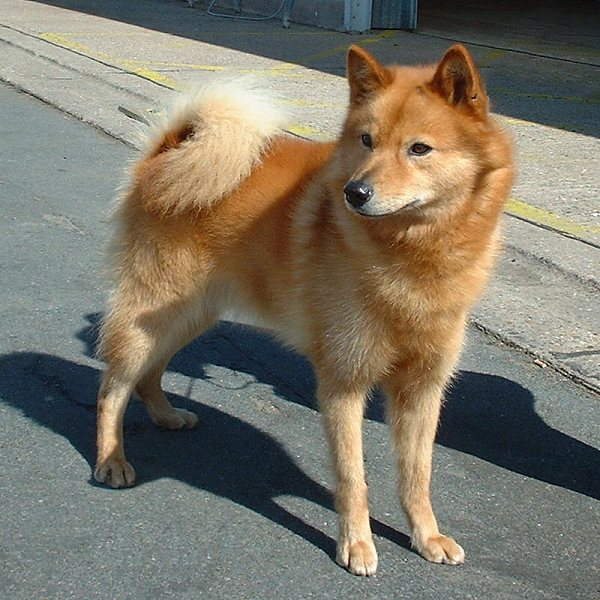
Finnischer Spitz
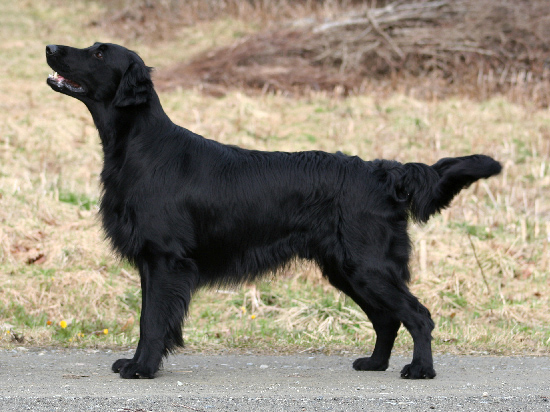
Flat Coated Retriever
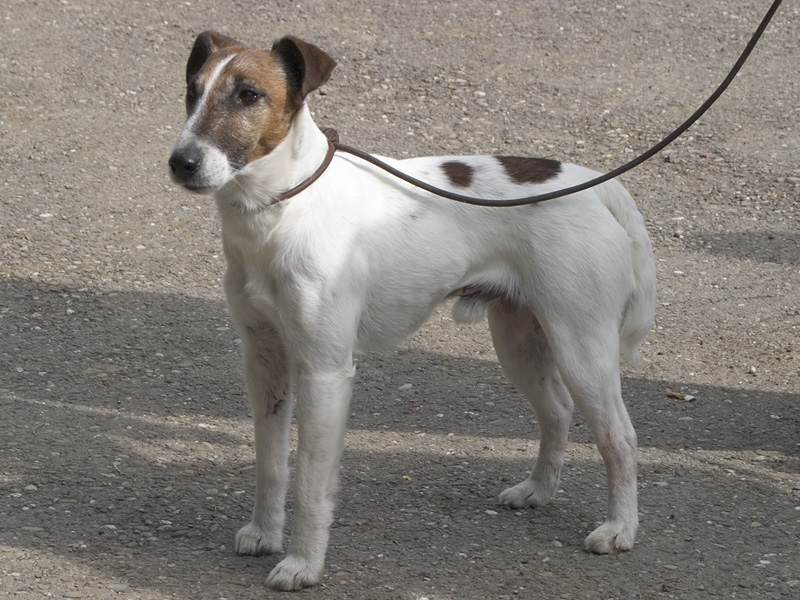
Fox Terrier (Smooth)
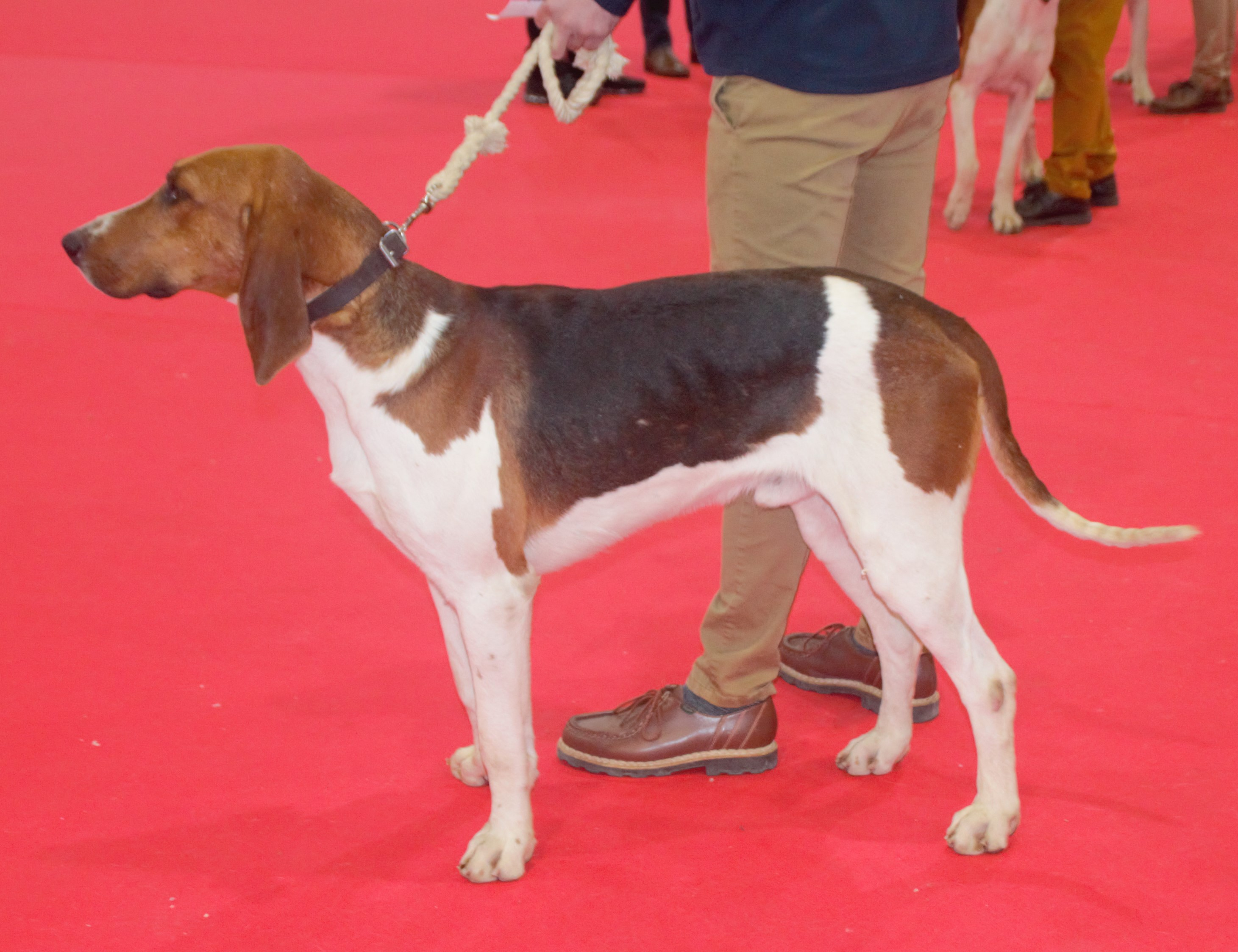
Französischer Laufhund
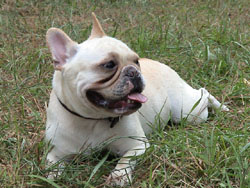
Französische Bulldogge
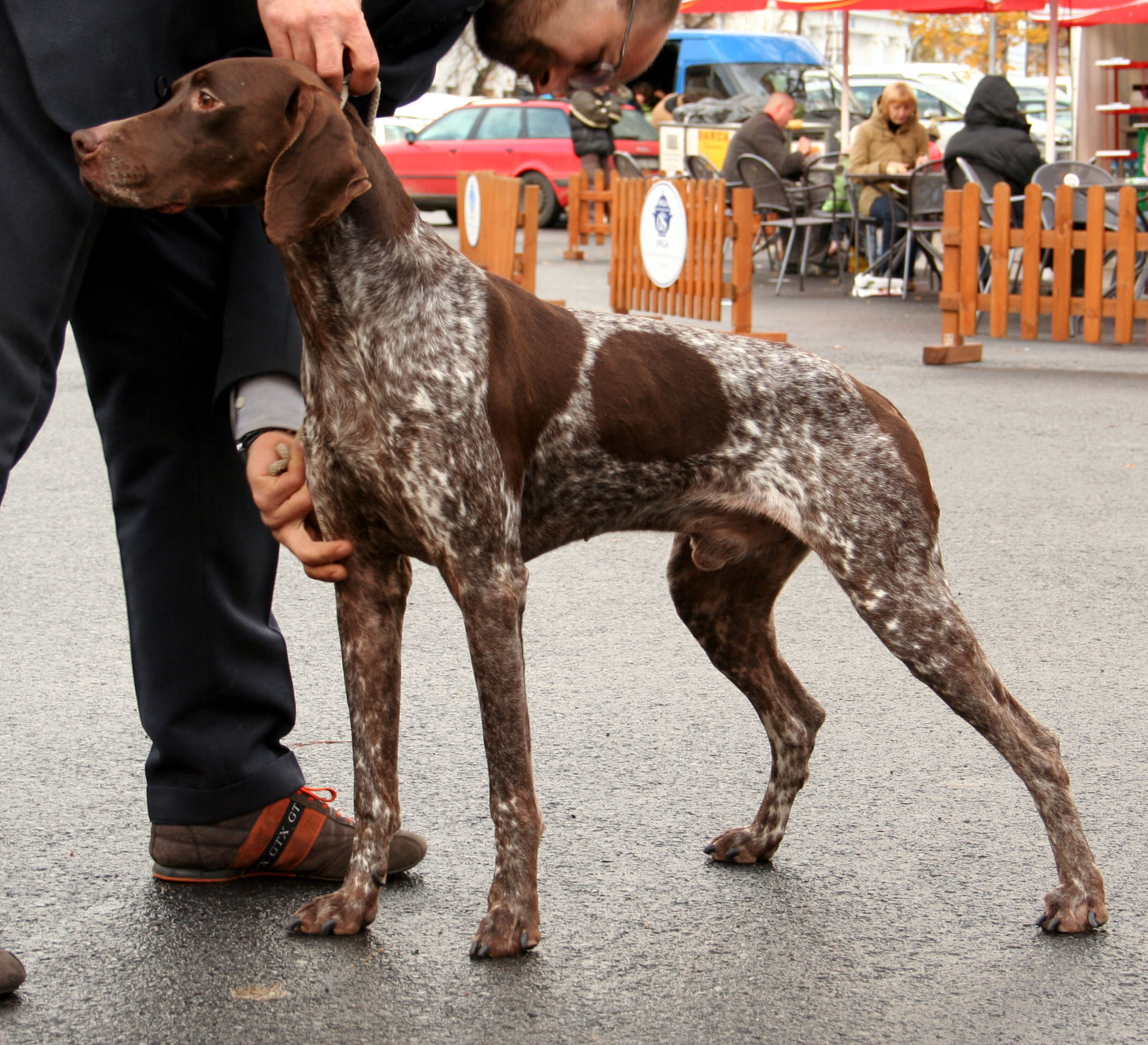
Französischer Vorstehhund, Typus Pyrenäen

## G

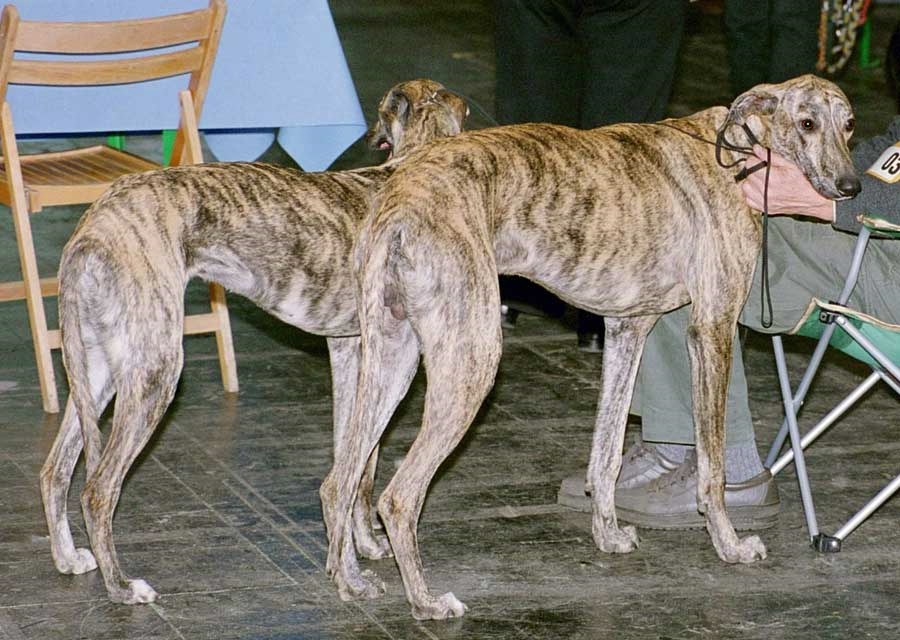
Galgo Español
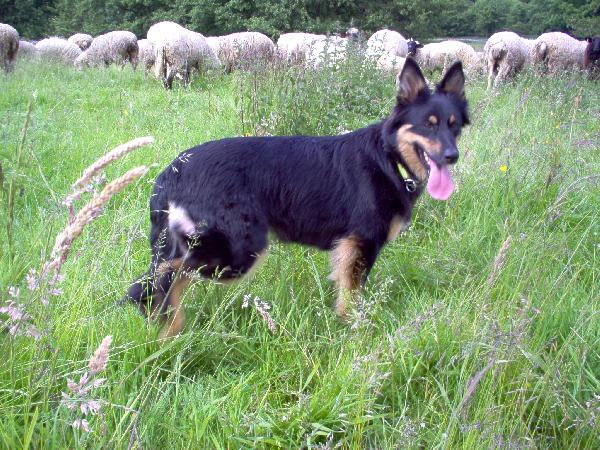
Gelbbacke, Schlag des Altdeutschen Hütehundes
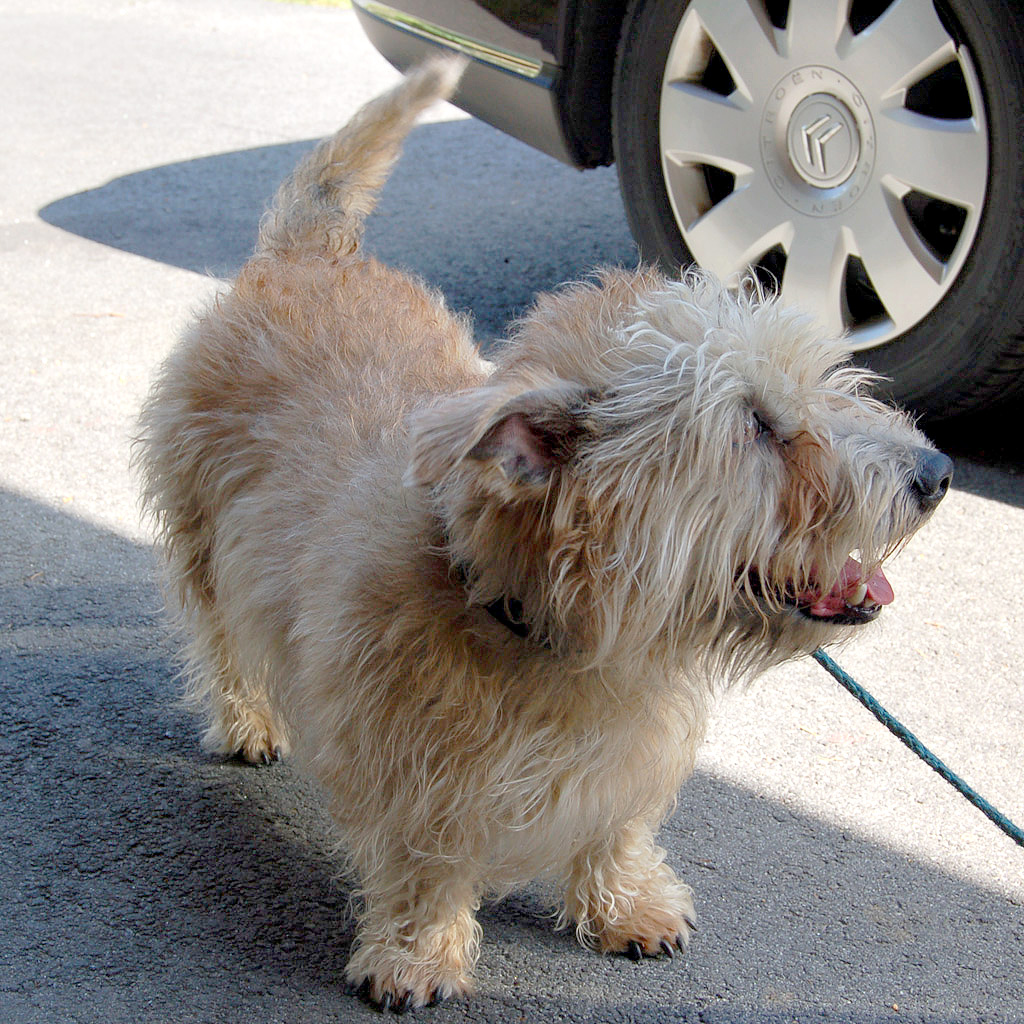
Glen of Imaal Terrier
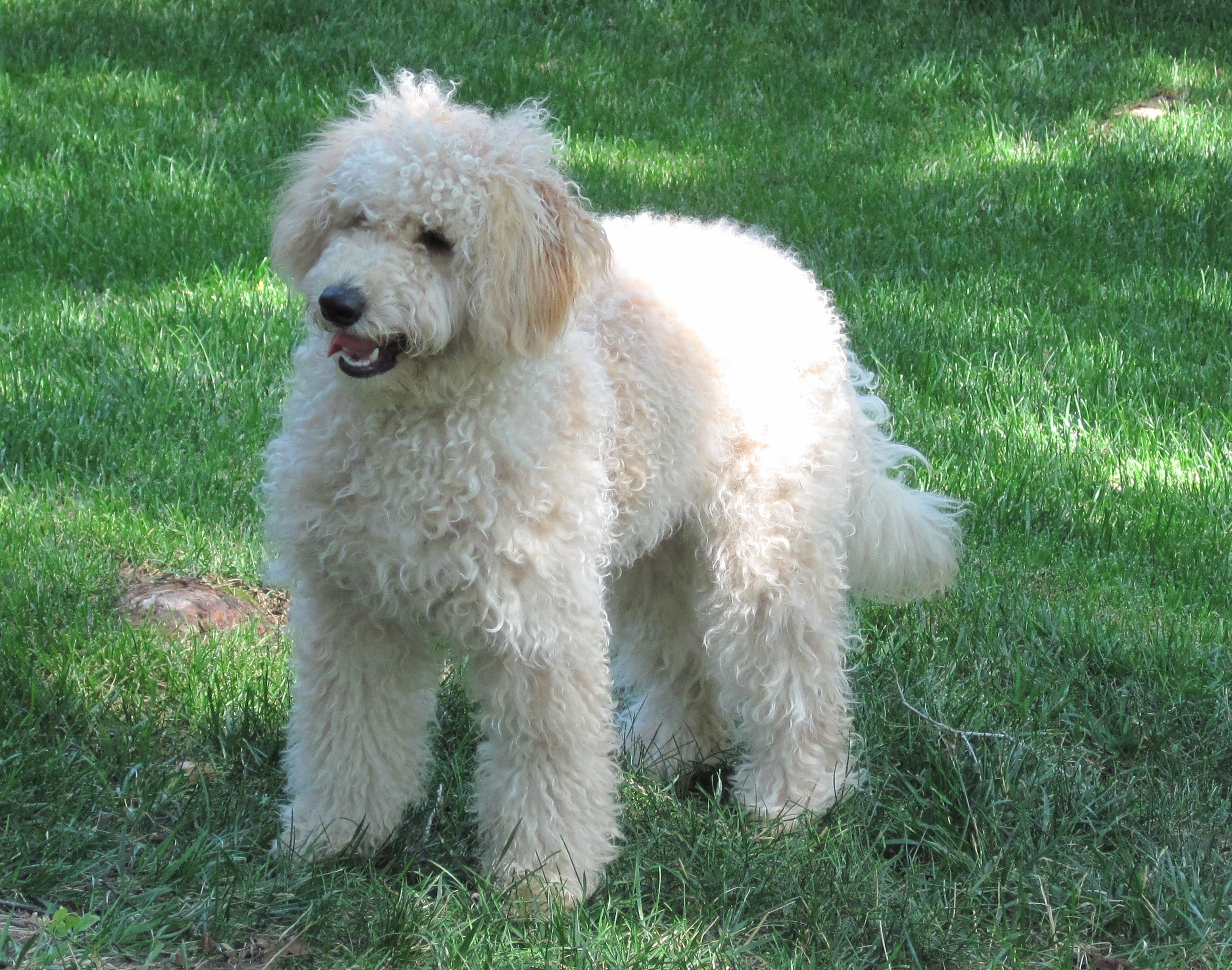
Goldendoodle
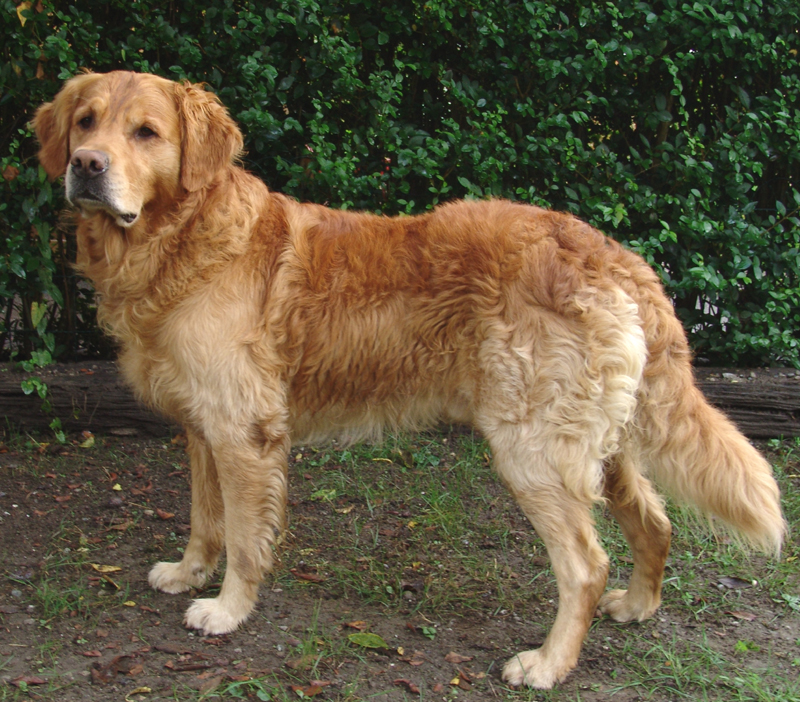
Golden Retriever
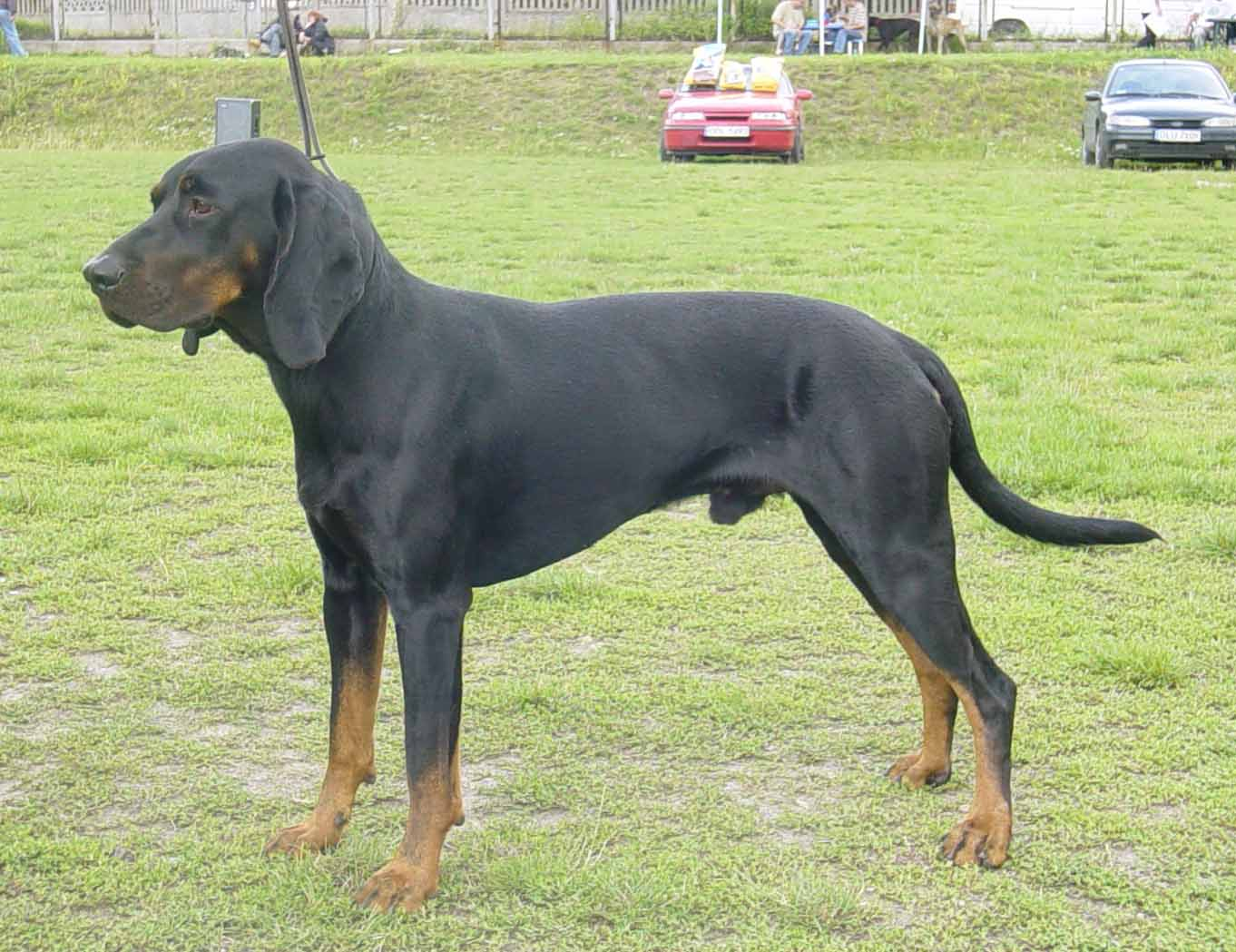
Gończy Polski
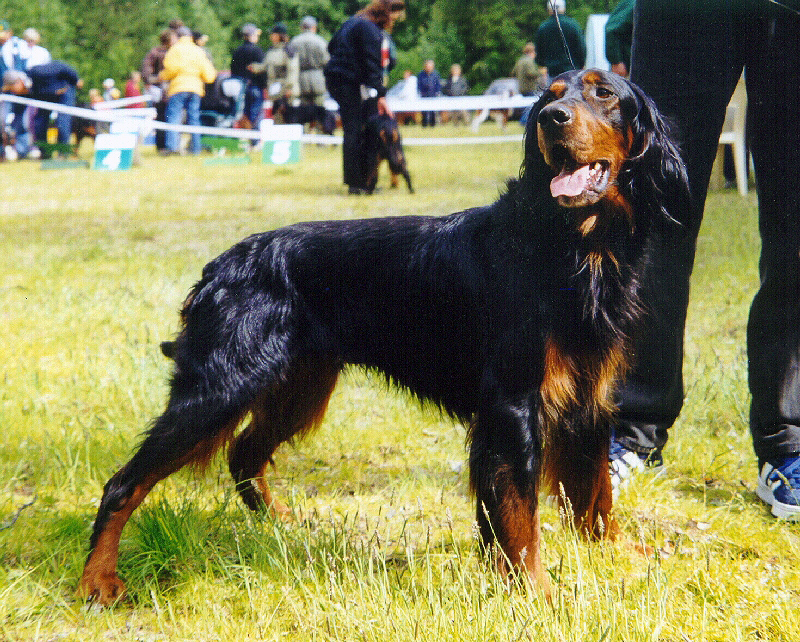
Gordon Setter
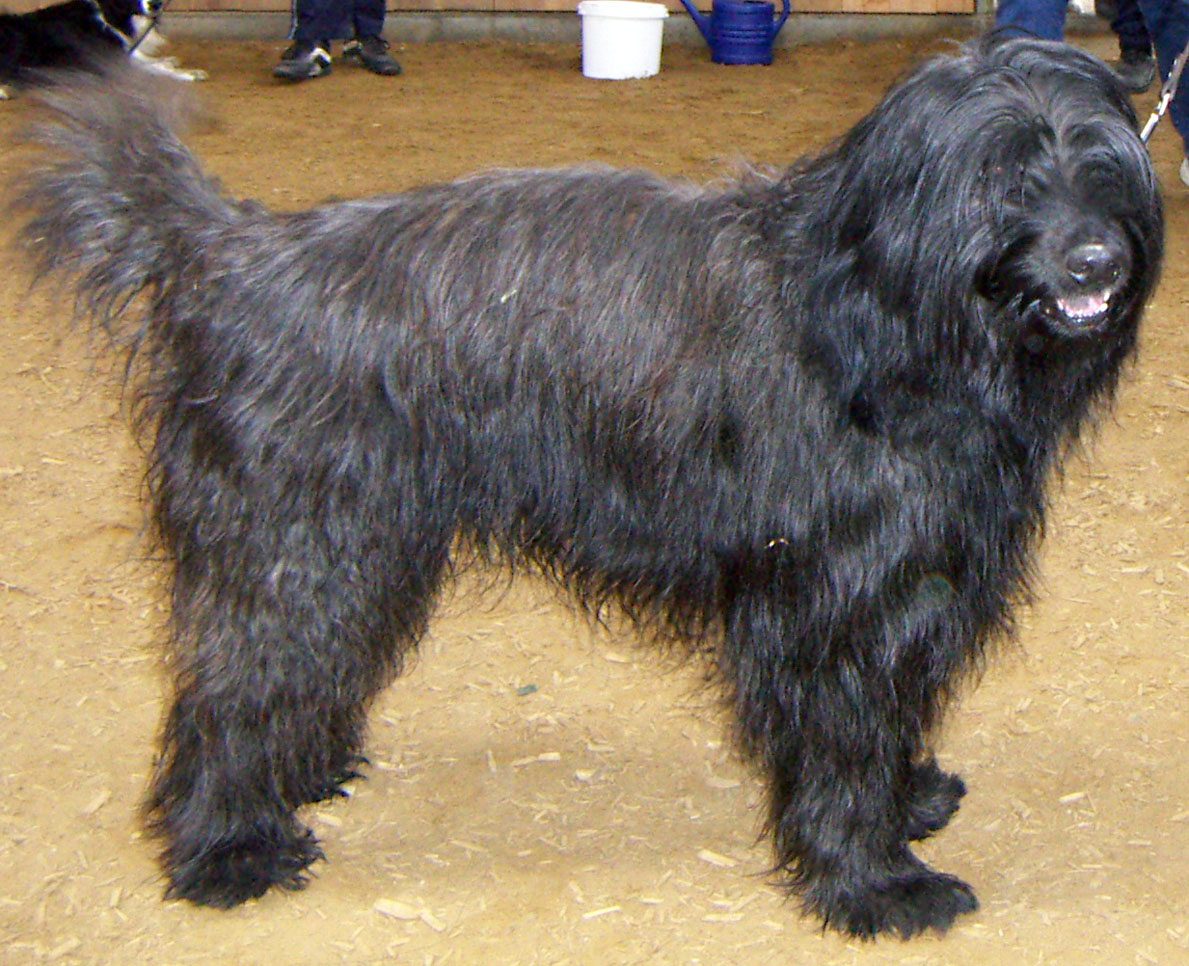
Gos d’Atura Català (Katalanischer Schäferhund)
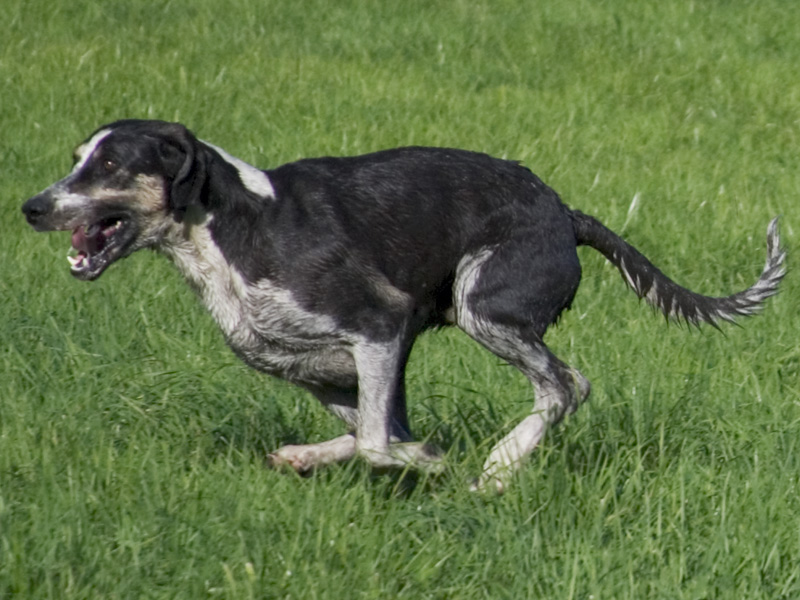
Grand Anglo-Français blanc et noir
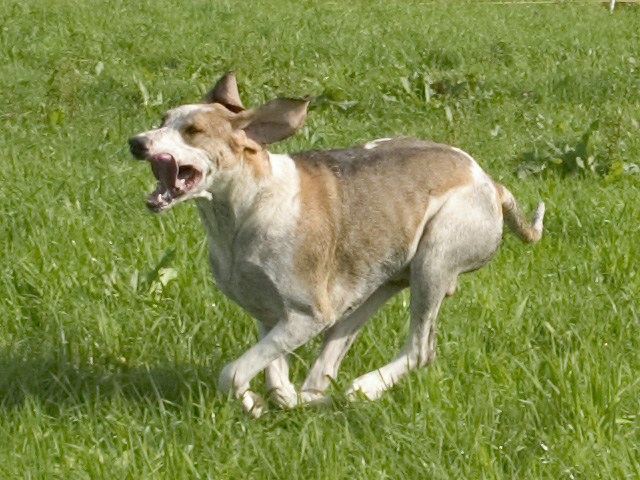
Grand Anglo-Français blanc et orange
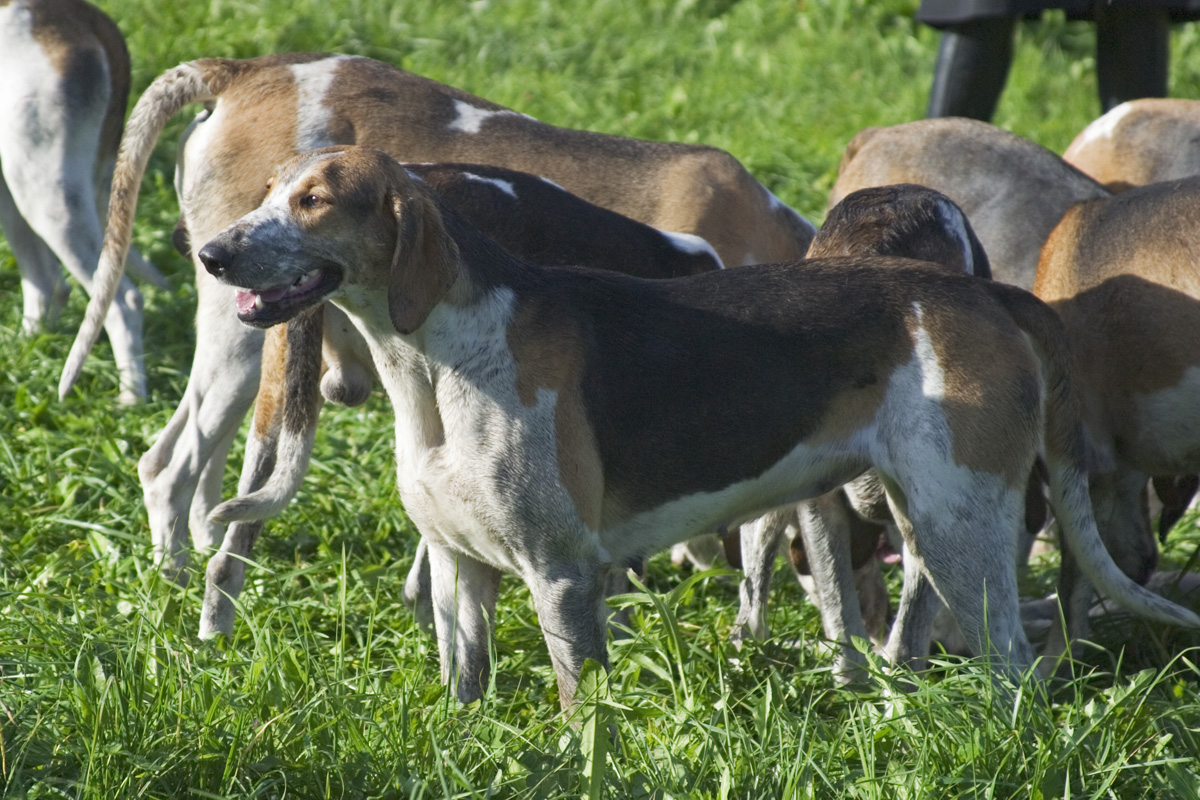
Grand Anglo-Français tricolore
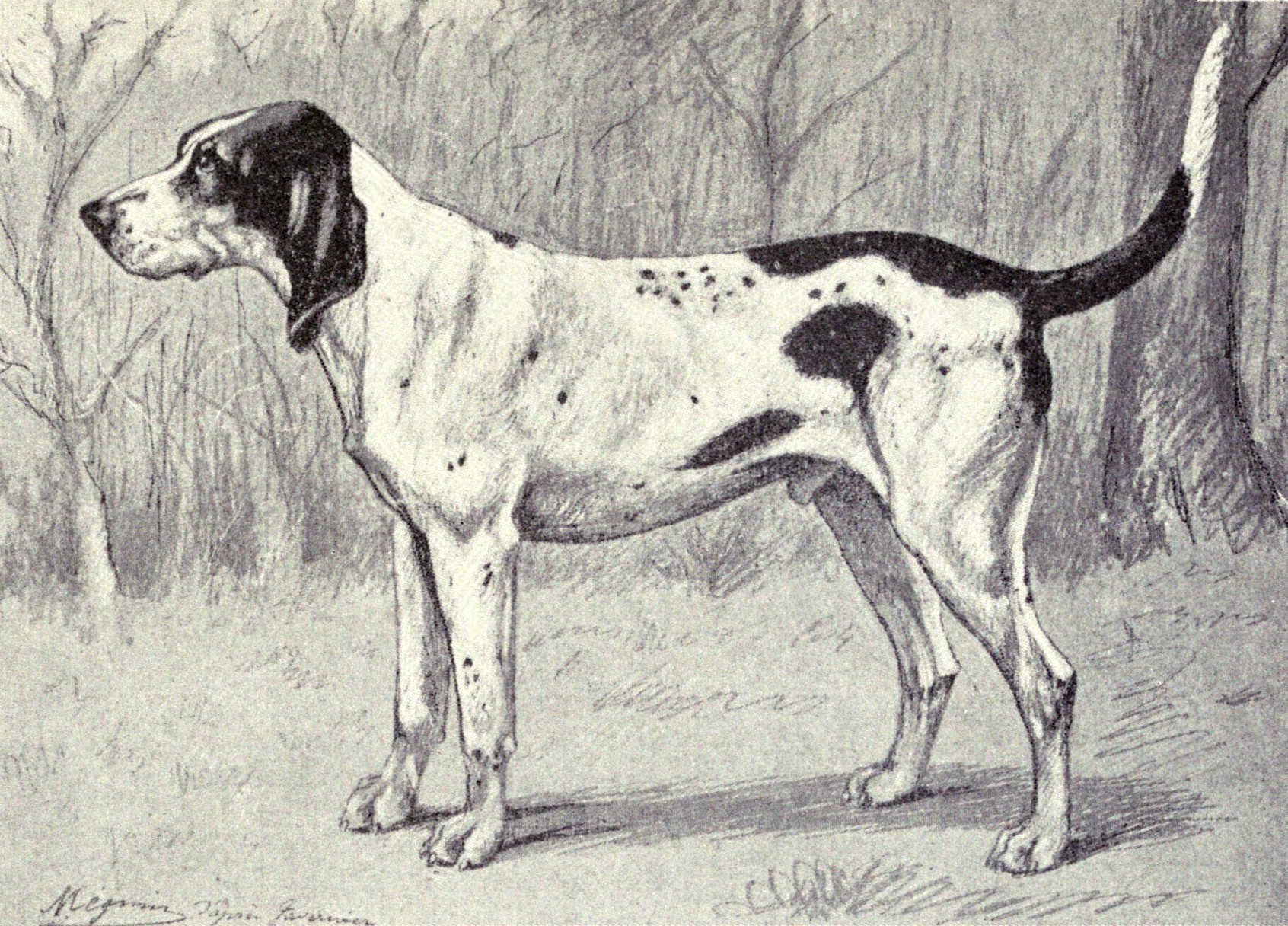
Grand Gascon Saintongeois
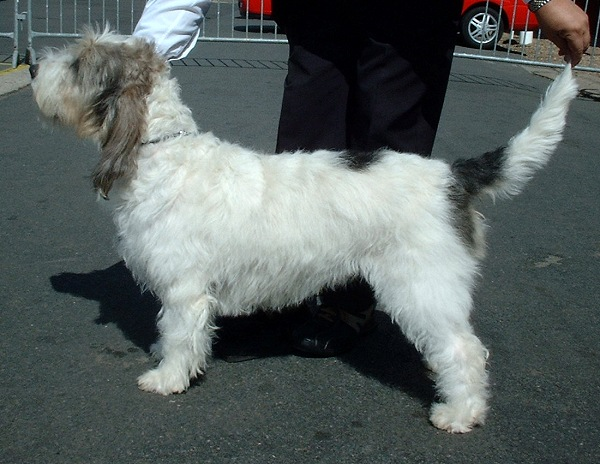
Grand Basset Griffon Vendéen
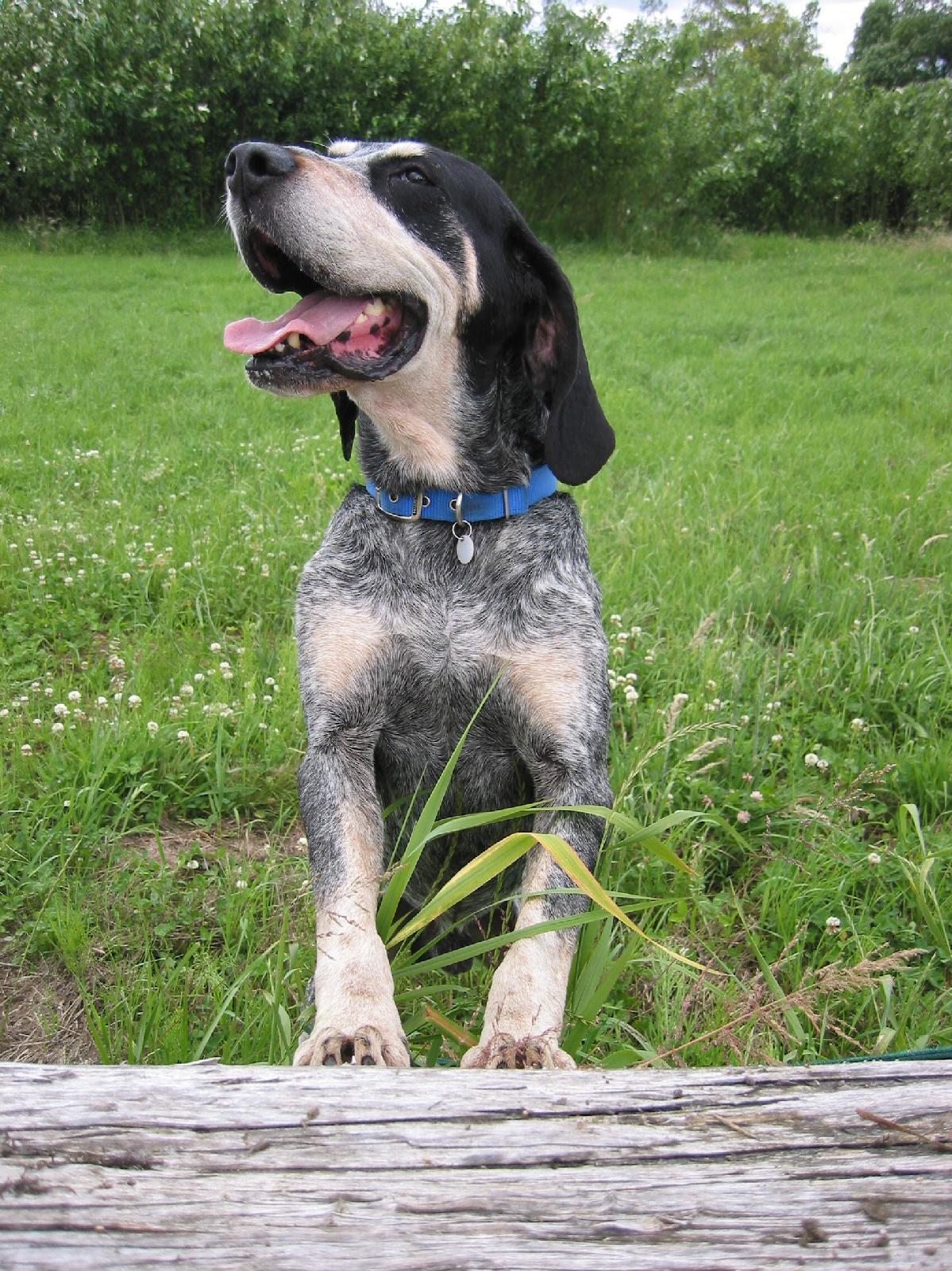
Grand Bleu de Gascogne
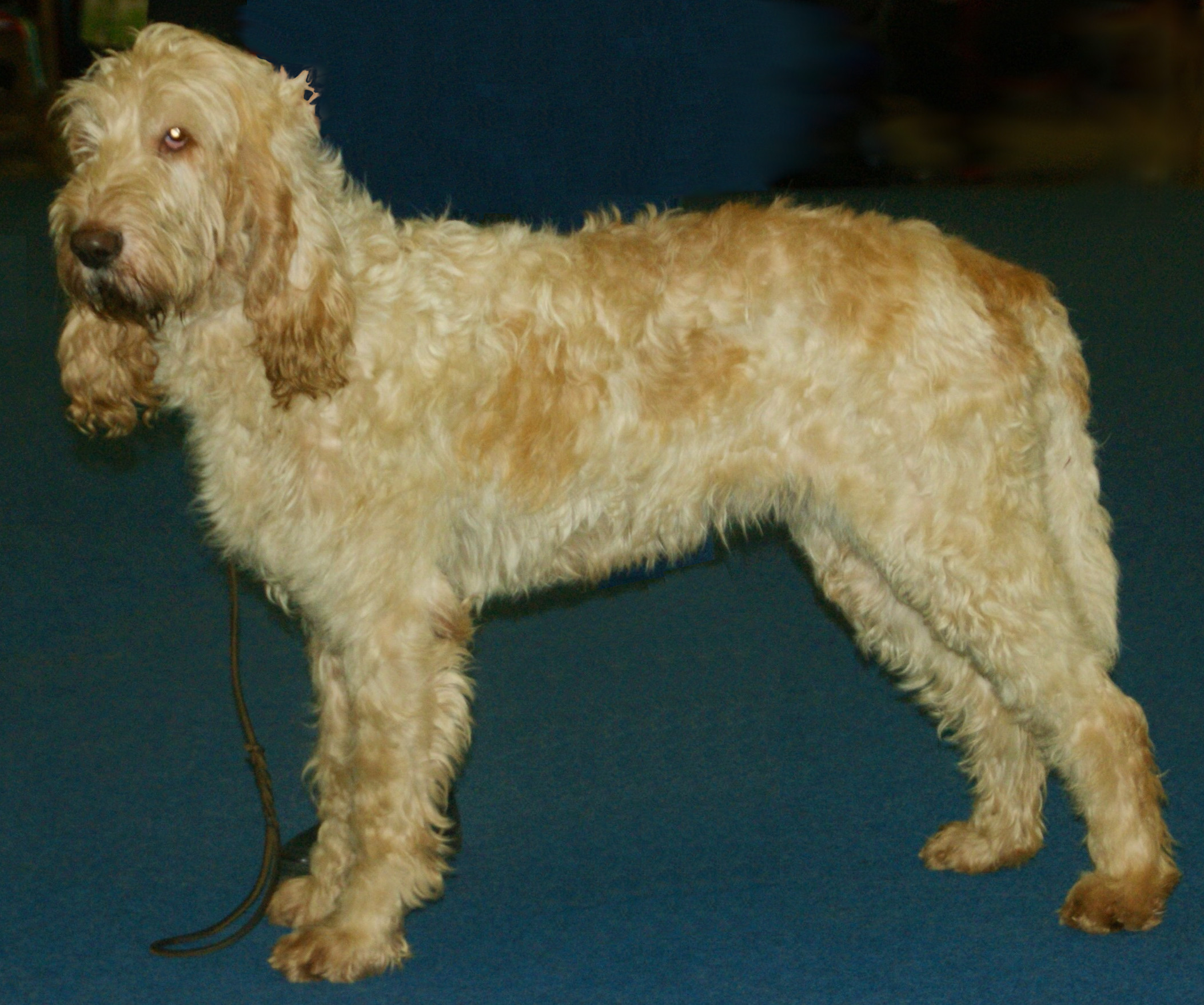
Grand Griffon Vendéen
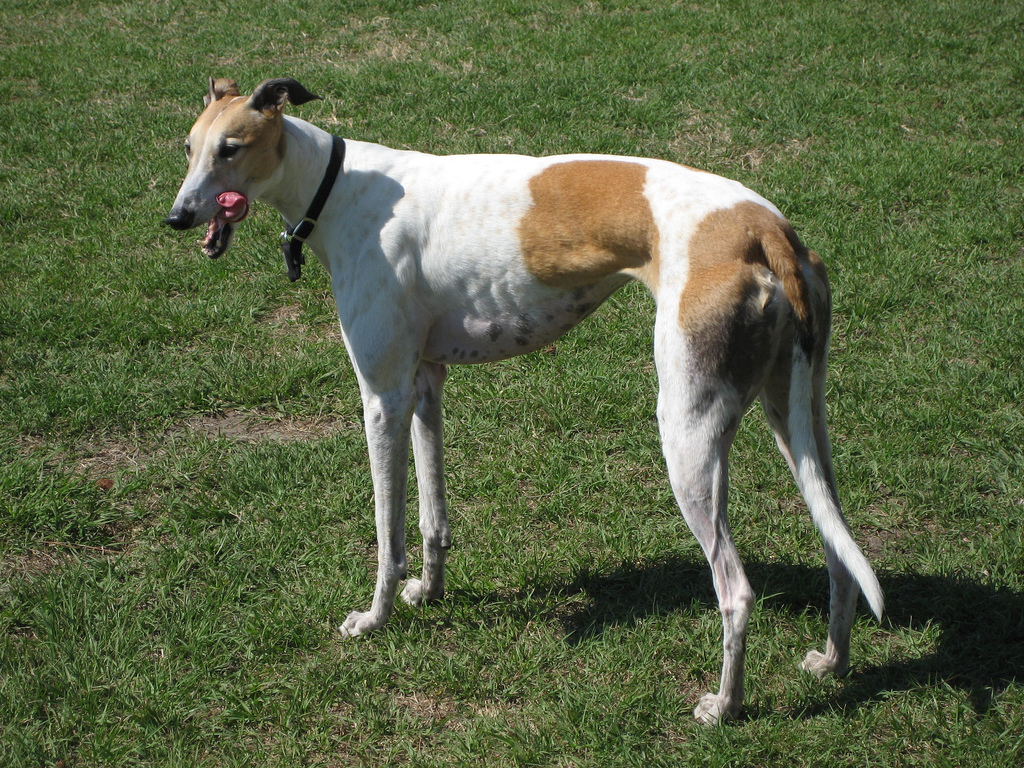
Greyhound
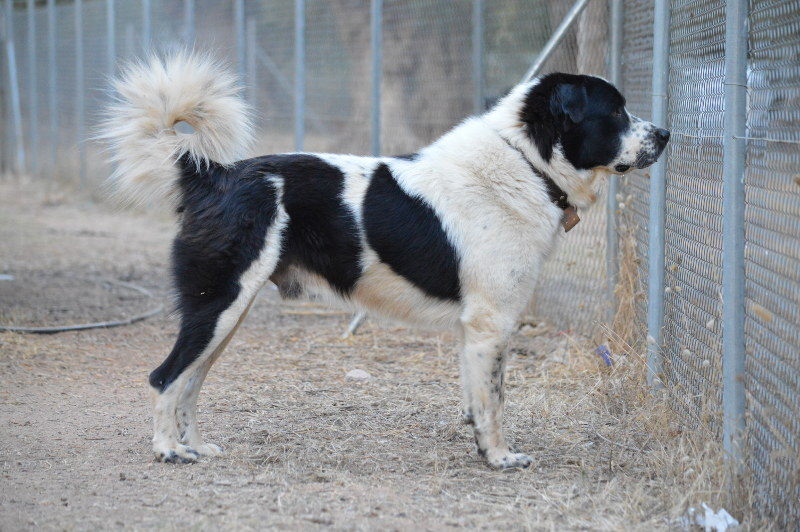
Griechischer Schäferhund
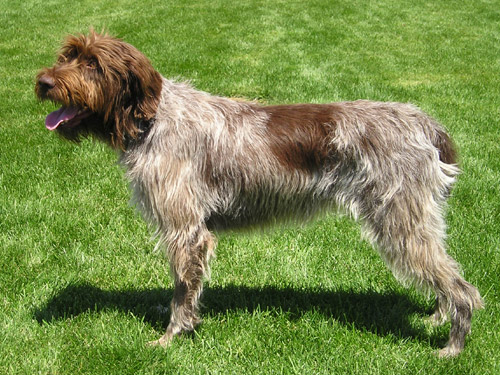
Griffon à Poil Dur, Korthalsgriffon
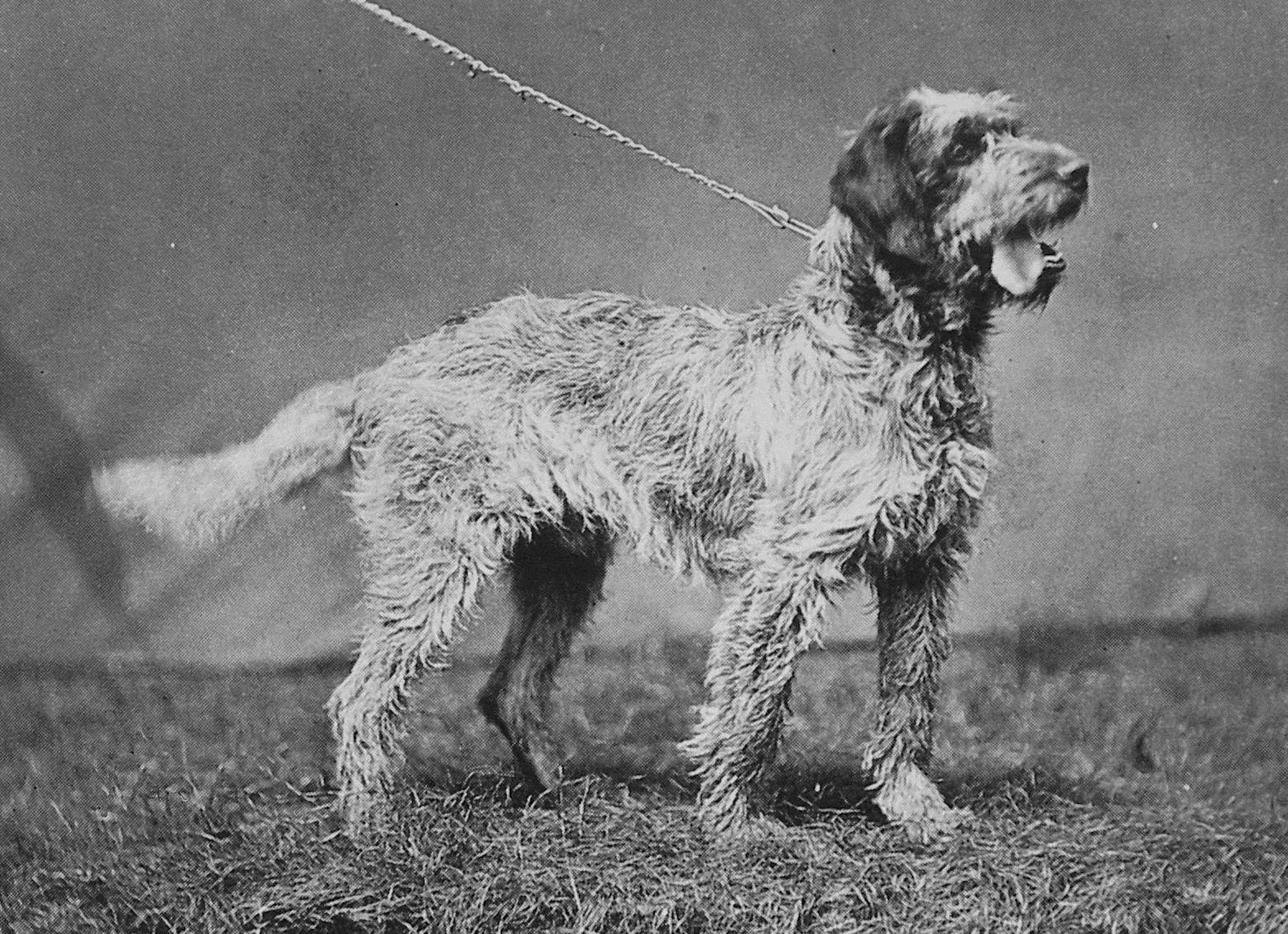
Griffon à Poil Laineux, Bouletgriffon (†)
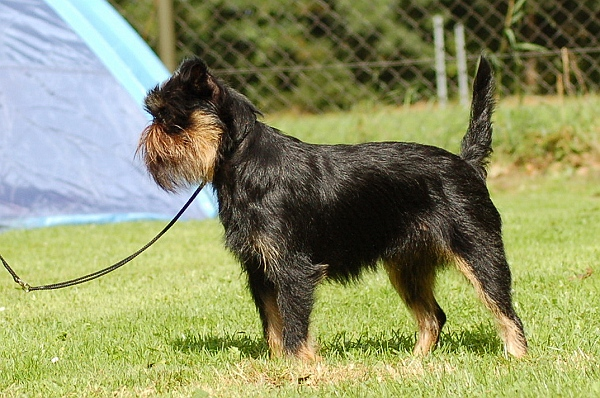
Griffon Belge
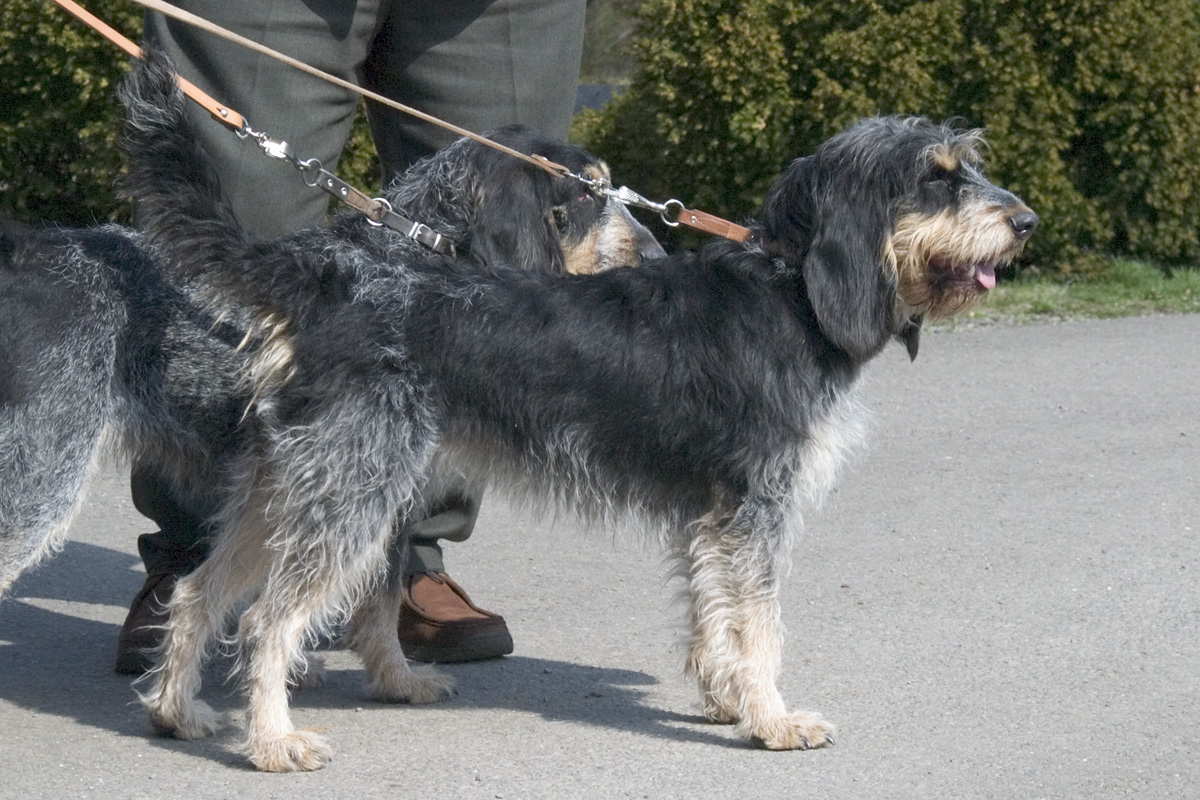
Griffon bleu de Gascogne
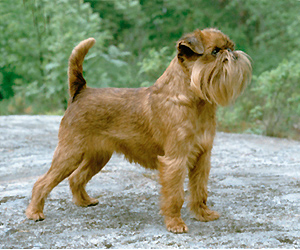
Griffon Bruxellois
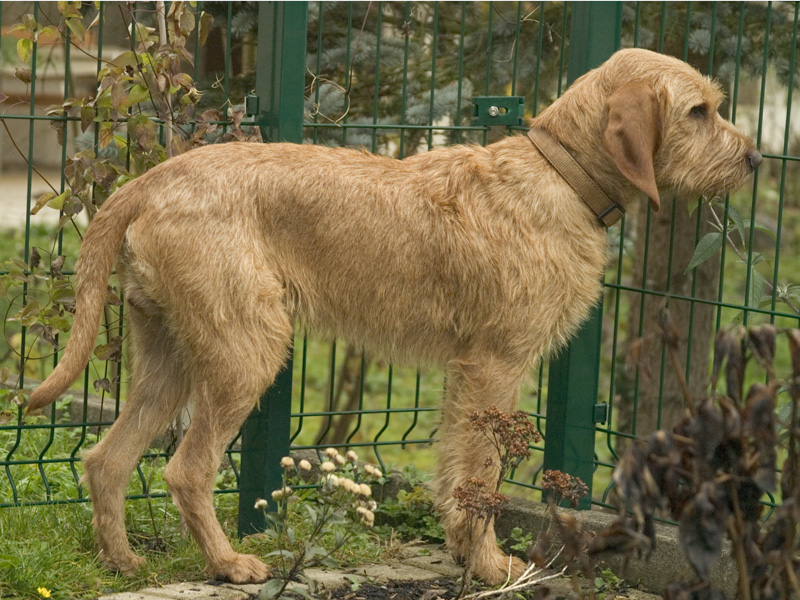
Griffon Fauve de Bretagne
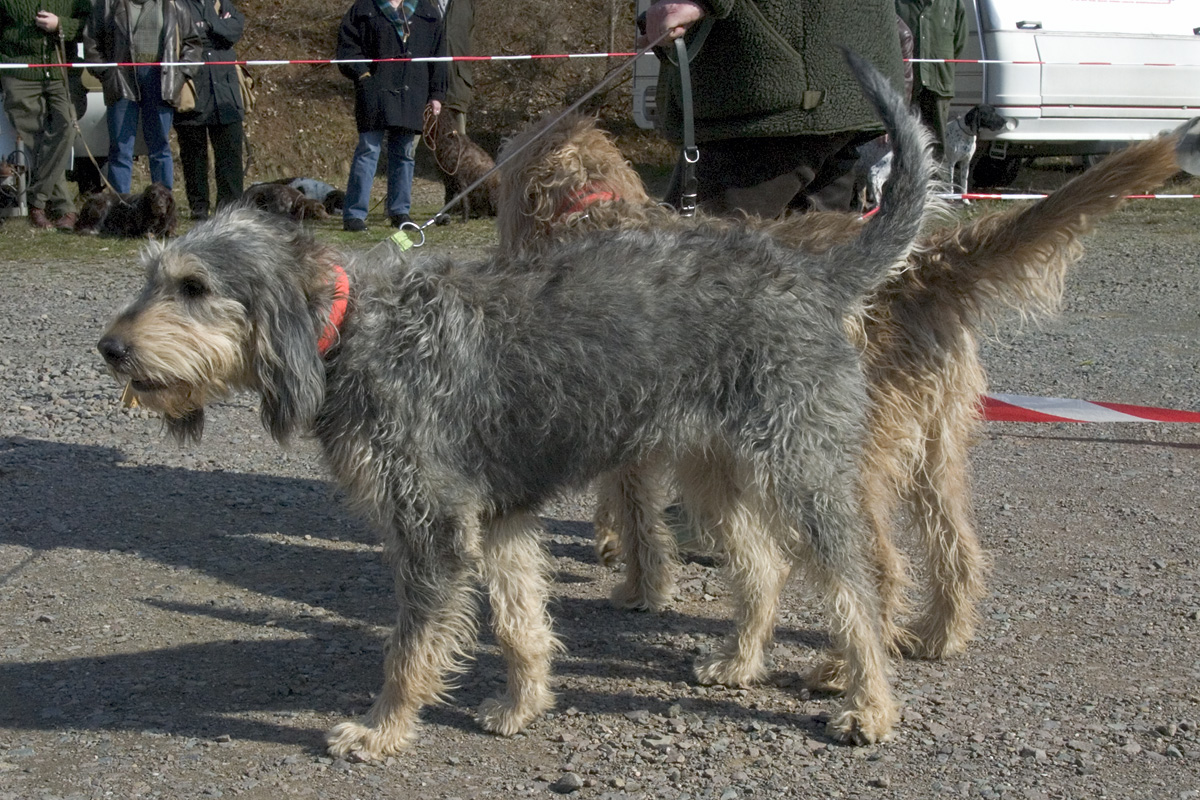
Griffon Nivernais
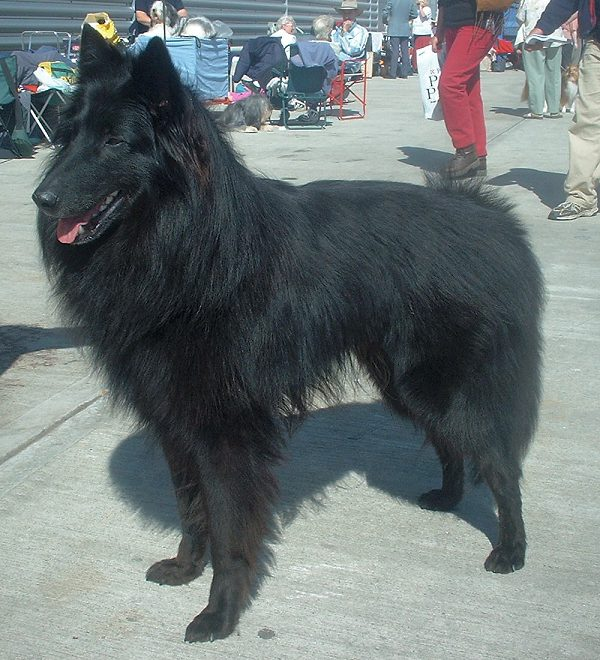
Groenendael eine Varietät des Belgischen Schäferhunds
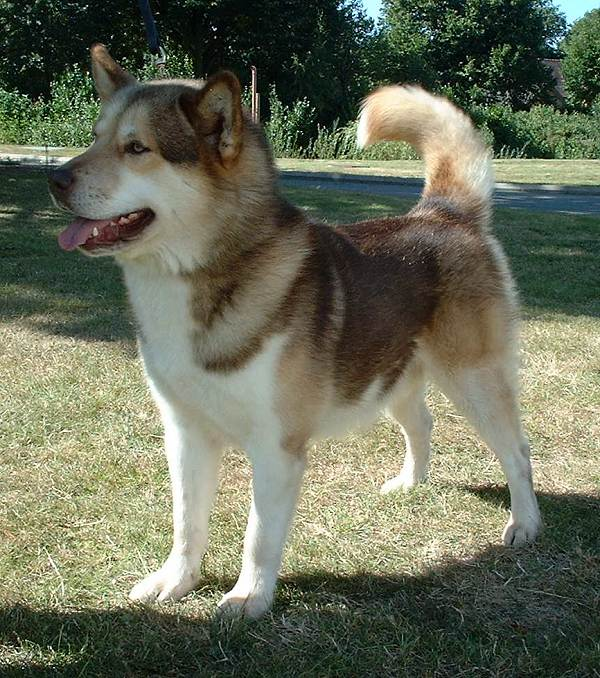
Grönlandhund
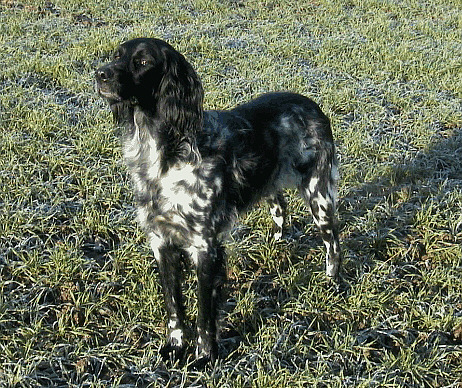
Großer Münsterländer
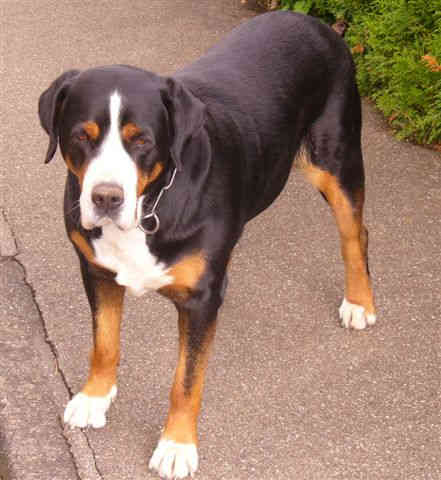
Grosser Schweizer Sennenhund

## H

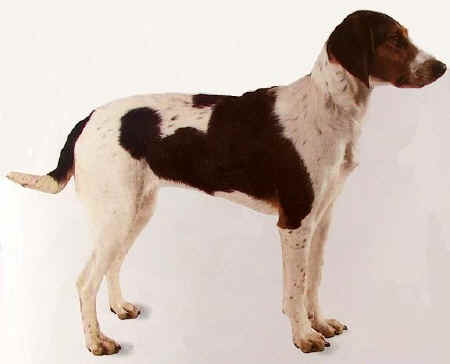
Halden-Stövare
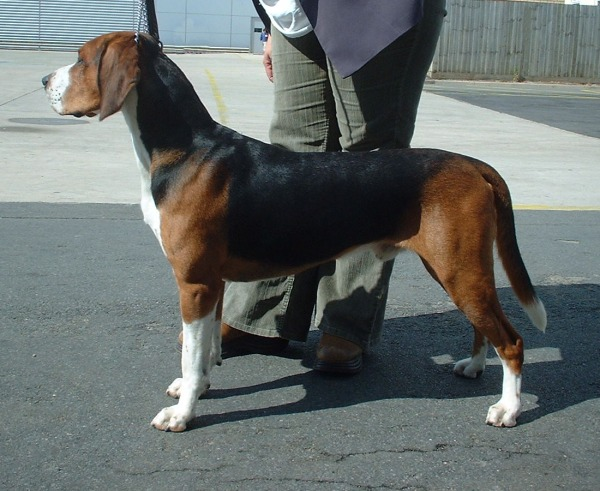
Hamilton-Stövare
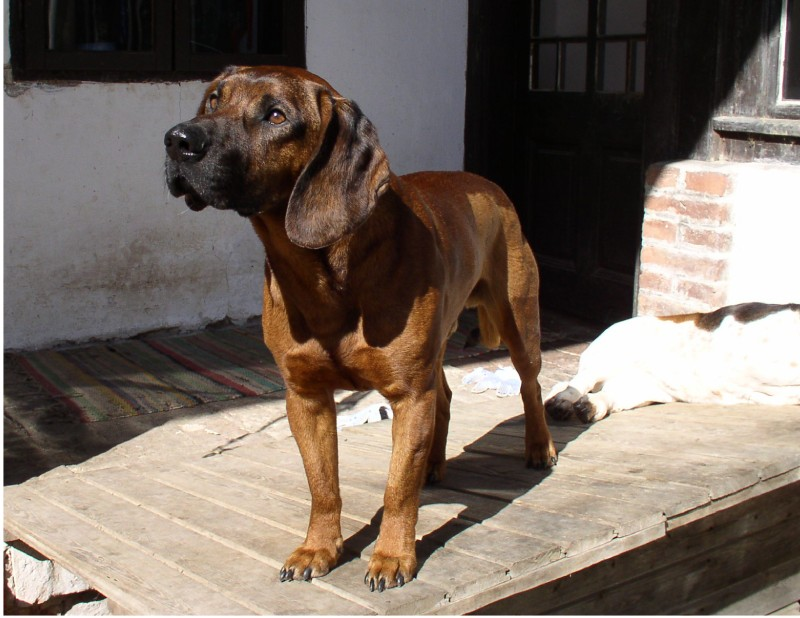
Hannoverscher Schweißhund
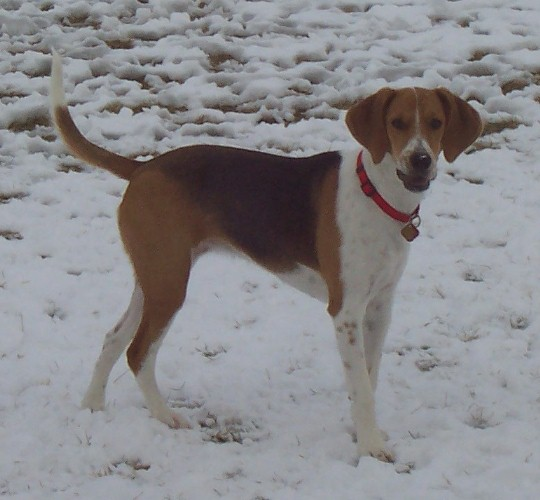
Harrier
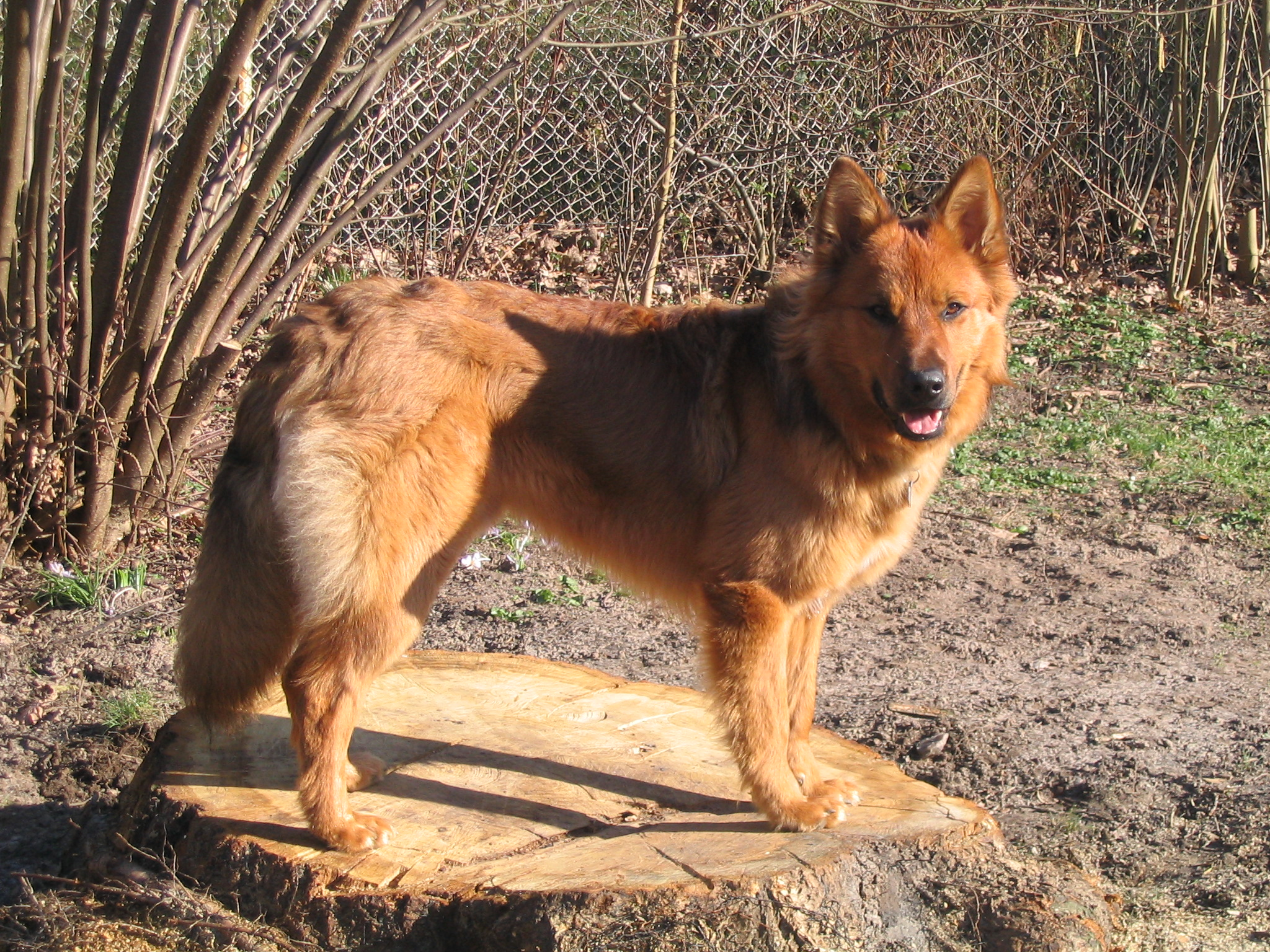
Harzer Fuchs, Schlag des Altdeutschen Hütehundes
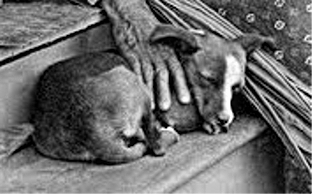
Hawaiian Poi Dog
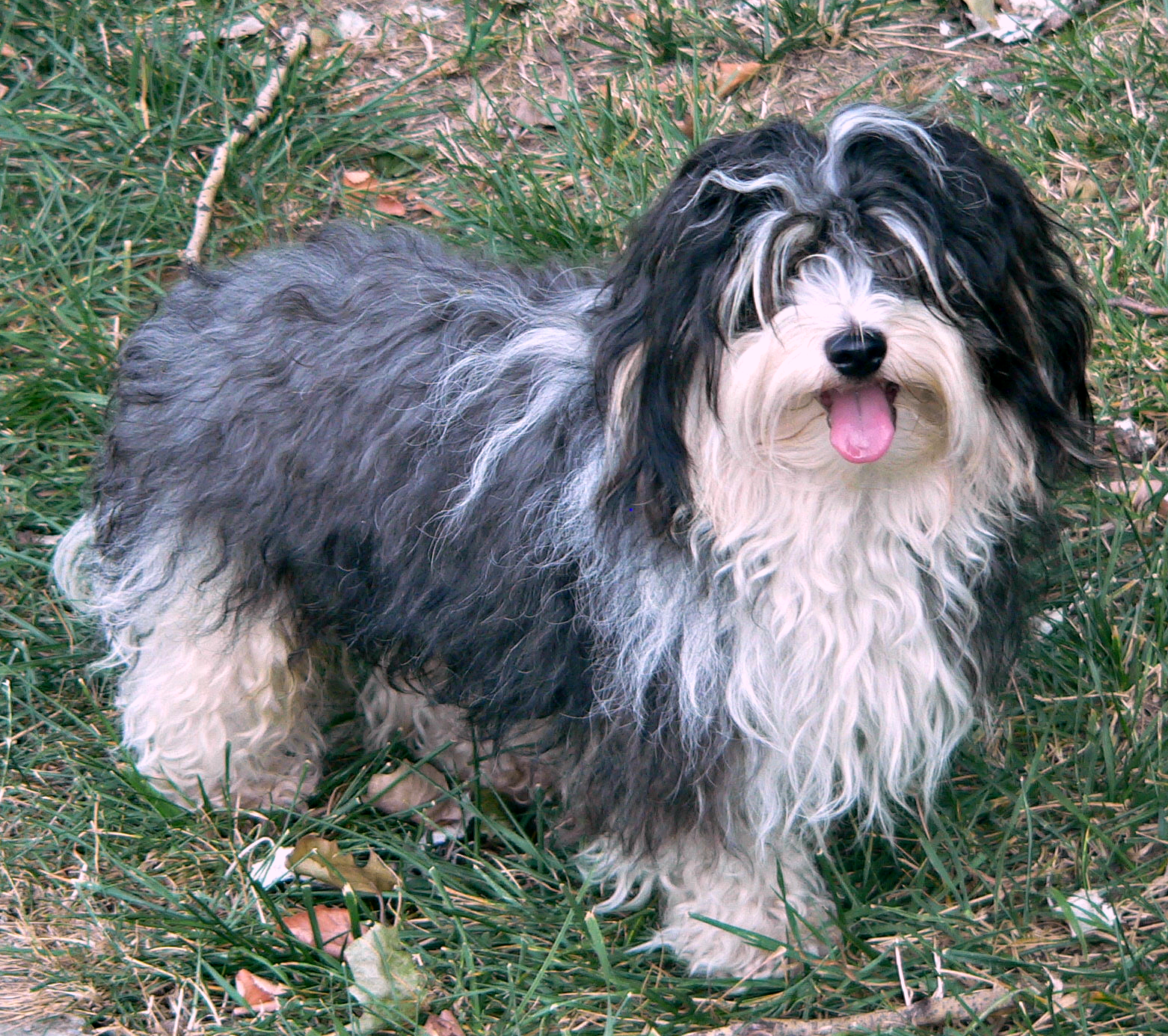
Havaneser
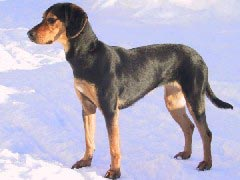
Hellinikos Ichnilatis
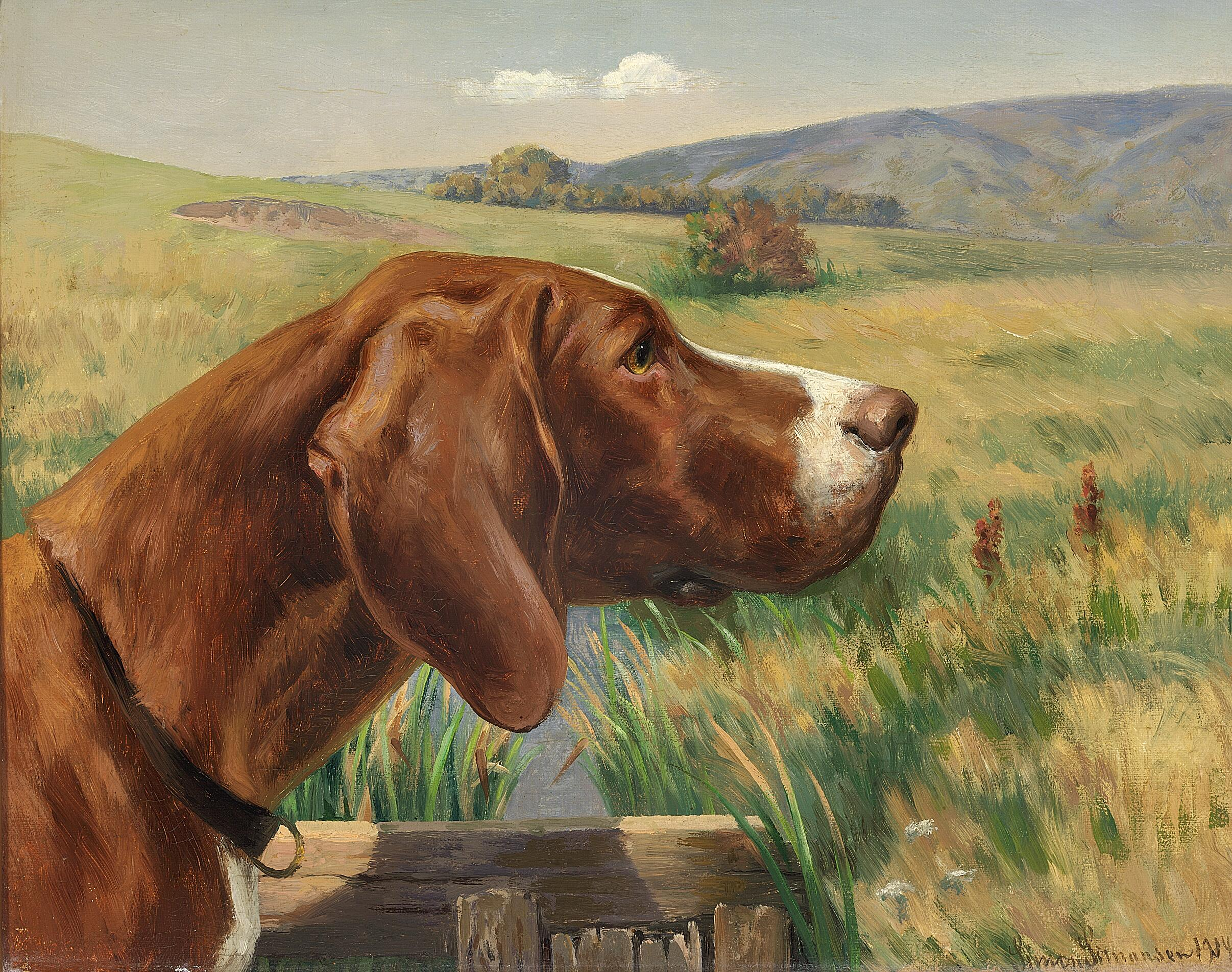
Hertha Pointer
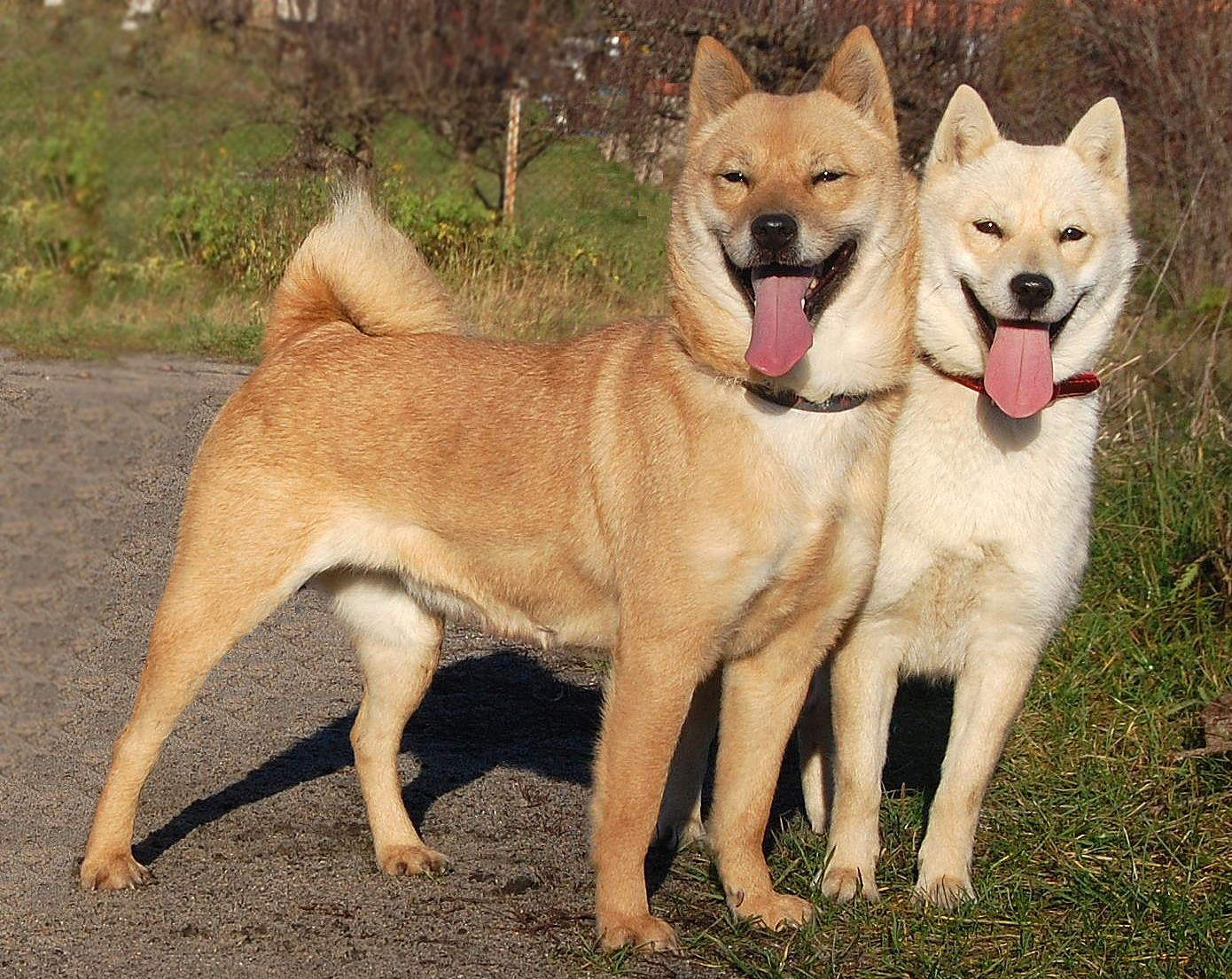
Hokkaido
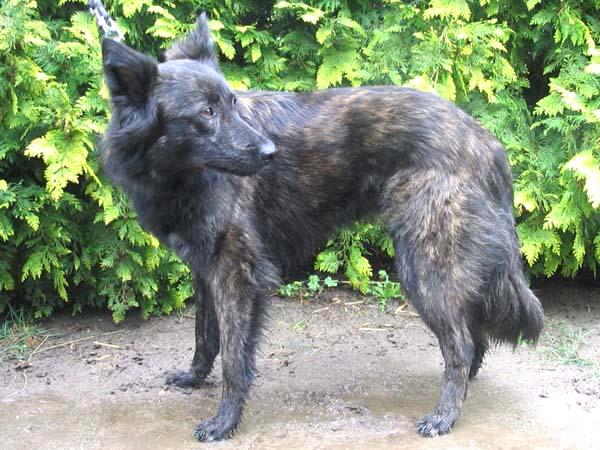
Hollandse Herdershond Langhaar
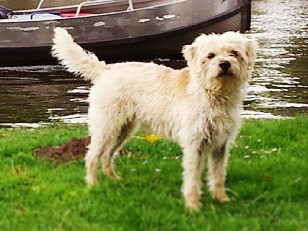
Hollandse Smoushond
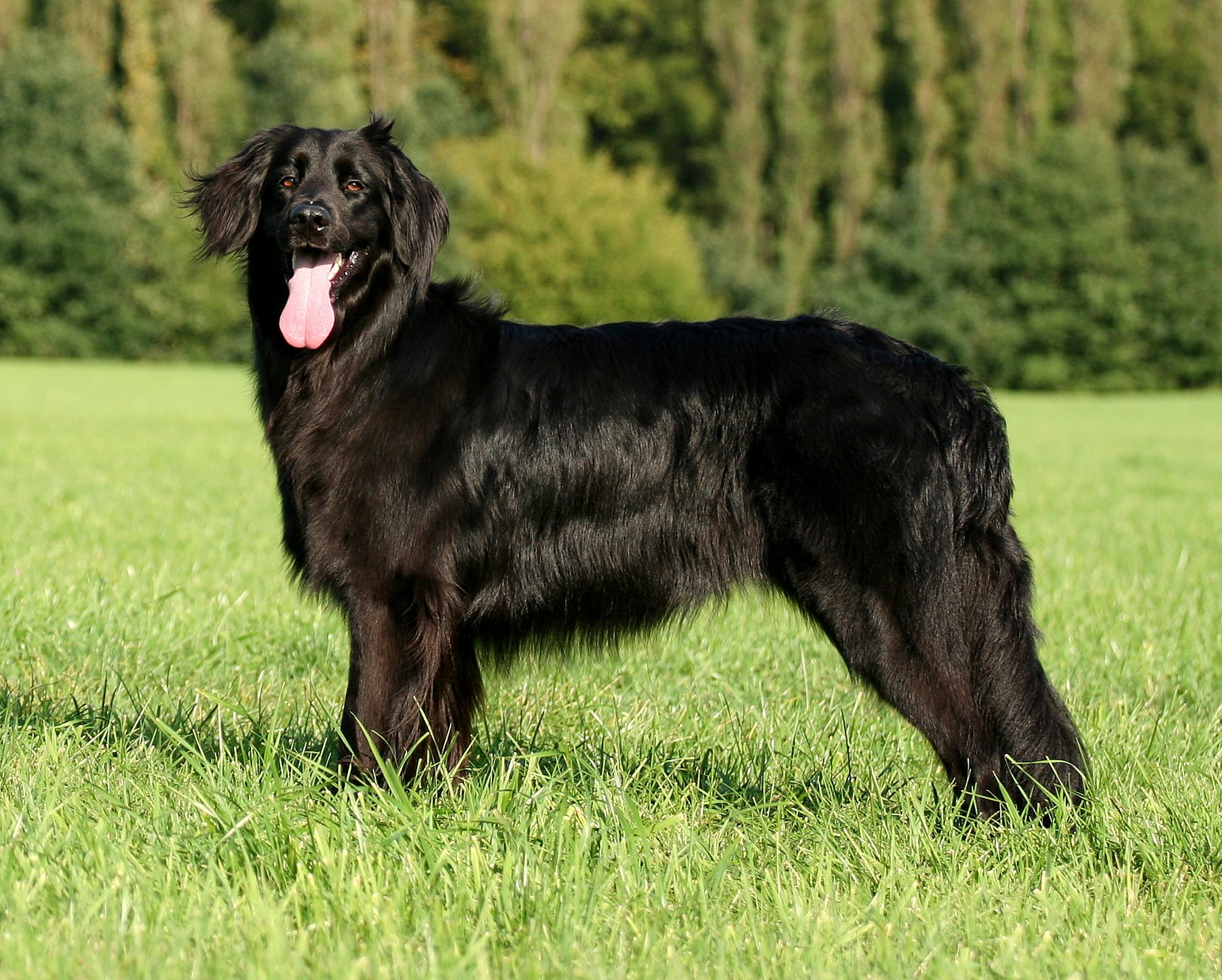
Hovawart
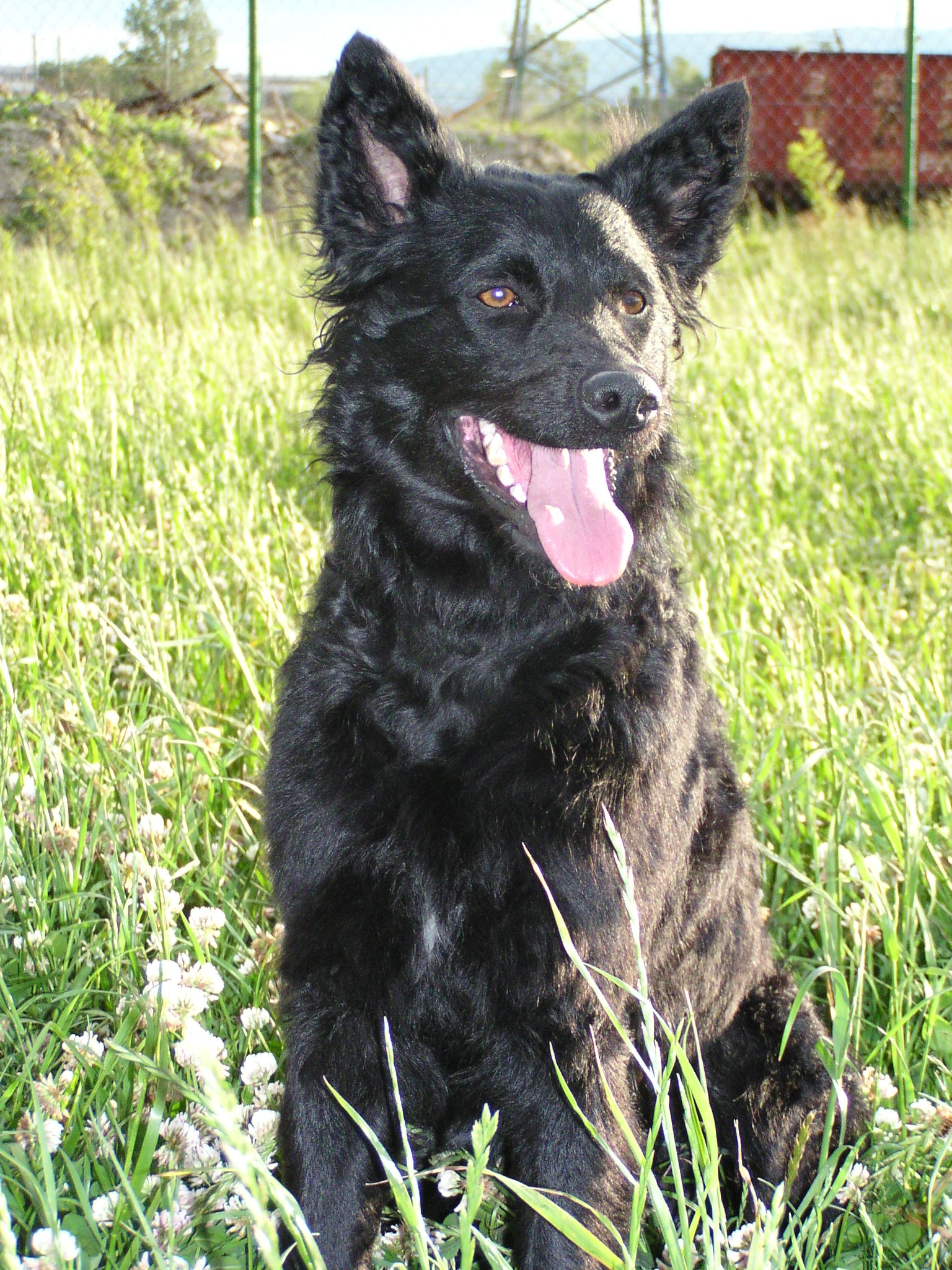
Hrvatski ovčar
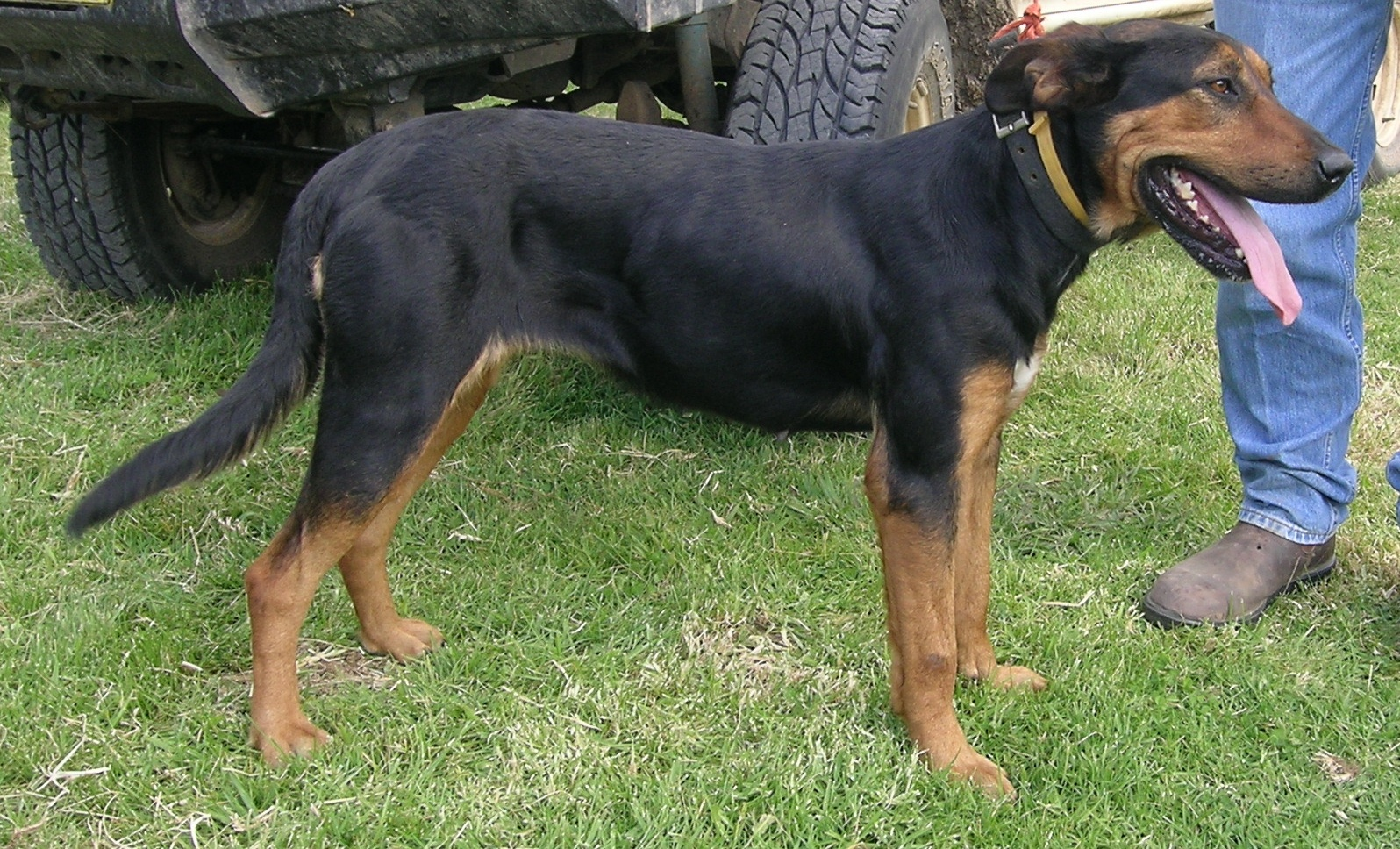
Huntaway
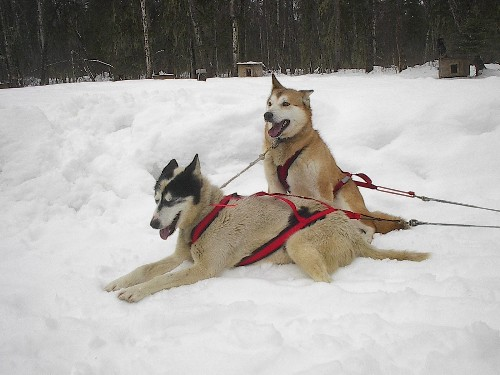
Husky (Alaskan Husky)
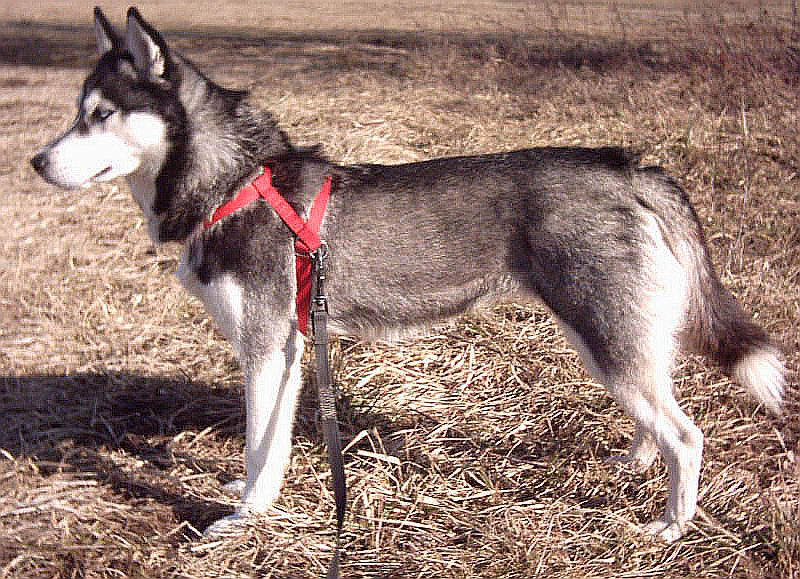
Husky (Siberian Husky)
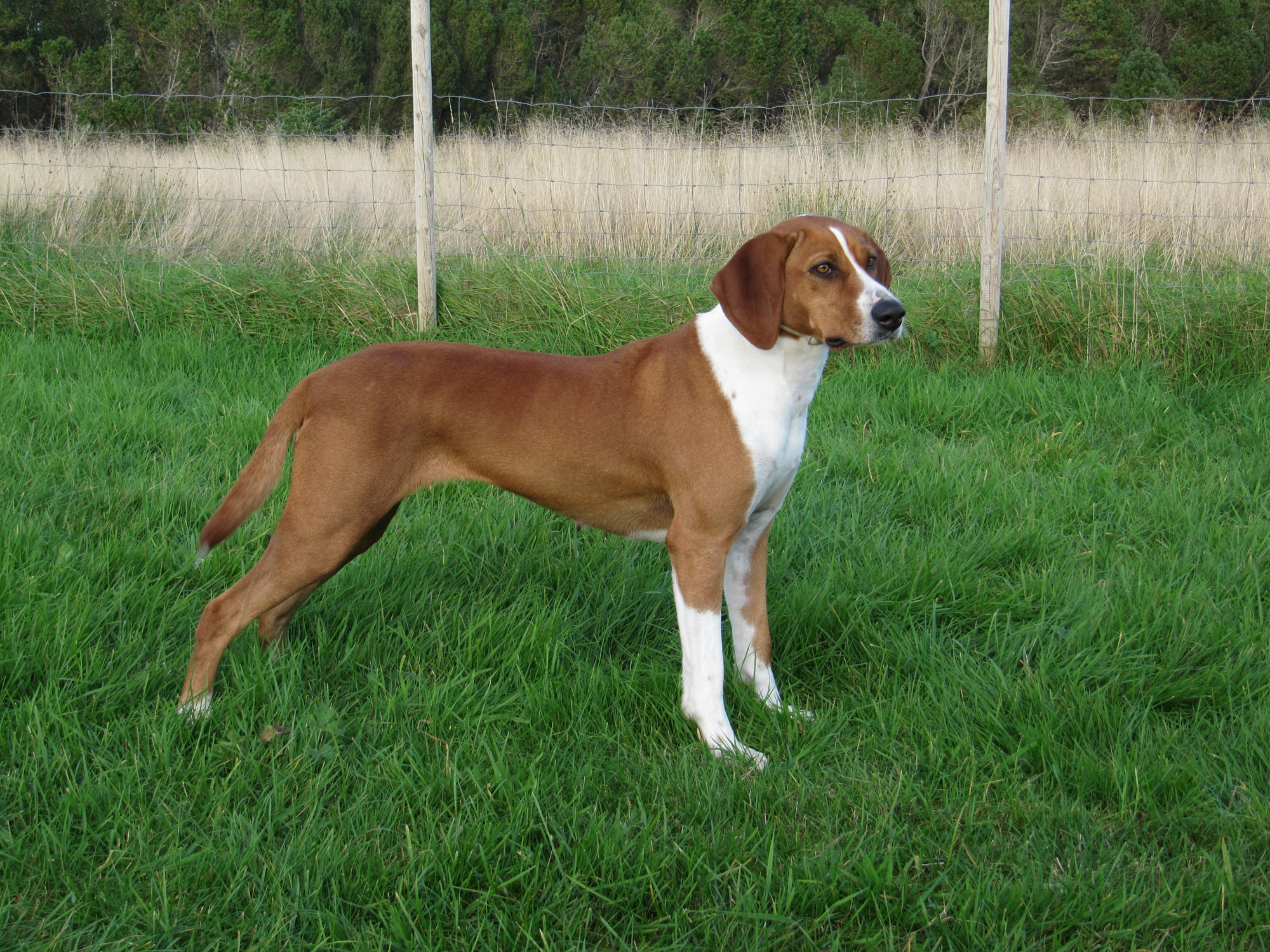
Hygenhund

## I

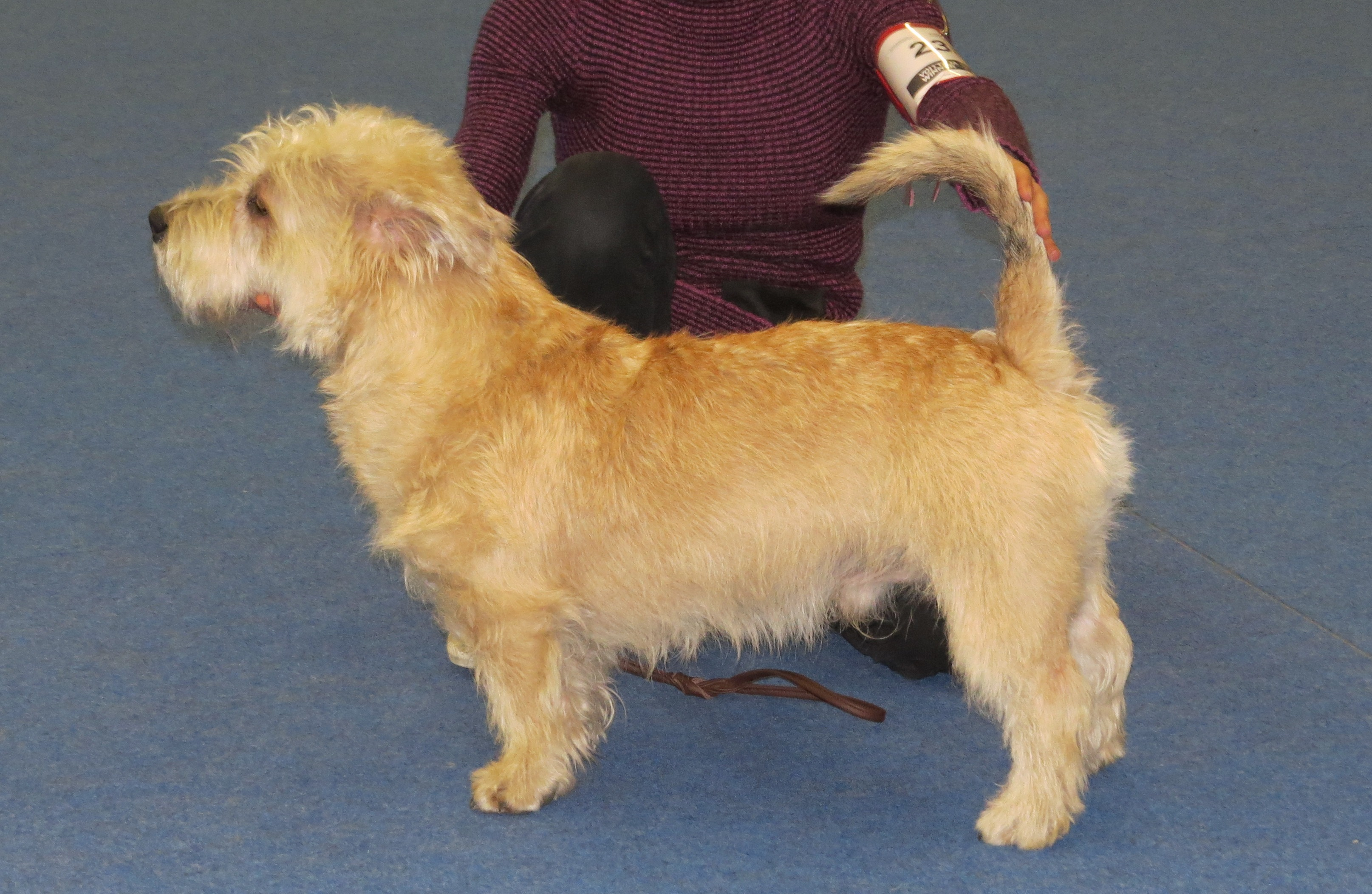
Irish Glen of Imaal Terrier
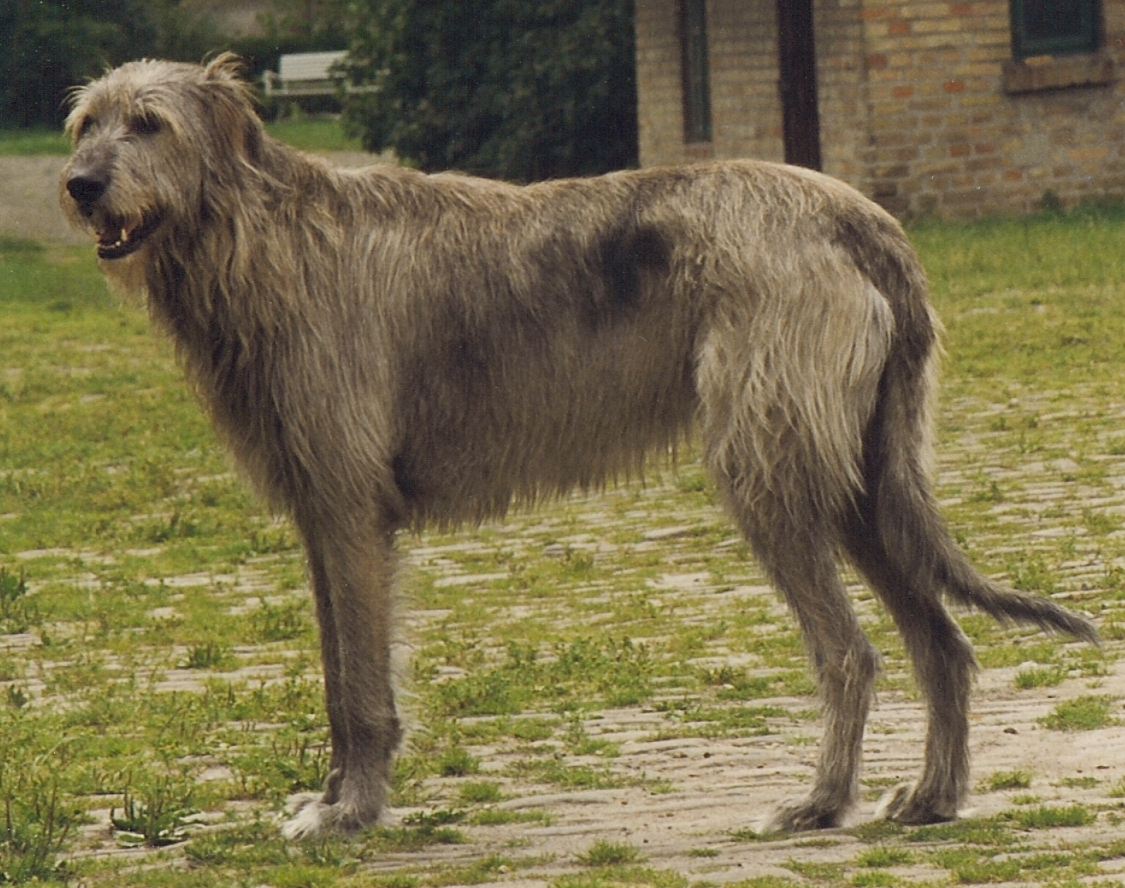
Irischer Wolfshund
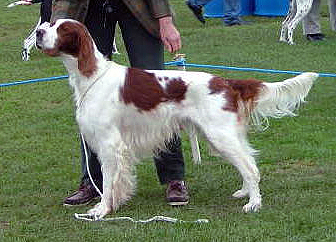
Irish Red and White Setter
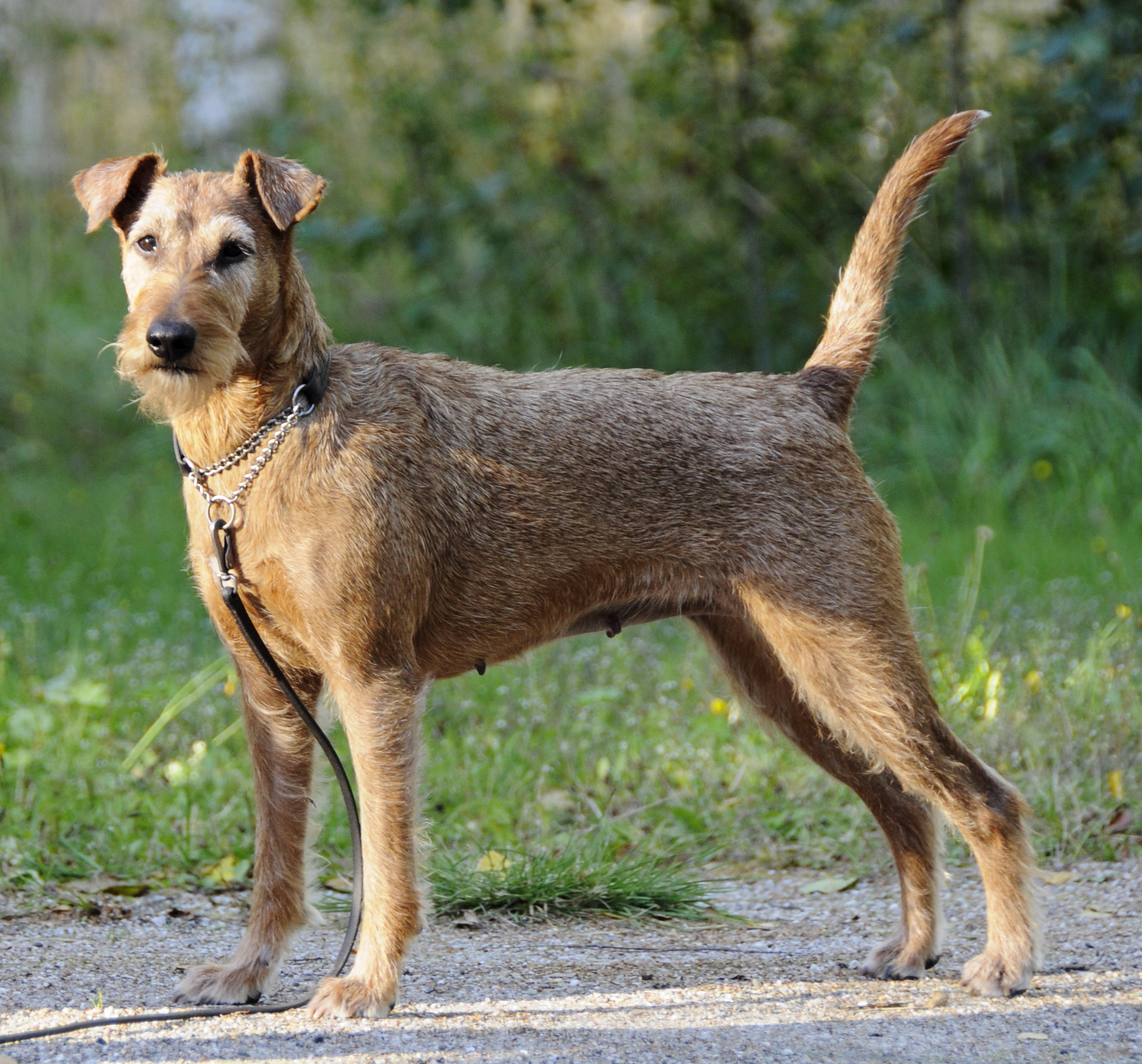
Irish Terrier
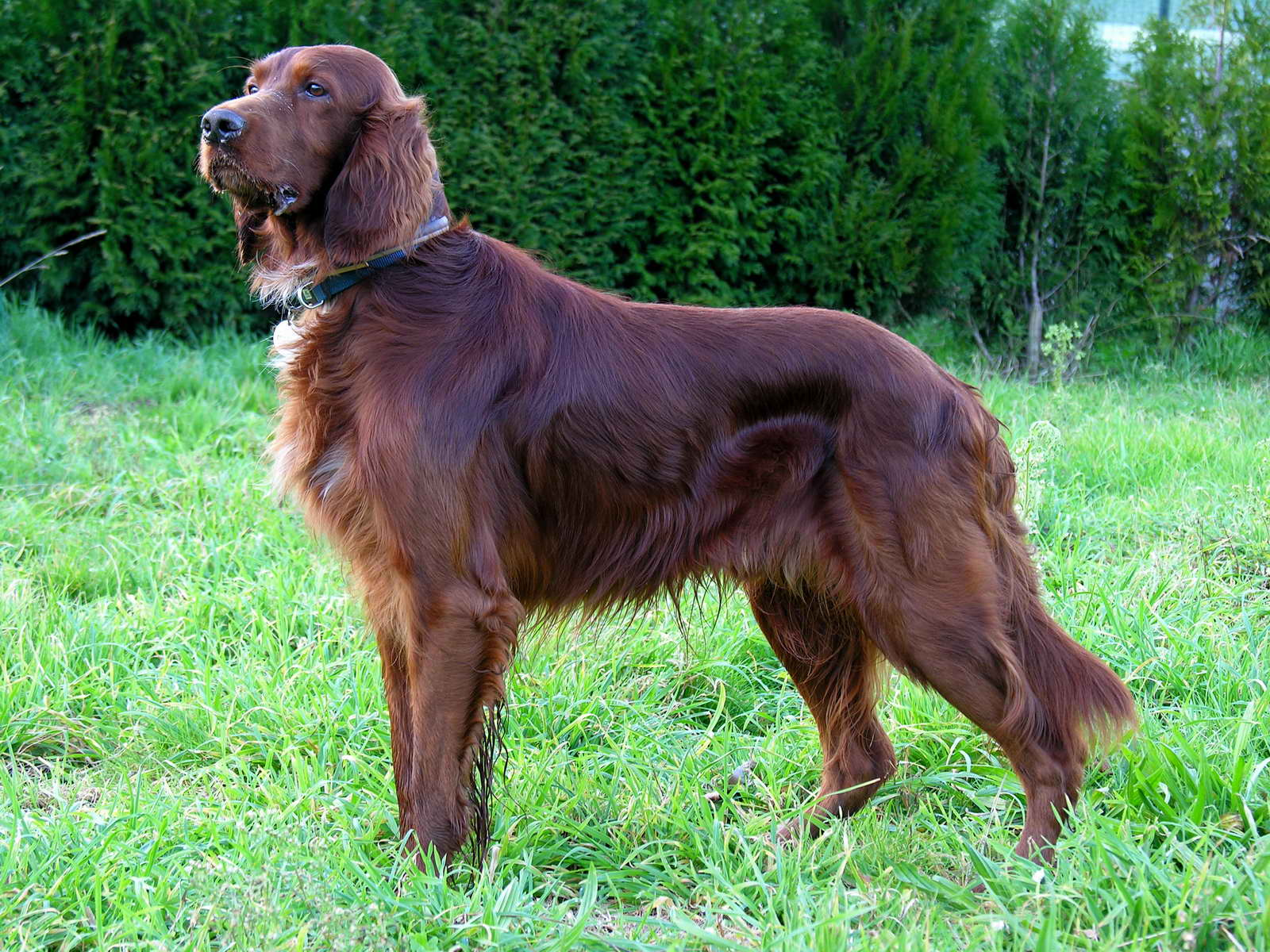
Irish Red Setter
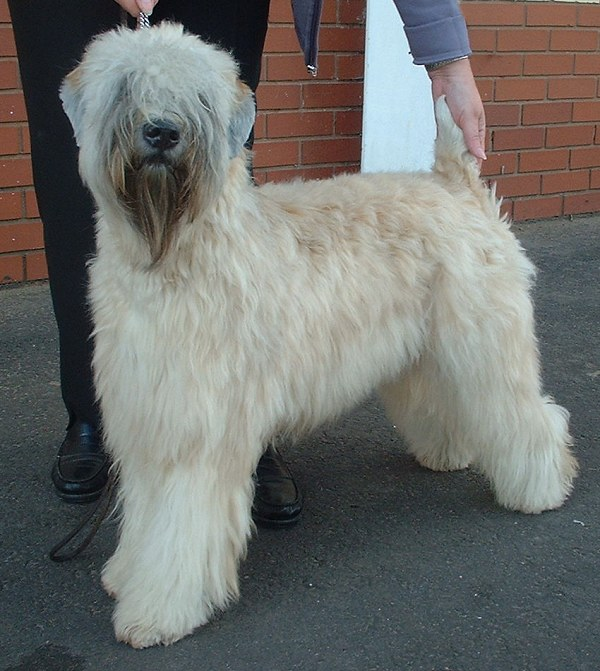
Irish Soft Coated Wheaten Terrier
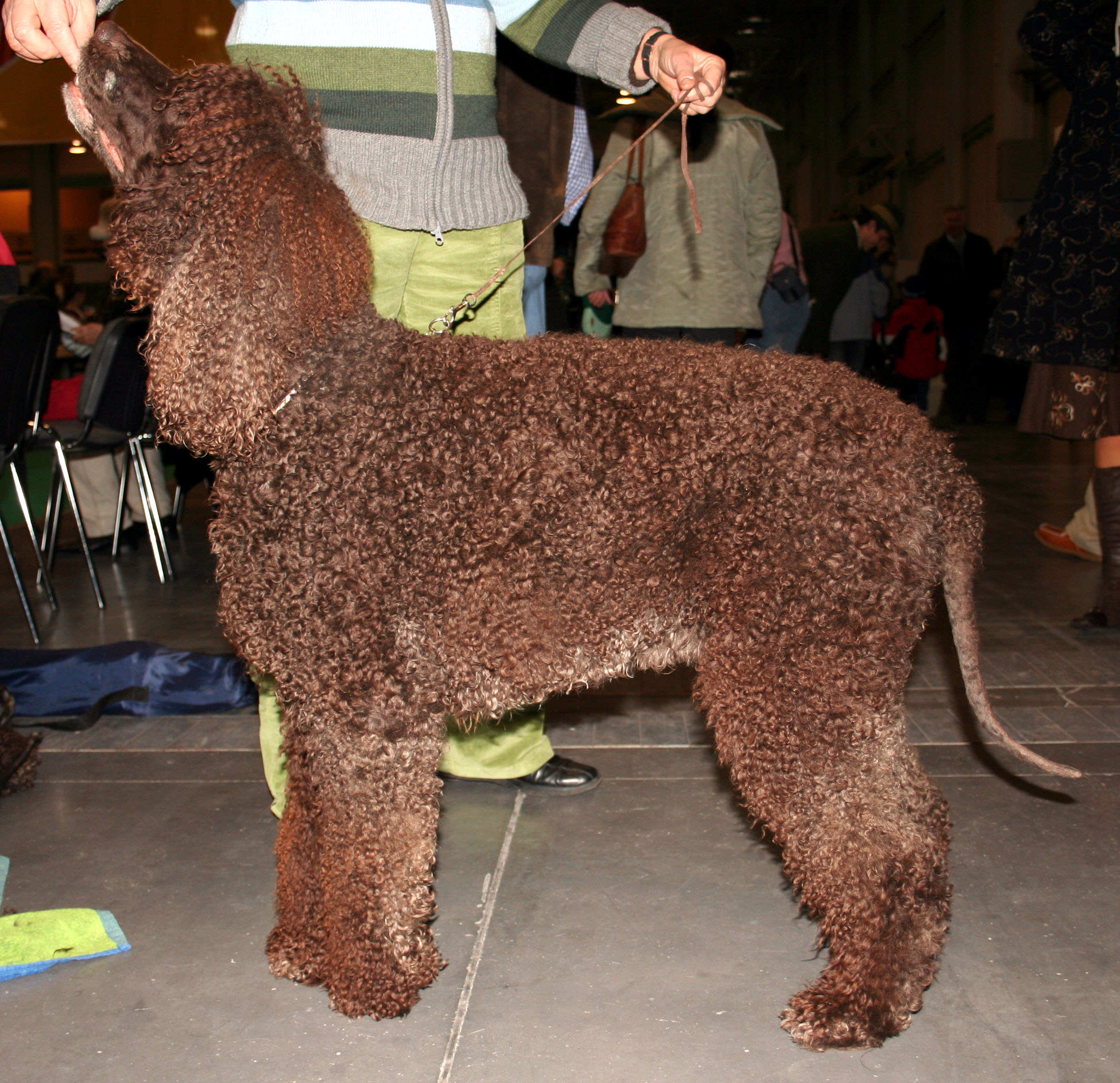
Irish Water Spaniel
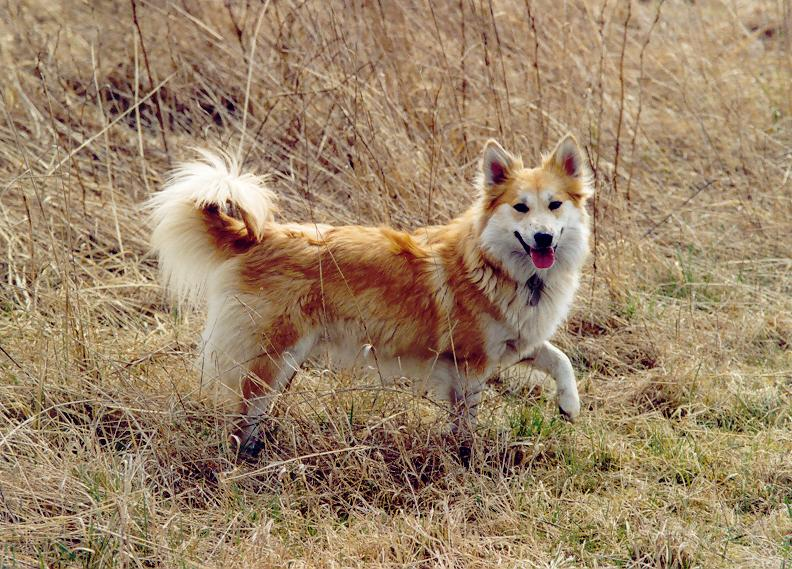
Islandhund
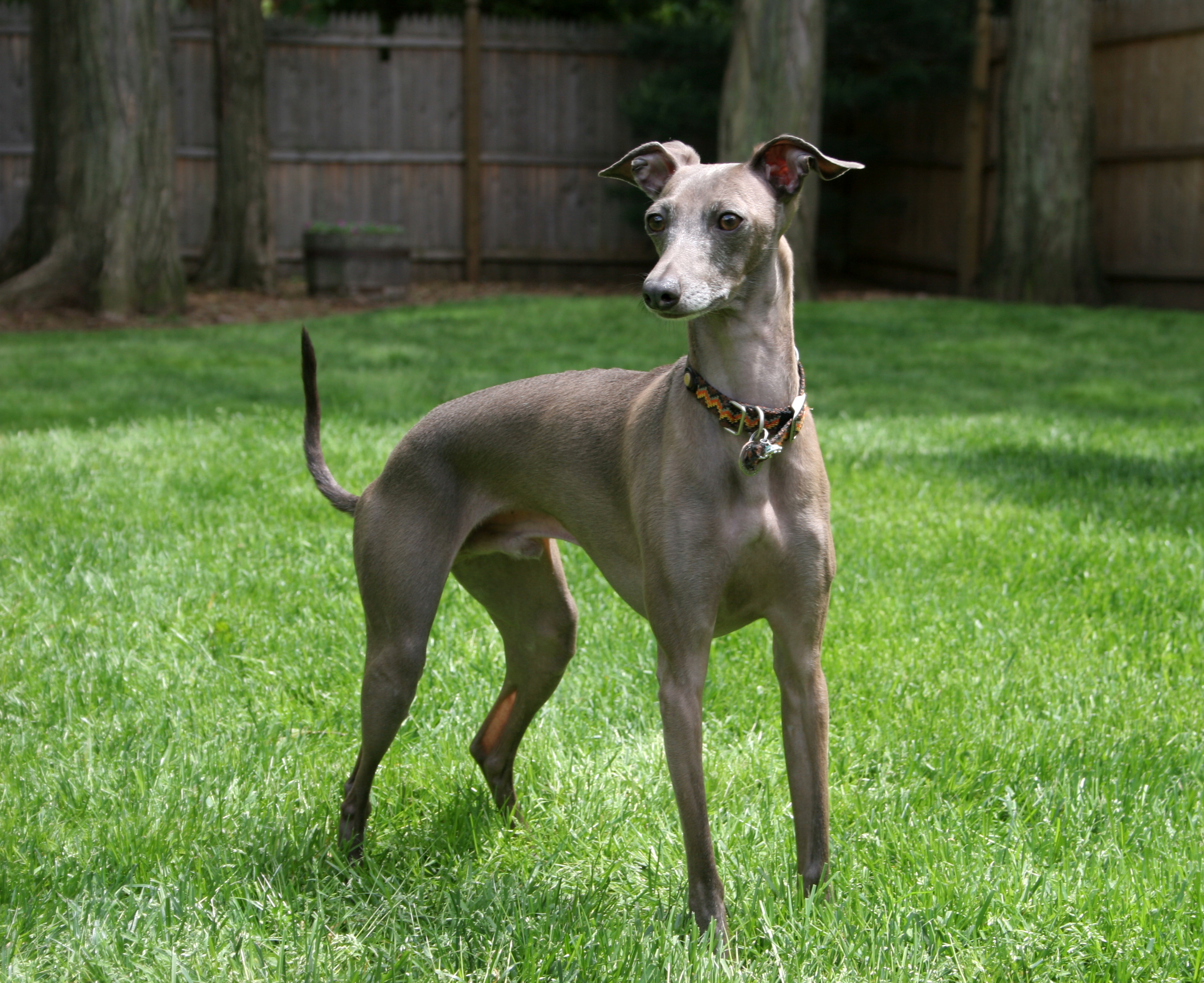
Italienisches Windspiel

## J

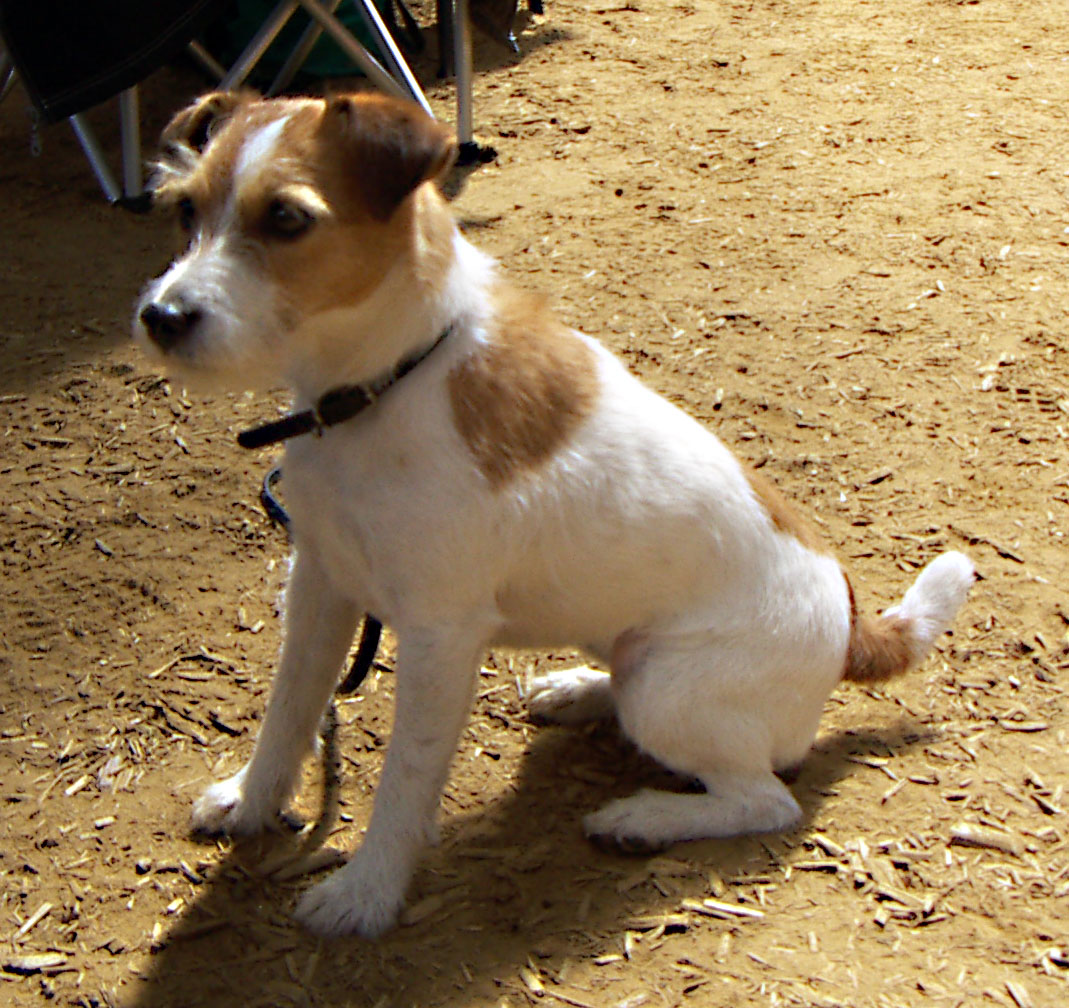
Jack Russell Terrier
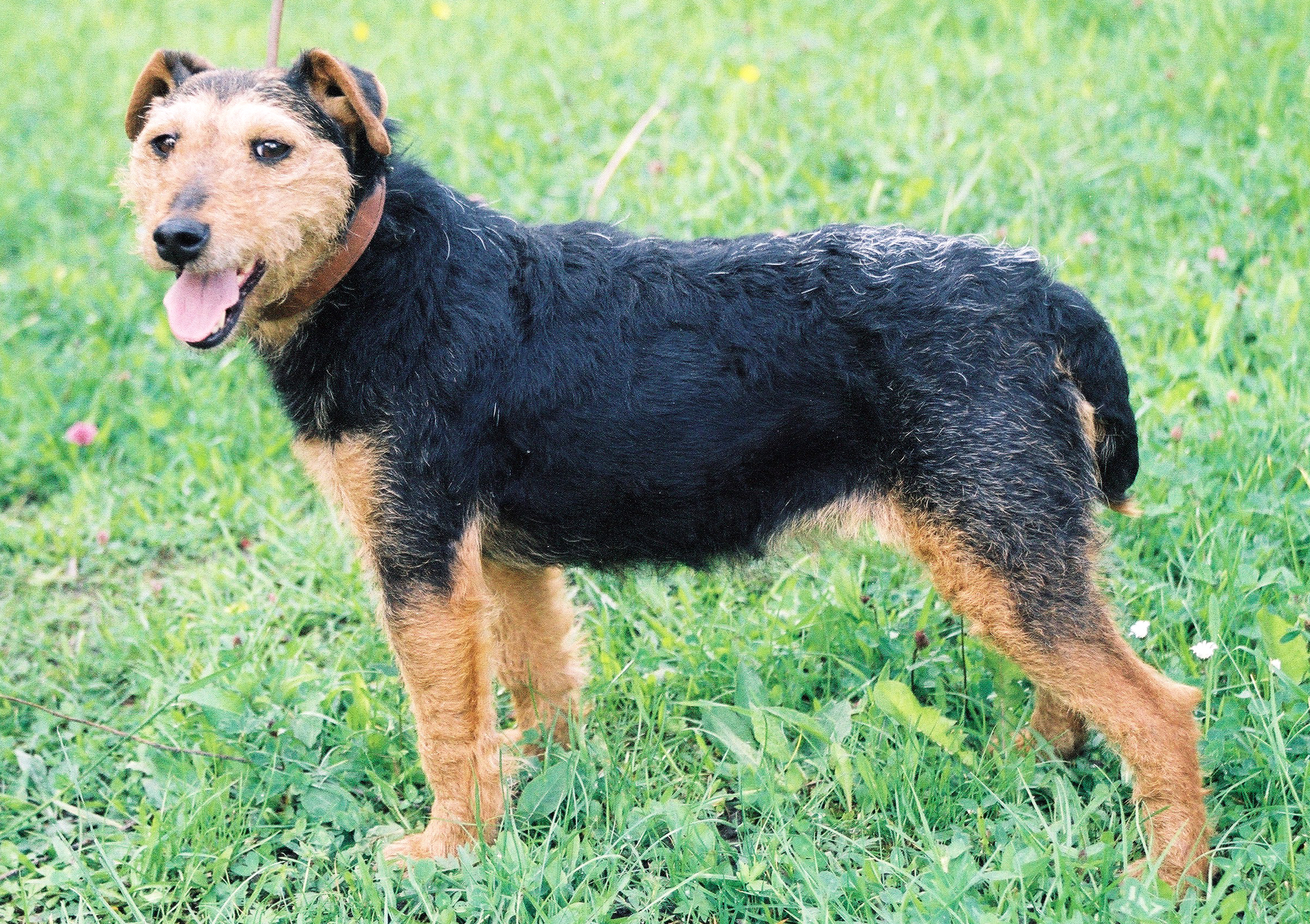
Jagdterrier
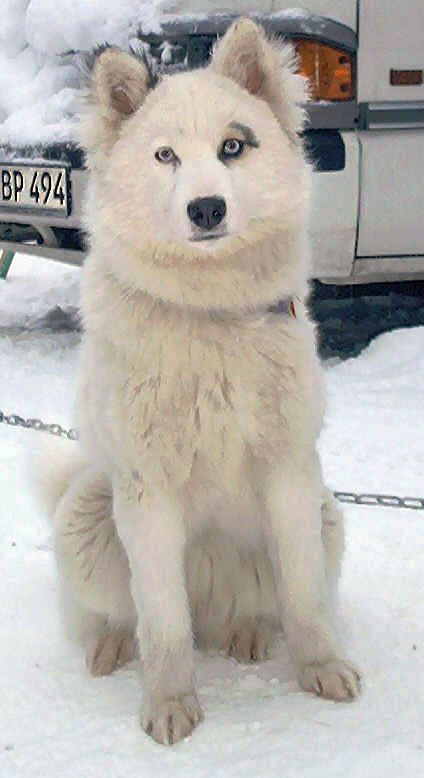
Jakutischer Laika
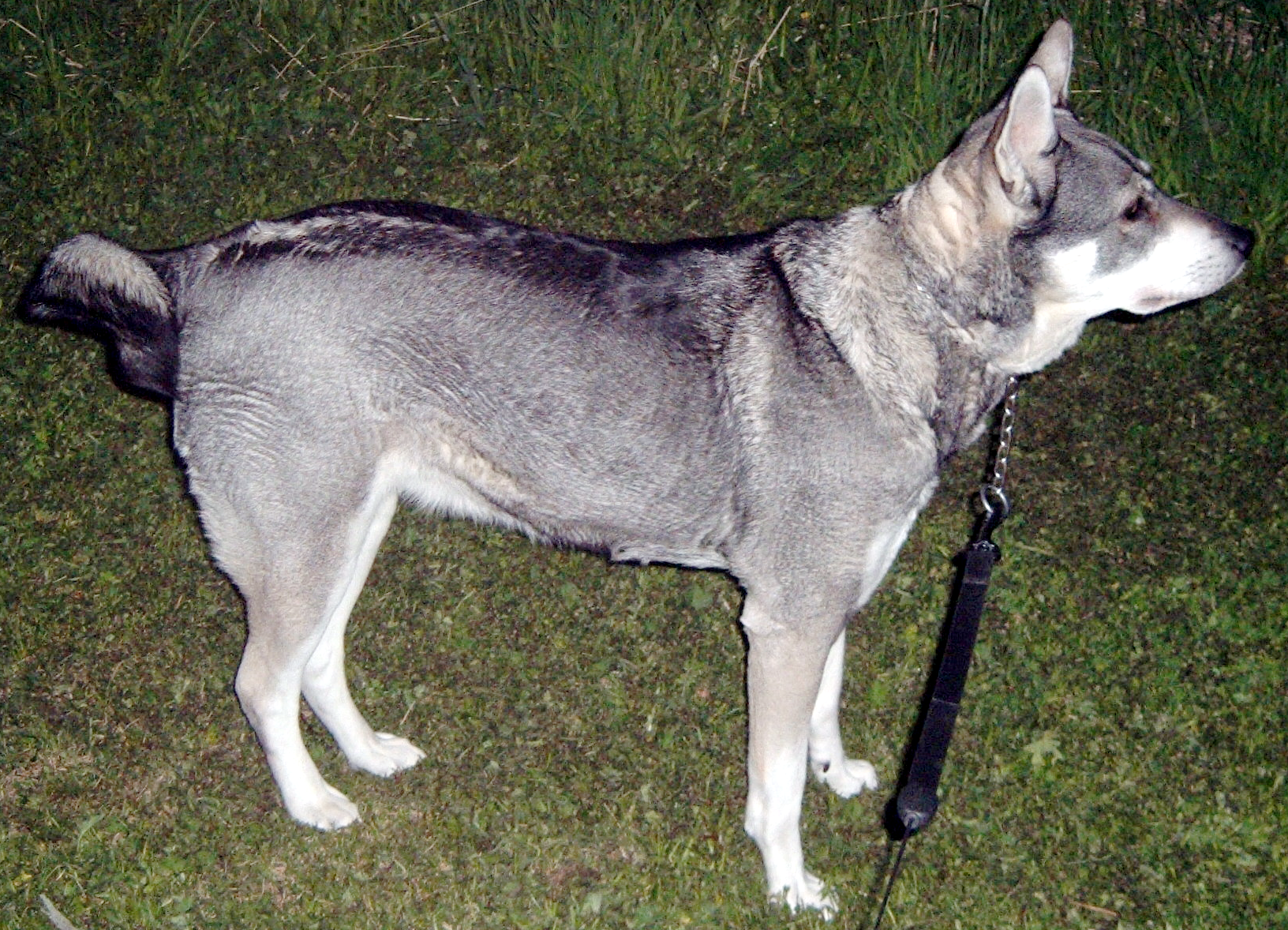
Jämthund
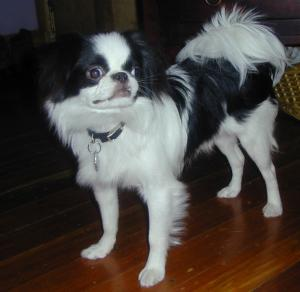
Japan Chin
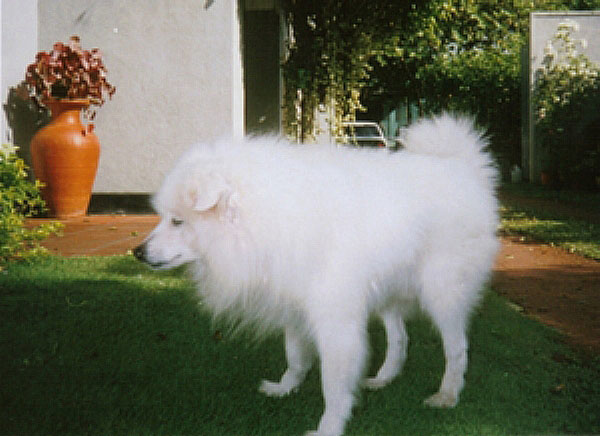
Japan-Spitz
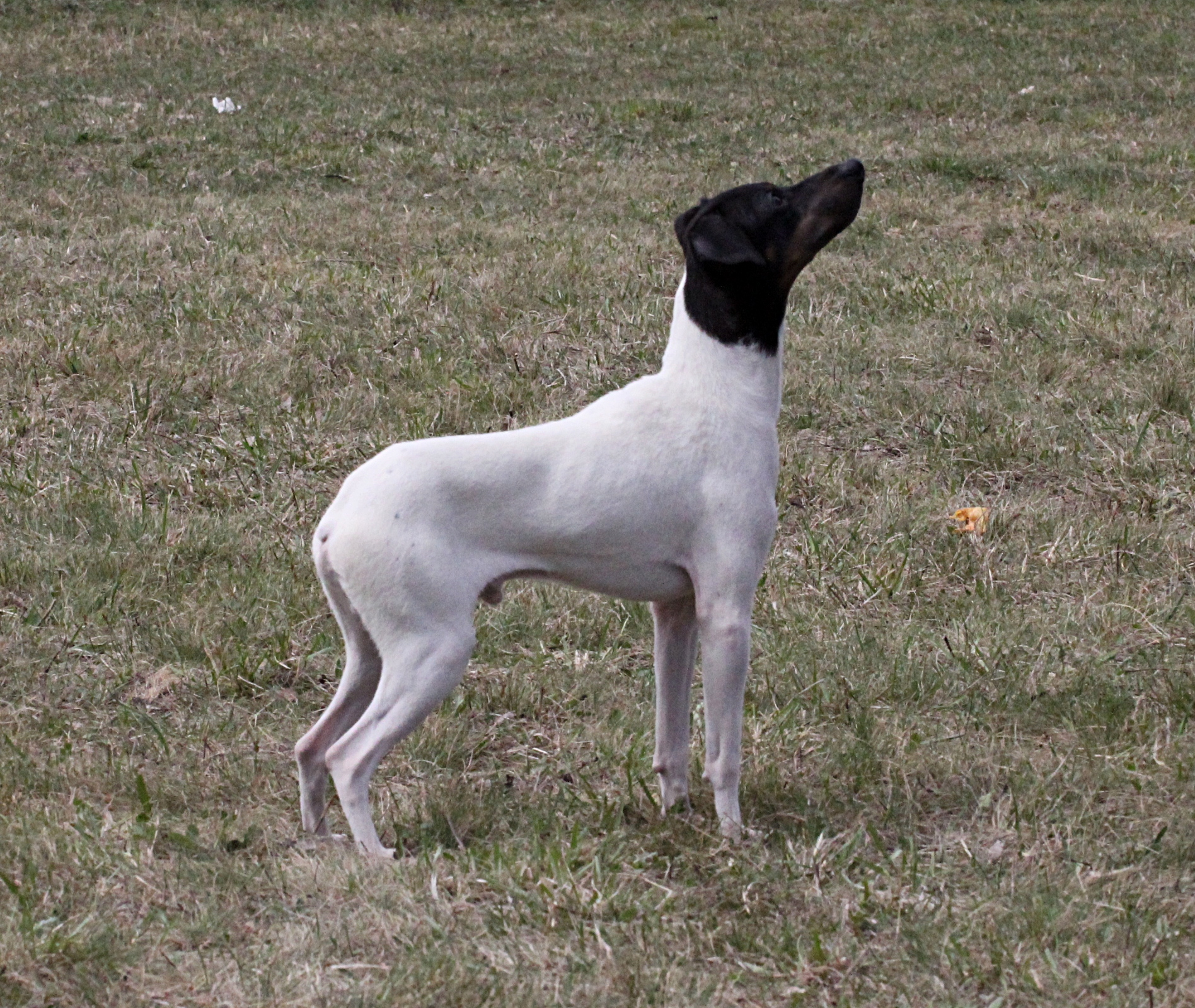
Japanischer Terrier
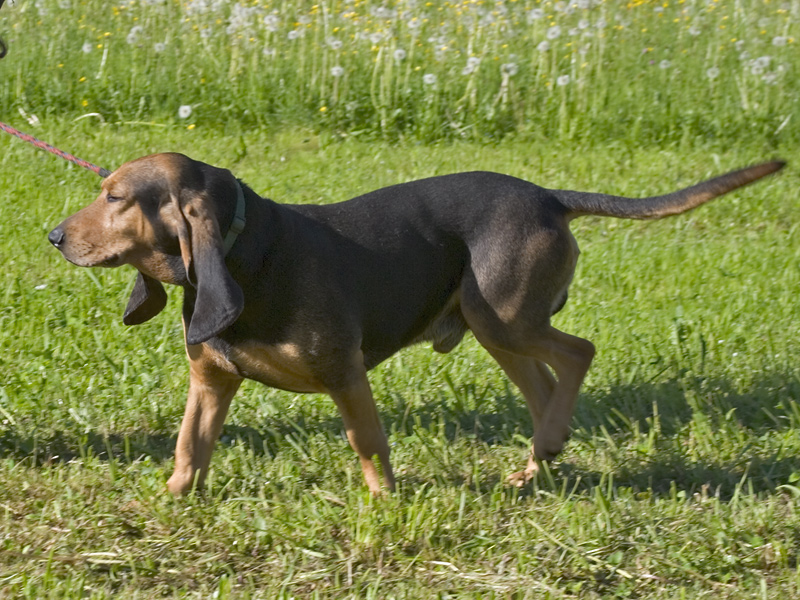
Jura Laufhund
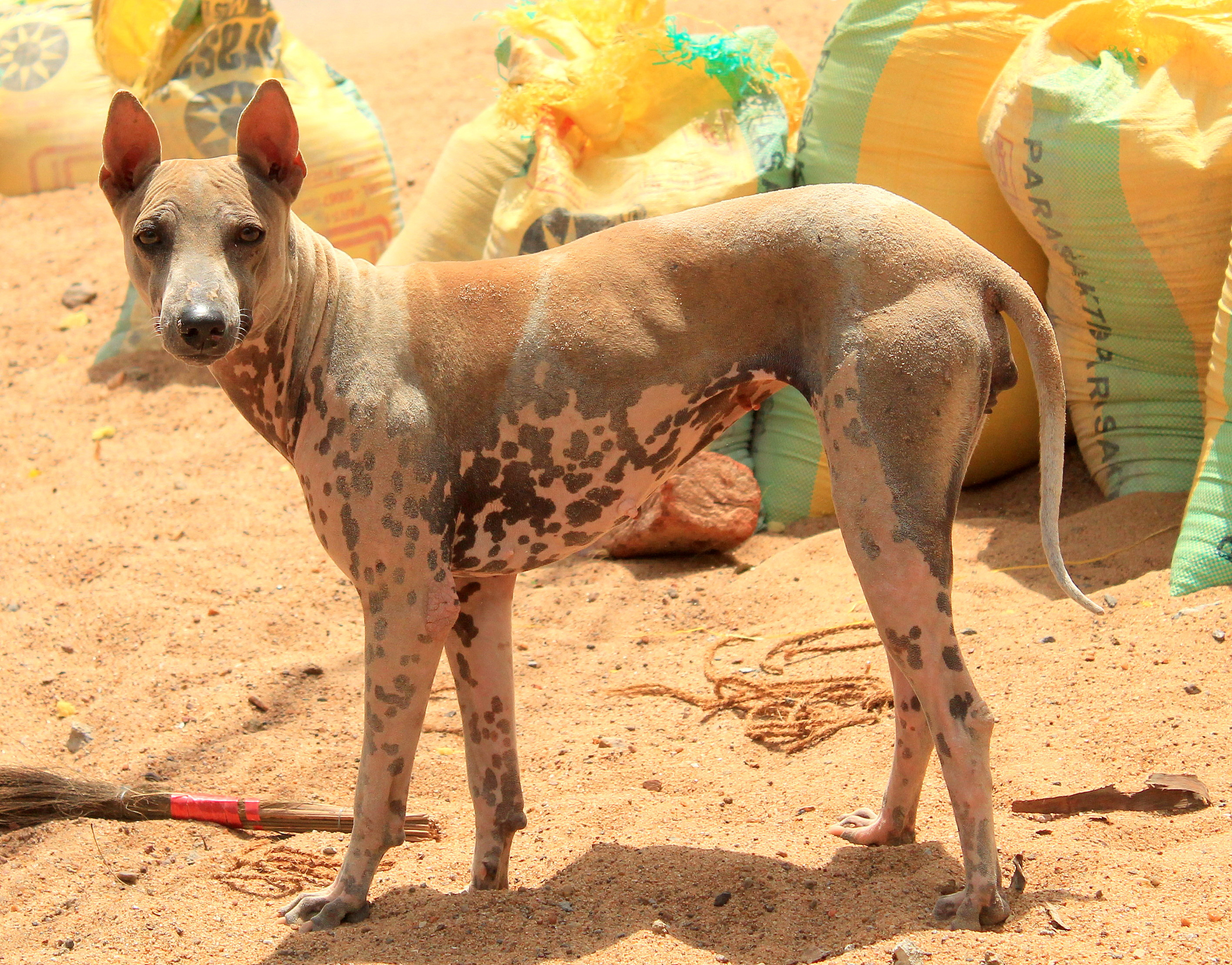
Jonangi

## K

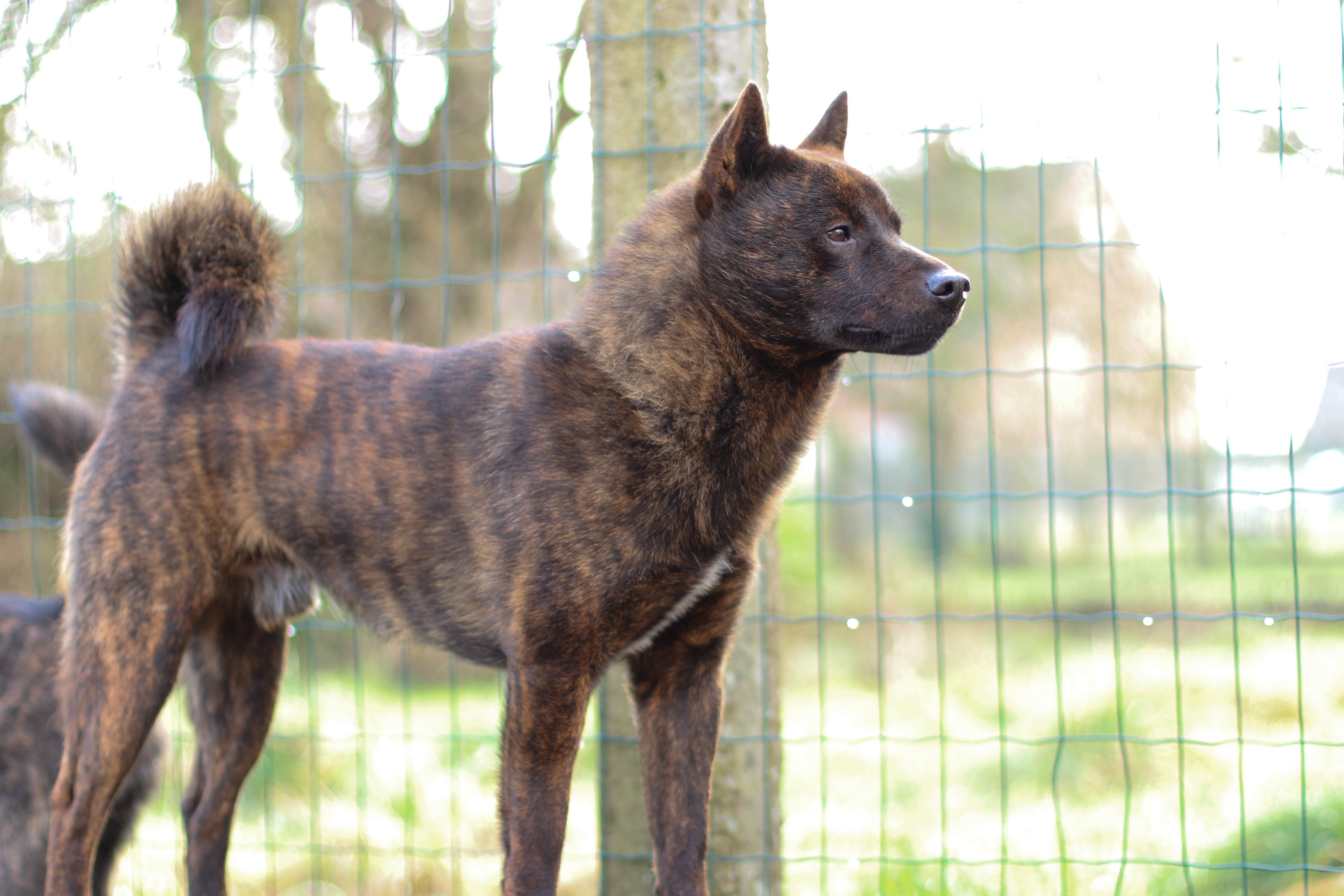
Kai
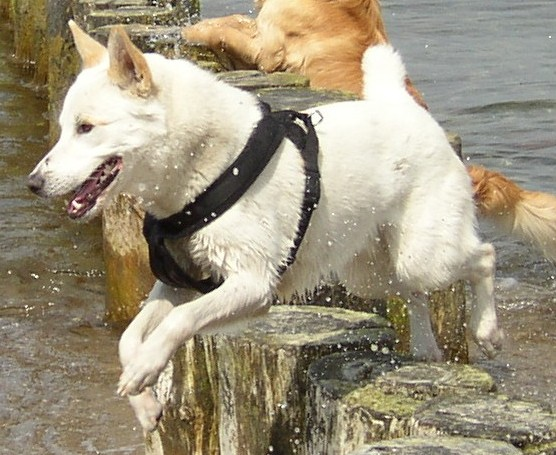
Kanaanhund
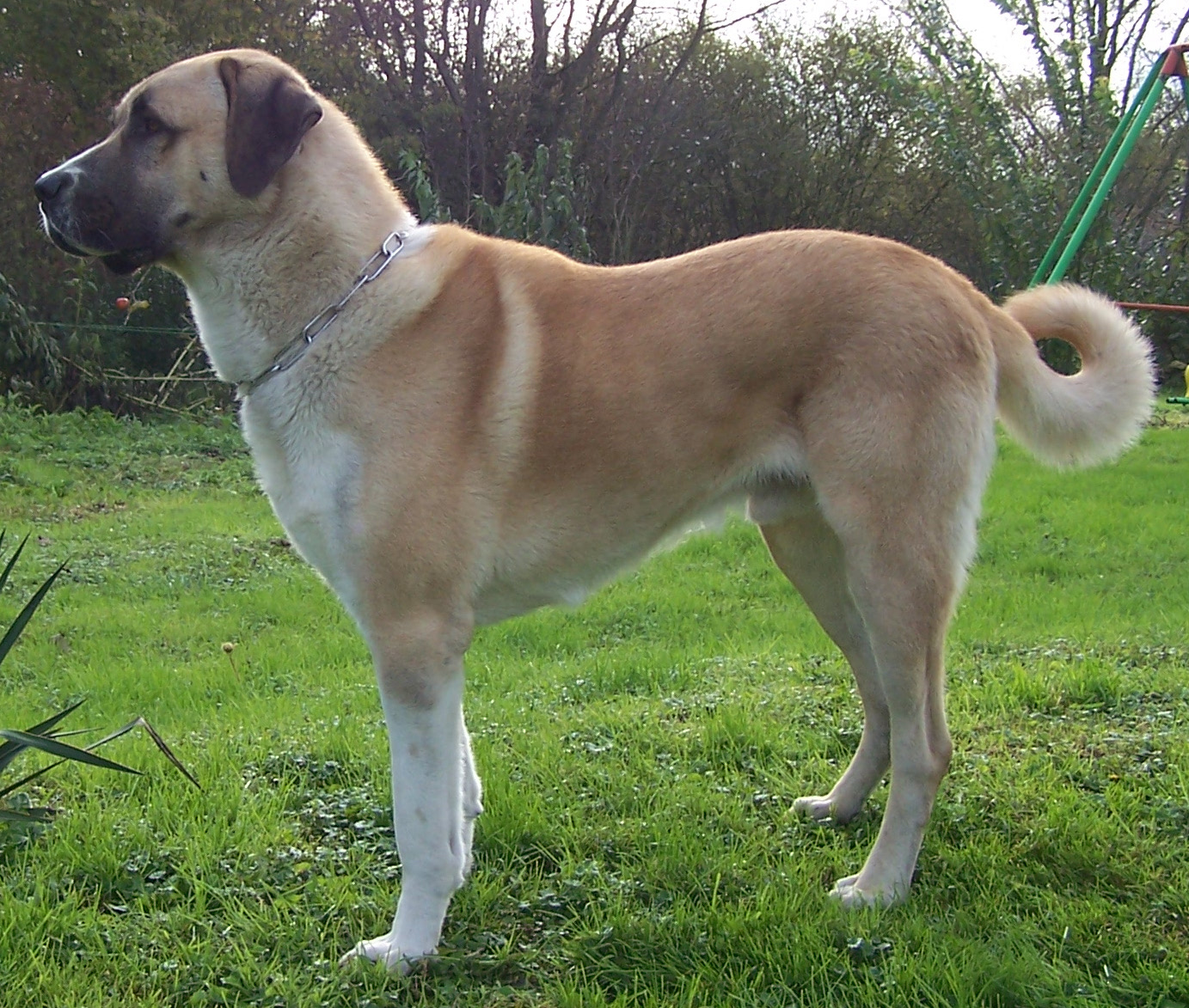
Kangal-Hirtenhund
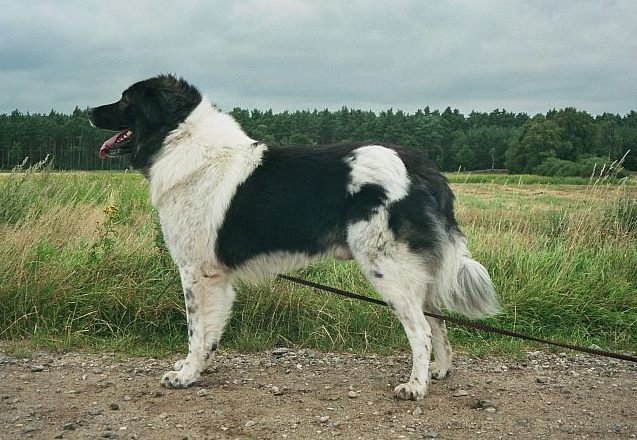
Karakatschan, Bulgarischer Hirtenhund
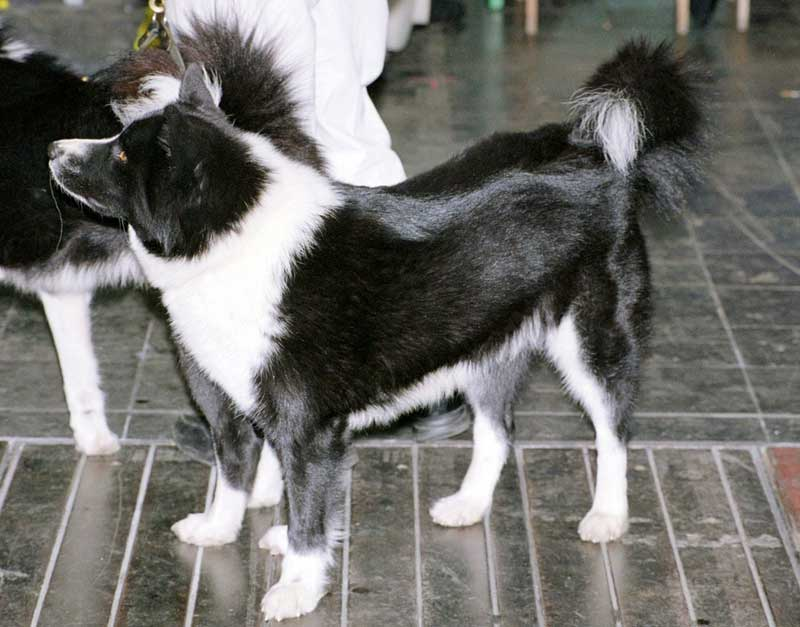
Karelischer Bärenhund
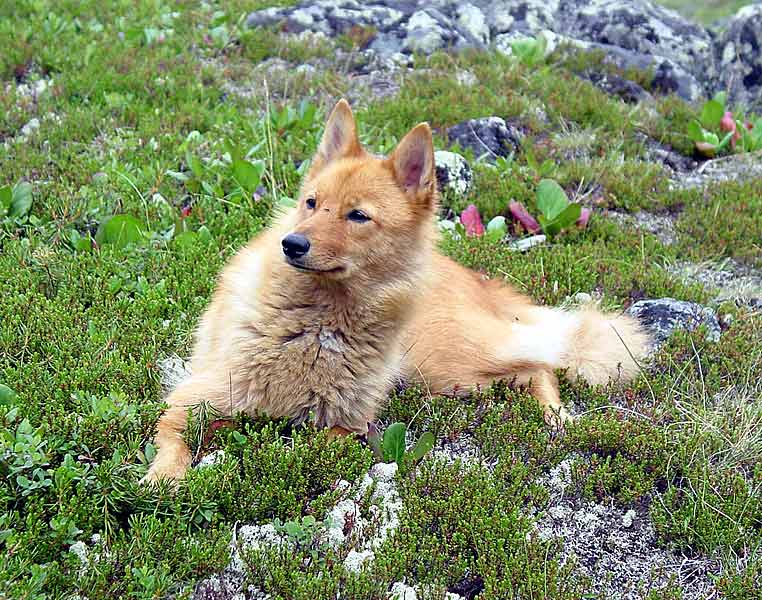
Karelo-Finnish Laika
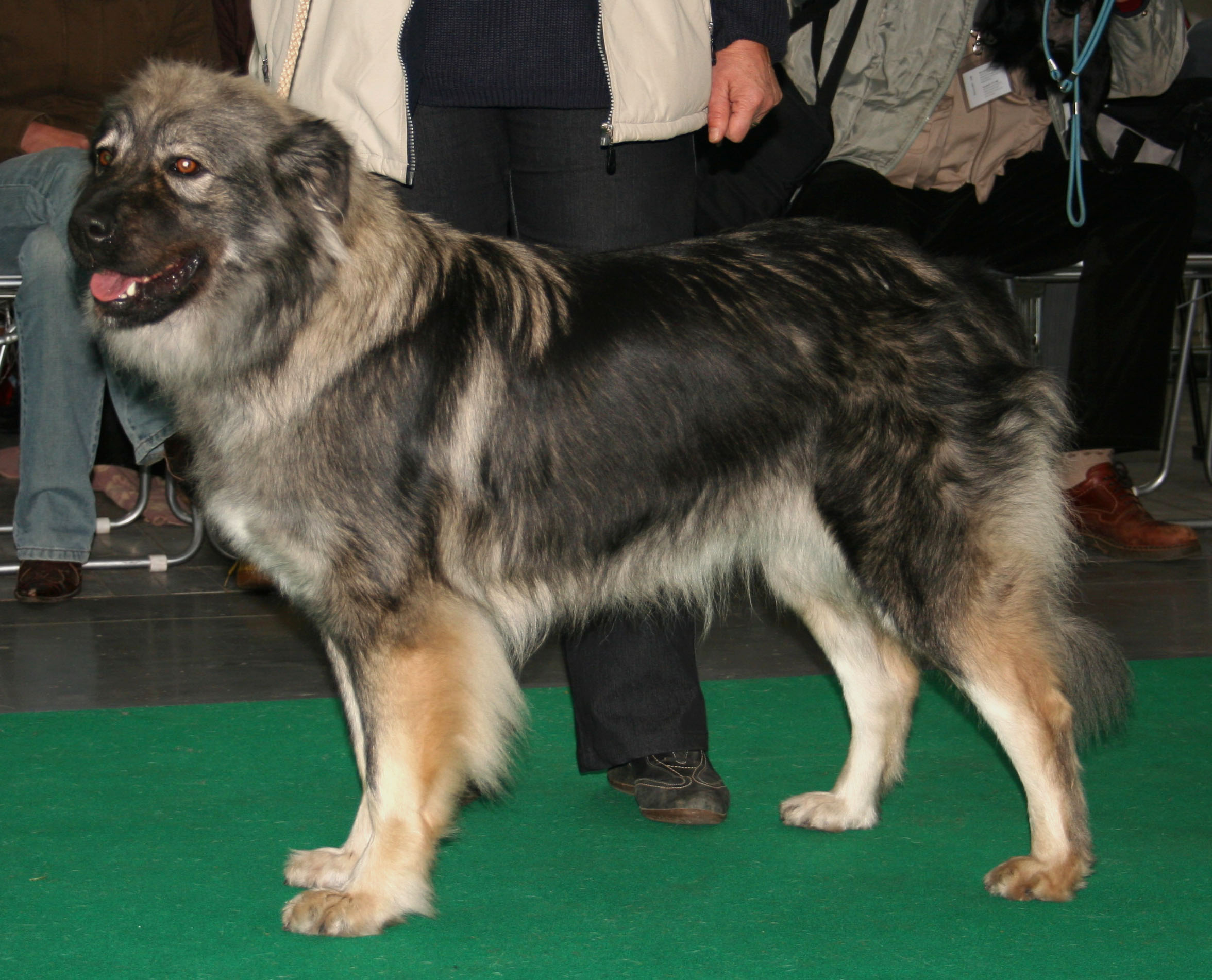
Karst-Schäferhund
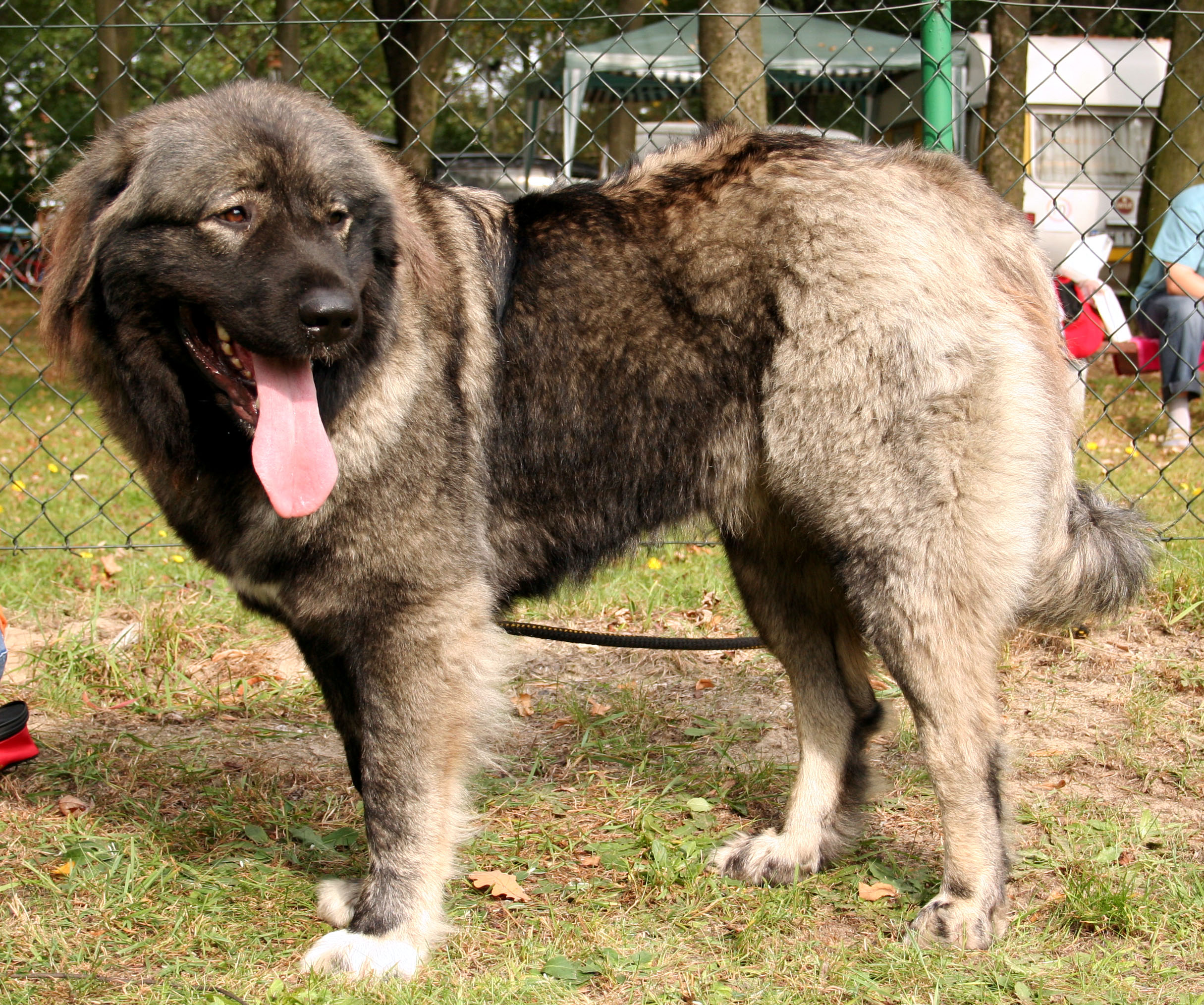
Kaukasischer Ovtcharka (Kaukasischer Schäferhund)
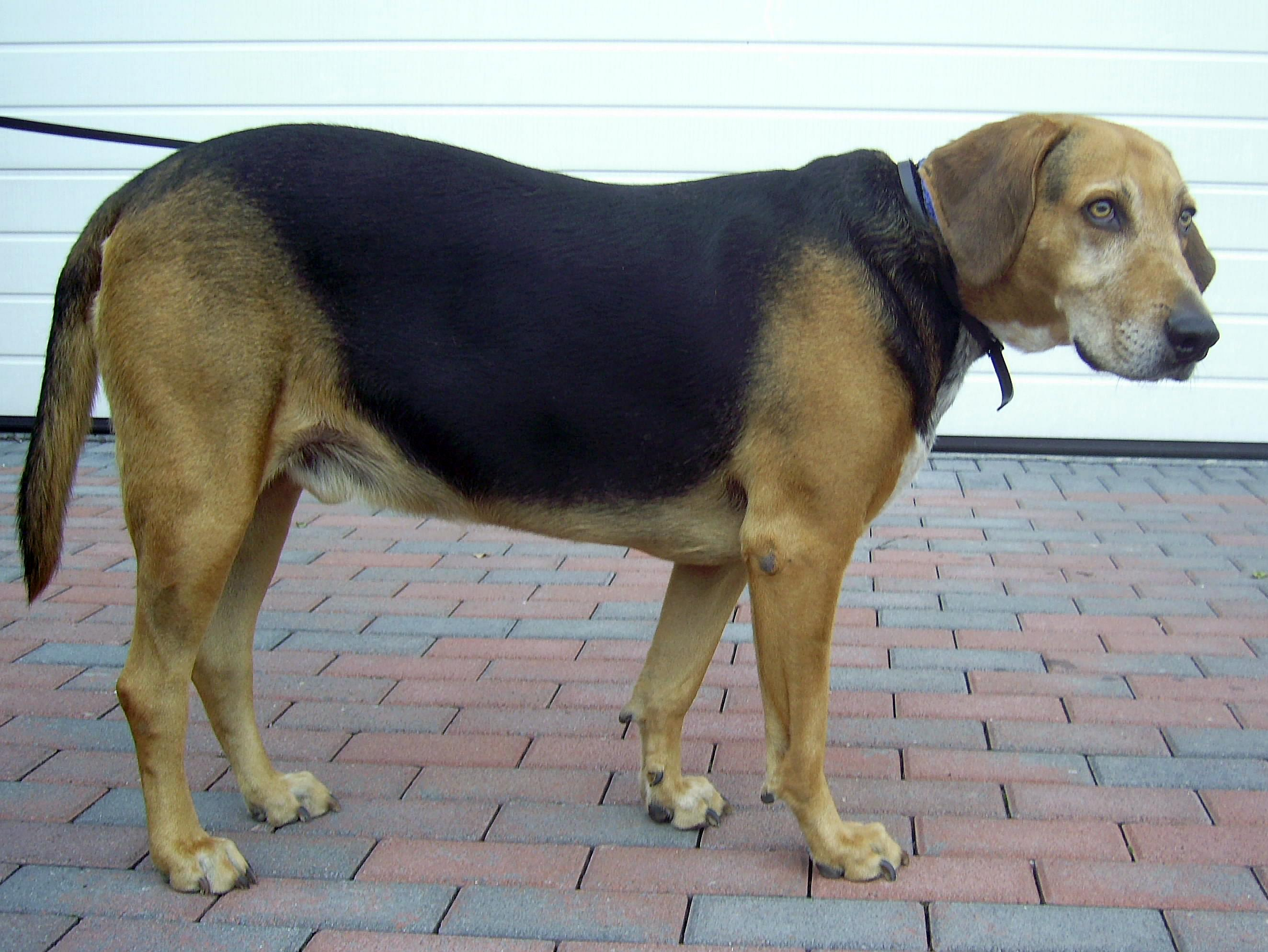
Kerry Beagle
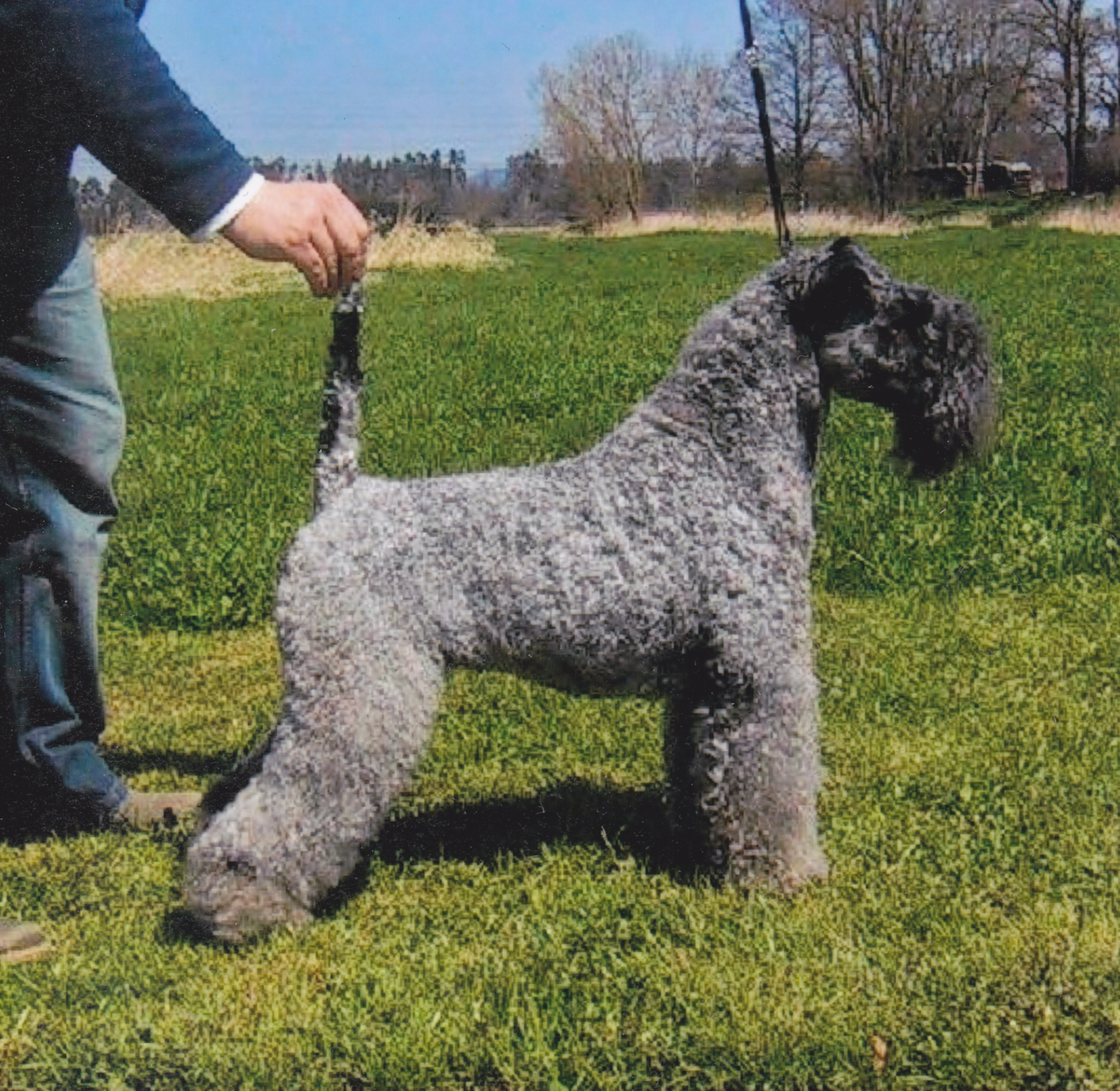
Kerry Blue Terrier
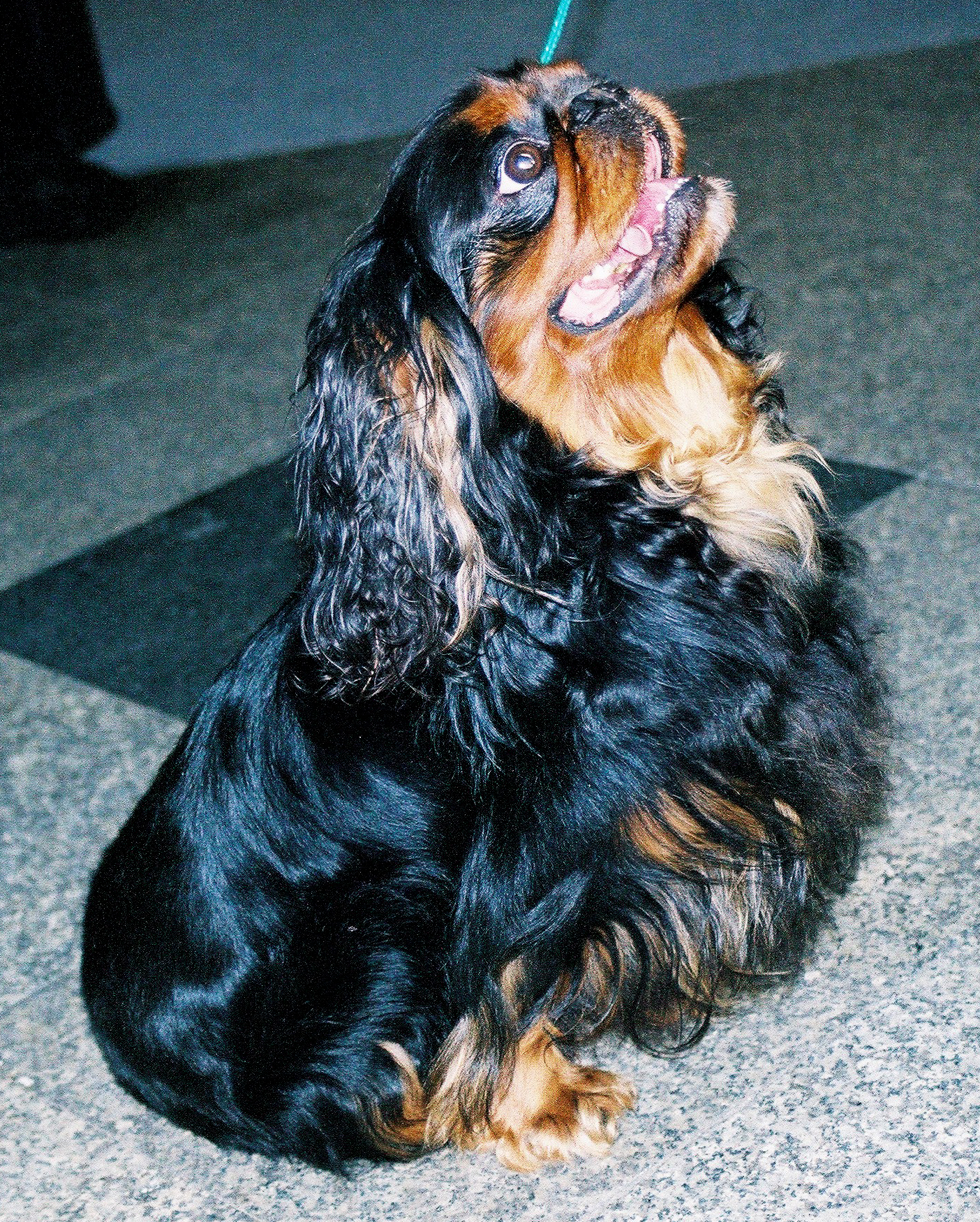
King Charles Spaniel
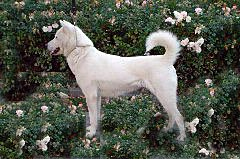
Kishu
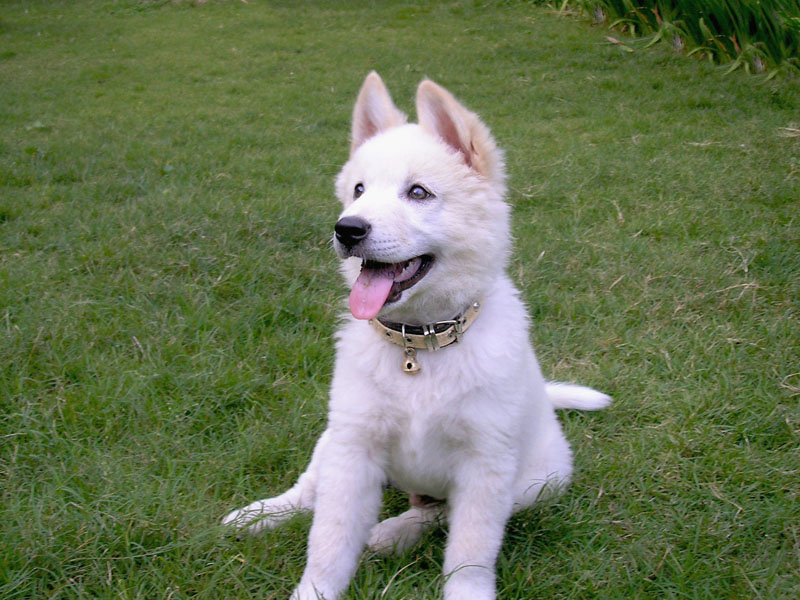
Kintamani (Hunderasse)
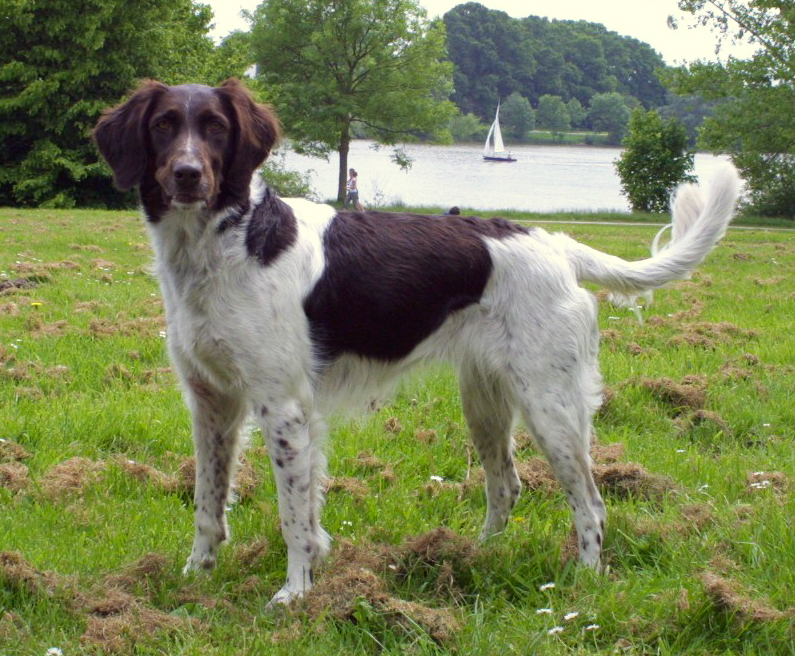
Kleiner Münsterländer
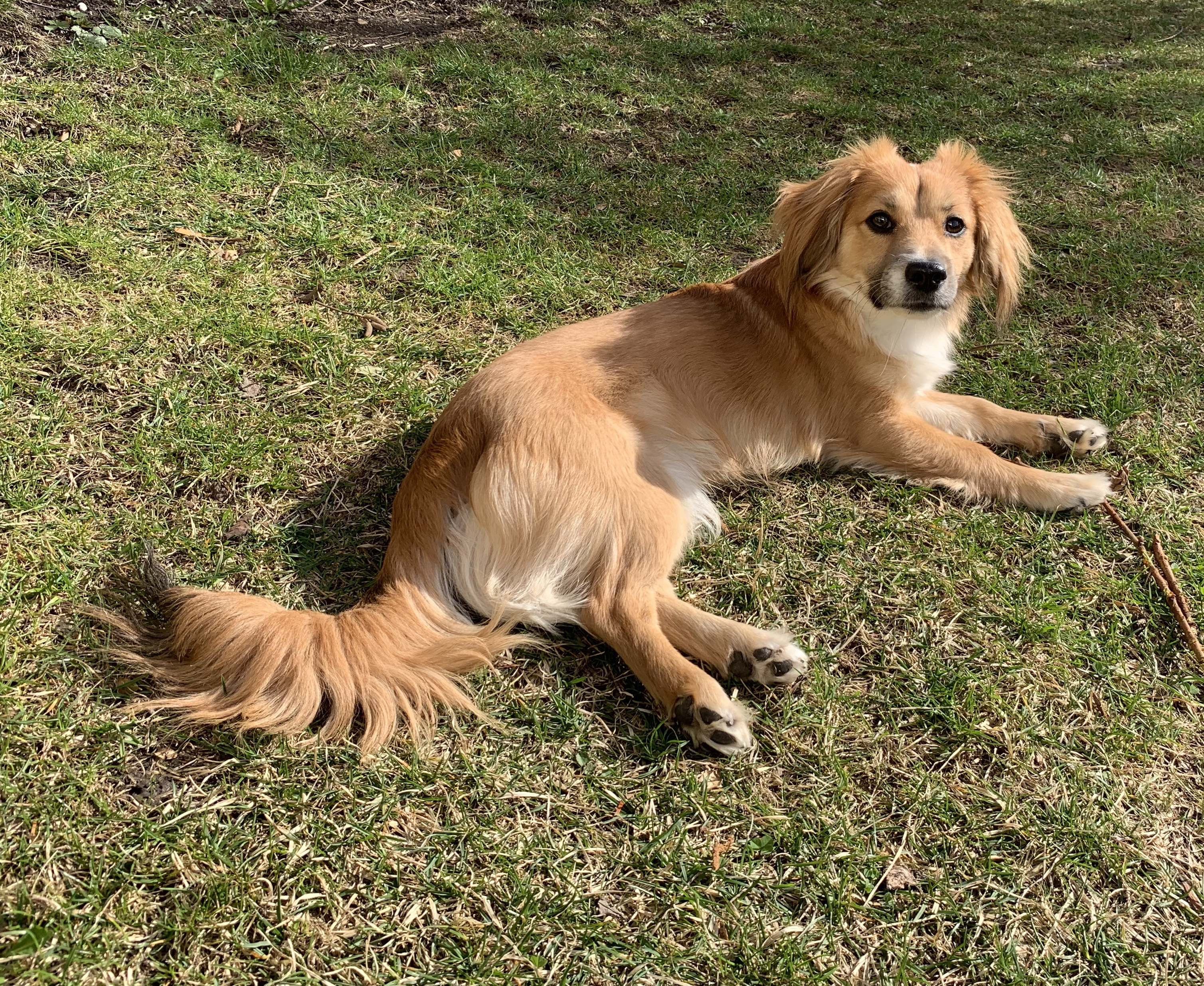
Kokoni
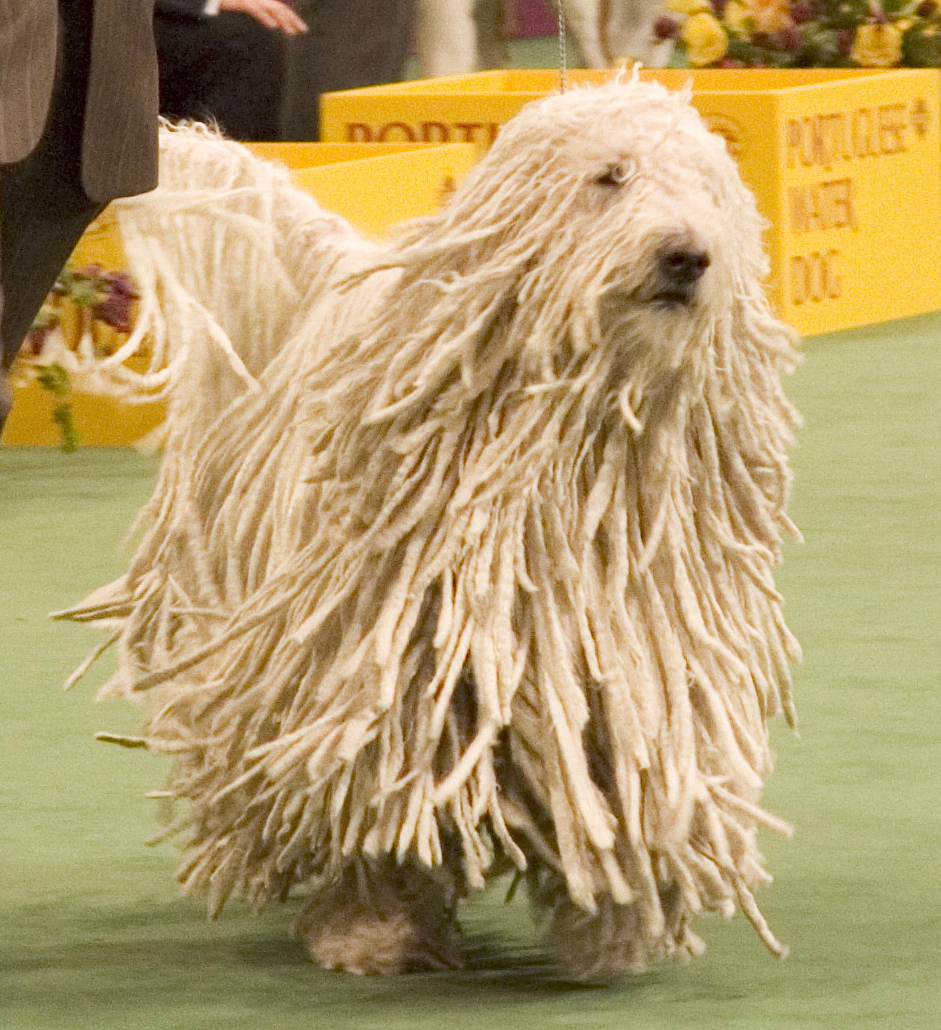
Komondor
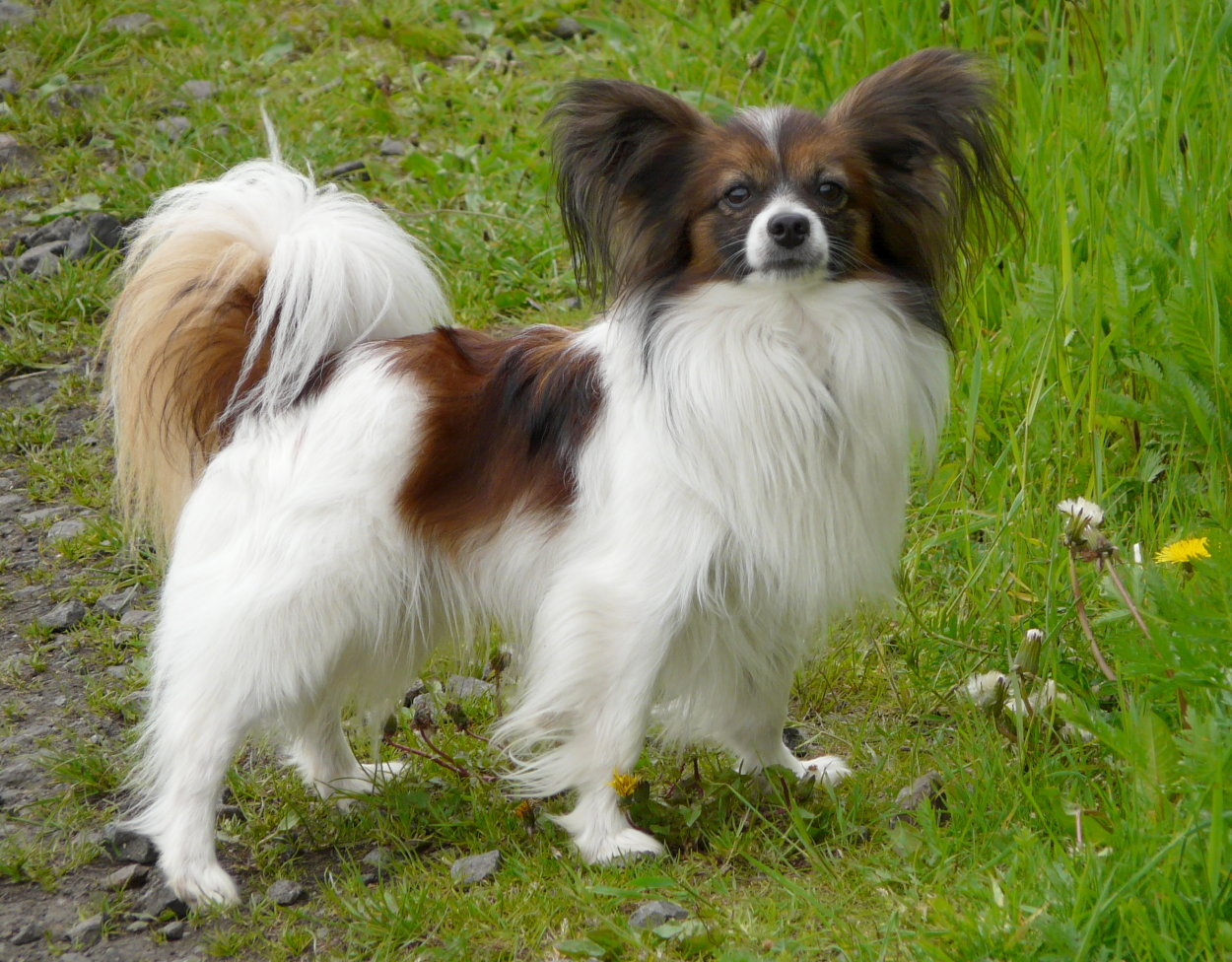
Kontinentaler Zwergspaniel, Papillon
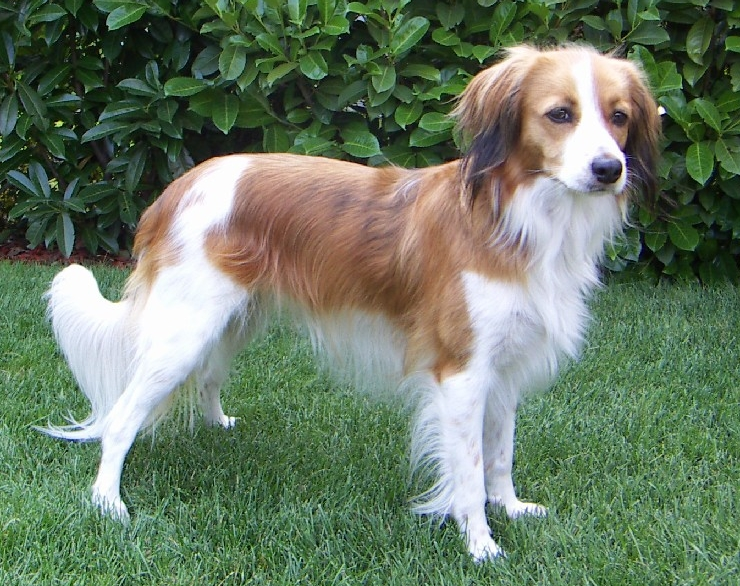
Kooikerhondje
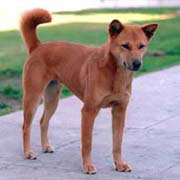
Korea Jindo Dog
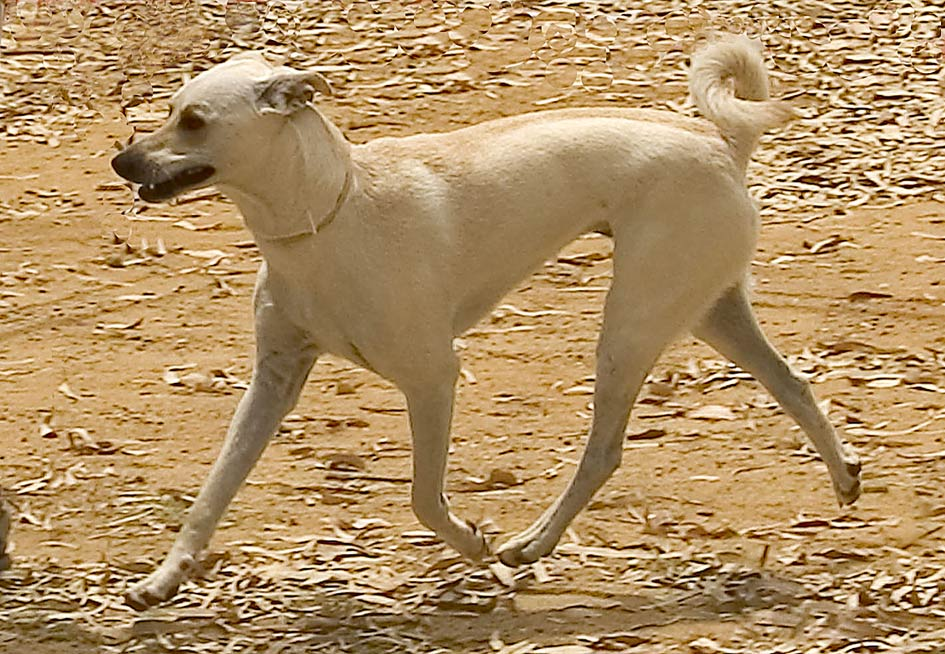
Kritikos Lagonikos
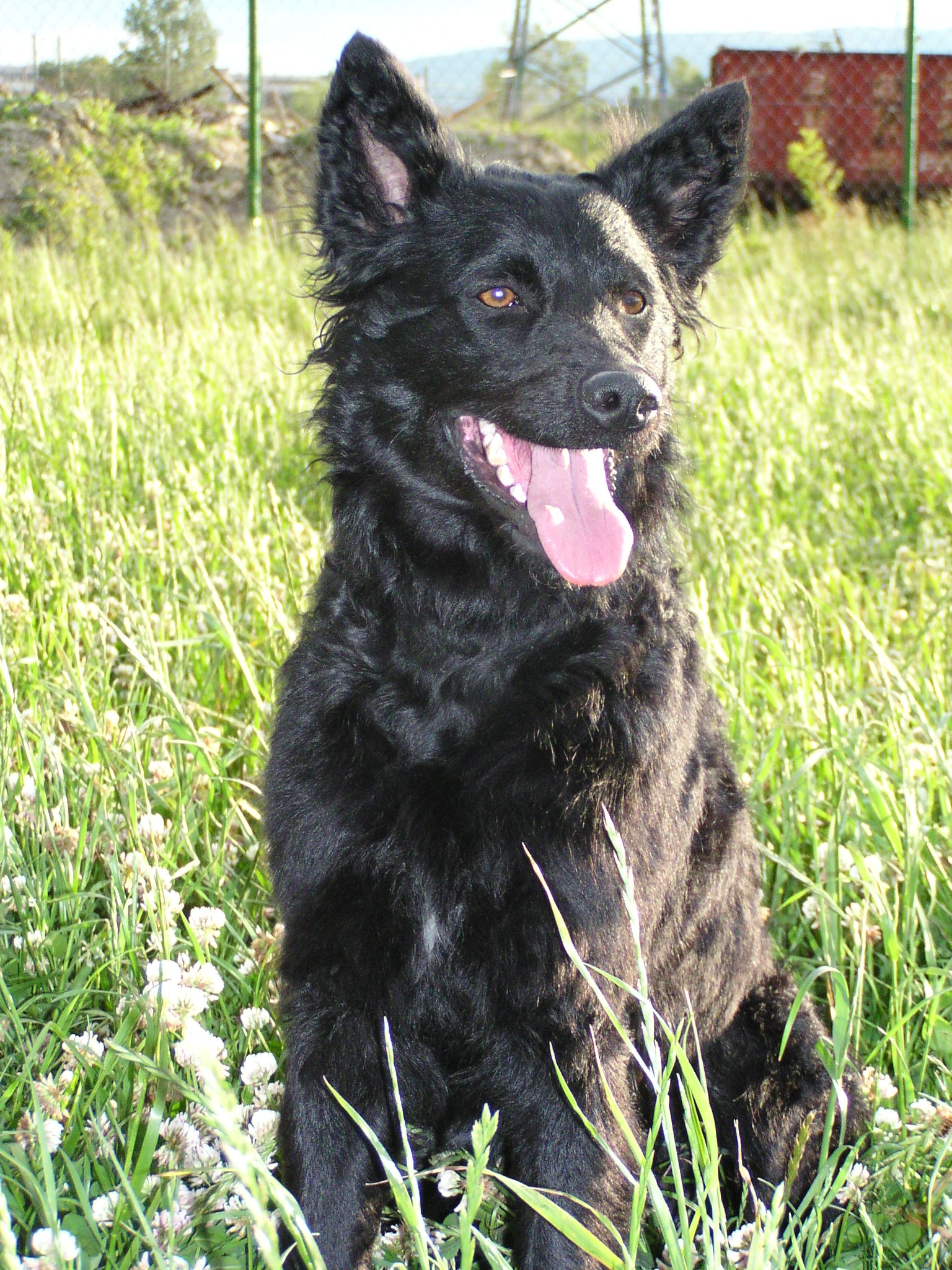
Kroatischer Schäferhund, Hrvatski ovčar
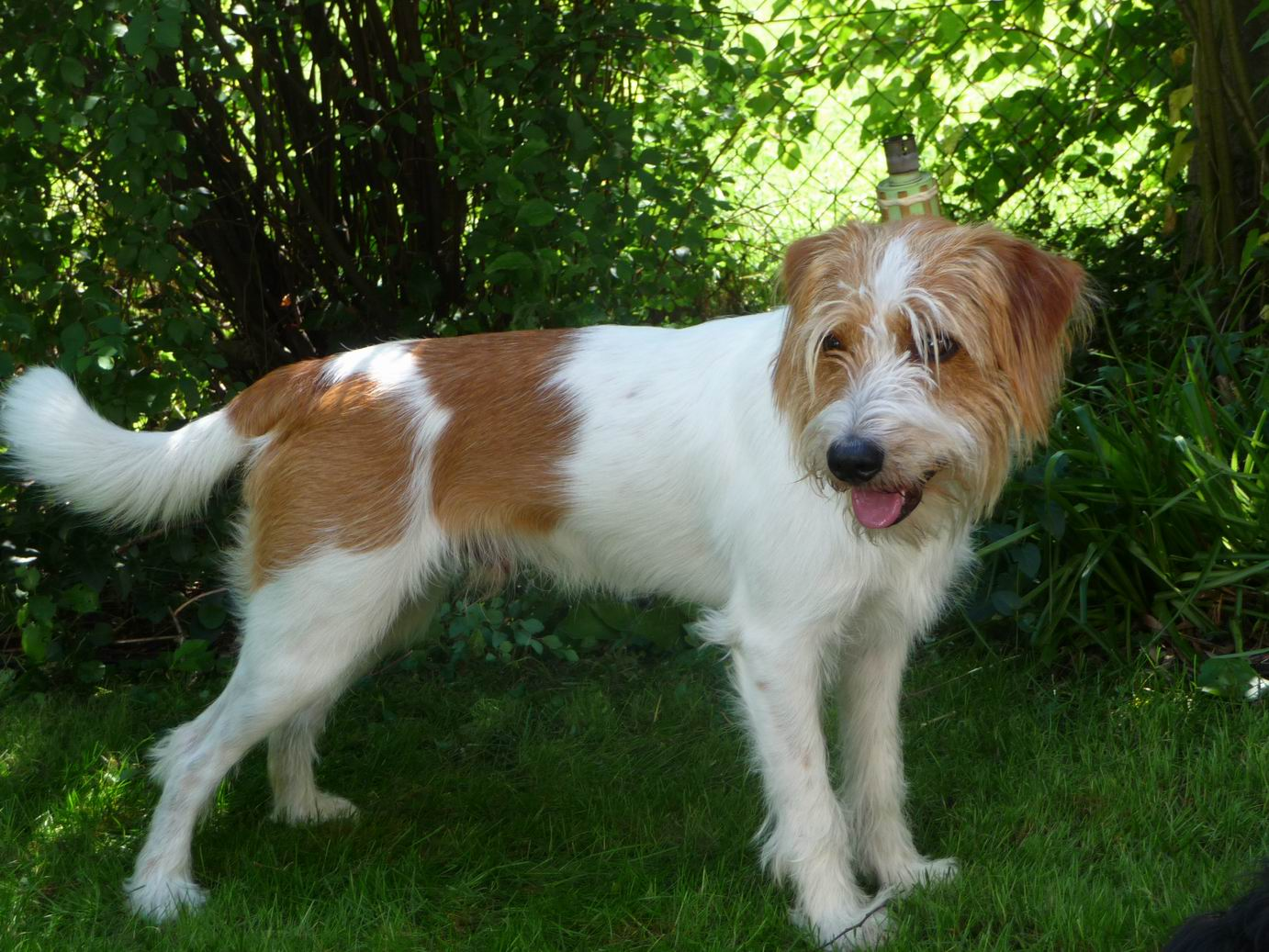
Kromfohrländer
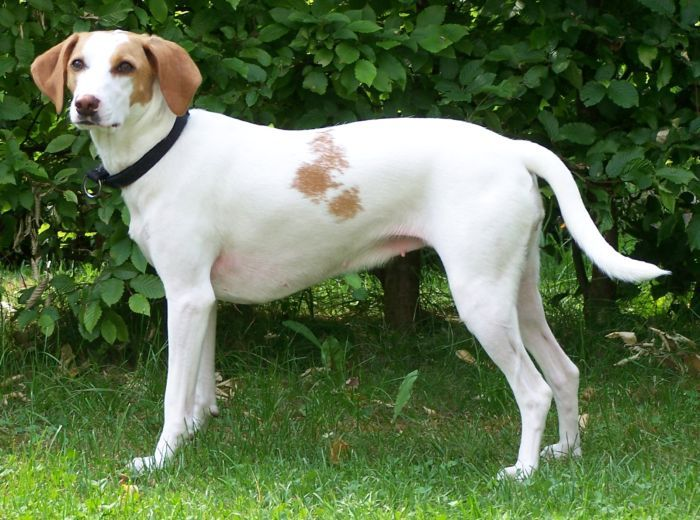
Kurzhaarige Istrianer Bracke (Istarski kratkodlaki gonič)
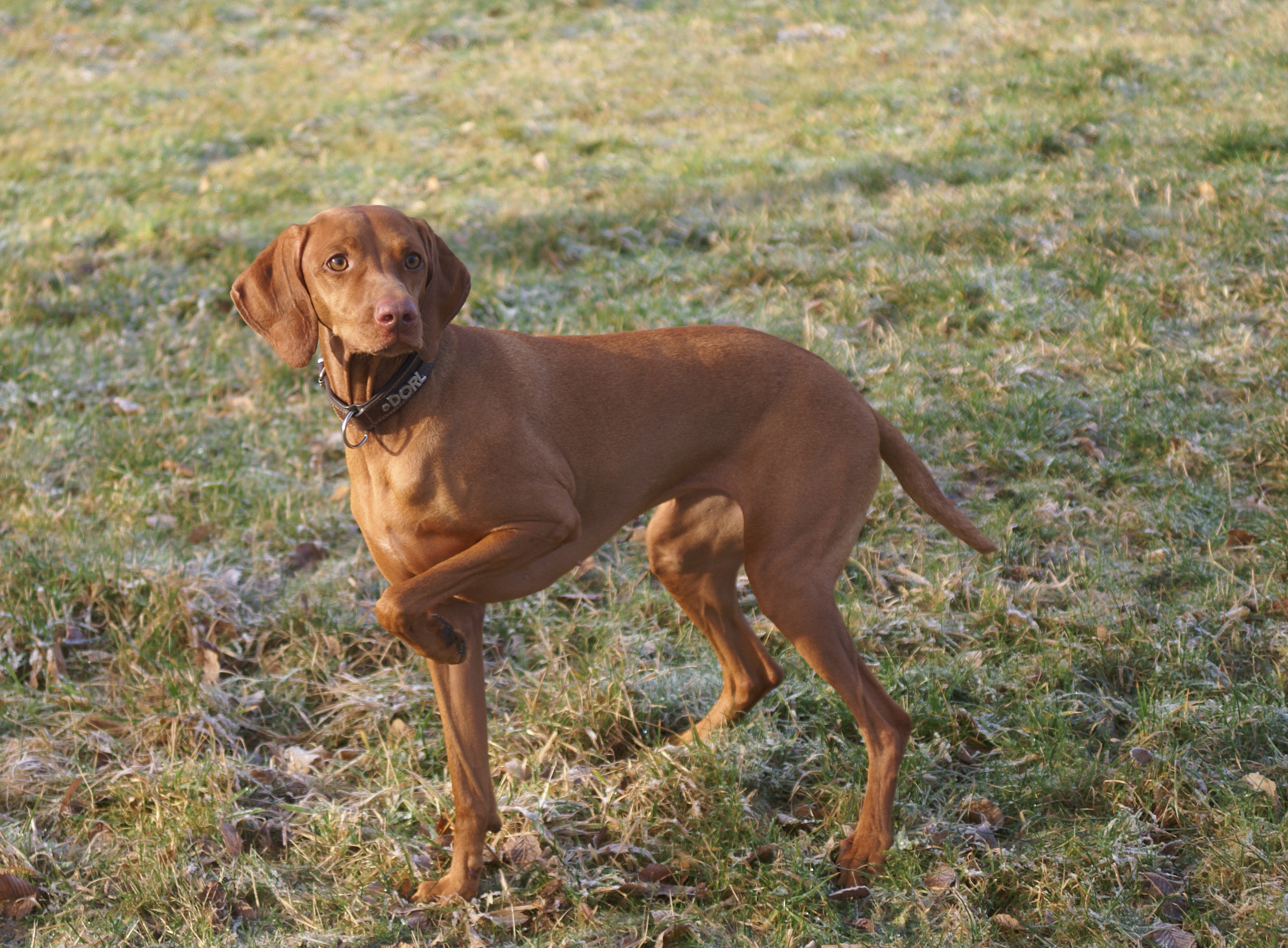
Kurzhaariger Ungarischer Vorstehhund
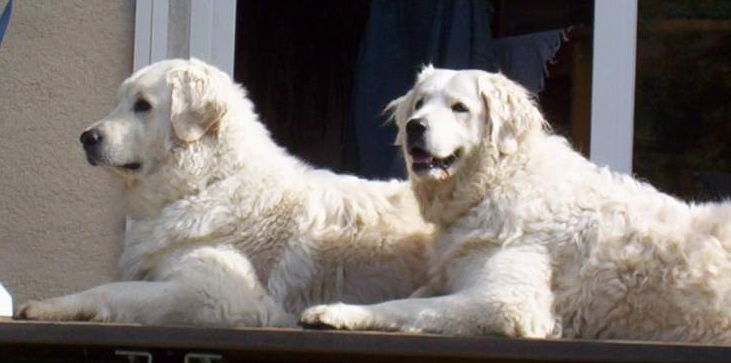
Kuvasz
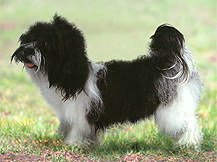
Kyi Leo

## L

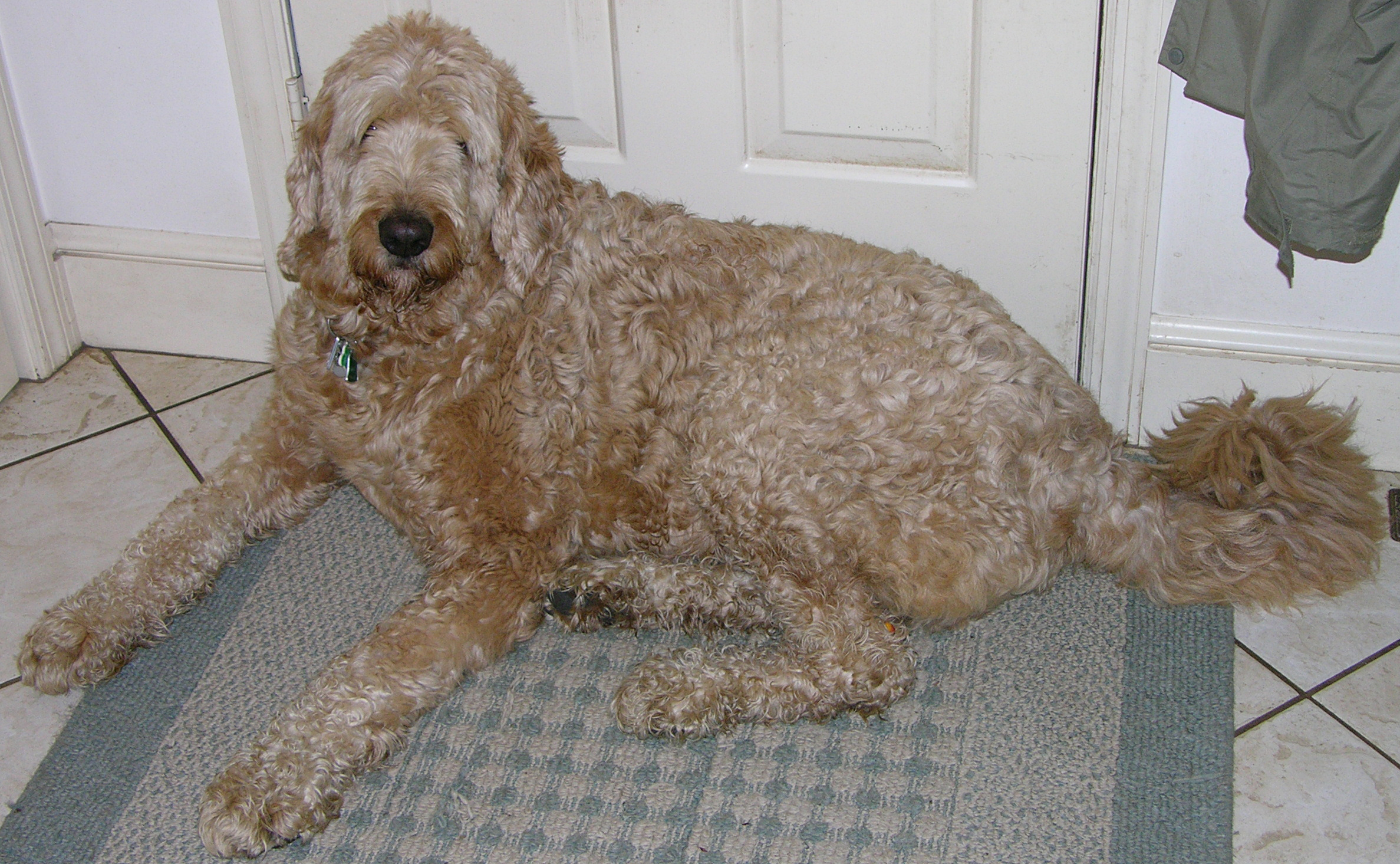
Labradoodle
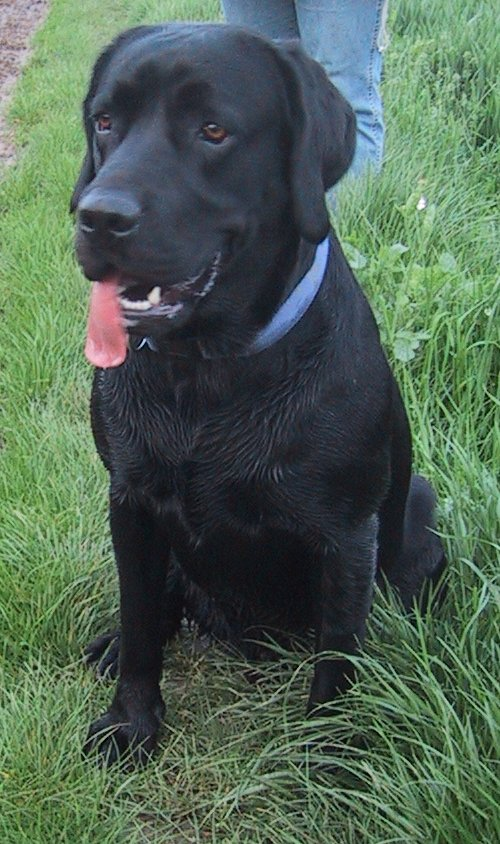
Labrador
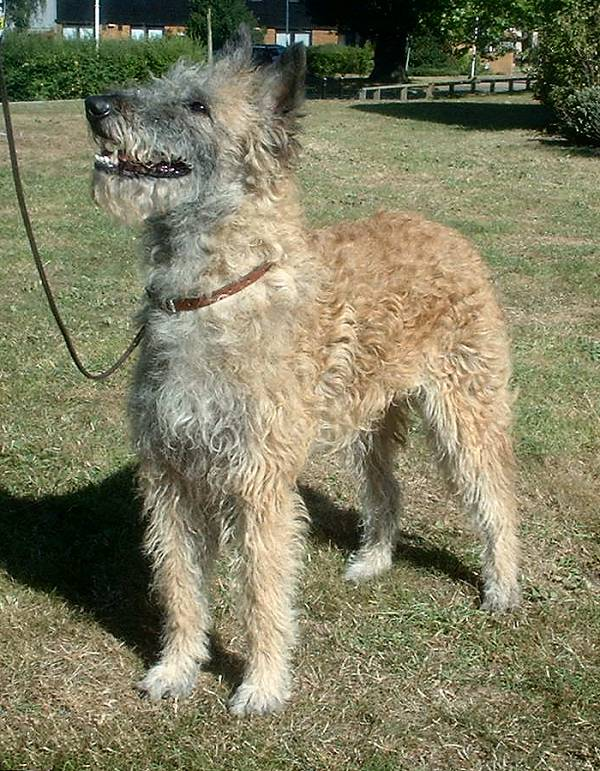
Laekenois, eine Varietät des Belgischen Schäferhunds
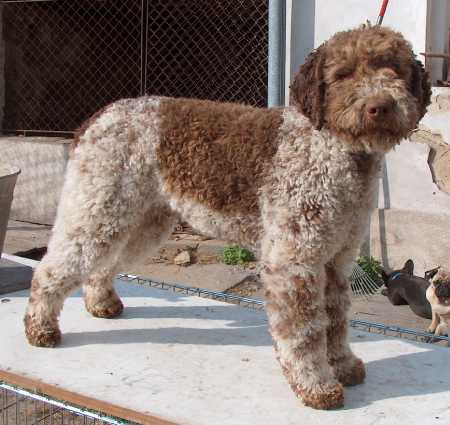
Lagotto Romagnolo
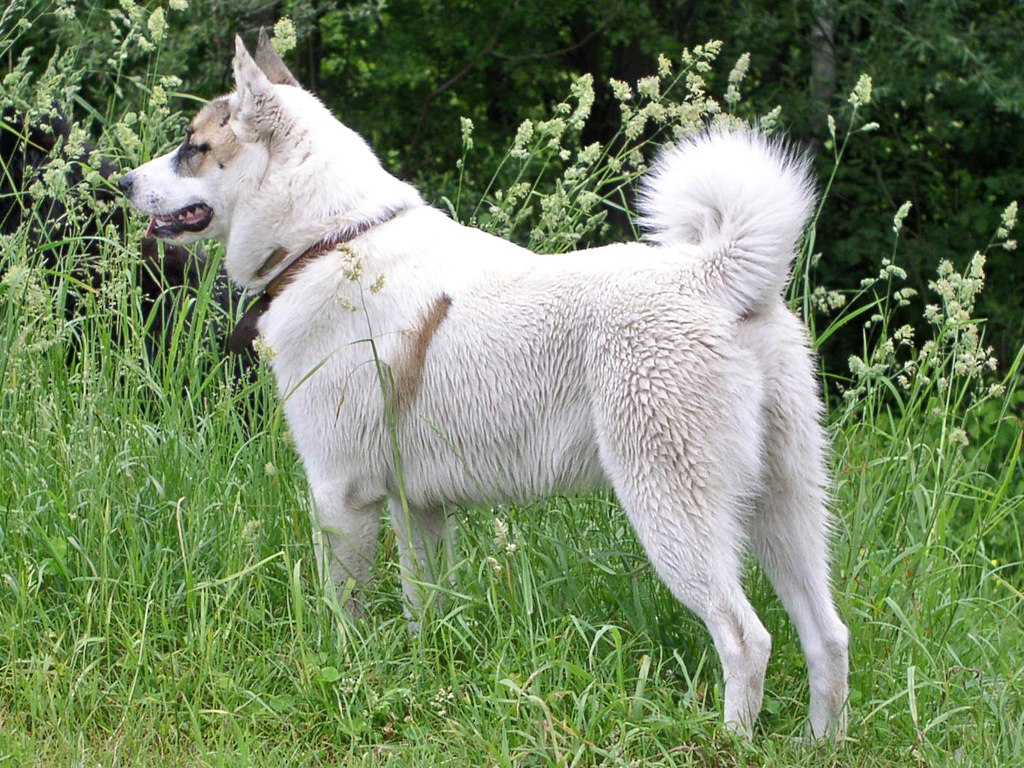
Laika (Westsibirischer Laika)
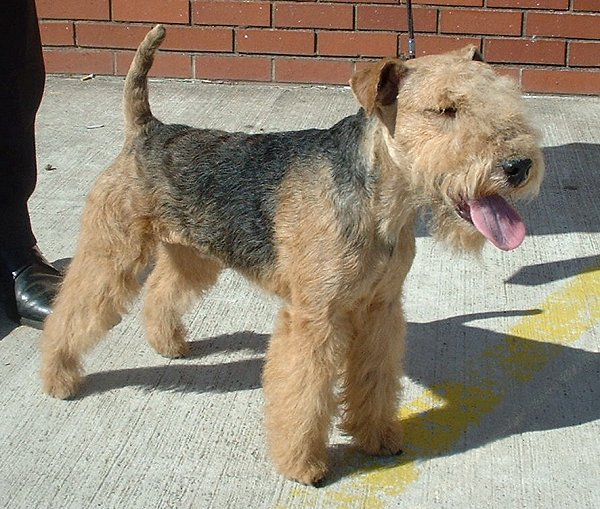
Lakeland Terrier
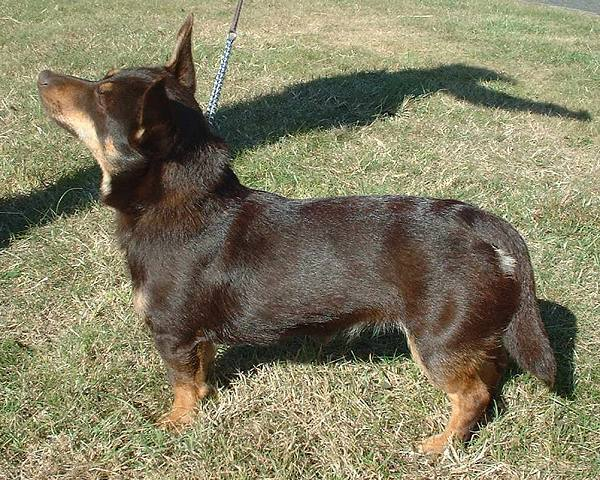
Lancashire Heeler
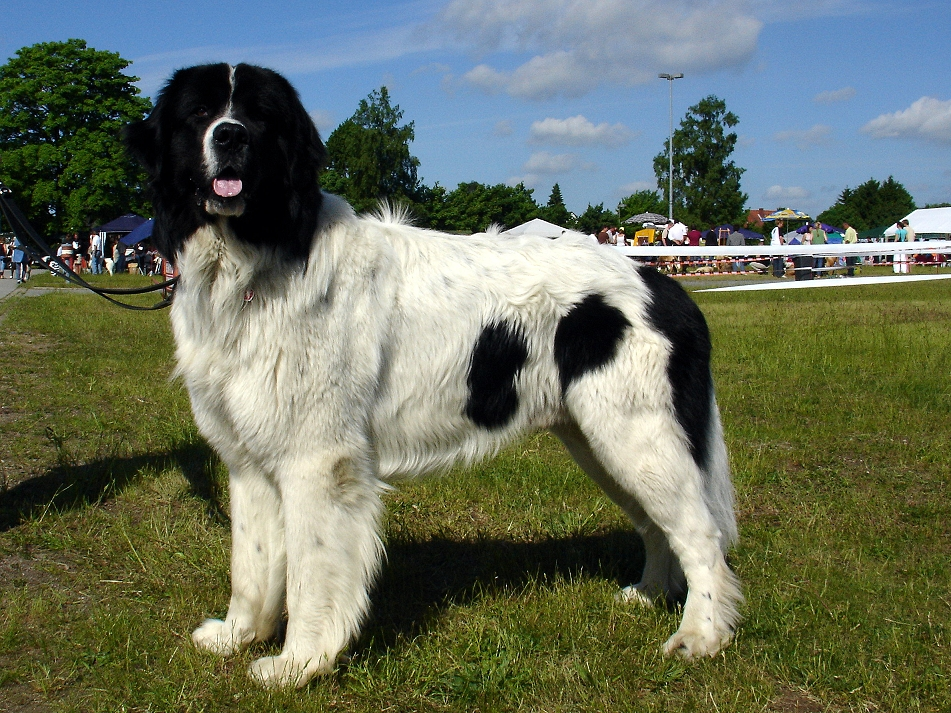
Landseer
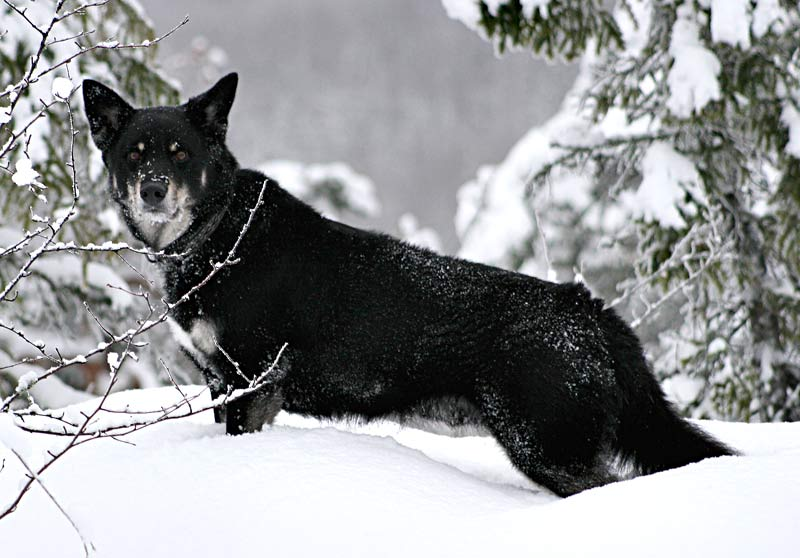
Lappländischer Rentierhund
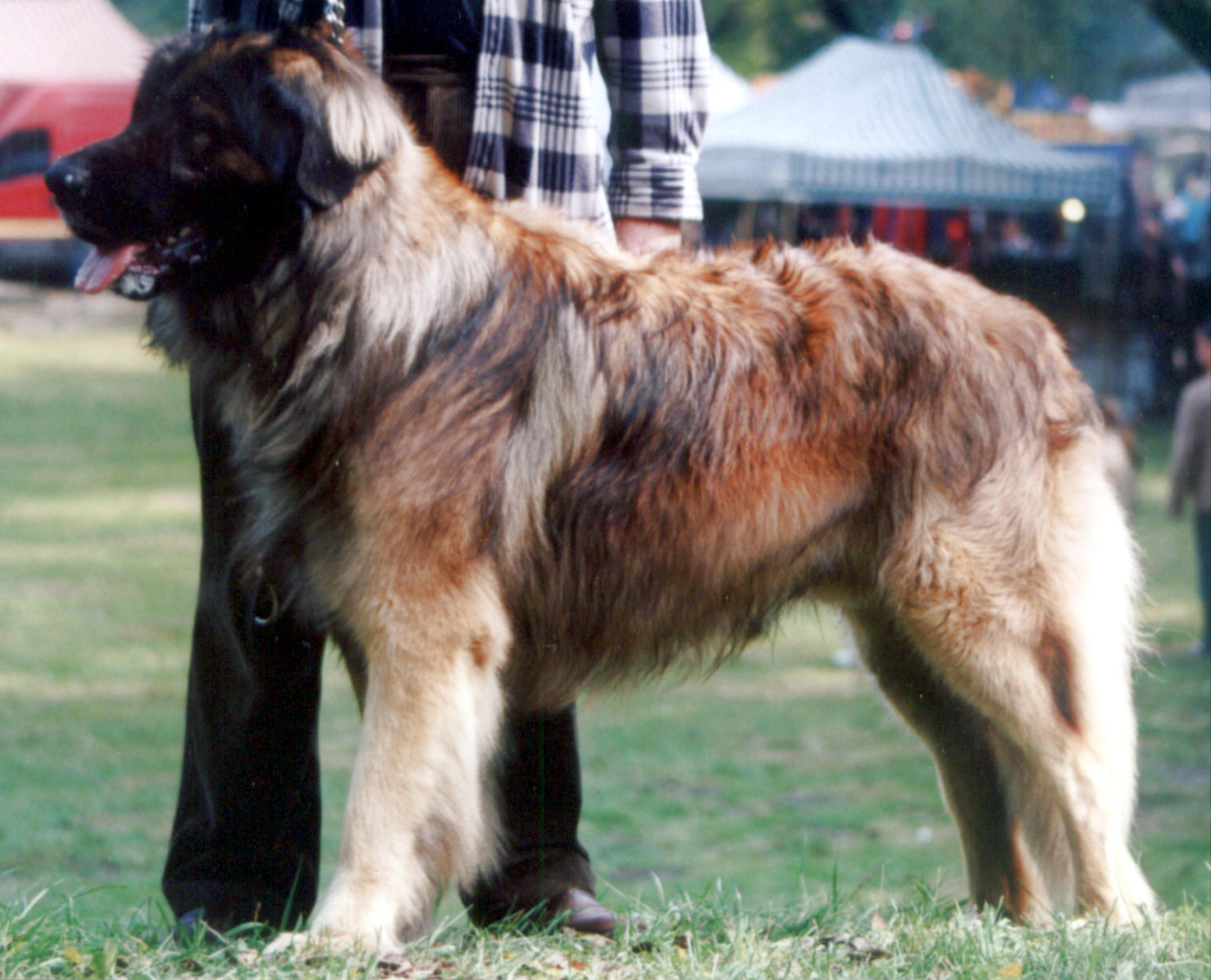
Leonberger
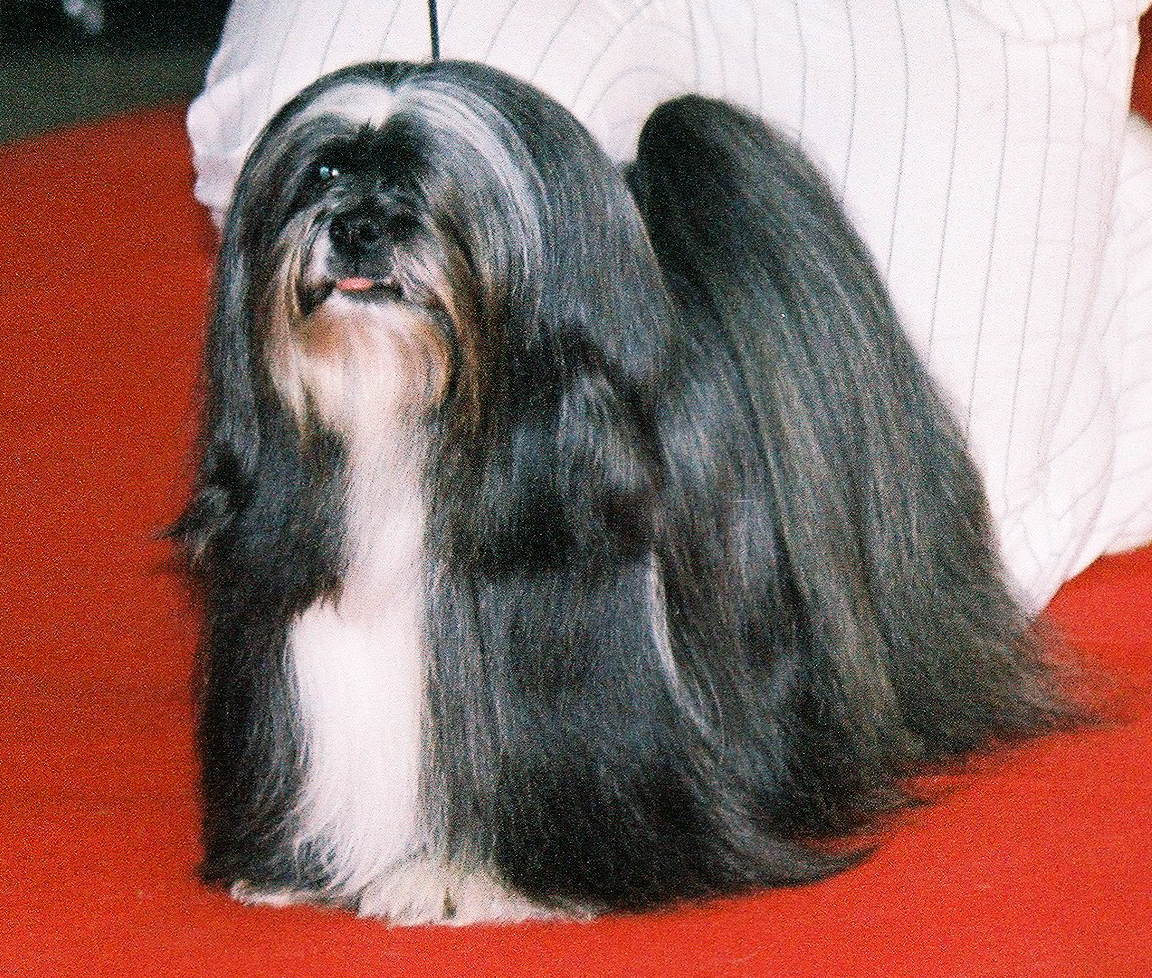
Lhasa-Apso
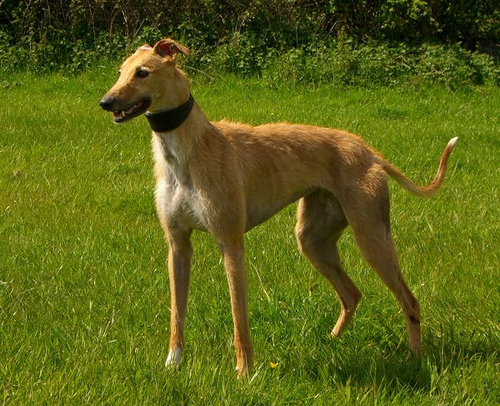
Longdog (hier: Greyhound X Deerhound)
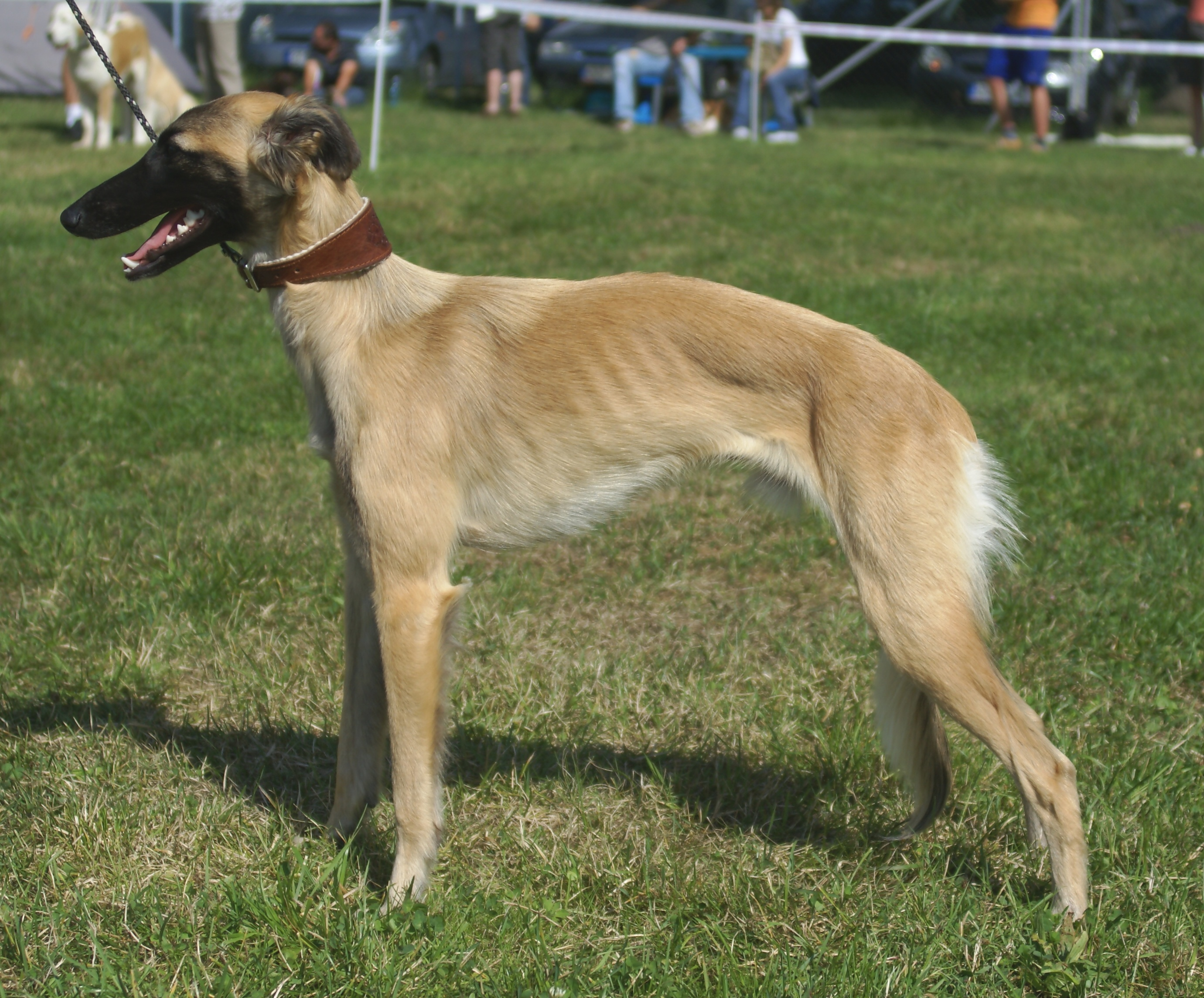
Longhaired Whippet
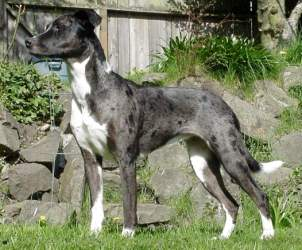
Louisiana Catahoula Leopard Dog
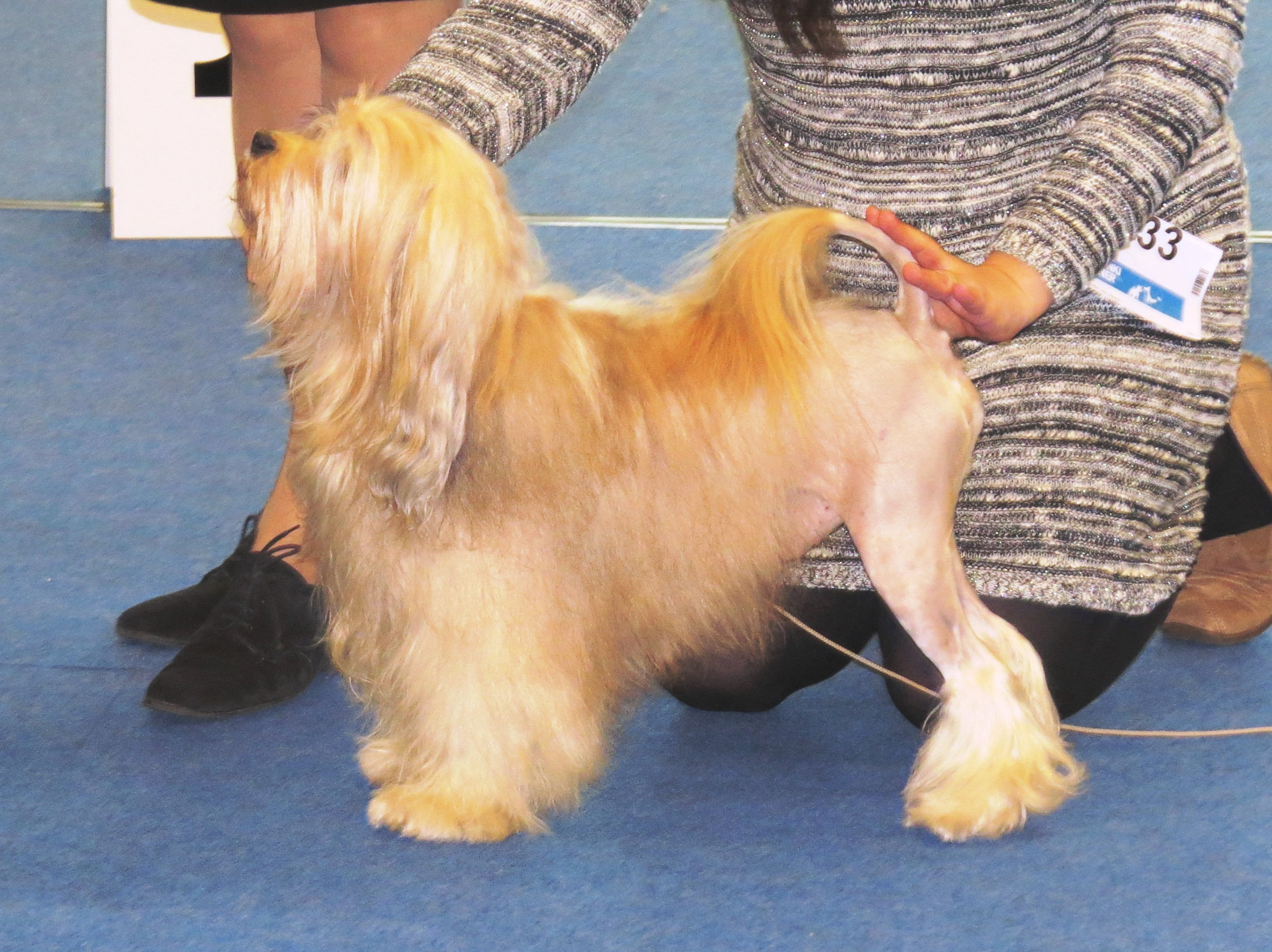
Löwchen
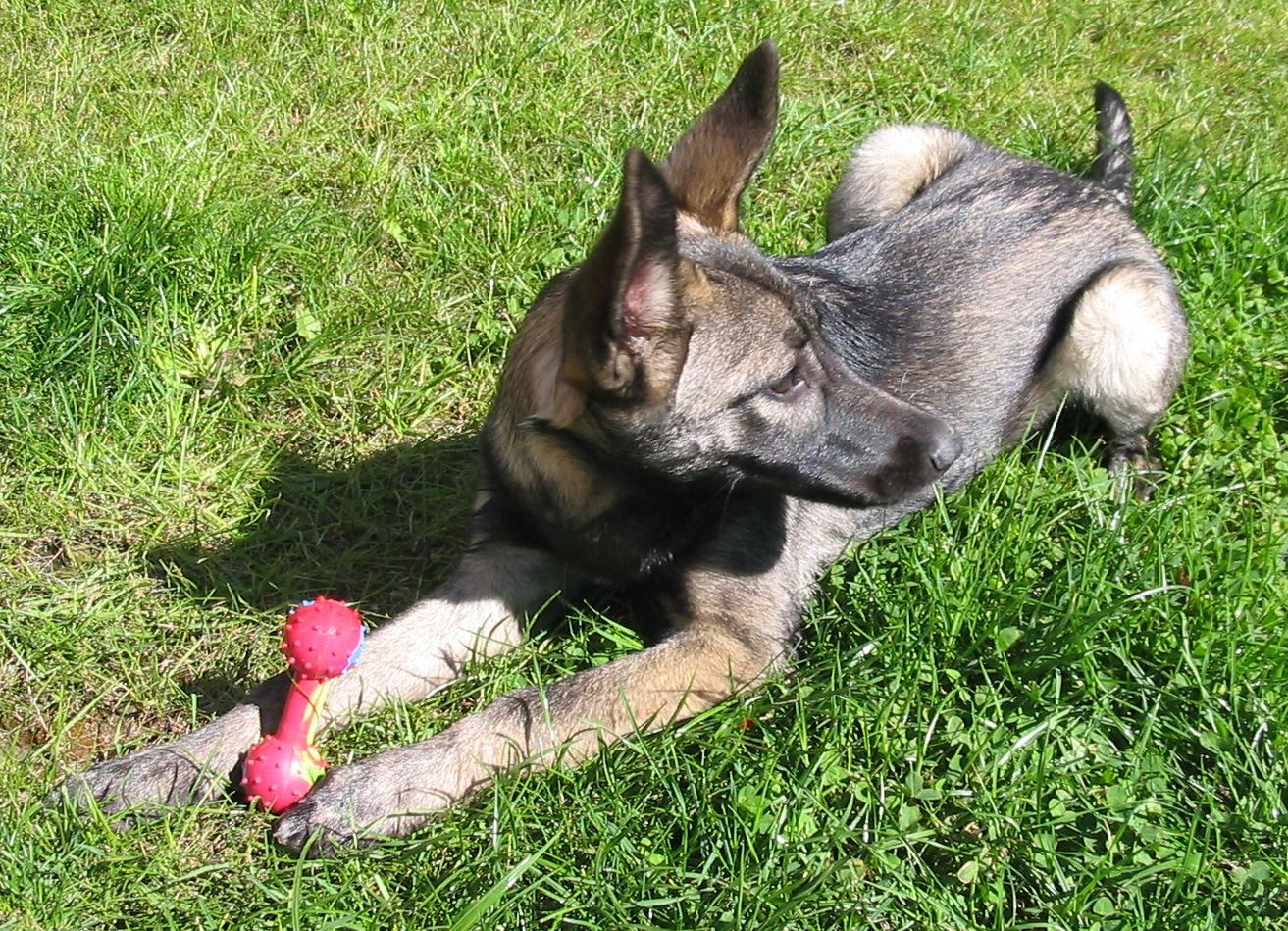
Lupo Italiano Italienischer Wolfhund
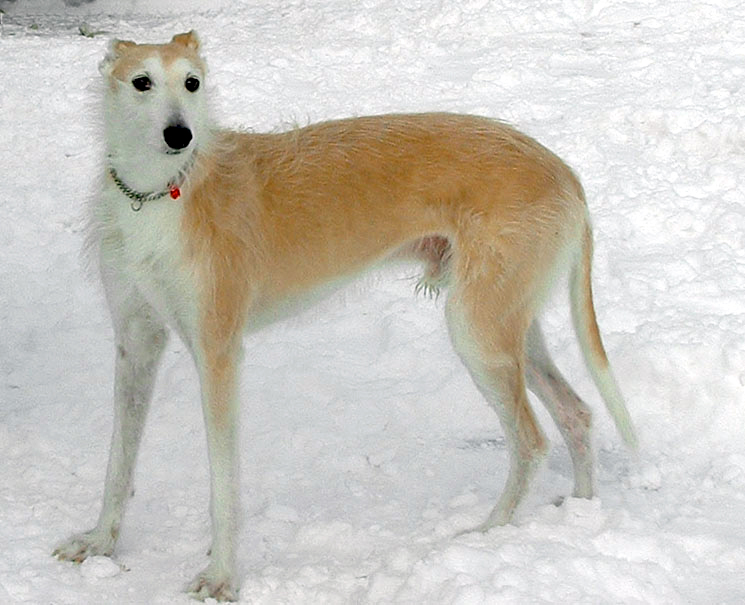
Lurcher sehen sehr unterschiedlich aus
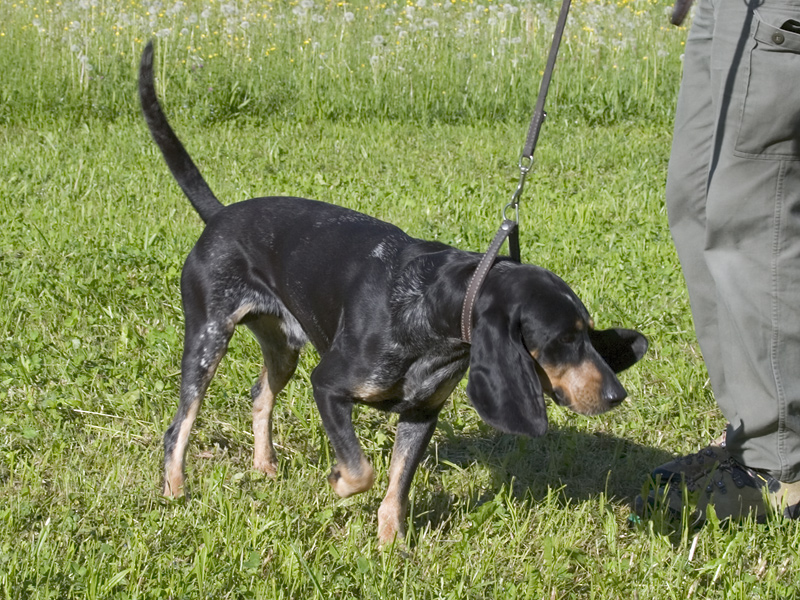
Luzerner Laufhund

## M

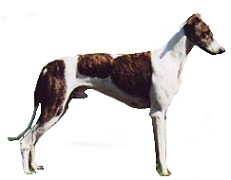
Magyar Agar
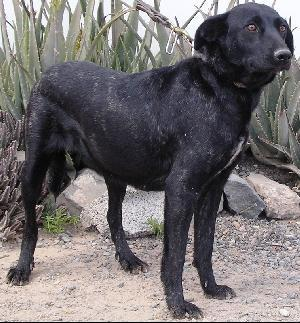
Majorero Canario
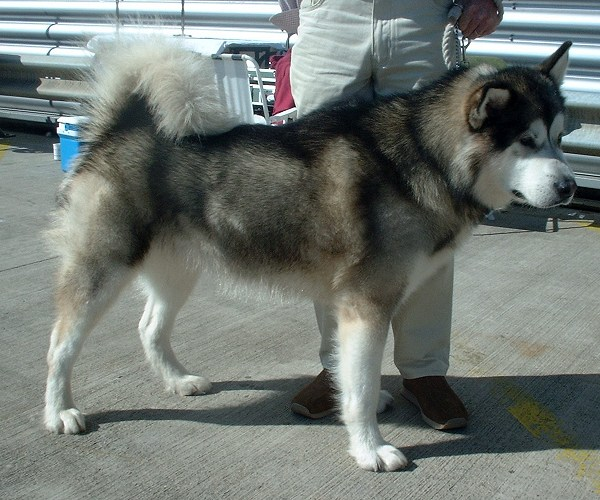
Malamute
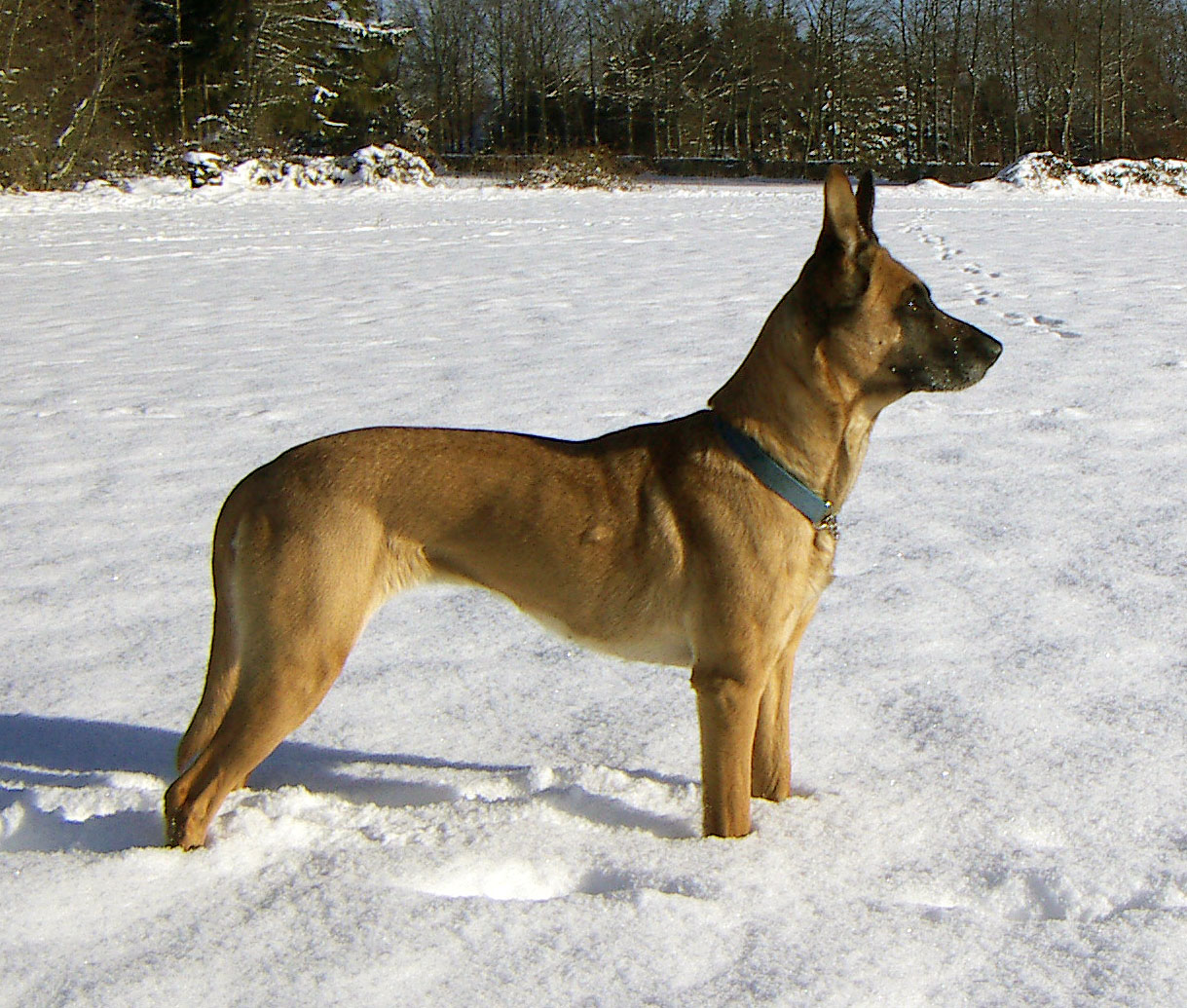
Malinois eine Varietät des Belgischen Schäferhunds
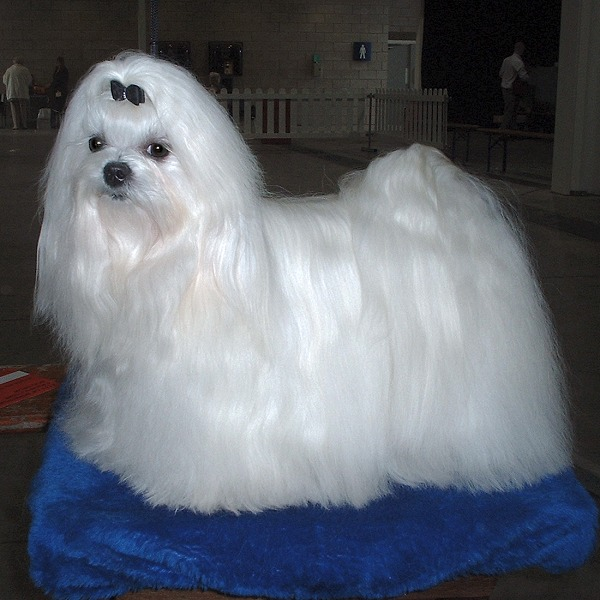
Malteser
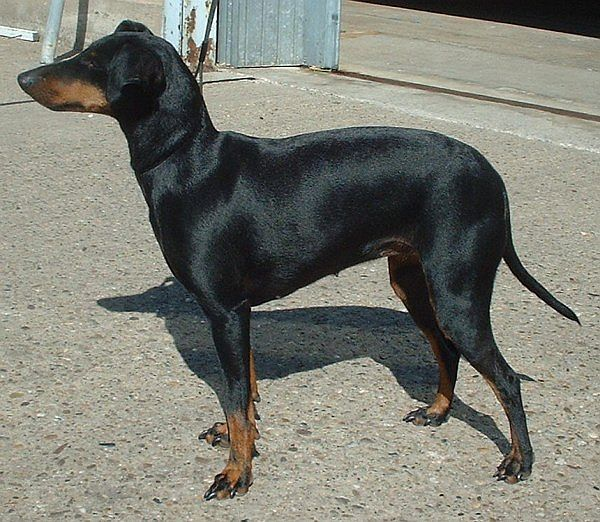
Manchester Terrier
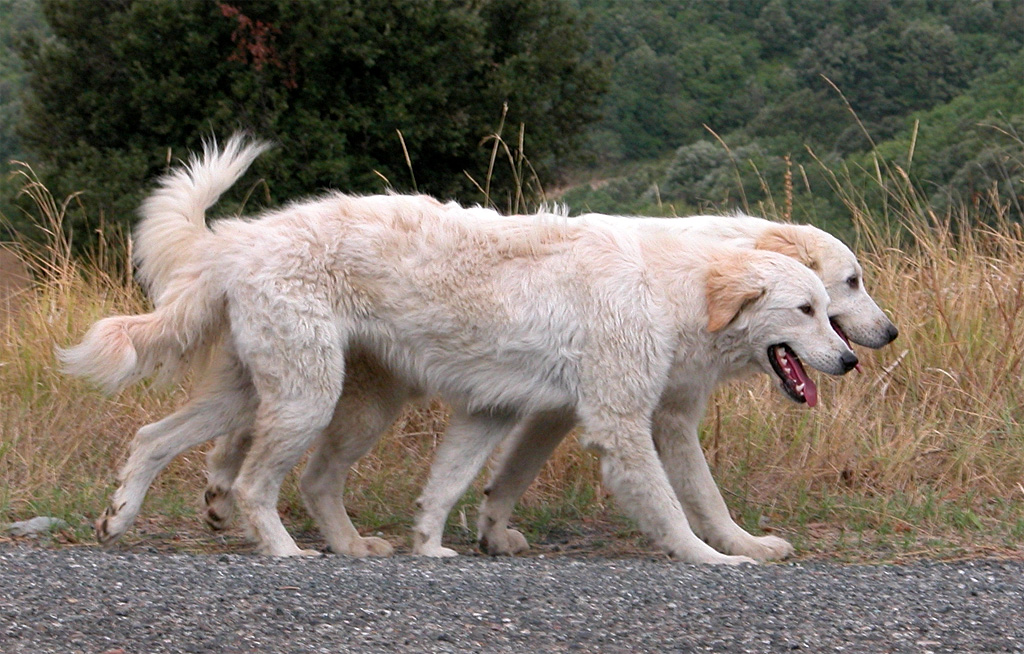
Maremmaner Hirtenhund
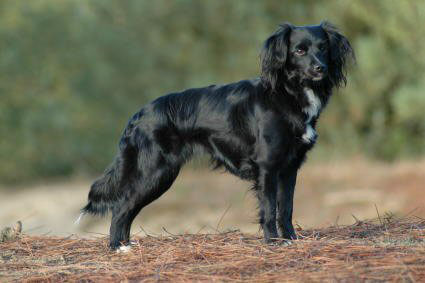
Markiesje
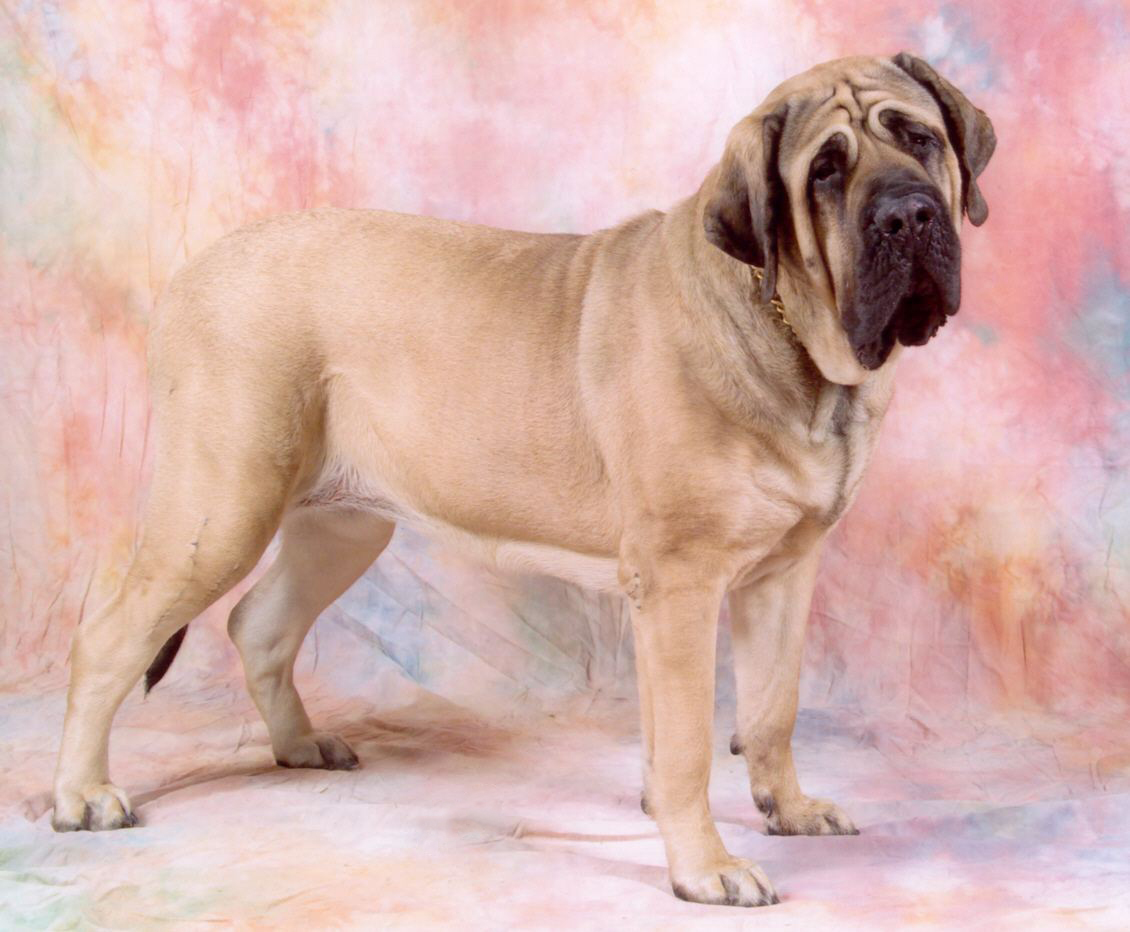
Mastiff
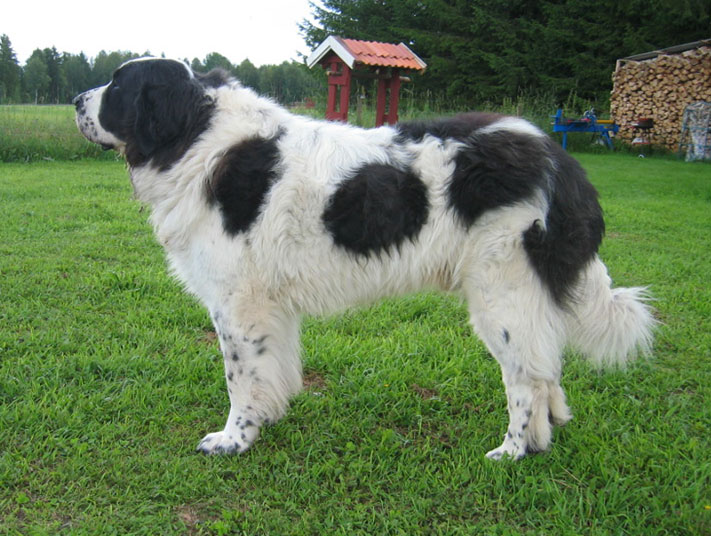
Mastín del Pirineo, Pyrenäen-Mastiff
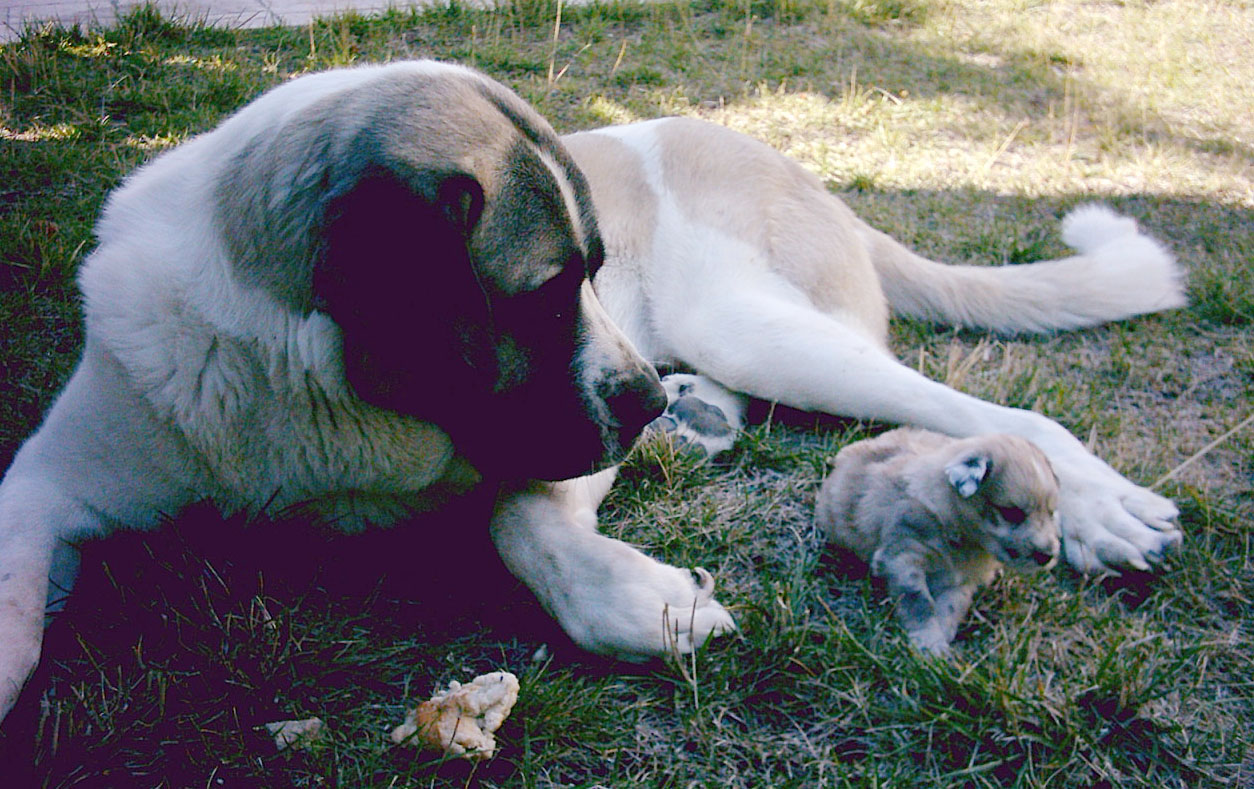
Mastín Español, Spanischer Mastiff
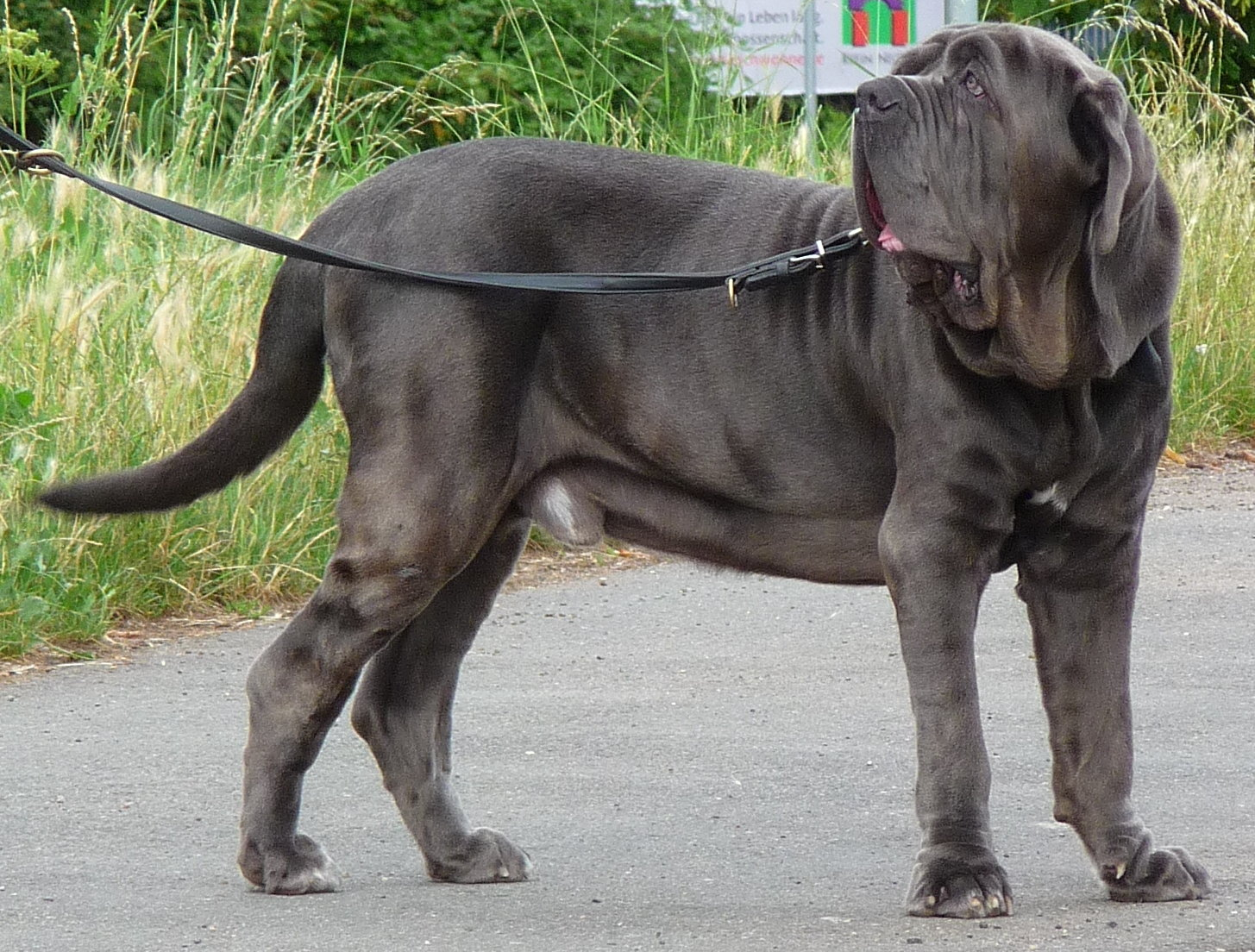
Mastino Napoletano
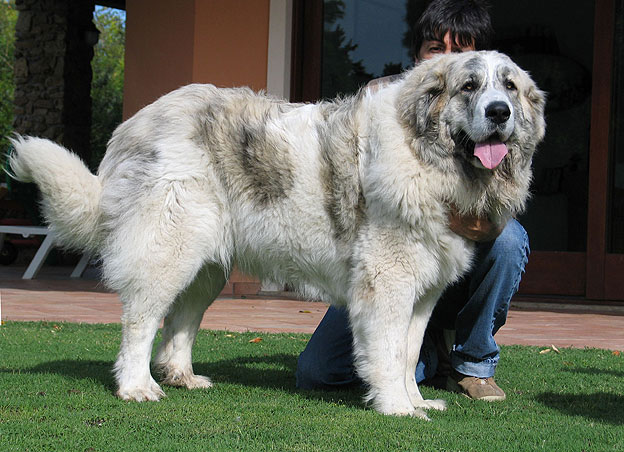
Mastín del Pirineo
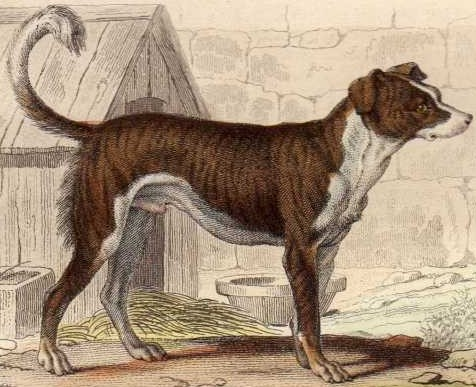
Mâtin (†)
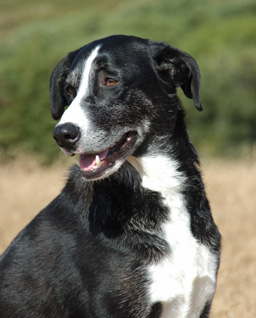
McNab
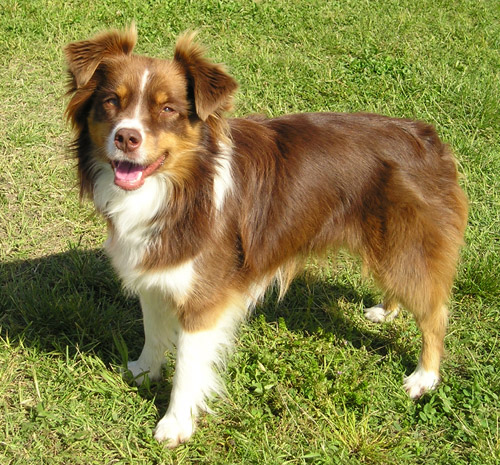
Miniature American Shepherd
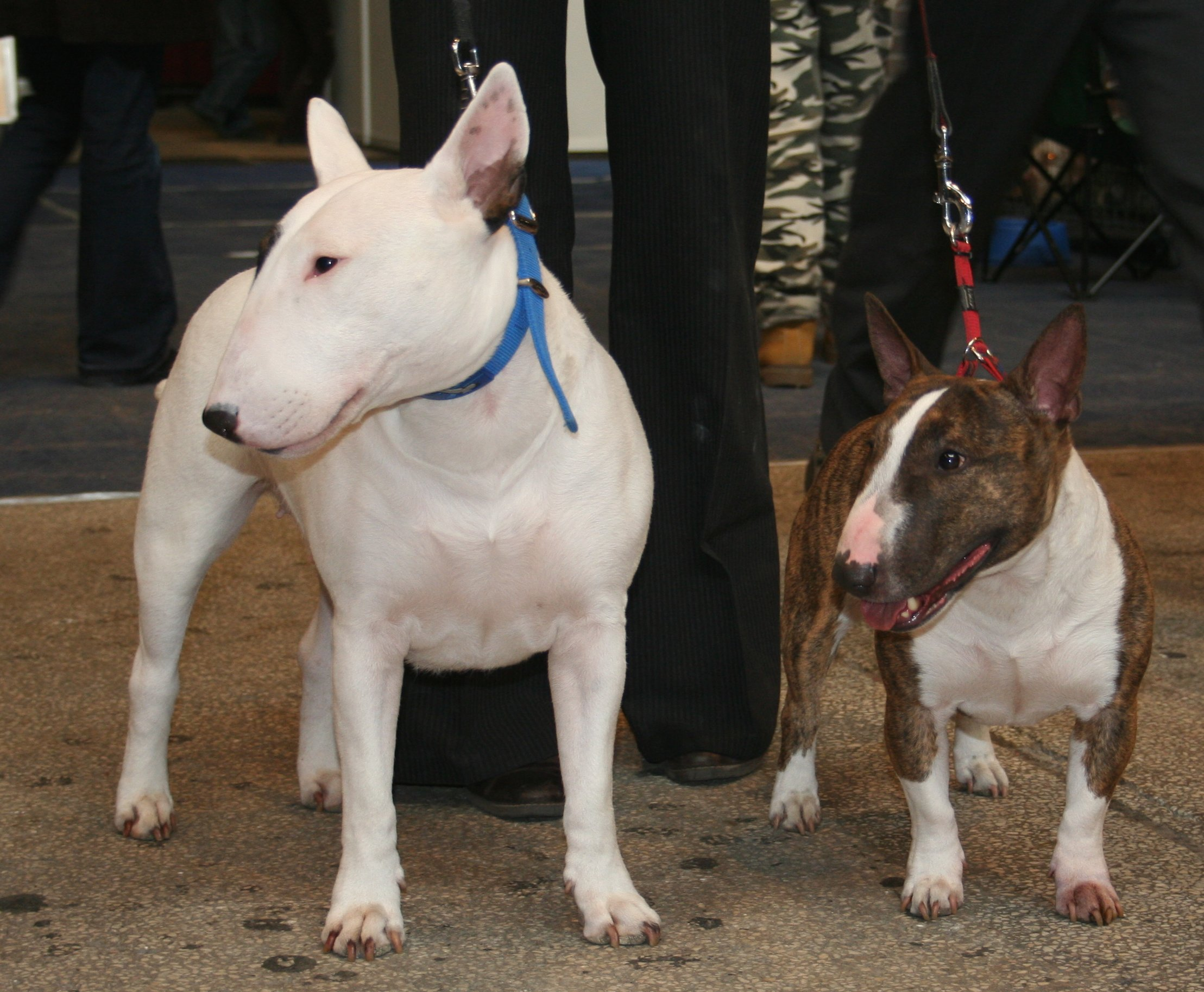
Miniature Bull Terrier
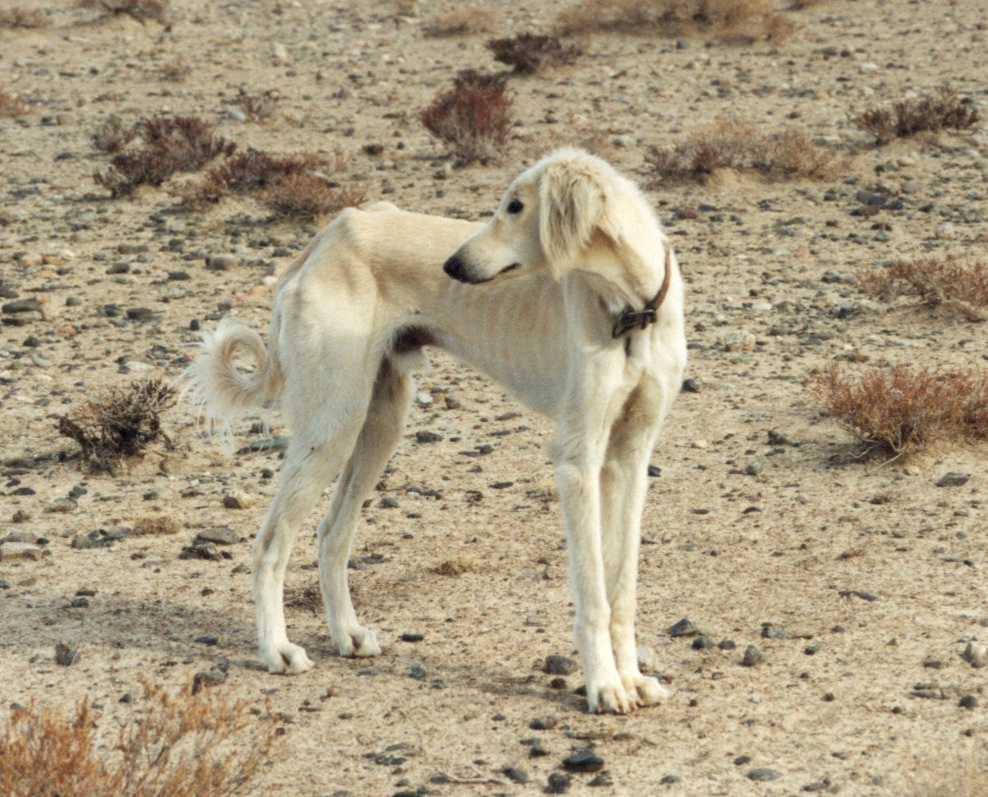
Mittelasiatischer Tazi
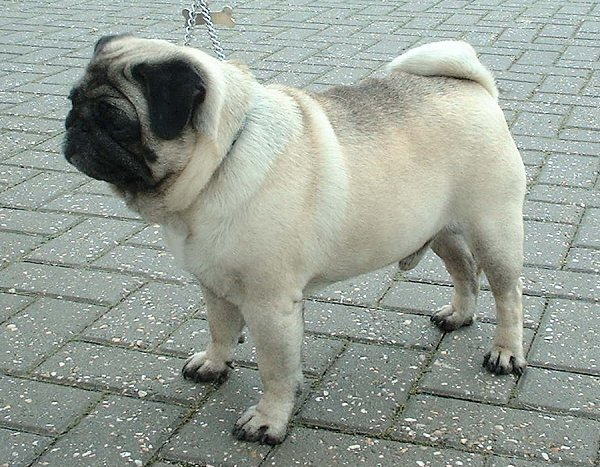
Mops
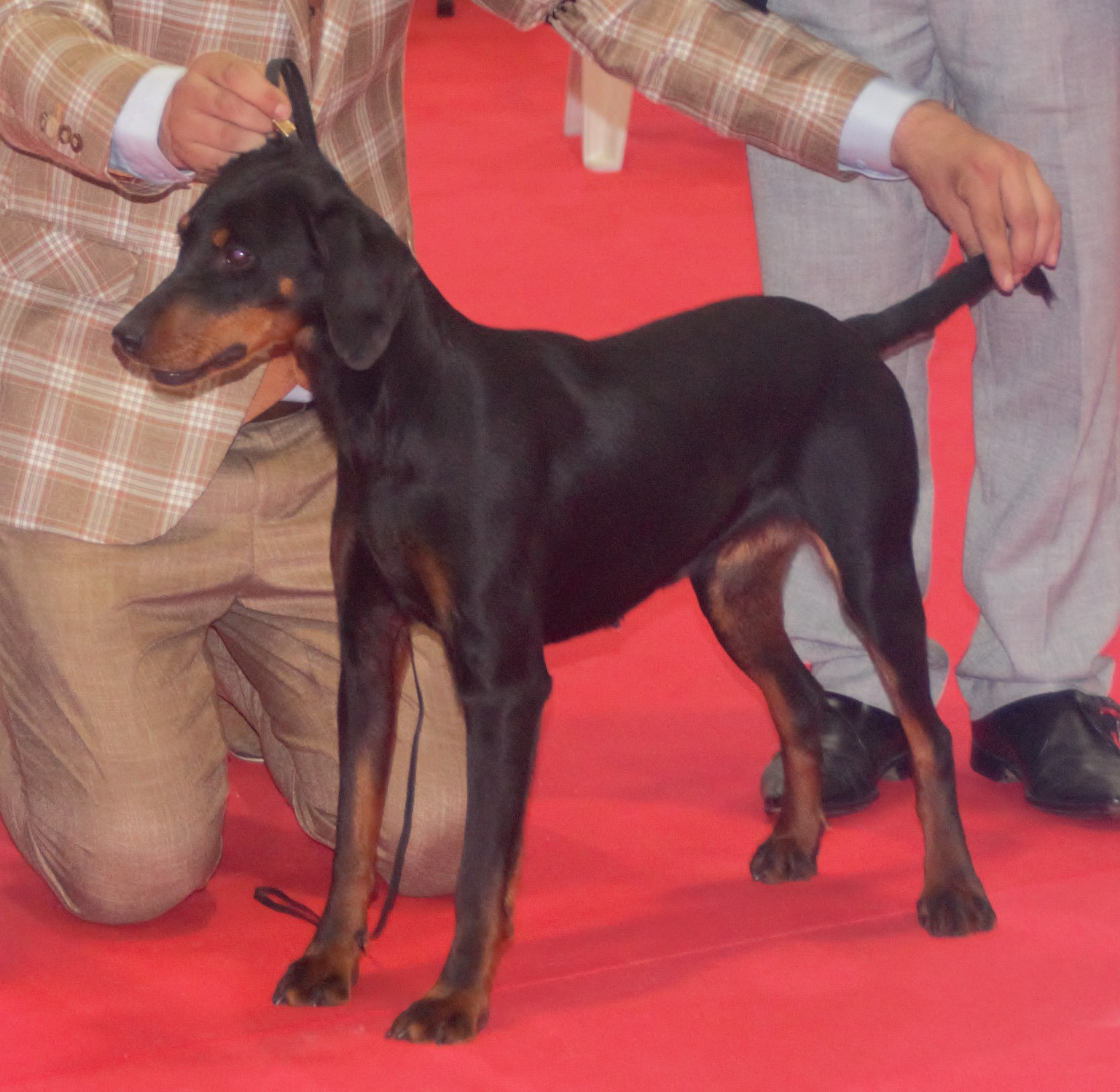
Montenegrinischer Gebirgslaufhund
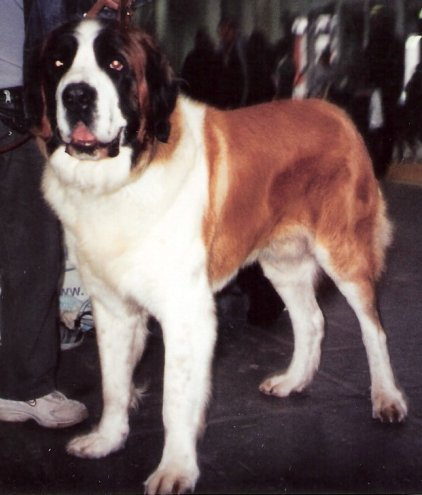
Moskauer Wachhund
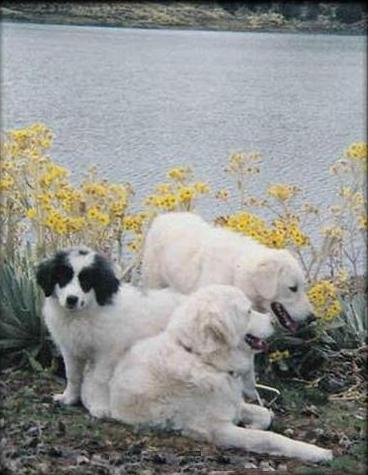
Mucuchies
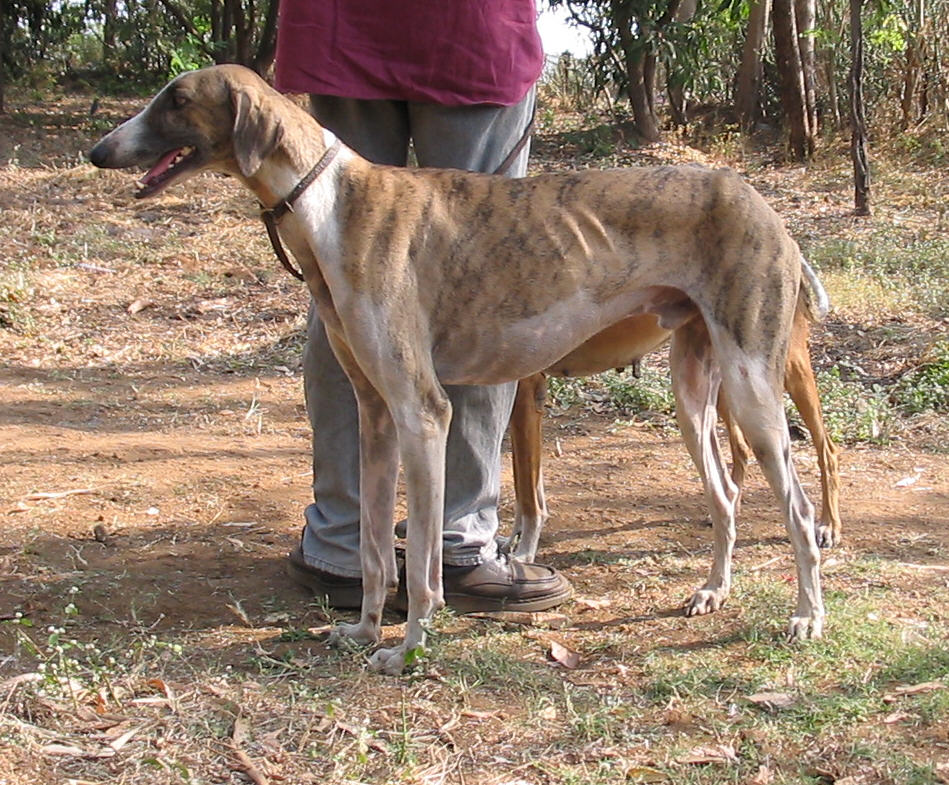
Mudhol Hound
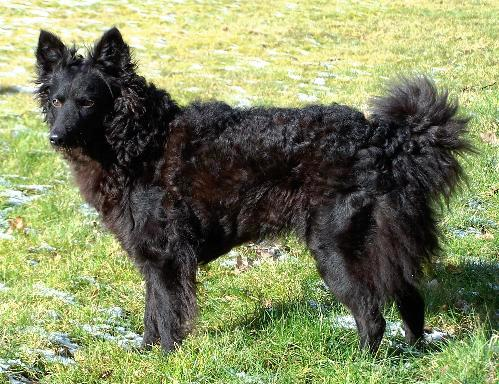
Mudi

## N

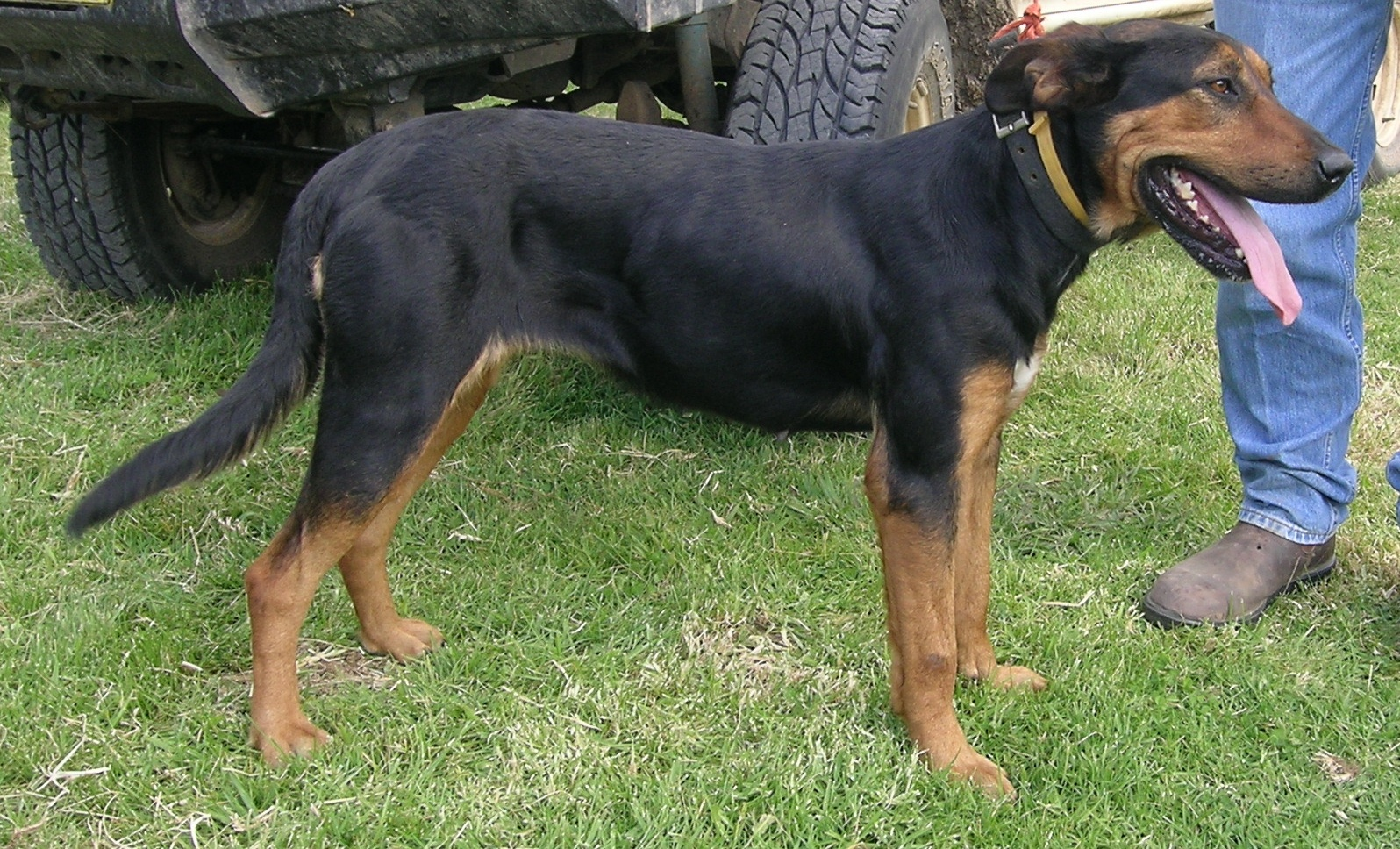
Neuseeländischer Huntaway
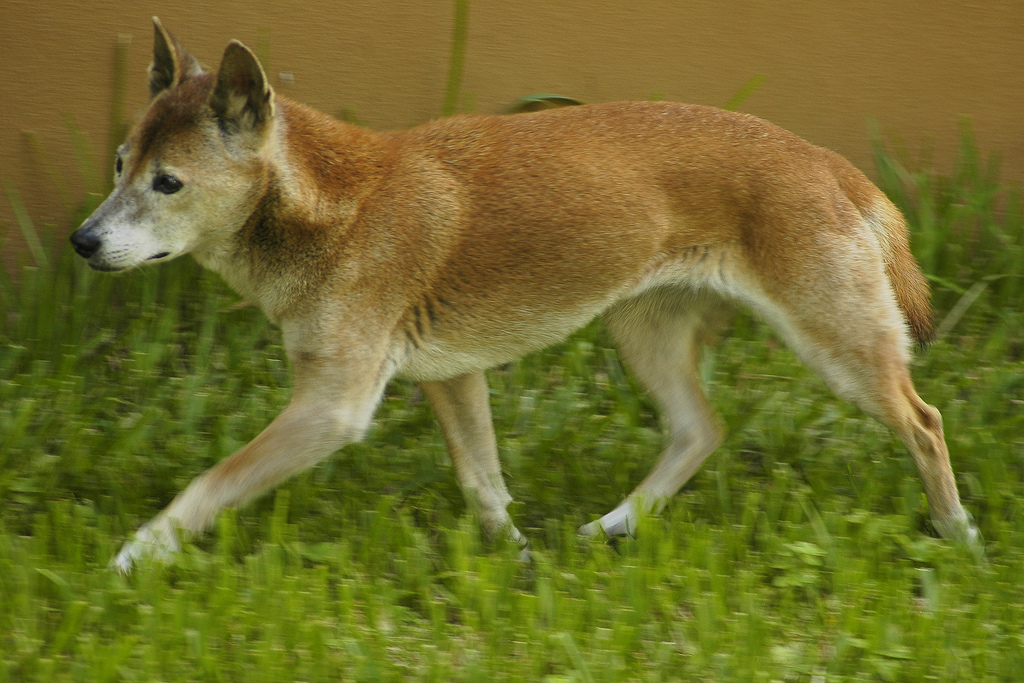
Neuguinea-Dingo
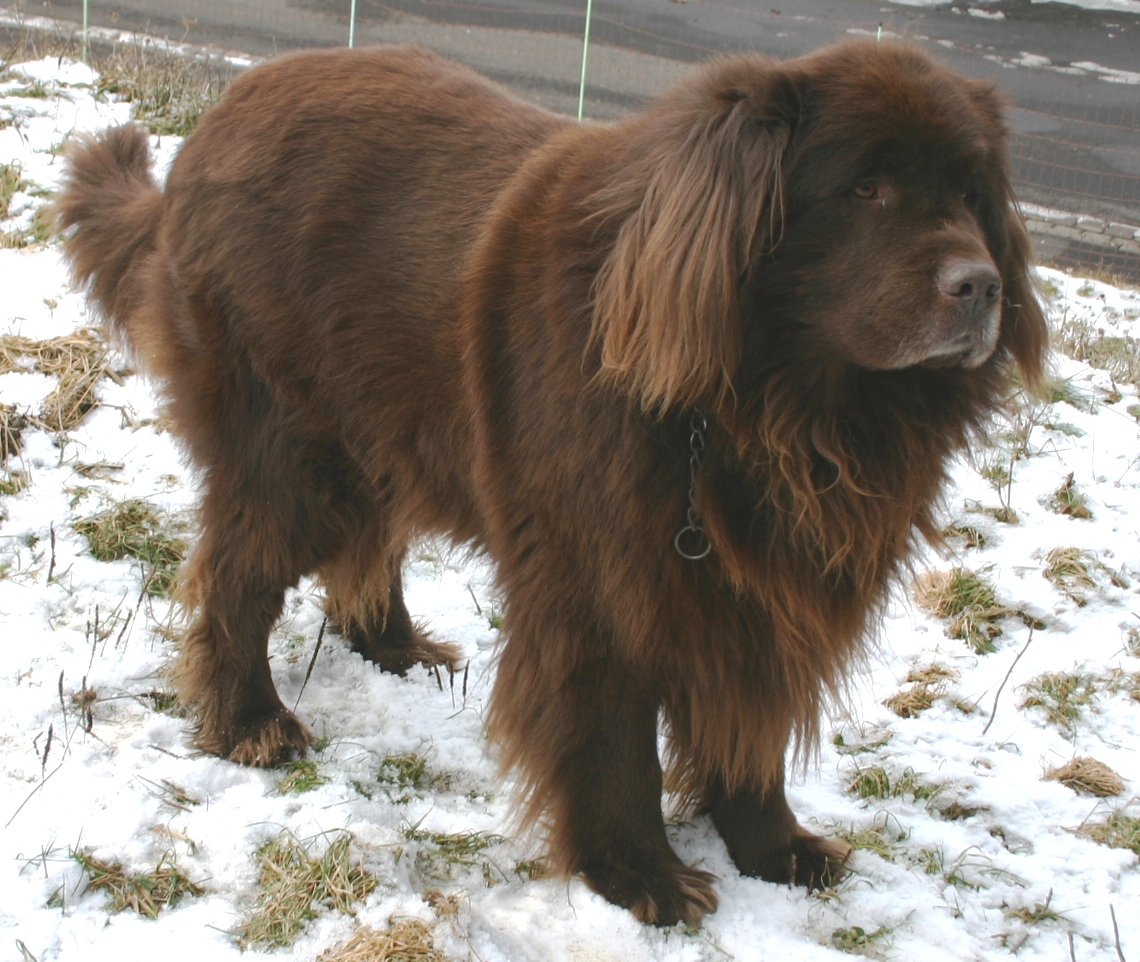
Neufundländer
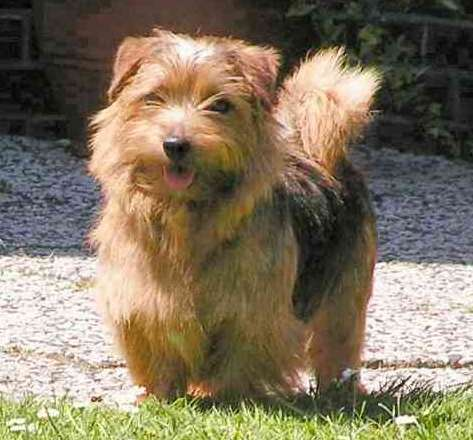
Norfolk Terrier
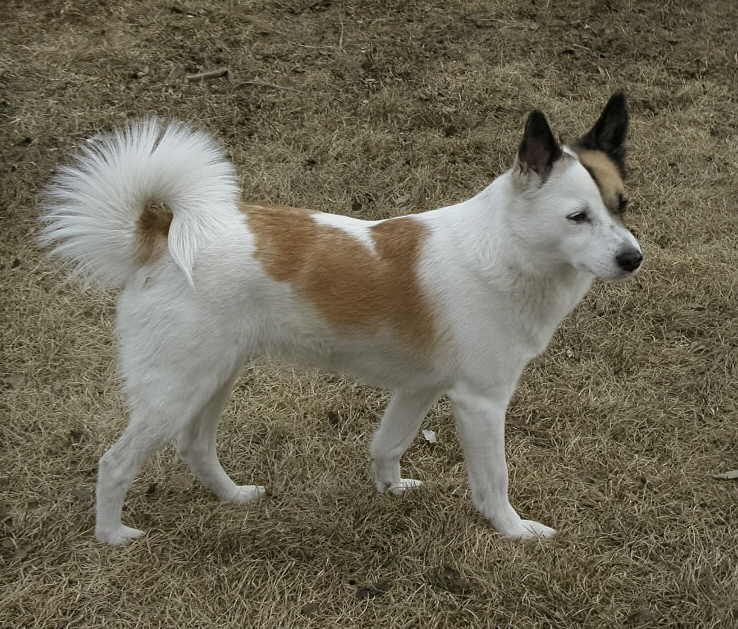
Norrbottenspitz
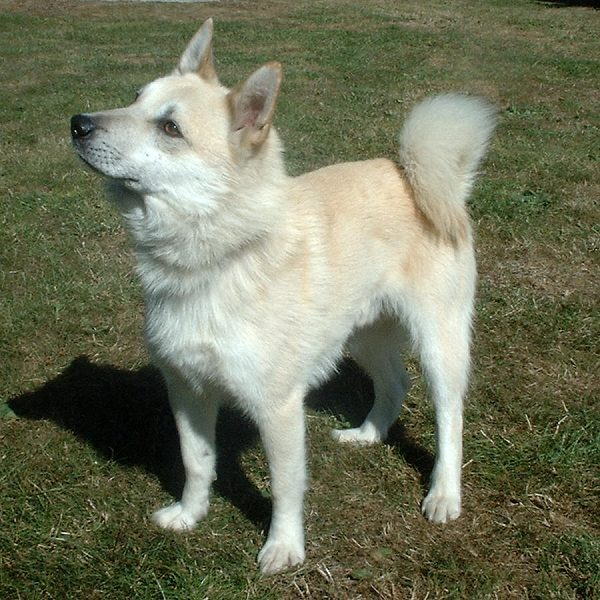
Norwegischer Buhund
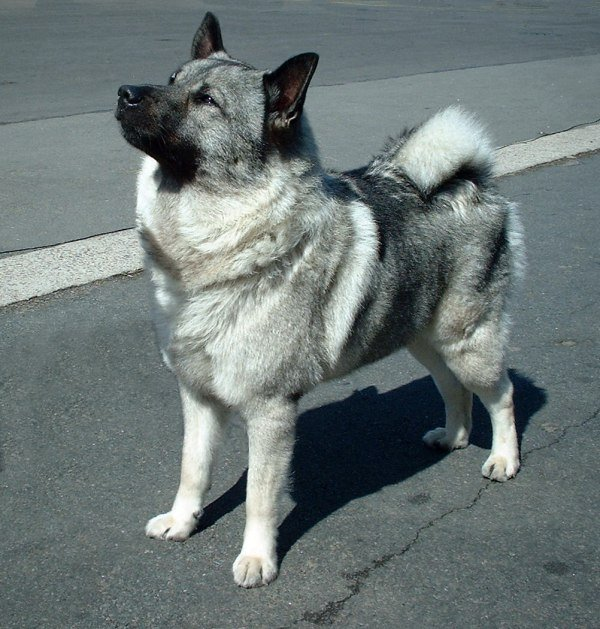
Norwegischer Elchhund grau
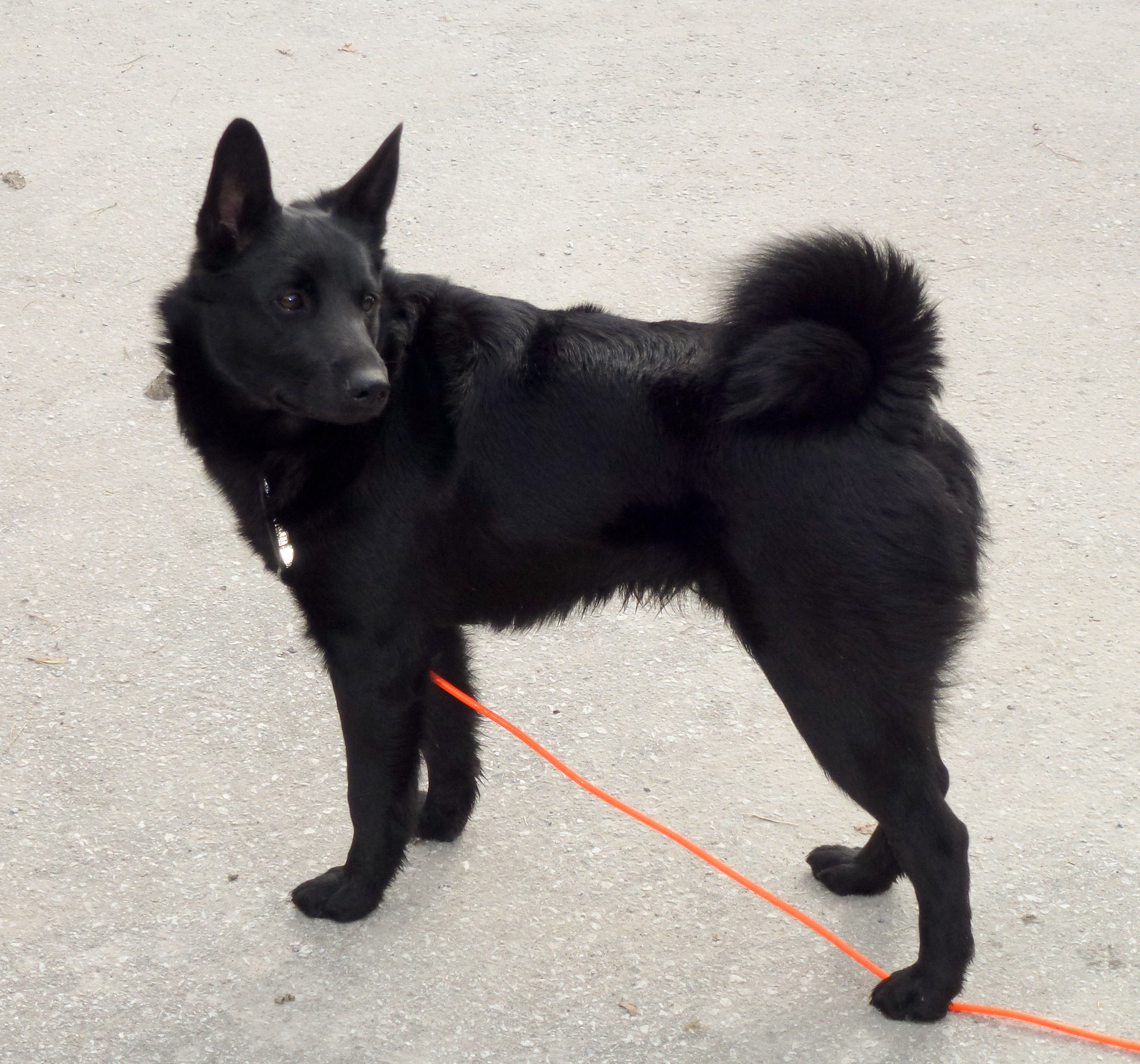
Norwegischer Elchhund schwarz
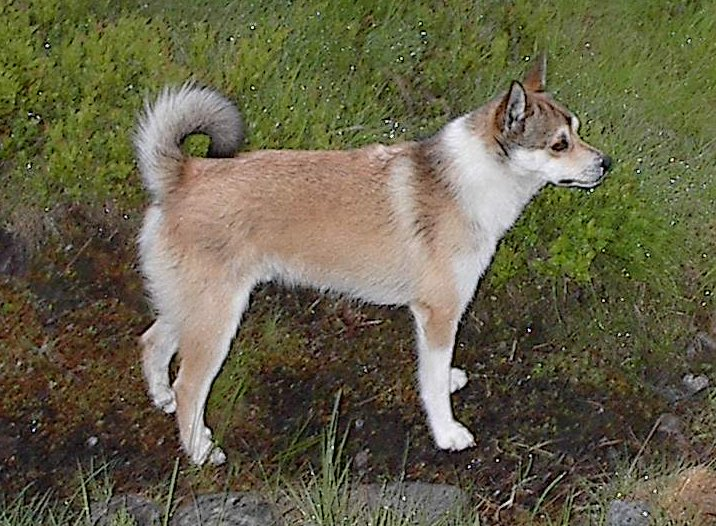
Norwegischer Lundehund
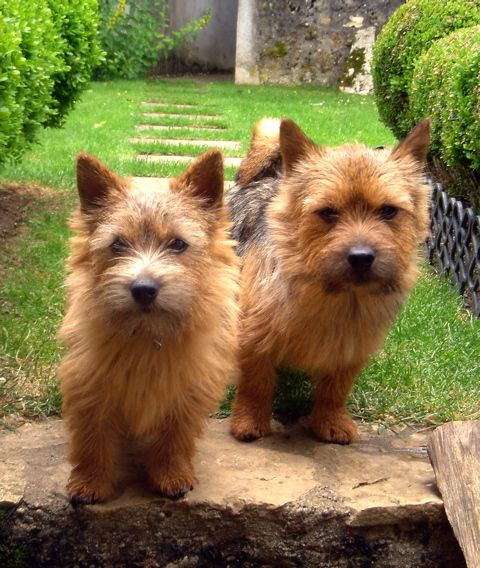
Norwich Terrier
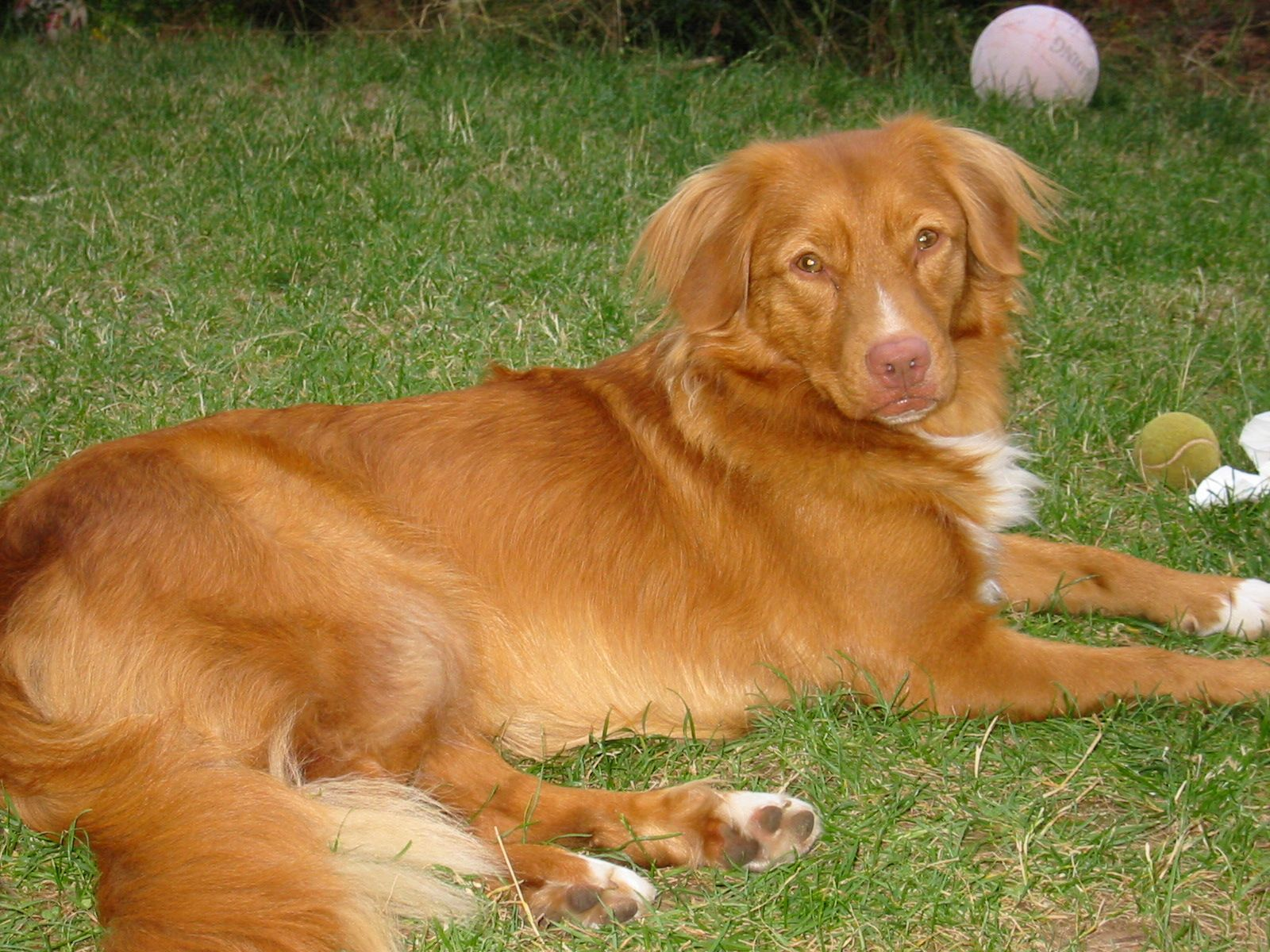
Nova Scotia Duck Tolling Retriever, Toller

## O

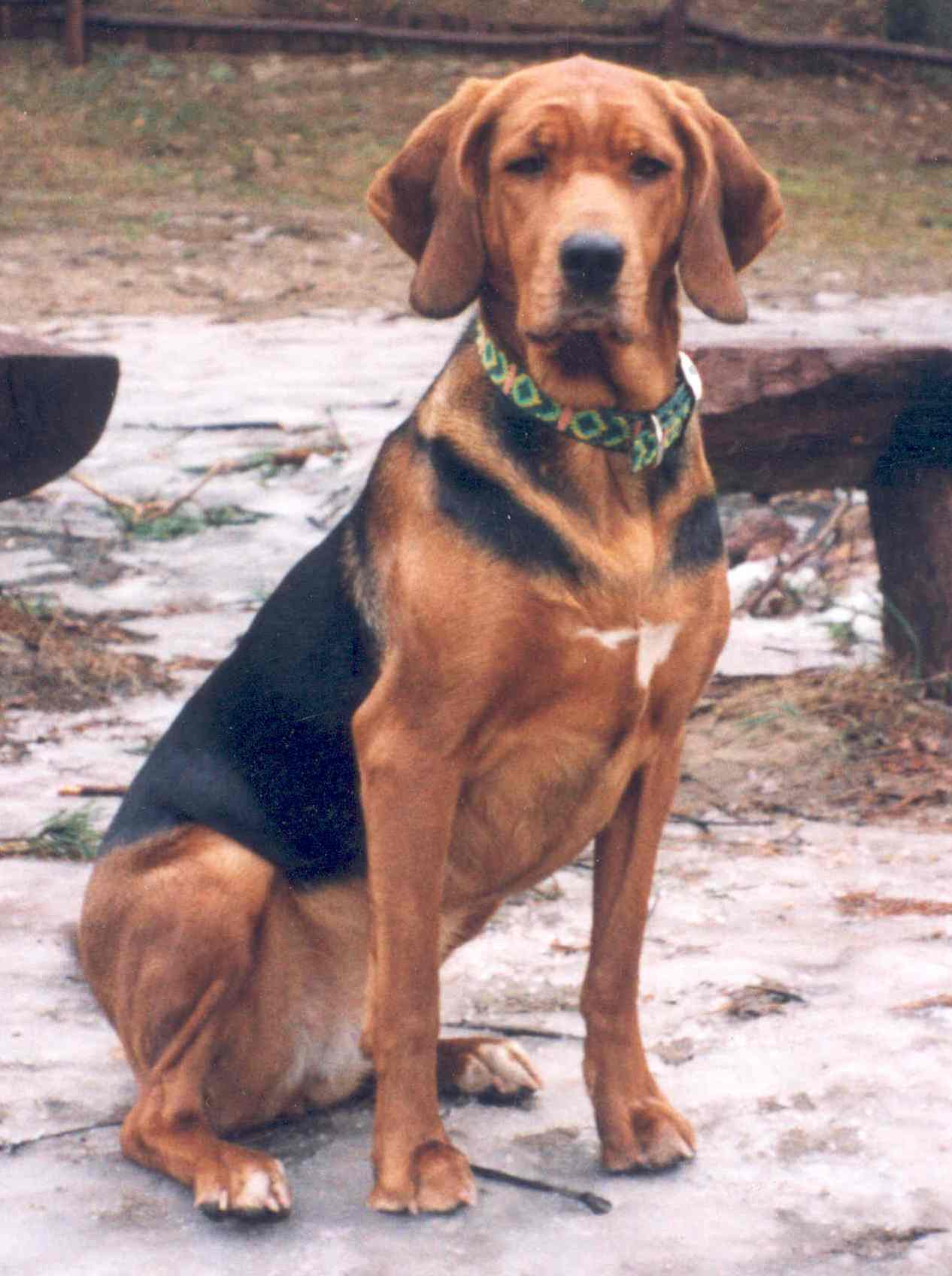
Ogar Polski, Polnische Bracke
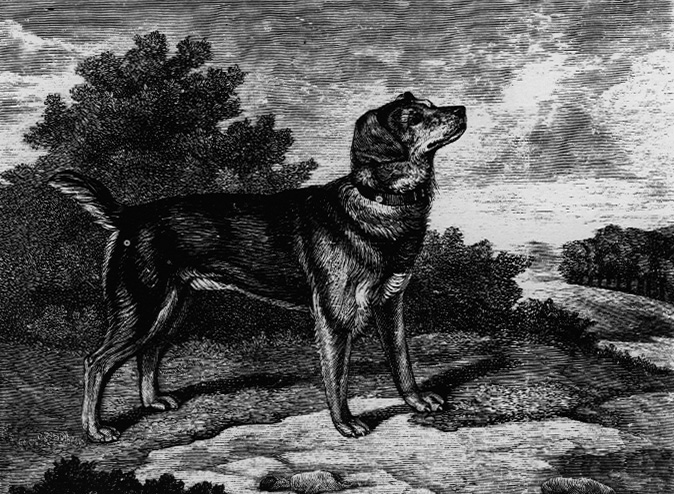
Old English Black and Tan Terrier (†)
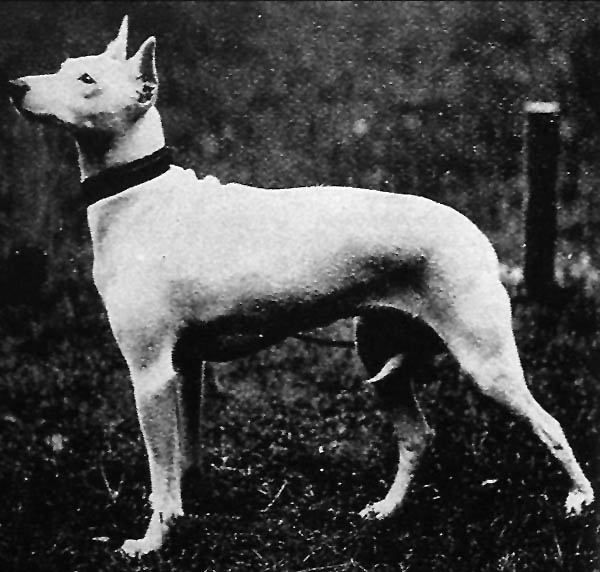
Old White English Terrier (†)
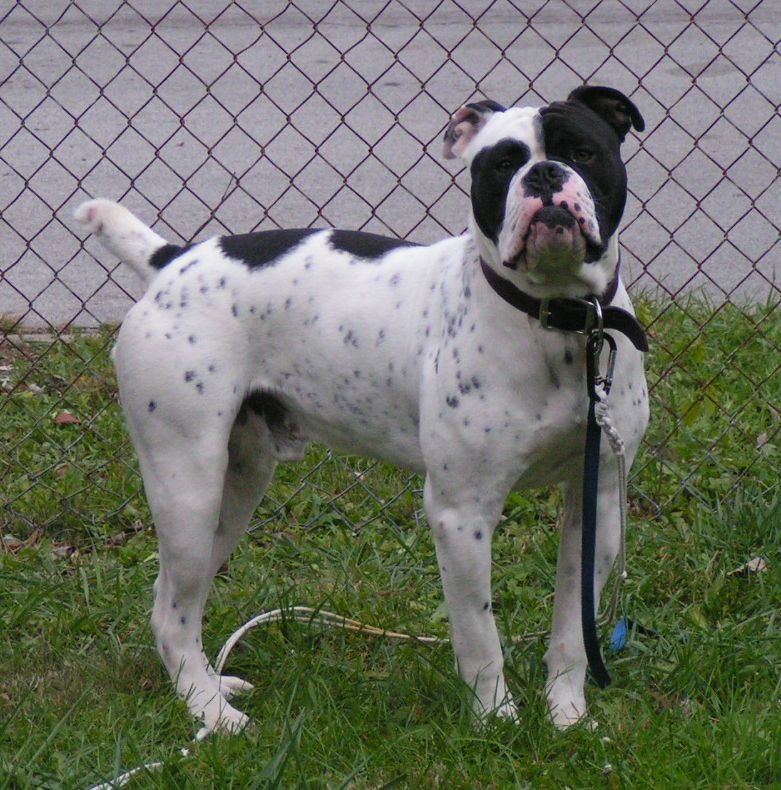
Olde English Bulldogge
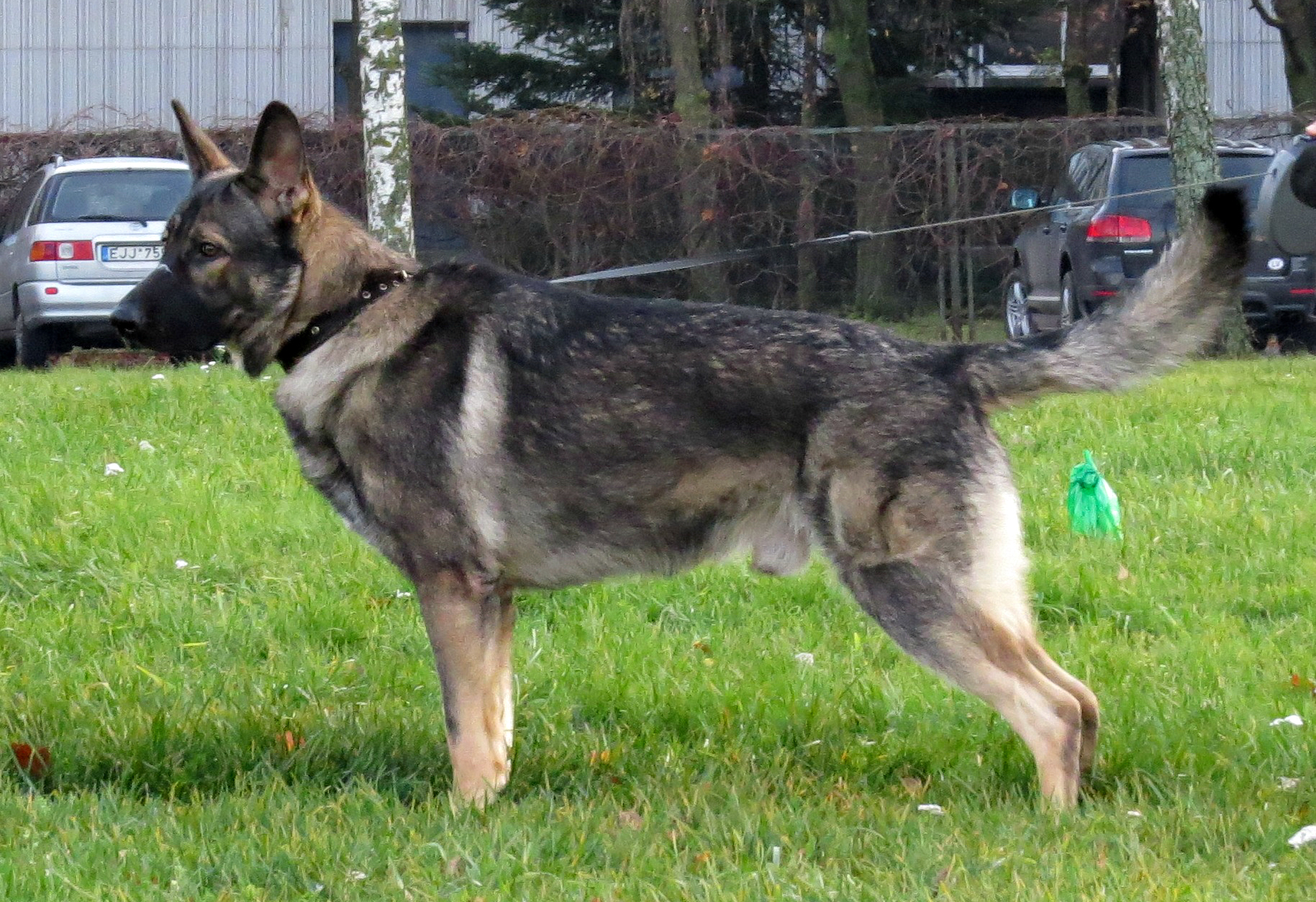
Osteuropäischer Schäferhund
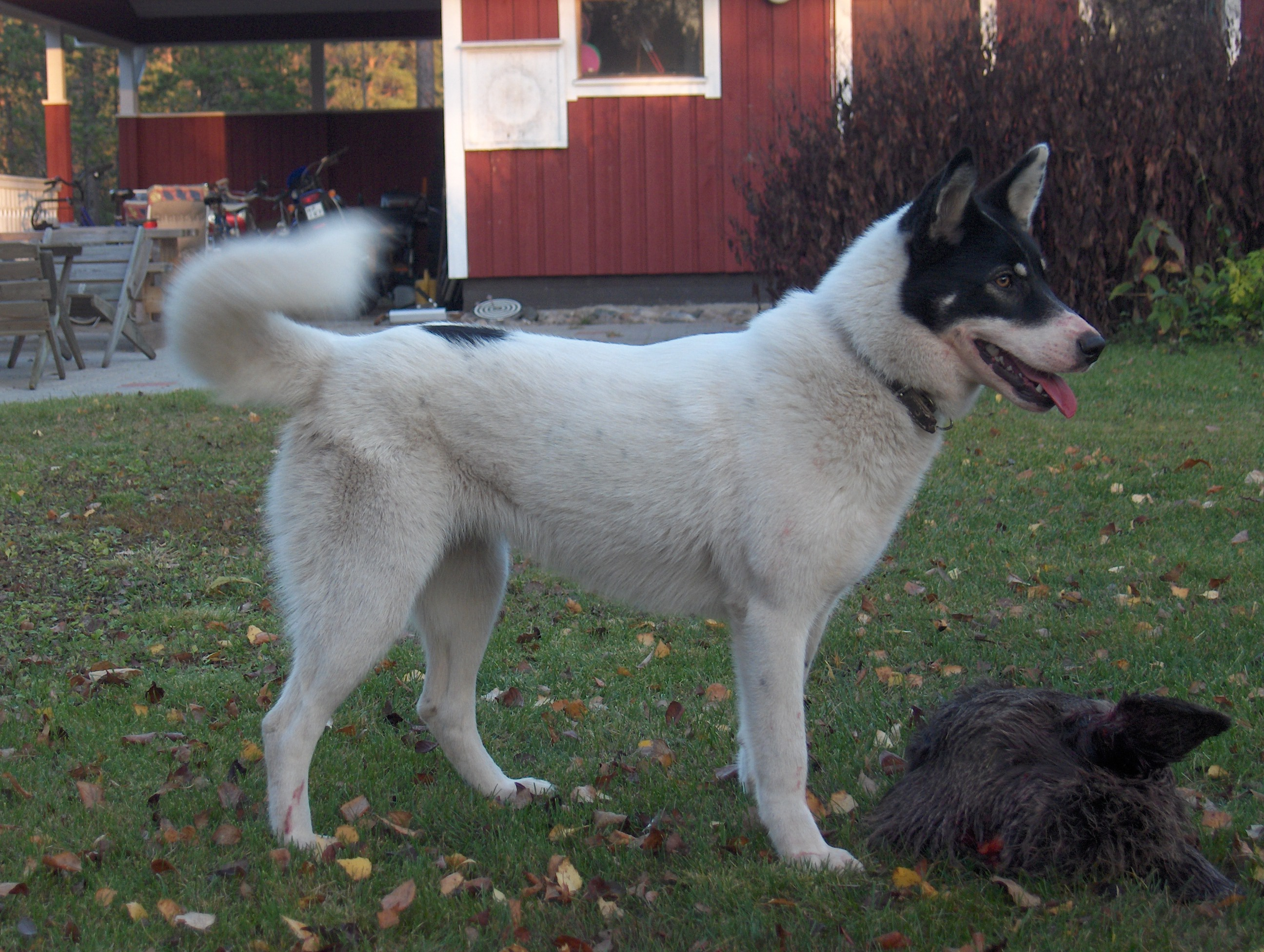
Ostsibirischer Laika
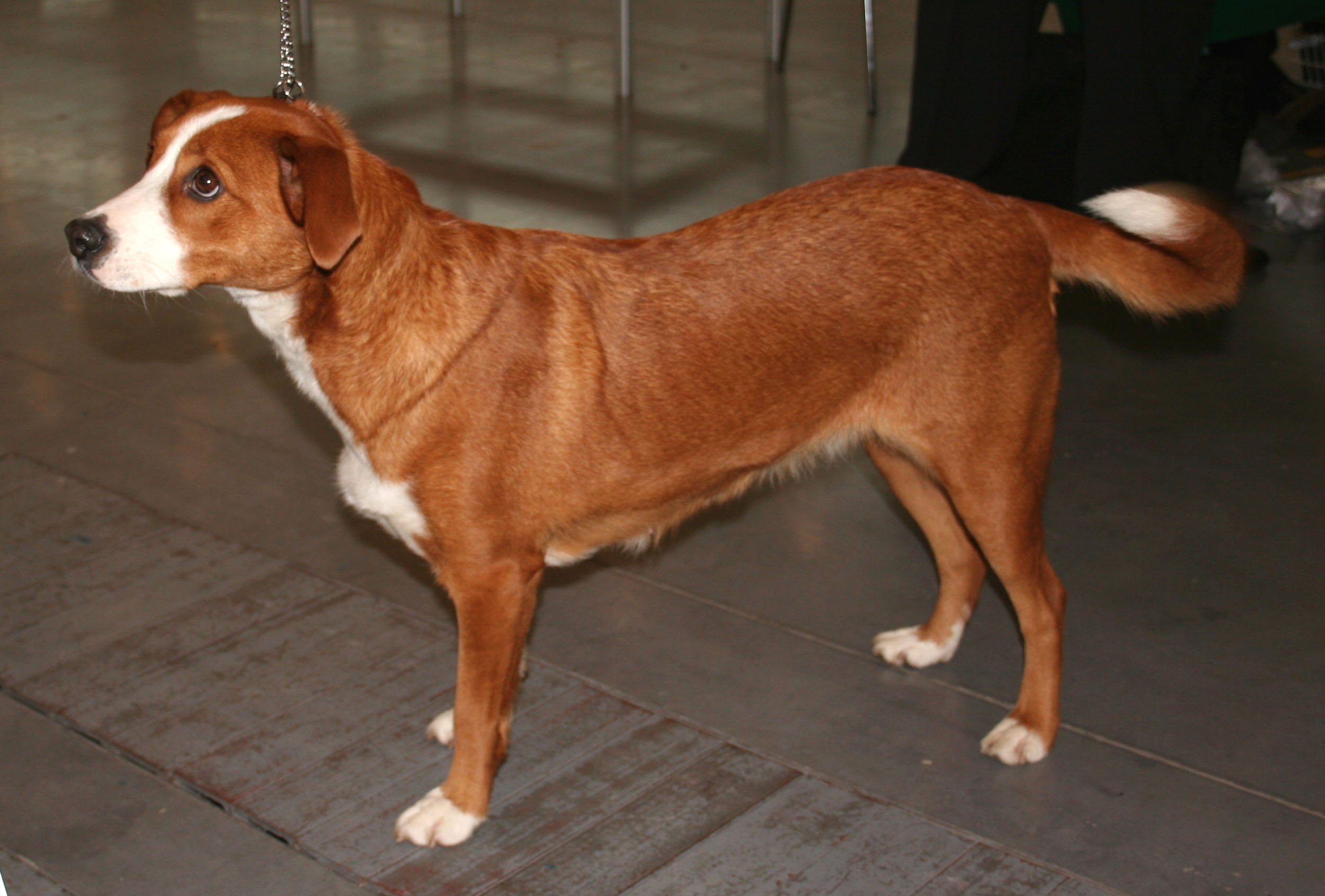
Österreichischer Kurzhaarpinscher
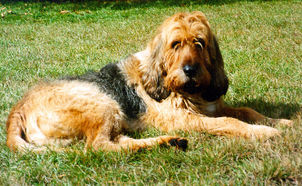
Otterhund
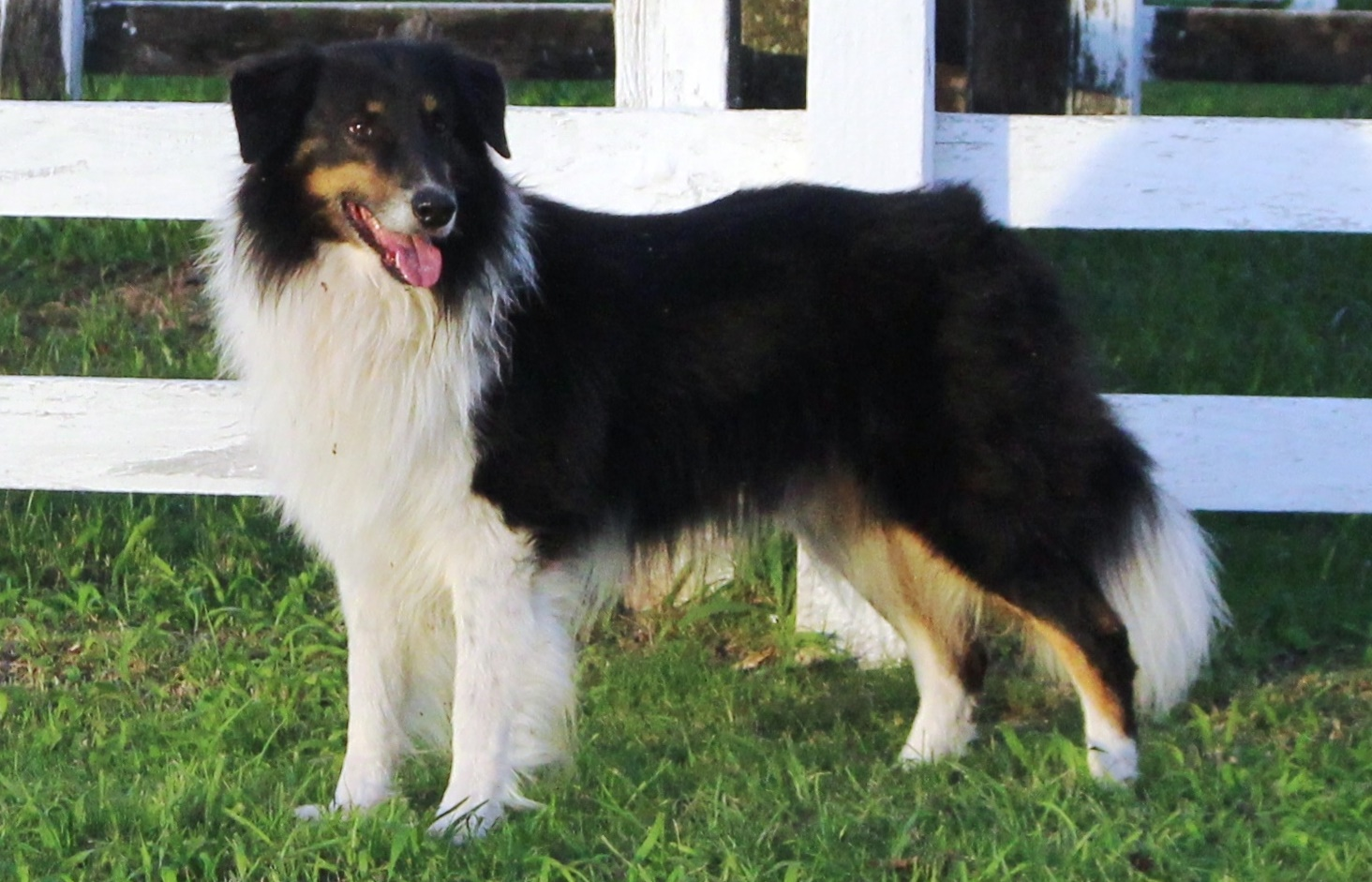
Ovelheiro Gaúcho

## P

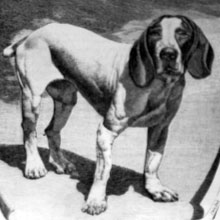
Pachon Navarro
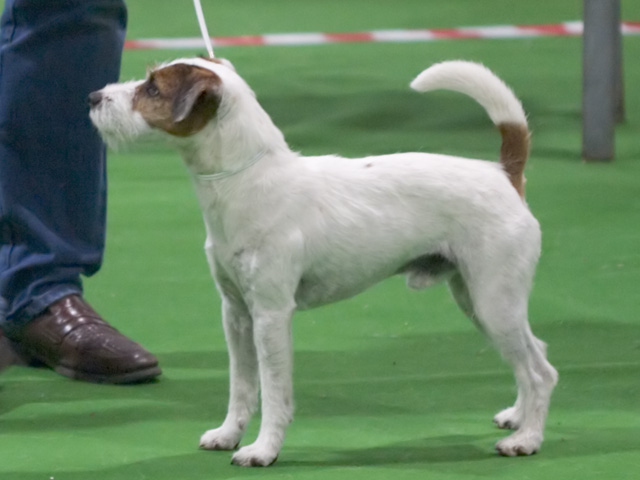
Parson Russell Terrier
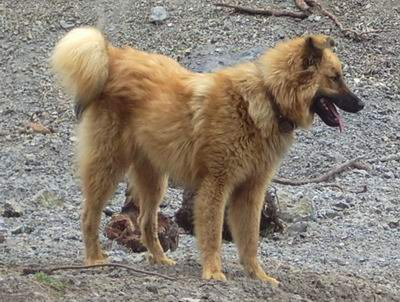
Pastor Garafiano
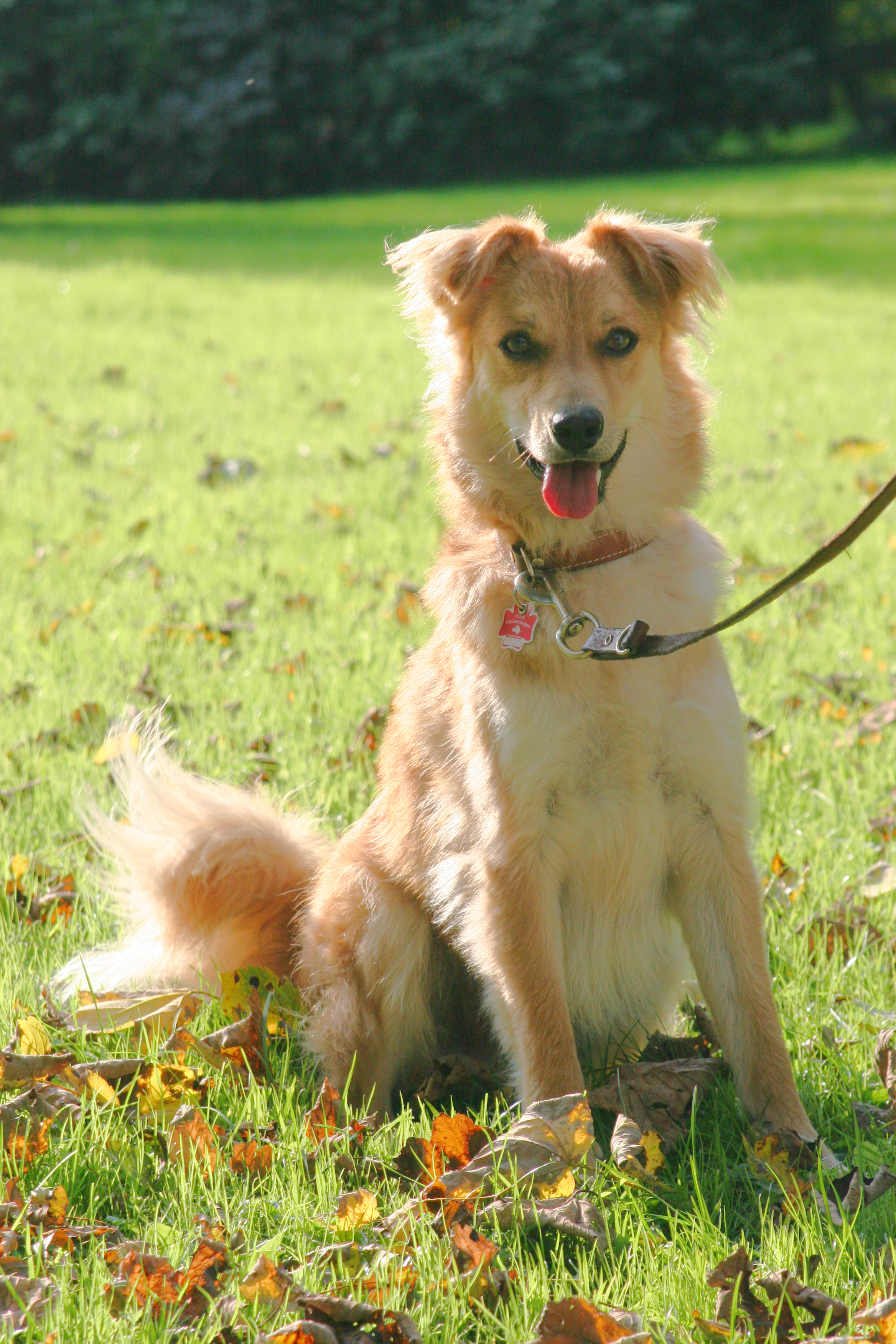
Pastor Vasco
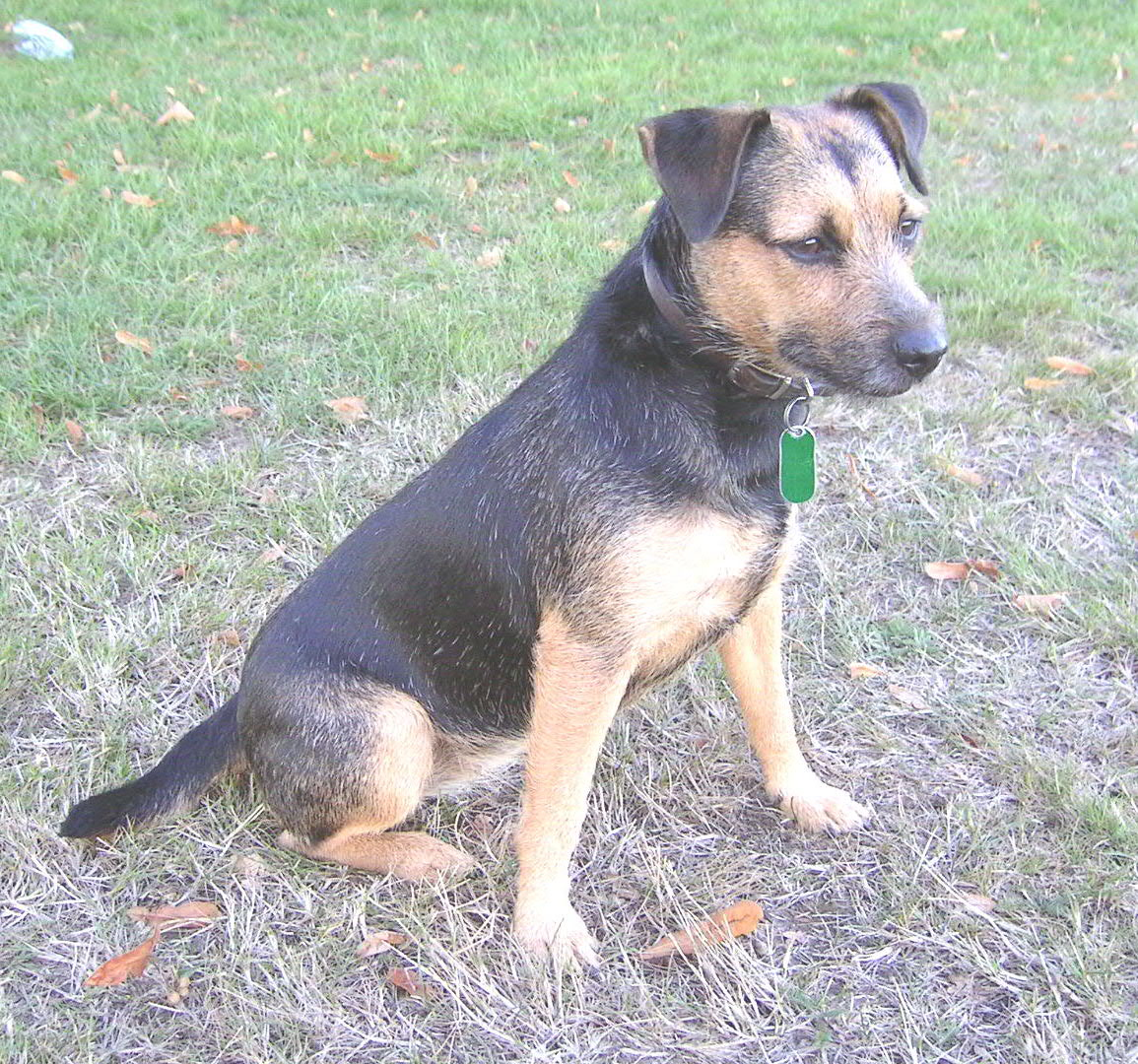
Patterdale Terrier
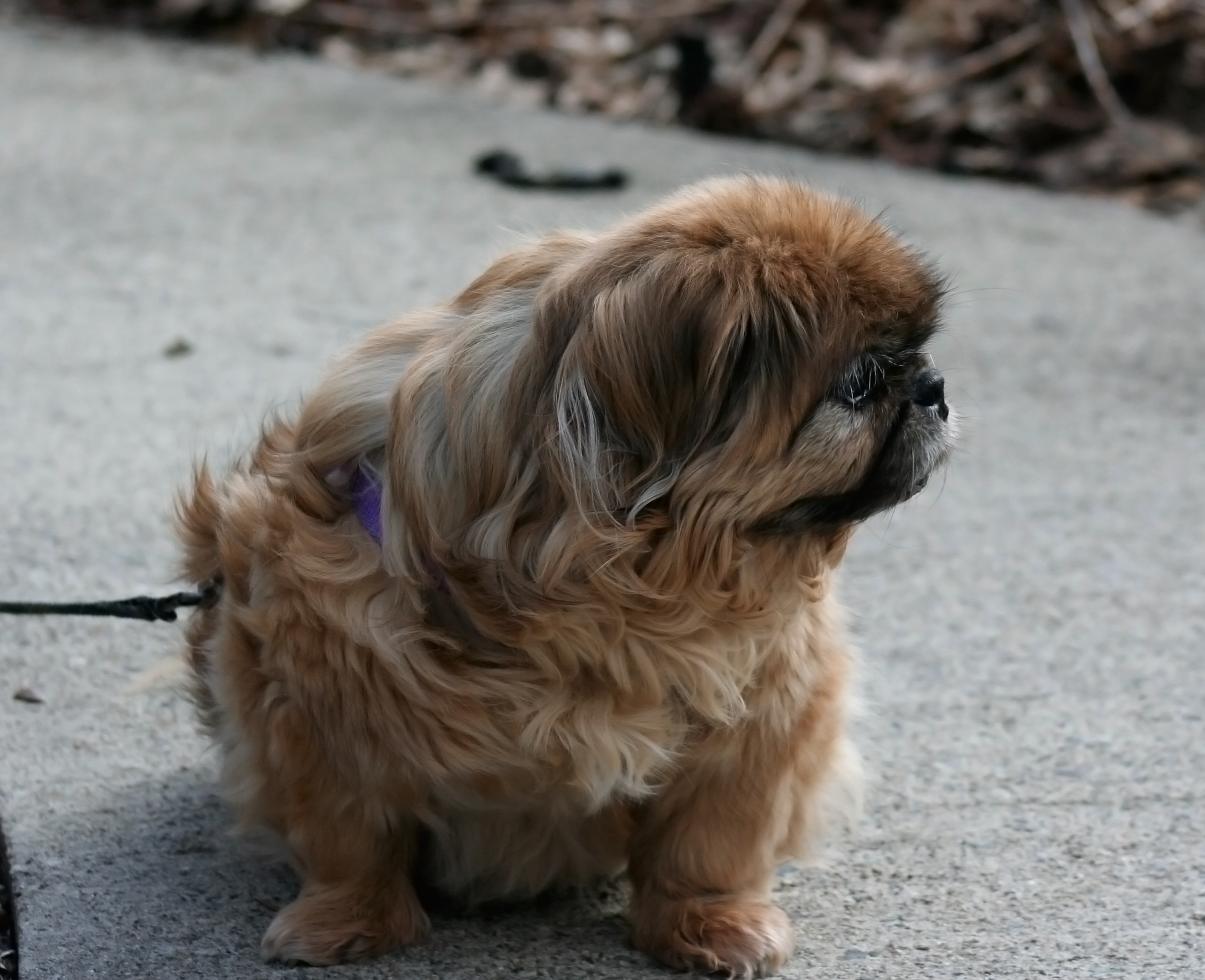
Pekingese
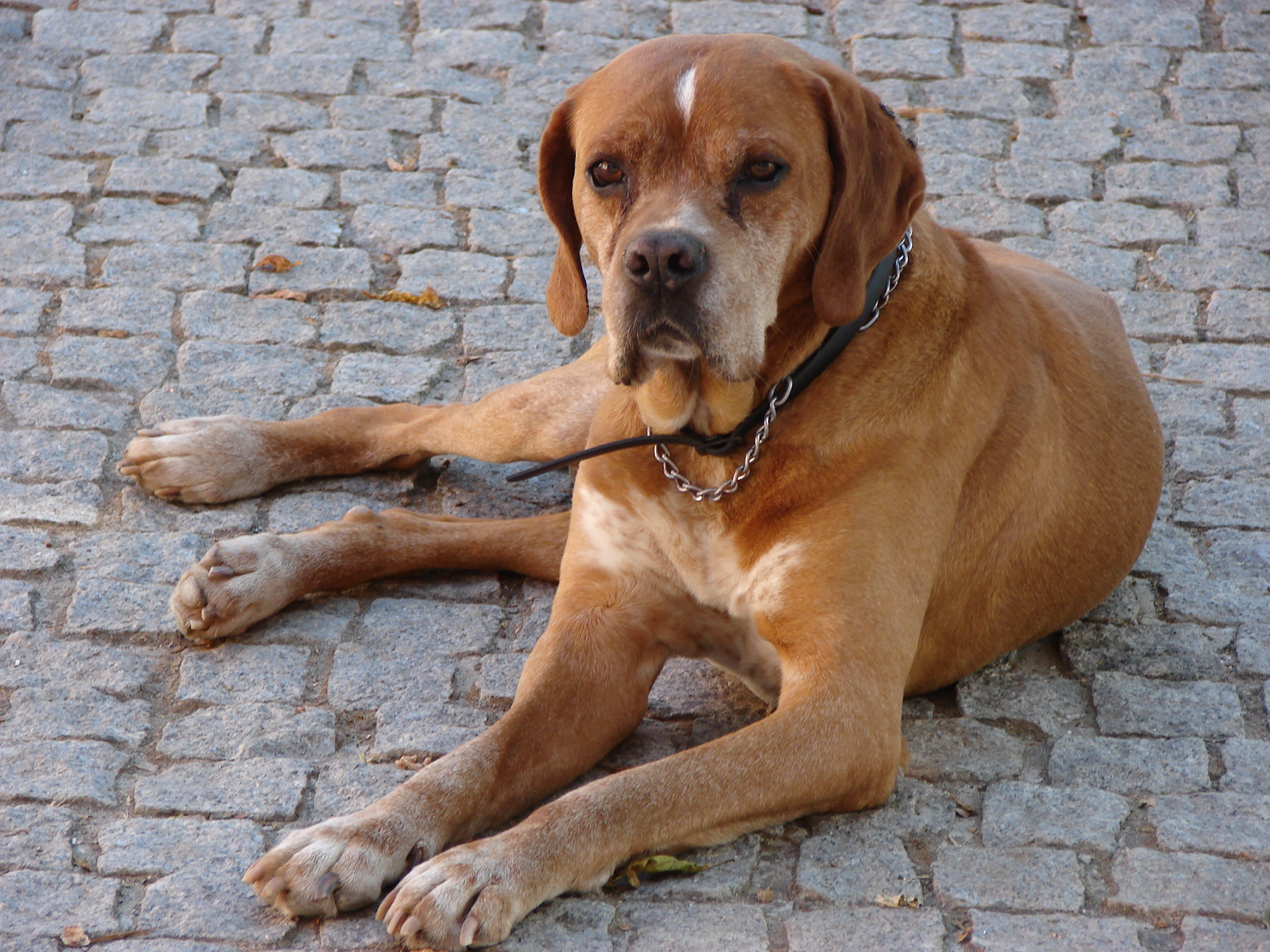
Perdigueiro Português
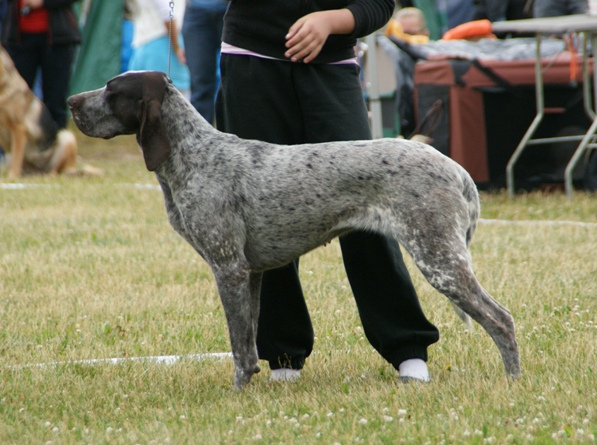
Perdiguero de Burgos
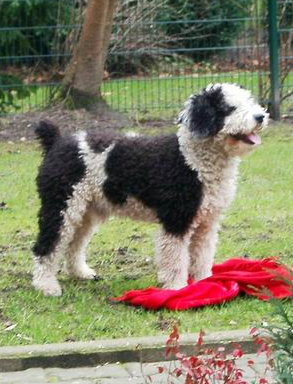
Perro de Agua Español
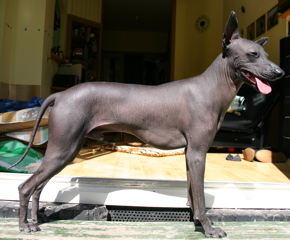
Peruanischer Nackthund
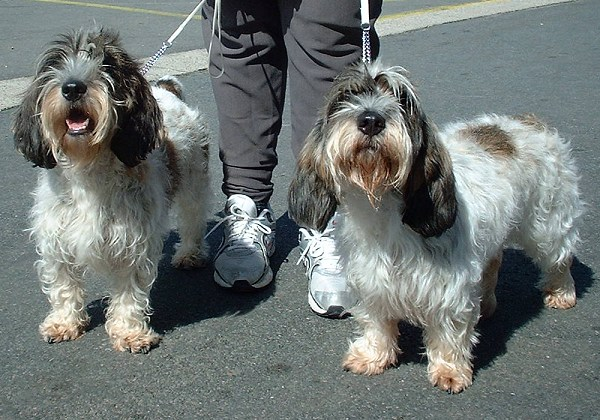
Petit Basset Griffon Vendéen
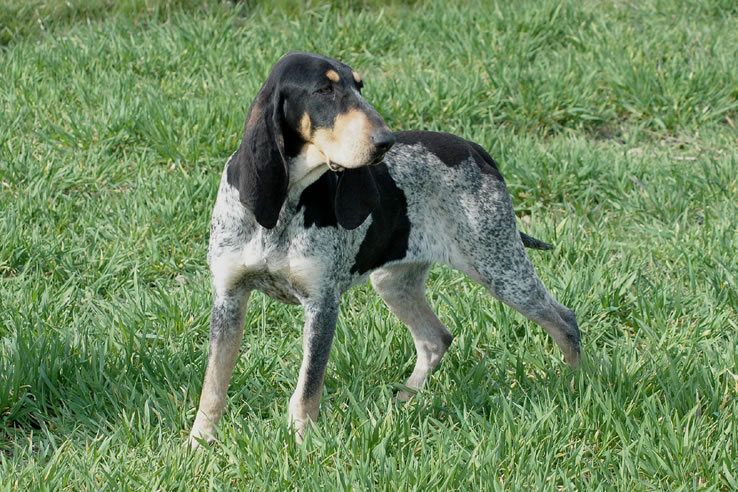
Petit Bleu de Gascogne
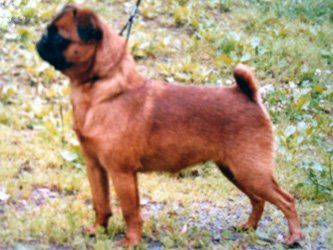
Petit Brabançon
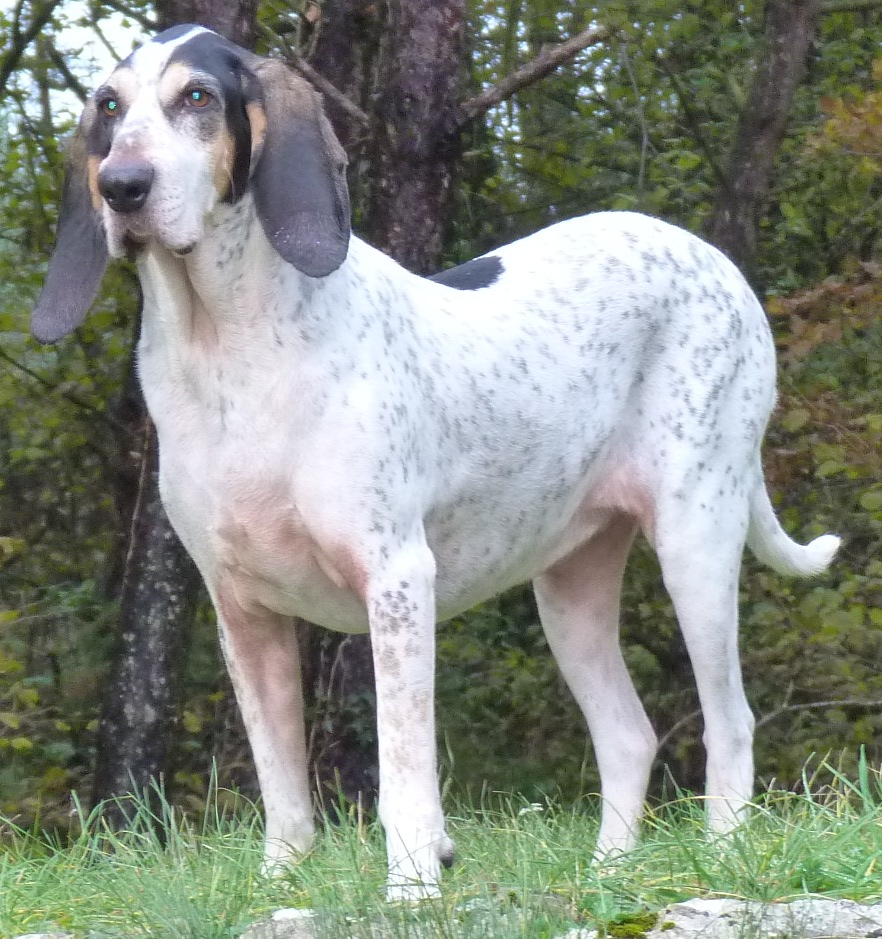
Petit Gascon Saintongeois
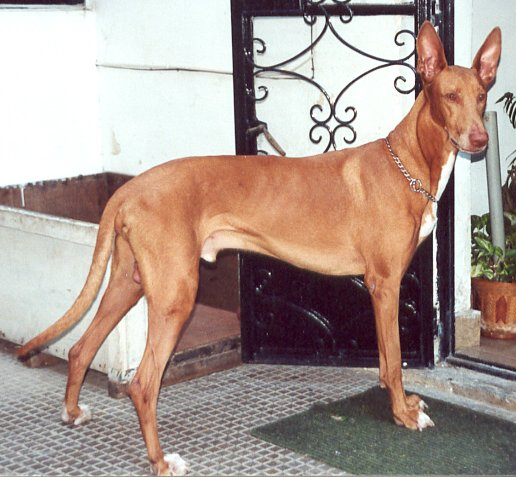
Pharaonenhund
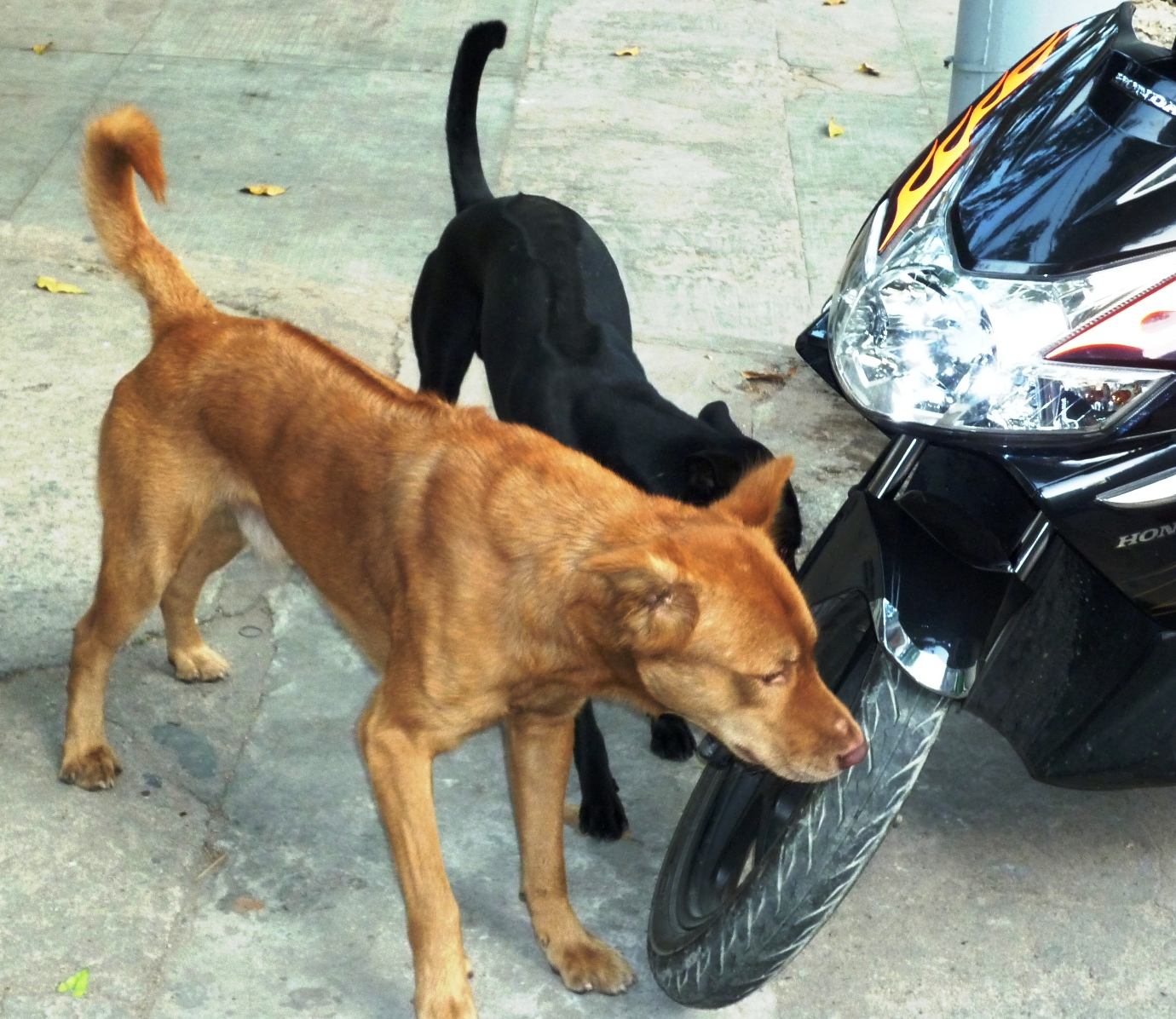
Phu Quoc Ridgeback
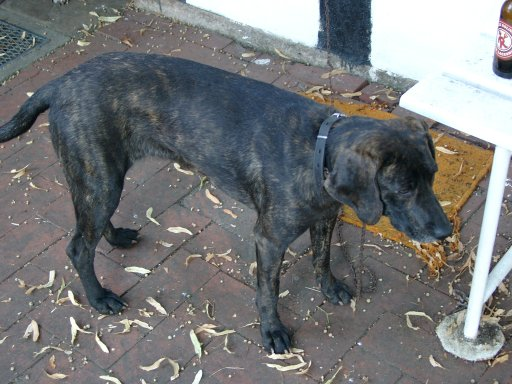
Plott Hound
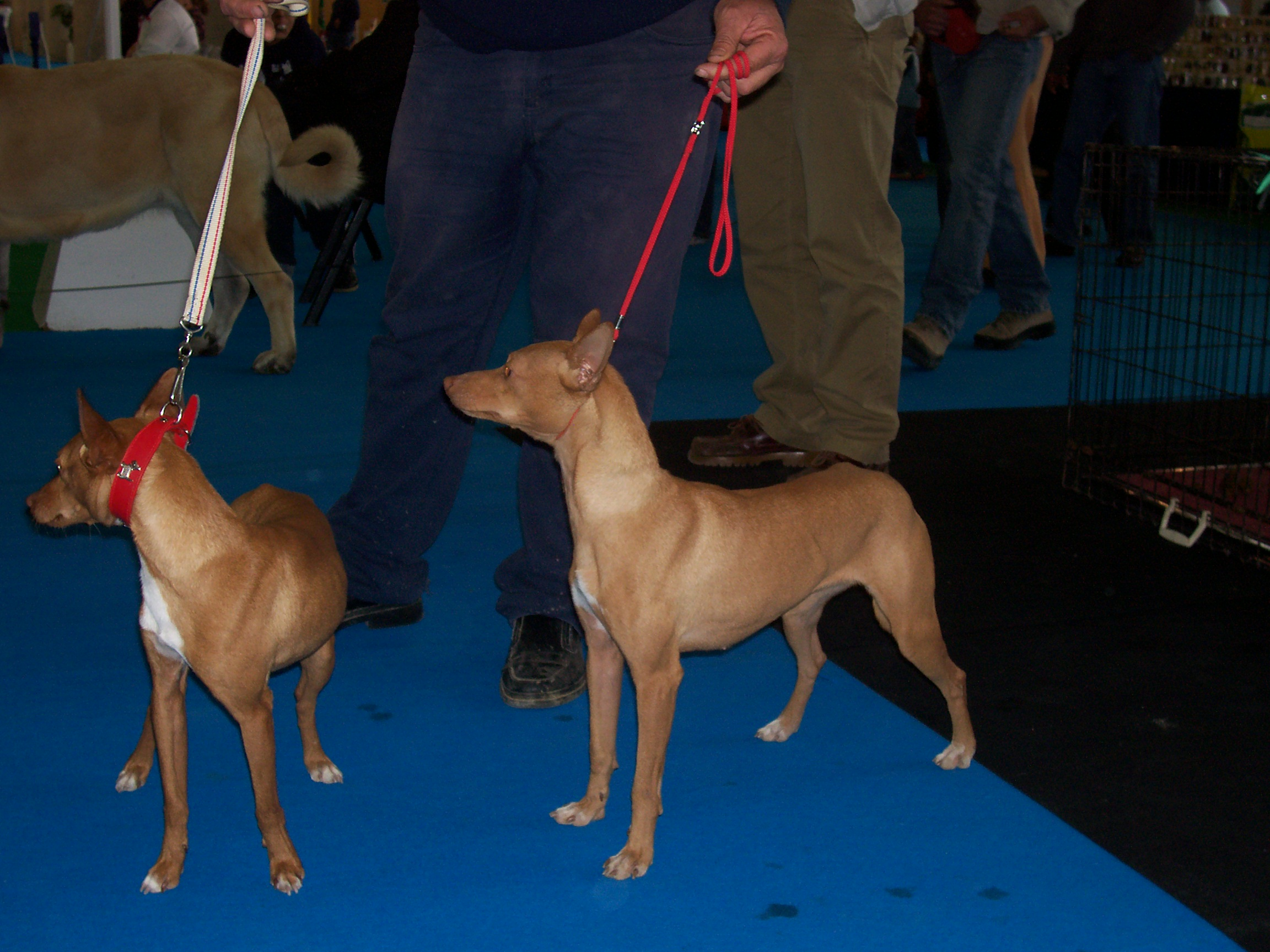
Podenco Andaluz
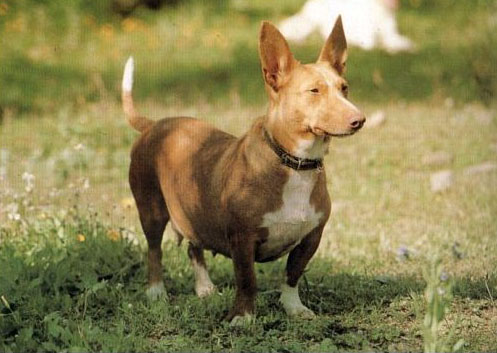
Podenco Andaluz Maneto
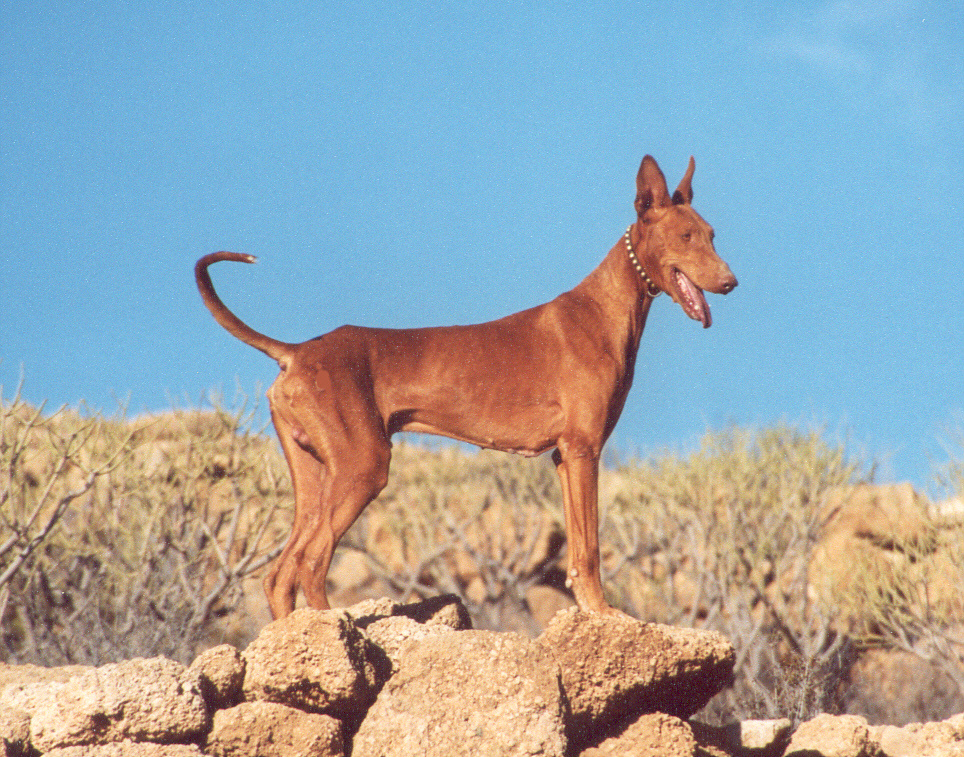
Podenco Canario
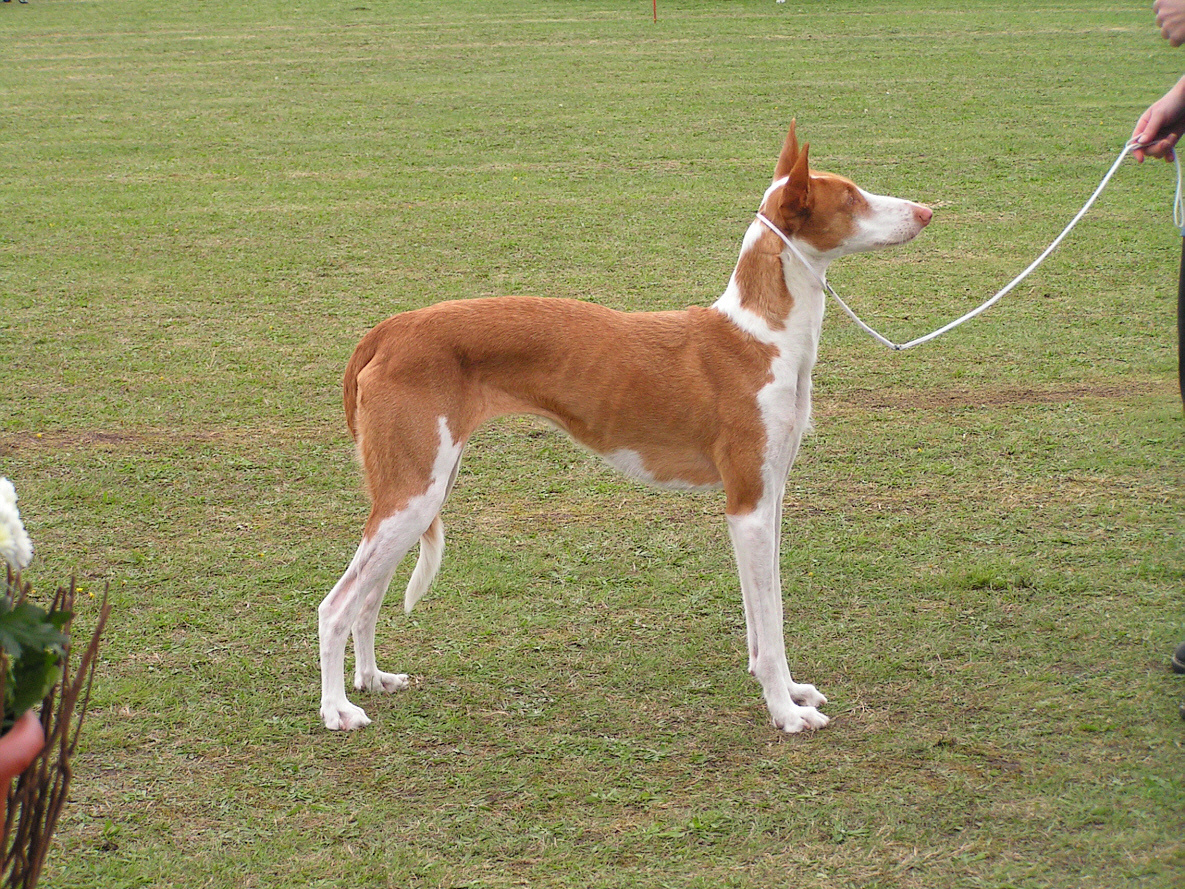
Podenco Ibicenco
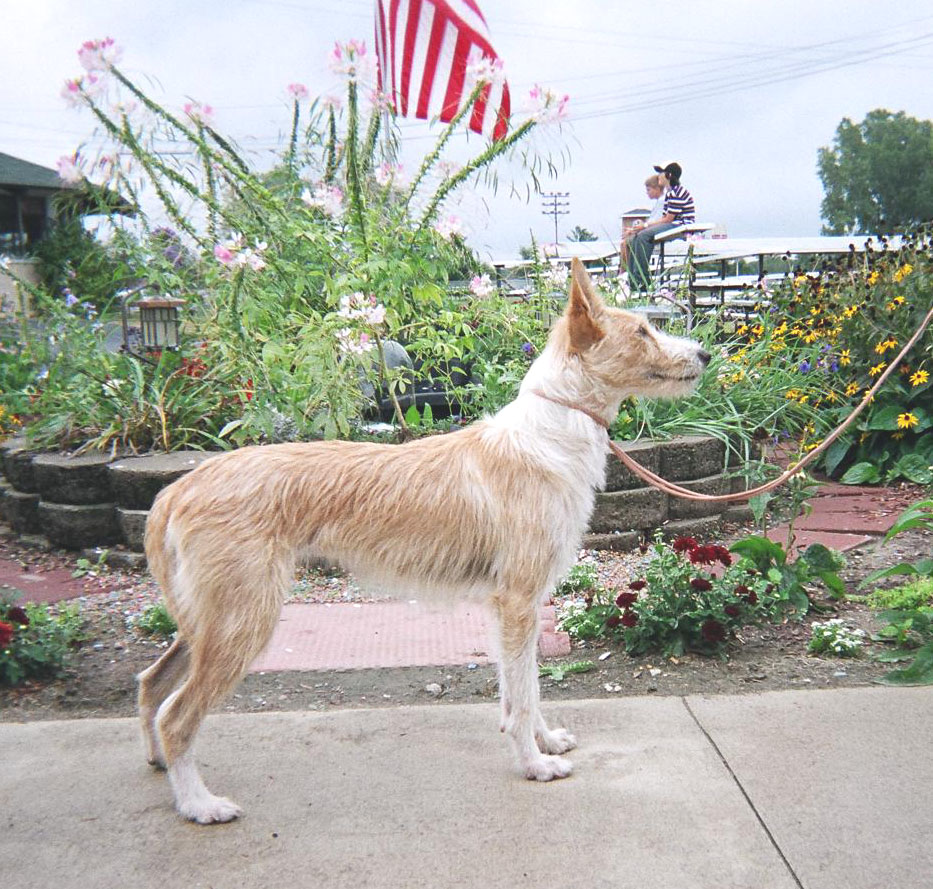
Podengo Português
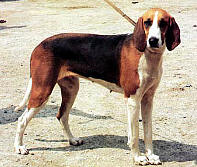
Poitevin
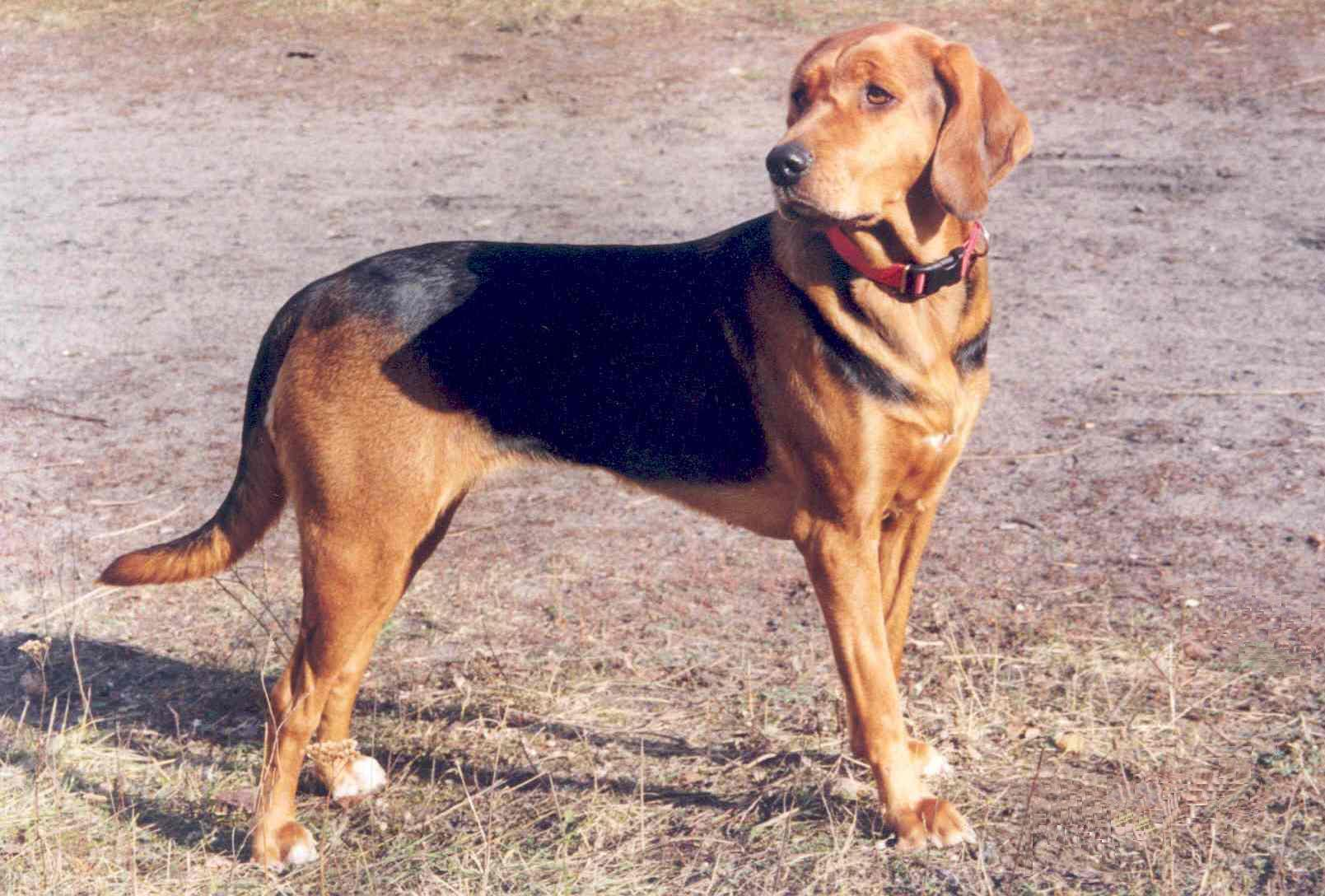
Polnische Bracke
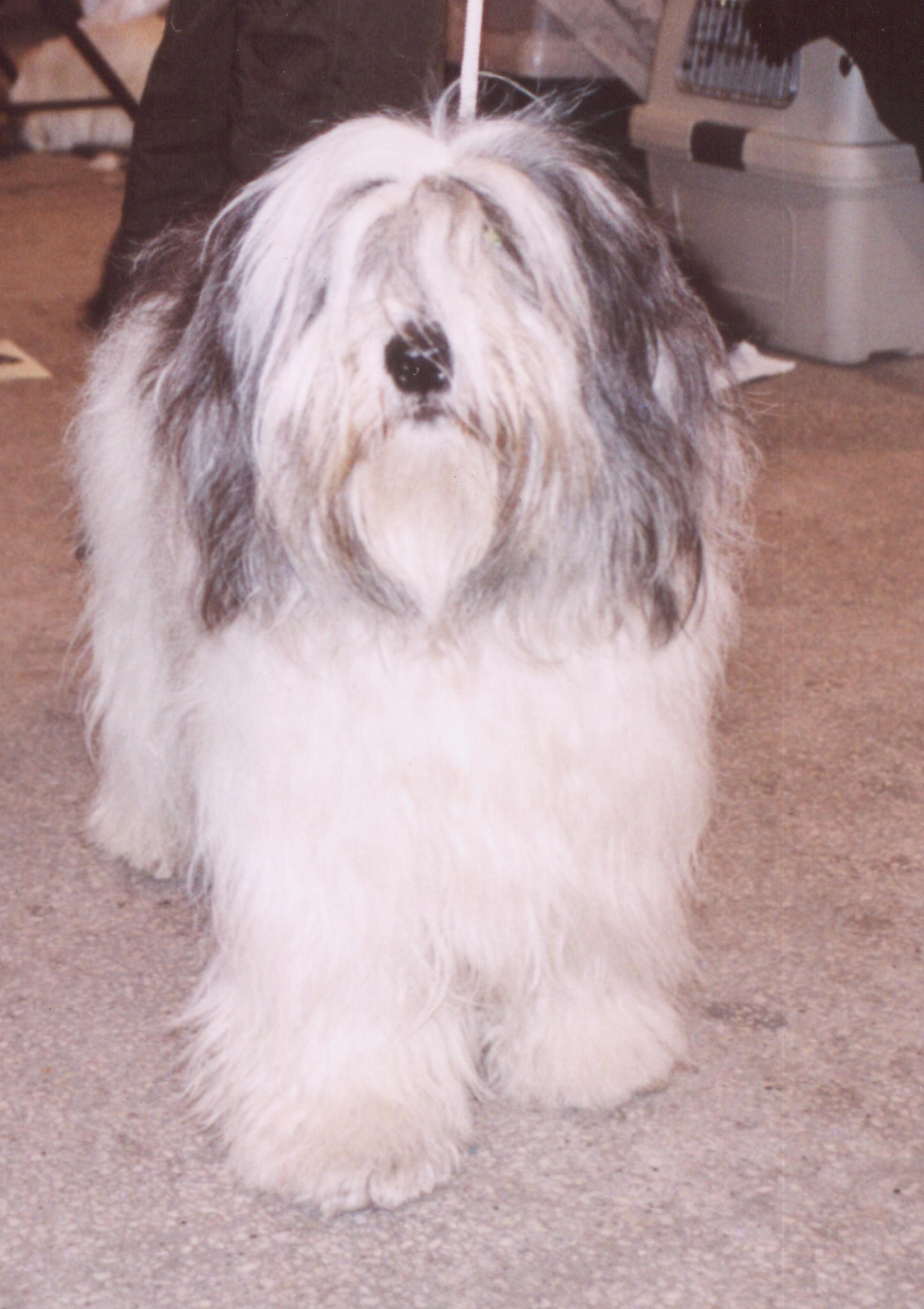
Polski Owczarek Nizinny
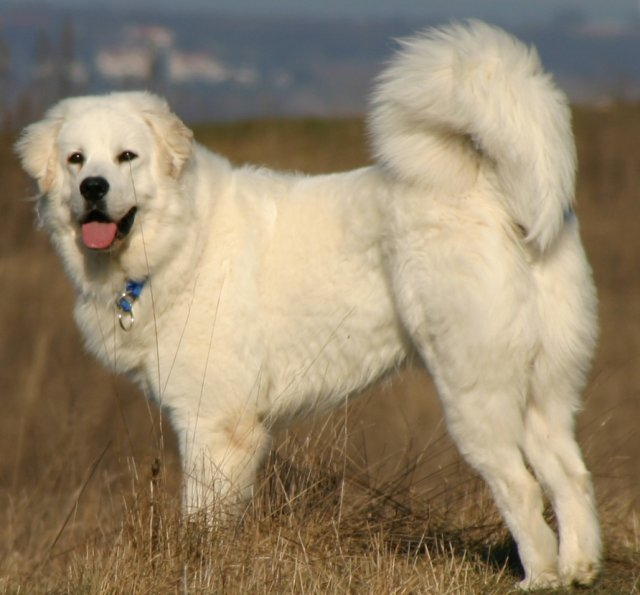
Polski Owczarek Podhalanski
Pommerscher Hütehund (†)
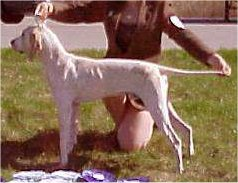
Porcelaine
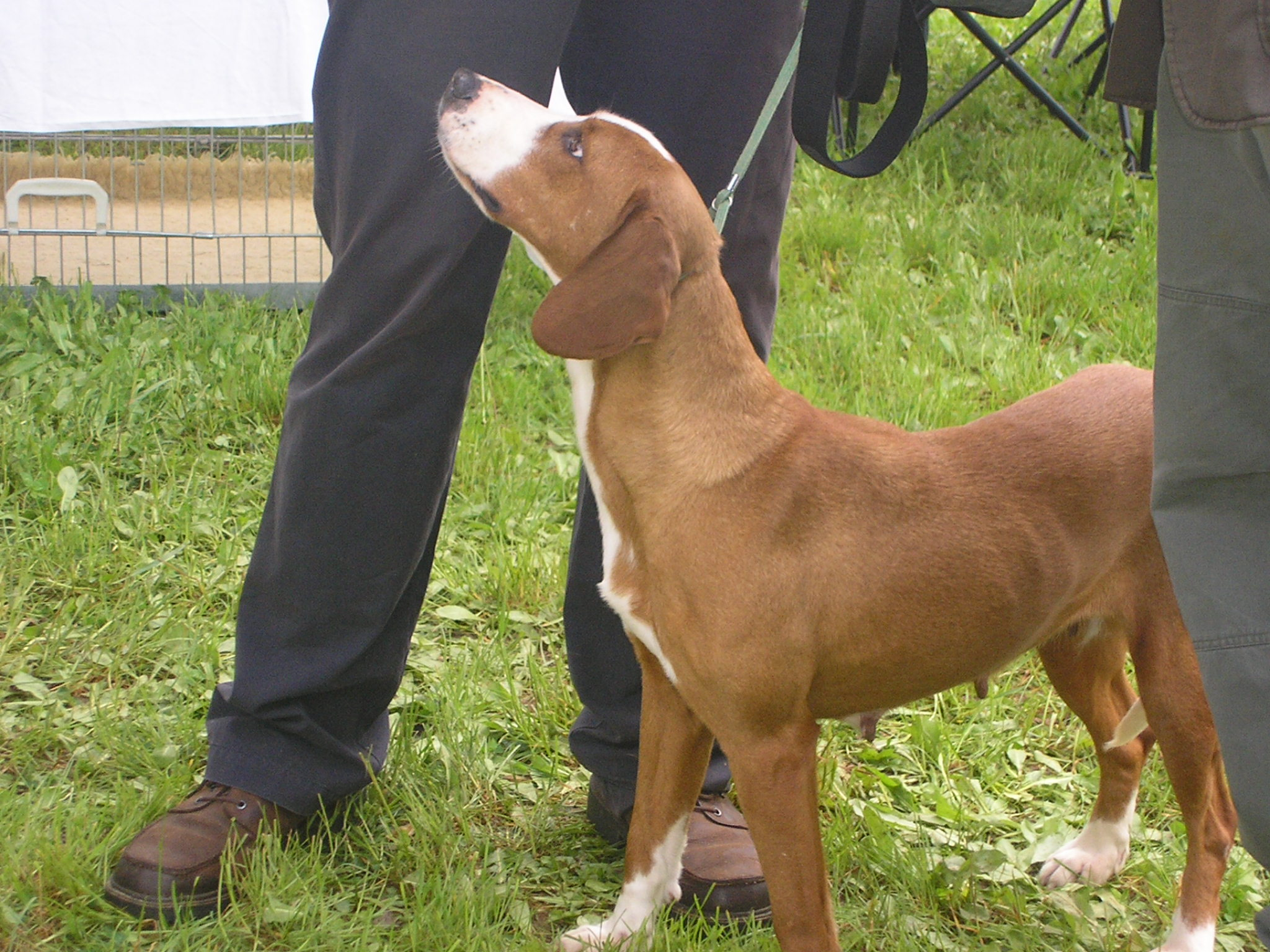
Posavski Gonič, Save-Bracke, Savetalbracke, Posavatz-Laufhund
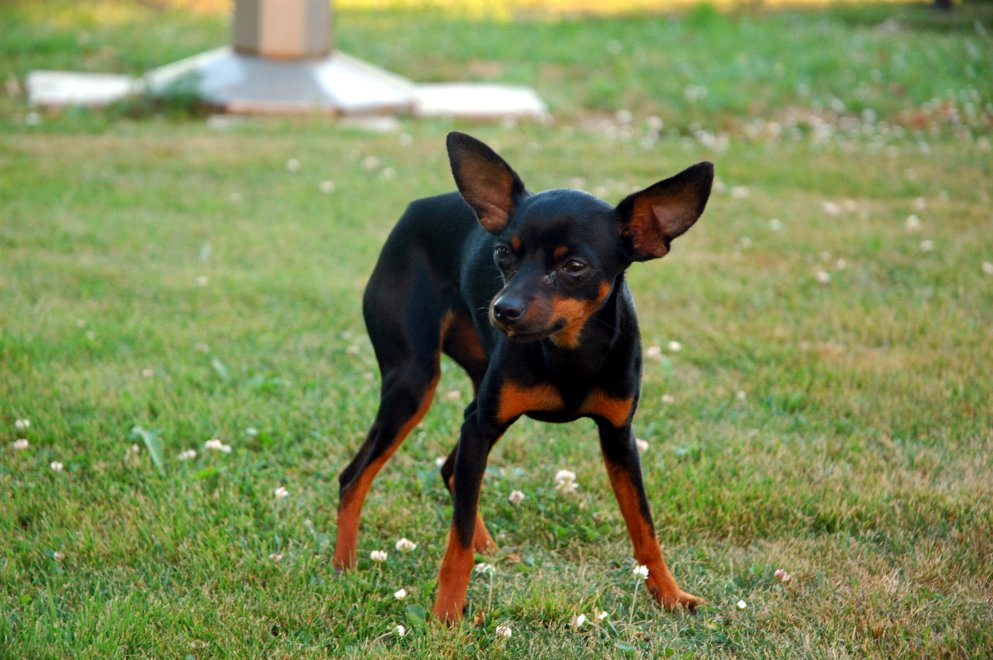
Prager Rattler
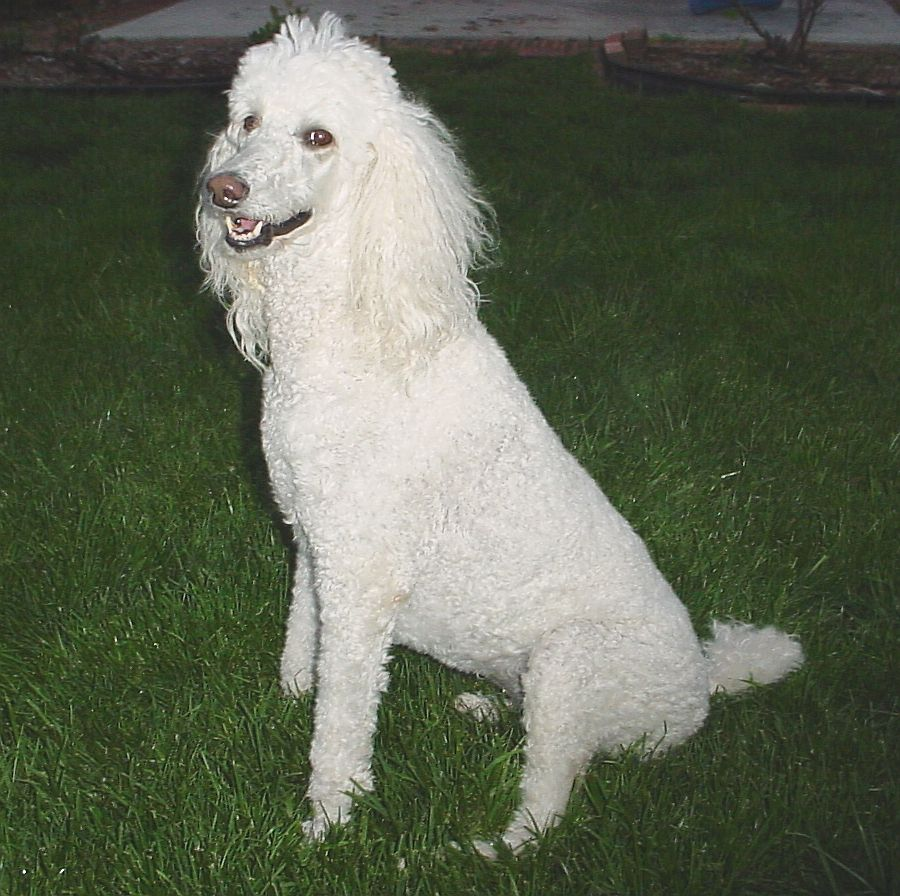
Pudel (Königspudel)
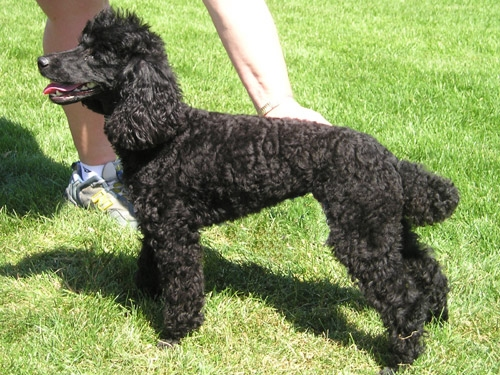
Pudel (Zwergpudel)
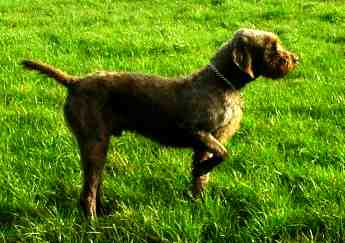
Pudelpointer
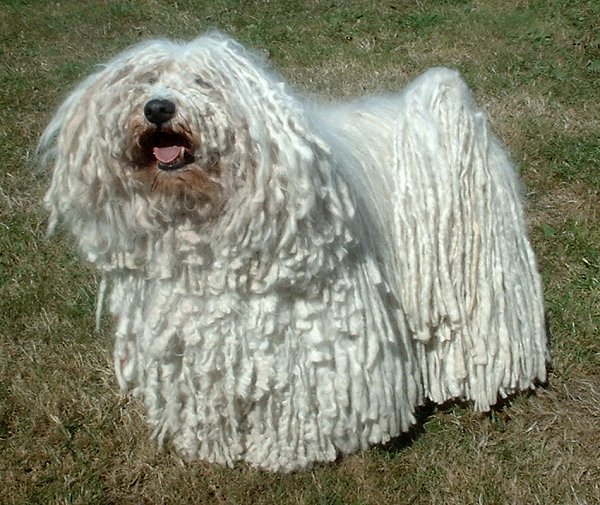
Puli
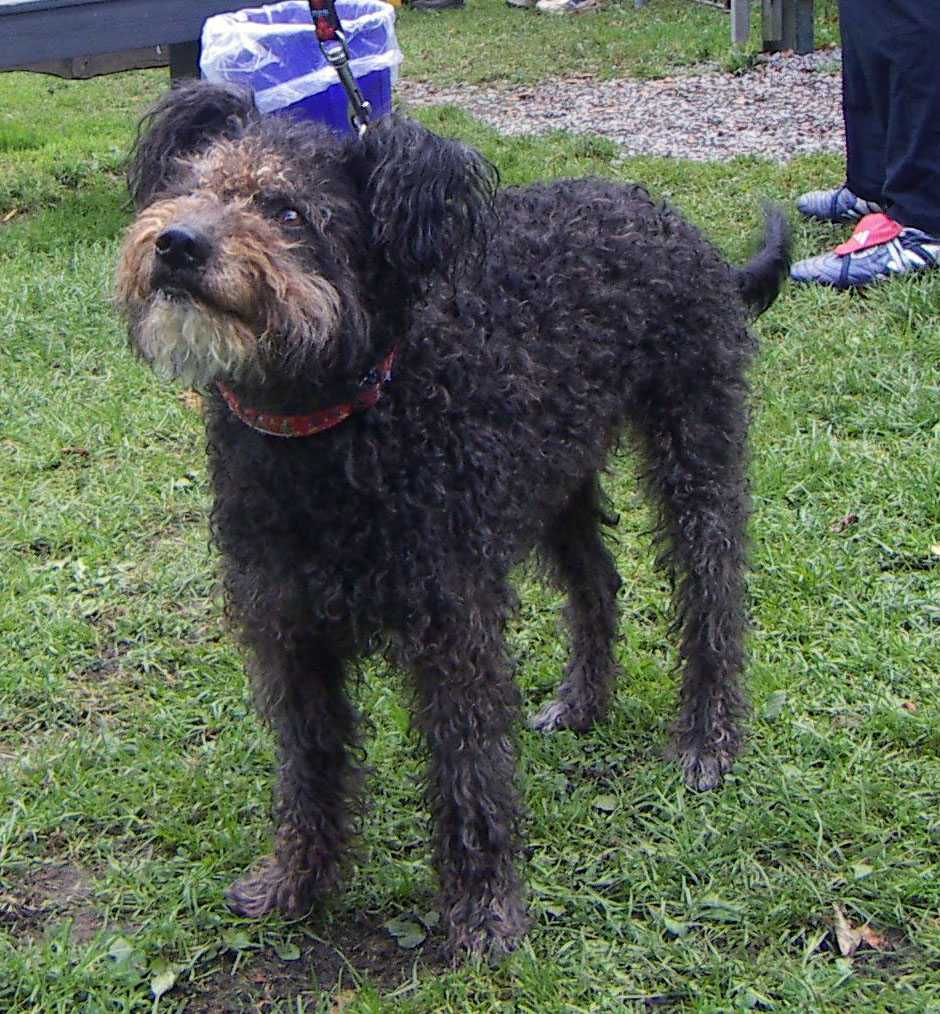
Pumi
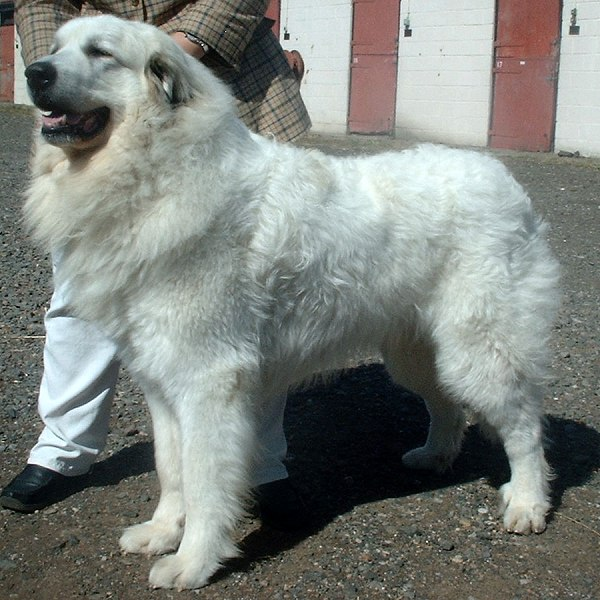
Pyrenäenberghund
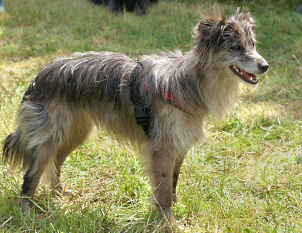
Pyrenäenschäferhund /-hütehund, Face rase
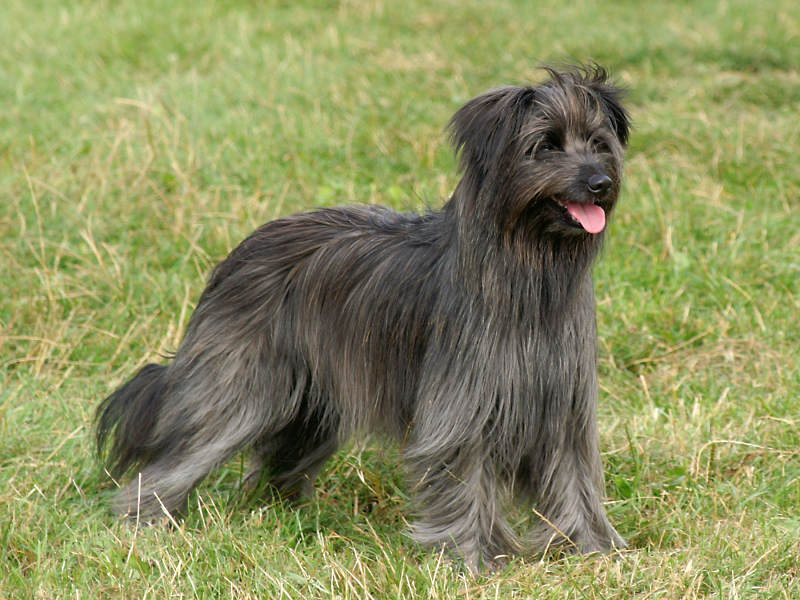
Pyrenäenschäferhund /-hütehund, Langhaar

## R

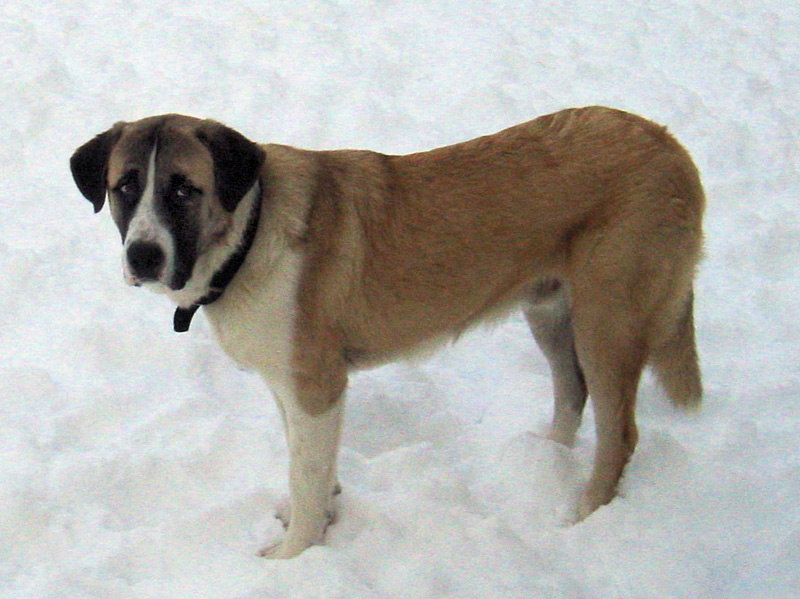
Rafeiro do Alentejo
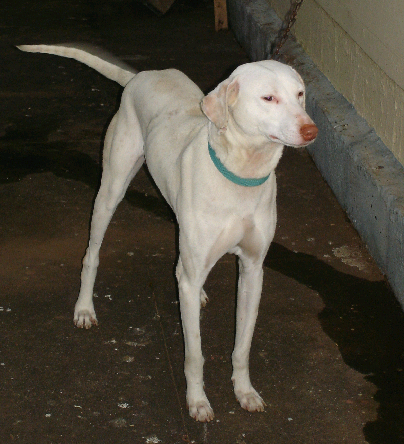
Rajapalayam
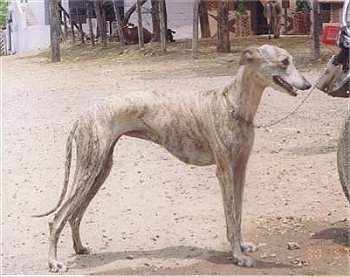
Rampur Hound
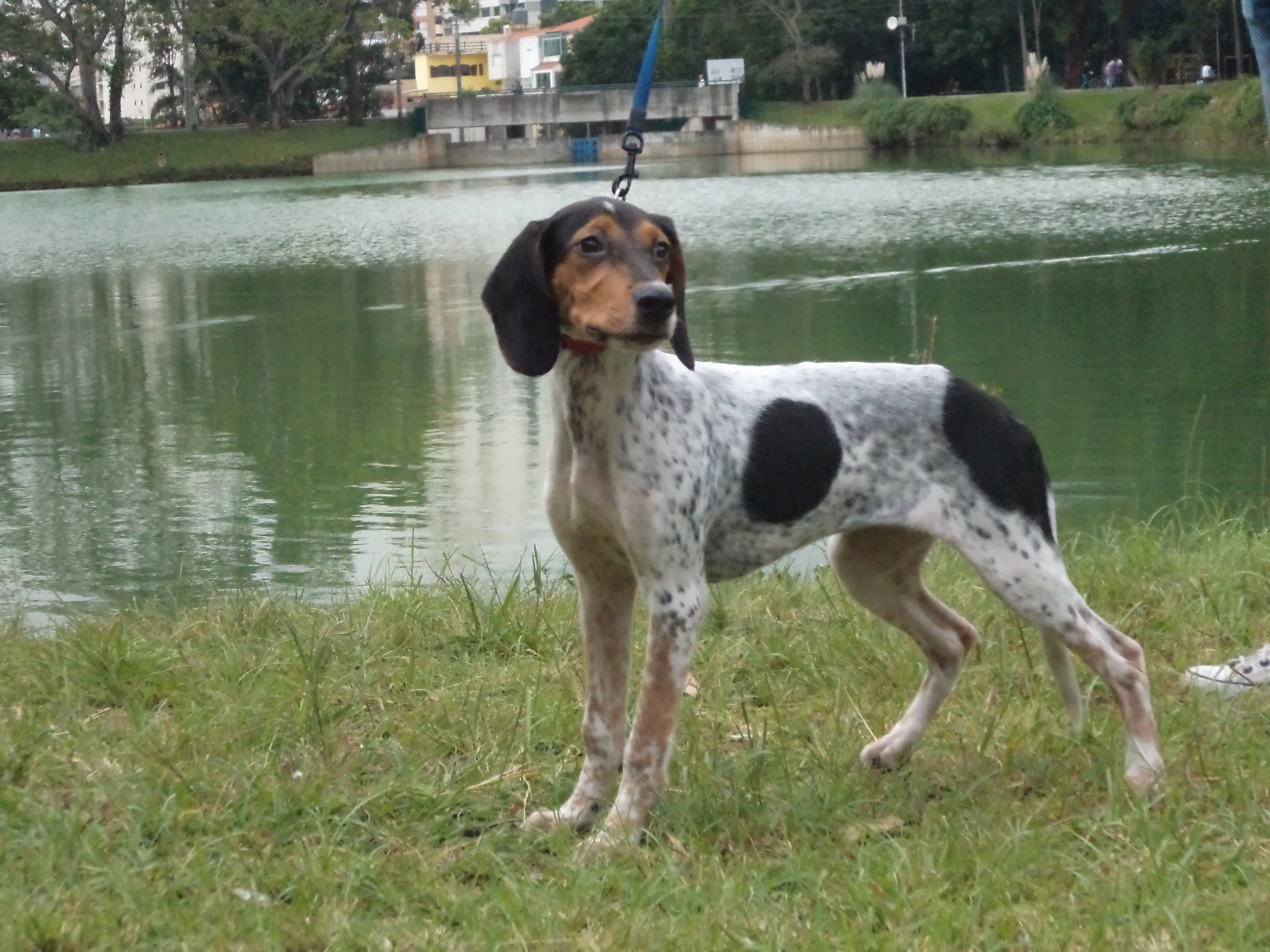
Rastreador Brasileiro
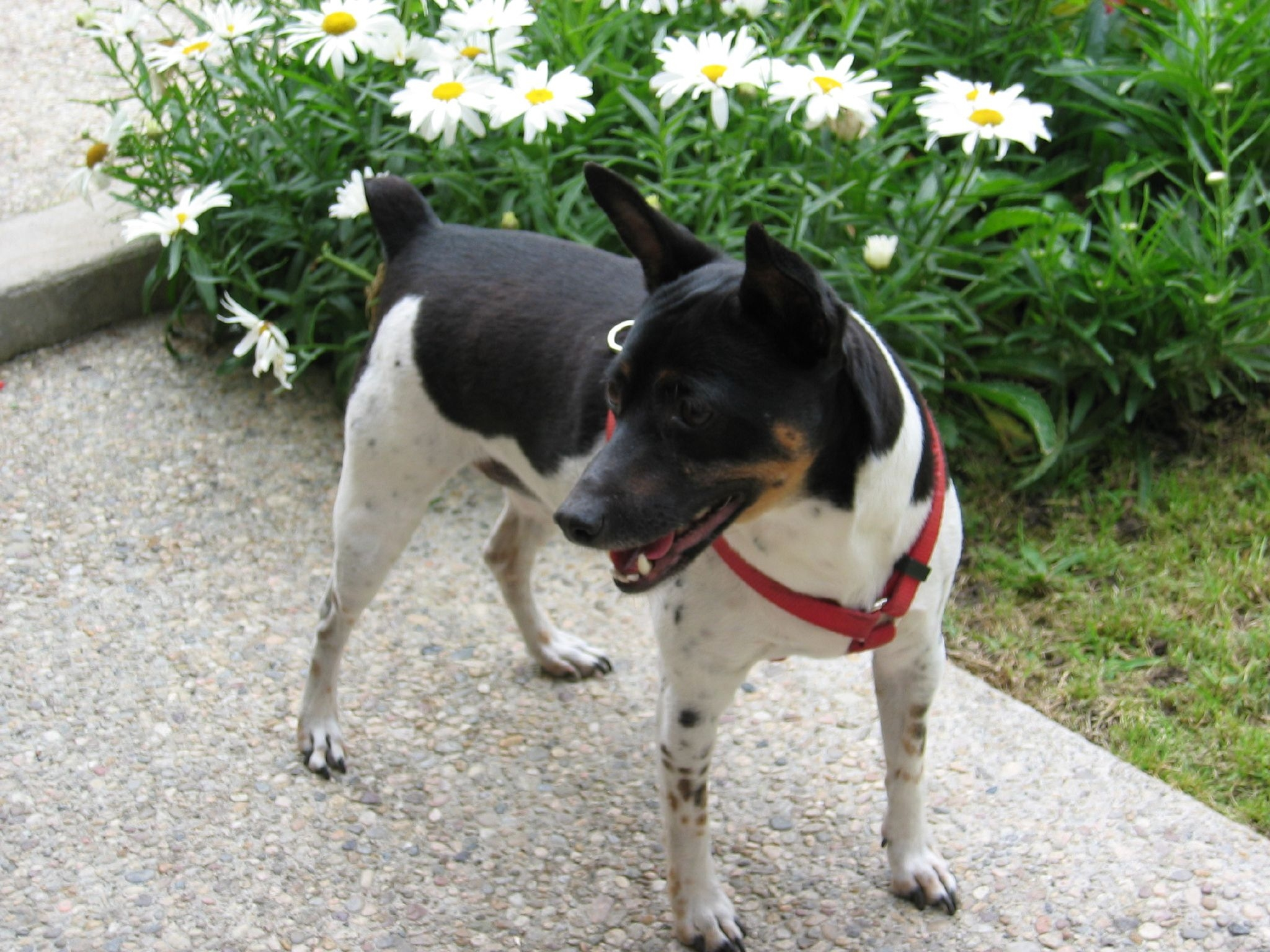
Rat Terrier
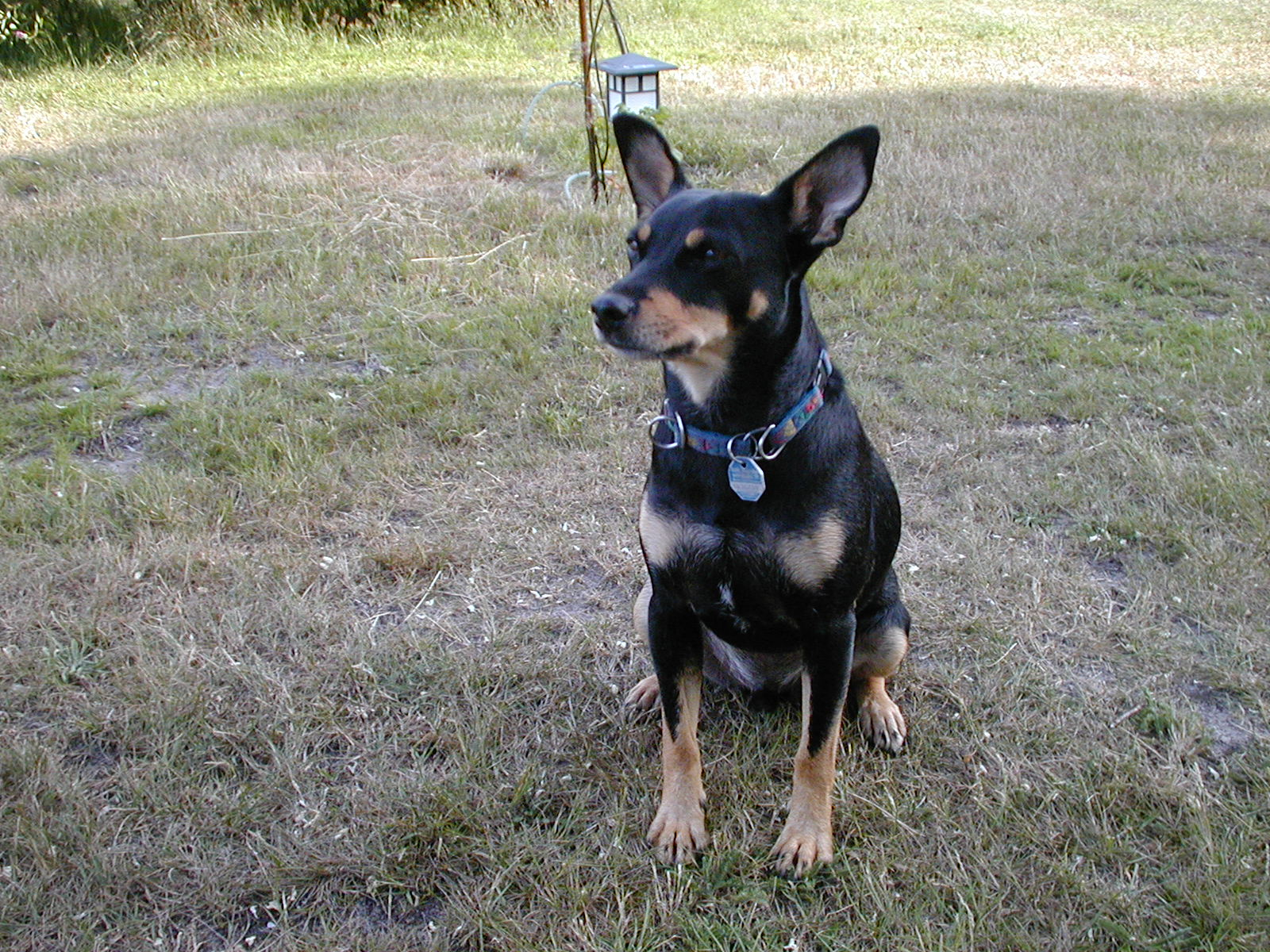
Ratero Mallorquín
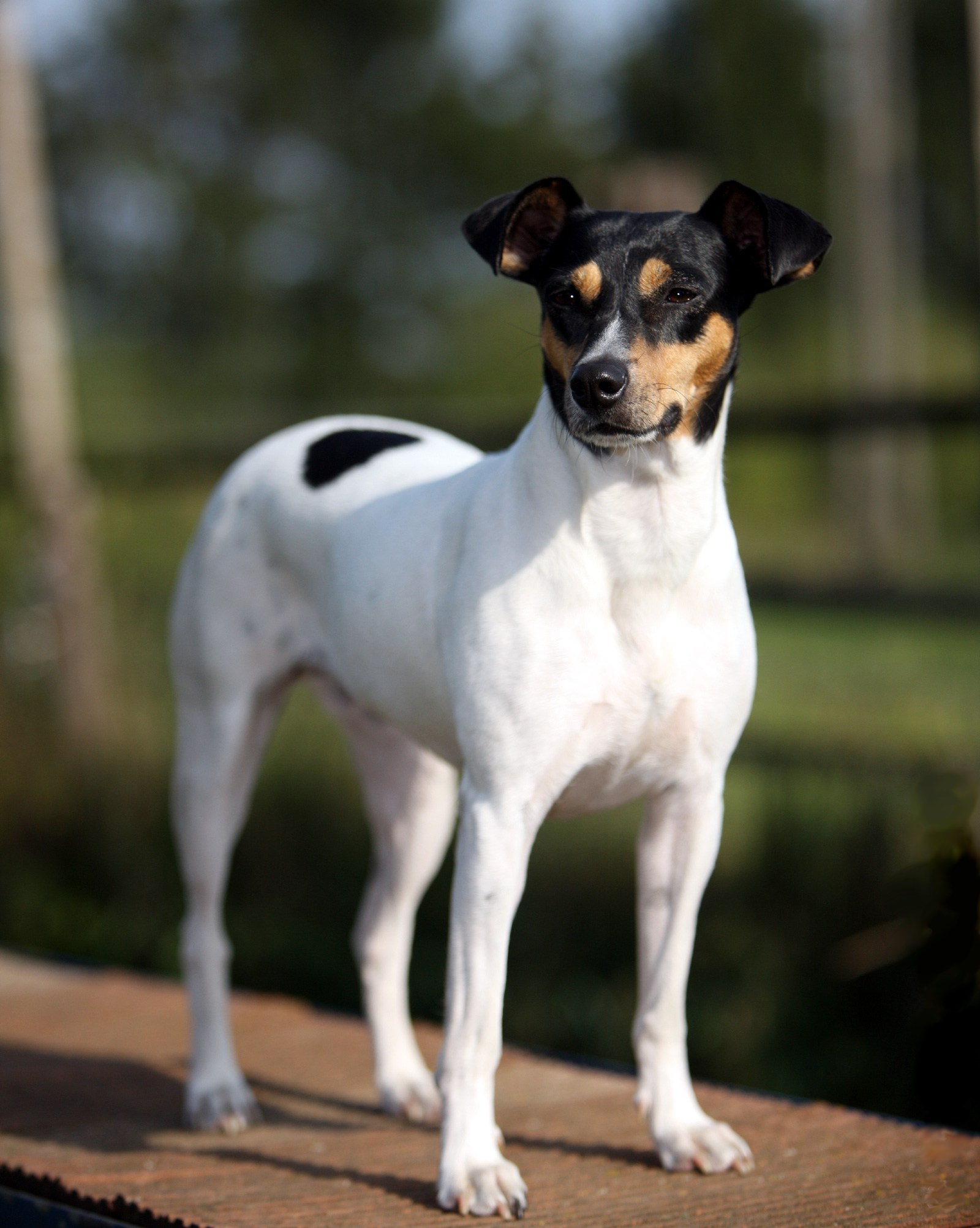
Ratonero Bodeguero Andaluz
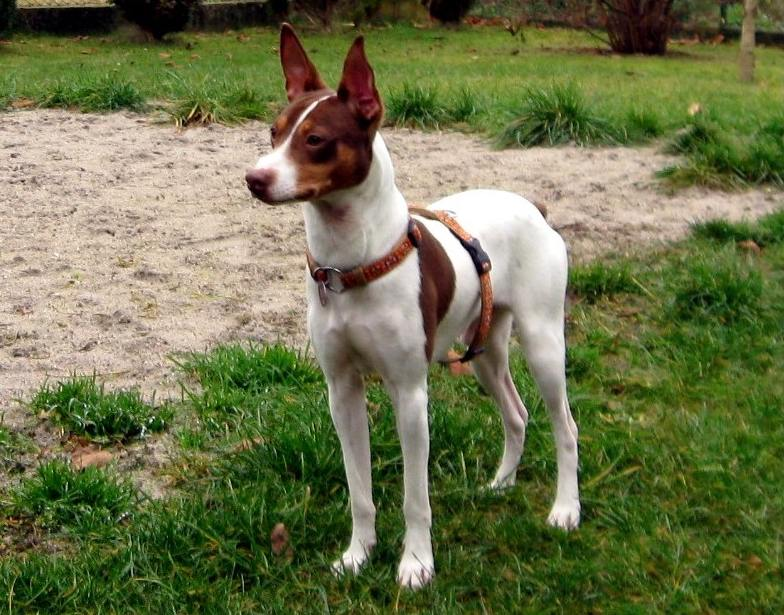
Ratonero Valenciano
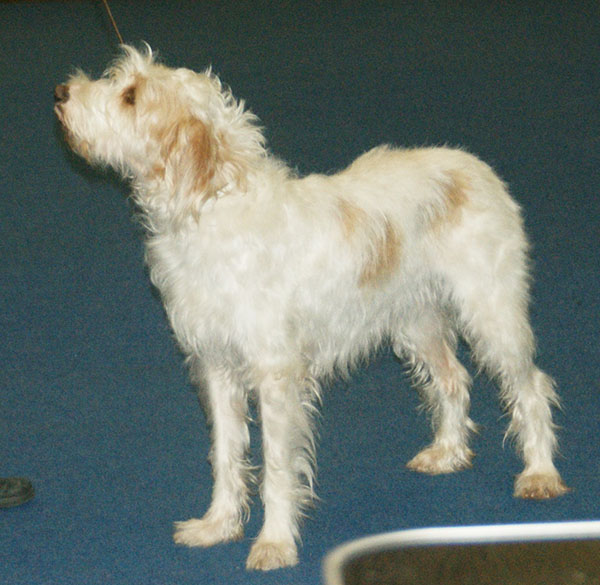
Rauhhaarige Istrianer Bracke (Istarski Ostrodlaki Gonic)
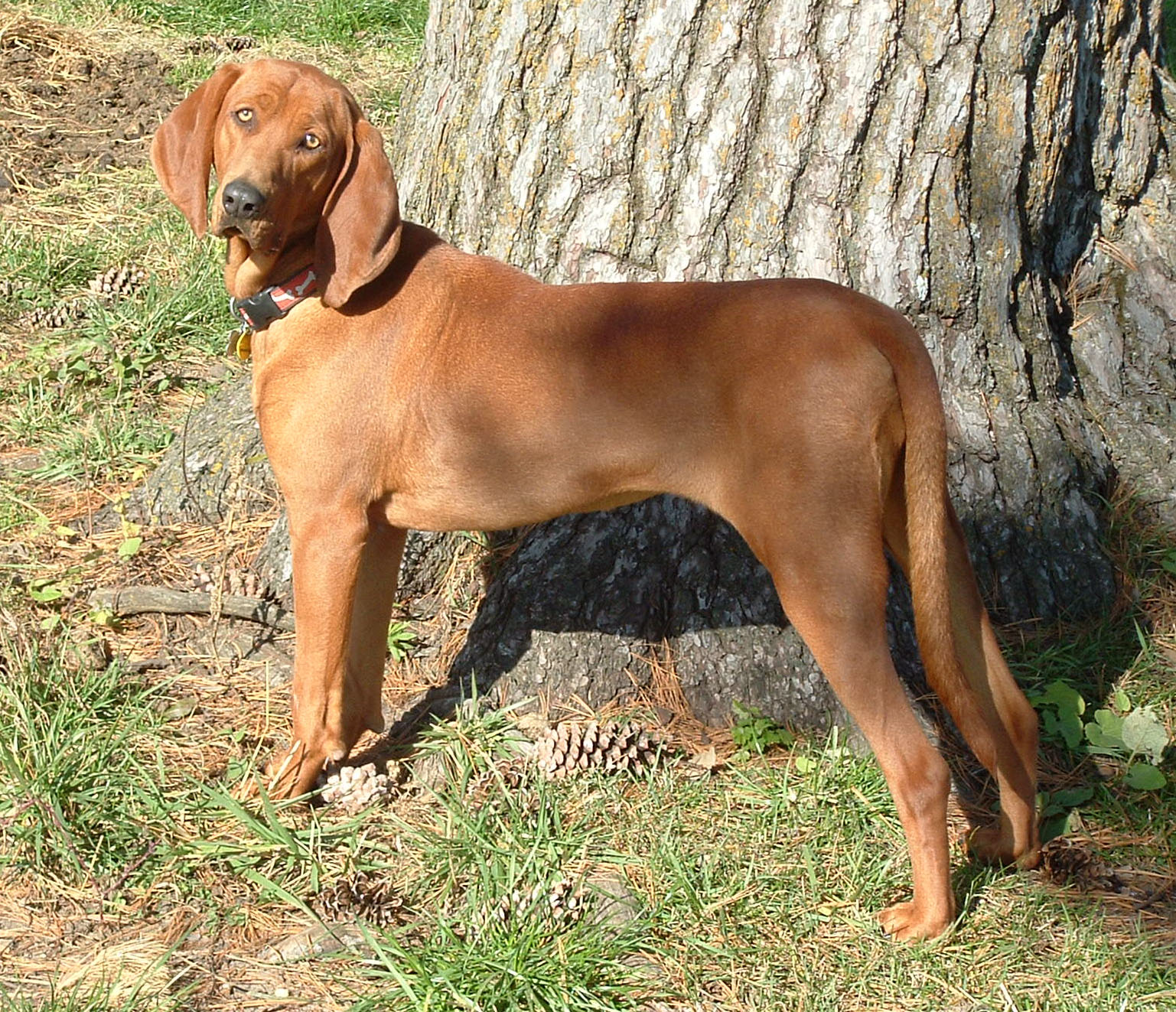
Redbone Coonhound
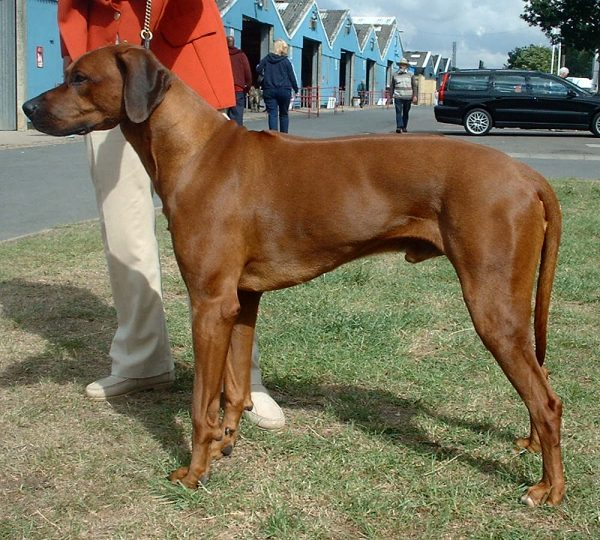
Rhodesian Ridgeback
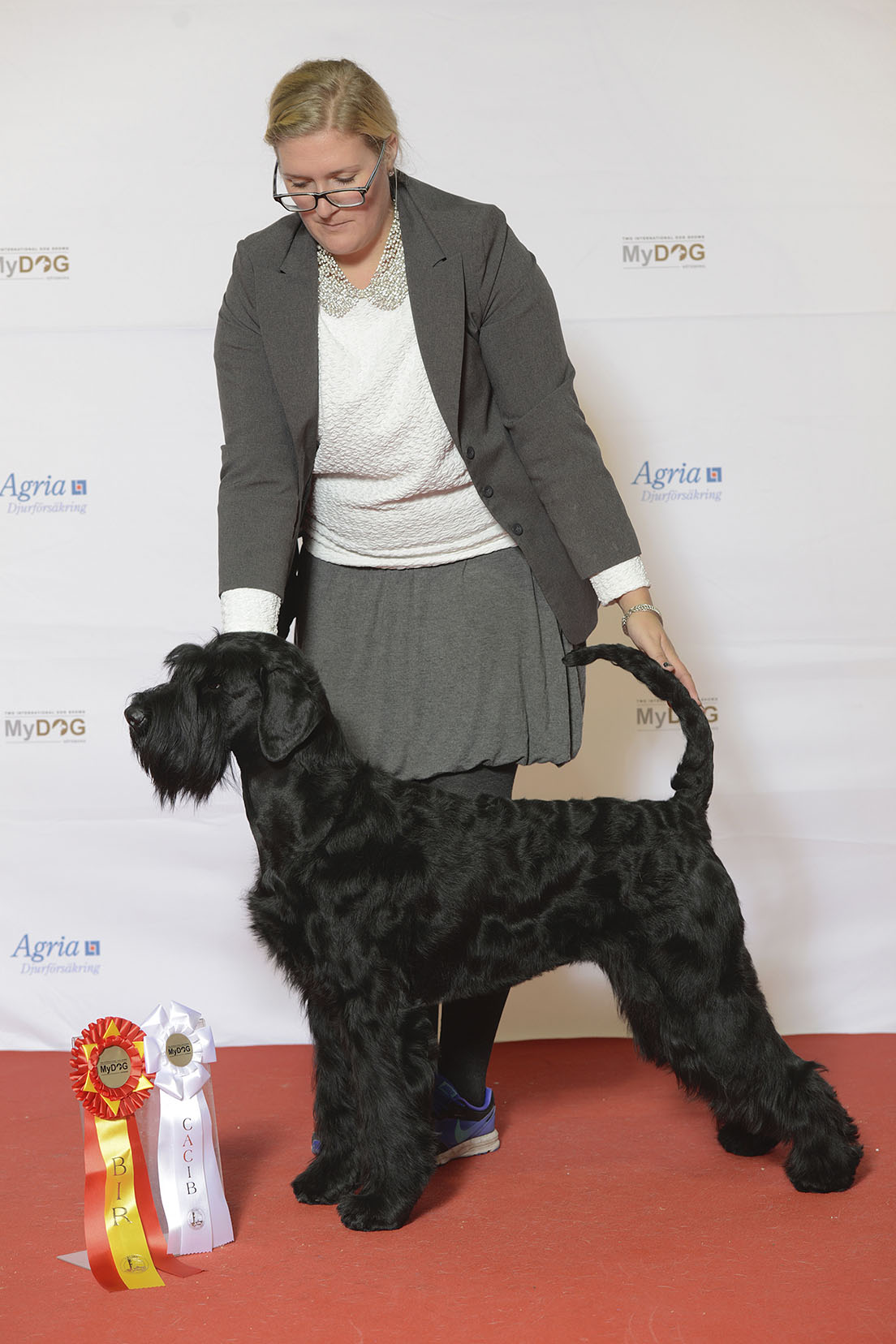
Riesenschnauzer
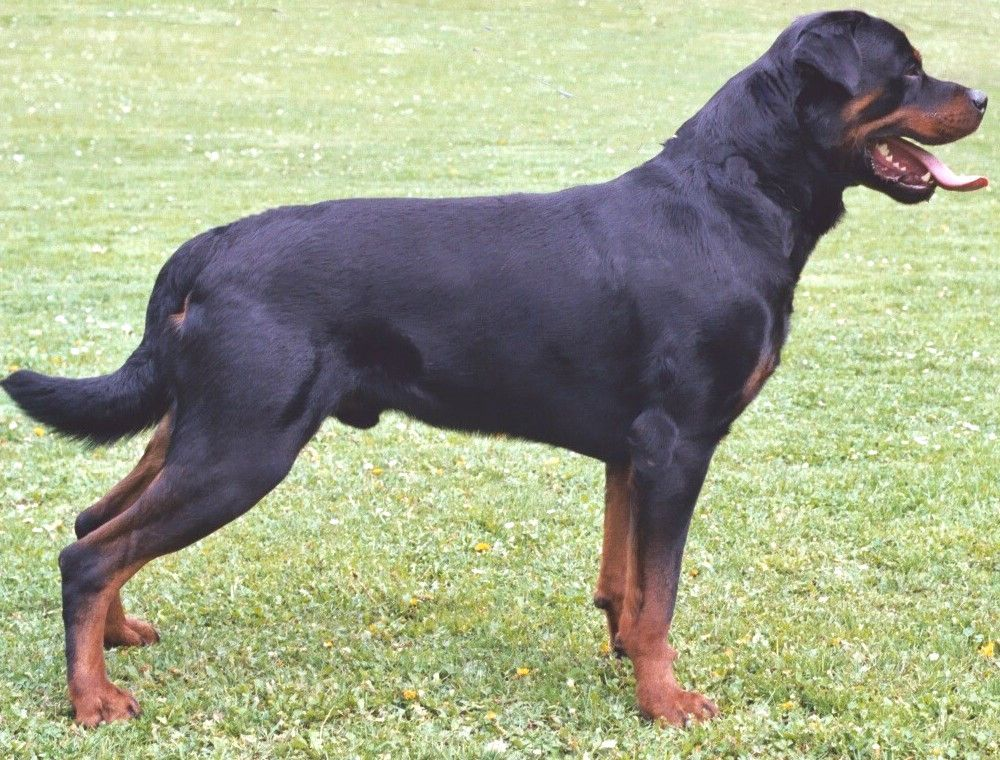
Rottweiler
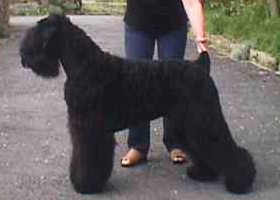
Russischer Schwarzer Terrier
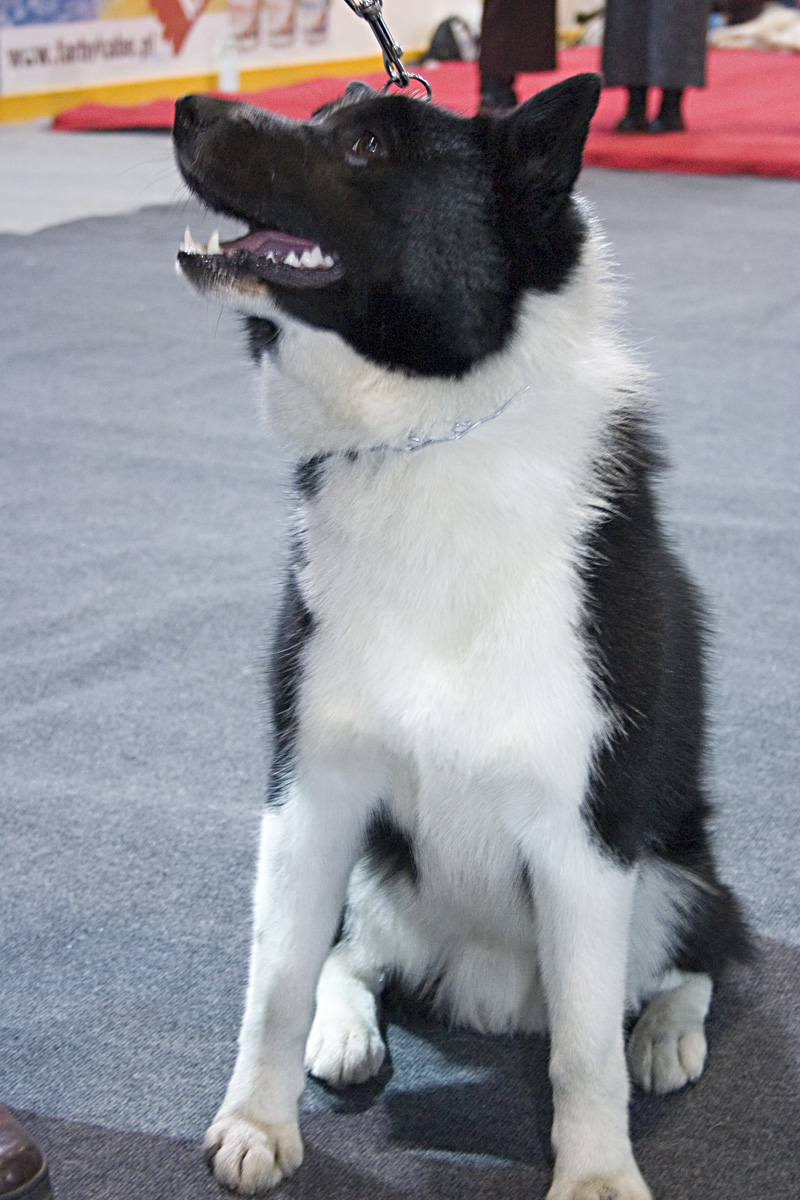
Laika (Hunderasse)#Westsibirischer Laika
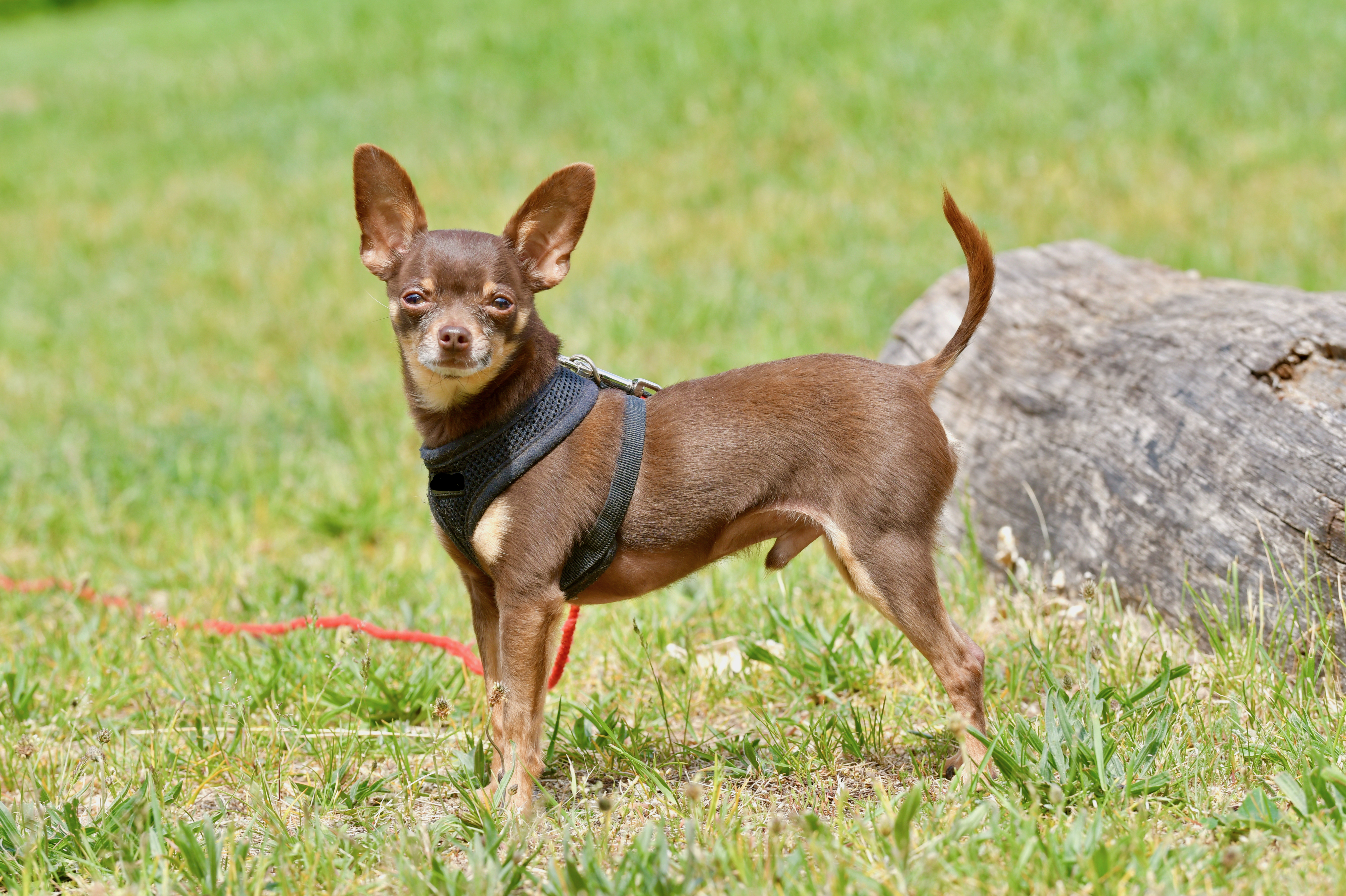
Russkiy Toy

## S

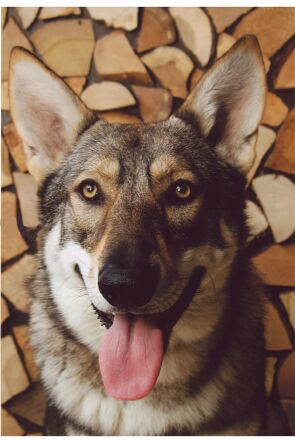
Saarlooswolfhund
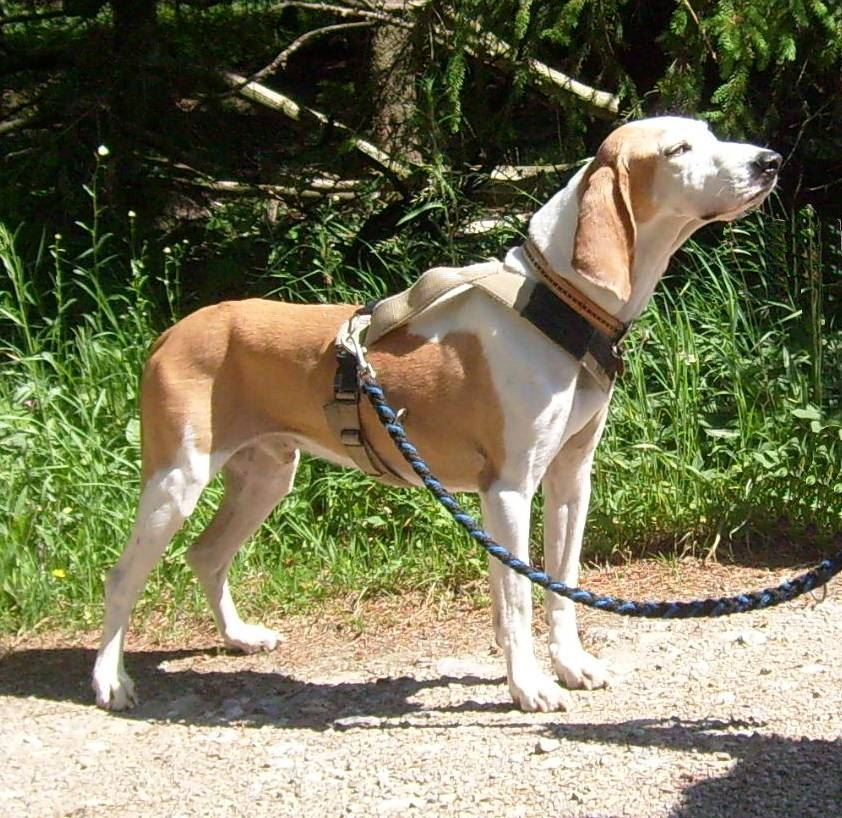
Sabueso Español
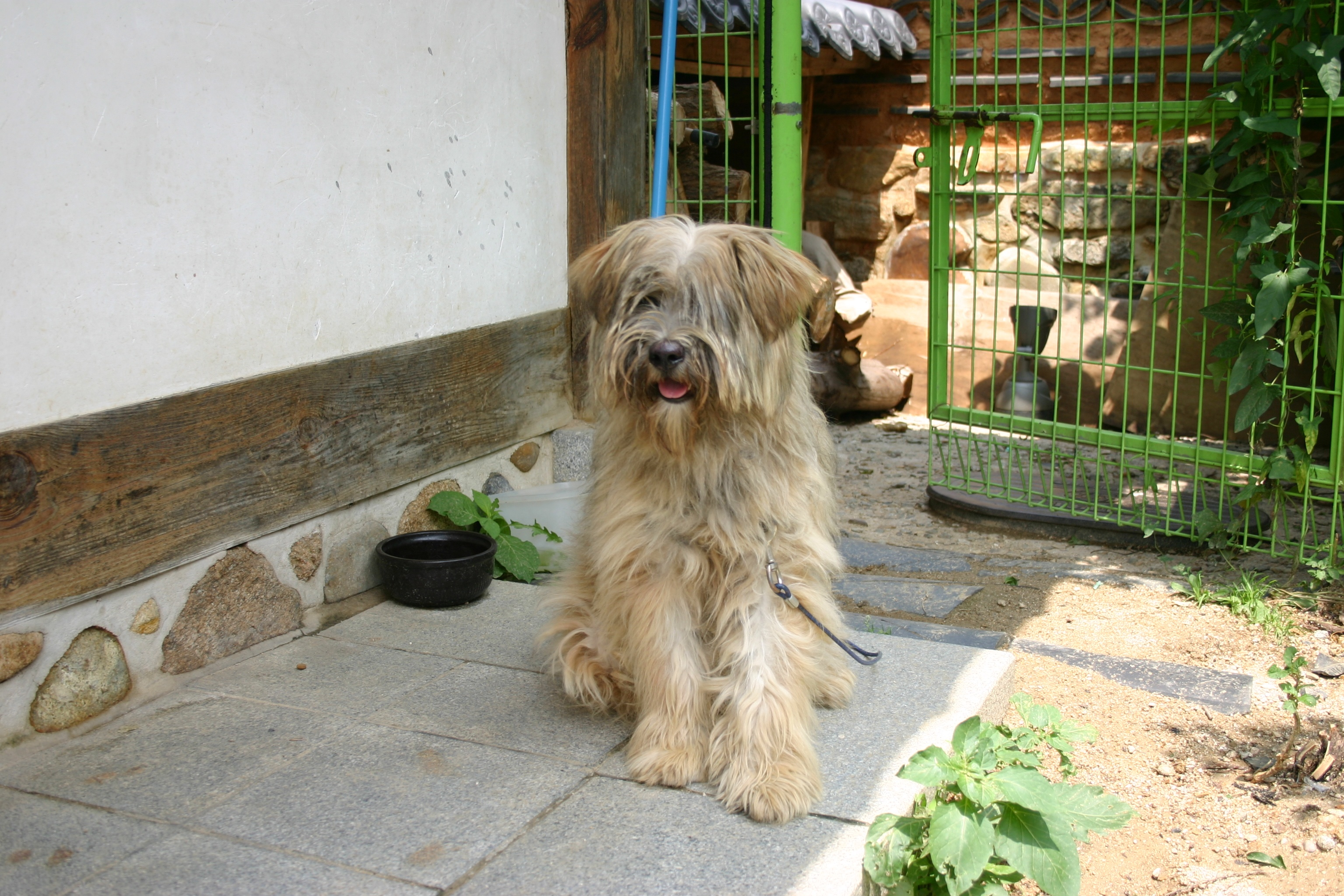
Sabsal Gae
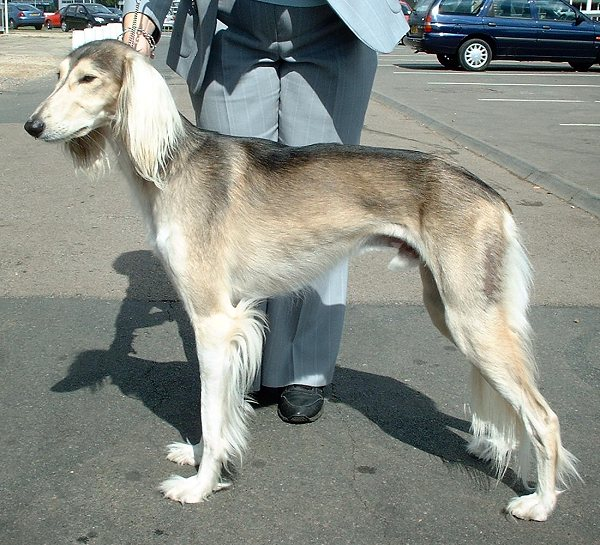
Saluki
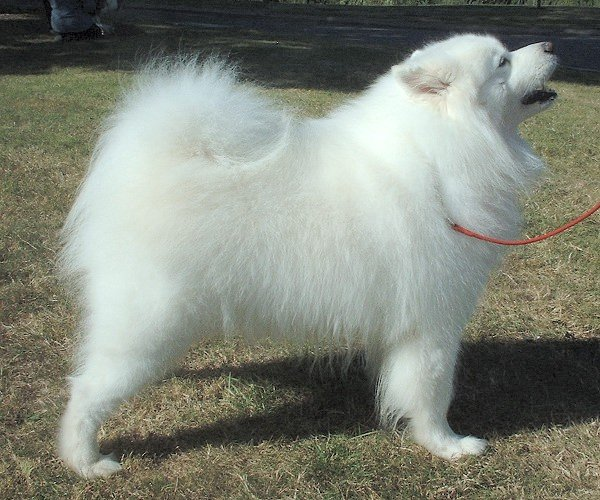
Samojede
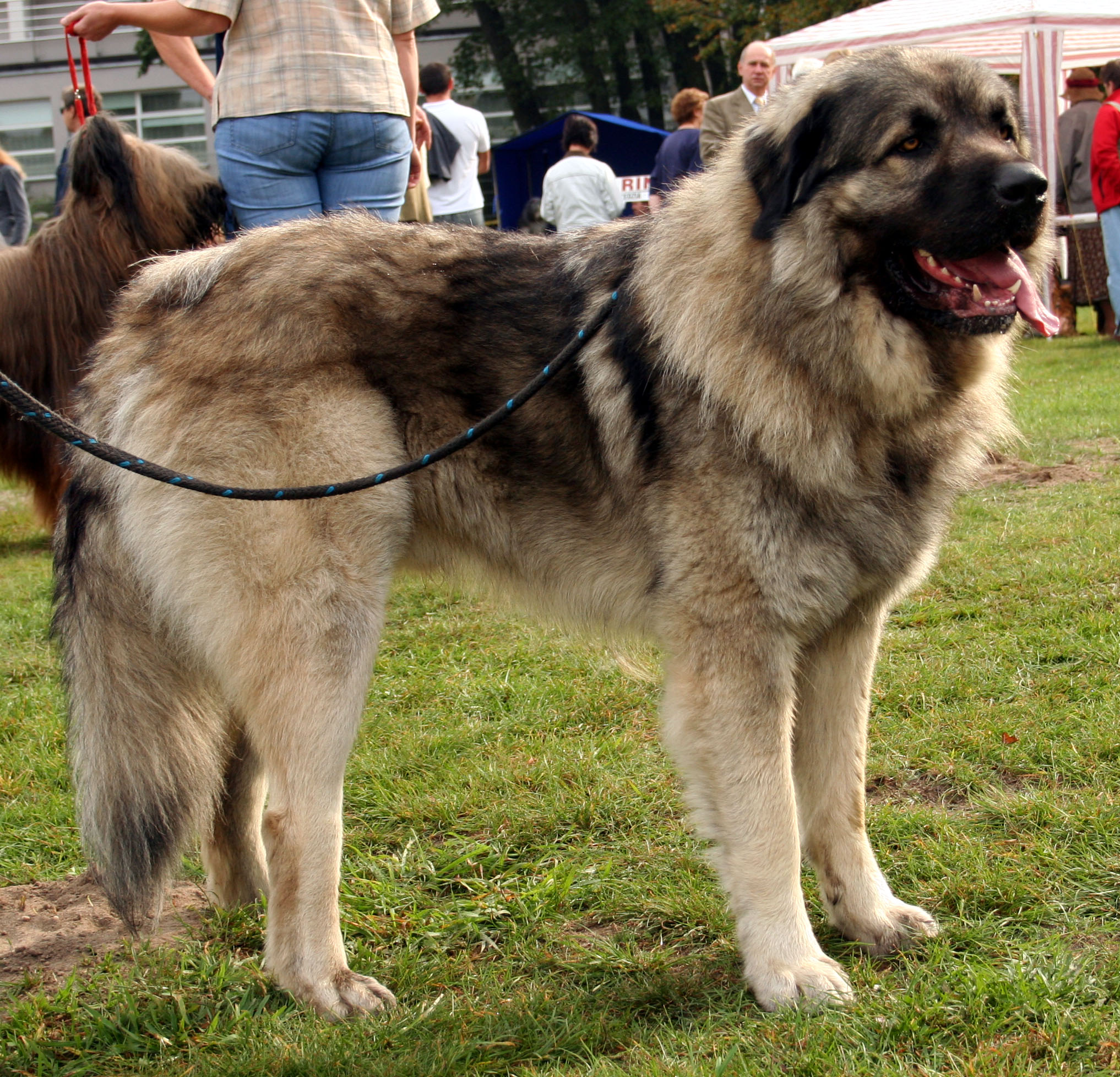
Sarplaninac
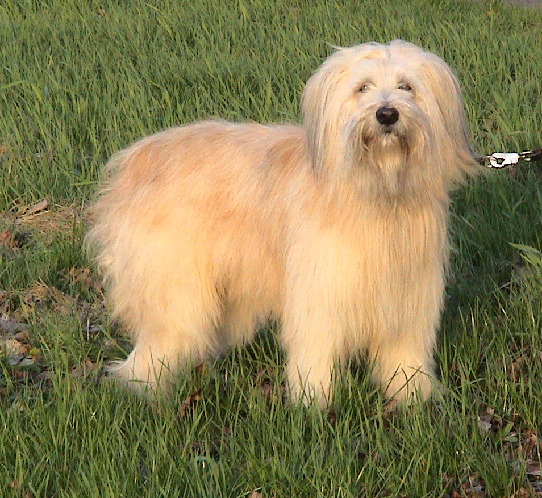
Schafpudel, Schlag der Altdeutschen Hütehunden
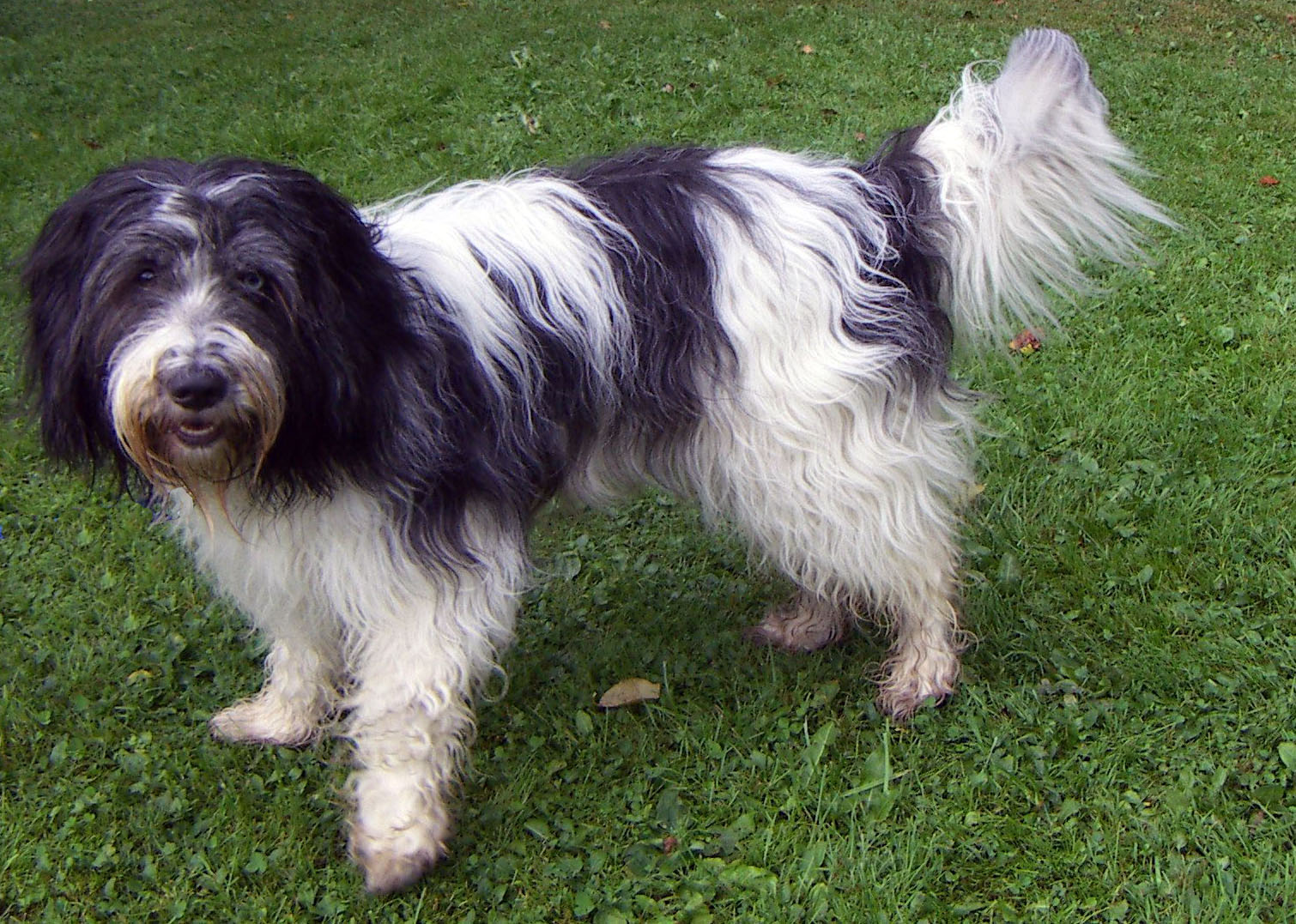
Schapendoes
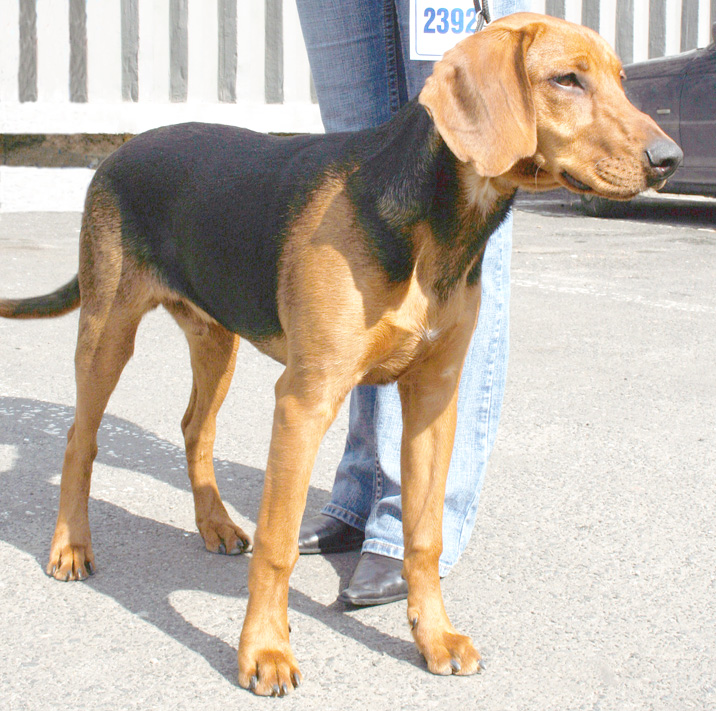
Schillerstövare
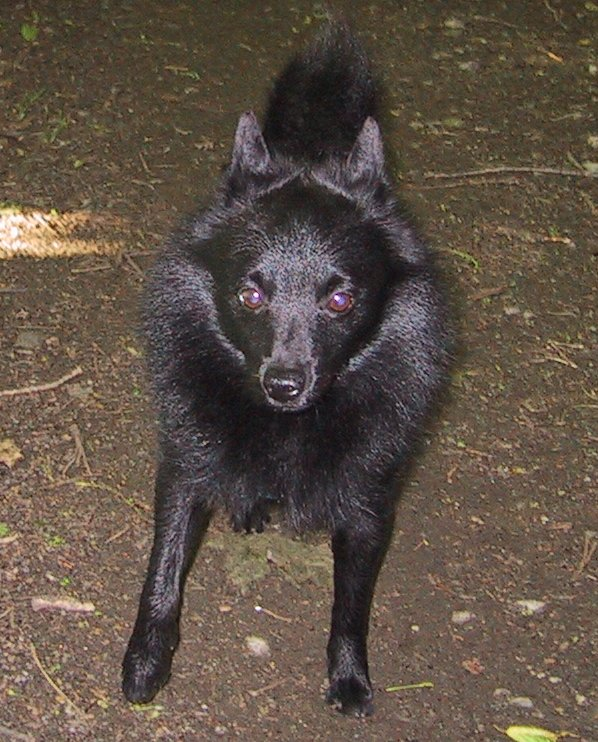
Schipperke
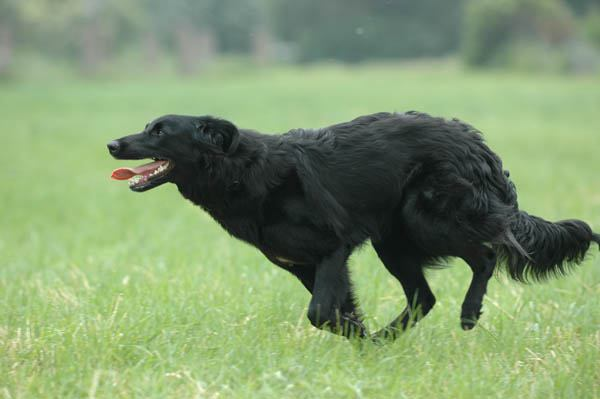
Schwarzer, Schlag der Altdeutschen Hütehunde
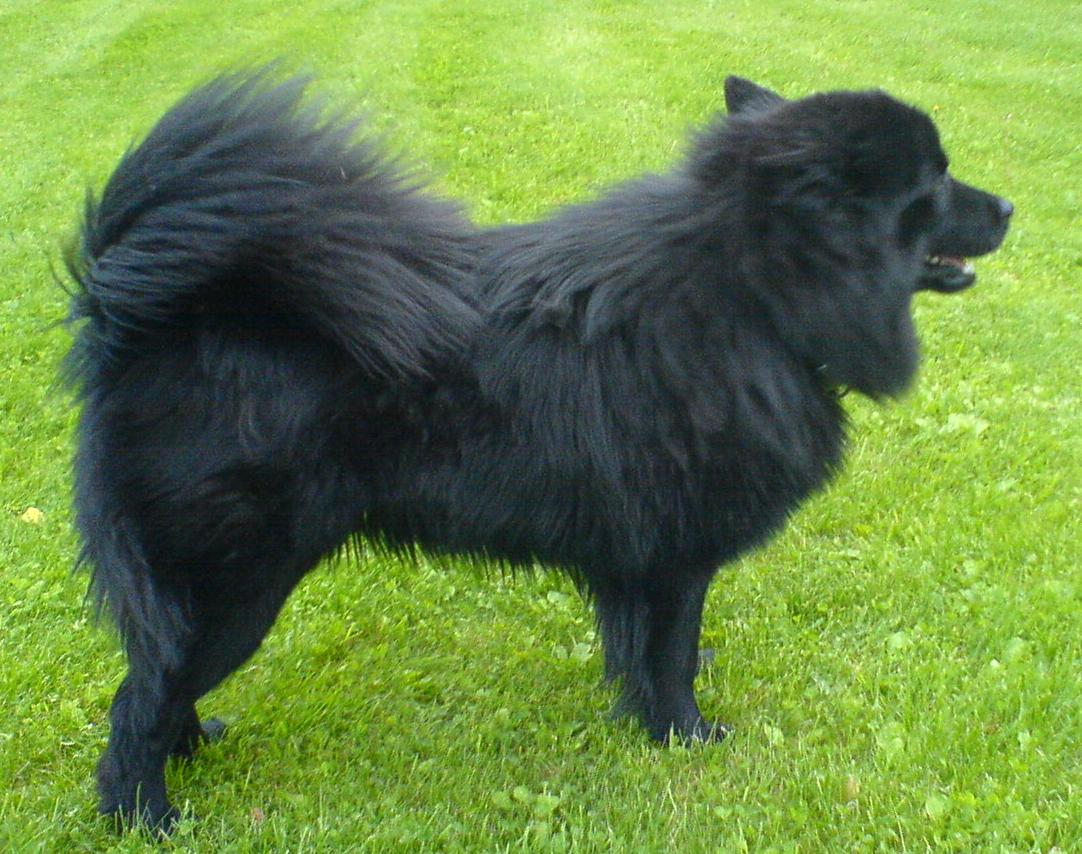
Schwedischer Lapphund
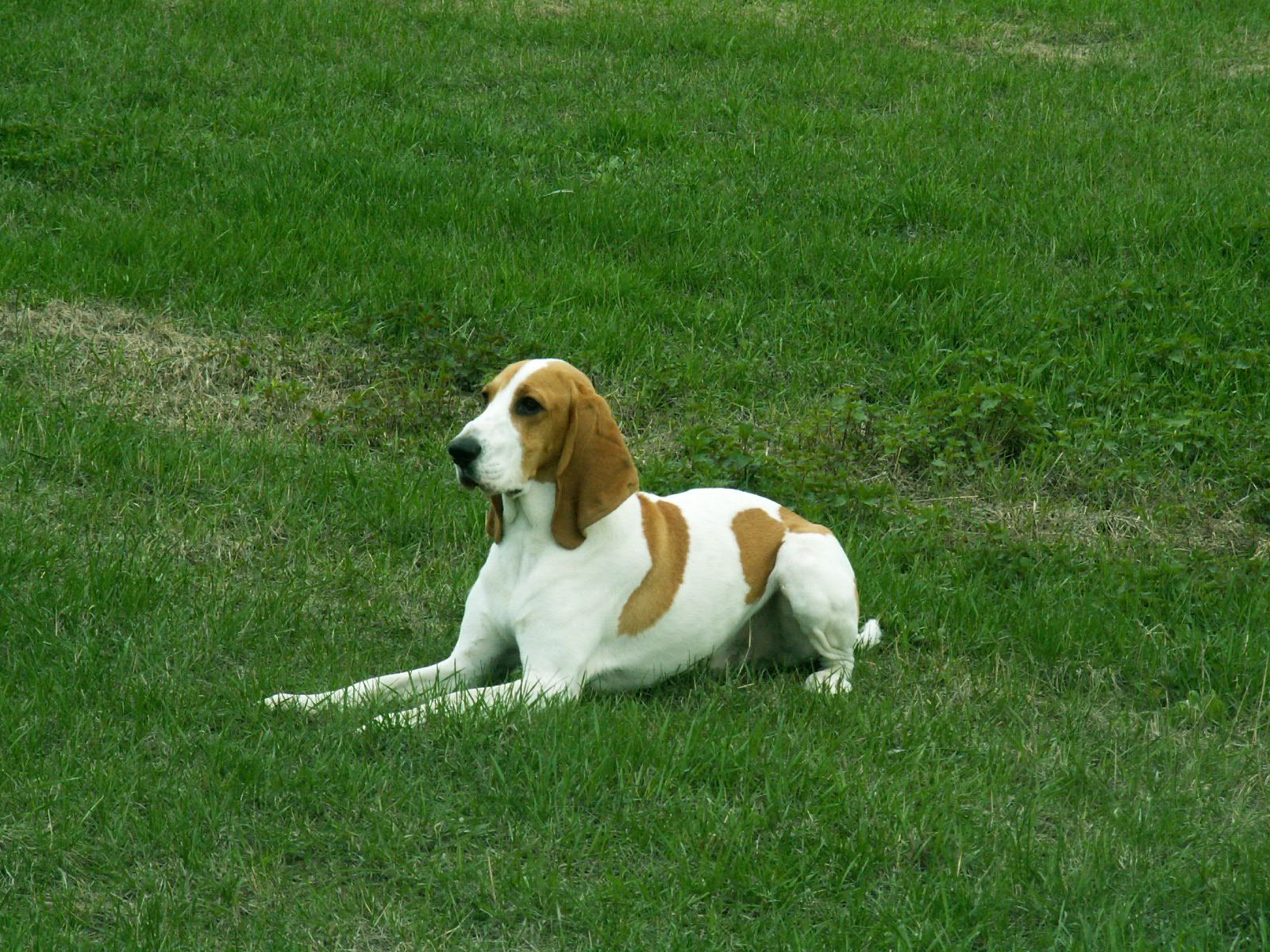
Schweizer Laufhund
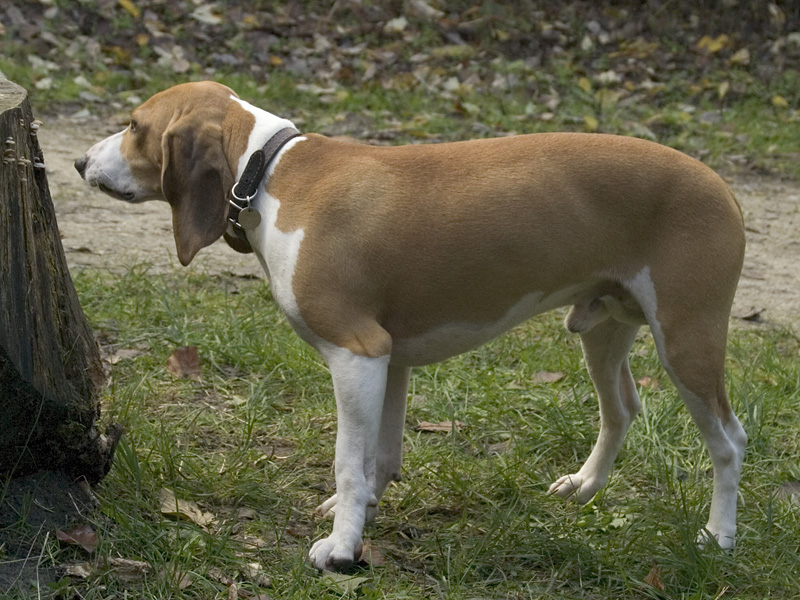
Schweizerischer Niederlaufhund
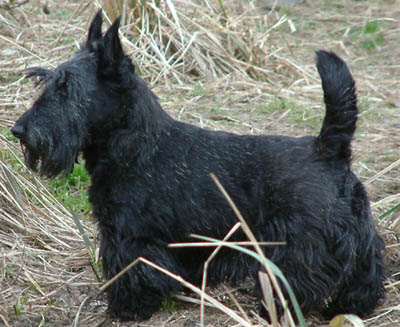
Scottish Terrier
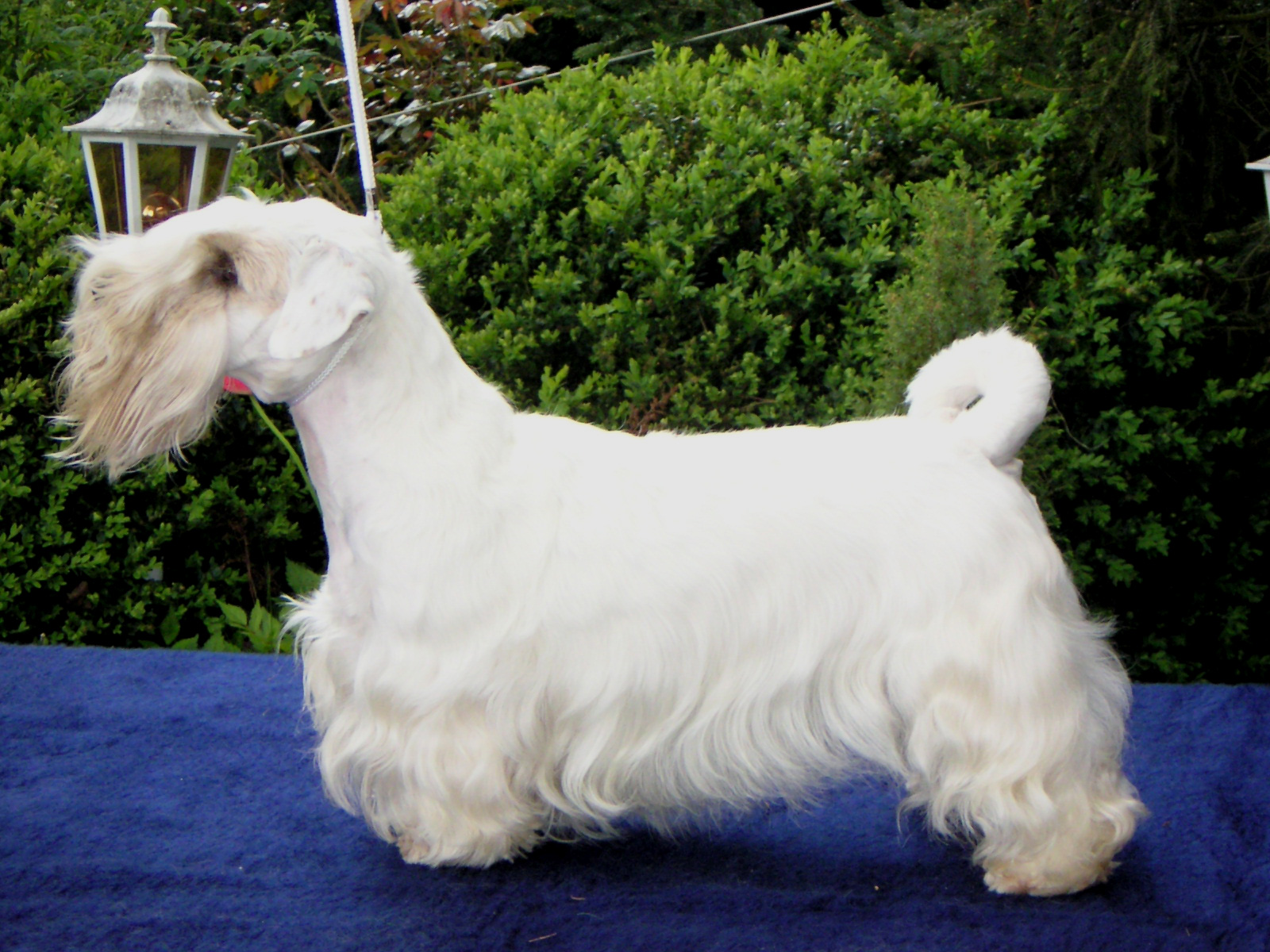
Sealyham Terrier
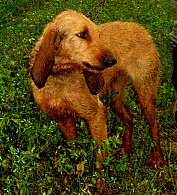
Segugio Italiano (Drahthaar)
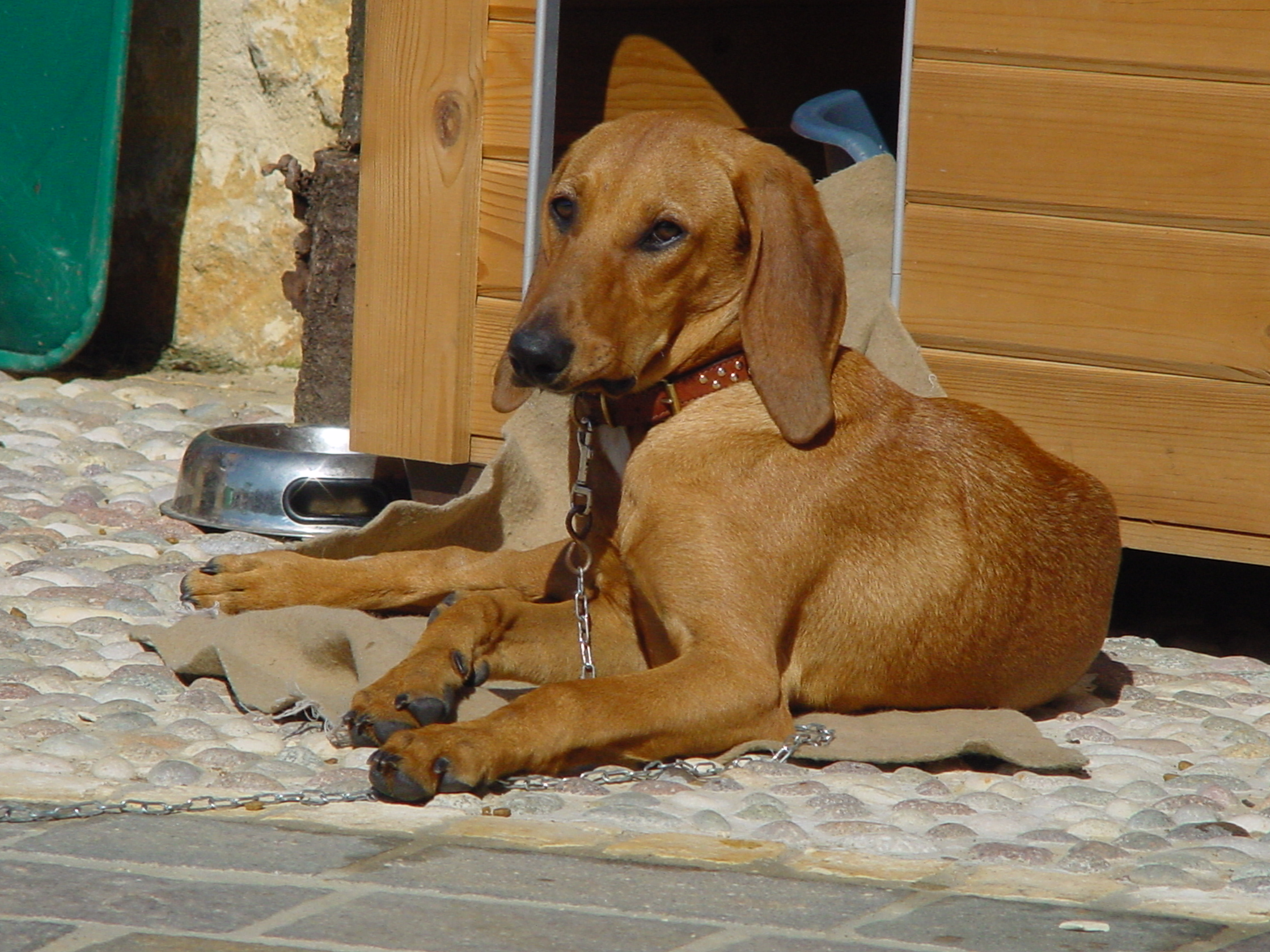
Segugio Italiano (Kurzhaar)
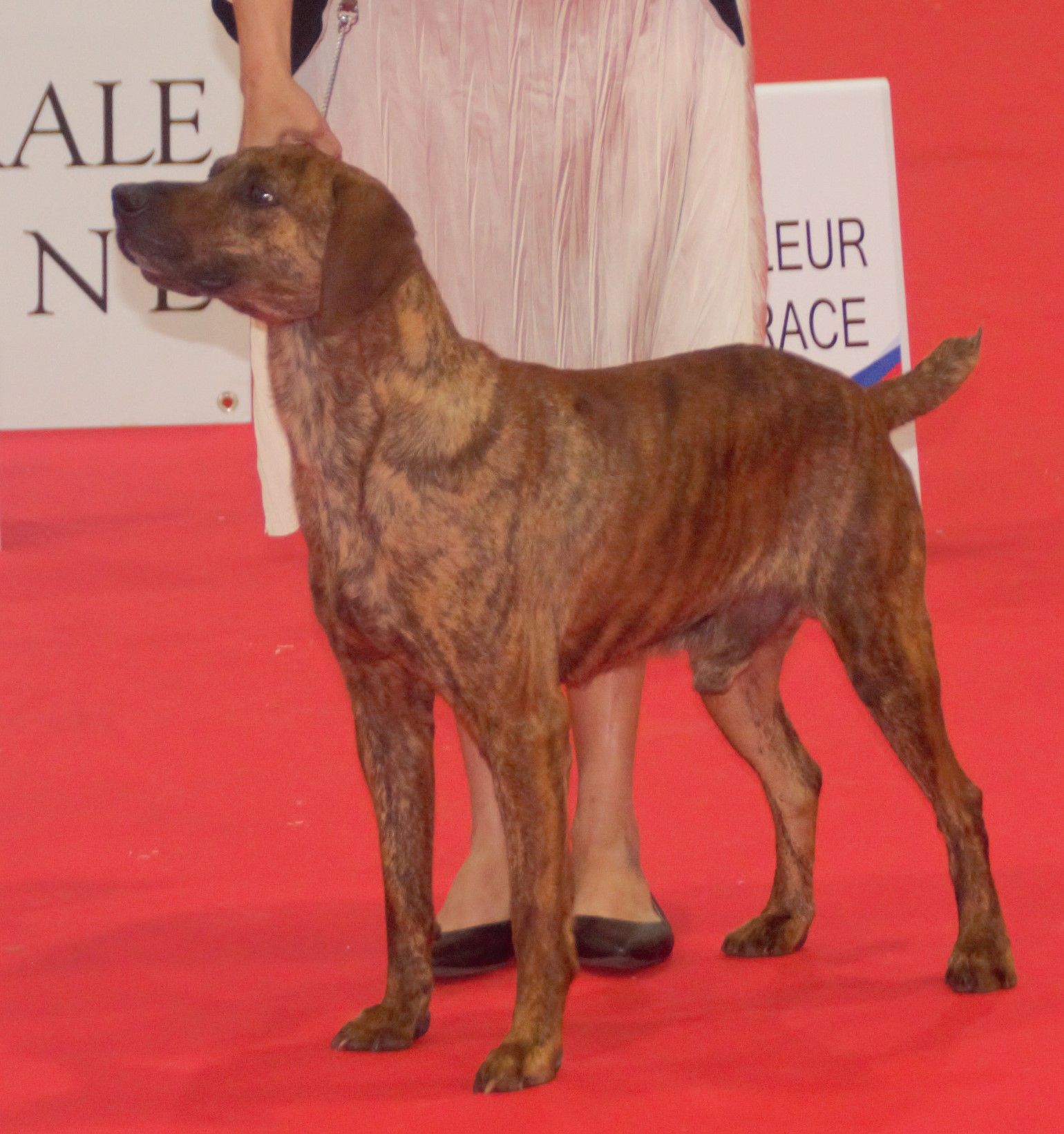
Segugio Maremmano
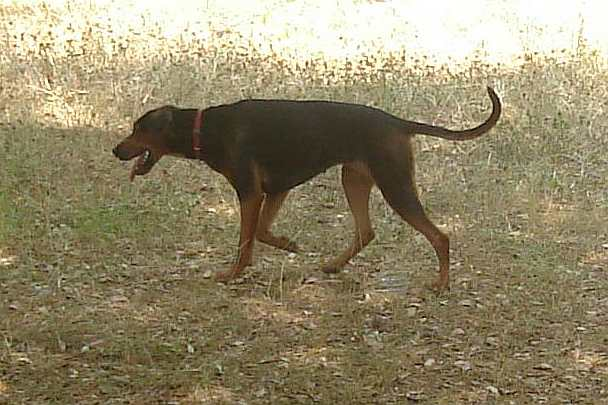
Serbischer Laufhund
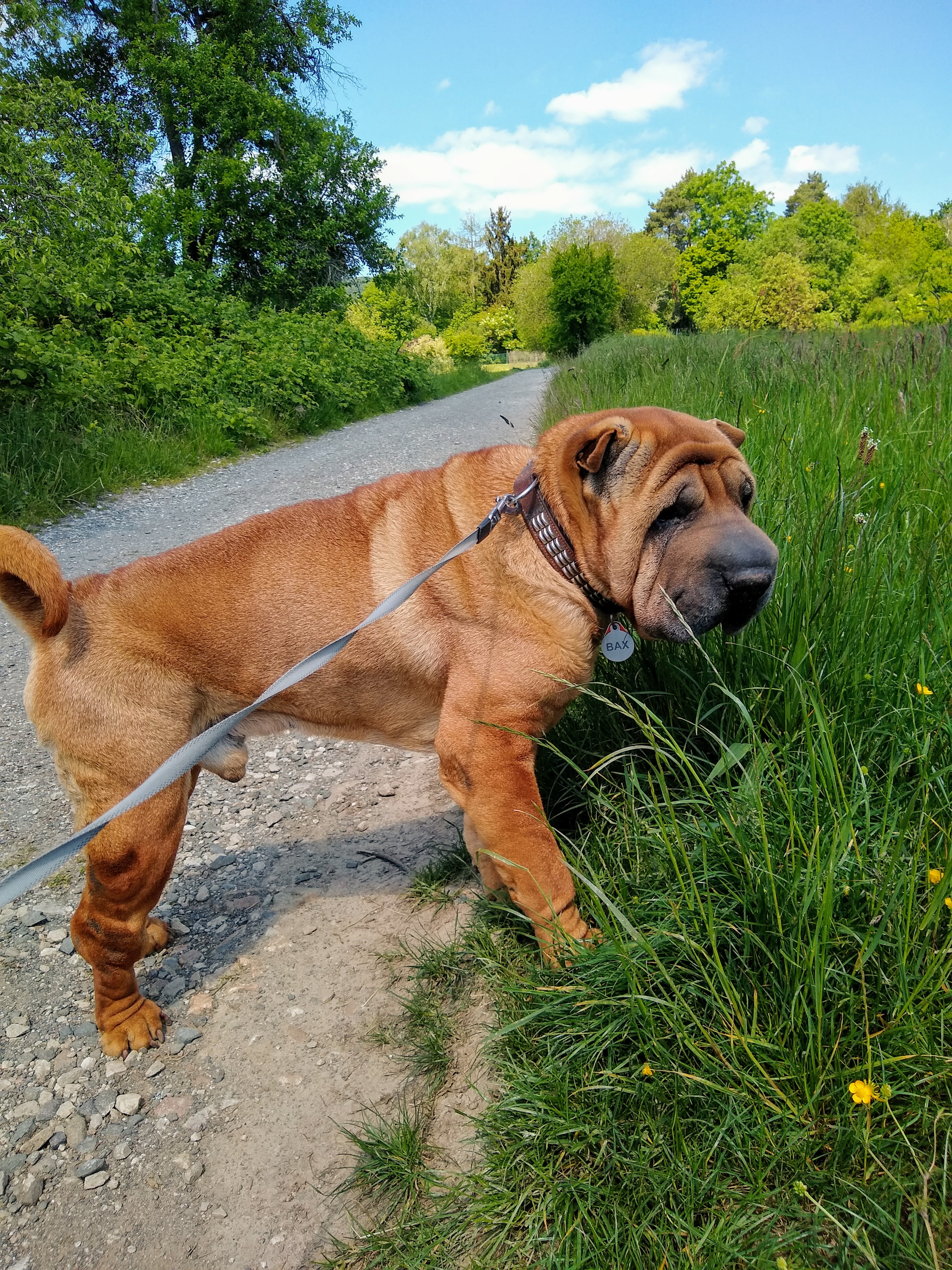
Shar-Pei
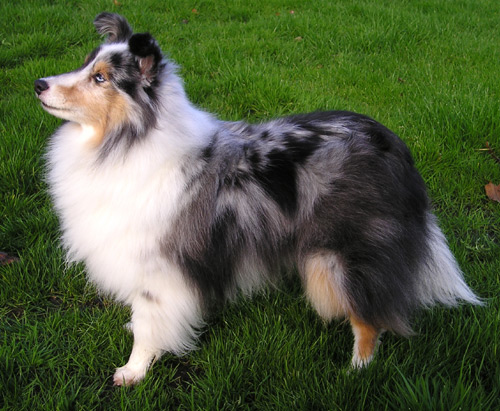
Shetland Sheepdog
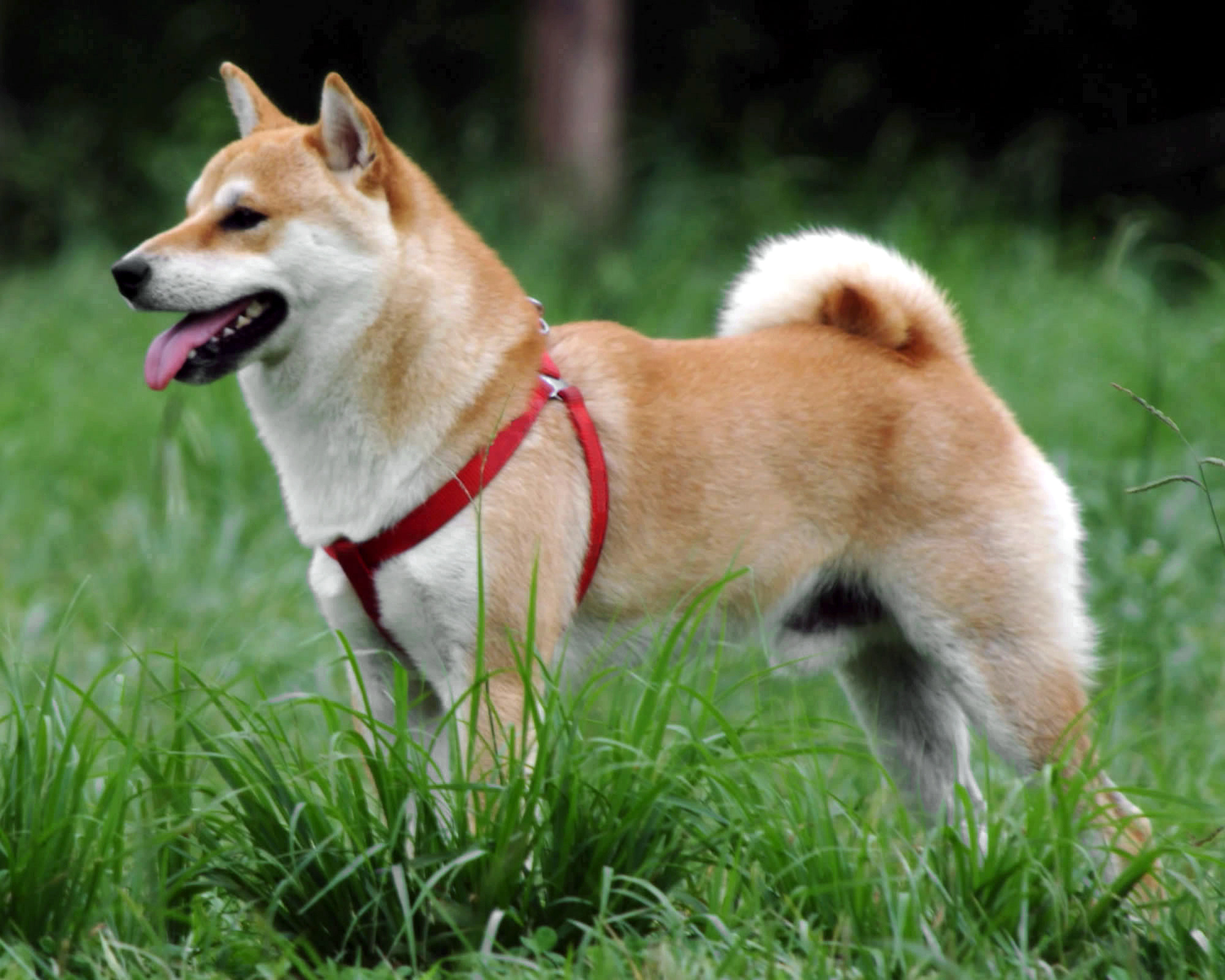
Shiba Inu
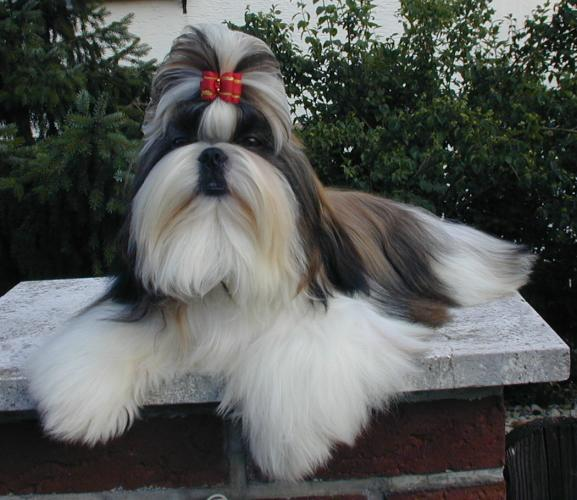
Shih-Tzu
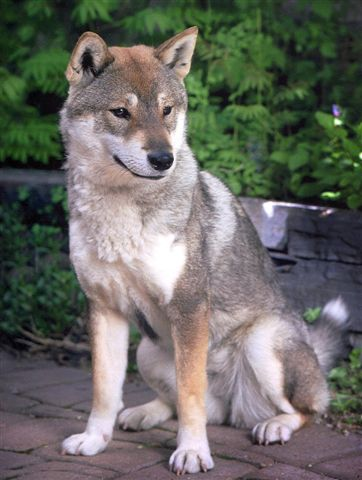
Shikoku (Hunderasse)
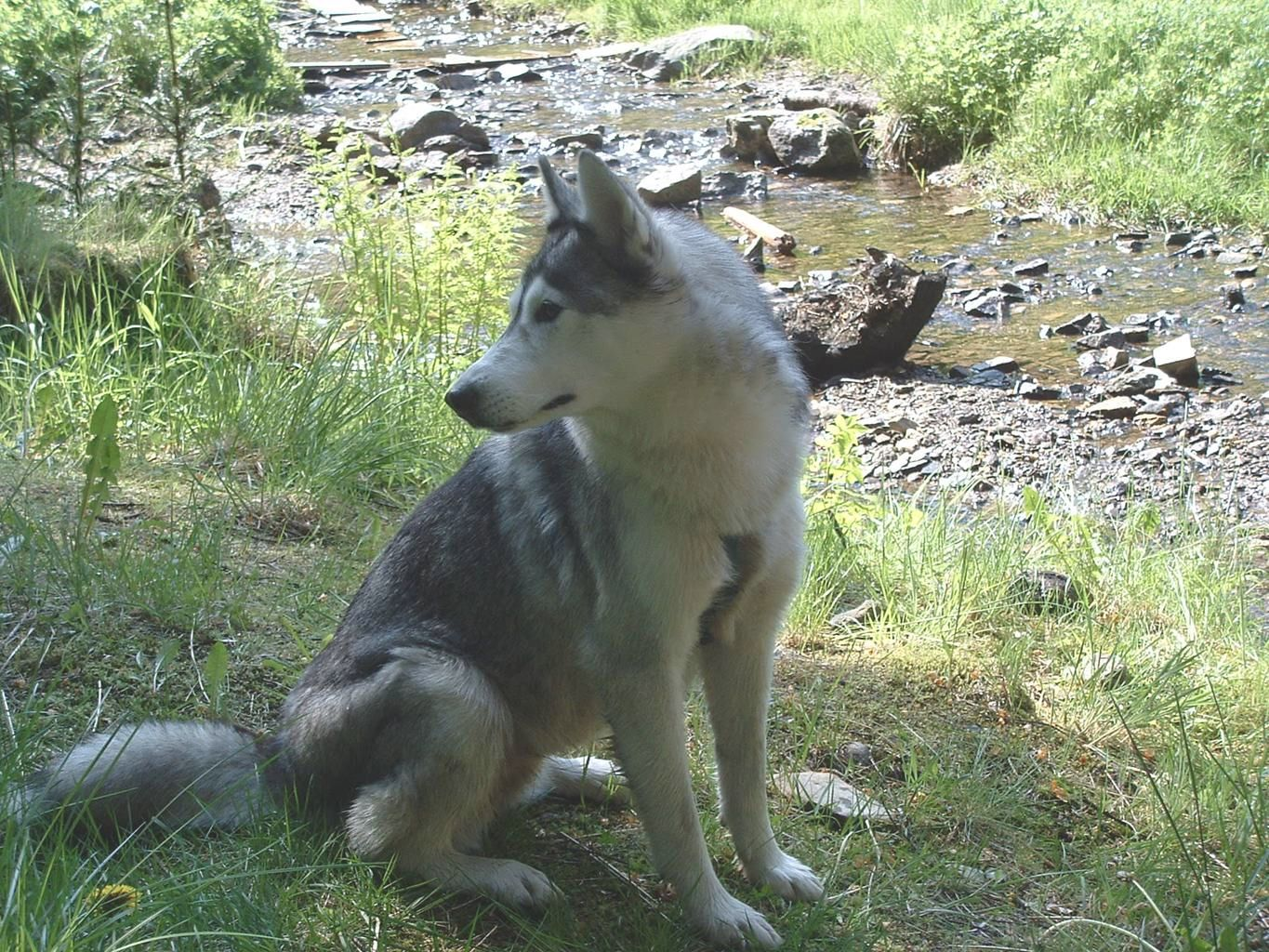
Sibirischer Husky
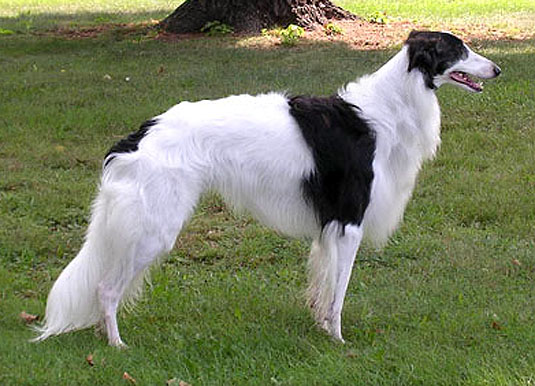
Silken Windhound
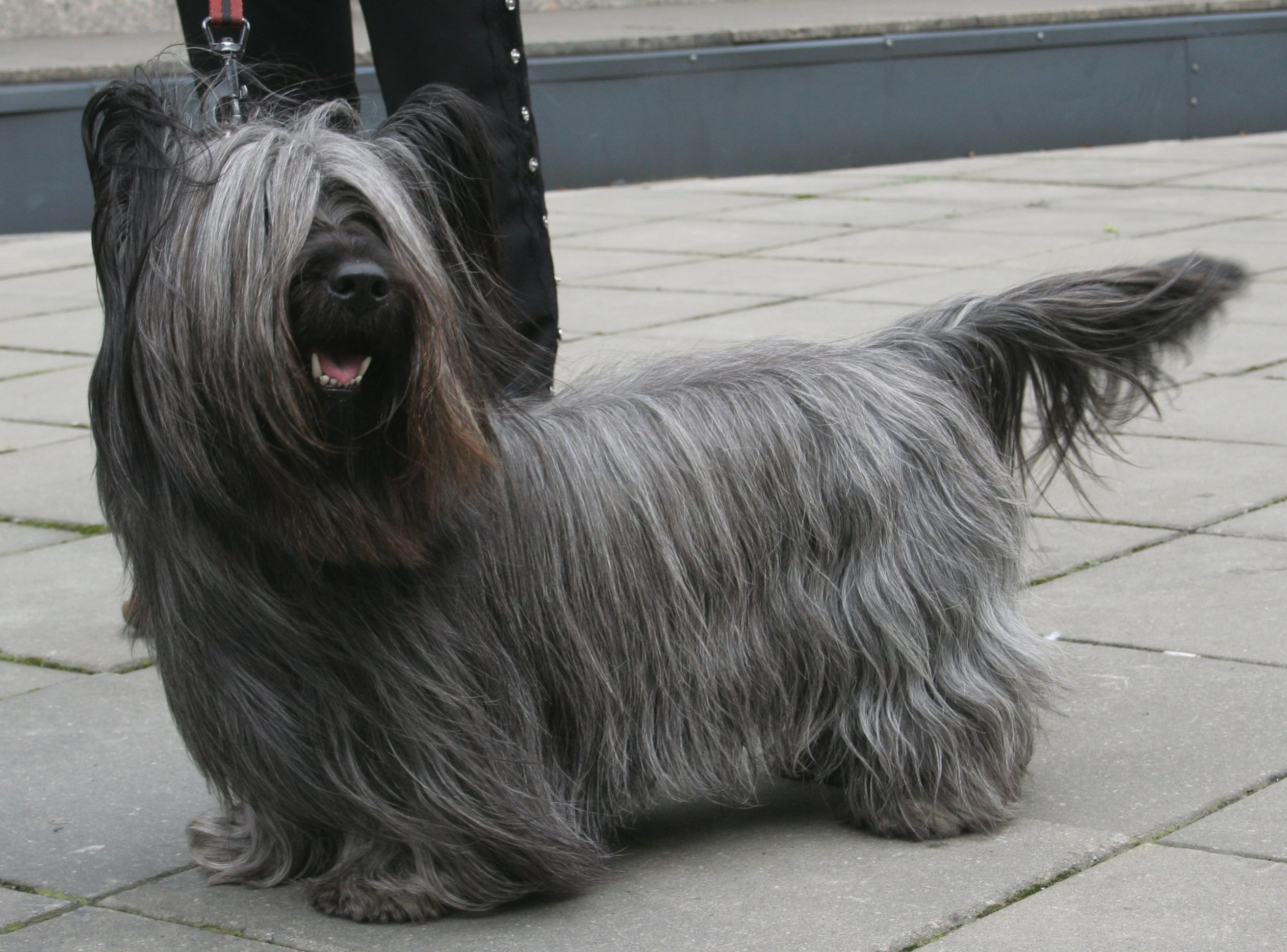
Skye Terrier
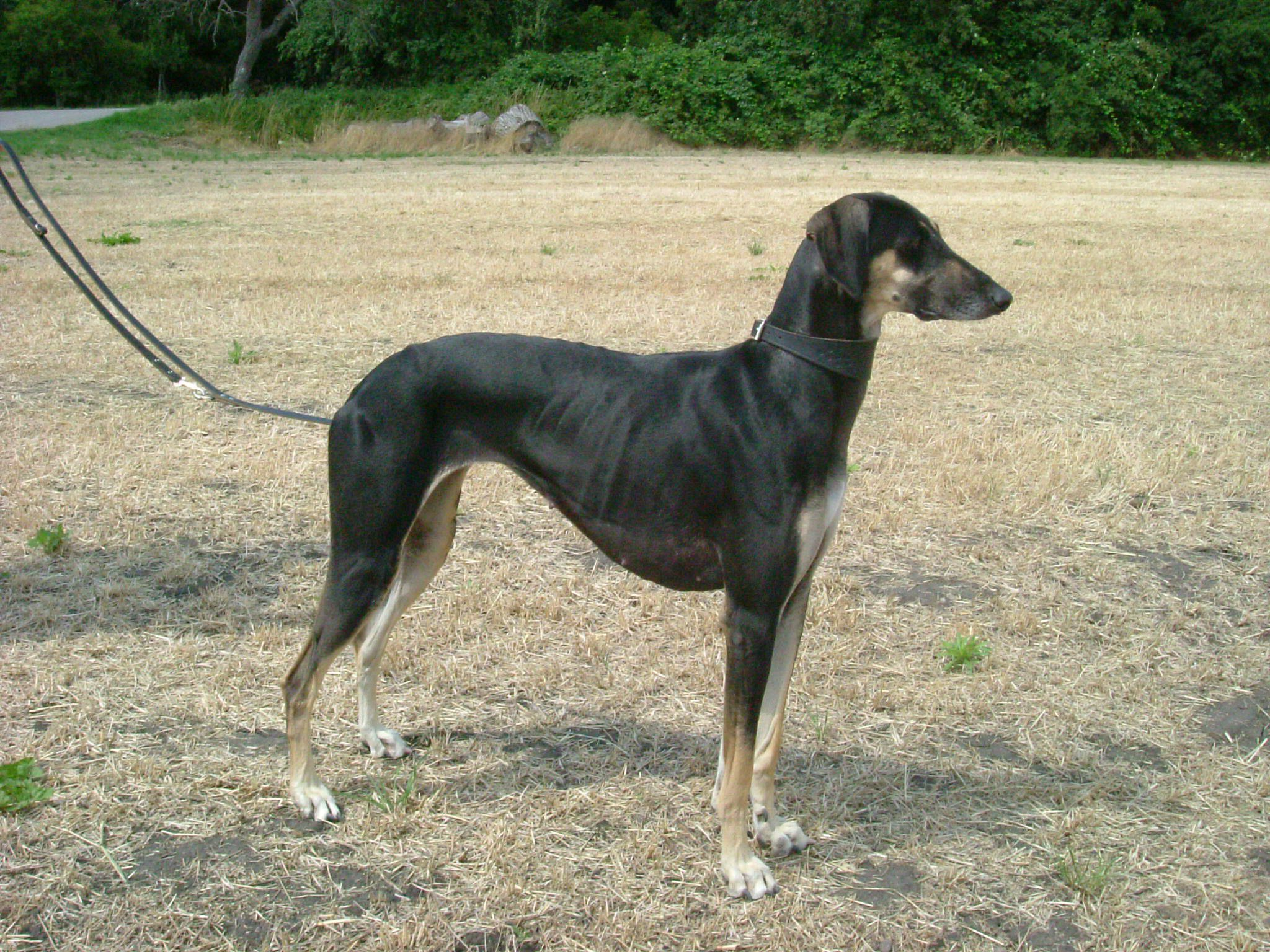
Sloughi – Arabischer Windhund
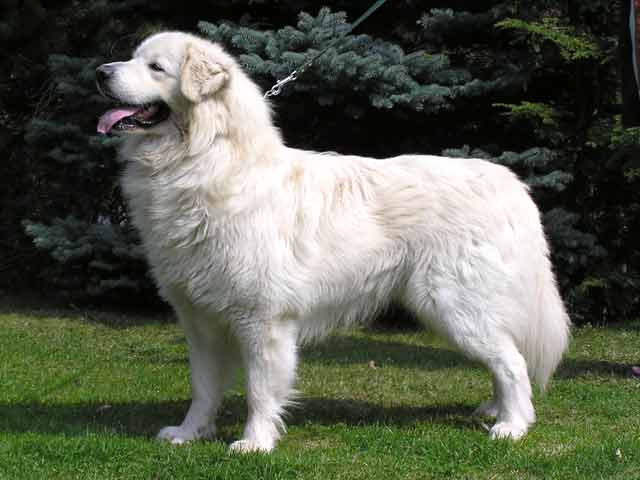
Slovenský čuvač
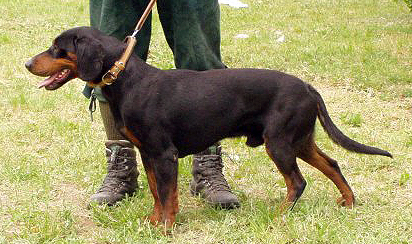
Slovenský kopov
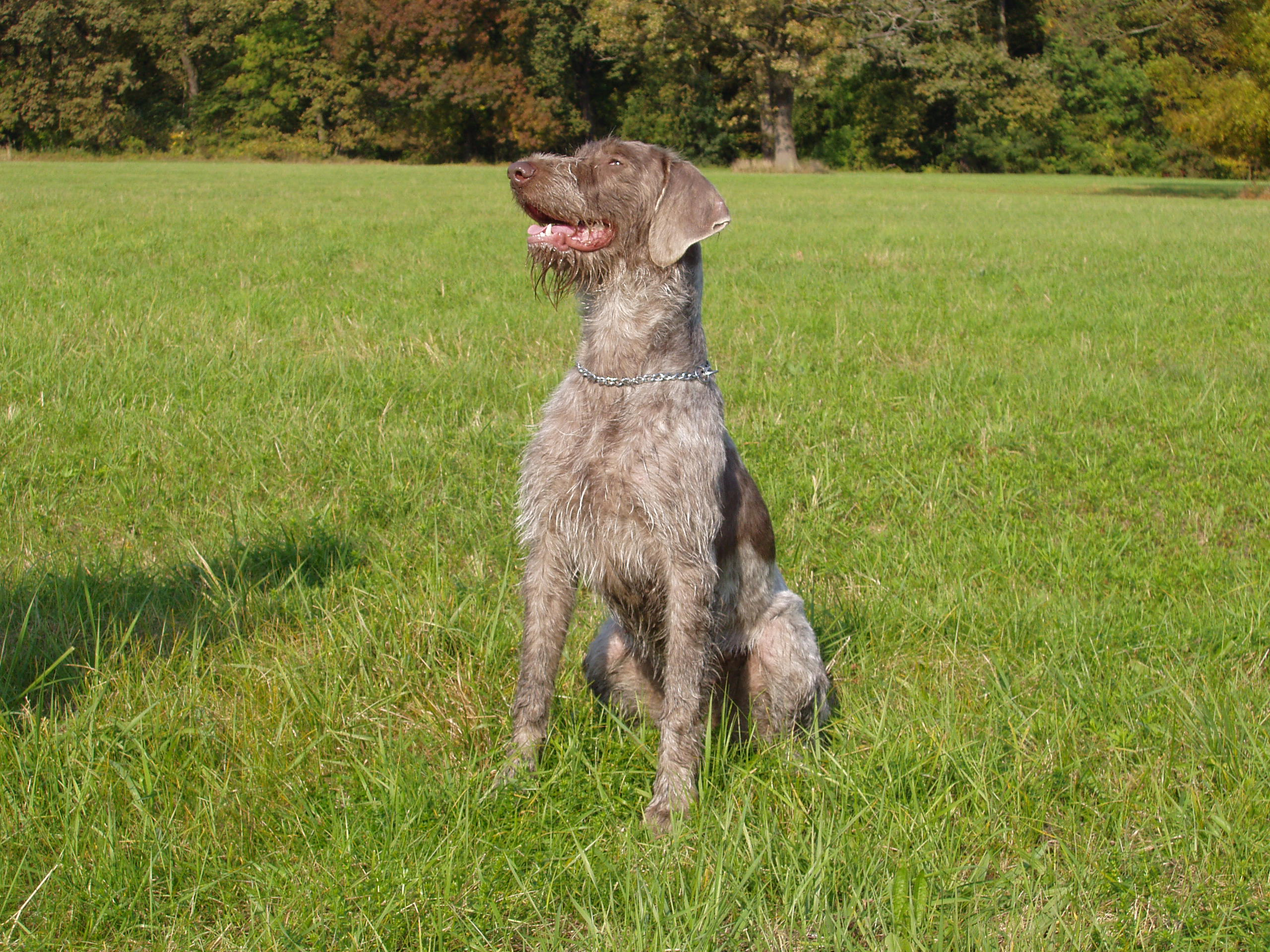
Slowakischer Rauhbart, Slovenský hrubosrstý stavač
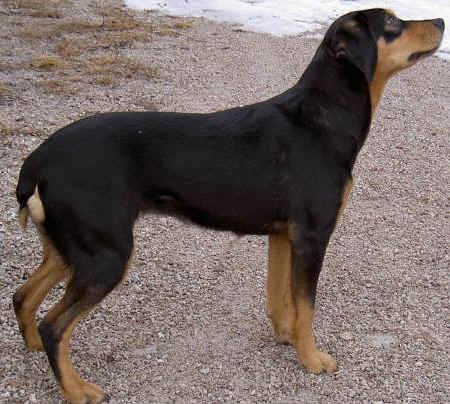
Smålandsstövare
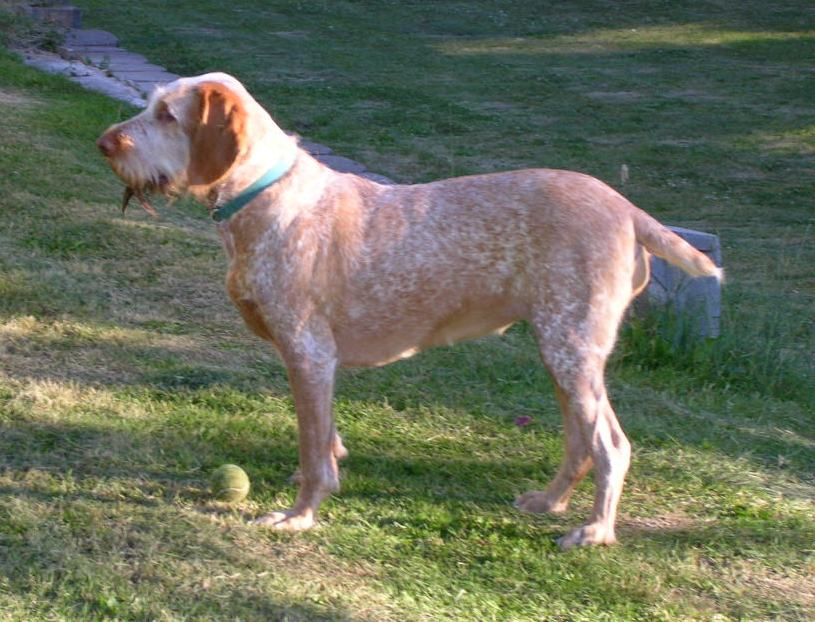
Spinone Italiano
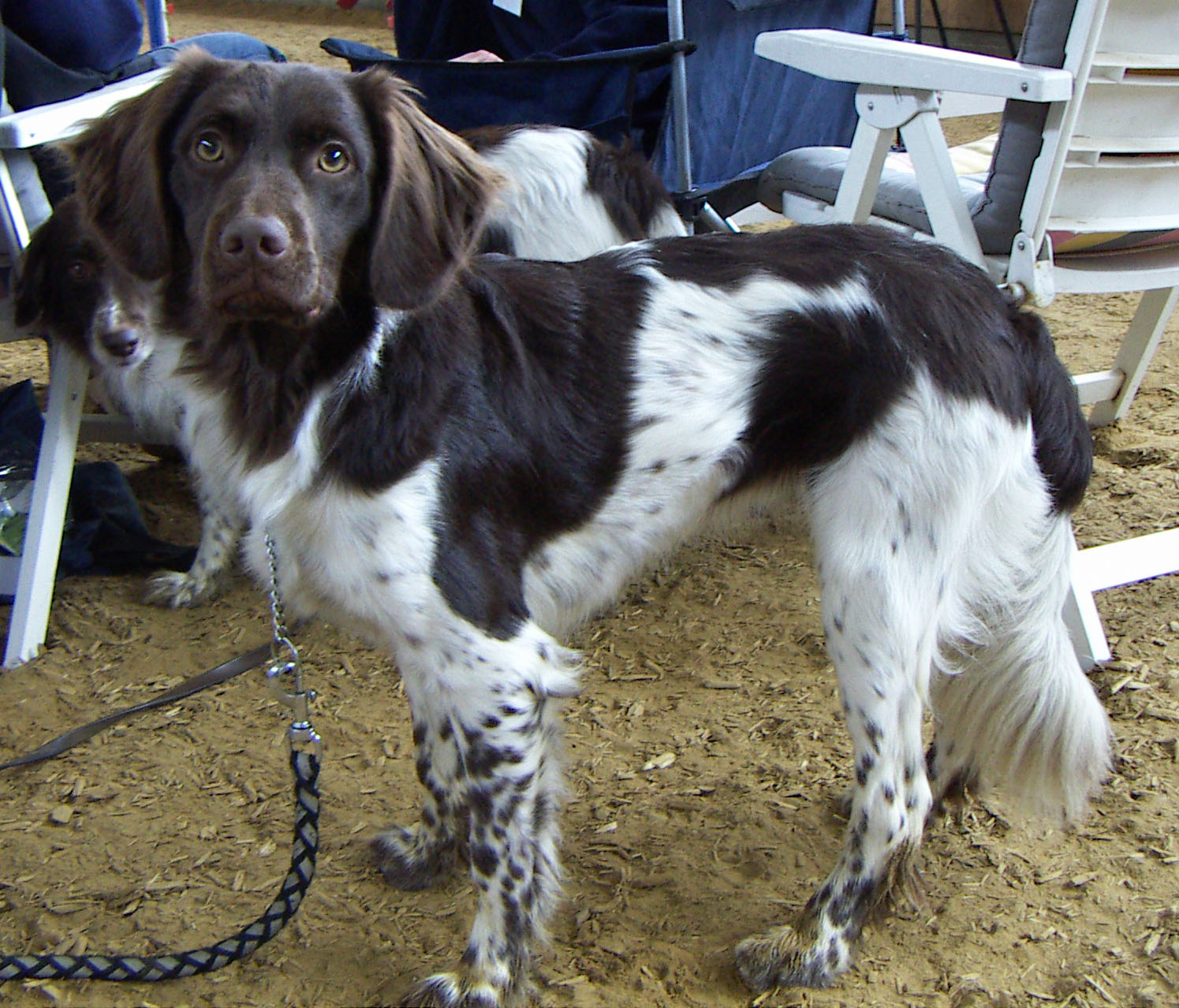
Stabyhoun
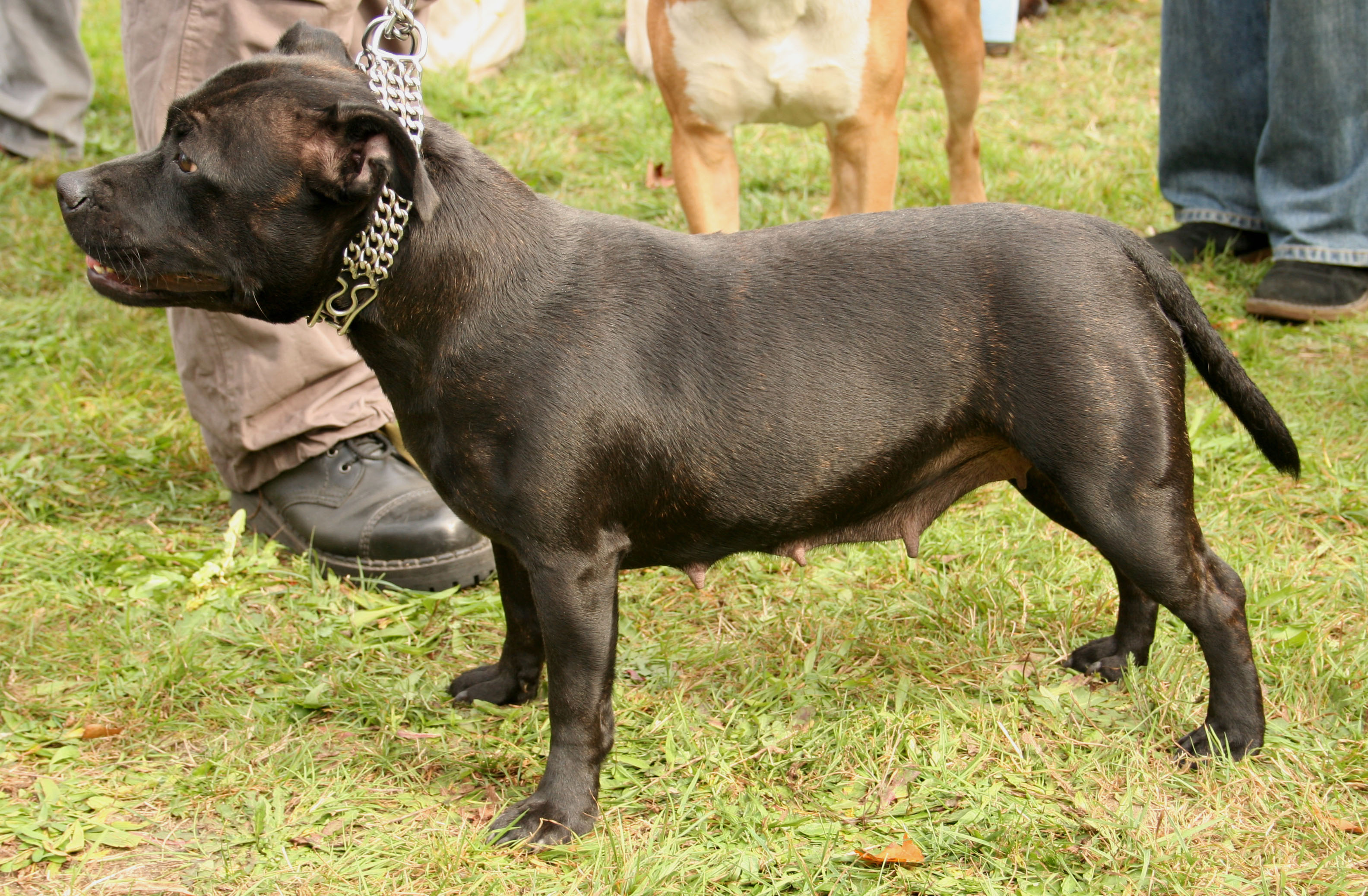
Staffordshire Bullterrier
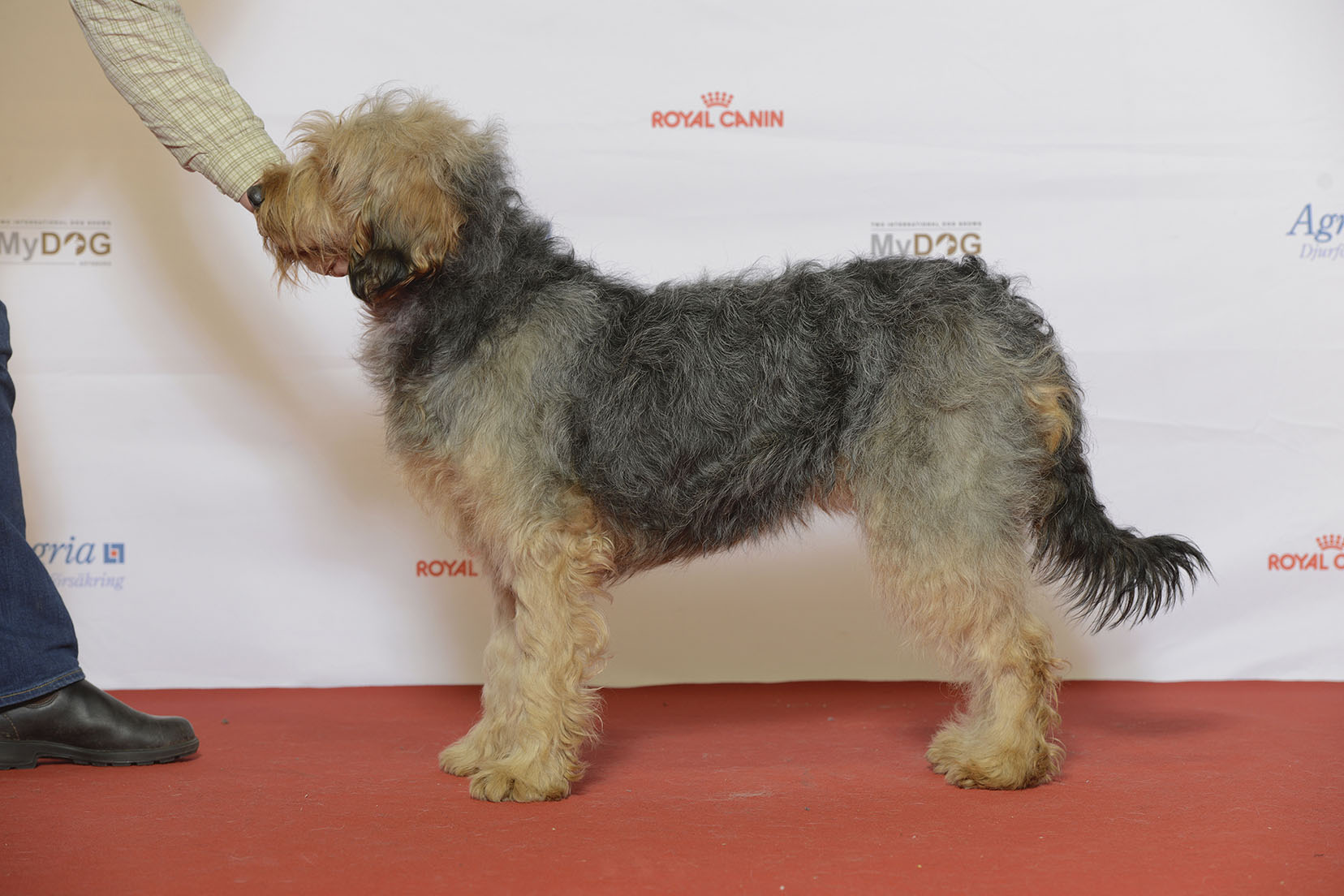
Stichelhaariger Bosnischer Laufhund – Barak
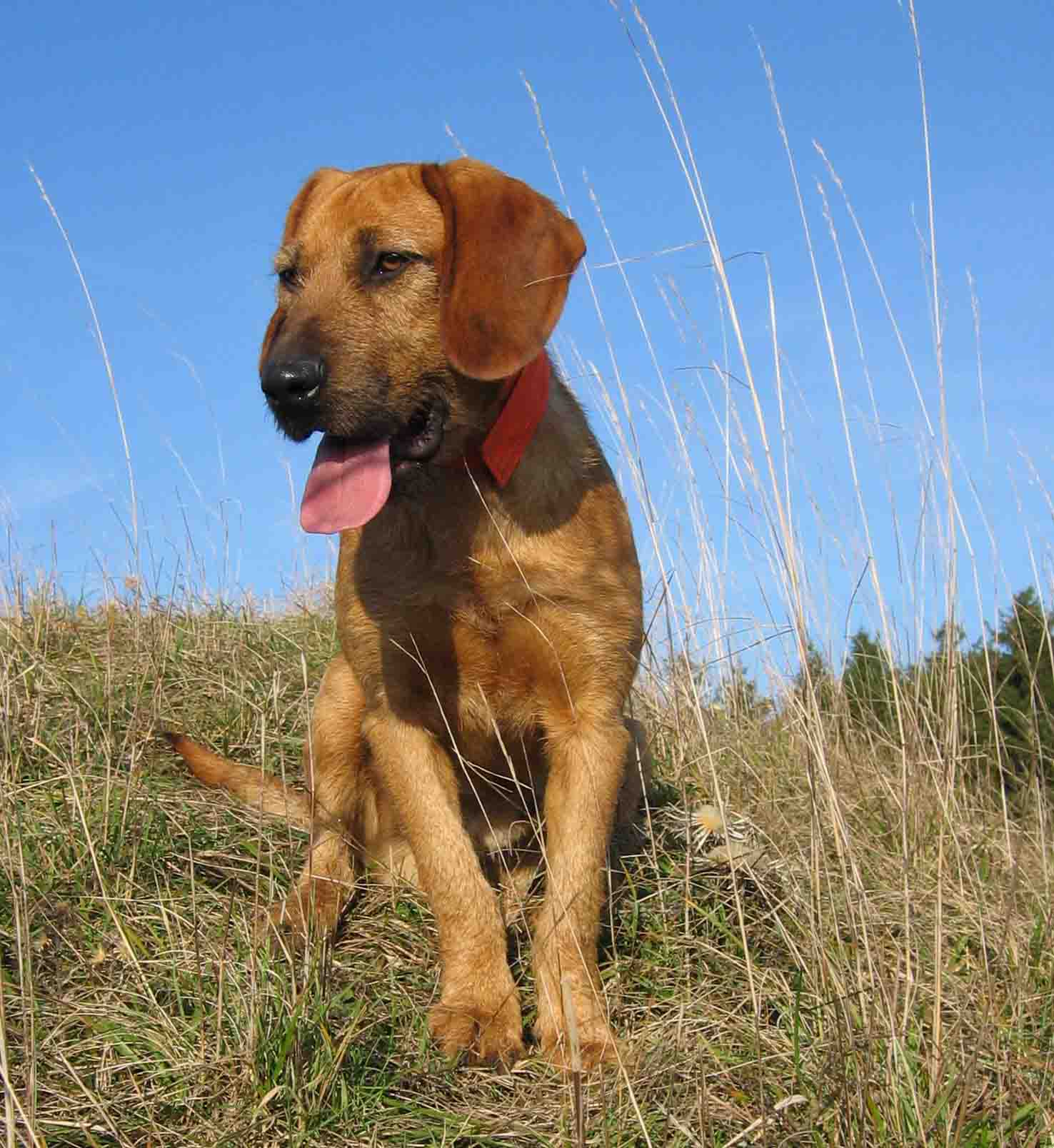
Steirische Rauhhaarbracke
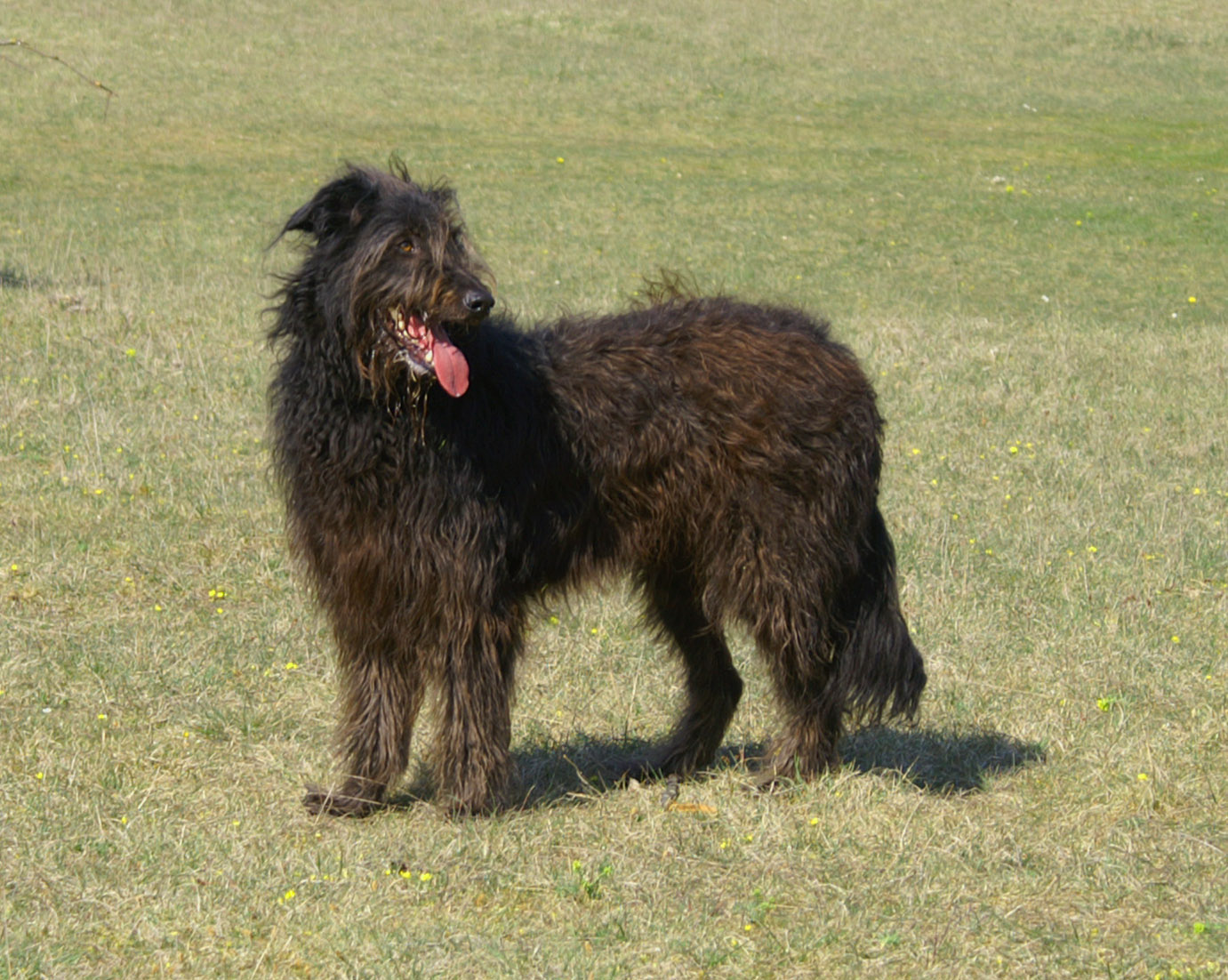
Strobel, Schlag der Altdeutschen Hütehunde
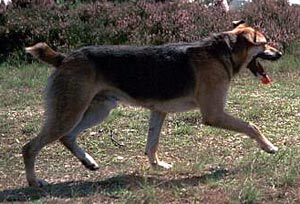
Stumper, Altdeutsche Hütehunde
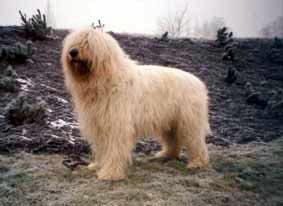
Südrussischer Owtscharka
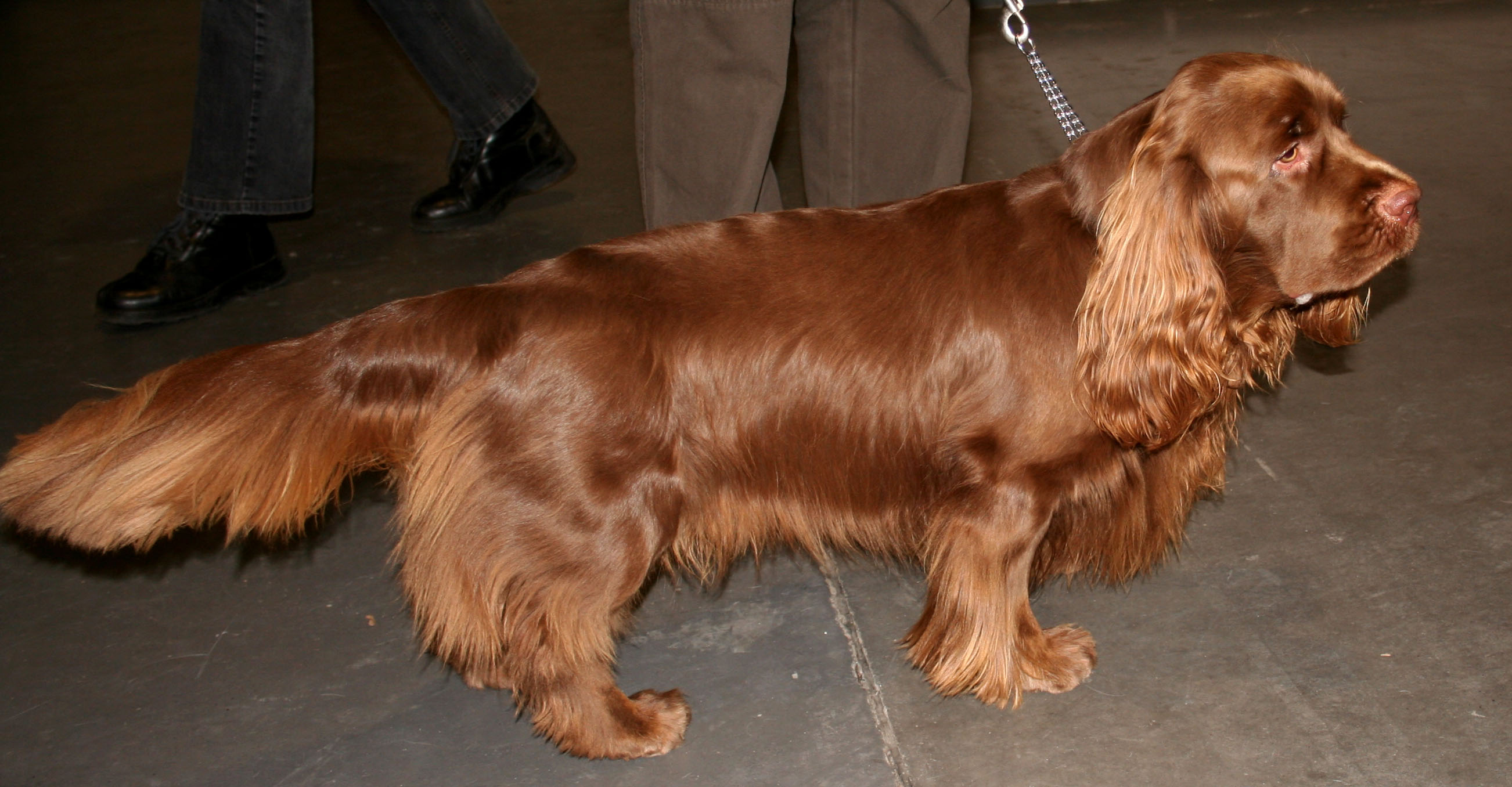
Sussex Spaniel

## T

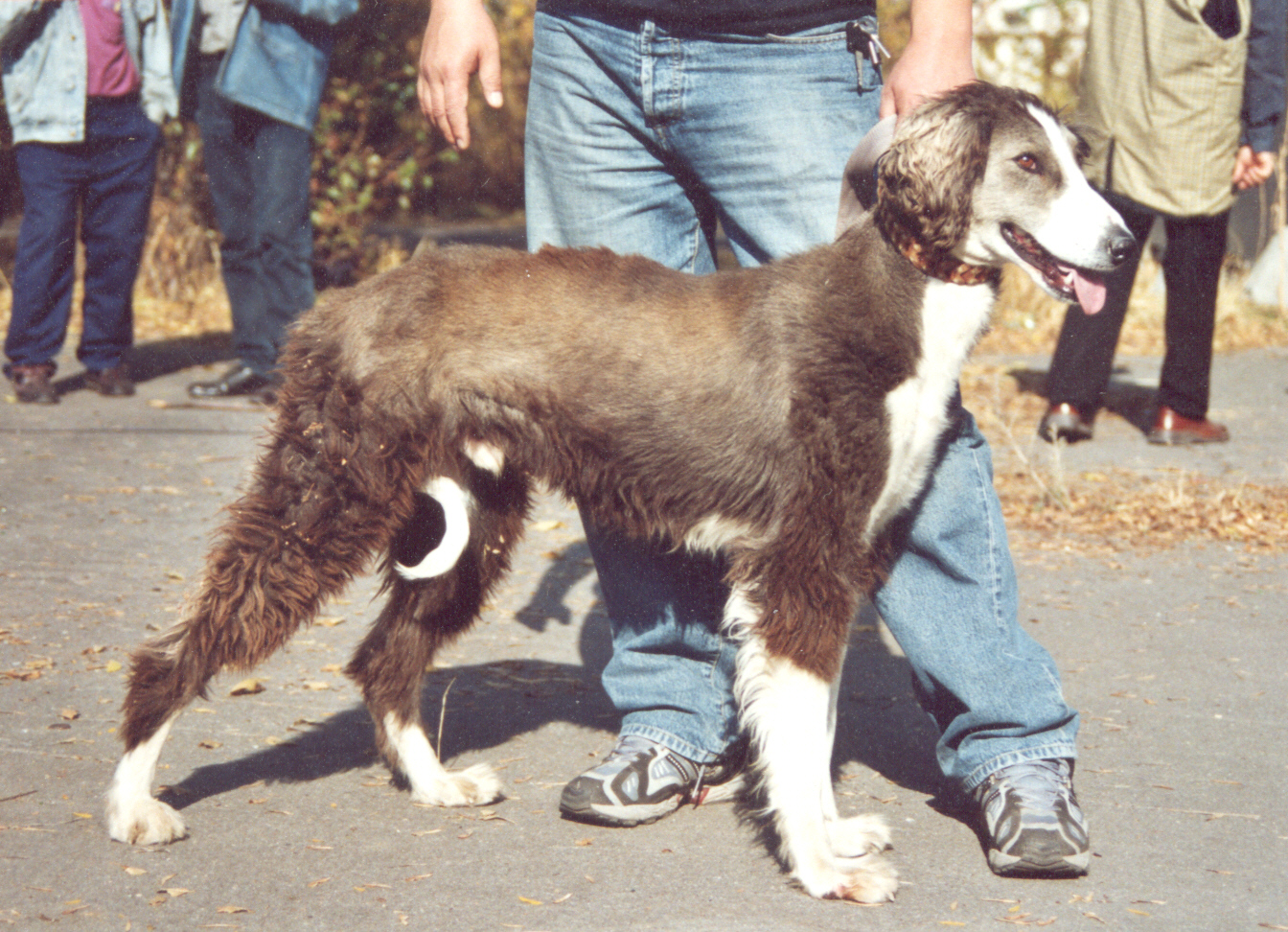
Taigan
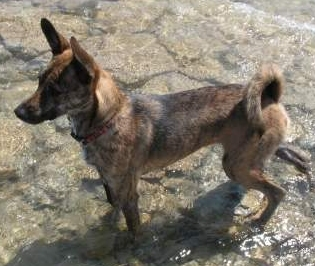
Taiwanhund
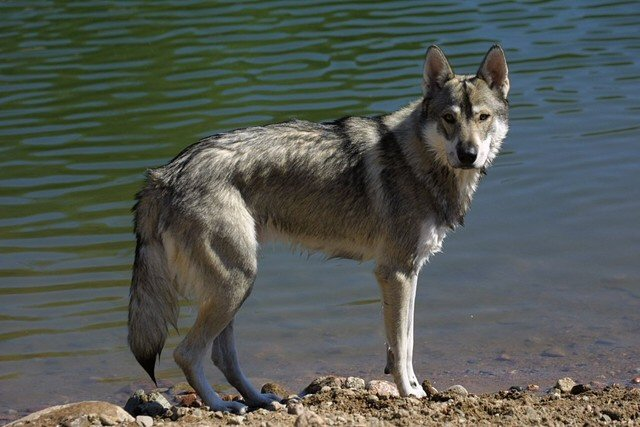
Tamaskan
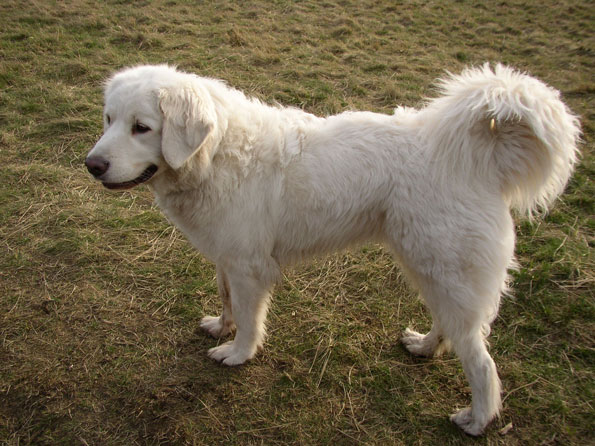
Tatrahund, Polski Owczarek Podhalanski
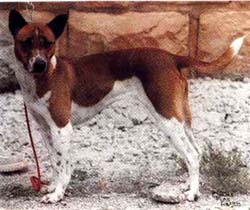
Telomian
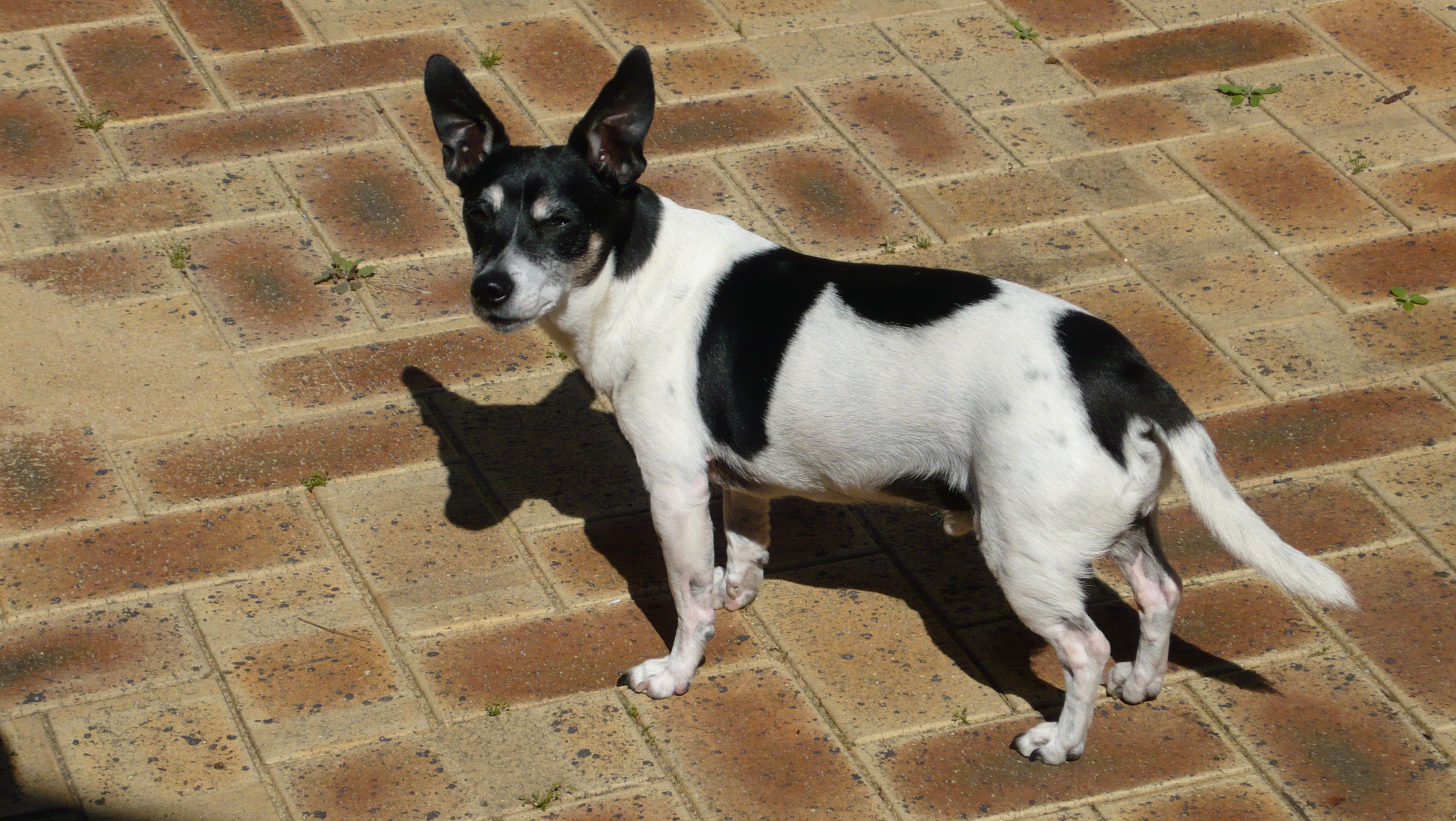
Tenterfield Terrier
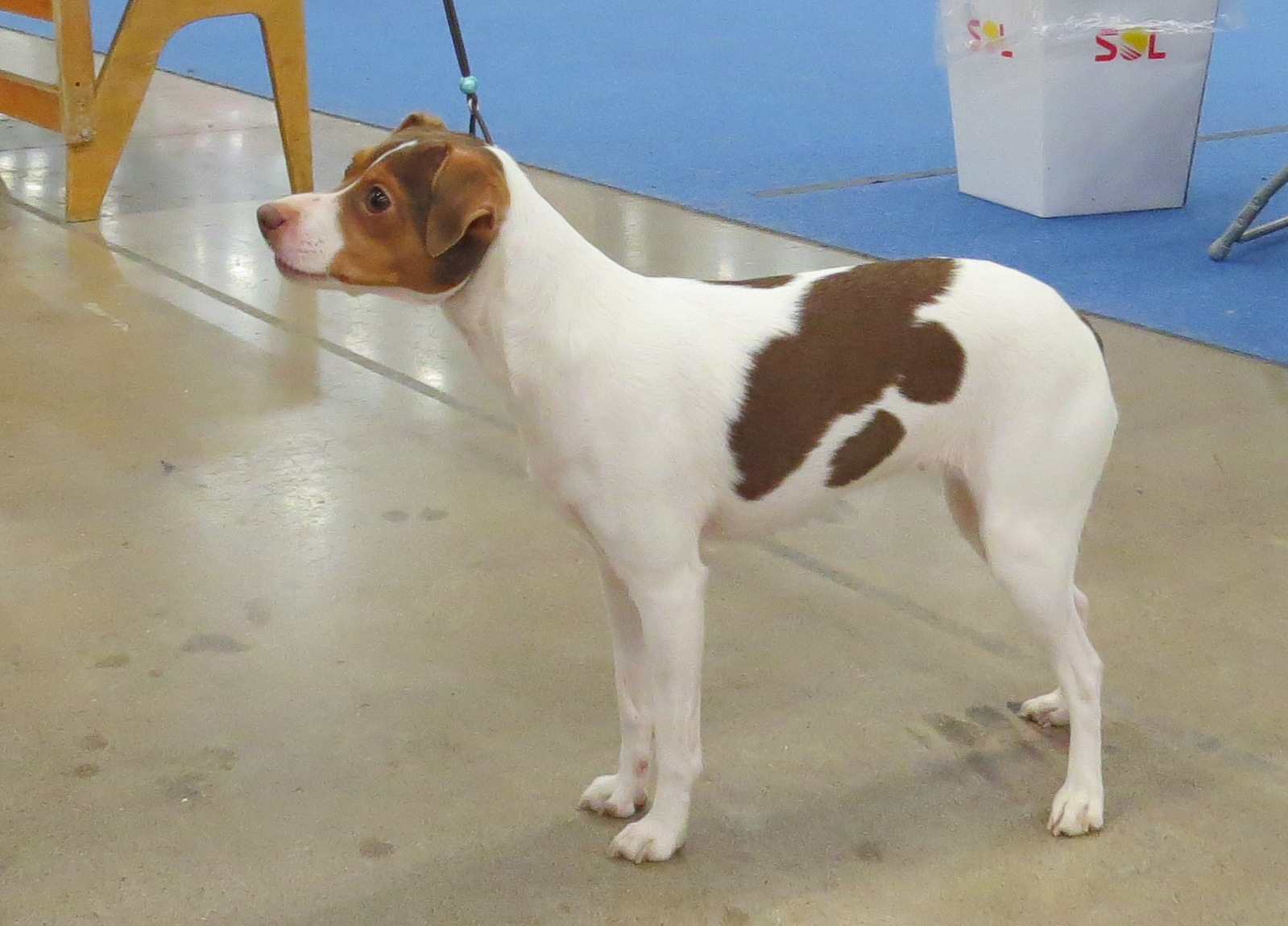
Terrier Brasileiro
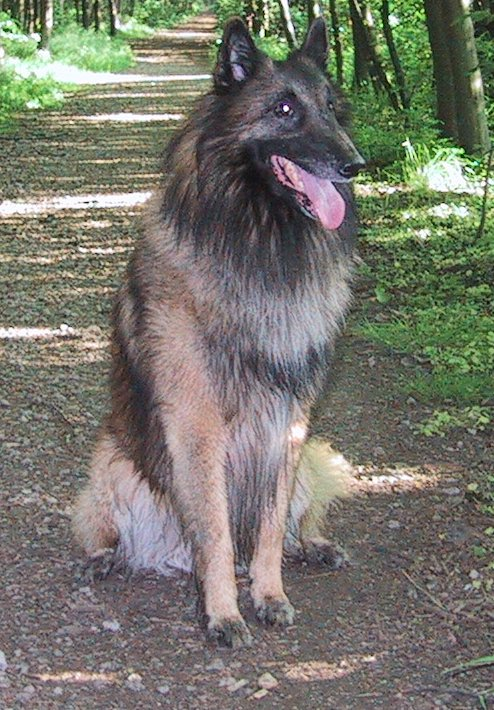
Tervueren eine Varietät des Belgischen Schäferhunds
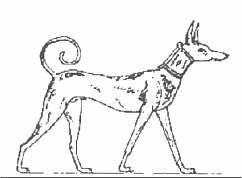
Tesem, altägyptischer Pharaohund (†)
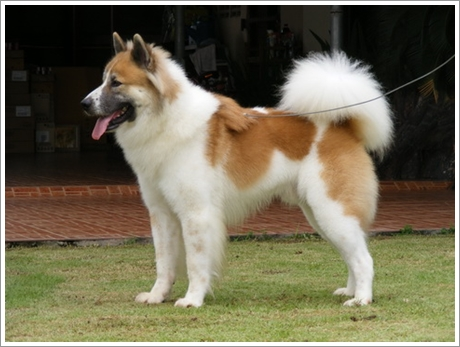
Thai Bangkaew Dog
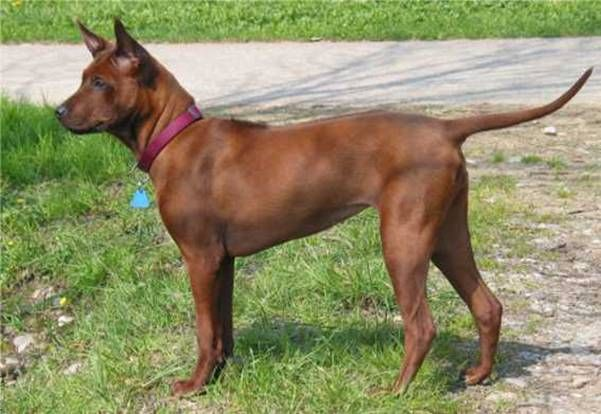
Thai Ridgeback
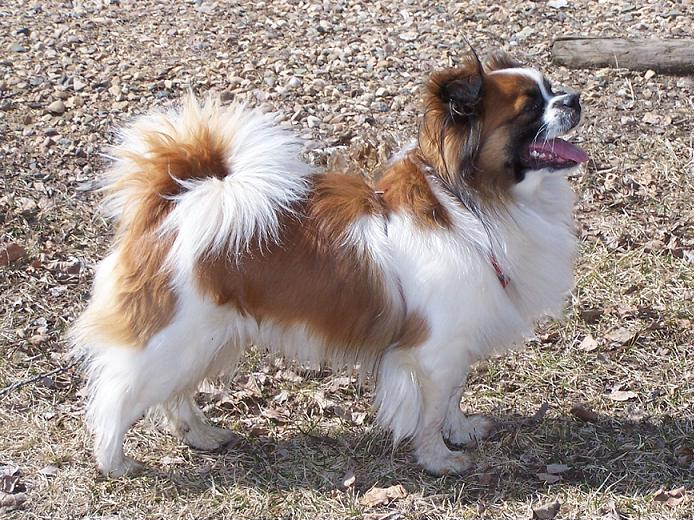
Tibet-Spaniel
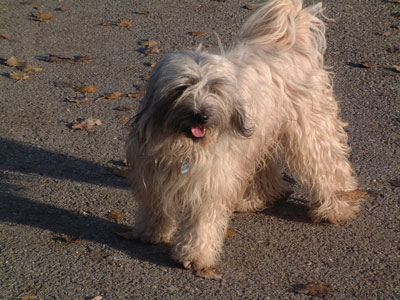
Tibet-Terrier
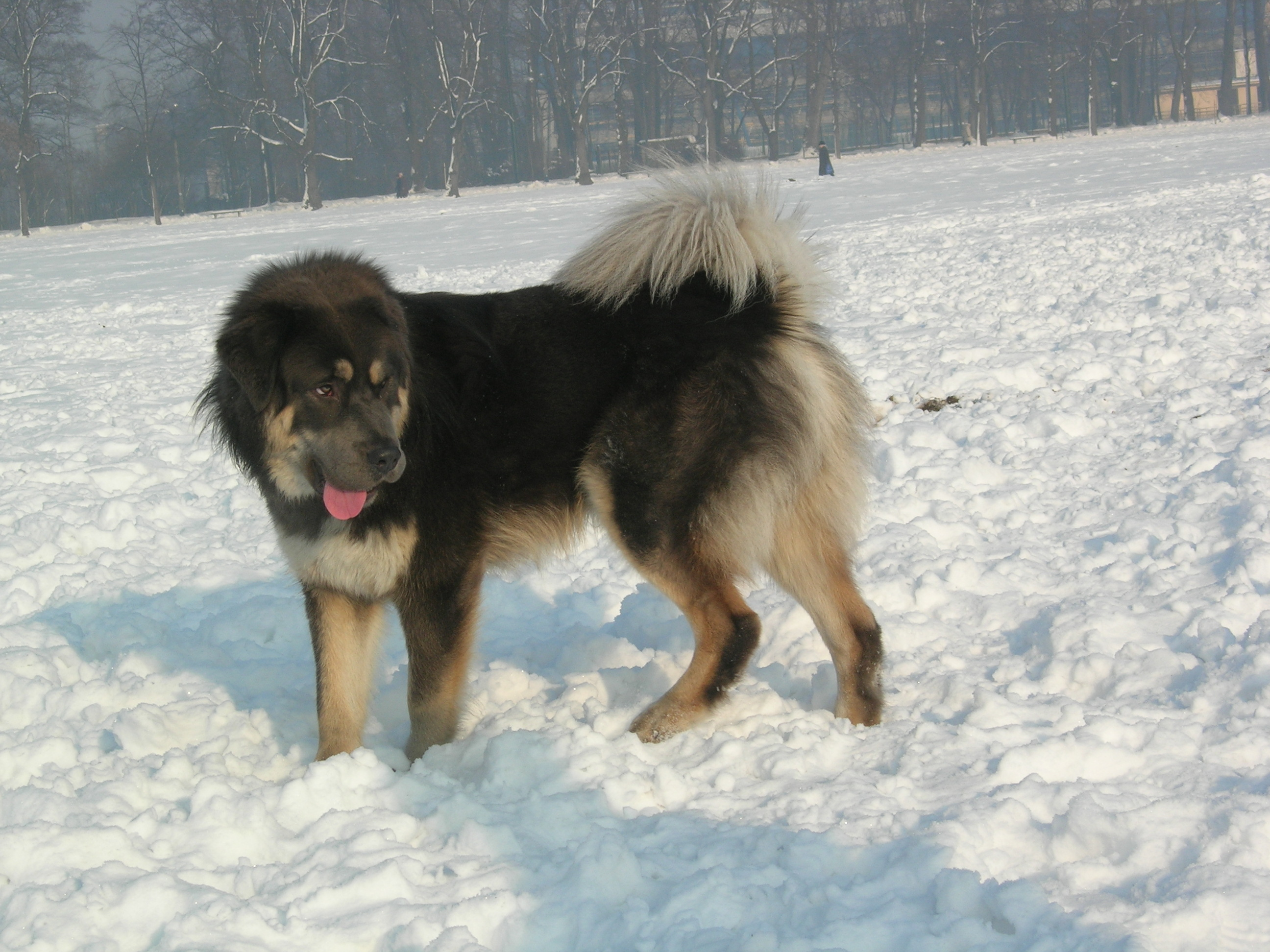
Tibetdogge, Tibet Mastiff
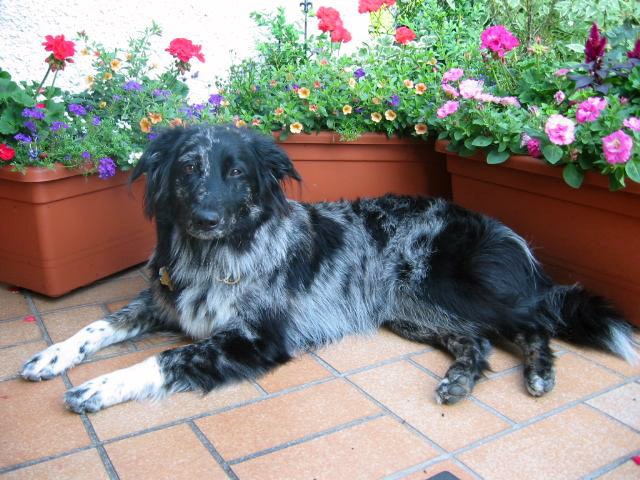
Tiger, Schlag des Altdeutschen Hütehundes
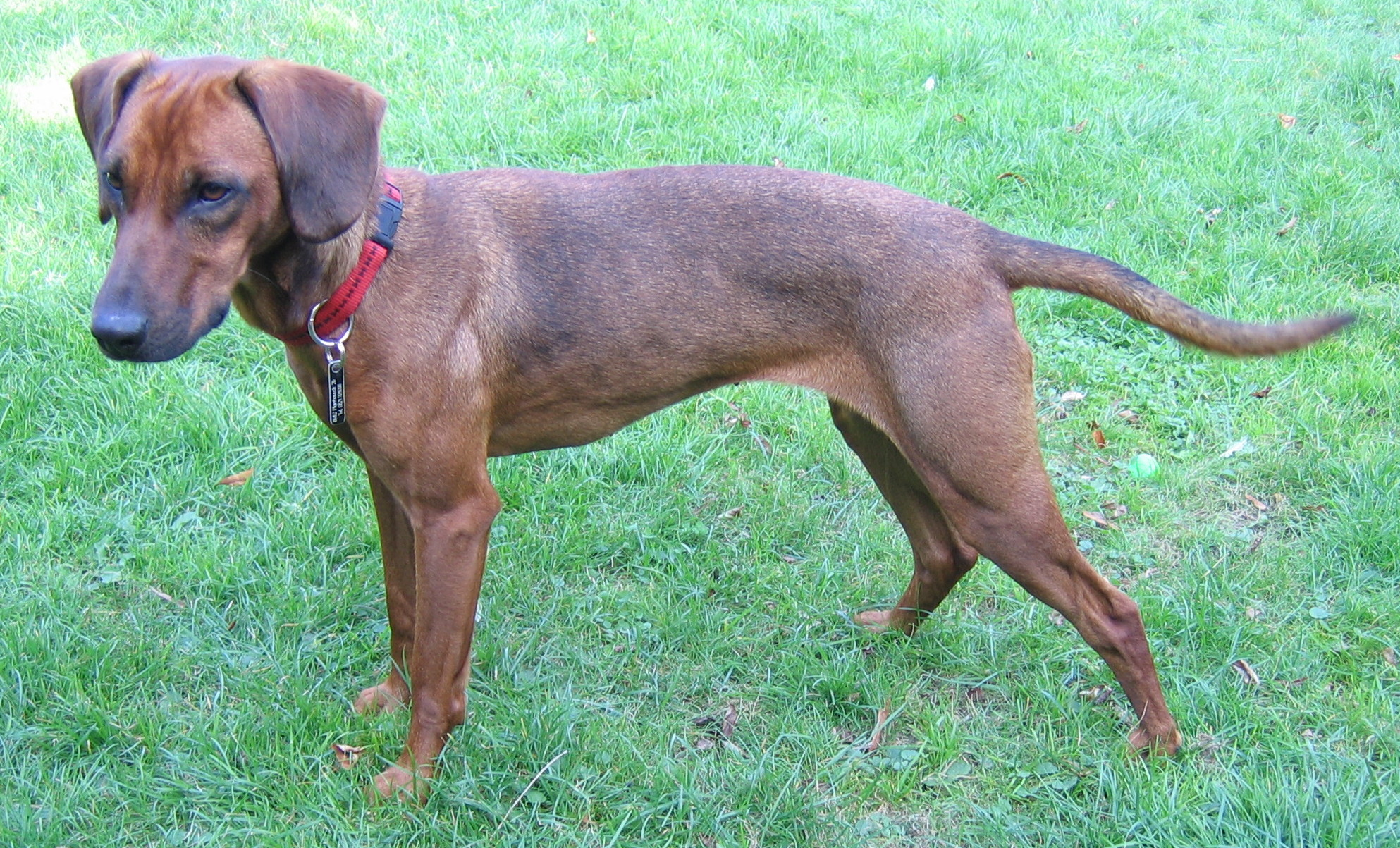
Tiroler Bracke
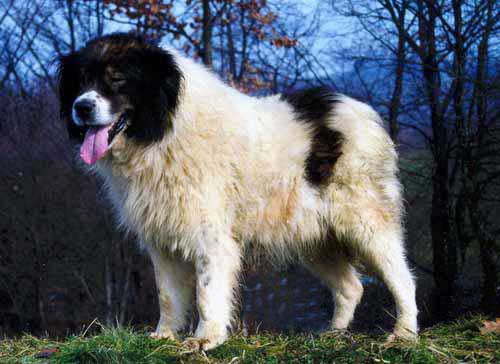
Tornjak
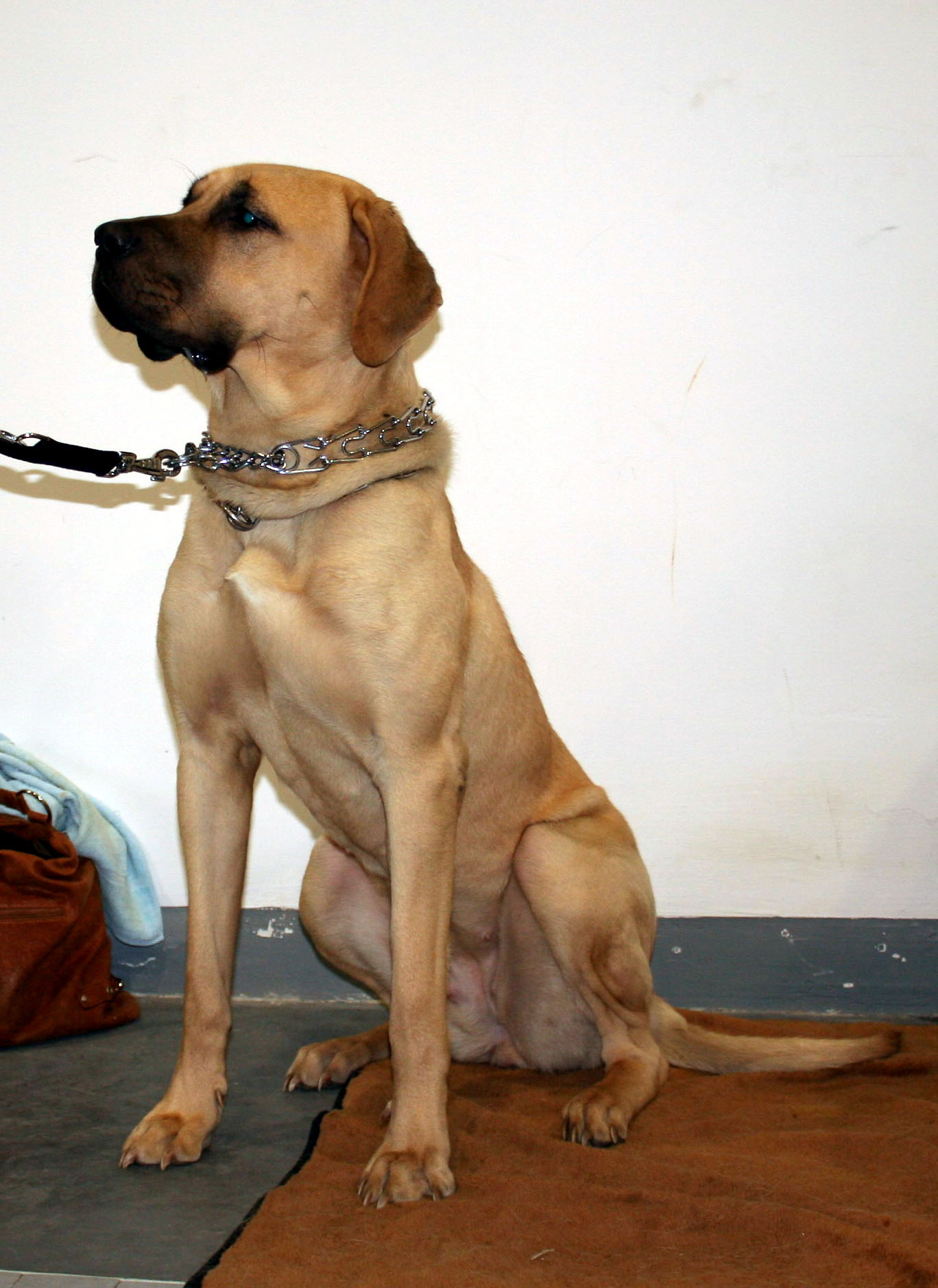
Tosa Inu
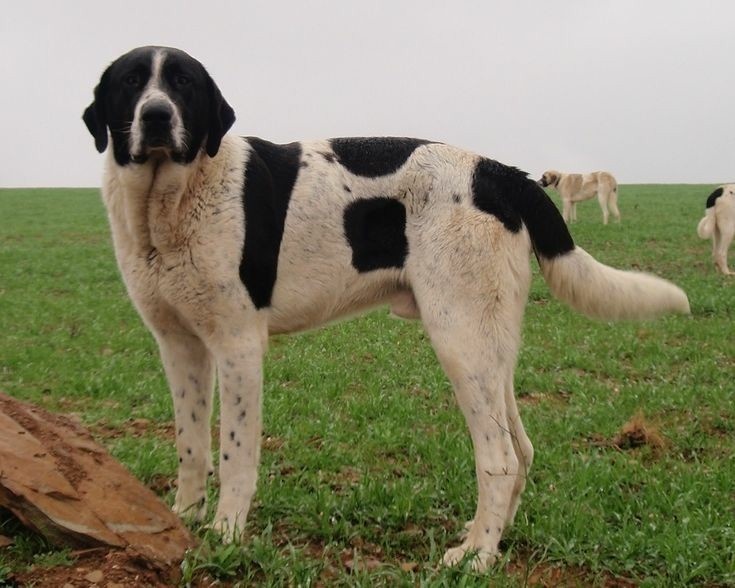
Transmontano-Hirtenhund
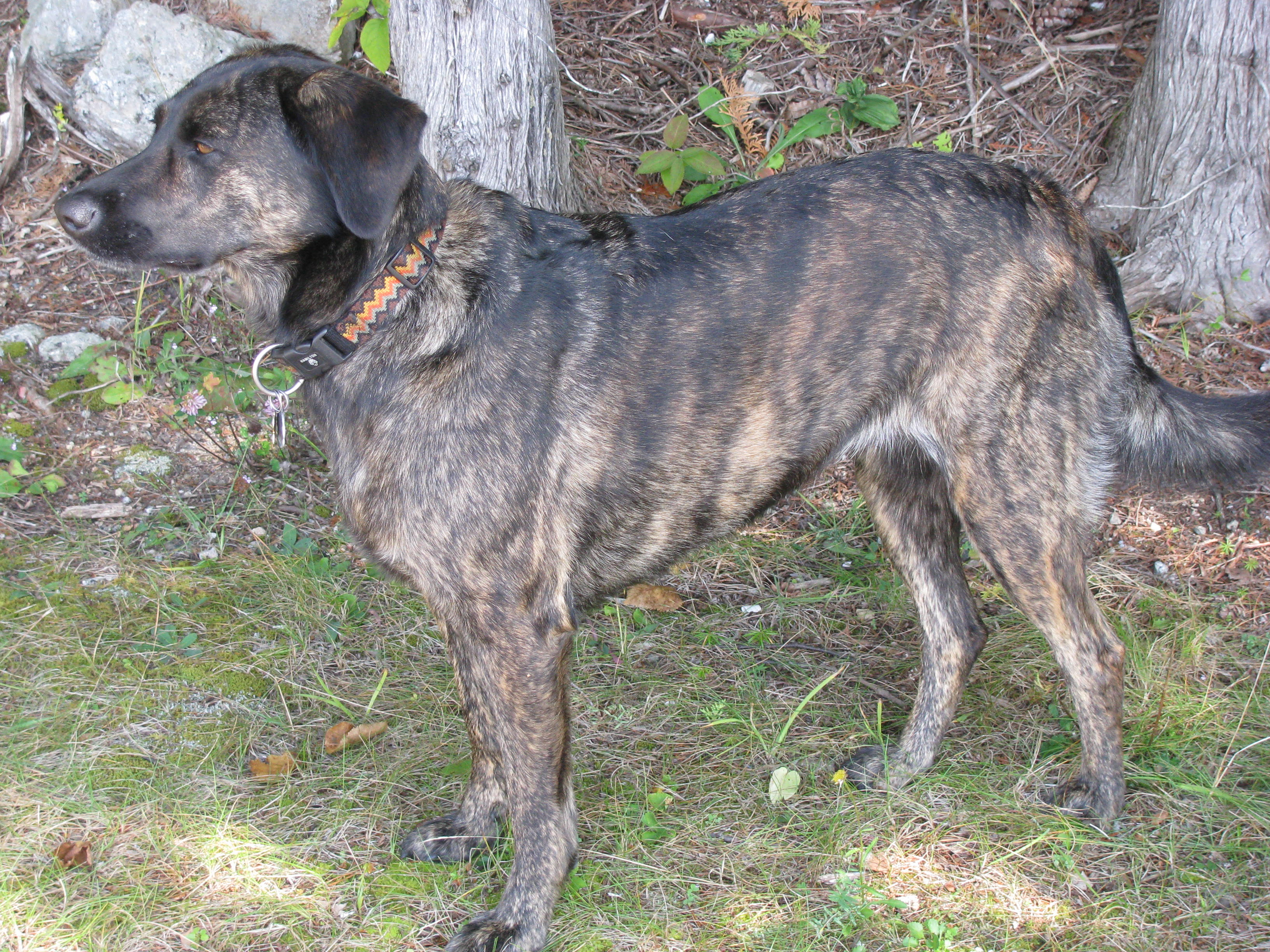
Treeing Tennessee Brindle
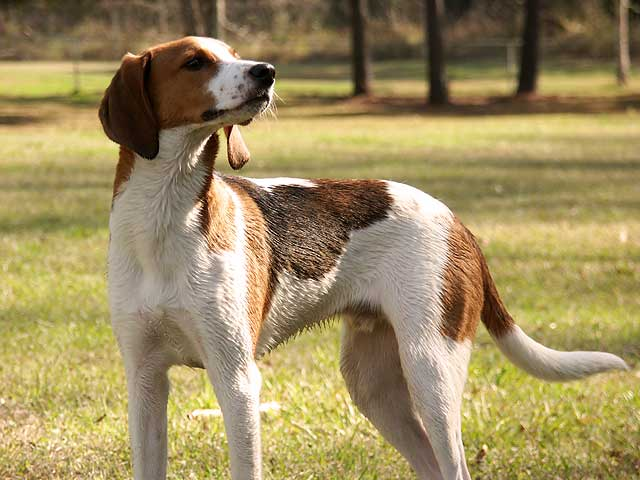
Treeing Walker Coonhound
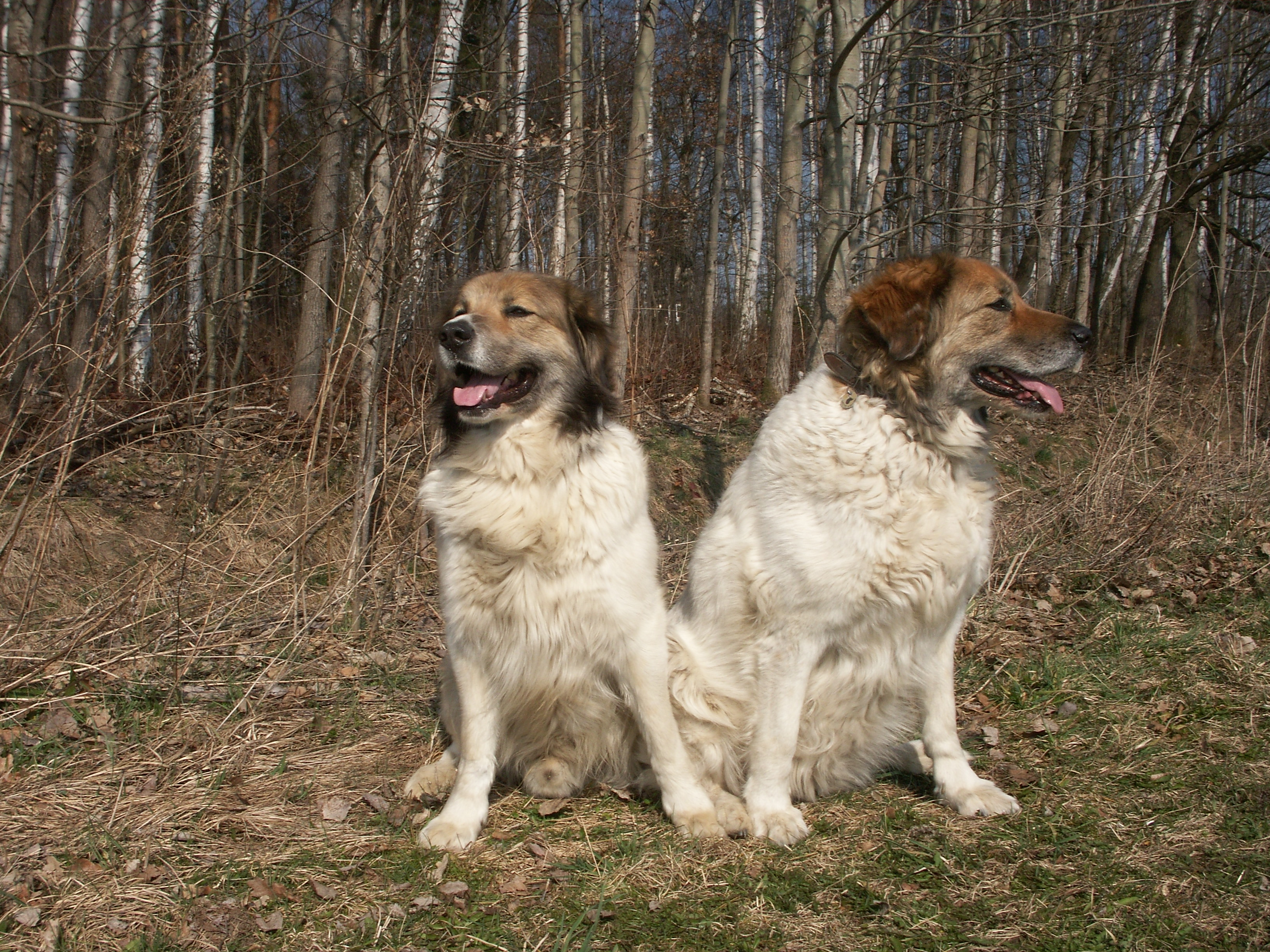
Tschechischer Berghund
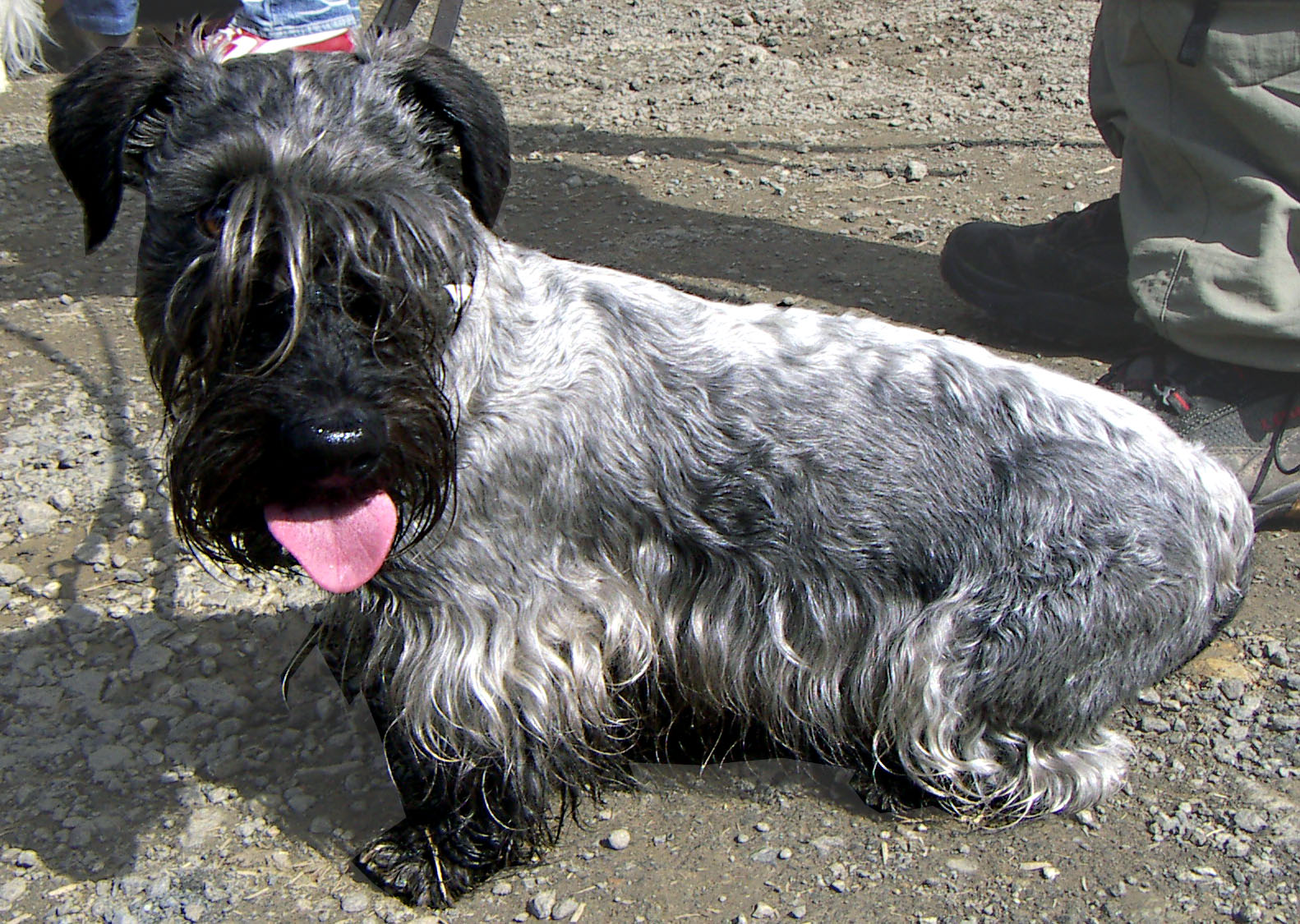
Tschechischer Terrier
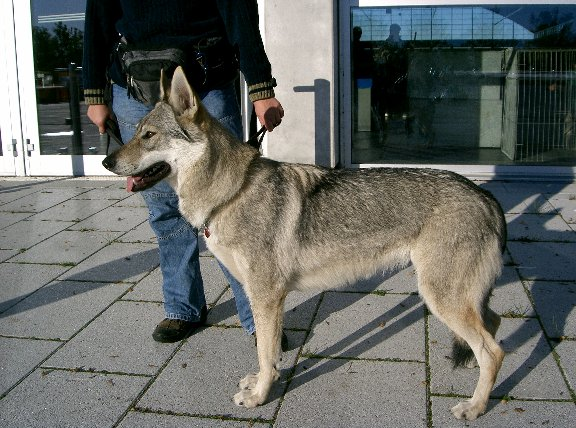
Tschechoslowakischer Wolfhund
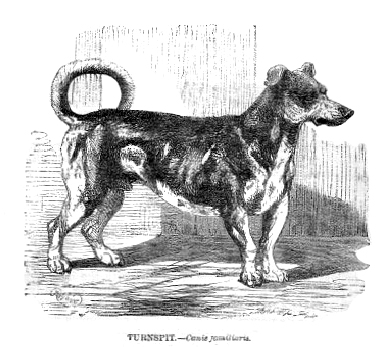
Turnspit Dog (†)

## V

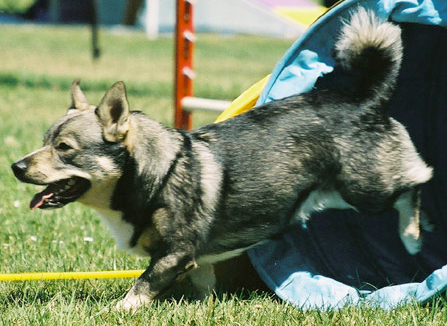
Västgötaspets
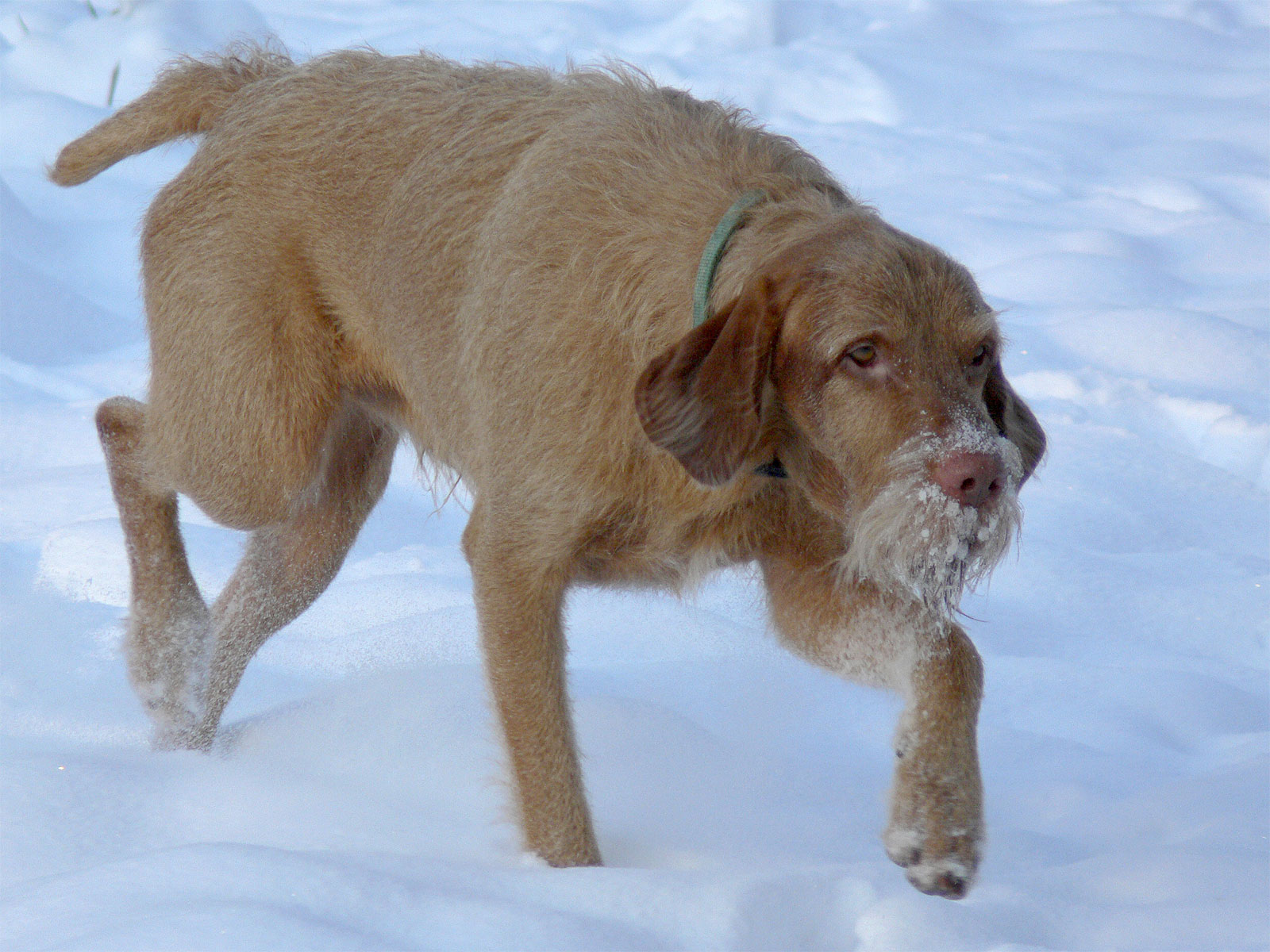
Vizsla, Drahthaar (FCI 239)
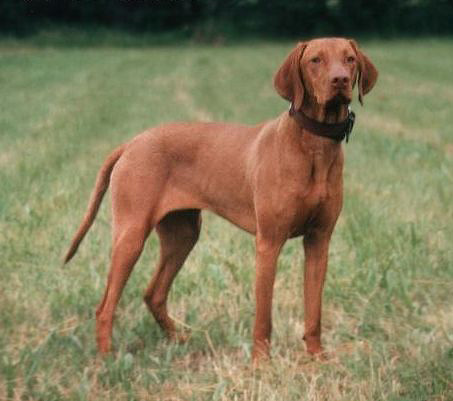
Vizsla, Kurzhaar (FCI 57)
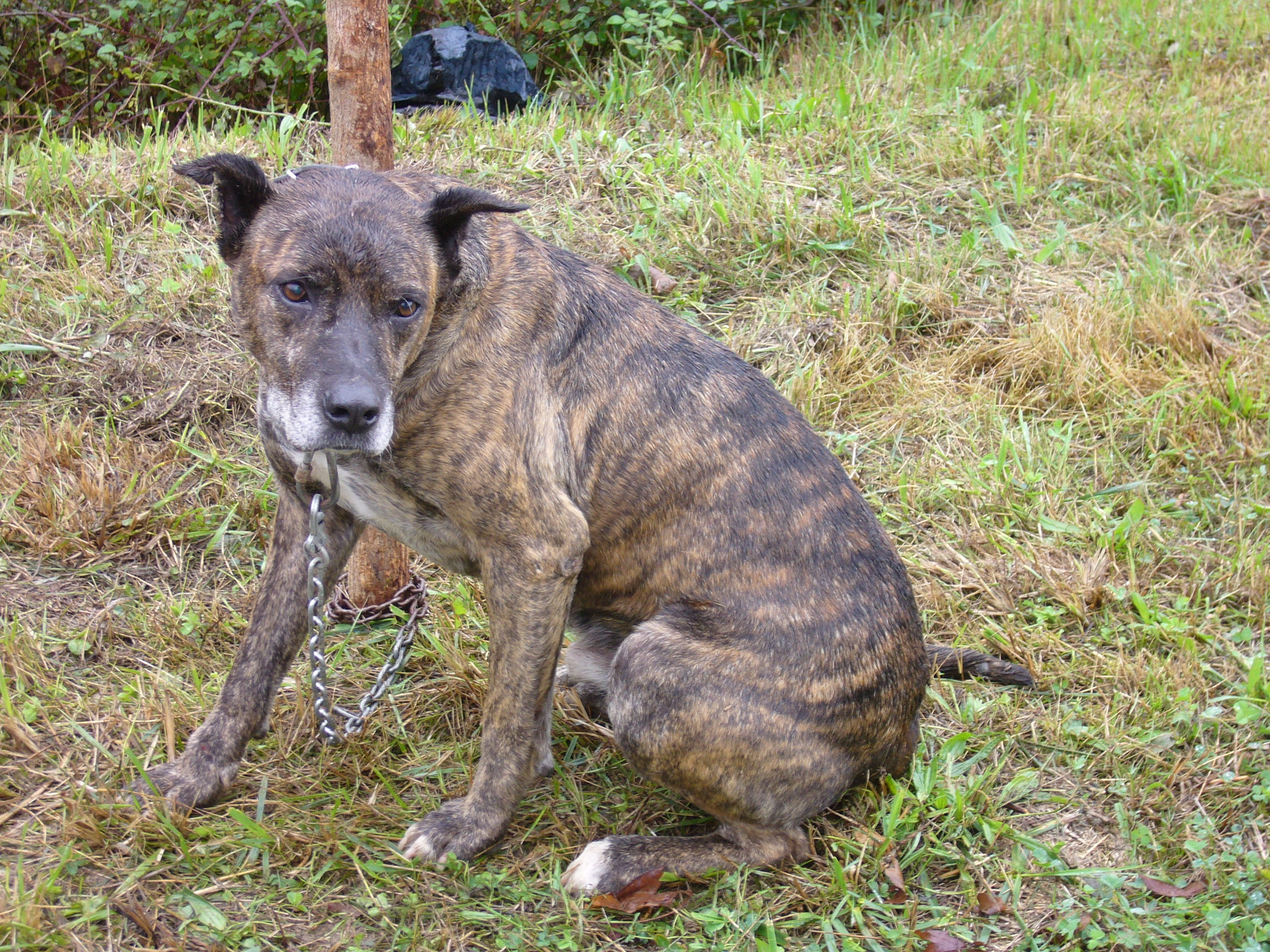
Villano de las Encartaciones
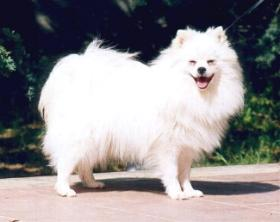
Volpino Italiano

## W

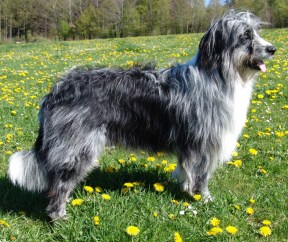
Wäller
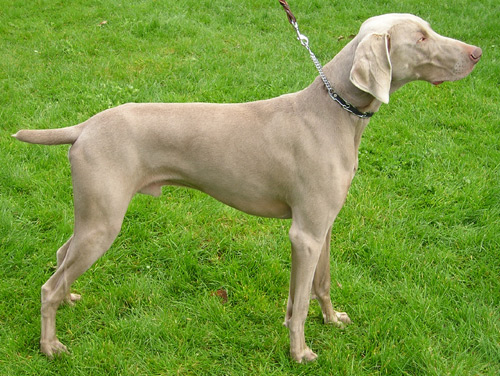
Weimaraner
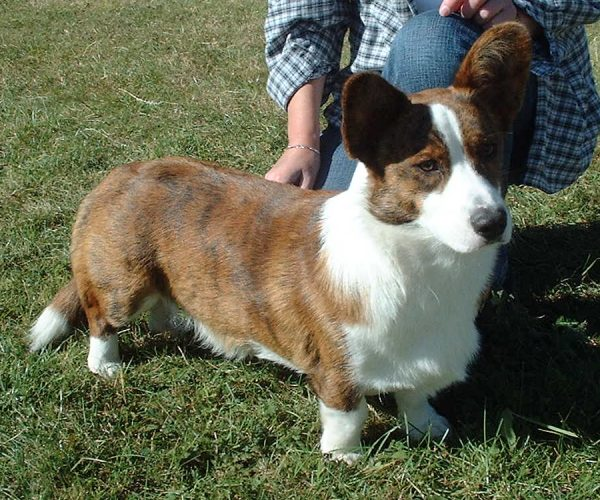
Welsh Corgi Cardigan
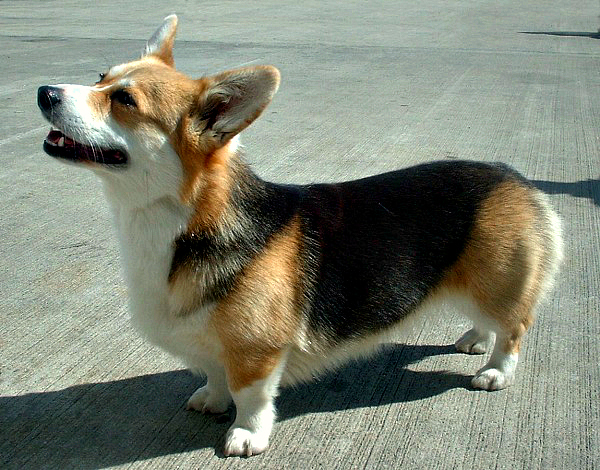
Welsh Corgi Pembroke
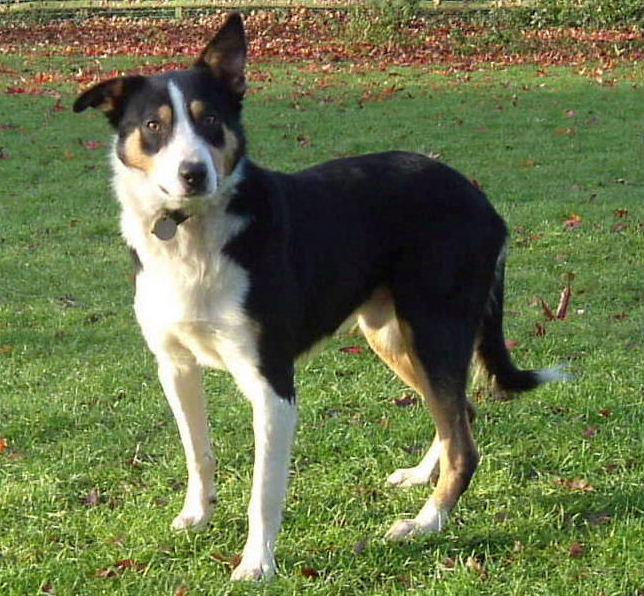
Welsh Sheepdog
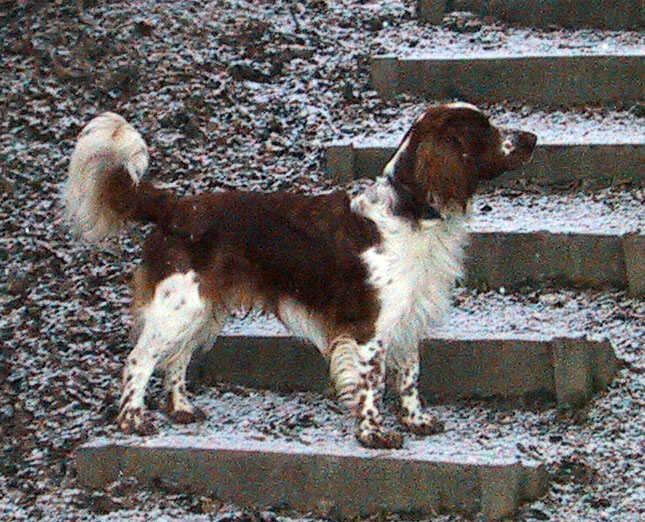
Welsh Springer Spaniel
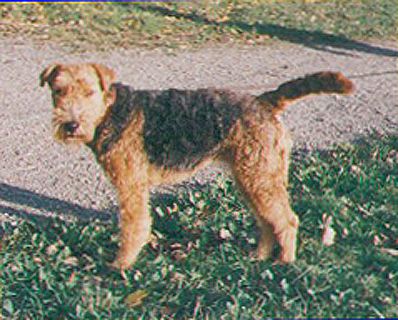
Welsh Terrier
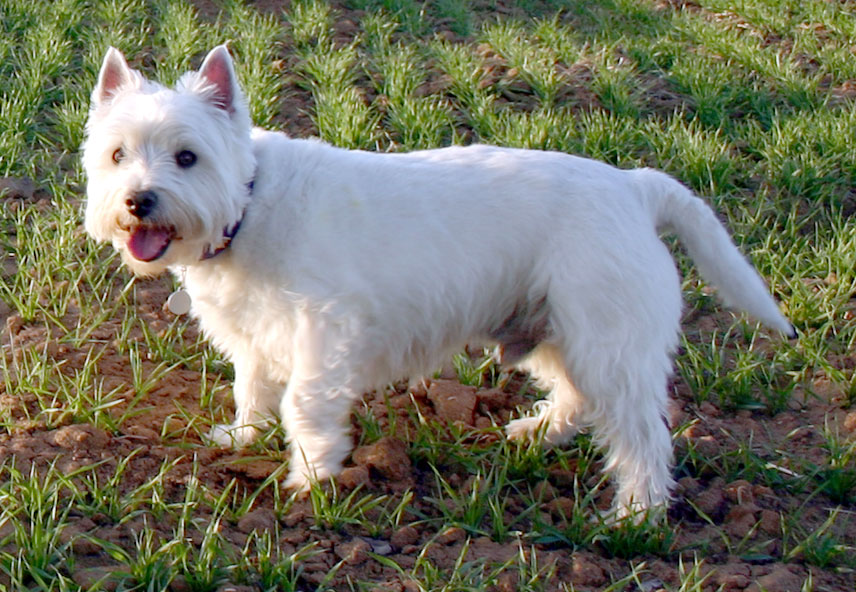
West Highland White Terrier
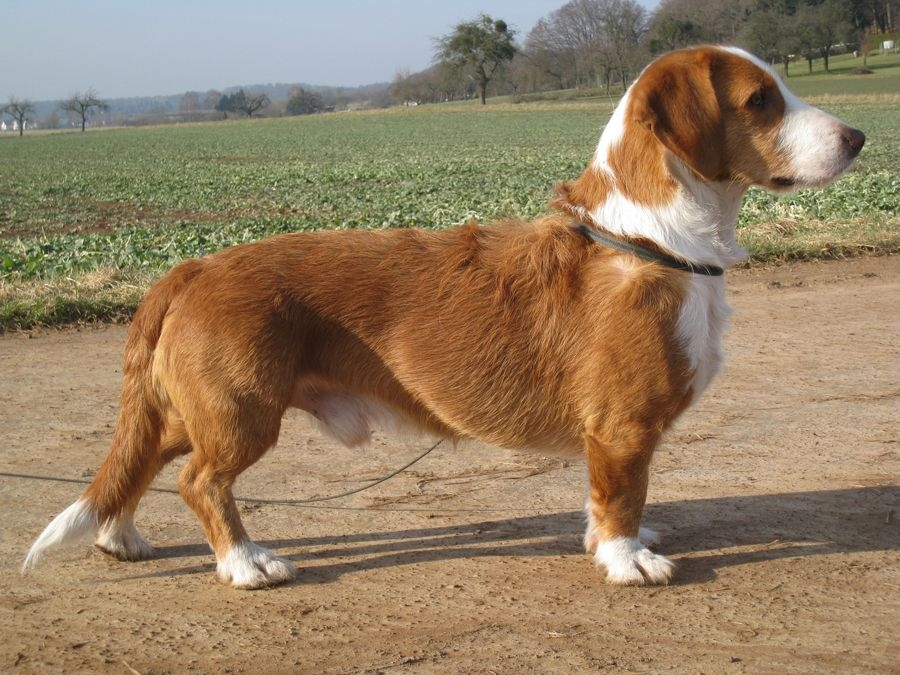
Westfälische Dachsbracke
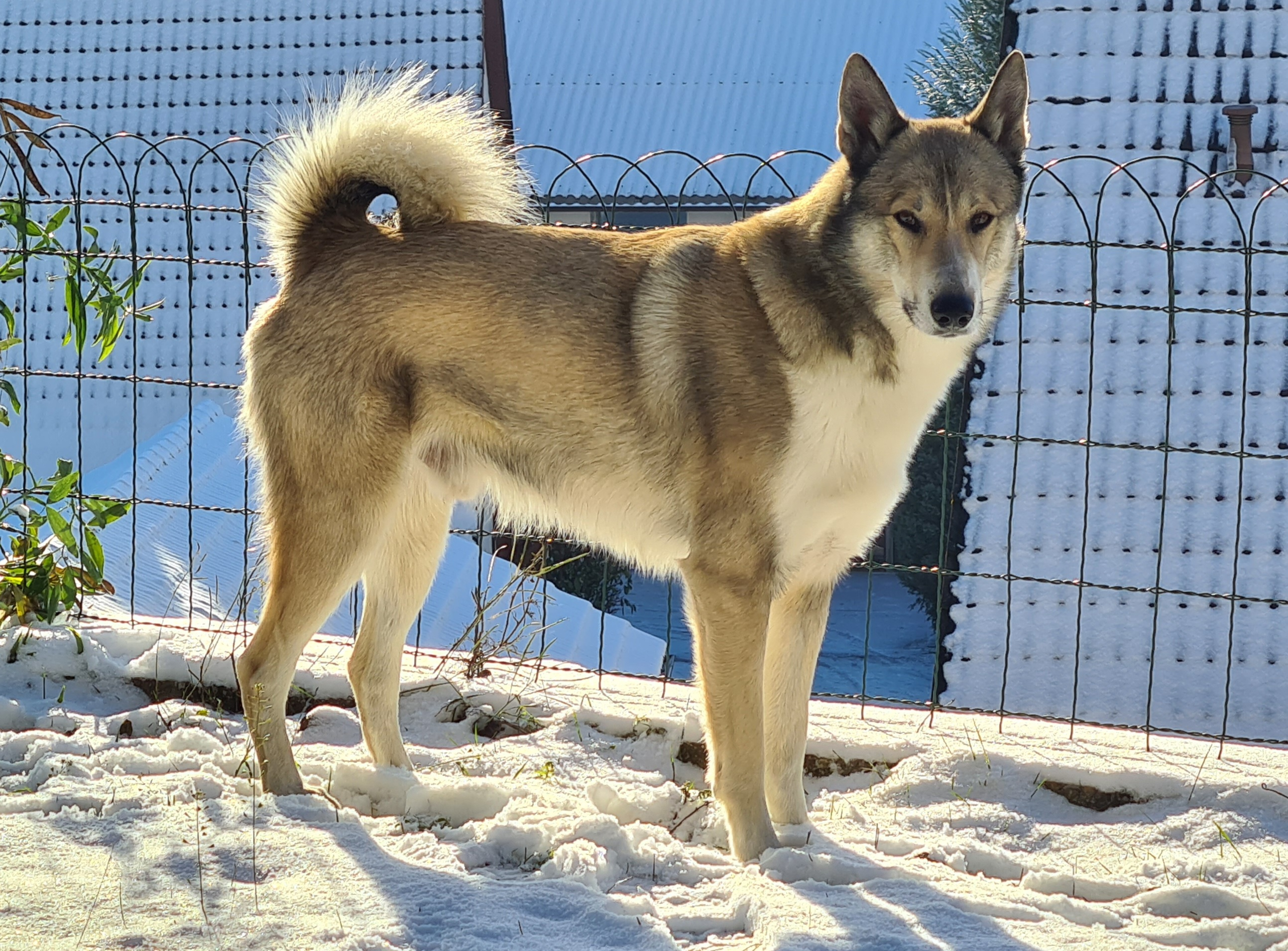
Westsibirischer Laika
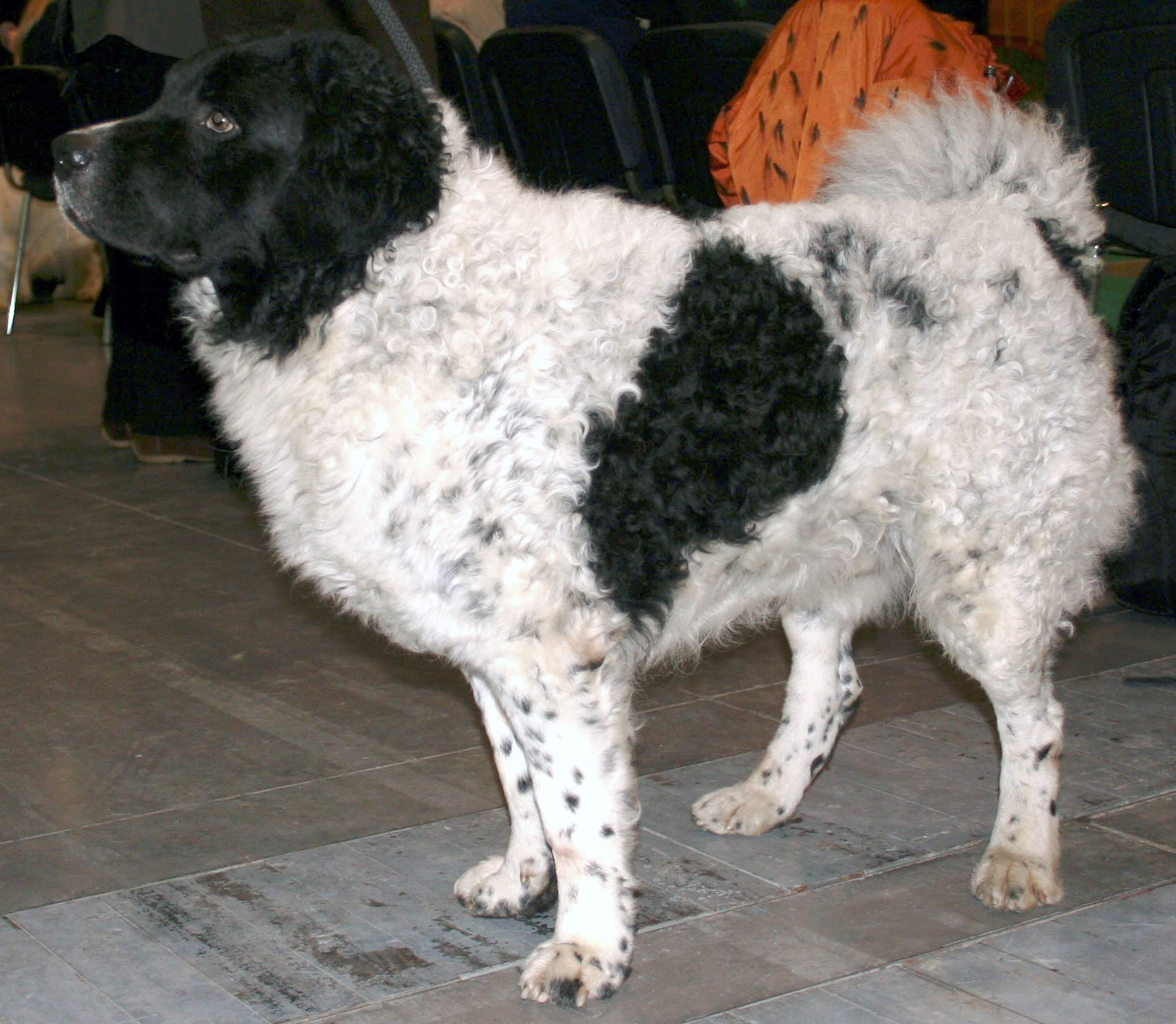
Wetterhoun
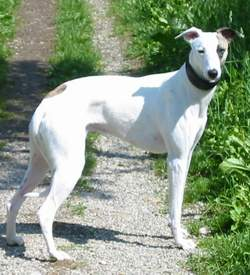
Whippet
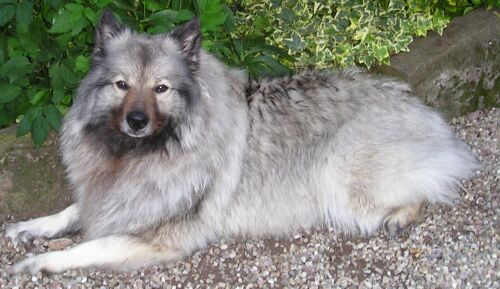
Wolfsspitz

## X

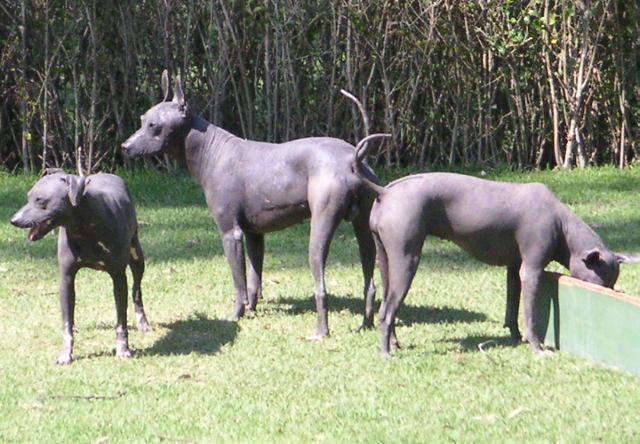
Xoloitzcuintle (Mexikanischer Nackthund)

## Y

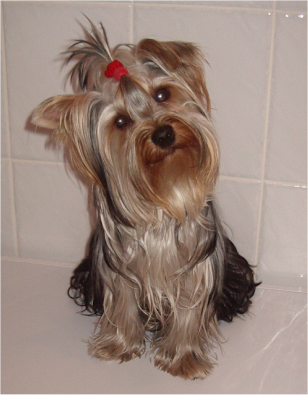
Yorkshire Terrier

## Z

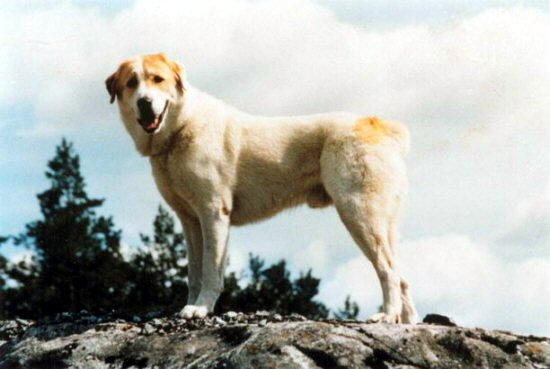
Zentralasiatischer Ovtscharka
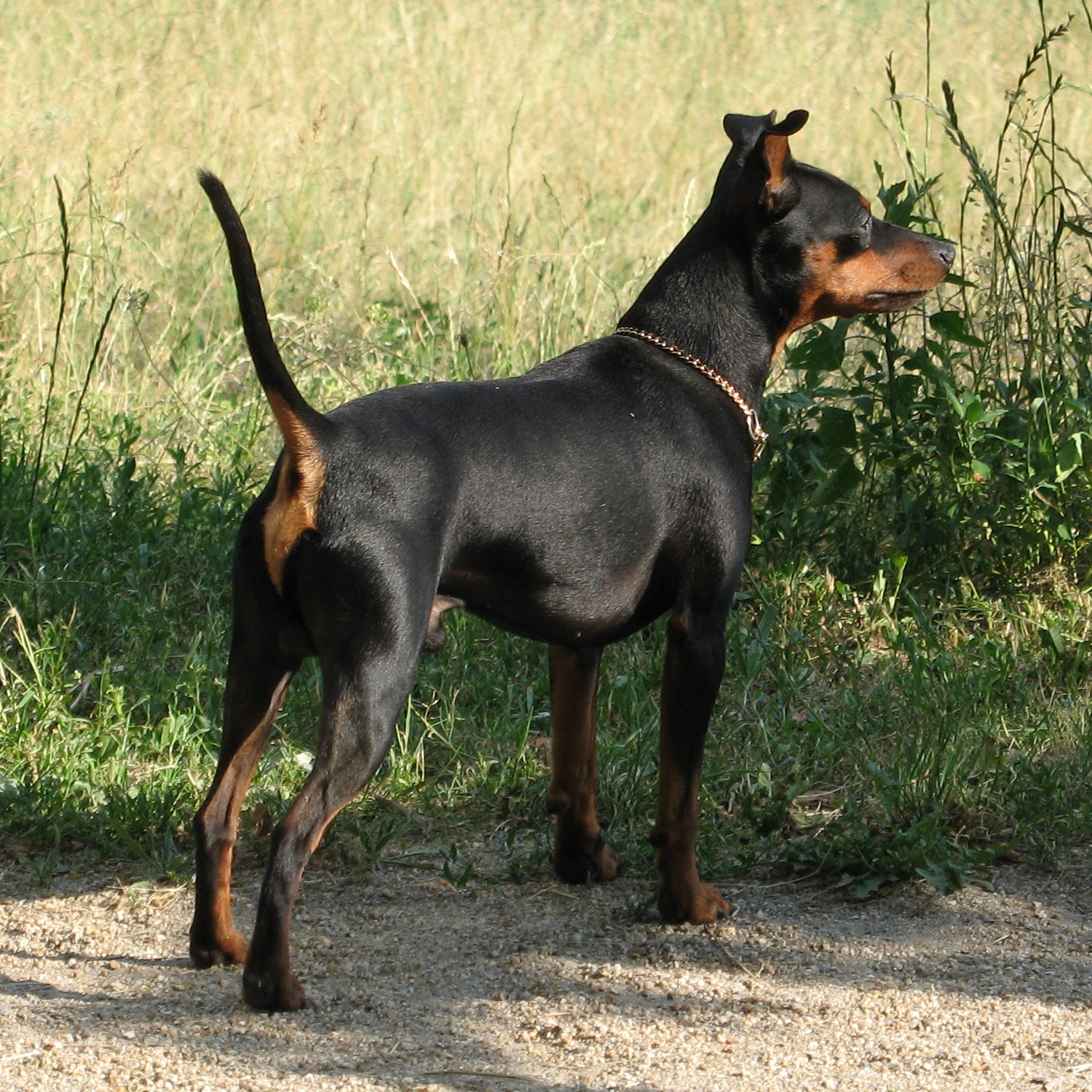
Zwergpinscher
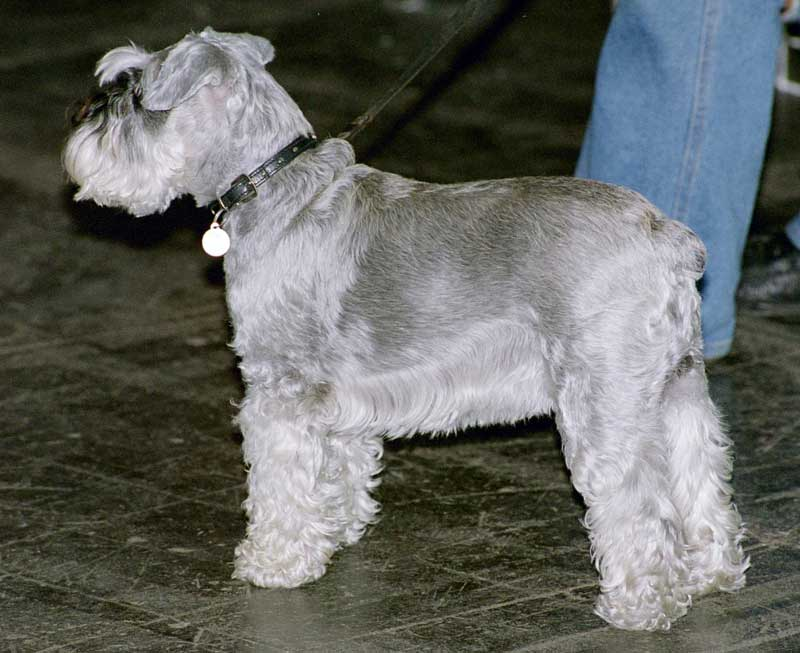
Zwergschnauzer
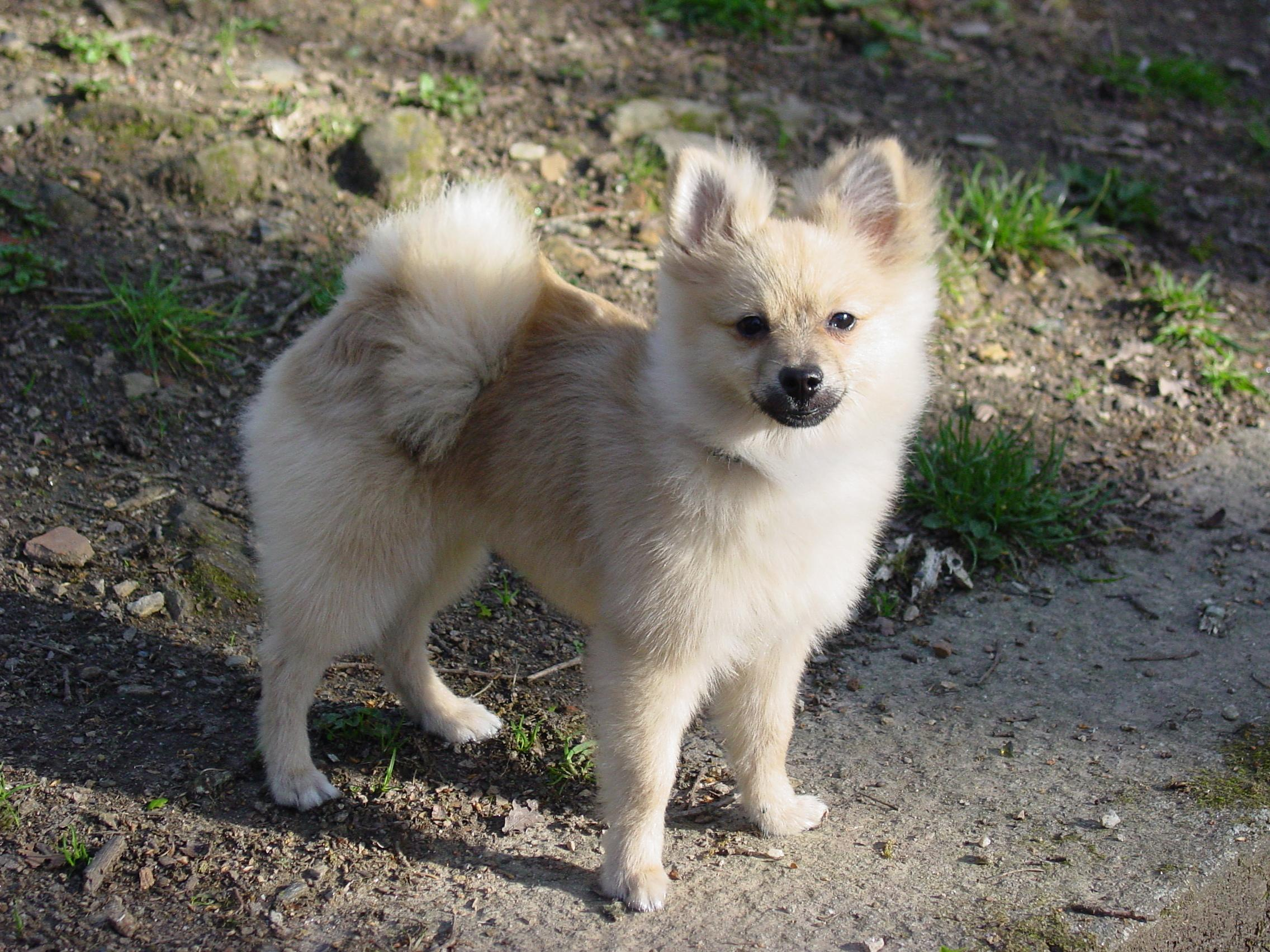
Zwergspitz